# Kalendarium historii Bydgoszczy (od 1945)
Kalendarium bydgoskie po II wojnie światowej, czyli historia Bydgoszczy w datach. Okres przed 1945 rokiem znajduje się w artykule: Kalendarium historii Bydgoszczy.

## Polska Rzeczpospolita Ludowa

### lata 40. XX w.
- 1945

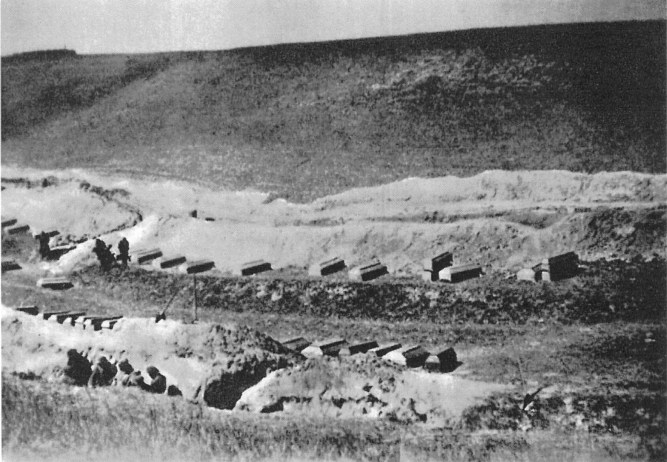
Ekshumacja pomordowanych w „Dolinie Śmierci”

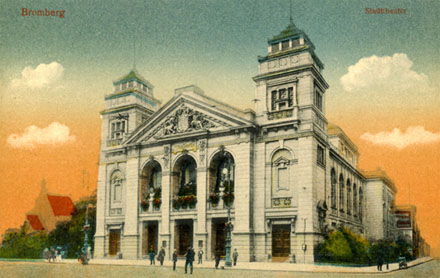
Teatr Miejski podpalony w lutym 1945 przez żołnierzy radzieckich, rozebrany wiosną 1946

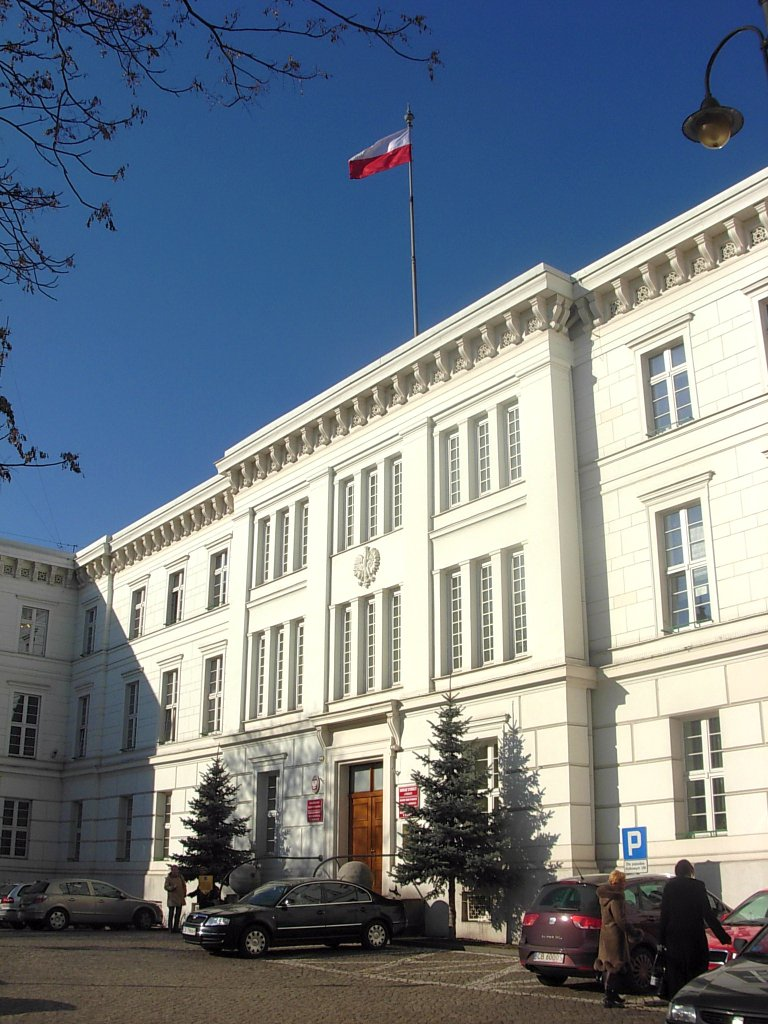
Pomorski Urząd Wojewódzki od 2 marca 1945 w budynku rejencji z 1836

Województwo pomorskie (1945–1950)

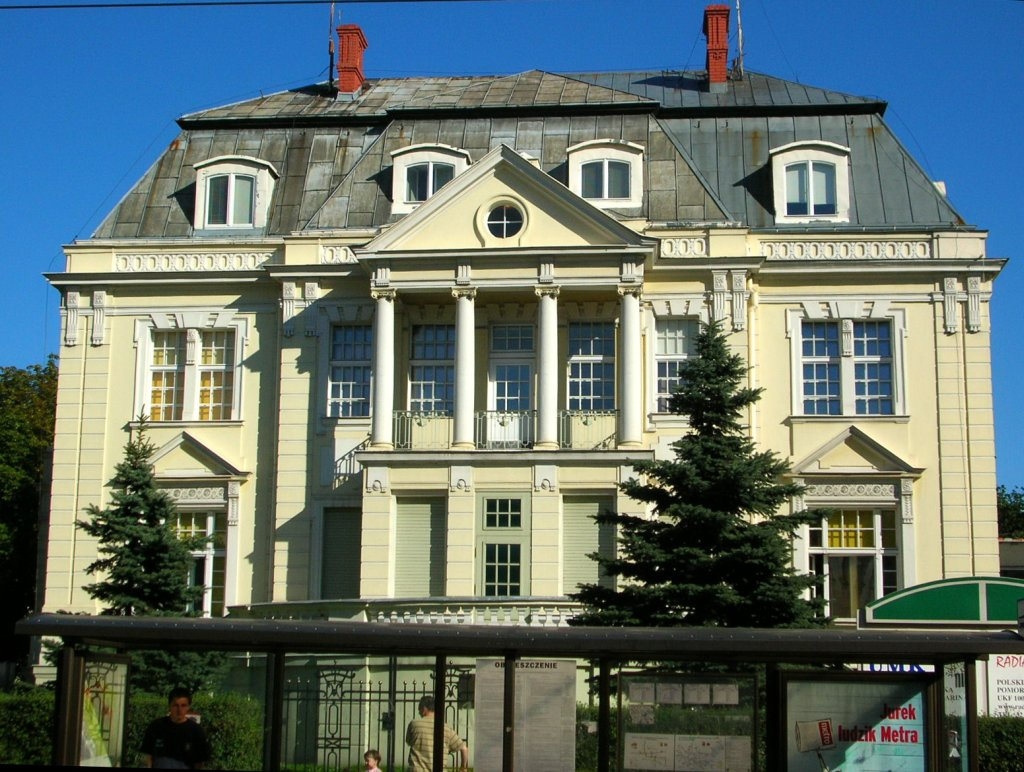
Willa Wilhelma Blumwe w Bydgoszczy, od 1945 siedziba Pomorskiej Rozgłośni Polskiego Radia

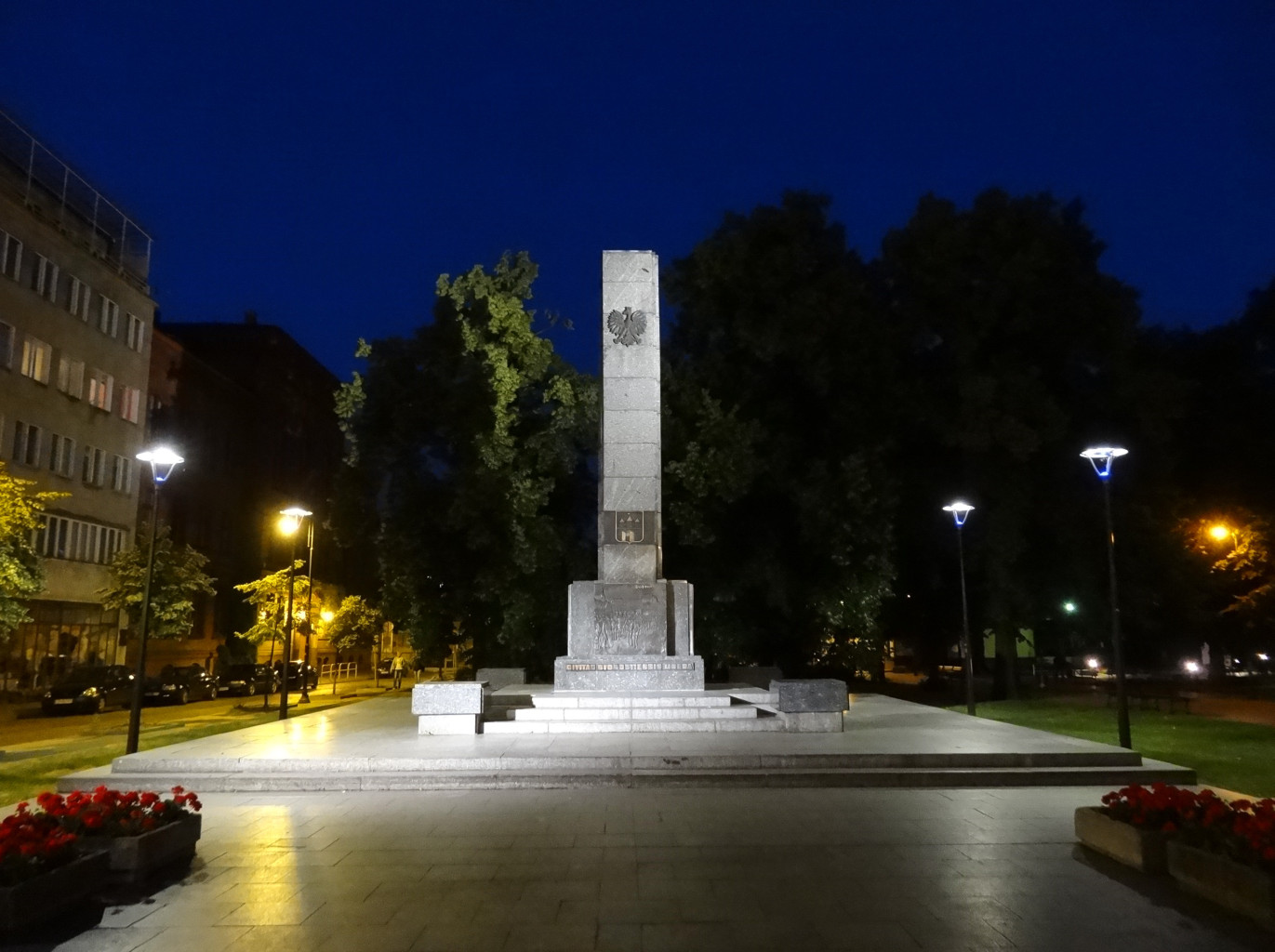
Wzniesiony w 1945 Pomnik Wdzięczności Żołnierzom Armii Czerwonej (od 1990 pomnik Wolności) autorstwa Jana Kossowskiego

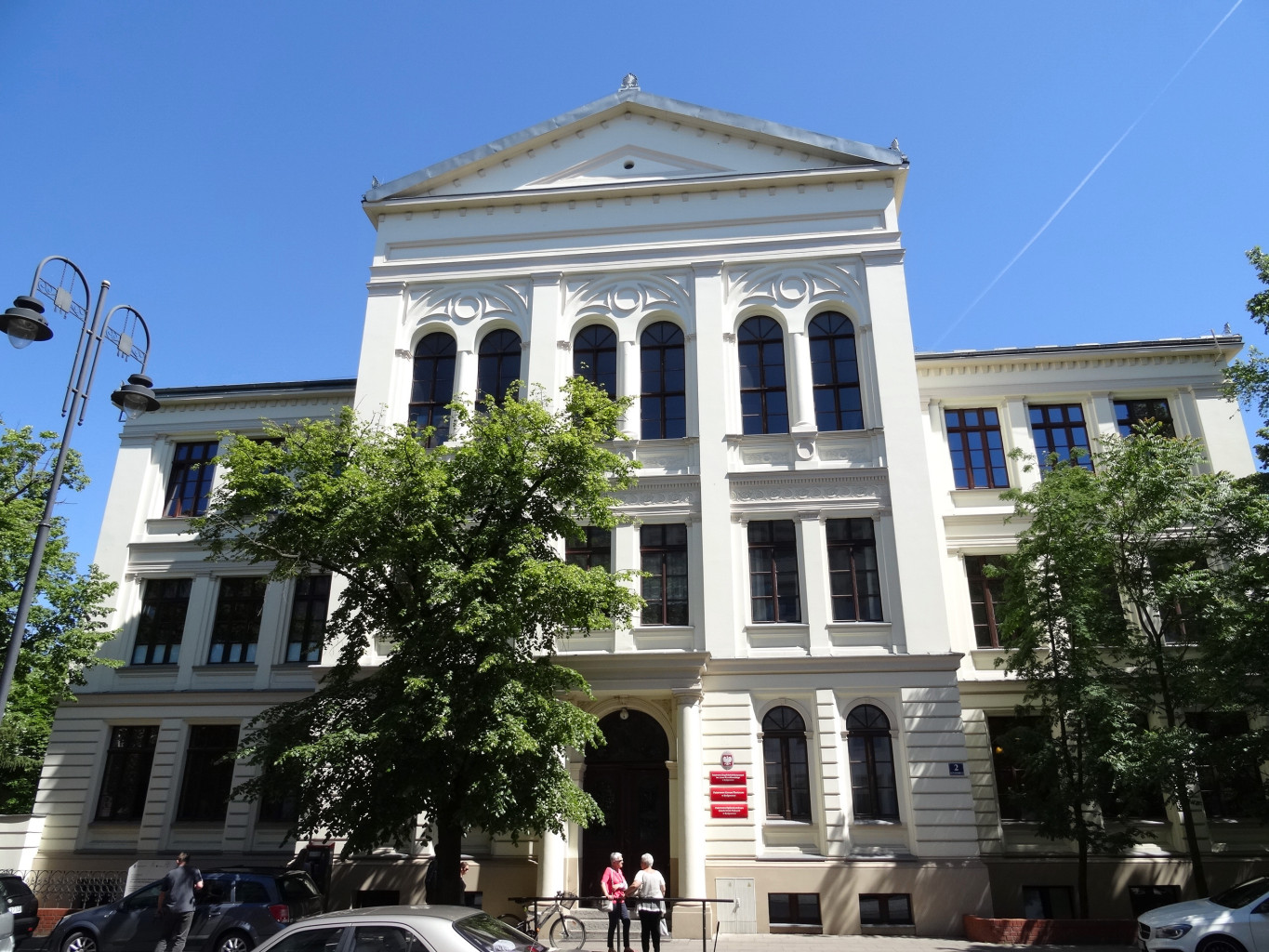
Średnia Szkoła Sztuk Plastycznych założona w 1945 dzięki staraniom Mariana Turwida i bydgoskiego oddziału ZPAP

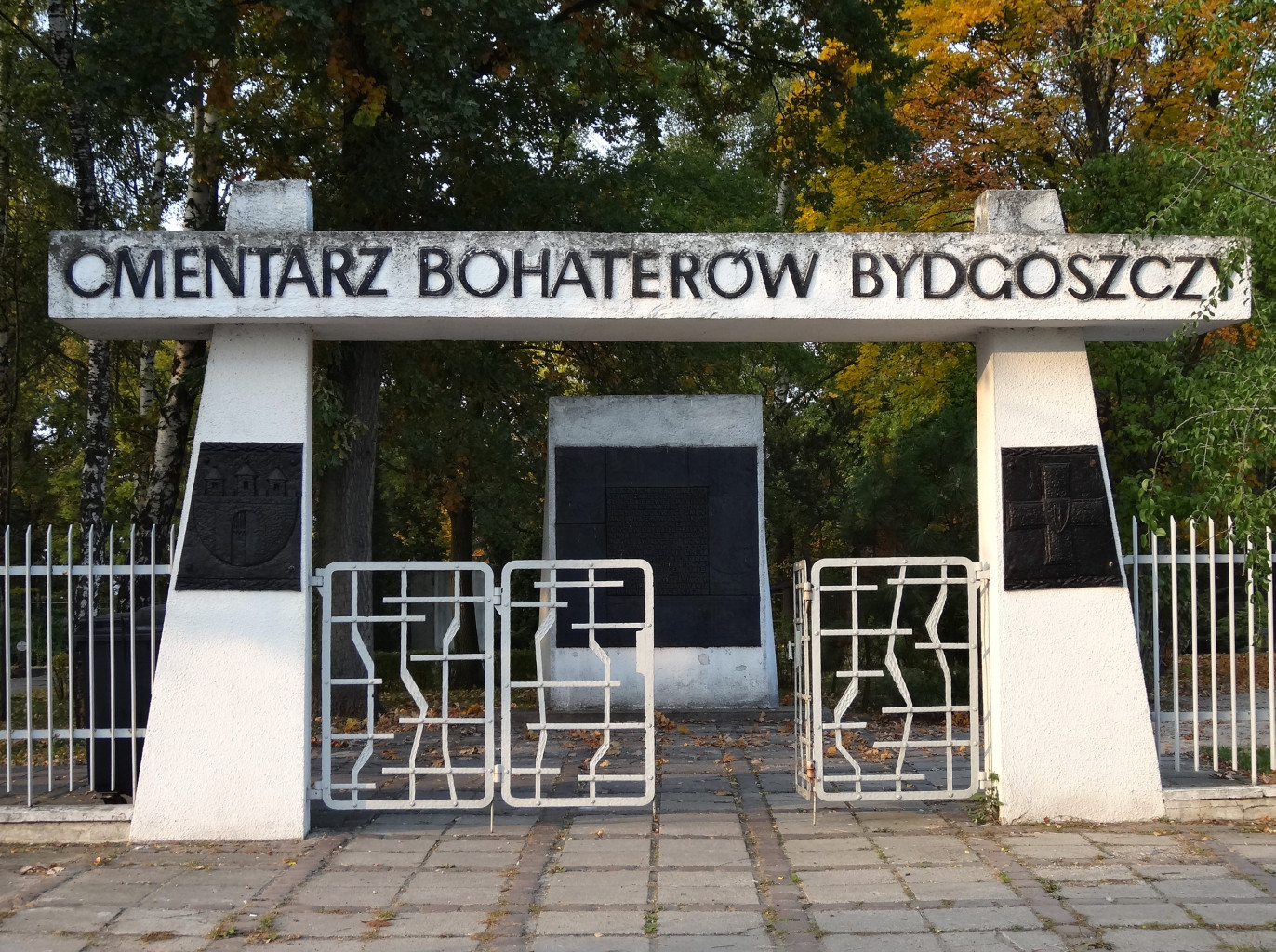
Cmentarz Bohaterów Bydgoszczy założony w 1946, na którym złożono szczątki ekshumowanych ofiar zbrodni hitlerowskich w Bydgoszczy

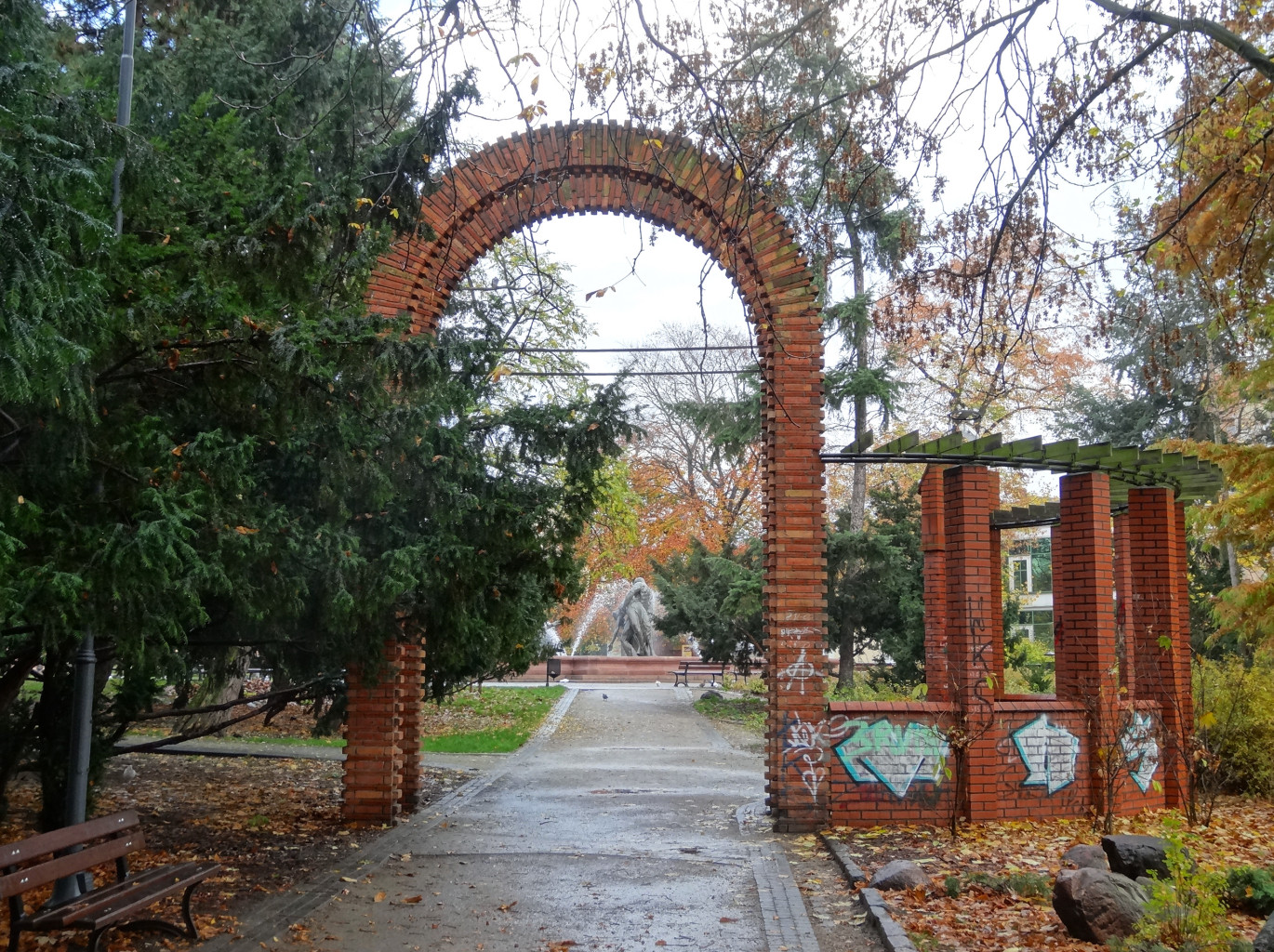
Pergola w parku Kazimierza Wielkiego – relikt Pomorskiej Wystawy Przemysłu, Rzemiosła i Handlu (1946)

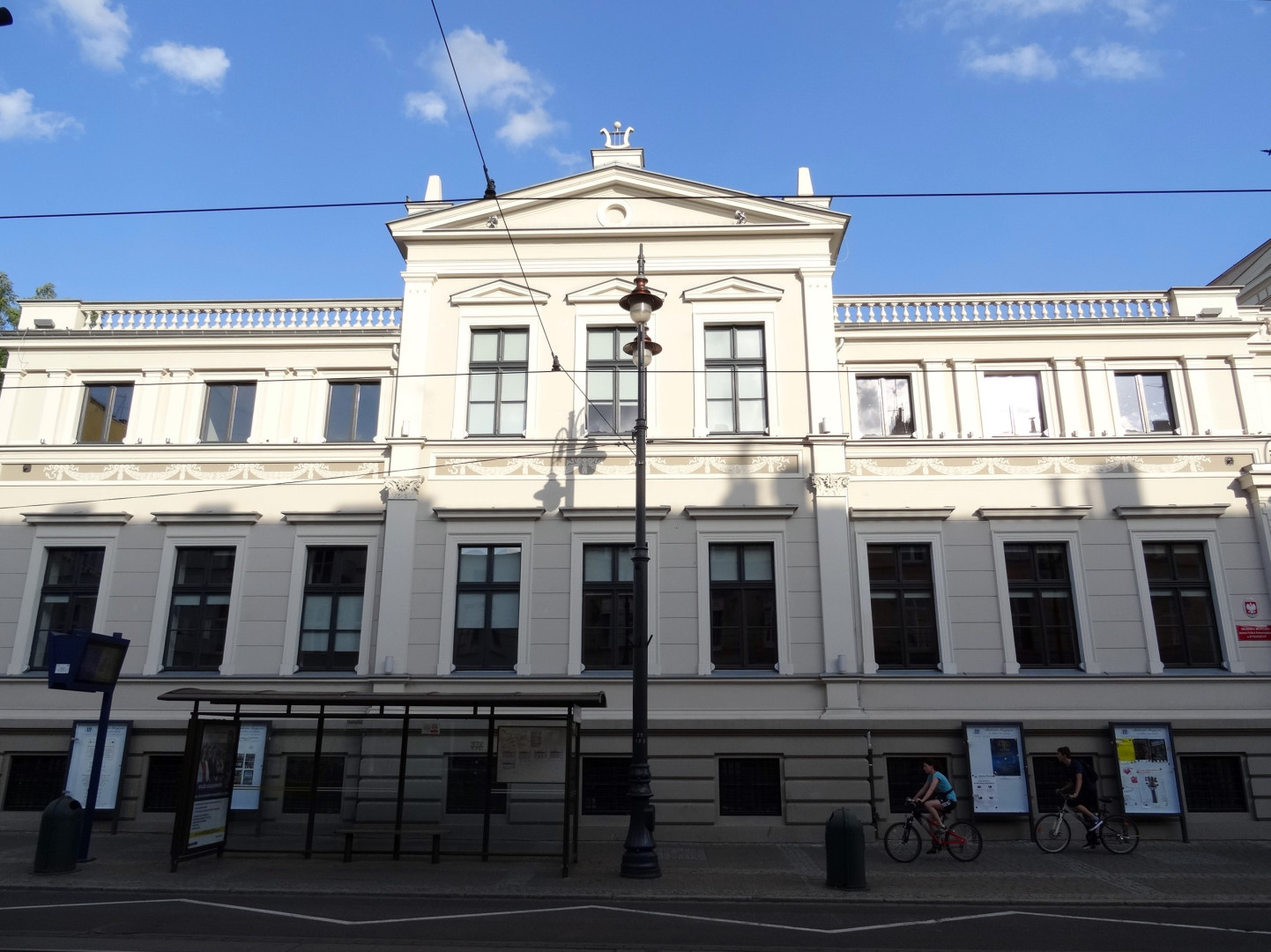
Pomorski Dom Sztuki w Bydgoszczy, w którym od 1946 skupiało się życie kulturalne Bydgoszczy

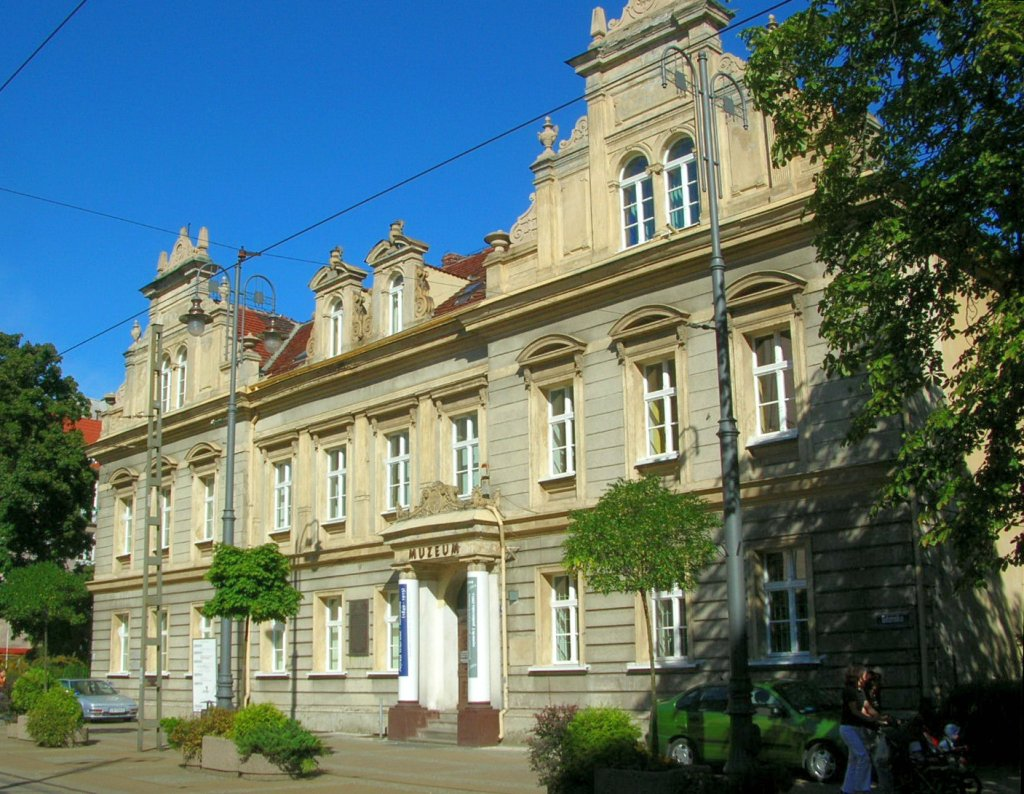
Siedziba Muzeum Miejskiego im. Leona Wyczółkowskiego, przeniesiona tu w 1946 z powodu zniszczenia przedwojennej siedziby w zachodniej pierzei Starego Rynku

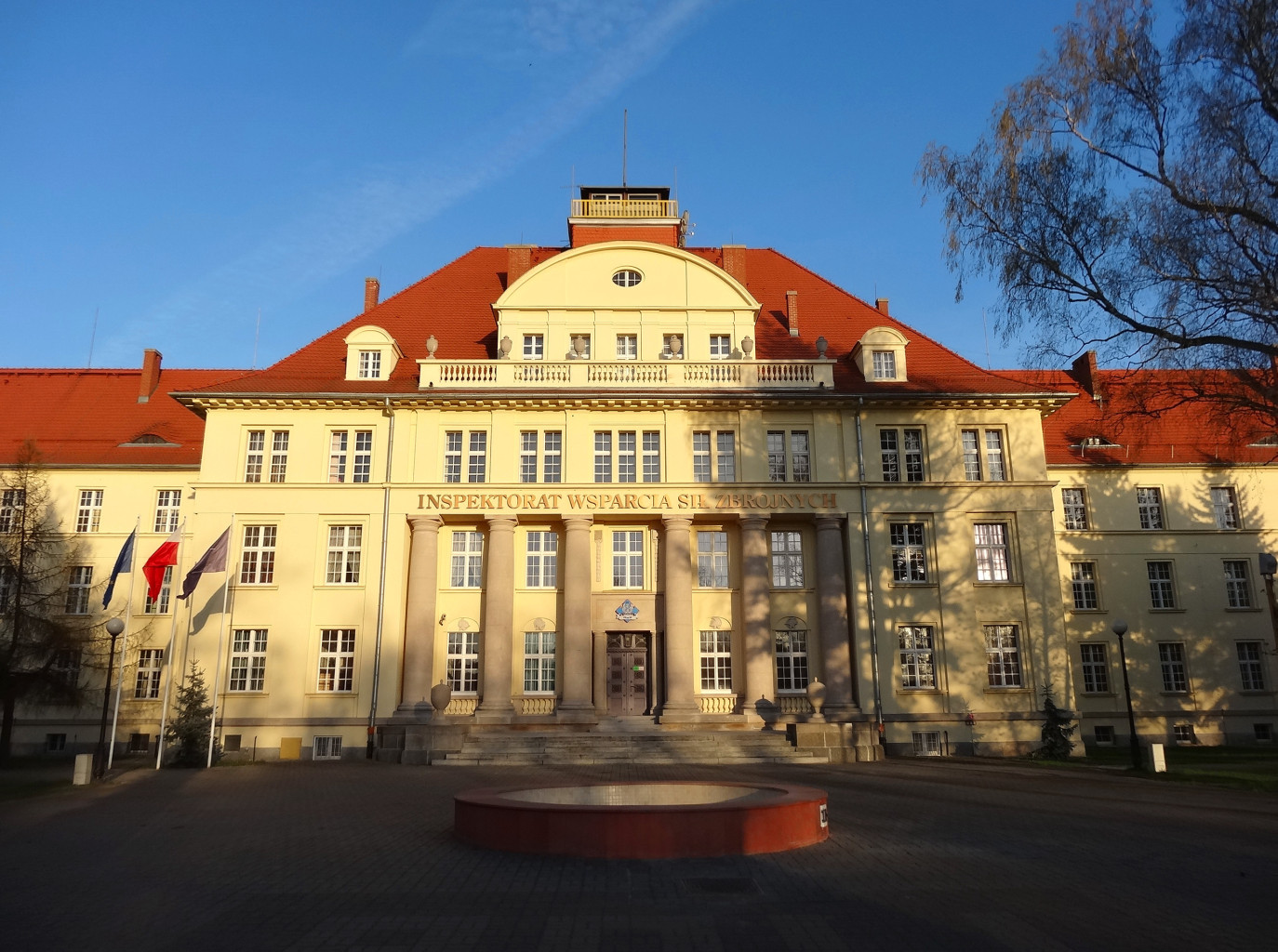
Siedziba dowództwa Pomorskiego Okręgu Wojskowego (1947)

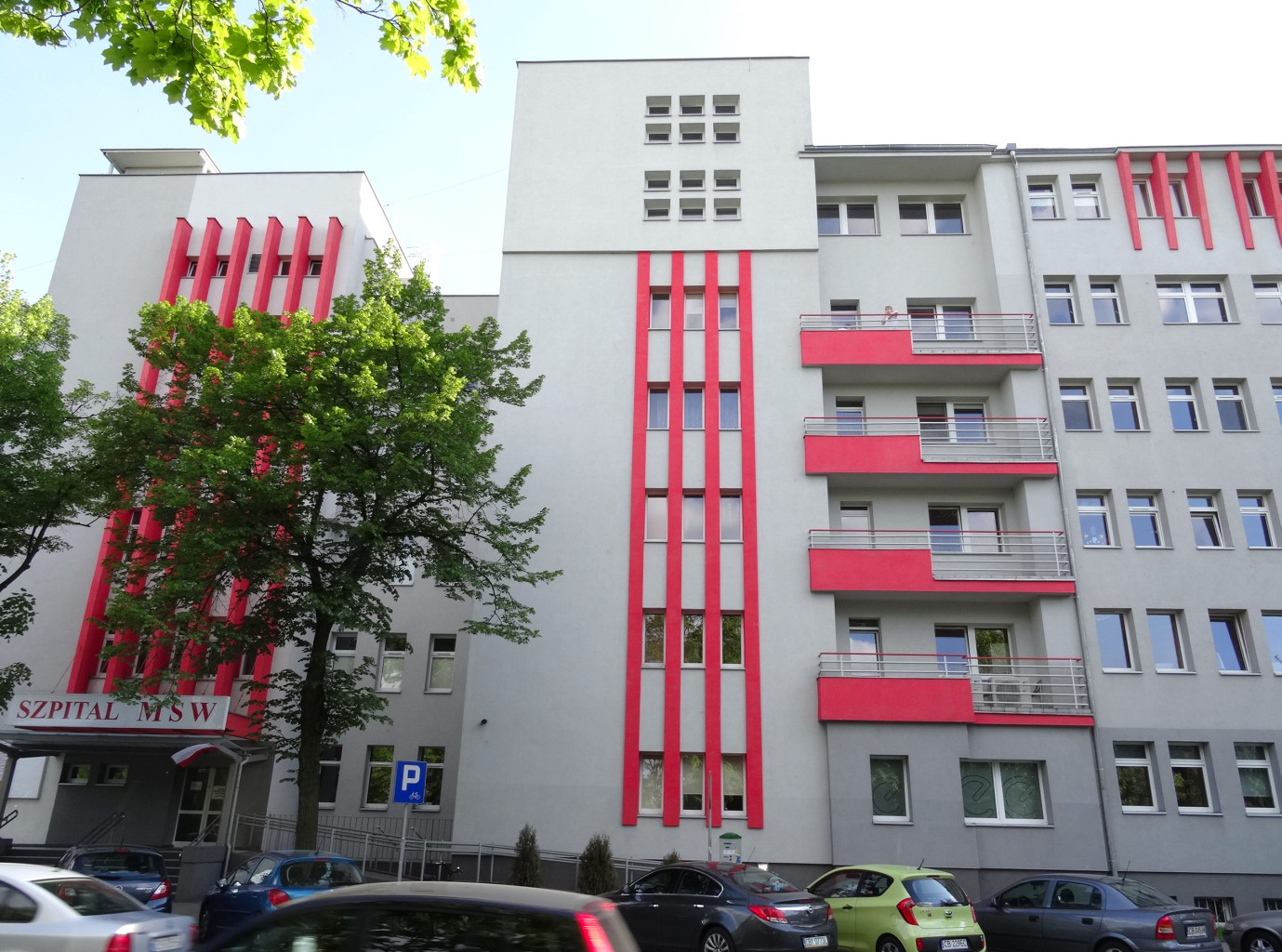
Szpital Wojewódzkiego Urzędu Bezpieczeństwa Publicznego w Bydgoszczy (1947)

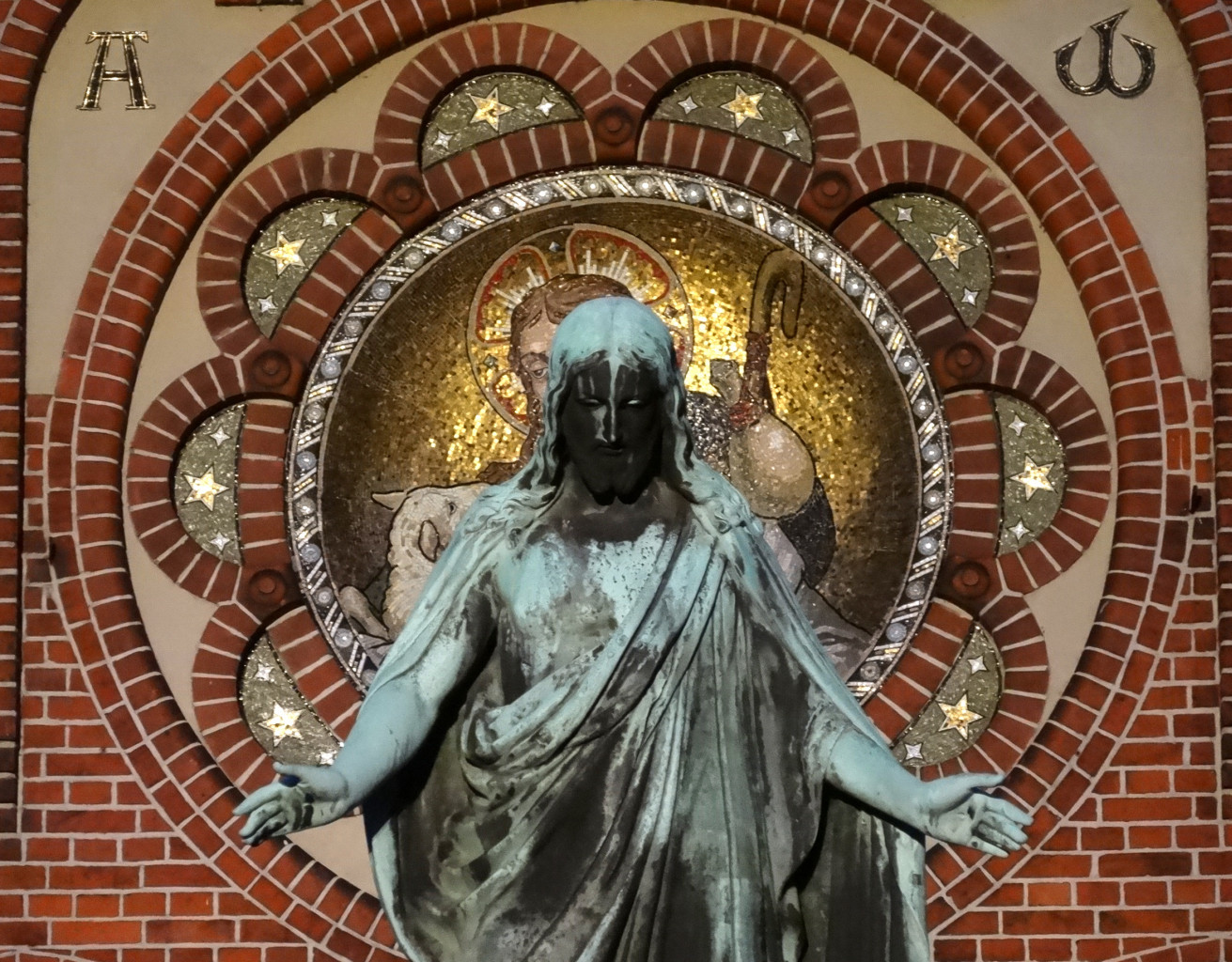
Kopia posągu Chrystusa Zbawiciela Bertela Thorvaldsena ustawiona przed kościołem Zbawiciela przekazanym parafii ewangelicko-augsburskiej (1948)

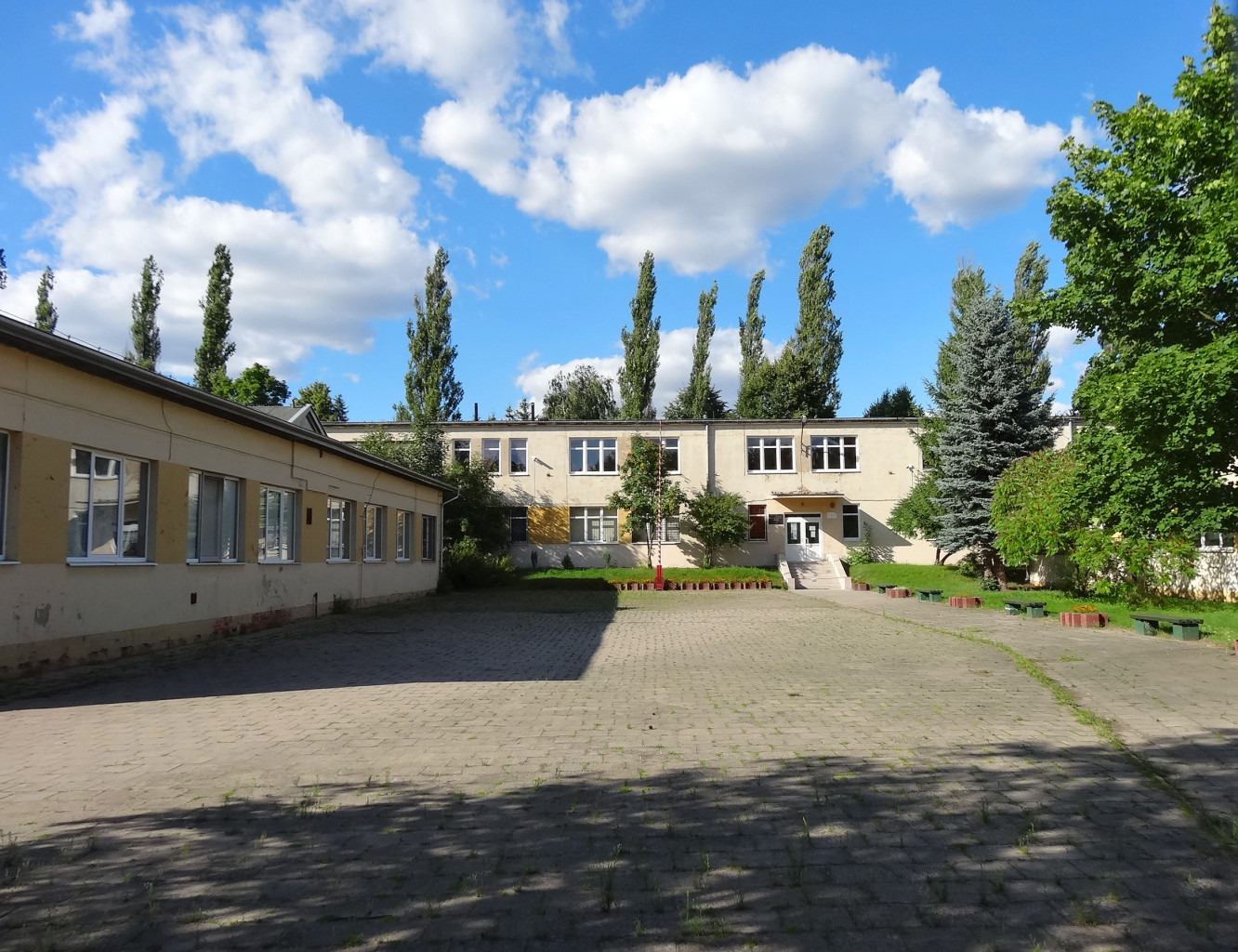
Szkoła Podstawowa przy ul. Kaplicznej (1948), pierwsza wzniesiona po II wojnie światowej w Bydgoszczy

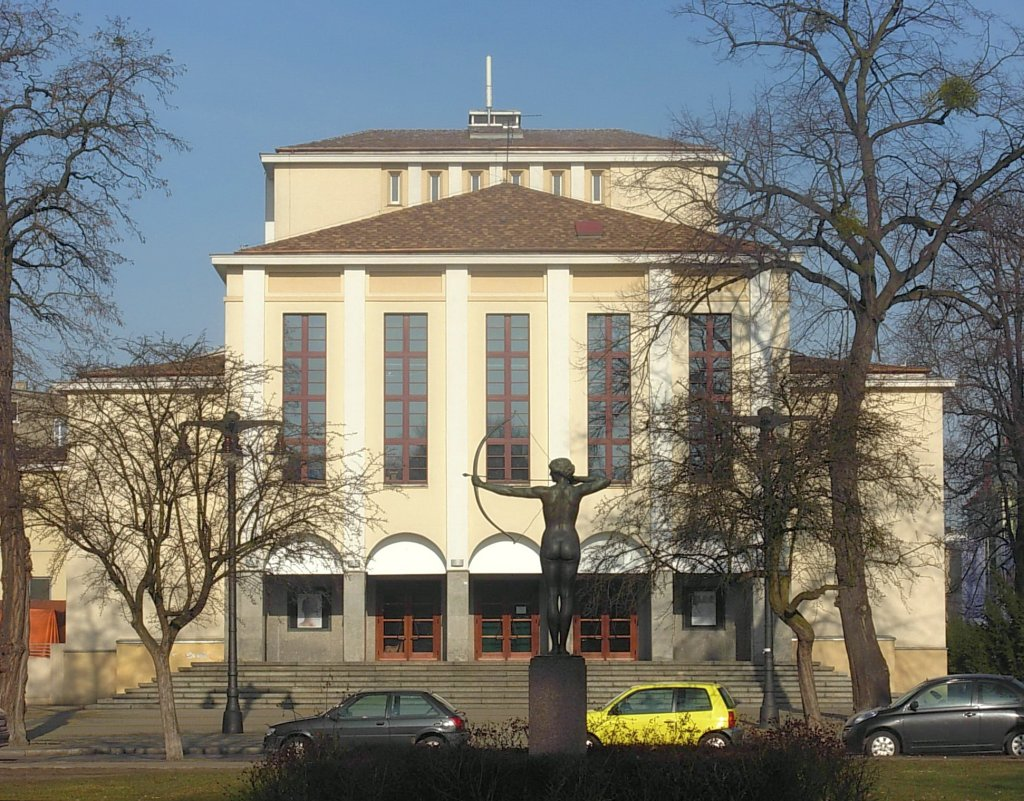
Teatr Polski w Bydgoszczy wzniesiony w latach 1947–1949 według projektu Alfonsa Licznerskiego

  - 24 stycznia Roman Borowski, oficer ludowego Wojska Polskiego, razem z gronem obywateli organizuje Tymczasowy Komitet Obywatelski[1]; faktyczna władza należy jednak do wojskowej administracji radzieckiej i NKWD[2]
  - 28 stycznia pożar Teatru Miejskiego wywołany przez żołnierzy Armii Czerwonej[3]; powstaje 40-osobowa orkiestra symfoniczna pod kierunkiem Z. Nowakowskiego[1]; ukazuje się pierwszy numer „Wiadomości Bydgoskich”[4], 2 marca gazety codziennej „Ziemia Pomorska”[5], a 15 kwietnia „Trybuny Pomorskiej” – organu PPR[6]
  - od stycznia do kwietnia NKWD prowadzi deportacje osób uznanych, często niesłusznie za kolaborantów: z Bydgoszczy (1635 osób)[7], Fordonu (102 osoby) i całego Pomorza do ZSRR; Polacy umieszczani są w łagrach na Uralu i na Ukrainie; większość jesienią powraca do kraju, kilkaset umiera[8]; NKWD wspólnie z MBP prowadzi również aresztowania polskich działaczy konspiracyjnych AK, korzystając m.in. z przejętej agentury gestapo[7]
  - 3 lutego przybywa do Bydgoszczy grupa operacyjna „Pomorze” KC PPR, wyznaczona przez Ministerstwo Przemysłu i Biuro Ekonomiczne przy Radzie Ministrów w celu organizacji administracji, służb siłowych (milicja, urząd bezpieczeństwa), zabezpieczenia majątku, uruchamiania przedsiębiorstw, prac przy reformie rolnej[9]
  - 5 lutego organizacja na wzór NKWD Pomorskiego Urzędu Bezpieczeństwa Publicznego, który rozpoczyna walkę z podziemiem zbrojnym oraz inwigilację środowisk społecznych, w tym młodzieży[10]
  - 11 lutego uruchomienie linii tramwajowych w mieście[1]; 12 lutego w 10 szkołach powszechnych w Bydgoszczy rozpoczyna naukę 12 tys. dzieci[1]; 19 lutego wznowienie pracy Biblioteki Miejskiej i Konserwatorium Muzycznego[1]
  - 20 lutego otwarcie w Bydgoszczy Pomorskiego Oddziału Polskiej Agencji Prasowej (zasięg: Pomorze i Mazury)[11]
  - 21 lutego powstaje 40-osobowa Tymczasowa Rada Narodowa miasta Bydgoszczy na czele z Witoldem Szuksztą[12] (17 marca przekształcona w stałą Miejską Radę Narodową[6]) oraz Tymczasowy Komitet Wojewódzki z I sekretarzem Antonim Alsterem, który pozostaje na tym stanowisku do 1947[1]; w prasie pojawiają się informacje o planowanym ulokowaniu władz wojewódzkich w Bydgoszczy, co forsują u wicepremiera Władysława Gomułki przedstawiciele Rządu Tymczasowego oddelegowani na teren Pomorza[13]
  - 24 lutego prezydentem miasta zostaje Witold Szukszta (do 31 sierpnia 1945 r.)[14]
  - 27 lutego aresztowanie przez funkcjonariuszy MBP i NKWD ppor. Leszka Białego, szefa łączności Okręgu Pomorze AK, który zostaje zamordowany w gmachu Urzędu Bezpieczeństwa Publicznego przy ul. Poniatowskiego 5[15], w mieście pozostaje ok. 3 tys. Niemców (38 tys. wyjechało przed radziecką ofensywą); Niemcy są skoszarowani w więzieniu przy Nowym Rynku, obozach tymczasowych oraz dużych obozach internowania w Zimnych Wodach i Łęgnowie (po ok. 1 tys. osób), jesienią przeniesieni do Centralnego Obozu Pracy w Potulicach; dzieci niemieckie lokowane są w domach dziecka; razem z Niemcami więziona jest pewna liczba Polaków, którzy należąc do III grupy Volksliste zostali zadenuncjowani jako kolaboranci; z powodu złych warunków, braku pożywienia i okrucieństwa strażników wysoka jest śmiertelność[16]
  - od lutego do maja Armia Czerwona wywozi z bydgoskich zakładów przemysłowych wyposażenie i zapasy, szerzą się grabieże, gwałty i dewastacje[15]; 25 kwietnia przedstawiciele Misji Ekonomicznej ZSRR przedstawiają pełnomocnikowi Rządu na Pomorze Antoniemu Alsterowi plan demontażu urządzeń z 66 zakładów z województwa pomorskiego, w tym 30 zakładów bydgoskich i 250 statków z flotylli Kanału Bydgoskiego, wobec protestów władz polskich całkowita wywózka urządzeń następuje tylko z DAG Fabrik Bromberg, a częściowa m.in. z zakładów elektrotechnicznych Ciszewskiego, zakładu sygnałów kolejowych[7]
  - 2 marca decyzja na szczeblu rządowym o przeniesieniu Pomorskiego Urzędu Wojewódzkiego z Torunia (będącego w organizacji od 5 lutego) i dalszej jego organizacji w Bydgoszczy[1]; oficjalne stanowisko przekazuje 17 marca pełnomocnik Rządu Tymczasowego na województwo pomorskie Henryk Świątkowski wskazując, że Bydgoszcz wyznaczono ośrodkiem administracji publicznej z racji pełnienia funkcji centrum przemysłowego i komunikacyjnego regionu, podczas gdy Toruń ma zostać ośrodkiem kulturalno-oświatowym Pomorza; argumenty polityczne to korzystniejsze warunki w Bydgoszczy dla rozwoju struktur nowej władzy opartej na PPR, niż w Toruniu opanowanym przez działaczy PPS[17]
  - 8 marca powstaje Pomorska Okręgowa Dyrekcja Polskiego Radia w Bydgoszczy[18]; obejmuje całe Pomorze z Gdańskiem i Szczecinem włącznie[19]
  - 17 marca Bydgoszcz zostaje stolicą województwa pomorskiego[20]
  - 24 marca pod kierownictwem dyrektora Aleksandra Rodziewicza zespół teatralny wystawia swą pierwszą premierę Zemstę Aleksandra Fredry w Teatrze Elysium przy al. Mickiewicza[1]; założenie przez Adama Grzymałę-Siedleckiego i Aleksandra Rodziewicza Szkoły Dramatycznej kształcącej aktorów teatralnych (działa do 1948, od 1949 Studium dla Reżyserów Teatrów Amatorskich)[21]; w następnych miesiącach rozpoczynają działalność teatry amatorskie m.in. Teatr Aktualności, Teatr Rewii, Teatr Literacki, Teatr Powszechny Towarzystwa Uniwersytetów Robotniczych, Pomorski Związek Teatrów Ludowych itp[6]
  - 15 marca rozkaz o formowaniu w Bydgoszczy, Fordonie i Koronowie 14. Dywizji Piechoty – ostatniej dywizji Wojska Polskiego formowanej w okresie działań wojennych, wchodzącej w skład Odwodu Naczelnego Dowództwa WP obok 11.DP (Łódź), 12.DP (Poznań) i 13.DP (Katowice); dywizja uczestniczy w walkach z podziemiem zbrojnym na wschodzie kraju i w Bieszczadach, wraca na Pomorze w 1949, rozwiązana w 1957[22].
  - w marcu powstaje w Bydgoszczy Okręgowa Dyrekcja Przedsiębiorstwa „Film Polski” obejmująca region bydgoski, toruński, włocławski, pilski, gdański i olsztyński[23]
  - 29 marca pierwsze posiedzenie Wojewódzkiej Rady Narodowej; 14 kwietnia WRN podejmuje uchwałę w sprawie założenia uniwersytetu w Toruniu i politechniki w Bydgoszczy[24]
  - 30 marca dekret Rządu Tymczasowego o utworzeniu województwa gdańskiego z 6 północnych powiatów dotychczasowego województwa pomorskiego z siedzibą w Bydgoszczy[13]
  - od marca do grudnia w mieście funkcjonują 3 polowe szpitale ewakuacyjne rozmieszczone w kilkunastu budynkach szkolnych i użyteczności publicznej[25]
  - w kwietniu reaktywacja Izby Rzemieślniczej w Bydgoszczy, której podlegają cechy i rzemieślnicy w całym województwie pomorskim[6]
  - 1 maja inauguracja działalności Rozgłośni Pomorskiej Polskiego Radia w Bydgoszczy, która otrzymuje budynki przy ul. Gdańskiej 48–50[26]
  - w maju powstaje Klub Literacko-Artystyczny, do którego należą m.in. Zygmunt Felczak, Marian Turwid, Jan Piechocki, Alfred Kowalkowski[1]; inauguracja Teatru Lalki i Aktora założonego przez Irenę Pikiel-Samorewiczową i Jadwigę Badowską[6]
  - 15 maja atak NKWD na oddział partyzancki AK por. Alojzego Bruskiego w Puszczy Bydgoskiej[27]; w maju aresztowanie działaczy bydgoskiego obwodu Okręgowej Delegatury Rządu Londyńskiego, działaczy AK[28]; w grudniu por. Zbigniew Smoleński i por. Alojzy Bruski zostają skazani na śmierć i straceni (Bruskiemu Bolesław Bierut osobiście zamienia karę dożywocia na karę śmierci)[27]
  - 27 maja oddanie do użytku wiernym kościoła św. Wincentego à Paulo zdewastowanego i podpalonego pod koniec okupacji niemieckiej[29]
  - 31 maja w uroczystej procesji Bożego Ciała w farze uczestniczą władze państwowe – wiceprezydent Władysław Jagniewski, pułk Wojska Polskiego, przedstawiciel Armii Radzieckiej, orkiestra MO (oficjalny udział władz w uroczystościach religijnych ma miejsce do roku 1948 włącznie)[30]
  - 12 czerwca w mieście działa 20 szkół powszechnych, 3 szkoły średnie ogólnokształcące, 1 gimnazjum krawieckie, 1 liceum administracyjno-handlowe, 1 gimnazjum kupieckie, 1 publiczna szkoła dokształcająca zawodowa, 1 szkoła gospodarstwa wiejskiego i 2 publiczne szkoły powszechne dla dorosłych[1]
  - 19 czerwca powstaje bydgoski komitet do badania zbrodni niemieckich na Pomorzu (przewodniczący Tadeusz Esman), w grudniu 1945 przekształcony w okręgowy komitet Głównej Komisji Badania Zbrodni Niemieckich w Polsce (działa do połowy 1949)[31]
  - 22 czerwca powstaje bydgoski oddział Związku Polskich Artystów Plastyków; w jego skład wchodzi też oddział olsztyński; 2 grudnia odbywa się w Bydgoszczy walny zjazd ZPAP[32]
  - 1 lipca inauguracja Radiowej Orkiestry Symfonicznej (dyrygent Arnold Rezler), która upiększa na żywo audycje Pomorskiej Rozgłośni Polskiego Radia w Bydgoszczy[6]
  - 7 lipca do województwa pomorskiego włączone są powiaty: człuchowski i złotowski (29 maja 1946 przekazane nowo powołanemu województwu szczecińskiemu)[33]
  - 15 lipca odbywa się w Bydgoszczy Ogólnopolski Zjazd Stronnictwa Pracy[1]
  - 16 lipca ukazuje się pierwszy numer tygodnika „Kuriera Sportowego” wydawanego w Bydgoszczy z ekspozyturami w Inowrocławiu, Toruniu, Poznaniu i Krakowie; do 1947 największego i najlepiej kolportowanego pisma sportowego w kraju[34]
  - 12 sierpnia pierwsze Ogólnopolskie Regaty Wioślarskie na torze w Brdyujściu z udziałem 226 zawodników z 16 klubów[35]
  - w sierpniu reaktywacja Stowarzyszenia Techników Polskich w Bydgoszczy, przemianowanego później na Pomorską Organizację Techniczną z oddziałami we: Włocławku (1951), Grudziądzu (1957), Inowrocławiu (1959), Toruniu (1960) i Chojnicach (1975)[36]
  - 24 sierpnia dekretem KRN powstaje Uniwersytet Mikołaja Kopernika w Toruniu, w którym zatrudnienie znajduje kadra zlikwidowanego Uniwersytetu Wileńskiego; nie znajduje poparcia koncepcja prof. Ludwika Kolankowskiego o rozdziale wydziałów uniwersytetu między miasta: Toruń, Gdańsk i Bydgoszcz[37]
  - 30 sierpnia powołanie na wniosek Witolda Bełzy Komitetu Obchodów 600-lecia miasta Bydgoszczy powiązanych z Pomorską Wystawą Przemysłu, Rzemiosła i Handlu[38]; ustalenie planu odbudowy i rozbiórek wypalonych budynków (w tym Teatru Miejskiego) oraz rozwoju placówek kulturalnych[6]
  - 1 września funkcję prezydenta miasta obejmuje (i piastuje do 6 września 1949 r.[14])Józef Twardzicki[1]; 3 września odbywa się msza św. i apel poległych na Starym Rynku ku uczczeniu „krwawej niedzieli” z udziałem władz, wojska, harcerzy, uczniów, rzemieślników[39]
  - 11 września zatwierdzenie przez Ministerstwo Kultury i Sztuki powołania Szkoły Sztuk Plastycznych w Bydgoszczy z dyrektorem Marianem Turwidem[40] (od 31 sierpnia 1946 Państwowa Szkoła Sztuk Plastycznych, od 1961 Państwowe Liceum Sztuk Plastycznych)[41]
  - 30 września reaktywacja Polskiego Związku Towarzystw Wioślarskich z siedzibą w Bydgoszczy[42] oraz Polskiego Związku Kajakowego (w 1950 przeniesione do Warszawy)[43]
  - 12 października na podstawie decyzji Ministerstwa Kultury i Sztuki zostaje połączony Teatr Polski w Bydgoszczy z Teatrem Ziemi Pomorskiej w Toruniu (dyrektor Aleksander Rodziewicz)[1]
  - 22 października z inicjatywy Zygmunta Felczaka ukazuje się pierwszy numer Ilustrowanego Kuriera Polskiego – gazety ogólnopolskiej Stronnictwa Pracy[44]
  - 28 października na zaprzysiężenie 14. Dywizji Piechoty przybywa marszałek Polski Michał Rola-Żymierski, któremu miasto nadaje Honorowe Obywatelstwo, we mszy św. uczestniczą m.in. gen. Karol Świerczewski, wojewoda Kazimierz Pasenkiewicz, kilka dni później odbywa się Święto Podchorążego, podczas którego otwarta zostaje pierwsza w kraju Oficerska Szkoła Samochodowa w Bydgoszczy[30]
  - w październiku utworzenie na bazie Miejskiego Konserwatorium Muzycznego Państwowej Średniej i Niższej Szkoły Muzycznej[45]
  - 5 listopada przydzielenie przez wojewodę kościoła Zbawiciela parafii ewangelicko-augsburskiej[46]; katolicy otrzymują byłe zbory ewangelickie: św. Piotra i Pawła, św. Krzyża, na Okolu, Wilczaku i Bartodziejach Małych[29]
  - 7 listopada odsłonięcie pomnika Wdzięczności Żołnierzom Armii Czerwonej autorstwa Jana Kossowskiego[47]
  - 18–19 listopada w Bydgoszczy przebywają: premier Tymczasowego Rządu Jedności Narodowej Edward Osóbka-Morawski oraz Stanisław Mikołajczyk na zjeździe wojewódzkim PSL[1]
  - 26 listopada rozpoczyna się ekshumacja ofiar zbrodni hitlerowskich w miejscach masowych egzekucji z udziałem komisji sądowo-lekarskich (trwają do 3 czerwca 1948, wydobyto 1795 zwłok)[48]; 1 grudnia odbywa się manifestacyjny pogrzeb 400 ekshumowanych polskich ofiar na Starym Rynku w asyście 20 księży[29]
  - w listopadzie wychodzi czasopismo kulturalne „Arkona”, którego pomysłodawcą i redaktorem jest Marian Turwid (oddziały w Warszawie i Poznaniu)[26]
  - jesienią utworzenie w obiektach DAG Fabrik Bromberg Państwowej Wytwórni Prochu w Łęgnowie, zaś w 1948 wytwórni chemicznych nr 9 i 11, które w latach 50. przekształcone są w Zakłady Chemiczne Zachem[49]; dyrektor inż. E. Smoliński w 1947 zostaje aresztowany przez MBP i stracony w 1949[15]
  - 20 grudnia reaktywacja Bydgoskiego Towarzystwa Lekarskiego (od 1952 oddział wojewódzki Polskiego Towarzystwa Lekarskiego); powołanie Okręgowej Izby Aptekarskiej w Bydgoszczy[25]
  - uruchomienie Wojskowych Zakładów Lotniczych nr 2[50]; w mieście znajduje się 209 zakładów przemysłowych, w tym część czeka na uruchomienie[1]
  - od tego roku z wierzy kościoła Wniebowzięcia NMP grany jest oparty na motywach kaszubskiego wiwatu hejnał bydgoski skomponowany przez Konrada Pałubickiego[51]
  - wśród partii politycznych walczących o wpływy w Bydgoszczy liczą się: Polska Partia Robotnicza, Polska Partia Socjalistyczna, Stronnictwo Pracy i Stronnictwo Demokratyczne[9]
  - Bydgoszcz jest siedzibą kierownictw organizacji podziemnych, m.in. Komendy Pomorskiej Okręgu Wolność i Niezawisłość, sztabu pomorskiego Narodowych Sił Zbrojnych, lokali kontaktowych Brygady Wileńskiej „Łupaszki”, Okręgu Pomorskiego Stronnictwa Narodowego i Narodowego Zjednoczenia Wojskowego, podziemnego skautingu i organizacji młodzieżowych nawiązujących do tradycji Armii Krajowej oraz endecji; organizacje te zostają rozbite do końca 1948[9]
- 1946
  - 10 stycznia zlikwidowane zostaje Bydgoskie Bractwo Kurkowe, posiadające tradycje z końca XV wieku[52]
  - 27 stycznia Pomorska Okręgowa Dyrekcja Polskiego Radia w Bydgoszczy otwiera rozgłośnię PR w Szczecinie; gdzie zatrudnia ponad 300 osób[19]
  - do stycznia osiedla się w Bydgoszczy 250 rodzin, a w Fordonie 3 rodziny repatriantów z Kresów Wschodnich, którzy w zamian za pozostawione w ZSRR posiadłości otrzymują nieruchomości miejskie; nie sprzyja temu jednak miejscowa ludność i urzędnicy[53]
  - w styczniu powołanie delegatury Komisji Specjalnej do Walki z Nadużyciami i Szkodnictwem Gospodarczym (działa do 1954), która karami i metodami administracyjnymi usiłuje kontrolować dystrybucję i sprzedaż towarów w obliczu niedoborów na rynku oraz luki inflacyjnej[54]
  - w lutym kościół przy ulicy Pomorskiej utrzymuje w użytkowanie parafia Ewangelicko-Metodystyczna w Bydgoszczy[46]
  - w marcu trwa rozbiórka Teatru Miejskiego[55], odbywa się zebranie organizacyjne Towarzystwa Miłośników Miasta Bydgoszczy[1], a prezydent miasta Józef Twardzicki w przemówieniu radiowym otwiera uroczystości 600-lecia Bydgoszczy[1]
  - wiosną likwidacja większości obozów internowania dla Niemców i przekazanie więźniów do Centralnego Obozu Pracy w Potulicach (w 1947 łącznie z filiami mieści 24 tys. osób); rozpoczęcie akcji wysiedlania Niemców przez Państwowy Urząd Repatriacyjny (po 1949 legalnie w Bydgoszczy pozostaje tylko ok. 100 Niemców)[16]
  - 11 kwietnia otwarcie Muzeum Ziemi Bydgoskiej, które otrzymuje za patrona Leona Wyczółkowskiego[1]
  - 19 kwietnia po raz pierwszy grany jest hejnał Bydgoszczy z wieży kościoła Klarysek według kompozycji Konrada Pałubickiego[1]
  - 21 kwietnia dyrekcja Teatru w Bydgoszczy otwiera Teatr Powszechny przy ul. Grodzkiej[1]
  - 1 maja otwarcie Miejskiego Ogrodu Botanicznego przy ul. Niemcewicza[56]
  - 3 maja prowokacja funkcjonariuszy Urzędu Bezpieczeństwa podczas Święta 3 Maja zakończona przerwaniem manifestacji bydgoskich hufców ZHP, aresztowaniem harcmistrzów oraz rozpędzeniem manifestacji młodzieży[57]; następuje wzmożenie inwigilacji środowisk młodzieżowych[10]
  - 7 maja Pomorski Dom Sztuki w Bydgoszczy ustanowiony pierwszym miejskim domem kultury; jest siedzibą artystów, literatów, muzyków i uczonych[26]
  - 12 maja uroczysta akademia poświęcona 600-leciu Bydgoszczy[1]; inauguracja Pomorskiej Orkiestry Symfonicznej, którą dyrygują m.in.: Arnold Rezler, Witold Rowicki i Bohdan Wodiczko, a solistą jest Stanisław Szpinalski[45]
  - 9–10 czerwca zjazd śpiewaczy północnej i zachodniej Polski połączony z konkursem 40 chórów i 2000 śpiewaków[1]; równolegle odbywa się spływ kajakowy Brdą z Tucholi do Bydgoszczy[2]
  - 14–15 czerwca w ramach 600-lecia miasta odbywa się Instytucie Bałtyckim posiedzenie Morskiej Komisji Naukowej z udziałem ministra handlu i żeglugi Stefana Jędrychowskiego[1]
  - 30 czerwca w Referendum ludowym wedle oficjalnych sfałszowanych wyników 70% bydgoszczan jest za zniesieniem Senatu, 75% za reformą rolną i nacjonalizacją przemysłu, a 98% za granicą na Odrze i Nysie Łużyckiej[9], w rzeczywistości wyniki są następujące: 18%, 30% i 67%[58]
  - w czerwcu reaktywacja Oddziału Pomorskiego Automobilklubu Polskiego w Bydgoszczy (zał. 1929, od 1957 Automobilklub Bydgoski)[59]
  - 6–7 lipca międzynarodowe regaty na torze w Brdyujściu, połączone z obchodami 25-lecia Bydgoskiego Towarzystwa Wioślarskiego[60]; 11–18 sierpnia ogólnopolskie zawody pływackie i wodniackie na Brdzie i Kanale Bydgoskim oraz mistrzostwa Polski w wioślarstwie na torze regatowym[2]
  - 14 lipca–15 września z okazji 600-lecia lokacji miasta Bydgoszczy, w parku Kazimierza Wielkiego i na terenie trzech szkół przy ul. Konarskiego odbywa się Pomorska Wystawa Przemysłu, Rzemiosła i Handlu; 2 sierpnia zwiedza ją premier Edward Osóbka-Morawski, równolegle odbywają się: Ogólnopolski Kongres Rzemiosła (7 tys. delegatów, organizator Kujawsko-Pomorska Izba Rzemiosła i Przedsiębiorczości)[61], Dni Rolnicze Wielkiego Pomorza, Zjazd Powstańców Wielkopolskich, Lekarzy, Farmaceutów, Przyrodników, Gazowników, Wodociągowców i Techników oraz Festiwal Muzyki Polskiej; w wystawie bierze udział 1087 wystawców, a w ciągu pierwszych trzech tygodni zwiedza ją 340 tys. osób z kraju i zagranicy, w tym m.in. minister przemysłu Hilary Minc[60]
  - 1 września na uroczystości 600-lecia miasta przybywa marszałek Polski Michał Rola-Żymierski w towarzystwie wojewody śląskiego gen. Aleksandra Zawadzkiego; Bydgoszcz zostaje odznaczona Orderem Krzyża Grunwaldu III Klasy uchwałą Prezydium Krajowej Rady Narodowej z 19 sierpnia 1946 w rocznicę 600 lecia za obronę polskości w latach 1939–1945 i walkę z niemczyzną[62]; na Starym Rynku odbywa się msza św. z udziałem wojewody pomorskiego, prezydenta Bydgoszczy, ministra informacji i propagandy, I sekretarzy KW PPR i PPS[1]; w Bydgoszczy odbywają się centralne obchody Święta Lotnictwa Polskiego, połączone z pokazem lotnictwa wojskowego i cywilnego[2]
  - 1 września uruchomienie w kamienicy przy ul. Kujawskiej filii Państwowego Zakładu Higieny (od 1952 Wojewódzka Stacja Sanitarno-Epidemiologiczna)[25]
  - 1 października erygowanie 6 nowych parafii przy dawnych kaplicach katolickich i zborach ewangelickich: św. Ducha, św. Stanisława, św. Piotra i Pawła, św. Józefa, św. Wojciecha, Miłosierdzia Bożego (razem jest 12 parafii)[29]
  - 10 listopada w Bydgoszczy obraduje Ogólnopolski Kongres Techniki[1]
  - w grudniu przeniesienie dowództwa Pomorskiego Okręgu Wojskowego (powstałego w maju 1946) z Koszalina do Bydgoszczy; w ślad za dowództwem Okręgu przeniesiony zostaje wojskowy klub Zawisza Bydgoszcz[63];
  - w grudniu utworzenie Miejskiego Domu Małego Dziecka, dzieci starsze kierowane są do dawnego sierocińca Hermanna Dietza[64]
  - założenie Cmentarza Bohaterów Bydgoszczy w miejscu, gdzie w latach 1913–1928 stała wieża Bismarcka[65]; nekropolia kryje zwłoki 1169 mieszkańców Bydgoszczy zamordowanych w okresie okupacji hitlerowskiej na terenie miasta (m.in. na Starym Rynku), w Dolinie Śmierci i w lasach podmiejskich[66]; założenie Cmentarza Bohaterów II Wojny Światowej w Smukale, kryjącego szczątki ofiar niemieckiego obozu przesiedleńczego (1941–1943)
  - uruchomienie na bazie przedwojennego przedsiębiorstwa (zał. 1926) jedynej w kraju Fabryki Artykułów Fotochemicznych „Foton”[67]
  - Bydgoszcz liczy 135 tys. mieszkańców[68]; w mieście funkcjonuje 309 zakładów przemysłowych, w tym 74 dużych państwowych przedsiębiorstw, 1856 zakładów rzemieślniczych zrzeszonych w 27 cechach, 66 prywatnych hurtowni, 2153 sklepów prywatnych i 145 spółdzielczych[2], funkcjonuje Giełda Zbożowo-Towarowa[6]
- 1947
  - 19 stycznia Wybory do Sejmu Ustawodawczego; według „poprawionych” przez Ministerstwo Bezpieczeństwa Publicznego wyników w Bydgoszczy Blok Demokratyczny otrzymuje 57% głosów, Stronnictwo Pracy 25%, PSL 18%; fałszerstwa dotyczą głównie zmniejszenia wyników PSL Stanisława Mikołajczyka[69]
  - 22 stycznia na wniosek MRN prezydent Bydgoszczy Józef Twardzicki występuje do Kurii w Gnieźnie o zgodę na wyburzenie kościoła św. Piotra i Pawła przy ul. Gdańskiej, otrzymuje odmowę[29]
  - 25 maja poświęcenie sztandarów Korpusu Bezpieczeństwa Wewnętrznego, MO i ORMO podczas mszy św. na Starym Rynku, gościem uroczystości jest m.in. komendant główny MO[30]
  - 15 czerwca wizyta w Bydgoszczy prymasa kard. Augusta Hlonda i prymasa Anglii[29]
  - w lipcu powstanie samodzielnej Izby Przemysłowo-Handlowej w Bydgoszczy, której podlegają prywatne przedsiębiorstwa przemysłowe i handlowe[6]; w mieście istnieje 2056 zakładów rzemieślniczych[1]
  - we wrześniu działalnością artystyczną Teatru w Bydgoszczy kieruje Wilam Horzyca[6]
  - 7 września ukazuje się pierwszy numer „Gazety Zachodniej” (następca „Trybuny Pomorskiej”)[6]
  - 28 października powstaje Społeczny Komitet Budowy Teatru[1]; 12 grudnia minister kultury i sztuki wmurowuje akt erekcyjny nowego budynku Teatru Miejskiego[1]; przedsięwzięcie finansowane jest z funduszy miejskich i subwencji z Ministerstwa Kultury i Sztuki, wspartych powszechną zbiórką pieniędzy[55]
  - 7 listopada otwarcie przy ul. Markwarta Szpitala Wojewódzkiego Urzędu Bezpieczeństwa Publicznego[25]
  - scalanie zakładów i warsztatów w większe przedsiębiorstwa państwowe, m.in. warsztatów rowerowych (Fema, Tornedo, Miller) w Zjednoczone Zakłady Rowerowe „Romet”, zakładów produkcji obuwia w Bydgoskie Fabryki Obuwia „Kobra”, a zakładów meblowych w Bydgoskie Fabryki Mebli[6]; powstają Kolejowe Zakłady Nawierzchniowe[70]
  - przeniesienie z Bydgoszczy do Torunia Teatru Lalki i Aktora, który z czasem przekształca się w Teatr Baj Pomorski[6]
  - w Bydgoszczy znajduje się 12 parafii, 14 kościołów, 4 kaplice publiczne i 7 półpublicznych, 3 domy zakonne, 34 księży diecezjalnych i 5 zakonnych[29]
- 1948
  - 25 lutego powołanie paramilitarnej organizacji Służba Polsce, w której służy młodzież, pracując na wielkich „budowach socjalizmu” (rozwiązana w 1956, w 1958 niektóre jej zadania przejęły Ochotnicze Hufce Pracy)[71]
  - 15 marca powstaje Wojskowa Przychodnia Lekarska, która zastępuje Szpital Garnizonowy przeniesiony do Torunia i Grudziądza[25]
  - w kwietniu Wydział V Wojewódzkiego Urzędu Bezpieczeństwa Publicznego dysponuje siatką 60 agentów i 1,3 tys. informatorów wśród społeczeństwa; ich liczba spada od połowy 1948 po zakończeniu aktywnej walki z opozycją[10]; funkcjonują podziemne grupy młodzieżowe (do 1956 ok. 29 grup w Bydgoszczy, a 1000 w całym kraju), stawiające za cel obronę wiary katolickiej, nawiązujące do podziemia patriotycznego, harcerstwa, podejmujące działalność propagandową i dywersyjną, są likwidowane przez UB dzięki powszechnej inwigilacji[72]
  - 23 maja przedstawiciele społeczeństwa Bydgoszczy wręczają rektorowi Uniwersytetu im. Mikołaja Kopernika w Toruniu prof. Ludwikowi Kolankowskiemu insygnia i akt erekcyjny, ufundowane z inicjatywy rzemiosła bydgoskiego[1]
  - 1 maja ustawienie na Starym Rynku przed gmachem biblioteki uratowanej z okresu okupacji fontanny Dzieci bawiące się z gęsią[73]
  - 10 i 11 lipca na stadionie Polonii odbywają się Mistrzostwa Polski Seniorów w Lekkoatletyce 1948 kobiet[74]
  - 16 lipca powstaje Stacja Konserwacji i Przetaczania Krwi przekształcona w 1950 w Wojewódzką Stację Krwiodawstwa[75]
  - 1 września oddanie do użytku przy ul. Kaplicznej (Siernieczek) pierwszej nowej szkoły podstawowej zbudowanej w okresie powojennym[6]
  - we wrześniu ingres konwentu jezuitów w Bydgoszczy do byłej fary ewangelickiej przy pl. Kościeleckich, która staje się kościołem rektorskim; w procesji uczestniczą władze państwowe i oficerowie Wojska Polskiego; zakonnicy są obserwowani przez funkcjonariuszy Urzędu Bezpieczeństwa[76]
  - w październiku zlokalizowanie w Bydgoszczy siedziby Oddziału Pomorskiego Związku Literatów Polskich (prezes Alfred Kowalkowski)[26]
  - 16 grudnia z połączenia „Gazety Zachodniej” (organu PPR) i „Głosu Pomorza” (organu PPS) powstaje „Gazeta Pomorska” – organ Polskiej Zjednoczonej Partii Robotniczej[77]
  - Instytut Bałtycki od 1945 z siedzibą w Bydgoszczy zostaje przeniesiony do Gdańska[1]
  - w grudniu po cofnięciu dotacji następuje upadek czasopisma kulturalnego „Arkona”[6]; poważne ograniczenia dla szkół prowadzonych przez stowarzyszenia religijne, upaństwowienie szkół prywatnych, wprowadzenie szkół ogólnokształcących[6]
  - ustawienie przed kościołem ewangelickim Zbawiciela pomnika Chrystusa Zbawiciela – kopii posągu Chrystusa z Kopenhagi autorstwa Bertela Thorvaldsena, uratowanego przed dewastacją z likwidowanego cmentarza ewangelickiego przy ul. Jagiellońskiej[78]
  - uruchomienie codziennych lotów do Warszawy i Gdańska (czynne do 1958)[79]
  - w Bydgoszczy znajduje się ok. 60 zakładów o znaczeniu krajowym, podległych zjednoczeniom i zarządom sterowanym centralnie, m.in.: Warsztaty Kolejowe (4 tys. zatrudnionych), Zakłady Chemiczne, Bydgoskie Fabryki Mebli, Eltra, Kabel Polski, Makrum, Belma, Zakłady Graficzne, Bydgoskie Zakłady Fotochemiczne „Foton”, Fabryka Czekolady Jutrzenka, Fabryki Obuwia Kobra, Zjednoczone Zakłady Rowerowe, Fabryka Mundurów, Bydgoskie Zakłady Mięsne, Fabryka Obrabiarek do Drewna i inne; uspołeczniony przemysł drobny podlega Pomorskiemu Zjednoczeniu Przemysłu Miejscowego; funkcjonuje także ok. 200 przedsiębiorstw prywatnych w ramach zrzeszeń przemysłowo-handlowych i kupieckich; w przemyśle bydgoskim 87% osób pracuje w zakładach uspołecznionych[6]
  - liczba członków PPR w Bydgoszczy sięga 15 tys., a PPS – 10,5 tys., po zjednoczeniu liczba członków PZPR w Bydgoszczy sięga 21 tys. i utrzymuje się na tym poziomie do końca lat 50.[9]
- 1949
  - 29 stycznia uruchomienie Miejskiego Szpitala Zakaźnego przy ul. Floriana 12 w budynkach zajmowanych uprzednio przez szpital Garnizonowy; przy ul. Seminaryjnej w dawnym szpitalu diakonisek powstaje Miejski Szpital Płucno-Chorych; funkcjonuje również Szpital Miejski, Skórno-Weneryczny, Dziecięcy i Urzędu Bezpieczeństwa Publicznego[25]
  - 24 kwietnia odsłonięcie tablicy pamiątkowej ku czci pomordowanych Żydów na Cmentarzu Bohaterów Bydgoszczy[1]
  - 30 kwietnia przeniesienie Pomorskiego Sądu Apelacyjnego z Torunia do Bydgoszczy na podstawie rozporządzenia ministra sprawiedliwości[80]
  - w kwietniu ustawa wzorowana na ustroju radzieckim ograniczająca działalność przedsiębiorstw prywatnych i podporządkowanie ich Państwowej Komisji Planowania Gospodarczego; niemal całkowita likwidacja handlu prywatnego, ograniczenie spółdzielczości i rzemiosła, podporządkowanie taboru żeglugi śródlądowej zarządowi państwowemu; utworzenie przedsiębiorstwa miejskiego handlu detalicznego; zachwianie równowagi rynkowej; pogorszenie zaopatrzenia i usług dla ludności[6]
  - 11–19 maja pilnie śledzona przez Urząd Bezpieczeństwa wizyta prymasa Stefana Wyszyńskiego w Bydgoszczy; władze organizują dla młodzieży zajęcia, które mają ją odciągnąć od uczestnictwa w spotkaniach religijnych[10]; 5 sierpnia na mocy nowej ustawy rozwiązane są stowarzyszenia religijne[29];
  - 1 sierpnia powstaje oddział Centralnego Biura Wystaw Artystycznych w Bydgoszczy, zlokalizowany w Pomorskim Domu Sztuki (od 1961 samodzielne Biuro Wystaw Artystycznych)[81]
  - 1 września połączenie Teatru Miejskiego w Bydgoszczy z Teatrem Ziemi Pomorskiej w Toruniu w przedsiębiorstwo państwowe pn. „Państwowe Teatry Ziemi Pomorskiej Bydgoszcz-Toruń” (do 1961)[82]; 6 października oficjalne zakończenie budowy Teatru Polskiego w obecności ministra kultury i sztuki Stefana Dybowskiego[1];
  - 16 października inauguracja pierwszego Festiwalu Chopinowskiego w Bydgoszczy[1]
  - w październiku zgoda prymasa Polski na reaktywację Małego Seminarium Duchownego Kongregacji Ducha Świętego w Bydgoszczy[29]
  - 15 listopada nowym prezydentem Bydgoszczy zostaje Kazimierz Maludziński (do 31 maja 1950 r.[14])
  - w grudniu uchwała Sejmu w sprawie reorganizacji kultury fizycznej i sportu, która zakłada m.in. centralizację i przeniesienie do Warszawy wszystkich związków sportowych; tuż przed likwidacją w Bydgoszczy znajduje się 15 okręgowych, wojewódzkich związków sportowych (piłki nożnej, koszykówki-siatkówki-piłki ręcznej, wioślarski, bokserski, szachowy, atletyczny, kajakowy, lekkiej atletyki, pływacki, hokeja na trawie, kolarski, gimnastyczny, strzelecki, tenisowy, żeglarski), pozostałe 3 w Toruniu (narciarski, hokeja na lodzie, tenisa stołowego) i 1 w Grudziądzu (motocyklowy); w Bydgoszczy znajduje się centrala Polskiego Związku Towarzystw Wioślarskich[35]
  - połączenie sieci kolei wąskotorowych: wyrzyskich i bydgoskich, które funkcjonują odtąd jako Bydgosko-Wyrzyskie Koleje Dojazdowe; nie używany jest już odcinek biegnący przez Maksymilianowo do Włók[83], który rozebrany jest w latach 50.[84]
  - pierwsza koncepcja połączenia tramwajowego między Bydgoszczą, a Fordonem, wzdłuż ul. Fordońskiej do stacji kolejowej Bydgoszcz Wschód (6 km), a następnie do Fordonu (11 km); odgałęzienie linii przez ulicę Sporną ma prowadzić do Łęgnowa (za priorytetową uznano jednak linię „Brda” łączącą Stare Miasto z Zakładami Chemicznymi w Łęgnowie wzdłuż ul. Toruńskiej)[85]
  - likwidacja istniejących w Bydgoszczy organizacji żydowskich, w mieście przebywa kilkaset Żydów, w części przyznających się do narodowości polskiej[86].
  - przekroczenie przedwojennego poziomu globalnej wartości produkcji przemysłowej w Bydgoszczy[6]

### lata 50. XX w.
- 1950

Województwo bydgoskie (1950–1975)

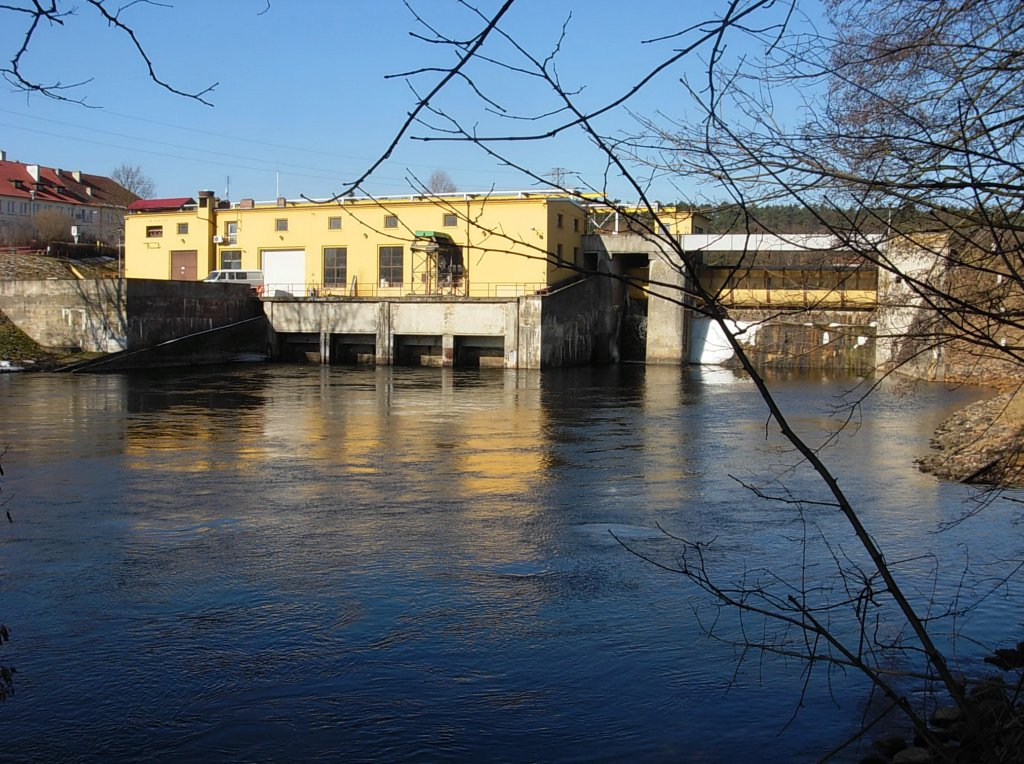
Odbudowany w 1951 stopień wodny w Smukale

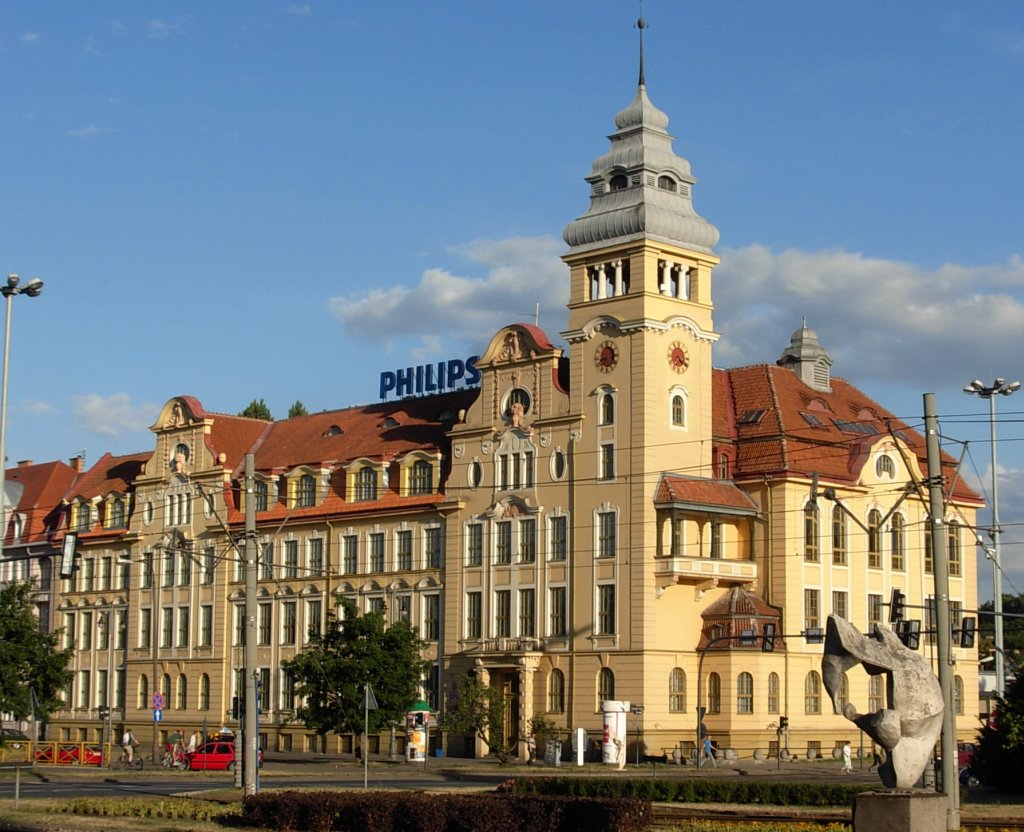
Pierwsza siedziba Wyższej Szkoły Inżynierskiej (1951)

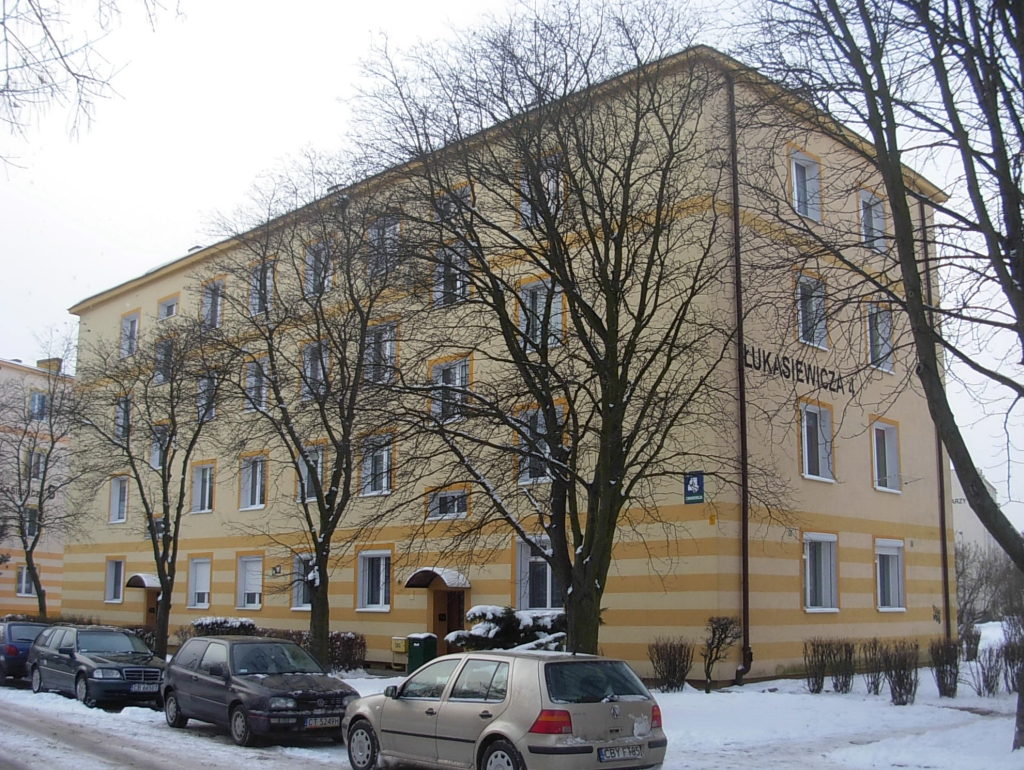
Stare Kapuściska wzniesione w latach 1951–1960

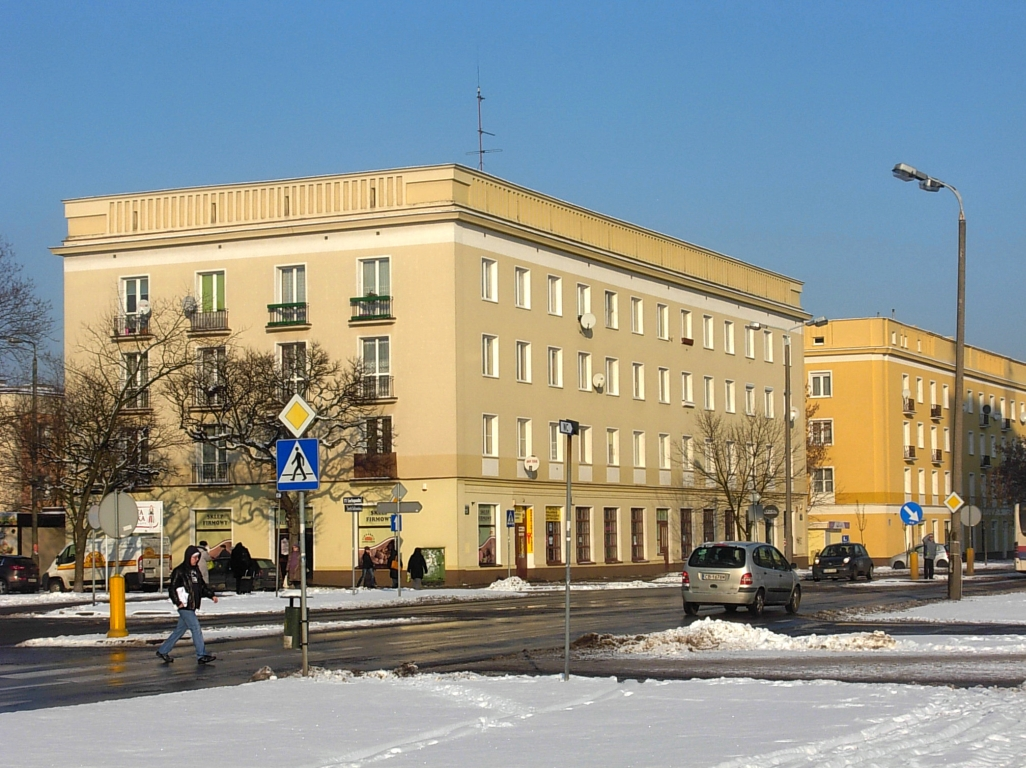
Osiedle Leśne wzniesione w latach 1953–1960

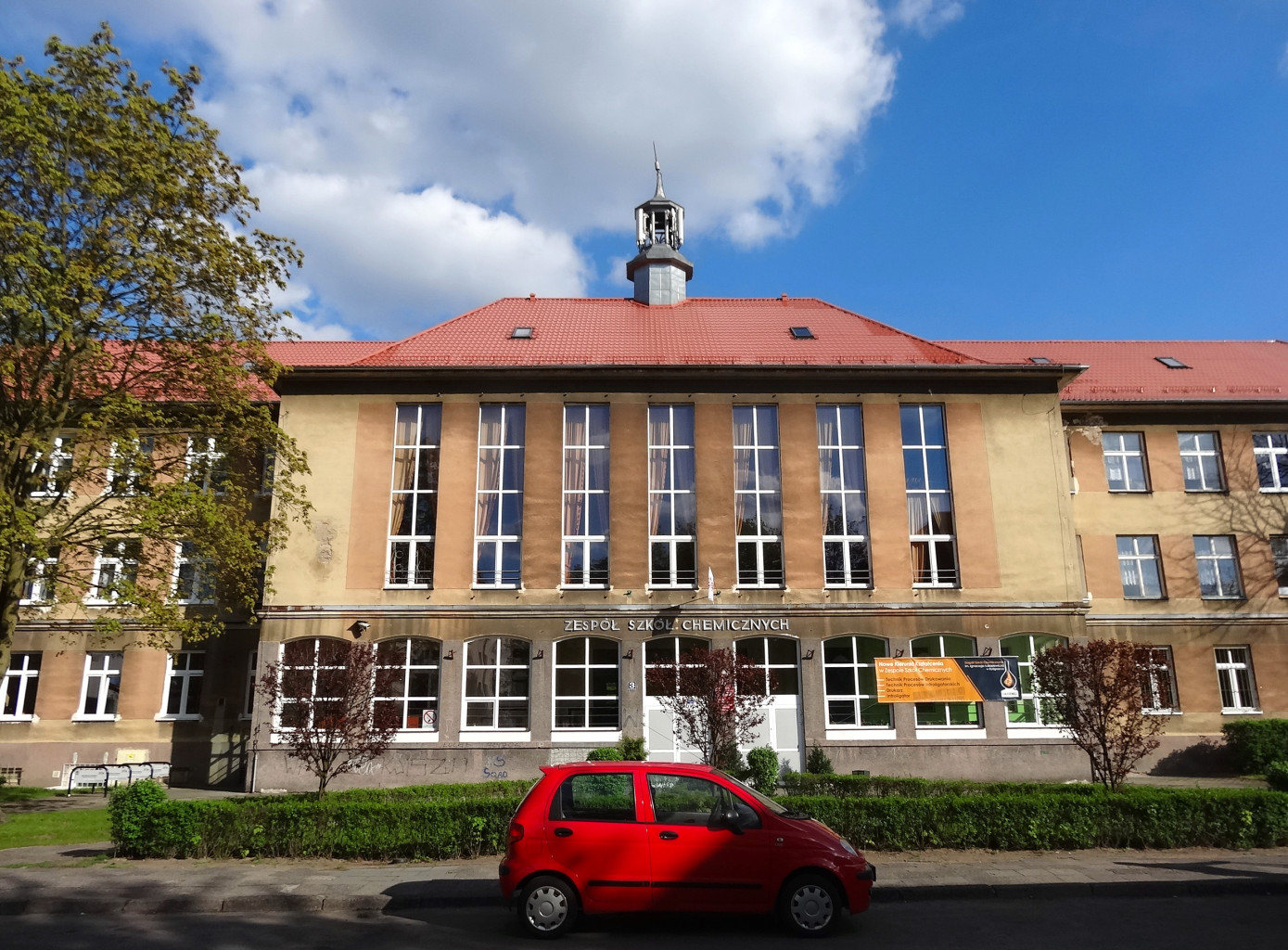
Zespół Szkół Chemicznych na Kapuściskach (1952)

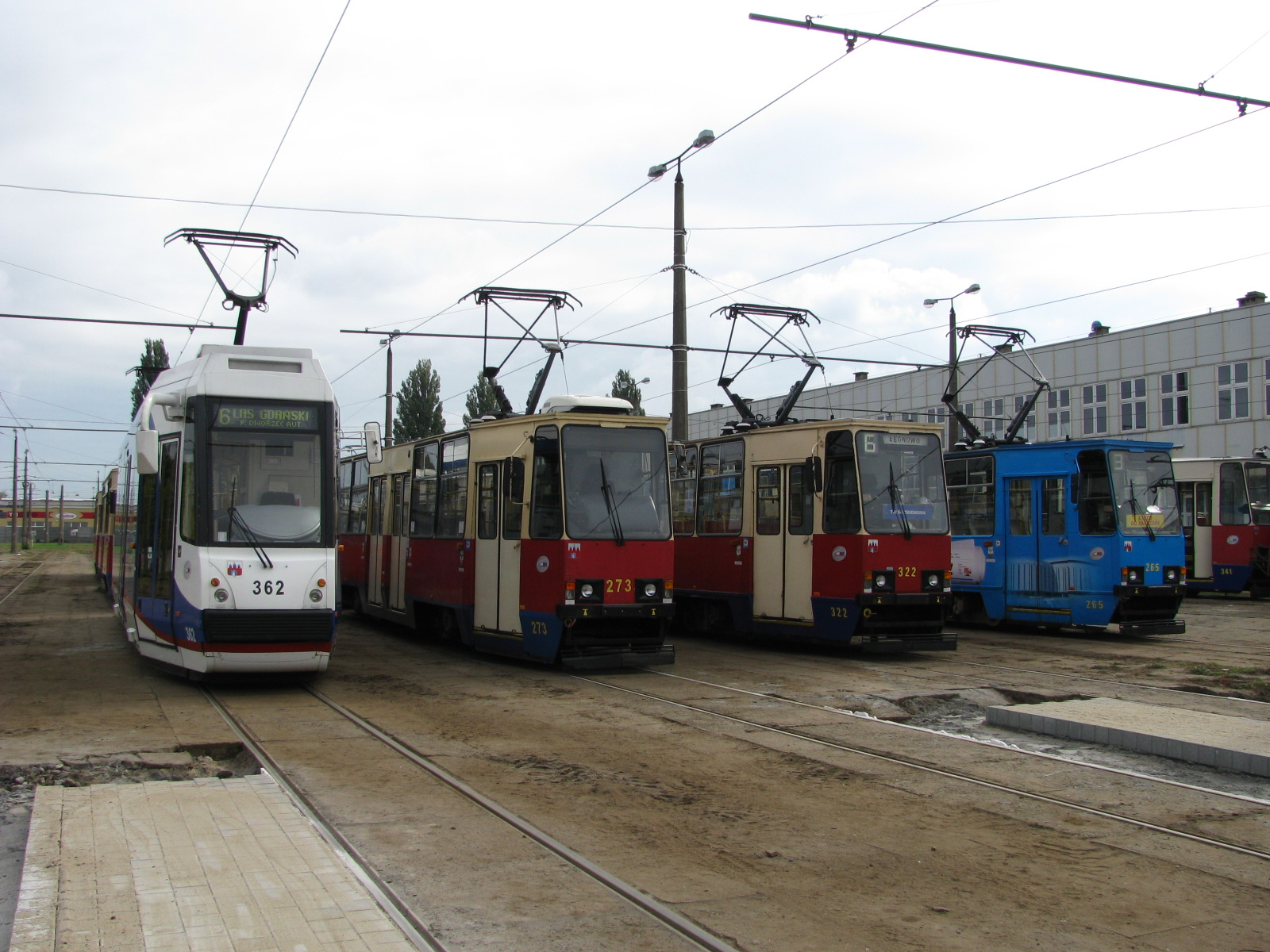
Zajezdnia tramwajowa (1959) oddana do użytku w ramach linii „Brda” z centrum miasta do Łęgnowa o długości 26 km (1953)

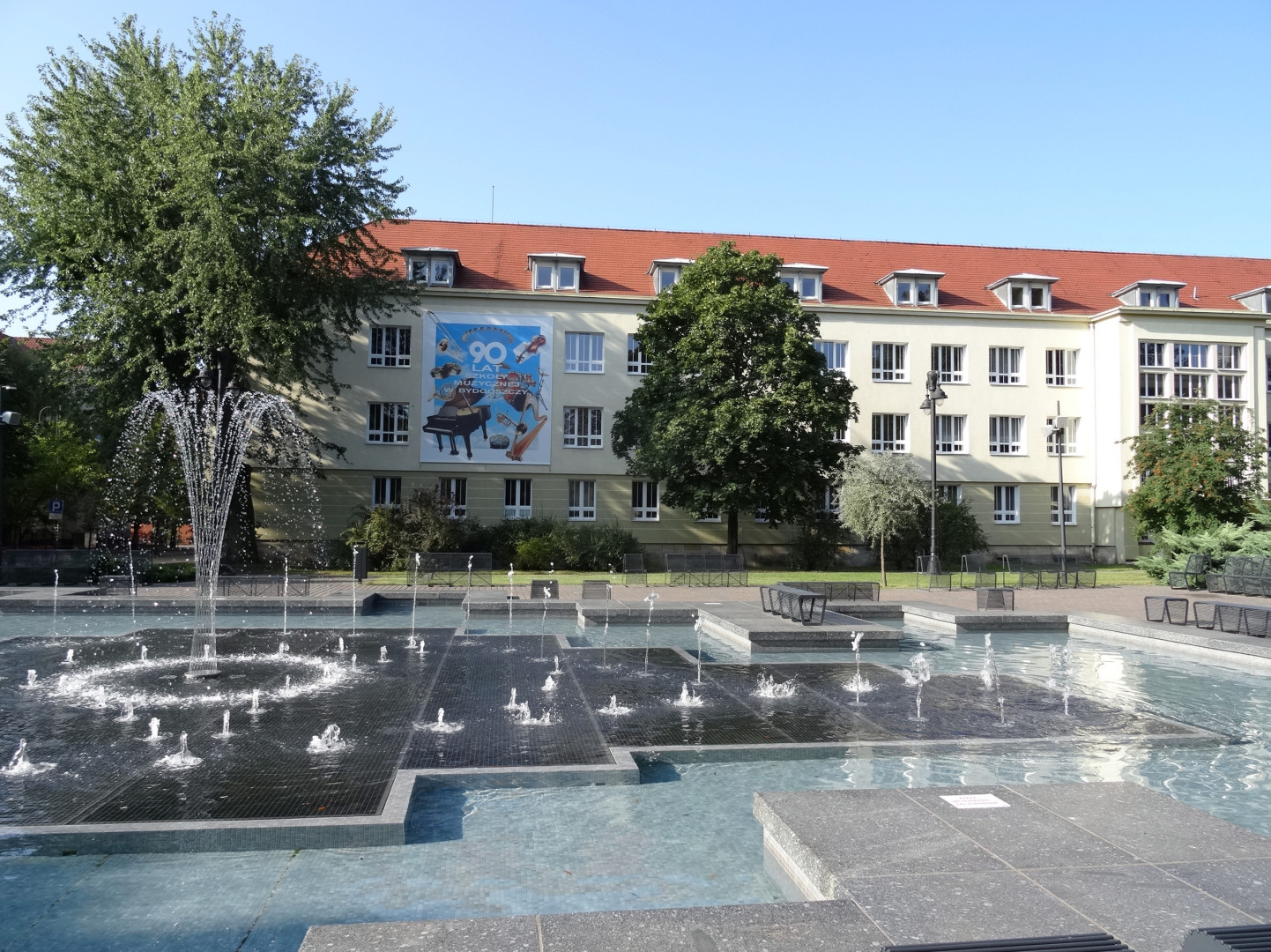
Budynek Państwowej Szkoły Muzycznej (1954)

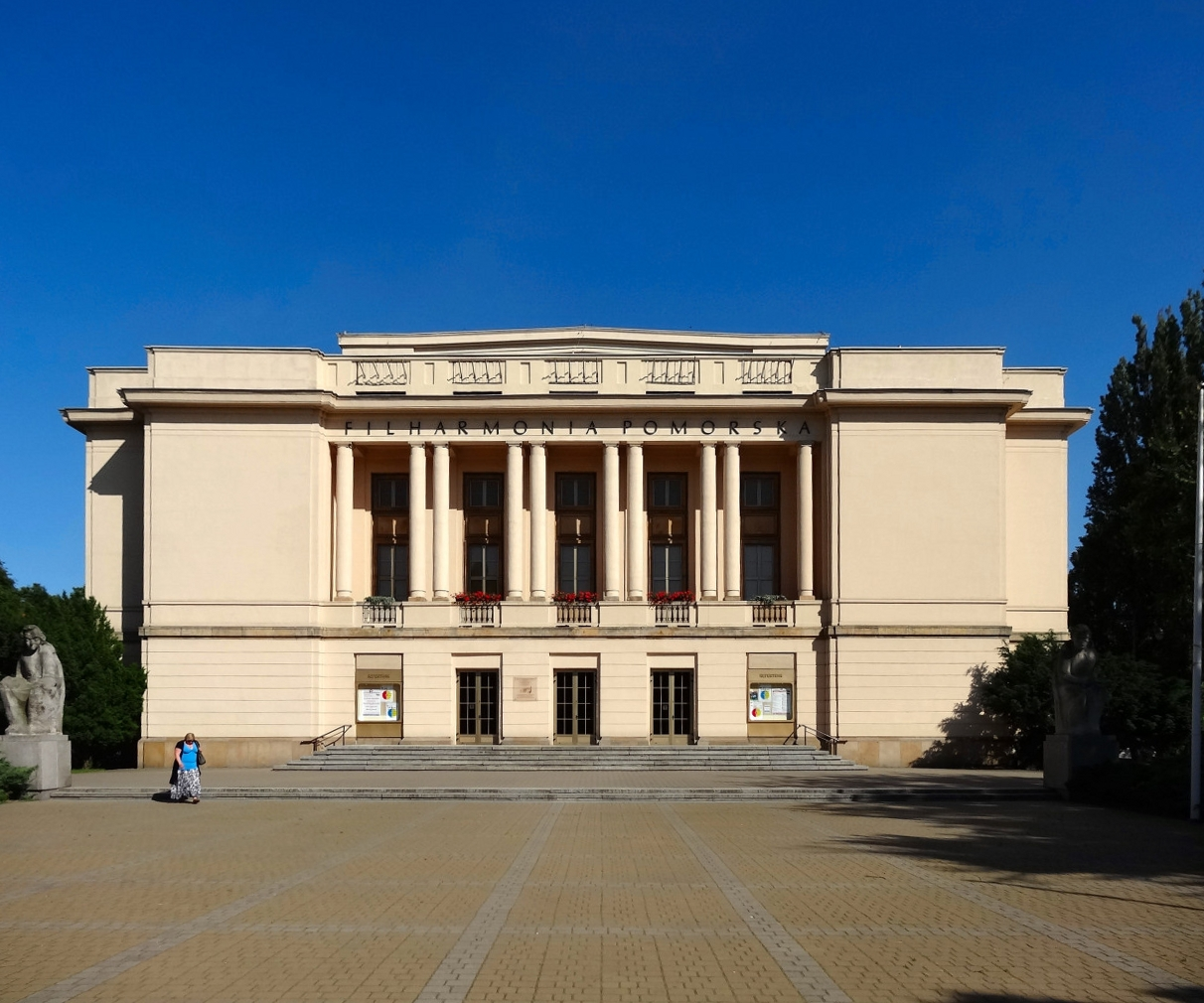
Wzniesiony w latach 1954–1956 budynek Filharmonii Pomorskiej im. Ignacego Jana Paderewskiego

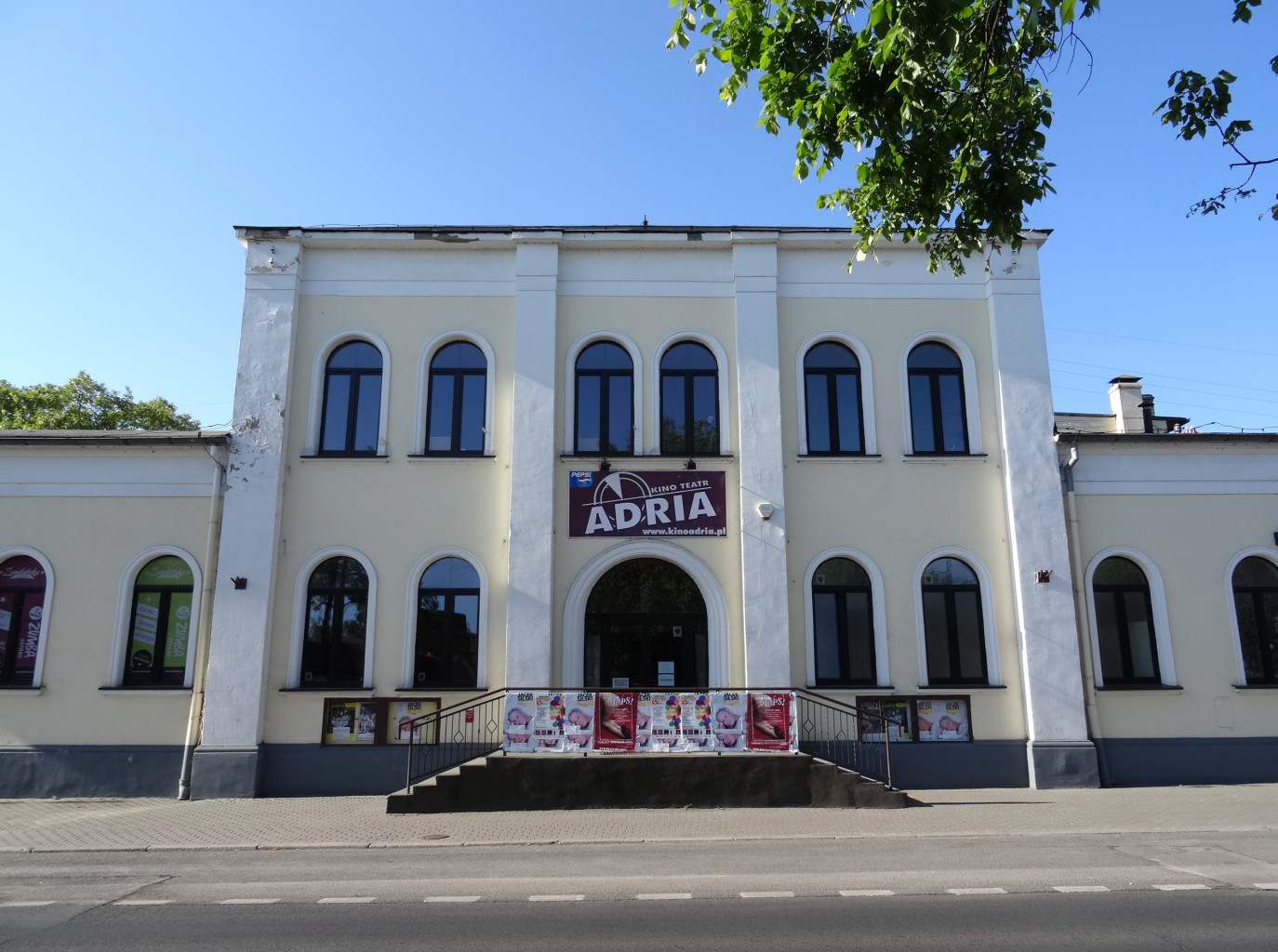
Wojewódzki Ośrodek Kultury z siedzibą w dawnej Strzelnicy (1955)

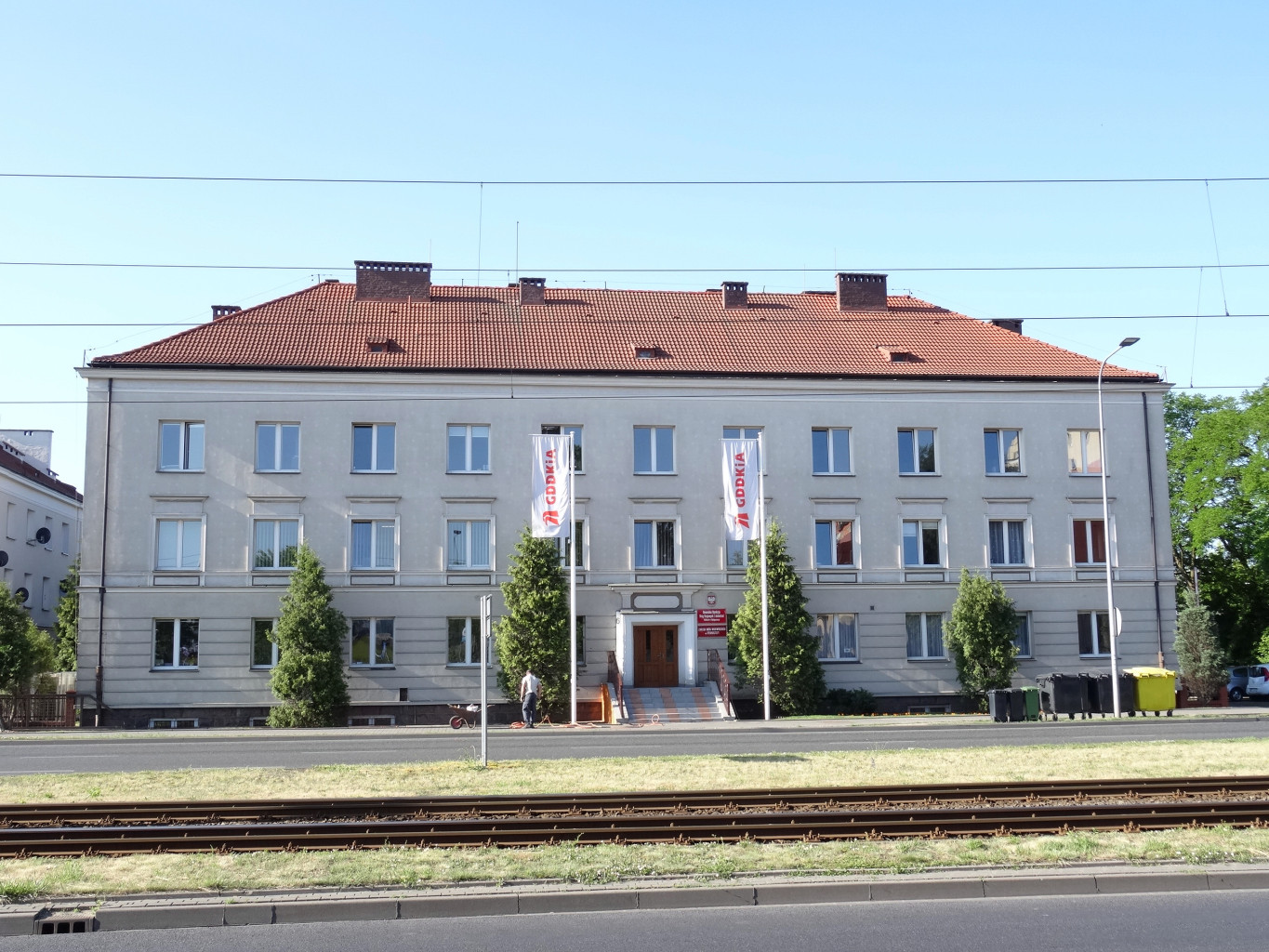
Siedziba Wojewódzkiego Zarządu Dróg Publicznych przy ul. Fordońskiej (1955)

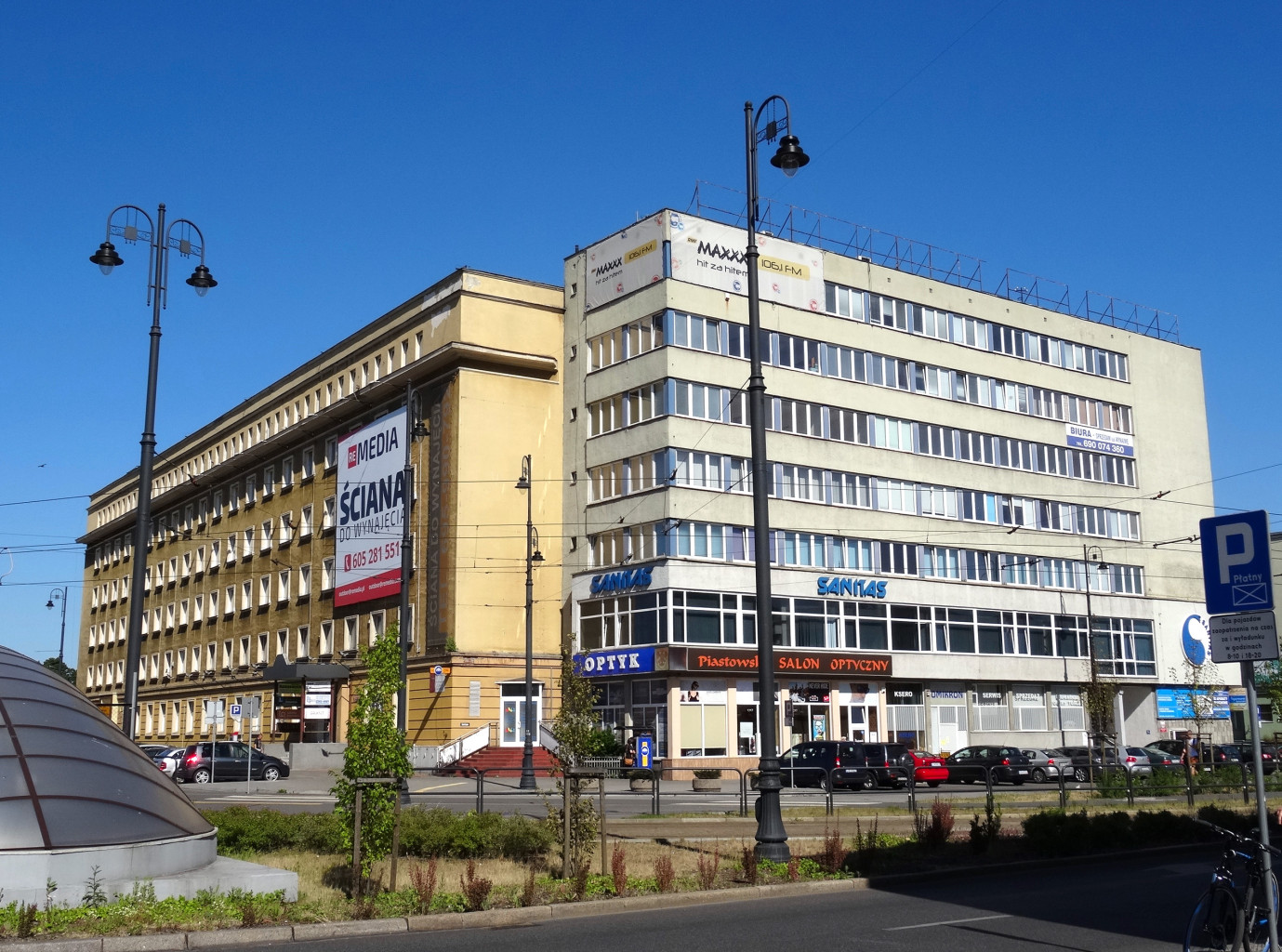
Biurowiec przy ul. Zygmunta Augusta (1955)

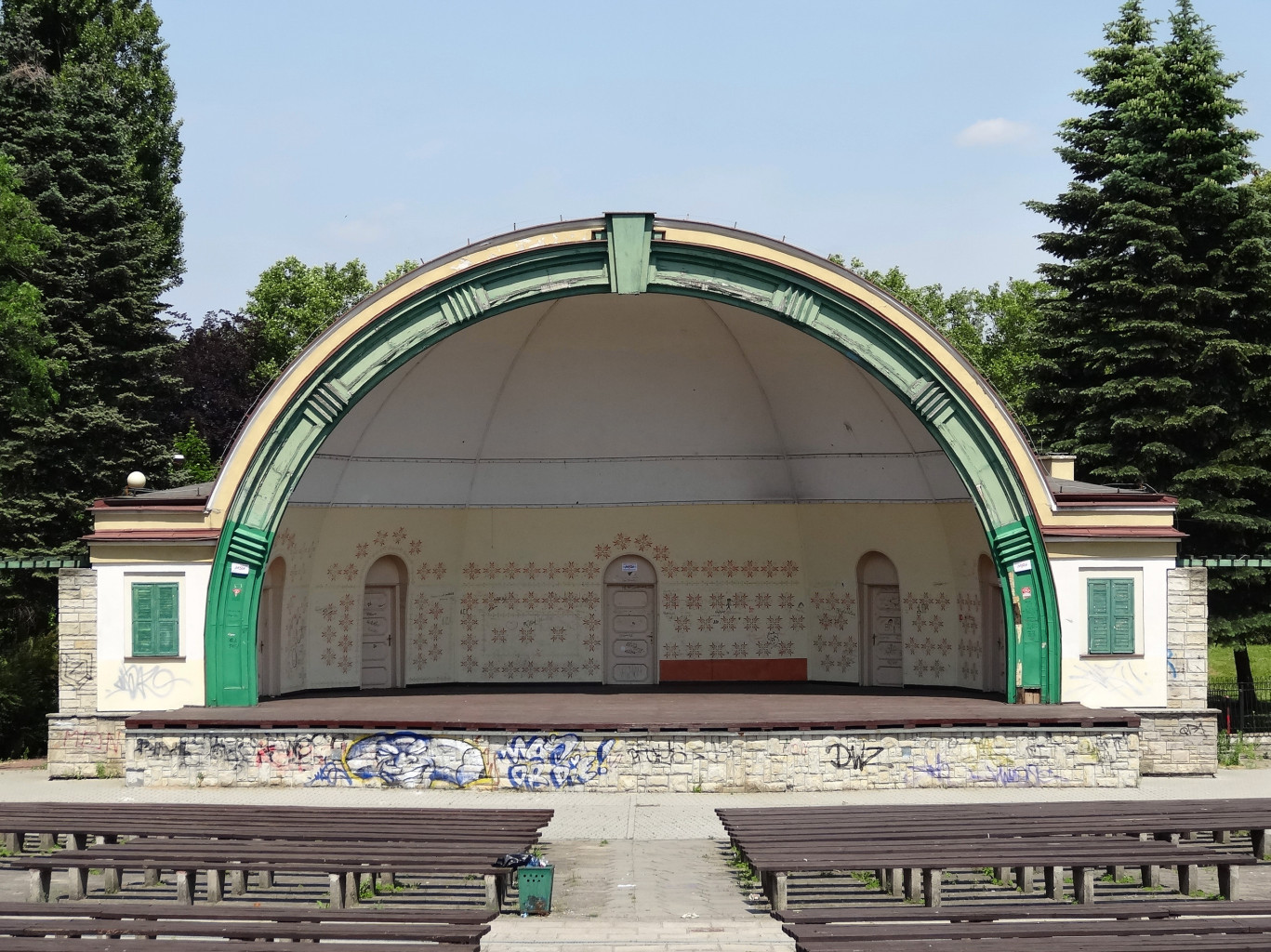
Amfiteatr w parku Ludowym (1956)

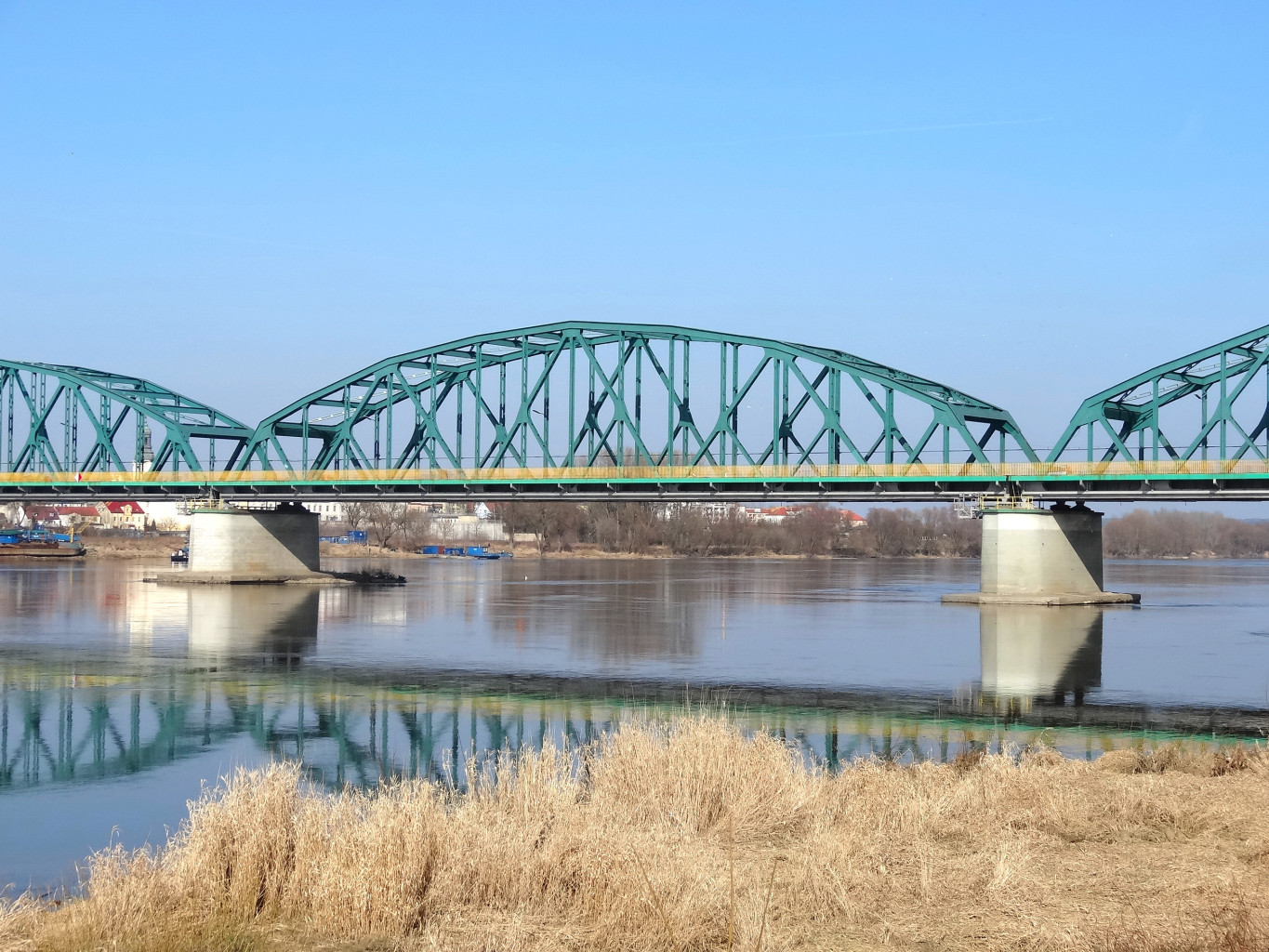
Most Fordoński nad Wisłą odbudowany w latach 1950–1956

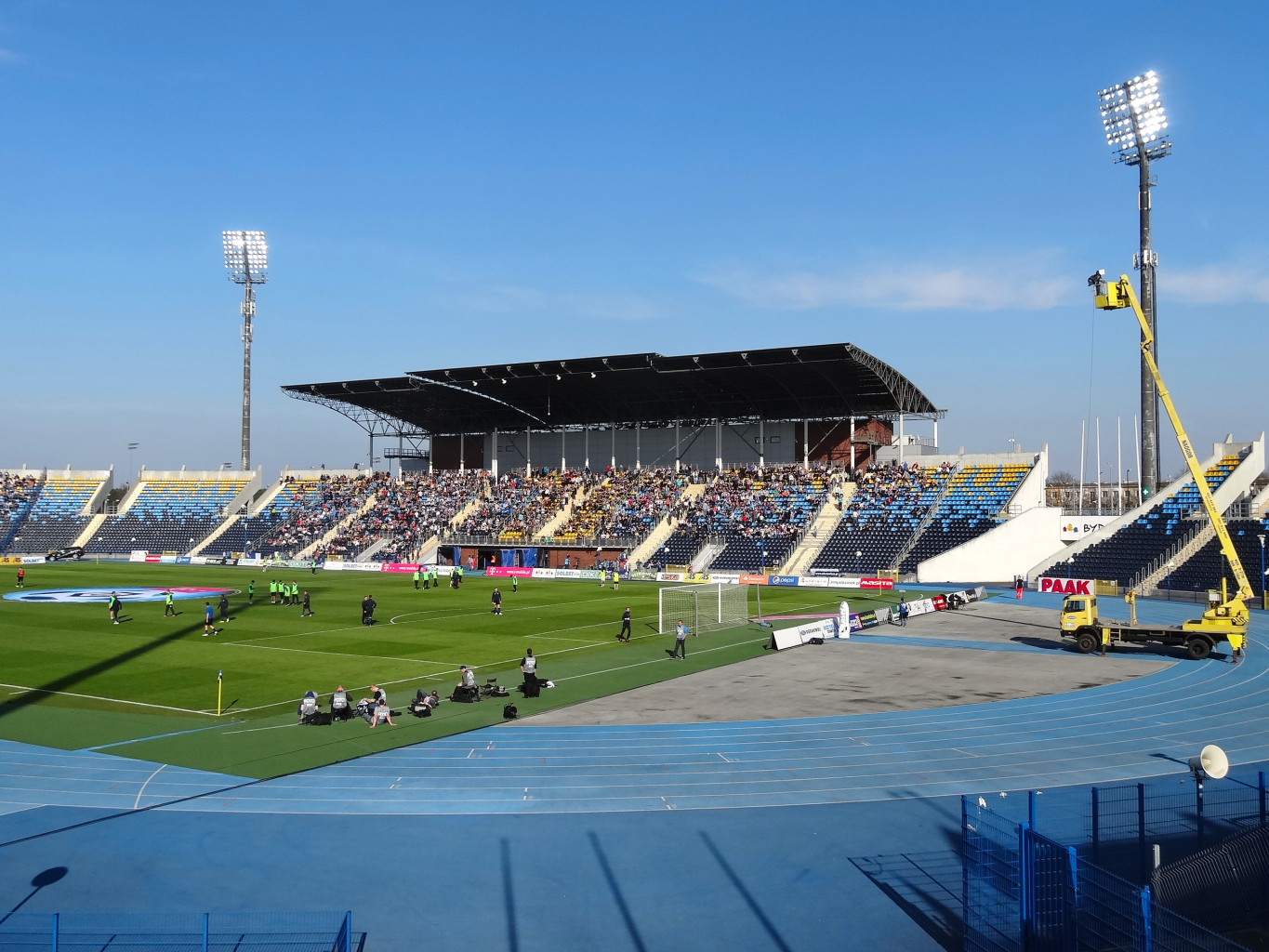
Stadion Zawiszy Bydgoszcz (1957)

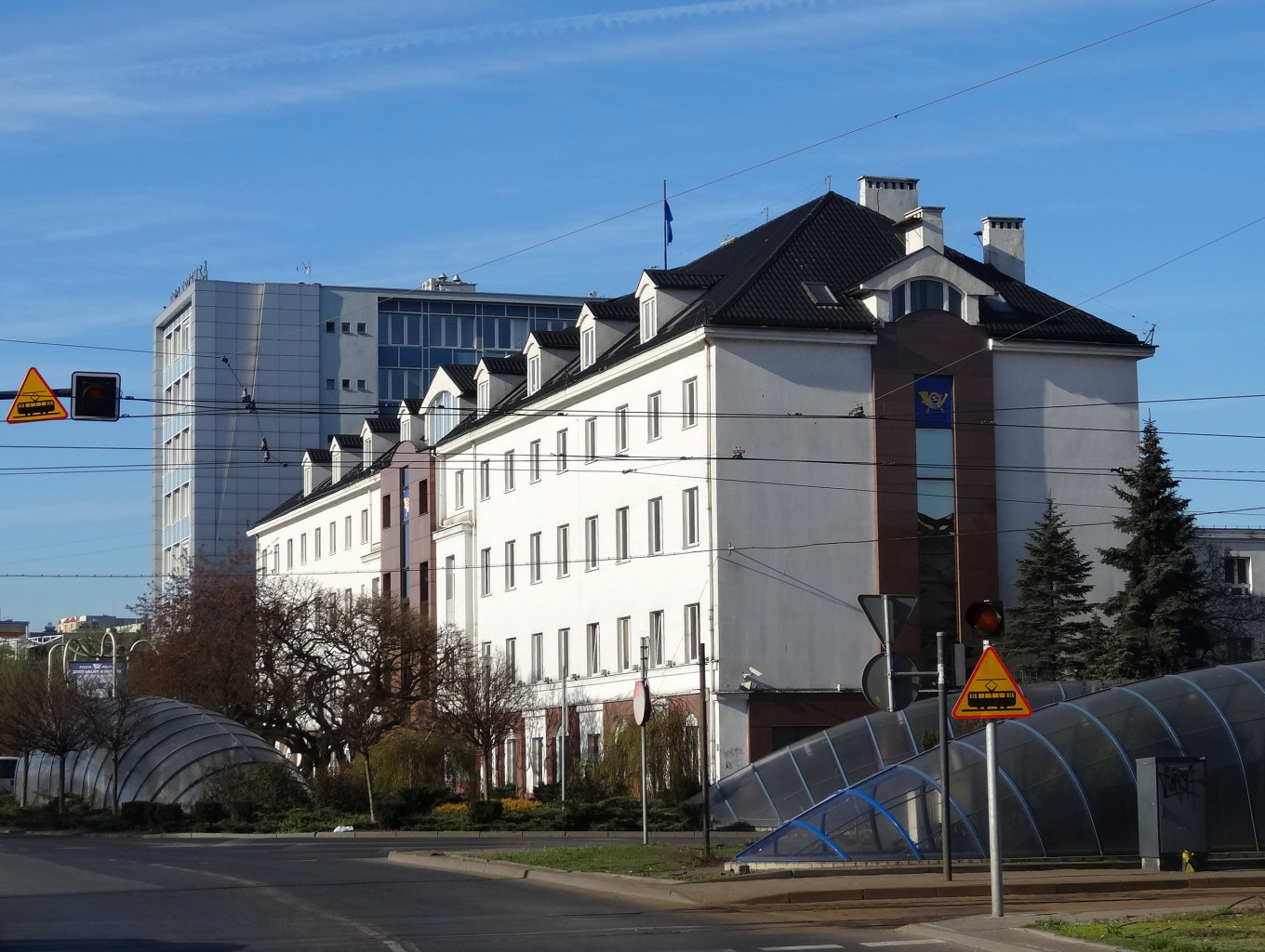
Budynek Centralnego Ośrodka Rozliczeniowego Poczty Polskiej przy ul. Bernardyńskiej (1957)

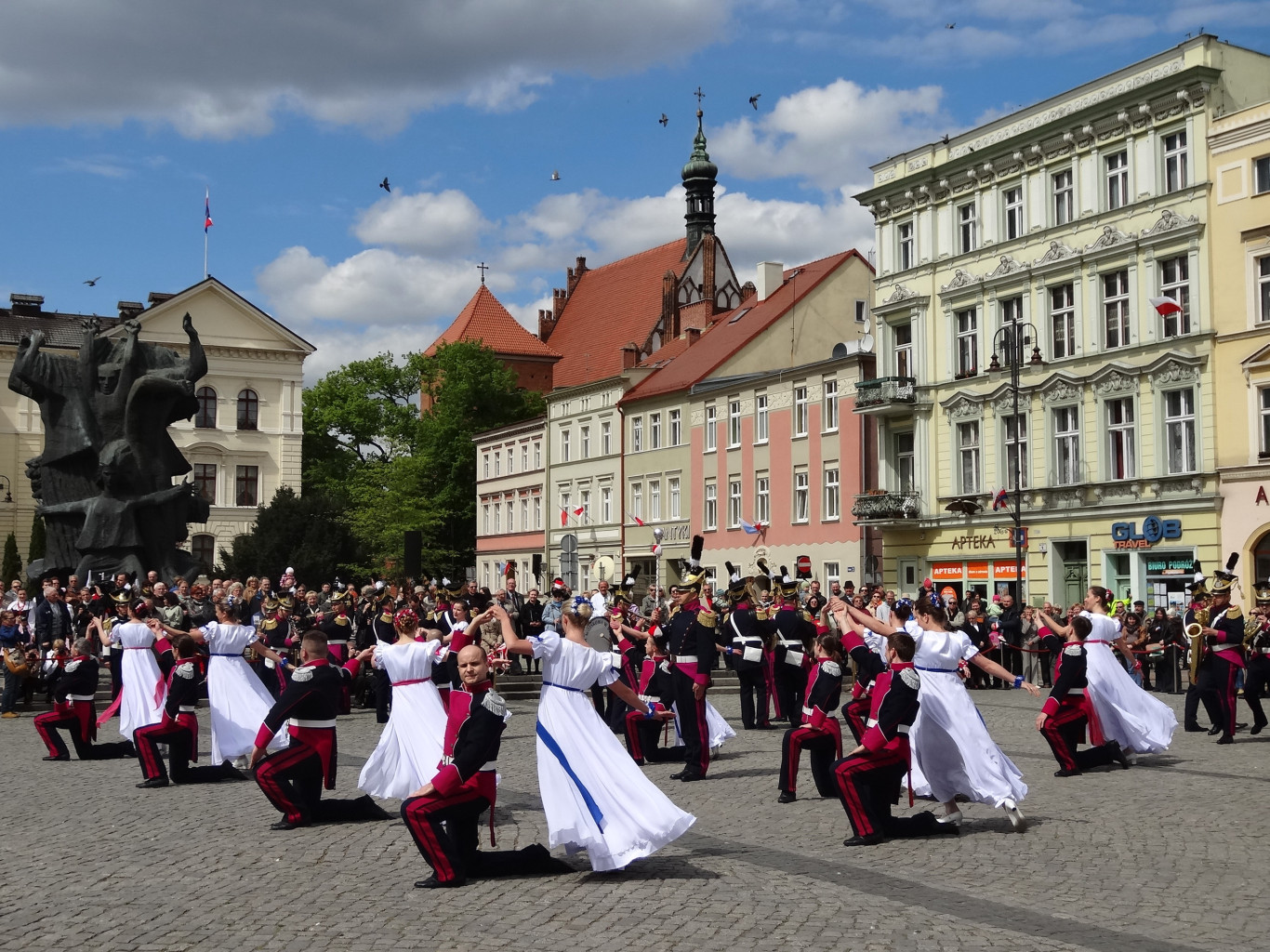
Zespół Pieśni i Tańca Ziemi Bydgoskiej założony w 1958

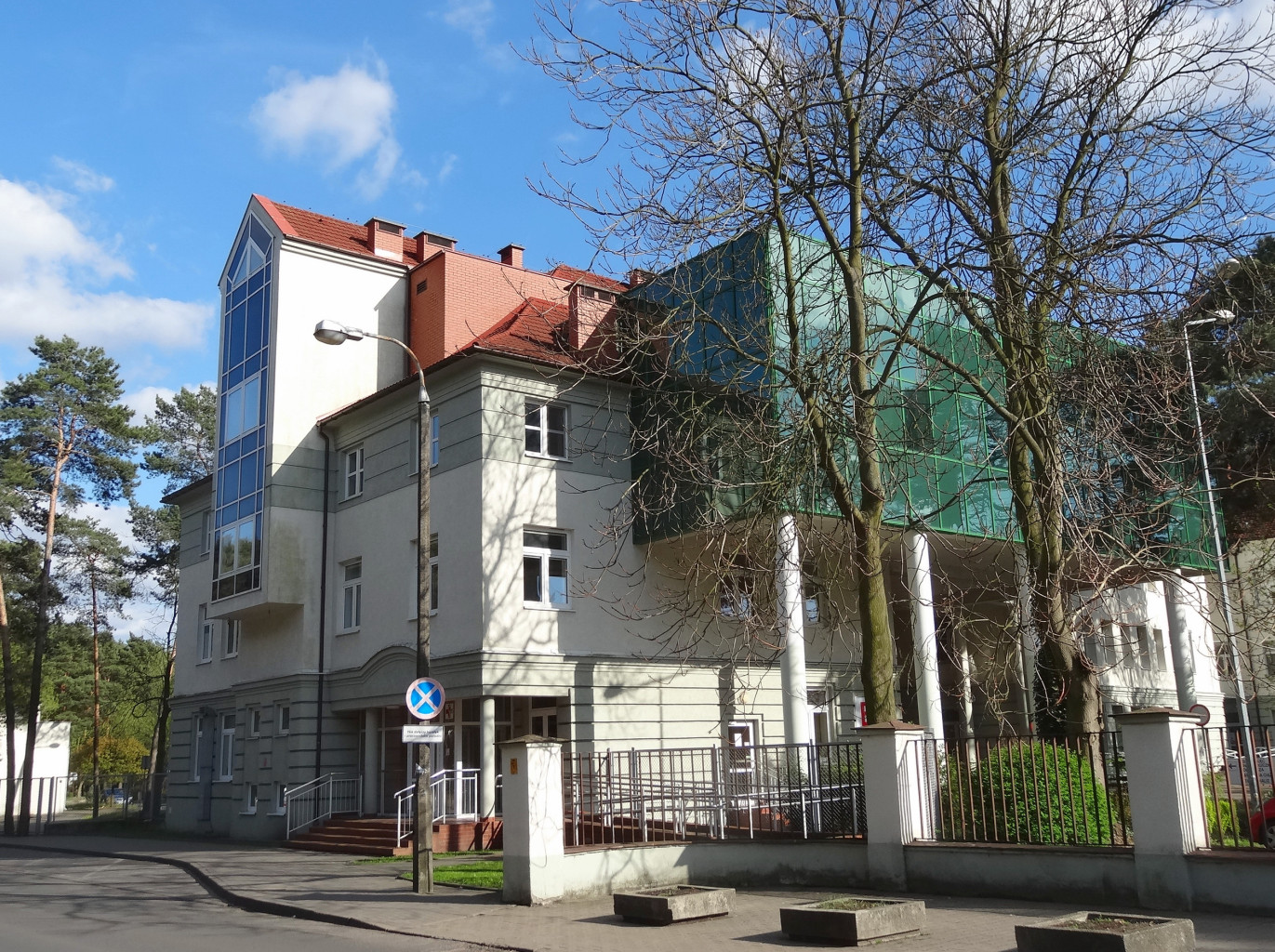
Szpital Ogólny nr 2 im. dr Emila Warmińskiego na Kapuściskach (1959)

  - 20 marca ustawa Sejmu znosi niezespolone organa administracji państwowej; Kuratorium Okręgu Szkolnego Pomorskiego w Toruniu zostaje włączone do kompetencji Prezydium Wojewódzkiej Rady Narodowej w Bydgoszczy jako jednostka organizacyjna zespolonej administracji rządowej
  - 31 maja zniesienie urzędu prezydenta miasta Bydgoszczy, który staje się przewodniczącym Prezydium Miejskiej Rady Narodowej (reforma wzorowana na ustroju radzieckim)[6]
  - 28 czerwca na mocy ustawy dotychczasowe województwo pomorskie zostaje przemianowane na województwo bydgoskie; włączone do niego zostają powiaty: żniński i mogileński z regionu poznańskiego, a wyłączony powiat nowomiejski, który trafia do regionu olsztyńskiego; województwo liczy 24, a od 1955 – 26 powiatów[87]
  - 28 czerwca likwidacja Pomorskiej Izby Przemysłowo-Handlowej w Bydgoszczy (podobnie jak izb w całym kraju)[88]
  - 20 lipca przemianowanie Sądu Apelacyjnego w Bydgoszczy na Sąd wojewódzki, zgodnie z nową ustawą o dostosowaniu systemu sądowego do podziału administracyjnego kraju; Sądowi i Prokuraturze Wojewódzkiej podlega 18 jednostek powiatowych; w Bydgoszczy funkcjonują także Sąd i Prokuratura Pomorskiego Okręgu Wojskowego[80]
  - w sierpniu powołanie Orkiestry Wojskowej w Bydgoszczy[45]
  - 9 września powstanie oddziału Towarzystwa Wiedzy Powszechnej w Bydgoszczy[89], które w 1957 zakłada pierwszy w kraju Uniwersytet powszechny[1]
  - 23 października aresztowanie przez Służbę Bezpieczeństwa ks. Jana Konopczyńskiego, dziekana bydgoskiego (zwolniony 9 stycznia 1951); aktywna walka z kościołem; upaństwowienie szpitali prowadzonych przez organizacje religijne, usunięcie ze służby zdrowia sióstr zakonnych; likwidacja nauki religii w szkołach podstawowych; utrudnianie młodzieży udziału w praktykach religijnych, inwigilacja księży[29]
  - przedłużenie linii tramwajowej w ciągu ul. Nakielskiej do wiaduktu kolejowego[85]
  - faktyczna likwidacja przemysłu i handlu prywatnego; mniejsze zakłady włączone do rzemiosła lub spółdzielni, a większe do przedsiębiorstw przemysłu terenowego; do końca PRL w Bydgoszczy pozostaje tylko kilkaset osób zatrudnionych w prywatnym dziale rzemiosła i drobnej wytwórczości[6]
  - w Bydgoszczy funkcjonuje 5 średnich liceów ogólnokształcących (pl. Wolności, Grodzka, Staszica, Nowodworska, Nowogrodzka); reorganizacja szkolnictwa zawodowego i podporządkowanie go resortom gospodarczym, oddanie do użytku Zespołu Szkół Budowlanych przy ul. Fordońskiej 432[6]
- 1951
  - 22 lutego Naczelna Organizacja Techniczna otwiera w Bydgoszczy bibliotekę i czytelnię techniczną[1]
  - 27 lutego miasto przekazuje Miejski Ogród Botaniczny Instytutowi Hodowli i Aklimatyzacji Roślin[90]
  - 23 czerwca Prezydium Rządu powołuje do życia Wieczorową Szkołę Inżynierską, przeznaczoną dla dokształcania kadr przemysłu województwa bydgoskiego; z wydziałami: mechanicznym w Bydgoszczy i chemicznym w zakładach Zachem w Bydgoszczy i Soda-Mątwy w Inowrocławiu[91]; studia podejmuje 181 osób na wydziale mechanicznym i 86 na wydziale chemicznym[1]
  - w lipcu powstają Zakłady Przemysłu Cukierniczego „Jutrzenka” z połączenia małych zakładów przemysłu spożywczego o rodowodzie przedwojennym z ul. Warmińskiego, Poznańskiej, Garbary, Kościuszki; w latach 60. i 70. jest 4. największym przedsiębiorstwem cukierniczym w kraju[92]
  - 1 października powstaje Zakład Doskonalenia Lekarzy (od 1970 Centrum Medyczne Kształcenia Podyplomowego); rozwiązanie izb lekarskich i aptekarskich, w tym okręgowej izby w Bydgoszczy[25]; 15 października otwarcie pierwszej w województwie bydgoskim Państwowej Szkoły Felczerskiej[1]
  - 21 grudnia Miejska Rada Narodowa podejmuje uchwałę o podziale miasta na 4 dzielnice: Śródmieście (810 ha, 63 tys. osób, 152 przedsiębiorstw), Szwederowo (1600 ha, 49 tys. osób, 60 przedsiębiorstw), Zachód (1740 ha, 49 tys. osób, 41 przedsiębiorstw) i Wschód (2500 ha, 13 tys. osób, 17 przedsiębiorstw)[93]
  - otwarcie pierwszego schroniska dla zwierząt przy ul. Siedleckiej[94]
  - odbudowa elektrowni wodnej w Smukale (4 MW), która staje się elementem kaskadowej zabudowy energetycznej rzeki Brdy
  - niedobory podstawowych artykułów na rynku m.in. cukru, pieczywa, ryb, ziemniaków, odzieży, obuwia; 1 września powołanie Komisji do Walki ze Spekulacją i Nadużyciami w Handlu, która jest kolejnym organem represji wobec społeczeństwa[54]
  - rozpoczęcie budowy osiedla mieszkaniowego Stare Kapuściska[95] oraz rozbudowy istniejącego od 1940 osiedla Awaryjnego w Łęgnowie (inwestycja wpisana w Plan sześcioletni)[96]
  - powstaje pierwszy powojenny projekt urbanistyczny Bydgoszczy; zakładający rozwój przemysłu na wschodzie miasta oraz budowę nowego centrum administracyjnego w okolicy parku Ludowego i ul. Jagiellońskiej[55]
  - oddanie do użytku gmachu Międzywojewódzkiej Szkoły Partyjnej przy ul. Jagiellońskiej[97]
- 1952
  - 1 stycznia na bazie kilku małych przedsiębiorstw przemysłu metalowego powstają Bydgoskie Zakłady Sprzętu Okrętowego[a][98]; rozpoczyna działalność Fabryka Pasów i Artykułów Sportowych „Polsport”
  - 25 lutego powstaje Teatr Młodego Widza, który 8 marca ma pierwsze przedstawienie; w 1953 staje się teatrem objazdowym (jednym z 4 w kraju), a w lutym 1955 zostaje przeniesiony do Grudziądza, gdzie daje początek tamtejszemu Teatrowi Ziemi Pomorskiej[99]
  - 27 marca zajęcie przez władze przedszkoli katolickich ss. Elżbietanek na Szwederowie i ss. Szarytek przy ul. Fordońskiej 5; we wrześniu podział dekanatu bydgoskiego na 2 jednostki; w Bydgoszczy działa 9 zgromadzeń zakonnych (w tym 4 żeńskie)[29]
  - apogeum stalinizmu; w reżyserowanym przez władze pochodzie pierwszomajowym (na wzór defilady wojskowej) uczestniczy rekordowa liczba 120 tys. osób, w tym 37 tys. sportowców, 24 tys. młodzieży, 20 tys. chłopów (podobne pochody odbywają się w latach 1950, 1951 i 1953, w kolejnych latach liczba uczestników spada)[100]
  - latem otwarcie kąpieliska przy ul. Nakielskiej składającego się z 2 basenów z trybuną na 1500 widzów, szatniami, biurami, natryskami i barem[55]
  -  Letnie Igrzyska Olimpijskie 1952 w Helsinkach – bydgoski wioślarz Teodor Kocerka zdobywa brązowy medal[101]
  - 1 września powstaje Technikum Kolejowe Ministerstwa Komunikacji w budynku Copernicanum
  - 28 września inauguracja Bydgoskiego Antykwariatu Naukowego, jednego z najstarszych antykwariatów księgarskich w Polsce (od 1969 organizator Bydgoskich Aukcji Antykwarycznych)
  - 18 listopada eksplozja w Zakładach Chemicznych Zachem na linii technologicznej produkcji materiałów wybuchowych, która wstrząsa Kapuściskami; ginie 14 osób, a 43 jest ciężko rannych, zniszczonych jest kilka budynków produkcyjnych; przyczyną jest realizacja planów produkcyjnych za wszelką cenę, bez zachowania zasad bezpieczeństwa[102]
  - oddanie do użytku Zespołu Szkół Chemicznych na Kapuściskach[6]
  - sformowanie Wojskowej Komendy Wojewódzkiej w Bydgoszczy przy ul. Szubińskiej 1 z zasięgiem na województwo bydgoskie i gdańskie[103]
- 1953
  - 1 stycznia Pomorska Orkiestra Symfoniczna dekretem Ministerstwa Kultury i Sztuki przyjmuje nazwę: Państwowa Filharmonia Pomorska (9 stycznia koncert inauguracyjny)[45]; w marcu Prezydium WRN zatwierdza plan budowy gmachu dla filharmonii w parku im. Jana Kochanowskiego[55]; w czerwcu Naczelna Rada Odbudowy Warszawy decyduje, że gmach zostanie wybudowany w latach 1954–1956 z nadwyżek Społecznego Funduszu Odbudowy Stolicy[1]
  - w styczniu Prezydium WRN nadaje szpitalom bydgoskim za patronów imiona zasłużonych lekarzy: dr Antoniego Jurasza (Szpital Ogólny nr 1), dr Józefa Brudzińskiego (Wojewódzki Szpital Dziecięcy), dr Tadeusza Browicza (Wojewódzki Szpital Zakaźny), dr Alfreda Sokołowskiego (Wojewódzki Szpital Gruźliczy), dr Wojciecha Oczko (Wojewódzki Szpital Dermatologiczny)[25];
  - 27 marca organizacja miejskiego oddziału PTTK w Bydgoszczy na bazie przedwojennych tradycji: oddziału Polskiego Towarzystwa Krajoznawczego (1920), Polskiego Towarzystwa Tatrzańskiego (1932), Związku Popierania Turystyki (1935)[104]
  - 1 maja uruchomienie produkcji w Bydgoskiej Fabryce Urządzeń Chłodniczych „Byfuch”, która do 1957 boryka się z brakiem pełnego oprzyrządowania, niewykończonymi halami produkcyjnymi, brakiem systemu finansowania produkcji[105]
  - 21 lipca minister gospodarki komunalnej Feliks Baranowski otwiera linię tramwajową „Brda” (26,2 km) łączącą centrum miasta z osiedlami: Kapuściska, Czersko Polskie i Łęgnowo[85]
  - we wrześniu spływ kajakowy Brdą z Miastka do Bydgoszczy odbywa ks. Karol Wojtyła w towarzystwie 9 studentów; wyprawa kończy się w Smukale, gdzie ma miejsce nocleg w szkole obok zapory wodnej; jest to pierwszy spływ kajakowy przyszłego papieża, który po kilku latach powraca nad Brdę, a do 1978 pływa także po wielu rzekach polskich (Wda, Gwda, Krutynia, Czarna Hańcza, Drawa, San)[106]
  - w październiku rozpoczyna się budowa gmachu filcharmonii[107]
  - w listopadzie powstaje w Bydgoszczy oddział Głównej Biblioteki Lekarskiej (od 1984 biblioteka Akademii Medycznej), jeden z zakładów Instytutu Doskonalenia i Specjalizacji Kadr Lekarskich w Warszawie (szkolenia podyplomowe dla lekarzy z całego kraju) oraz bydgoski oddział Polskiego Towarzystwa Stomatologicznego (jeden z pierwszych w Polsce)[25]
  - Pomorski Okręg Wojskowy, którego dowództwo mieści się w Bydgoszczy jest w latach 1953–1992 jednym z trzech w kraju; liczy ok. 100 tys. żołnierzy; na bazie jednostek POW formowana jest na wypadek wojny 1 Armia Ogólnowojskowa wchodząca w skład Frontu Polskiego Zjednoczonych Sił Zbrojnych Układu Warszawskiego[108]
  - powstaje Instytut Melioracji i Użytków Zielonych w Bydgoszczy[109]
  - ukończenie budowy parku Ludowego w miejscu zlikwidowanego cmentarza ewangelickiego przy ul. Jagiellońskiej[110]
  - apogeum walki państwa z kościołem; usunięcie religii ze szkół ponadpodstawowych, uwięzienie prymasa Stefana Wyszyńskiego[29]
  - rozpoczęcie budowy osiedla Leśnego[95], na zapleczu osiedla willowego z lat międzywojnia; część wschodnia powstaje według projektu Miastoprojektu poznańskiego, a część zachodnia – Miastoprojektu bydgoskiego[55]
  - Gwardia Bydgoszcz jako pierwsza po wojnie drużyna piłkarska z województwa bydgoskiego awansuje do I ligi piłkarskiej; w zespole gra późniejszy dwukrotny król strzelców polskiej ekstraklasy – Marian Norkowski[111]; rozpoczęcie budowy stadionu Wojskowego Klubu Sportowego Zawisza[55]
  - początki zanieczyszczenia wód Brdy; przy rzece ustawione są tablice z zakazem kąpieli; tracą na atrakcyjności kąpieliska podmiejskie: Opławiec i Brdyujście[112]
- 1954
  - w lutym rozpoczęcie budowy gmachu Filharmonii Pomorskiej; sala koncertowa zyskuje projekt akustyki autorstwa inż. Witolda Straszewicza z Politechniki Warszawskiej[55]
  - 21 lipca otwarcie Klubu Międzynarodowej Prasy i Książki[1]
  - 5 października włączenie do Bydgoszczy: Opławca (479 ha), Prądów (307 ha), Łęgnowa i Żółwina (3535 ha) oraz portu drzewnego w Łęgnowie (18 ha)[6]; wyłączenie z obszaru miasta Zawiśla – enklawy na prawym brzegu Wisły[113].
  - 26 października utworzenie bydgoskiego oddziału Polskiego Towarzystwa Archeologicznego (od 1972 Polskie Towarzystwo Archeologiczne i Numizmatyczne)[114]
  - 3 listopada oddanie do użytku pierwszej w kraju Fabryki Ekstraktów Garbarskich przy ul. Przemysłowej powstałej w ramach Planu Sześcioletniego[115]
  - 7 listopada oddanie do użytku mostów przy ul. Focha w ciągu u. Armii Czerwonej – część południowa (kablobeton)[116]
  - 12 grudnia zjazd śpiewaczy dziesięciu chórów okręgu bydgoskiego, liczących łącznie 600 śpiewaków[1]
  - otwarcie Klubu Międzynarodowej Prasy i Książki przy Alei 1 maja 10[117].
  - powstaje Społeczne Ognisko Artystyczne z trzema wydziałami: muzycznym, plastycznym i choreograficznym[1]
  - przekształcenie okolic parku im. J. Kochanowskiego w dzielnicę kulturalno-oświatową; wzniesienie budynku szkoły muzycznej według projektu arch. Tadeusza Czerniawskiego[55]
  - oddanie do użytku 4 nowych szkół podstawowych (na Okolu, Czyżkówku, Kapuściskach, os. Leśnym), budowa IV Liceum Ogólnokształcącego na os. Leśnym (ul. Kaliska, od 1973 Zespół Szkół Handlowych)[6]; Wyższa Szkoła Inżynierska otrzymuje do użytku budynek dawnej szkoły powszechnej przy ul. Kordeckiego 20[1]
  - rozpoczęcie produkcji w Fabryce Automatów Tokarskich Ponar-Bydgoszcz, powstałej na bazie przedwojennej fabryki aparatów przy ul. Chodkiewicza[118]
  - PTTK wytycza wokół Bydgoszczy pierwszy pieszy szlak turystyczny[119]
- 1955
  - w styczniu inauguracja czasopisma społeczno-kulturalnego „Pomorze”, następcy „Arkony” (ukazuje się do 1972)[6]; założenie Wojewódzkiego Ośrodka Kultury z siedzibą w dawnej Strzelnicy[52]
  - 21 lipca wydłużenie linii tramwajowej wzdłuż ul. Gdańskiej do osiedla Leśnego i stadionu Zawiszy; przekształcenie linii tramwajowej wzdłuż ul. Dworcowej na dwutorową[85]
  - we wrześniu rozwiązanie Orkiestry Symfonicznej Polskiego Radia i włączenie jej do Orkiestry Symfonicznej Filharmonii Pomorskiej; jej założyciel Arnold Rezler przechodzi do Filharmonii Narodowej w Warszawie[45]
  - 29 listopada powstaje Zespół Lotnictwa Sanitarnego, jeden z czterech w kraju obok Kielc, Lublina i Katowic; od 1 maja 1971 pracuje w nim Jan Wróblewski (szybownik), wielokrotny mistrz świata w szybownictwie[120].
  - 11 grudnia otwarcie nowo wybudowanego Domu Rzemiosła przy ul. Piotrowskiego[1]
  - przeniesienie do Bydgoszczy części wydziału chemicznego Wyższej Szkoły Inżynierskiej z Mątew koło Inowrocławia[1]
  - w grudniu założenie Studium Operowego z inicjatywy Bydgoskiego Towarzystwa Muzycznego; na pierwsze przedstawienie składają się opery Flis i Verbum nobile Stanisława Moniuszki oraz balet Wesele w Ojcowie Karola Kurpińskiego[45]
  - ulokowanie w Bydgoszczy oddziału Centralnej Biblioteki Rolniczej[109]
  - budowa nowych siedzib: Zakładu Energetycznego przy ul. Focha, Wojewódzkiego Zarządu Dróg Publicznych przy ul. Fordońskiej, biurowca przy ul. Zygmunta Augusta[55]
  - rewindykacja z Sypniewa pierwotnego ołtarza głównego kościoła klarysek, a później także z cmentarza Starofarnego kraty żelaznej, oddzielającej prezbiterium od nawy[121]
  - oddanie do użytku 2 nowych szkół podstawowych (na Szwederowie i Górzyskowie)[6]
  - bydgoski wioślarz Teodor Kocerka zdobywa tytuł mistrza Europy[122]
  - Bydgoszcz przekracza 200 tys. mieszkańców[68]
- 1956
  - 21 kwietnia zebranie organizacyjne bydgoskiego oddziału Polskiego Towarzystwa Astronautycznego[1]
  - w kwietniu Ilustrowany Kurier Polski wysuwa propozycję budowy w mieście ogrodu zoologicznego; pomysł nie jest realizowany ze względu na brak funduszy[123]
  - w czerwcu powstaje Obywatelski Komitet Budowy Teatru Muzycznego[1]
  - 22 lipca oddanie do użytku odbudowanego w skróconej formie (1005 m) mostu fordońskiego nad Wisłą[124]
  - 21 sierpnia powstaje bydgoski oddział Polskiego Związku Esperantystów, na bazie przedwojennych towarzystw (zał. 1908)[125]
  - w sierpniu spadek o połowę względem 1955 roku liczby rezydentów, agentów i tajnych informatorów Wojewódzkiego Urzędu Bezpieczeństwa Wewnętrznego[10]
  - 22 października odbywa się wiec ogólnomiejski w ZNTK z udziałem 5 tys. osób, popierający wybór Władysława Gomułki na I sekretarza KC PZPR[126]
  - 16 listopada powstaje Społeczny Komitet Budowy Pomorskiego Ośrodka Telewizyjnego, który drogą składek społecznych usiłuje zbudować maszt antenowy w Myślęcinku[127]
  - 18 listopada demonstracja antykomunistyczna społeczeństwa Bydgoszczy połączona ze zburzeniem masztu zagłuszarki Radia Wolna Europa w parku Henryka Dąbrowskiego; uczestnicy akcji zostają poddani represjom (13 skazano na kary więzienia), lecz radiostacja nie zostaje odbudowana[128]
  - 19–21 grudnia uwolniony z internowania prymas Stefan Wyszyński odwiedza Bydgoszcz wizytując 4 parafie; przed kościołem św. Wincentego à Paulo gromadzi się 20 tys. osób[29]
  - powstanie Studia Operowego przy Towarzystwie Muzycznym[129].
  - poszerzenie i przedłużenie toru regatowego w Brdyujściu do 2,07 km; za krajowe centrum sportów wodnych uchodzi jednak budowany od podstaw tor Malta w Poznaniu[130]
  - oddanie do użytku 3 nowych szkół podstawowych (na Bocianowie, Kapuściskach i Jarach)[6]
  - oddanie do użytku muszli koncertowej w parku Ludowym[131]
  - powstają Bydgoskie Zakłady Maszyn Gastronomicznych Ma-Ga[132]
  - apogeum rozwoju spółdzielczości – funkcjonuje ok. 100 spółdzielczych zakładów produkcyjnych zatrudniających 8 tys. osób, depresja rzemiosła po latach ograniczeń – funkcjonuje 1,4 tys. samodzielnych rzemieślników zrzeszonych w rzemieślniczych spółdzielniach pracy[6]
  - liczba dojeżdżających do pracy w Bydgoszczy wynosi 6 tys. i wykazuje tendencję wzrostową[6]
- 1957
  - 7 stycznia przywrócenie nauki religii w szkołach[29]; rozpoczyna się kilkuletni okres „odwilży gomułkowskiej”, po czym okres „małej stabilizacji” trwający do 1967
  - 19–21 marca strajk w ZNTK na tle ekonomicznym i politycznym, zakończony po wynegocjowaniu podwyżki płac o 15%[126]
  - 3 maja pierwszy Bydgoski Sejmik Kultury, który definiuje nową formułę kultury niezależnej, nie sterowanej centralnie; obradom towarzyszą uchwały m.in. w sprawie utworzenia Bydgoskiego Towarzystwa Naukowego, drugiej sceny teatralnej, czy też przebudowy Pomorskiego Domu Sztuki dla potrzeb teatru muzycznego[133]
  - 27–29 czerwca obraduje w Bydgoszczy XXX Ogólnopolski Zjazd Polskiego Towarzystwa Botanicznego[1]
  - 21 lipca oddanie do użytku stadionu Zawiszy, wybudowanego przez żołnierzy Pomorskiego Okręgu Wojskowego (20 tys. miejsc siedzących i 30 tys. stojących) wraz z amfiteatrem na 9 tys. miejsc i parkiem sportowym o powierzchni 25 ha[134]
  - 5 października otwarcie Państwowego Studium Nauczycielskiego, zalążka uczelni pedagogicznej[5]
  - w grudniu władze zgadzają się na powstanie nowej parafii Niepokalanego Poczęcia Najświętszej Marii Panny i budowę kaplicy na Jachcicach (erygowanie parafii 1 kwietnia 1958)[29]
  - sformowanie w Bydgoszczy 2. Korpusu Obrony Powietrznej, którego jednostki lotnicze i obrony przeciwlotniczej (m.in. 2 Brygada Radiotechniczna) zajmują się obroną przestrzeni powietrznej w północnym obszarze kraju[50]
  - oddanie do użytku dla potrzeb Centralnego Ośrodka Rozliczeniowego Poczty Polskiej budynku przy ul. Bernardyńskiej 15[135]
  - oddanie do użytku nowej szkoły podstawowej na Jachcicach[6]
  - Bydgoszcz skupia jedną trzecią przemysłu województwa bydgoskiego i obejmuje 137 przedsiębiorstw, w tym 45 przemysłu kluczowego i 12 terenowego[6]
- 1958
  - 1 stycznia powstaje Estrada Bydgoska, zajmująca się organizacją imprez rozrywkowych (działa do 1998)[26]
  - 17 czerwca przybywa do Bydgoszczy Przewodniczący Rady Państwa Aleksander Zawadzki[1]
  - 22–29 czerwca pierwszy powojenny Międzynarodowy Spływ Kajakowy Rzeką Brdą im. Marii Okołów-Podhorskiej, który odbywa się corocznie z Borów Tucholskich do Bydgoszczy (tradycje z 1937); bierze w nich udział kilkaset osób z kilkunastu krajów[136]
  - w czerwcu powstaje Towarzystwo Przyjaciół Sztuki w Bydgoszczy, na bazie przedwojennego Towarzystwa Zachęty Sztuk Pięknych (1921–1923) i Towarzystwa Przyjaciół Sztuk Pięknych (1931–1939), których działalność została zawieszona w okresie stalinowskim[137]; w 1959 towarzystwo zakłada Mały Salon Sztuki[6]
  - 18–20 lipca na stadionie Zawiszy odbywają się Mistrzostwa Polski Seniorów w Lekkoatletyce 1958[74]
  - 15 listopada inauguracyjny koncert w nowym gmachu Filharmonii Pomorskiej im. Ignacego Paderewskiego z dwoma salami koncertowymi i wspaniałą akustyką[77]; budynek nawiązuje architektonicznie do Filharmonii Narodowej – projekt gmachu Stefan Klajbor[45]
  - we wrześniu ukazuje się pierwszy numer bydgoskiego, ogólnopolskiego miesięcznika „Fakty i Myśli”[6]
  - w listopadzie powstaje Zespół Pieśni i Tańca Ziemi Bydgoskiej popularyzujący folklor Kujaw, Kaszub, Krajny i Pałuk[138]
  - w listopadzie zakłady ELTRA wypuszczają na rynek pierwszy miniaturowy radioodbiornik[139]
  - budowa przy ul. Nowodworskiej na Szwederowie schronu przeciwatomowego dla władz miasta (70 osób) wraz z wieżą antenową o wysokości 32 m[140].
  - oddanie do użytku 2 nowych szkół podstawowych (na Wzgórzu Wolności i w Śródmieściu) oraz szkoły przy ul. Grabowej (przekazanej później UKW)[6]
  - utworzenie przy Klubie Międzynarodowej Prasy i Książki Teatru Propozycji (małe formy teatralne)[6]
  - w Zakładach Chemicznych w Łęgnowie produkowanych jest 17 wyrobów chemicznych na rzecz wojska i 21 dla celów cywilnych[102]; przy bydgoskich fabrykach działa 26 przychodni i 48 poradni przyzakładowych[141]
  - Zdzisław Krzyszkowiak z Zawiszy Bydgoszcz, zdobywca 2 złotych medali na Mistrzostwach Europy w Sztokholmie zostaje wybrany najlepszym sportowcem Polski w plebiscycie „Przeglądu Sportowego”[142]
- 1959
  - 2 stycznia ukazuje się pierwszy numer Dziennika Wieczornego, pierwszej w dziejach prasy bydgoskiej gazety popołudniowej[143]
  - 11 stycznia zebranie organizacyjne Bydgoskiego Towarzystwa Naukowego, które liczy 128 członków (w tym 14 z tytułem profesora)[144]
  - 6 lutego pianista Witold Małcużyński występuje z koncertem w sali Filharmonii Pomorskiej[1]
  - 3 marca przekształcenie Studia Operowego w Teatr Muzyczny Opery i Operetki; spektakle prezentowane są 3 razy w tygodniu na scenie Teatru Polskiego[45]
  - w marcu rozpoczyna publikacje bydgoska grupa poetycka „Wiatraki” (trwa do końca lat 60.)[6]
  - w czerwcu Bydgoszcz zostaje przyjęta do Światowej Federacji Miast Bliźniaczych[1]
  - 17 czerwca oddanie do użytku w stoczni im. Adolfa Warskiego w Szczecinie statku morskiego m/s „Bydgoszcz”, który do 1983 pływa w linii zachodnio-afrykańskiej Polskiej Żeglugi Morskiej (port macierzysty w Szczecinie, a od 1970 w Gdyni)[145]
  - w listopadzie Zakłady Radiowe Eltra produkują pierwszy w Polsce miniaturowy radioodbiornik, w którym rolę lamp spełniają tranzystory[146]
  - 7 grudnia przyłączenie do Bydgoszczy części wsi Osowa Góra (512 ha)[147]
  - 9 grudnia obraduje Bydgoski Sejmik Kultury, który podejmuje uchwały m.in. w sprawie zaadaptowania spichrzy nad Brdą na cele muzealne[133]
  - 19 grudnia oddanie do użytku stadionu hokejowego „Torbyd” w pobliżu Bydgoskich Zakładów Mięsnych, które dysponują aparaturą do wytwarzania chłodu[43]
  - 30 grudnia otwarcie nowego 250-łóżkowego Szpitala Ogólnego nr 2 na Kapuściskach im. dr Emila Warmińskiego[25]
  - ustawienie Pomnika Poległych na rynku w Fordonie[148]
  - oddanie do użytku Domu Kultury Belmy przy ul. Grunwaldzkiej (ob. Kujawsko-Pomorski Urząd Skarbowy)[149]
  - oddanie do użytku zajezdni tramwajowej przy ul. Toruńskiej[85]
  - oddanie do użytku 2 nowych szkół podstawowych (na Bartodziejach i w Czersku Polskim-Łęgnowie)[6]
  - Studium Doskonalenia Lekarzy w Bydgoszczy zostaje włączone do Akademii Medycznej w Warszawie, w Bydgoszczy pozostaje II Klinika Otolaryngologii[150]
  - zainicjowanie współpracy partnerskiej z miastem Czerkasy w ZSRR przez władze wojewódzkie PZPR; odbywa się wizyta delegacji ukraińskiej w Bydgoszczy[151]

### lata 60. XX w.
- 1960

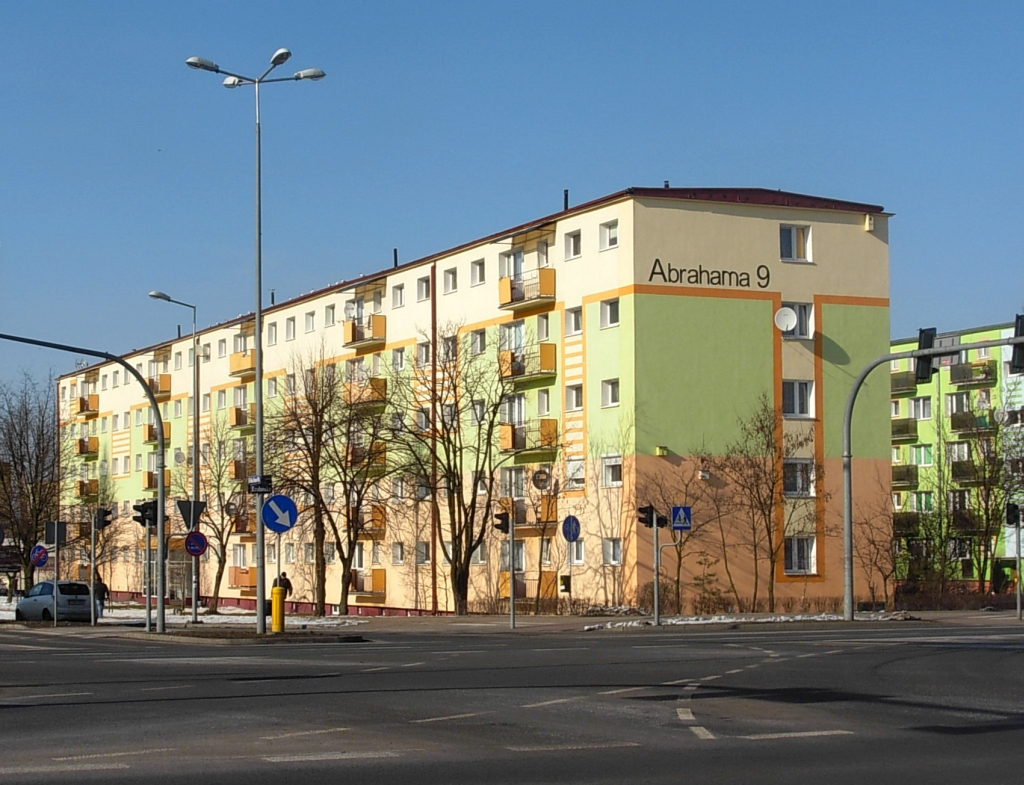
Osiedle Błonie (1961–1970)

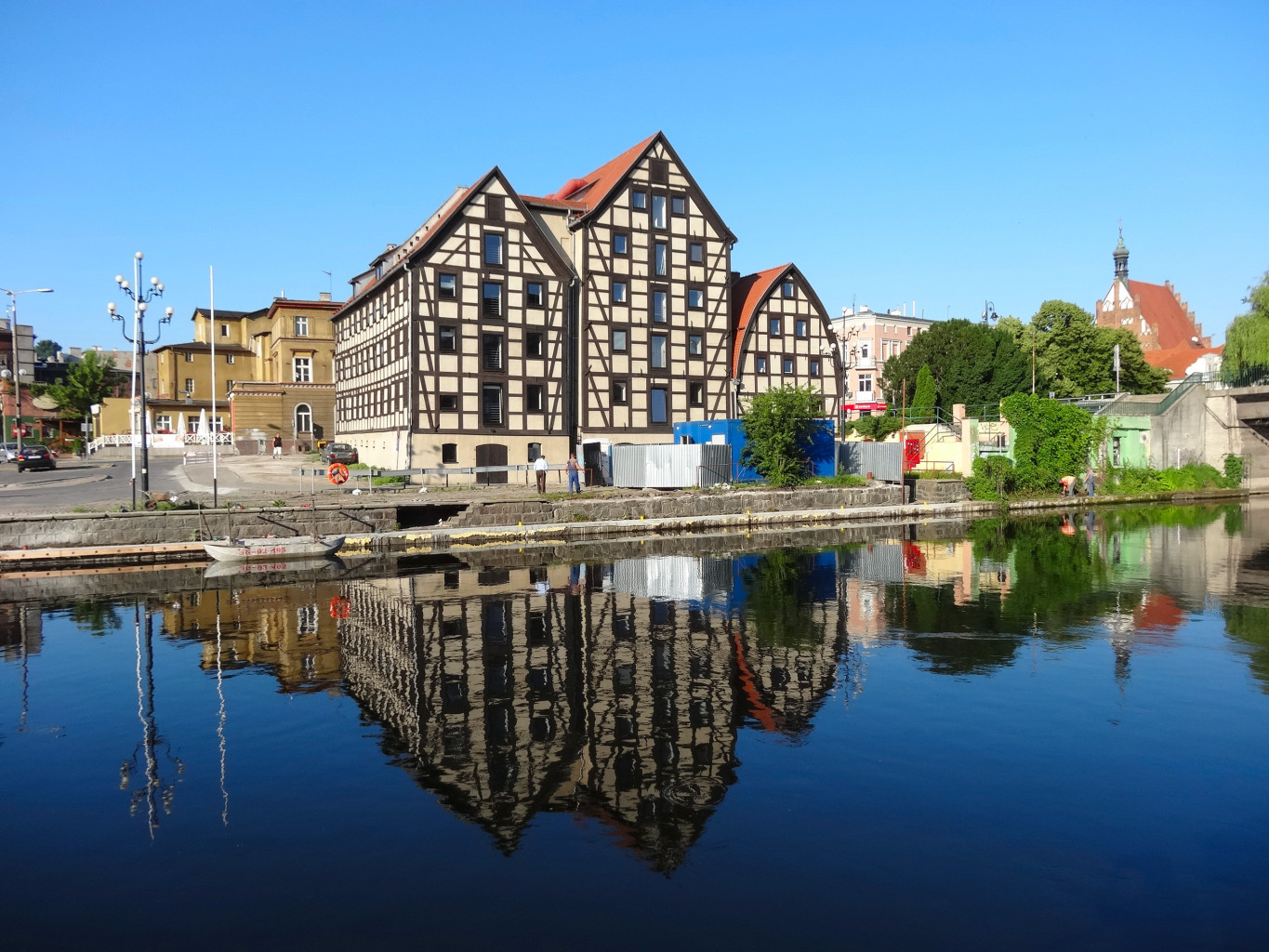
Stare Spichrze uratowane z pożaru (1960) i udostępnione Muzeum im. L. Wyczółkowskiego (1964)

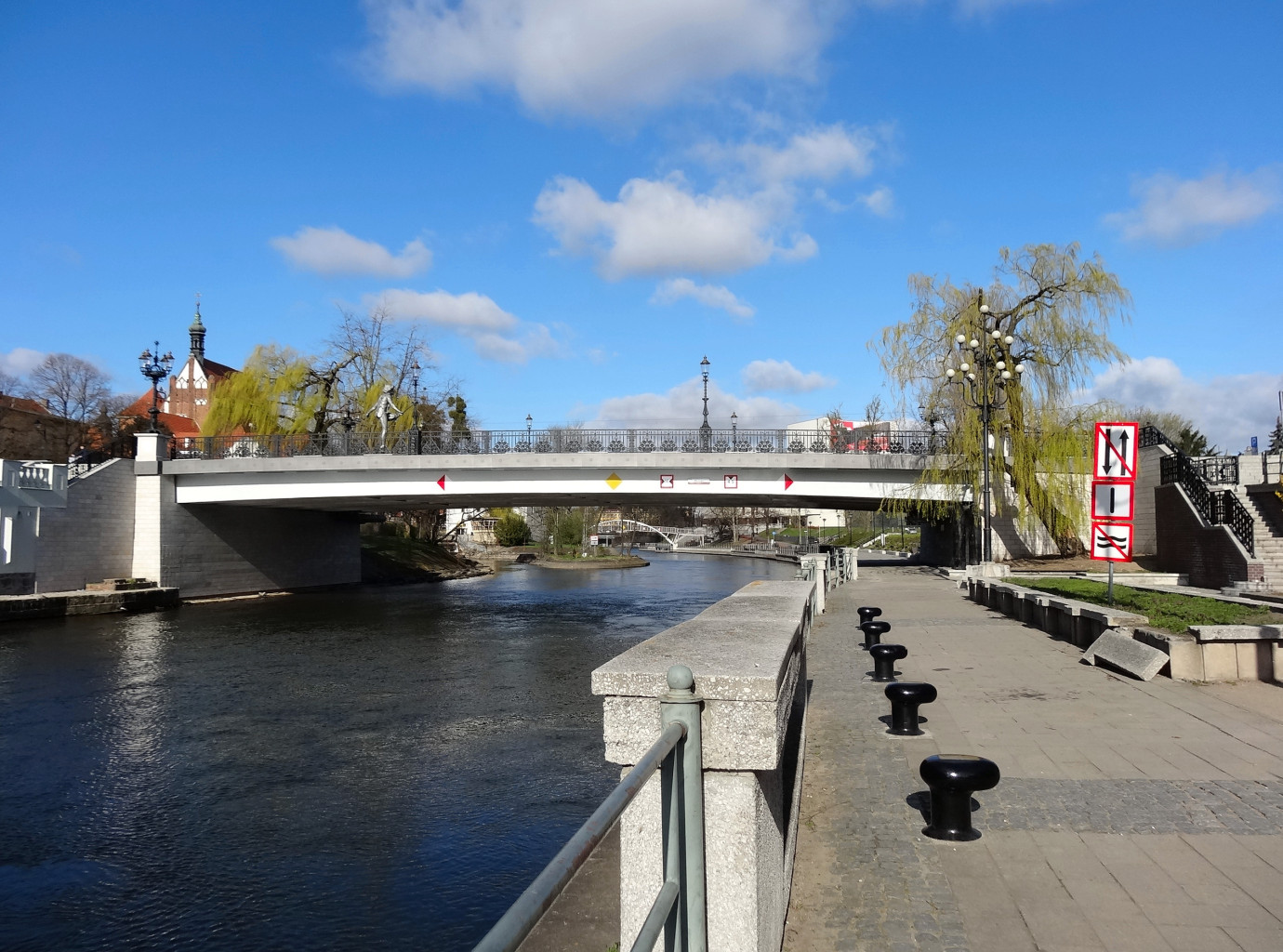
Most Staromiejski (1961)

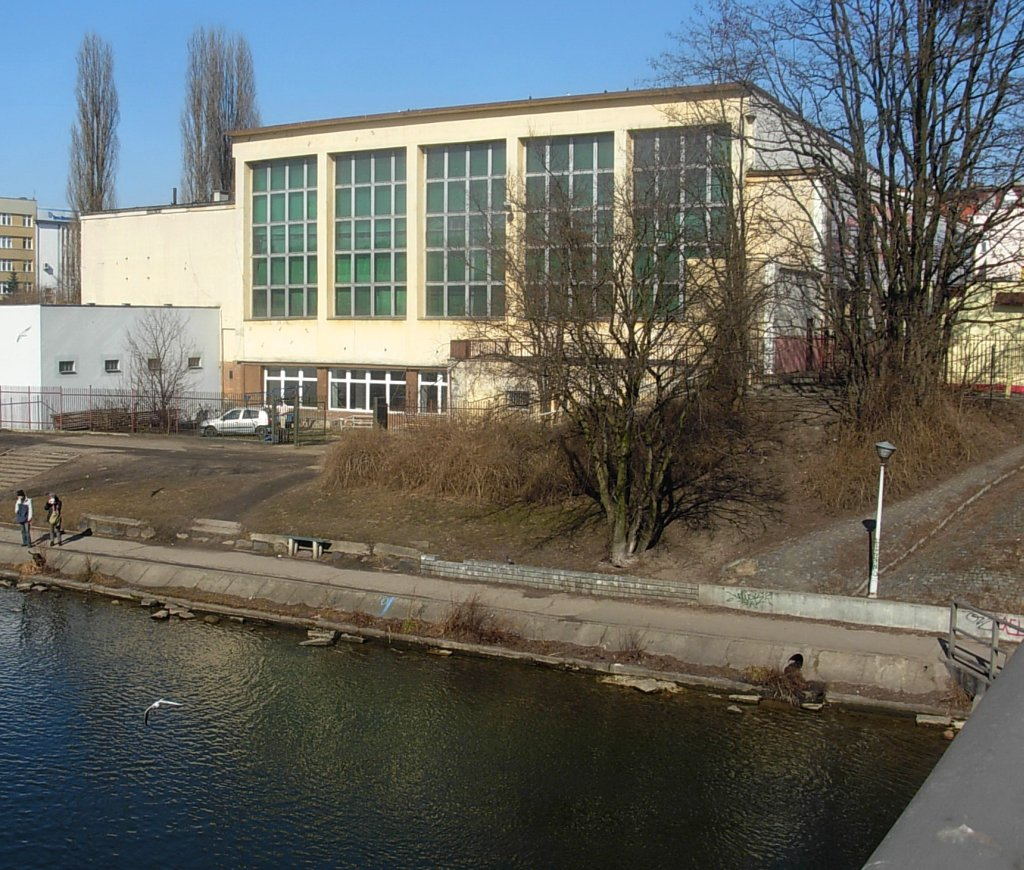
Hala Astoria (1962)

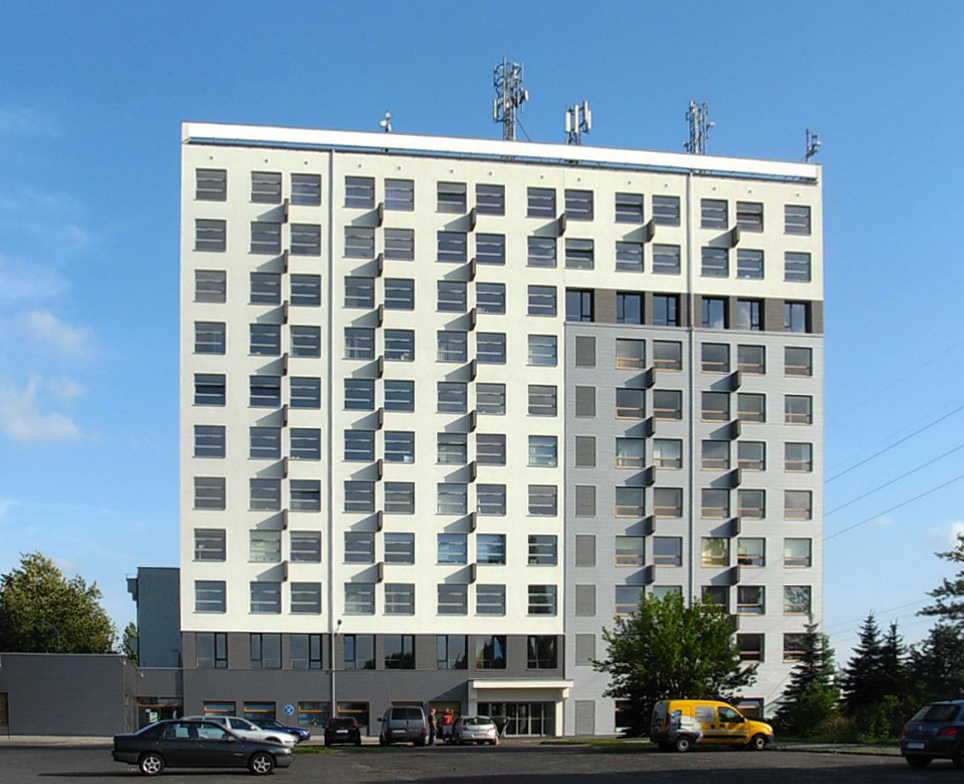
Biurowiec Zakładów Rowerowych Romet (1963)

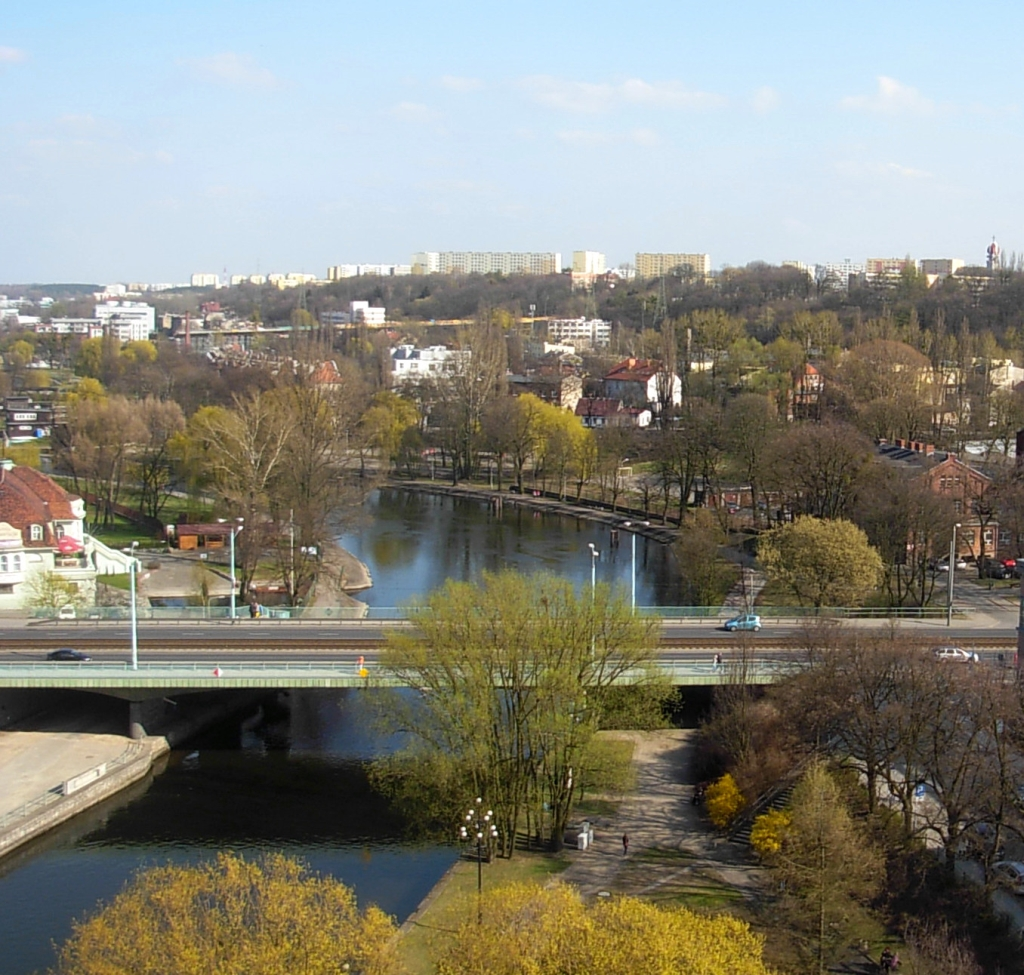
Most Bernardyński w Bydgoszczy (1963)

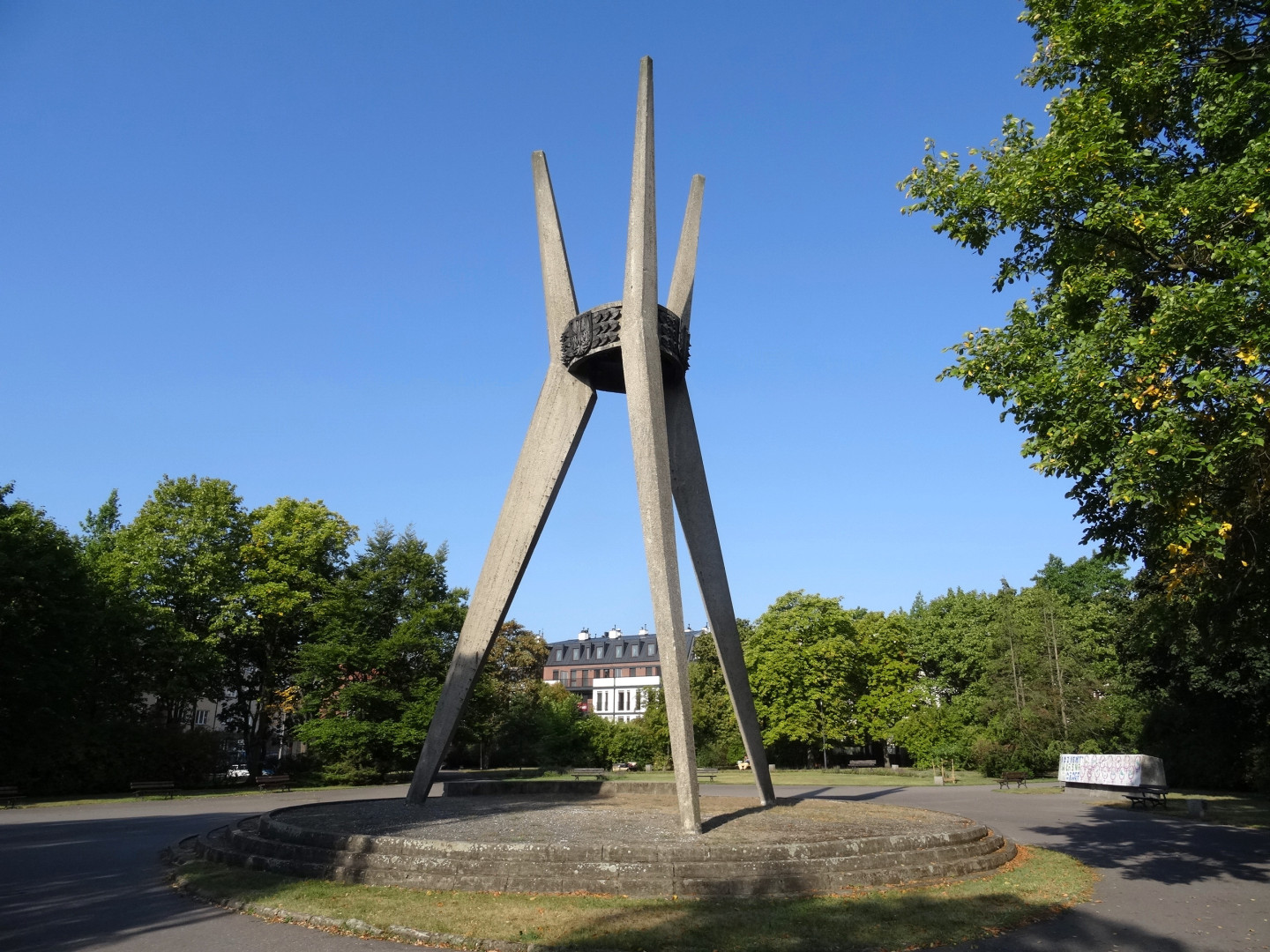
Pomnik Tysiąclecia Państwa Polskiego (1967)

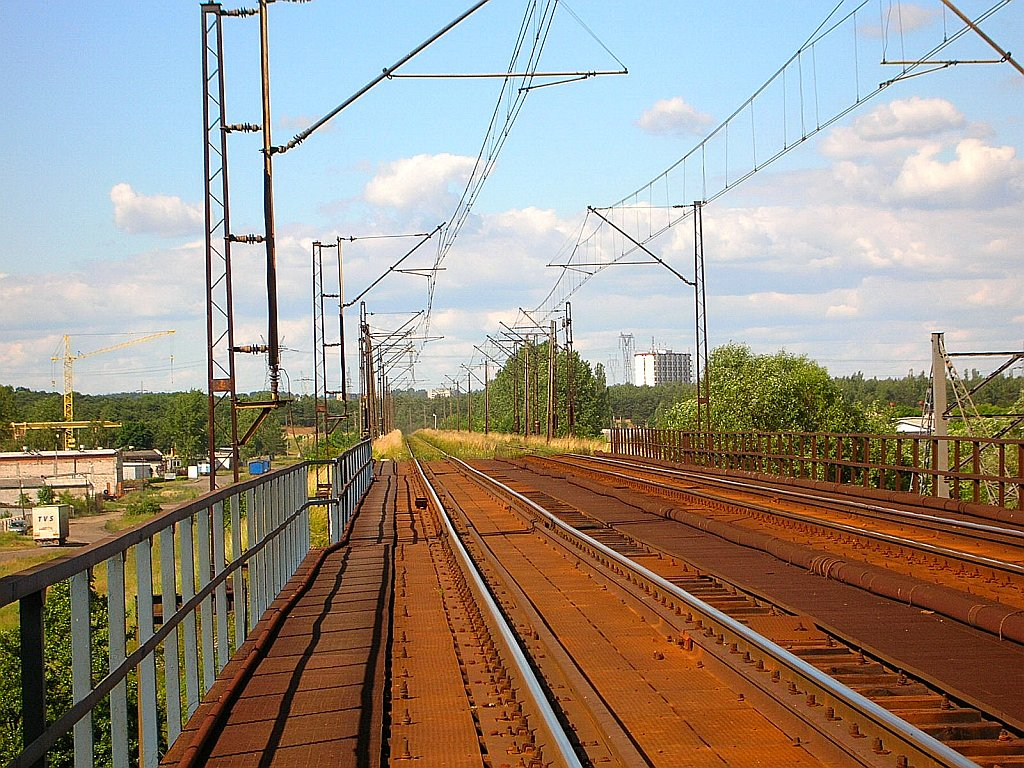
Zelektryfikowana magistrala węglowa (1967)

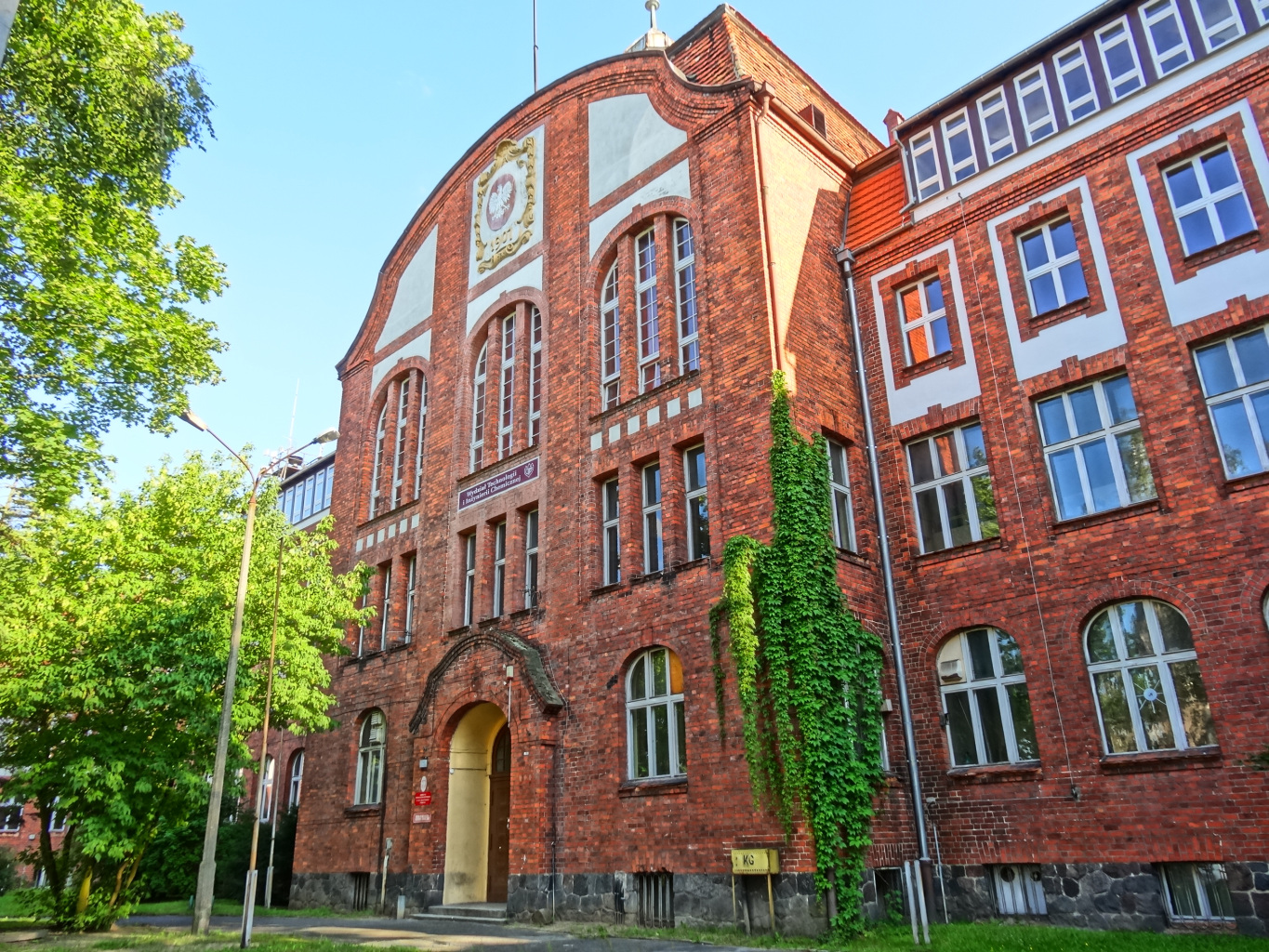
Budynek Seminaryjna 3 w Bydgoszczy, od 1967 siedziba Wydziału Technologii Chemicznej Wyższej Szkoły Inżynierskiej

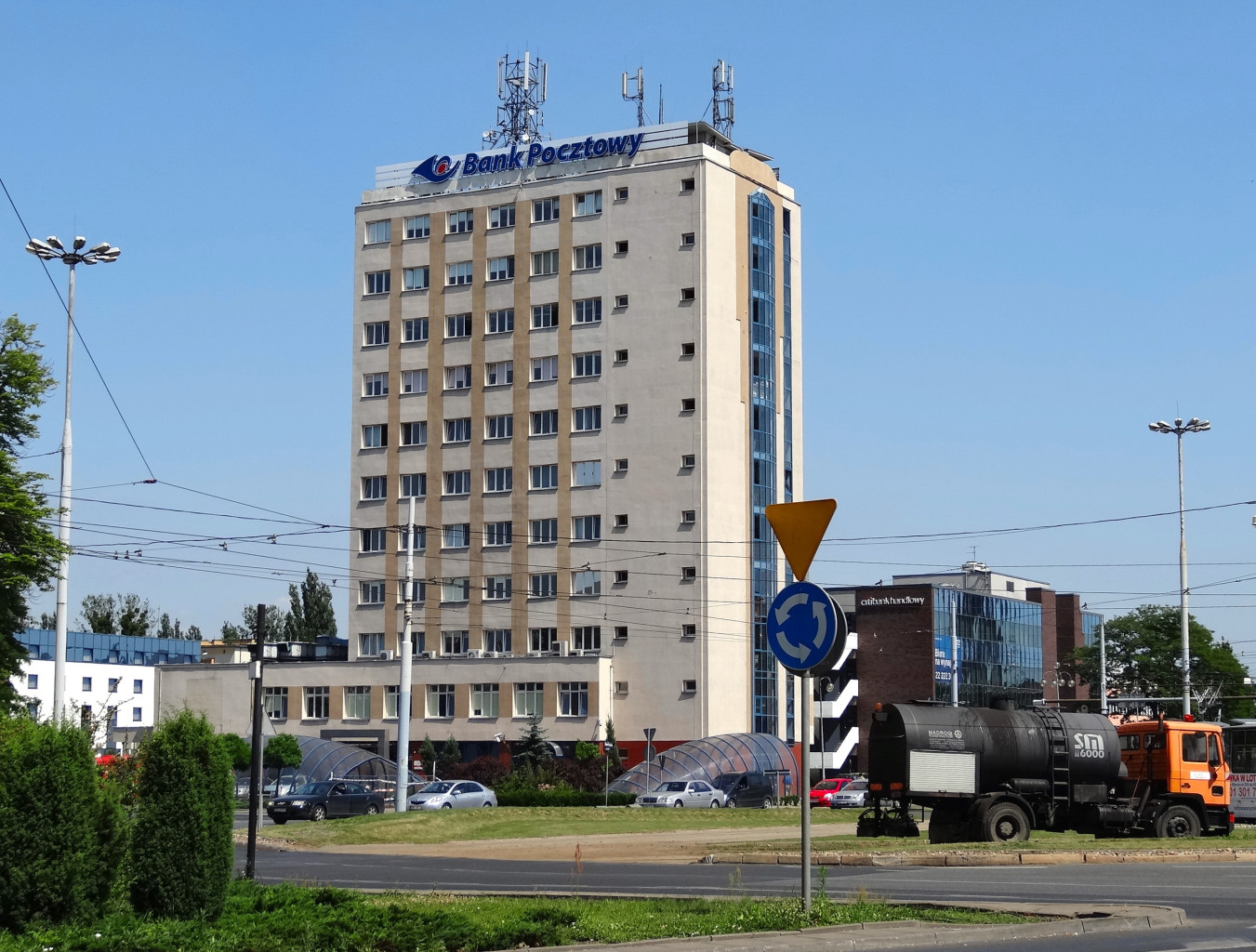
Biurowiec Przedsiębiorstwa Budownictwa Przemysłowego „Pomorze” (1968, ob. Bank Pocztowy)

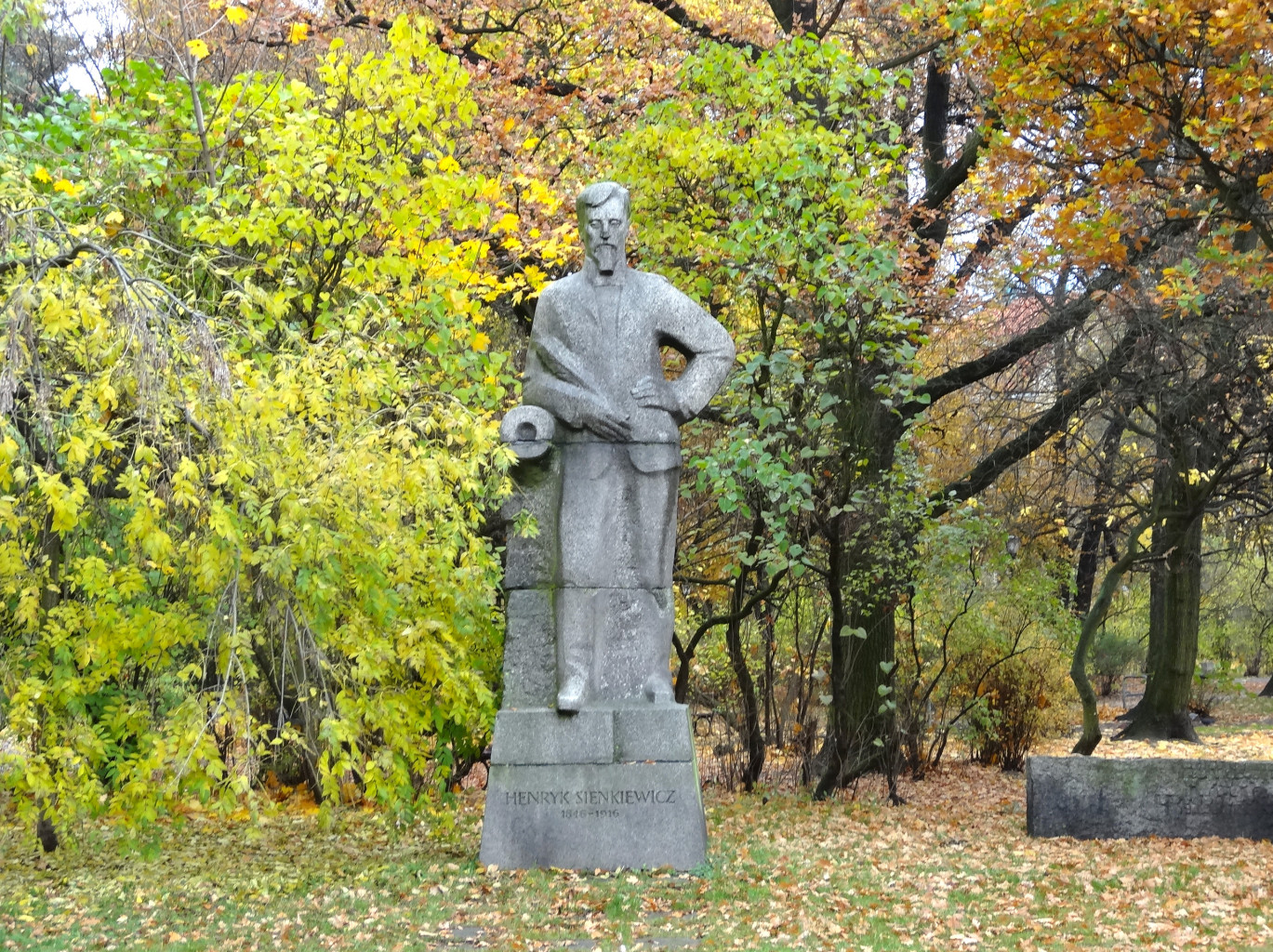
Pomnik Henryka Sienkiewicza (1968)

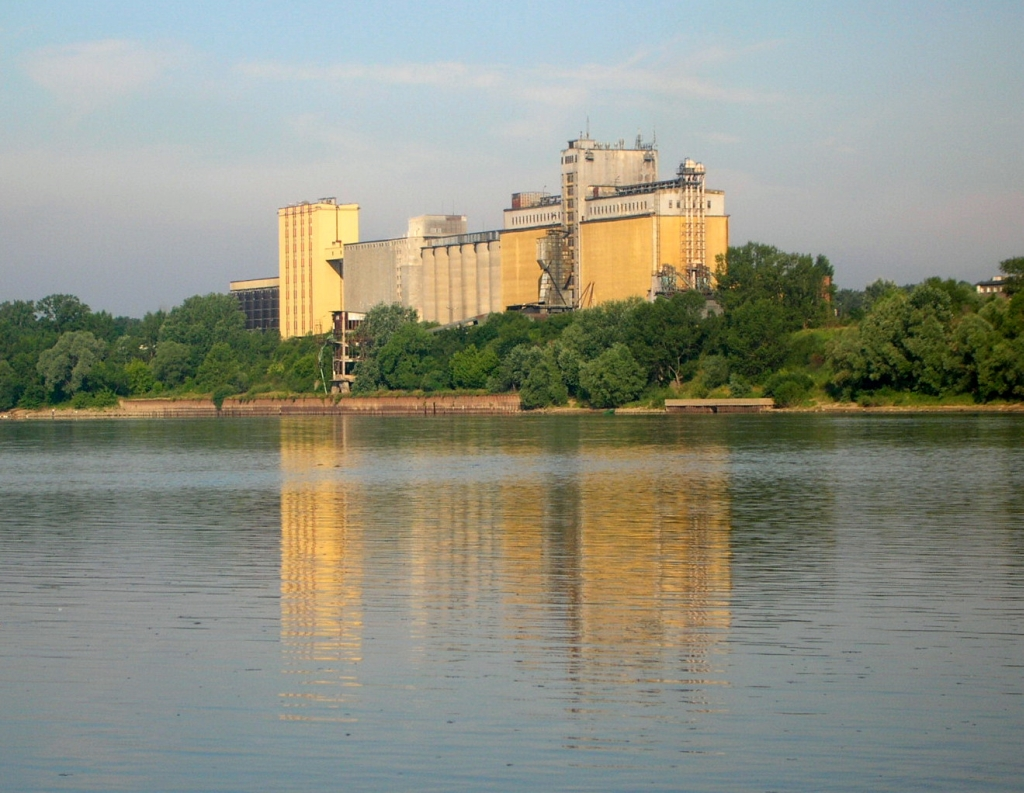
Słodownia nad Wisłą w Brdyujściu (1968)

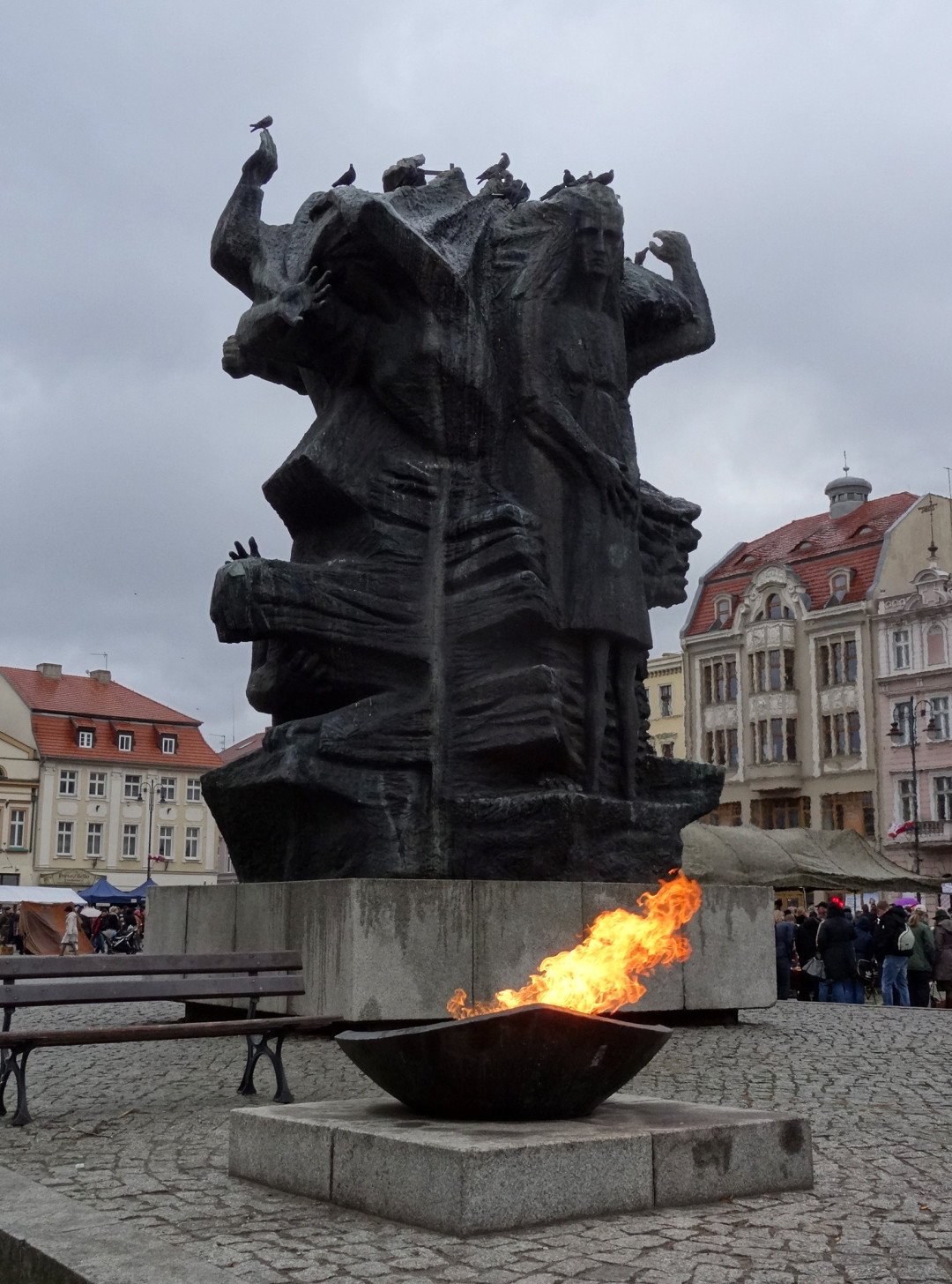
Pomnik Walki i Męczeństwa Ziemi Bydgoskiej (1969)

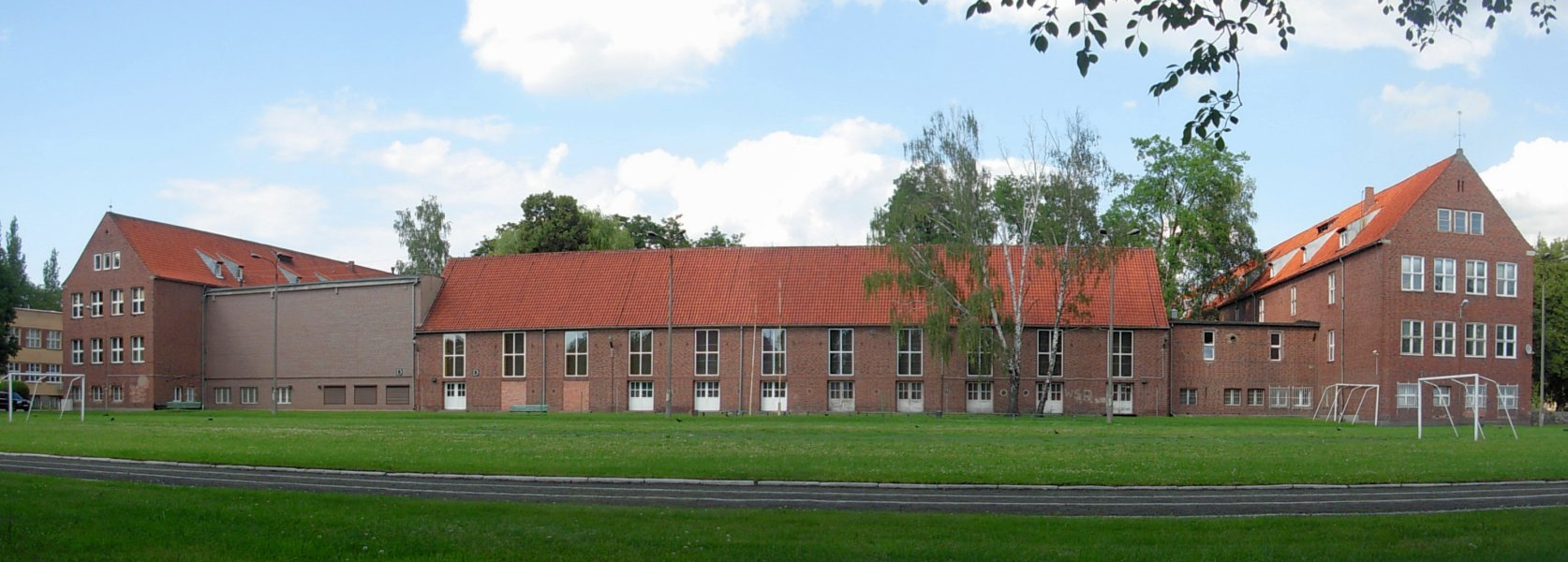
Wyższa Szkoła Nauczycielska (1969)

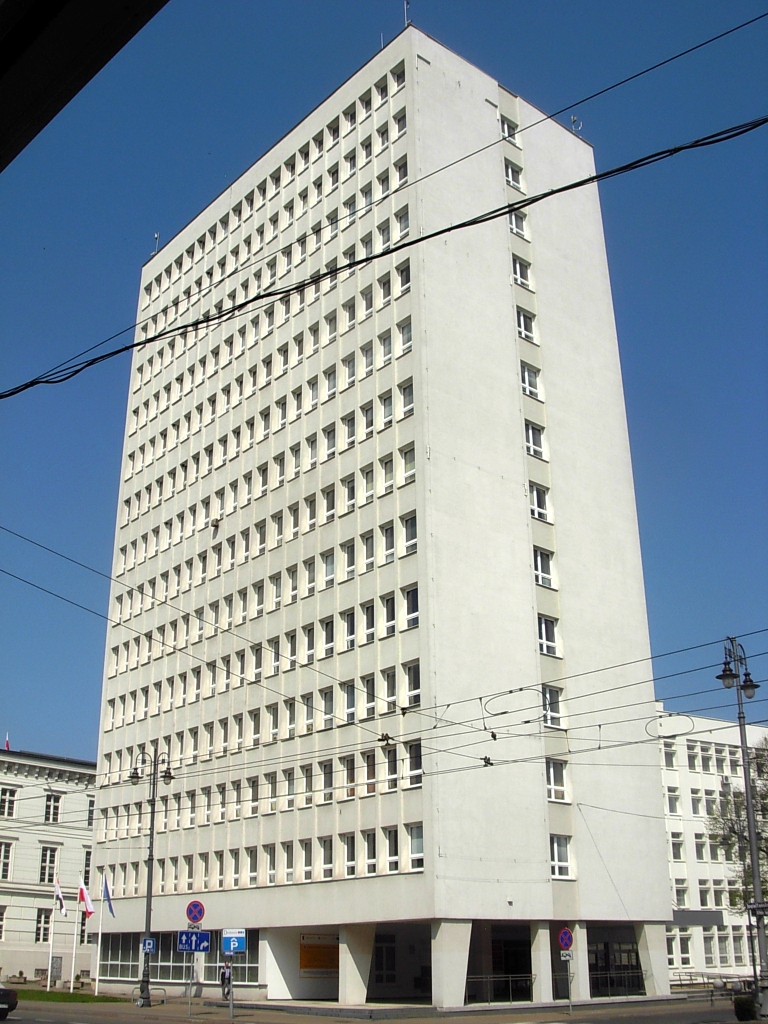
Wieżowiec Urzędu Wojewódzkiego (1969)

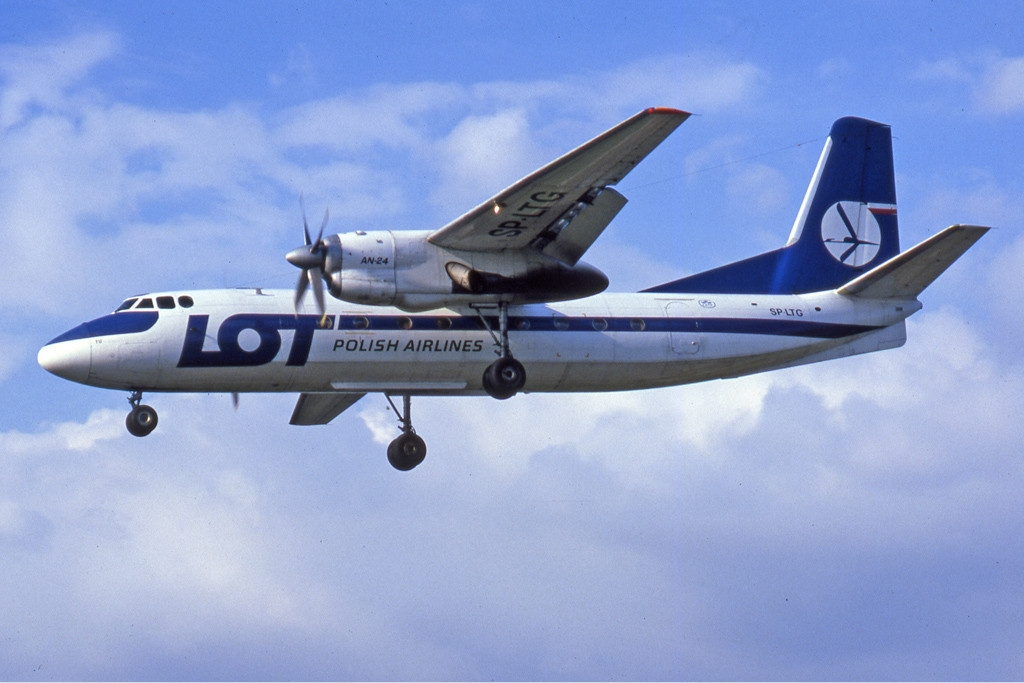
Samoloty An-24 od 1969 obsługujące linię pasażerską z Bydgoszczy do Warszawy

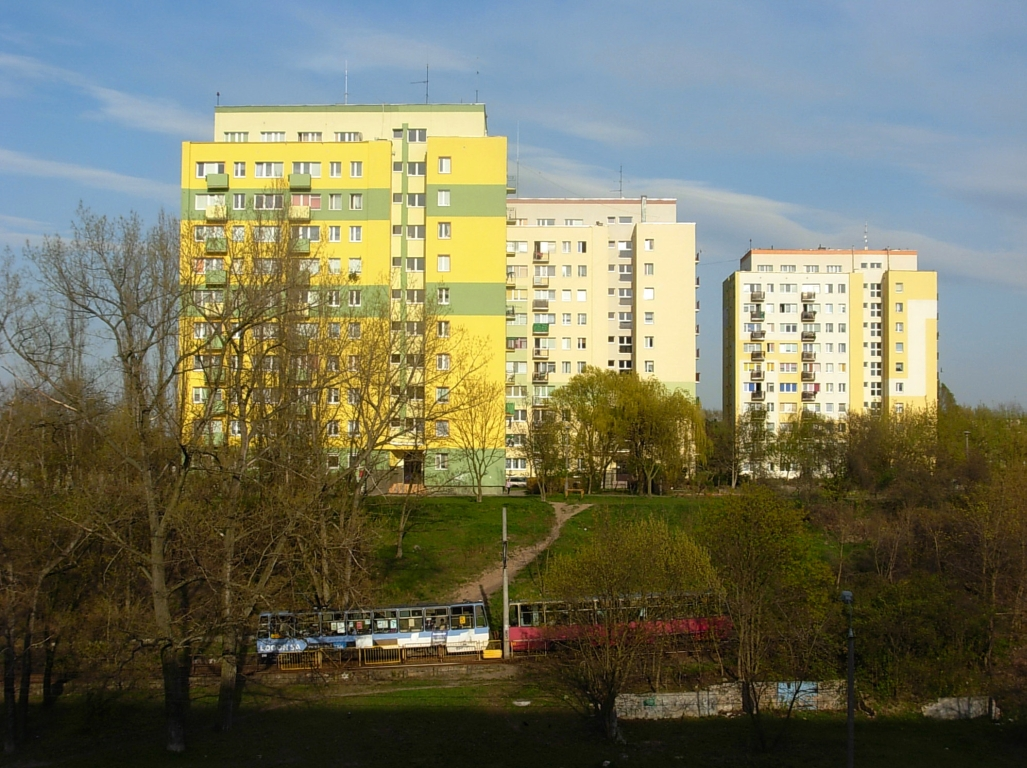
Osiedle Kapuściska II (1968–1973)

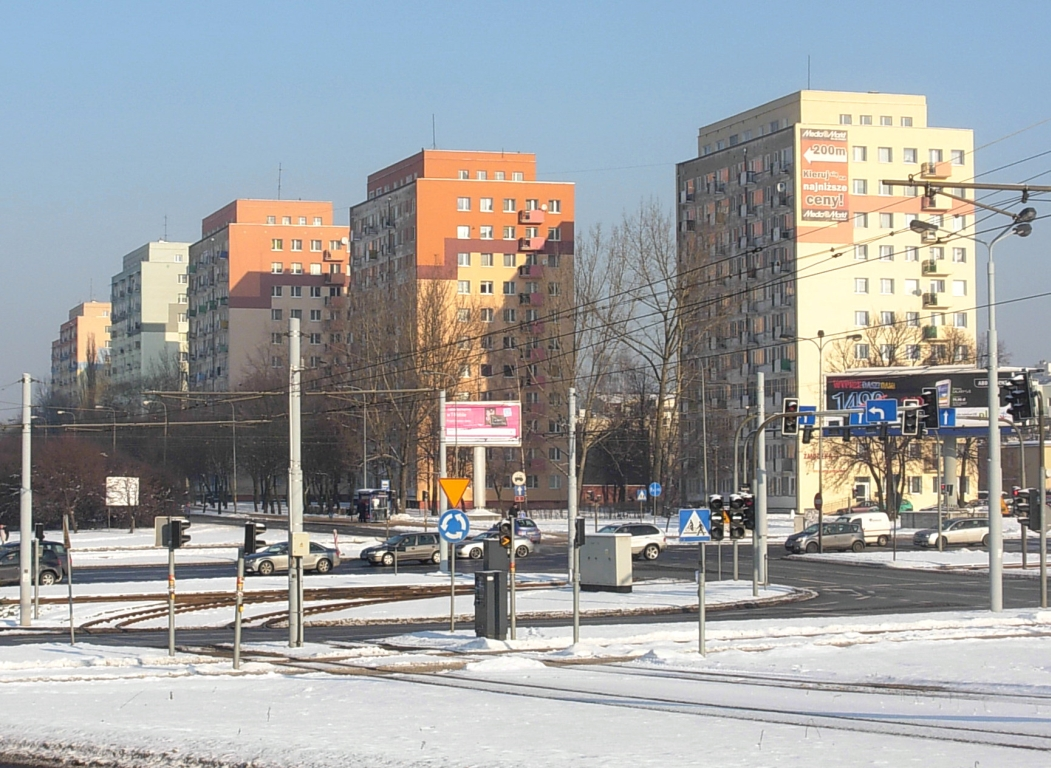
Osiedle Bartodzieje I (1968–1973)

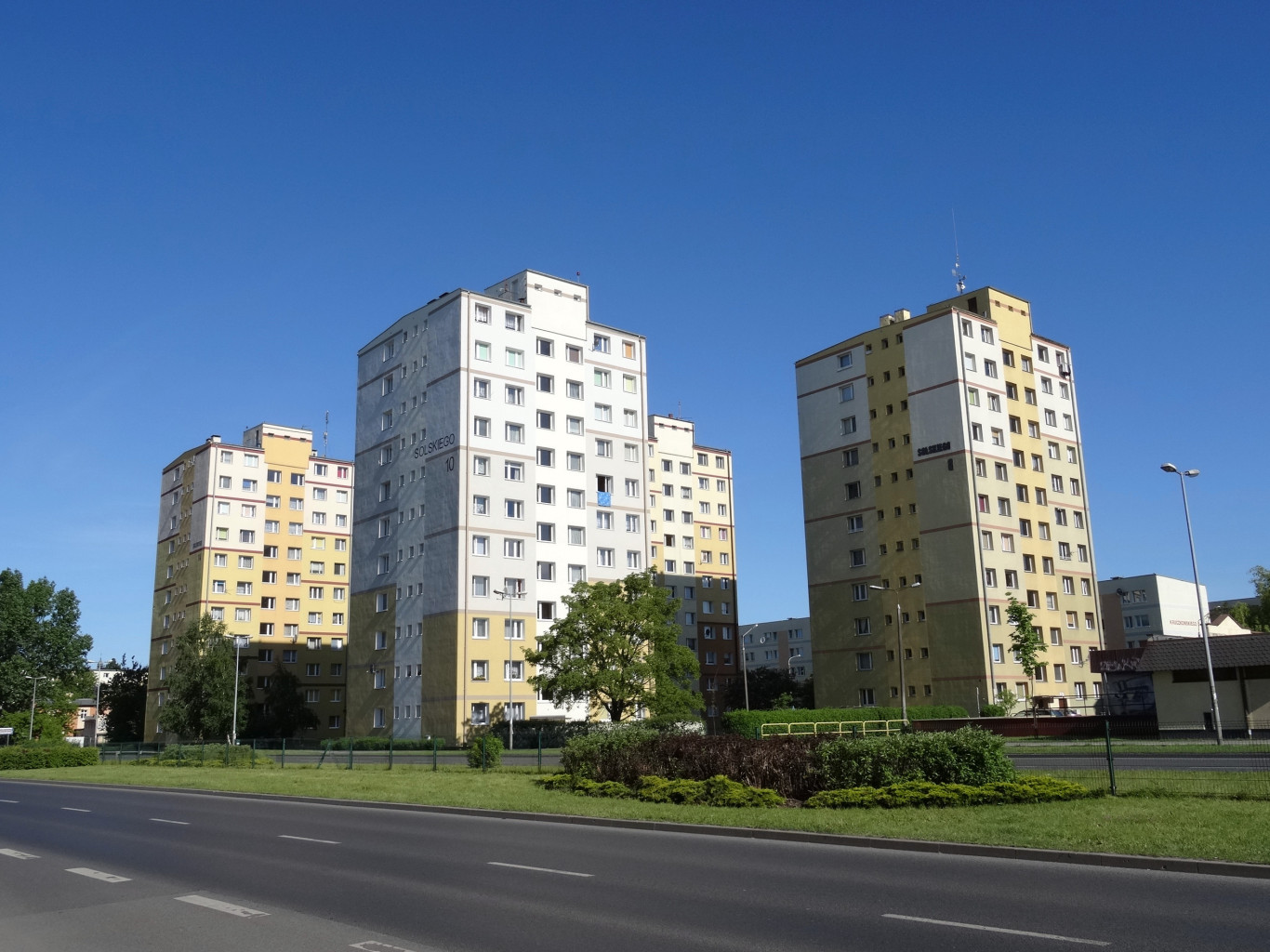
Punktowce na Szwederowie (lata 60. XX w.)

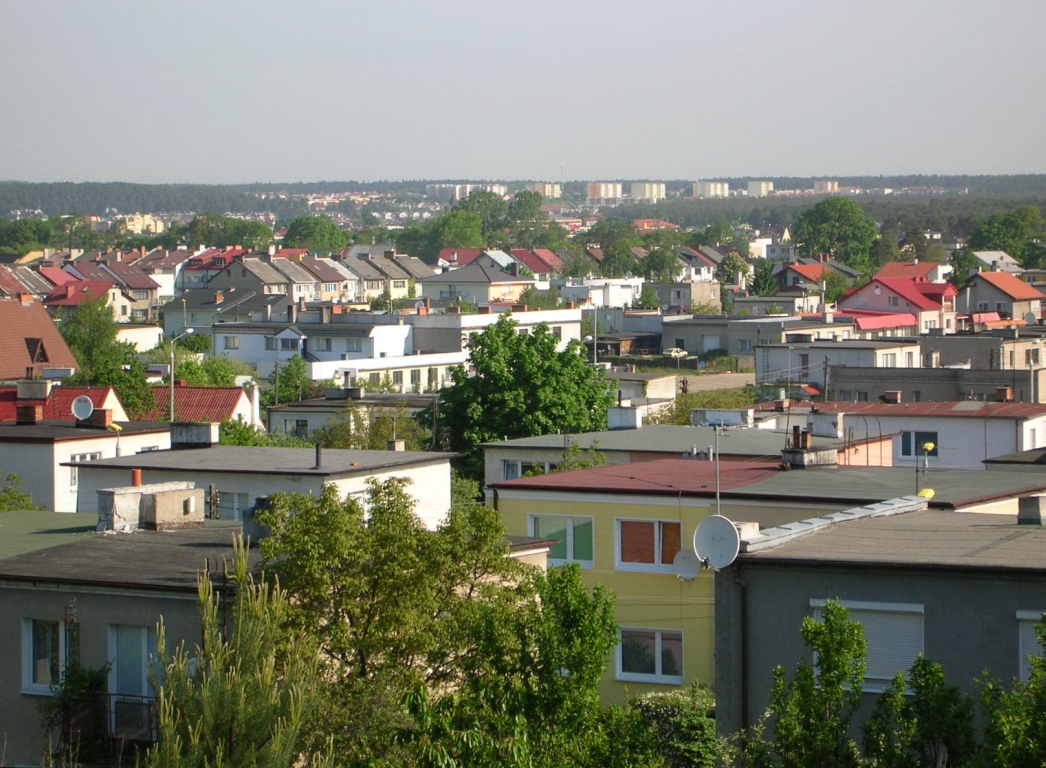
Osiedla domów jednorodzinnych w zachodniej części miasta powstałe po wytyczeniu działek w latach 60. XX w.

  - 19 lutego w Filharmonii Pomorskiej występuje pianista Artur Rubinstein[152] (od 1991 patron Zespołu Szkół Muzycznych w Bydgoszczy)
  - w lutym w wyniku pożaru zniszczeniu ulegają dwa spichrze nad Brdą, a pozostałe trzy przeznaczone są kilka lat później na cele muzealne[1]
  - 1 marca przekształcenie Teatru Muzycznego Opery i Operetki zarządzanego przez Bydgoskie Towarzystwo Muzyczne w Państwowy Teatr Muzyczny w Bydgoszczy[153]
  - 29 marca na sesji WRN z udziałem Ministra Zdrowia i premiera Rządu PRL Józefa Cyrankiewicza podjęta zostaje uchwała o utworzeniu Akademii Medycznej w Bydgoszczy, lecz jej realizacja odłożona w czasie ze względu na konieczność wykształcenia kadry naukowej[150]
  - w kwietniu w Zakładach Radiowych Eltra produkowane są telewizory typu Szmaragd 902 z elementów pochodzących z Warszawskich Zakładów Telewizyjnych[154]
  - w czerwcu podział Państwowego Teatru Ziemi Pomorskiej na Teatr Polski w Bydgoszczy i Teatr im. Wilama Horzycy w Toruniu[82]; 5 listopada otwarcie Teatru Kameralnego przy ul.Grodzkiej (działa do 1988)[153]
  - w maju w Czerkasach, mieście partnerskim Bydgoszczy powstaje Aleja Przyjaźni, gdzie delegacja Bydgoszczy uczestniczy w sadzeniu 1000 drzew[151]
  -  Letnie Igrzyska Olimpijskie 1960 w Rzymie – bydgoski lekkoatleta Zdzisław Krzyszkowiak zdobywa złoty medal w biegu na 3000 m z przeszkodami, srebrny medal zdobywa Jerzy Adamski w boksie w wadze piórkowej, a medale brązowe: bokser Brunon Bendig, lekkoatletka Teresa Ciepły (sztafeta 4 × 100 m), wioślarz Teodor Kocerka i kajakarka Daniela Walkowiakówna-Pilecka w skifie[1]
  - 1 września rozpoczyna działalność Studium Muzyczne im. Emila Młynarskiego przy Towarzystwie Muzycznym w Bydgoszczy (zalążek uczelni muzycznej)[45]; 2–3 lipca odbywa się festiwal śpiewaczy[1]; przy Filharmonii Pomorskiej powstaje zespół muzyki dawnej Capella Bydgostiensis pro Musica Antiqua[155]
  - 8 września zamknięcie przez władze państwowe Małego Seminarium Duchownego Zgromadzenia Ducha Świętego w Bydgoszczy[29]
  - 24 października otwarcie delegatury Polskiego Towarzystwa Ekonomicznego (od 1 stycznia 1962 samodzielny oddział PTE w Bydgoszczy obejmujący również Toruń, Włocławek, Grudziądz, Inowrocław)[156]; Wyższa Szkoła Ekonomiczna w Poznaniu otwiera w Bydgoszczy punkt konsultacyjny na kierunku ekonomia[91]
  - 20 listopada pierwszy odbiór programu telewizyjnego w Bydgoszczy z nadajnika przy ul. Traugutta[94]
  - przeniesienie posągu Łuczniczki do parku Jana Kochanowskiego, na skwer przed Teatrem Polskim[157]
  - ukończenie budowy osiedla Stare Kapuściska (44 ha, 11 tys. mieszkańców) oraz osiedla Leśnego (56 ha, 19 tys. mieszkańców)[95]
  - oddanie do użytku pierwszych 2 tysiąclatek (na Wilczaku i Szwederowie) oraz budynku VII L.O. na os. Leśnym[6]
  - oddanie do użytku stadionu sportowego „Brda” im. Stanisława Lehmanna (1,8 tys. miejsc siedzących i 17 tys. stojących) wraz z basenem otwartym[43];
  - Zakłady Rowerowe Romet rozpoczynają produkcję motoroweru Komar; w obliczu braku konkurencji gospodarczej i samodzielności ekonomicznej powszechnym zjawiskiem jest niska jakość wyrobów; w partiach towarów nawet 20% jest wadliwych i wraca z reklamacjami[105]
  - powstaje Zakład Urządzeń Dozymetrycznych Polon-Alfa[158]
  - Gwardia Bydgoszcz zajmuje piąte miejsce w I lidze piłkarskiej, jednocześnie awans do I ligi uzyskuje Zawisza Bydgoszcz; jest to jedyny sezon, kiedy w ekstraklasie piłkarskiej występują dwa zespoły z Bydgoszczy[111]
  - w mieście znajduje się 2,7 tys. ogrodów działkowych o powierzchni 120 ha[6]
  - sieć komunikacyjną Bydgoszczy stanowi 9 linii tramwajowych o łącznej długości 29 km oraz 10 linii autobusowych o długości 47 km[153]
  - w Bydgoszczy funkcjonuje 444 zakładów przemysłowych, w których zatrudnionych jest połowa społeczności miasta[6]
- 1961
  - w styczniu otwarcie w Zakładach Chemicznych Zachem wytwórni fenolu syntetycznego, od której uzależniony jest dalszy rozwój polskiego przemysłu tworzyw sztucznych[1]
  - 18 kwietnia powstaje oddział Towarzystwa Literackiego im. Adama Mickiewicza[1]
  - w kwietniu rusza budowa pierwszego bloku na osiedlu Błonie, dzielnicy mieszkaniowej na 19 tys. osób[1]
  - 5 maja – Bydgoszcz znalazła się na trasie czwartego etapu XIV Wyścigu Pokoju (rano – jazda drużynowa na czas ze Świecia na Stadion Zawisza (43 km), po południu start ze stadionu przez ul. Szubińską w 182-kilometrową trasę do Poznania)[159]
  - we wrześniu uchwalenie przez KW PZPR planu represji w stosunku do kościoła katolickiego; księża organizują punkty nauczania religii przy parafiach; w grudniu rekwizycje kas parafialnych i skarbon w kościołach[29]
  - 4 listopada uchwała Miejskiej Rady Narodowej o wyznaczeniu 2500 działek, głównie w zachodnich dzielnicach Bydgoszczy (Miedzyń, Jary, Czyżkówko, Osowa Góra, Jachcice, Glinki) pod budownictwo jednorodzinne[95]; ukończenie budowy osiedla „Łuczniczka” przy ul. Spokojnej[95]
  - 1 grudnia pierwszy Międzynarodowy Konkurs Pianistyczny im. Ignacego Jana Paderewskiego, którego laureatem zostaje Jerzy Maksymiuk[45]
  - 3 grudnia przyłączenie do Bydgoszczy Janowa (138 ha) oraz fragmentów lasu przy ul. Szubińskiej (66 ha) i Grunwaldzkiej (89 ha)[6]
  - 3 grudnia powstaje Kujawsko-Pomorskie Towarzystwo Kulturalne, będące federacją towarzystw kulturalnych w województwie bydgoskim; posiada oddziały w: Grudziądzu, Inowrocławiu, Toruniu, Włocławku, Szubinie, Sępólnie, Tucholi, Chojnicach, Chełmnie, Nakle, Brodnicy (1965), Wąbrzeźnie (1966), Radziejowie (1967), Golubiu-Dobrzyniu i Chełmży (1968), Aleksandrowie Kuj. (1969), Świeciu (1970), Nowem (1972), a po 1975 8 dalszych oddziałów[160]
  - oddanie do użytku mostu Staromiejskiego (kablobeton)[116]
  - oddanie do użytku 2 szkół podstawowych (w Brdyujściu i tysiąclatki w Opławcu)[6]; ustawa oświatowa wprowadza 8-letnie szkoły podstawowe i 4-letnie licea ogólnokształcące[6]
  - bydgoski żużlowiec Mieczysław Połukard zostaje drużynowym mistrzem świata[43]
  - rozwój muzyki big-beatowej wśród młodzieży, której reprezentantem jest m.in. zespół The Beatles, a w Bydgoszczy „Kosmonauci”; w nowofalowej muzyce rozrywkowej władze upatrują zagrożenia dla tzw. socjalistycznego stylu życia[161]
- 1962
  - 22 stycznia otwarcie stacji retransmisyjnej Pomorskiego Ośrodka Telewizyjnego w Trzeciewcu[162], która zapewnia dobrą jakość odbioru telewizyjnego oraz radiowego w całym województwie bydgoskim[163]
  - 4 lutego otwarcie jedynego w kraju Wydziału Telekomunikacji w Wieczorowej Szkole Inżynierskiej[91]
  - 12 kwietnia podpisanie umowy o współpracy partnerskiej Bydgoszczy z miastem Reggio Emilia  Włochy[b][164]; 15 września zainicjowanie kontaktów ze Schwerinem w NRD[151]
  - 16 maja – na Stadionie Zawisza meta etapu XV Wyścigu Pokoju z Poznania[159]
  - w czerwcu pierwsza ogólnopolska Bydgoska Wiosna Poetycka[6]; powstaje bydgoska „Tradycyjna Grupa Jazzowa”, tolerowana przez władze[161]
  - 22 lipca uruchomienie nowego ujęcia wody z Brdy na Czyżkówku[115]; przebudowa elektrowni na Jachcicach na elektrociepłownię EC-I[6]
  - utworzenia zespołu muzyki dawnej „Capella Bydgostiensis”[165].
  - tonaż ładunków transportowanych Kanałem Bydgoskim przekracza przewozy sprzed wojny[166]; na Brdzie, Wiśle i Kanale Bydgoskim rozpoczyna rejsy statek pasażerski „Ondyna” (203 pasażerów)
  - rozpoczyna działalność Żegluga Bydgoska po upaństwowieniu Towarzystwa Lloyd Bydgoski[101]; dysponuje m.in. portami śródlądowymi położonymi wzdłuż drogi Wisła-Odra: w Bydgoszczy, Ujściu, Krzyżu i Kostrzynie, a także w Poznaniu[166]; w 1963 rozpoczyna przewozy na drogach wodnych Europy Zachodniej (Niemcy, Luksemburg, Holandia, Belgia, Francja)
  - oddanie do użytku hali widowiskowo-sportowej Astoria (1,5 tys. miejsc)[167]
  - oddanie do użytku 2 szkół podstawowych (na Okolu i Miedzyniu)[6]
  - Teresa Ciepły z Zawiszy Bydgoszcz, zdobywczyni 2 złotych medali na Mistrzostwach Europy w Belgradzie wybrana najlepszym sportowcem Polski w plebiscycie „Przeglądu Sportowego”[142]
  - liczba mieszkańców Bydgoszczy sięga 250 tys.[6]
- 1963
  - 24 stycznia otwarcie ośrodka sportowego WKS Zawisza, w obecności wiceministra obrony narodowej, gen. Zygmunta Duszyńskiego i przewodniczącego Głównego Komitetu Kultury Fizycznej i Turystyki Włodzimierza Reczka[168]; przy parku powstaje ośrodek przygotowań olimpijskich[6]; 23–25 sierpnia na obiekcie odbywają się Mistrzostwa Polski seniorów w lekkoatletyce[74]
  - 18 czerwca powstaje Fordońska Spółdzielnia Mieszkaniowa, która do 1979 buduje mieszkania w Starym Fordonie; a w latach kolejnych osiedla mieszkaniowe w Nowym Fordonie[169]
  - 3–11 maja I Festiwal Muzyki Polskiej (od 1968 Bydgoski Festiwal Muzyczny) poświęcony szczególnie muzyce dawnej[170]
  - w czerwcu przy Szpitalu Ogólnym nr 1 powstaje oddział onkologiczny fundacji Sue Ryder[25]; we wrześniu kończy się rozbudowa Szpitala Płucnochorych przy ul. Seminaryjnej[115]
  - latem do Bydgoszczy przybywa delegacja włoskich muzyków z Reggio nell’Emilia, miasta partnerskiego Bydgoszczy; w jej składzie jest młody tenor Luciano Pavarotti[151]
  - 23–25 sierpnia na stadionie Zawiszy odbywają się Mistrzostwa Polski Seniorów w Lekkoatletyce 1963
  - 1 września powstaje Pracownia Historyczna Bydgoskiego Towarzystwa Naukowego, która prowadzi badania nad dziejami Bydgoszczy, Kujaw, Pałuk i Pomorza Gdańskiego[1]
  - ukazuje się pierwszy numer „Rocznika Kulturalnego Kujaw i Pomorza” wydawanego przez Kujawsko-Pomorskie Towarzystwo Kulturalne[6]
  - we wrześniu sesja naukowa Towarzystwa Rozwoju Ziem Zachodnich poświęcona sytuacji mniejszości niemieckiej na Pomorzu w okresie II RP i krwawej niedzieli w Bydgoszczy[1]
  - w październiku Wyższa Szkoła Inżynierska otrzymuje gmach audytoryjny (Grodzka 18)[91]; inauguracja punktu konsultacyjnego Wydziału Prawa Uniwersytetu Adama Mickiewicza w Poznaniu[91]
  - 30 grudnia oddanie do użytku mostów: Bernardyńskiego (kablobeton)[116] wraz z torowiskiem tramwajowym i obwodnicy nad Kanałem Bydgoskim (stalowy)[116]
  - oddanie do użytku 3 szkół podstawowych (na Szwederowie, Chwytowie i w Fordonie), Technikum Budowlanego przy ul. Pestalozziego i Szkoły Zawodowej Przedsiębiorstwa Budownictwa Rolniczego przy ul. Filmowej[6]
  - powstaje szkolne schronisko młodzieżowe w budynku szkoły ludowej „Karola” przy ul.Sowińskiego[171]
  - uchwała MRN o budowie miejskiego wysypiska śmieci przy ul. Inwalidów (czynne do 1983)[172]; powstaje Komunalne Przedsiębiorstwo Energetyki Cieplnej
  - otwarcie nowych obiektów produkcyjnych Rometu w Brdyujściu według projektu Biura Projektowego „Prozamet” z Warszawy[173]
- 1964
  - 13 maja uchwalenie I Planu Ogólnego Zagospodarowania Przestrzennego Bydgoszczy na lata 1961–1980, w którym wyodrębnionych jest 31 osiedli o nowym nazewnictwie; rozległe tereny przekwalifikowano pod zabudowę wysoką, m.in. Skrzetusko, Bartodzieje, Szwederowo, Wzgórze Wolności, Wyżyny, Czersko Polskie, a nad Wisłą 30-tysięczny Fordon; dla zabudowy jednorodzinnej przeznaczono zachodnią część miasta m.in. Jary, Miedzyń, Osową Górę, Czyżkówko, Opławiec, Jachcice, Piaski, Górzyskowo, Biedaszkowo, Bielice, Glinki i Białe Błota; dzielnice składowo-przemysłowe zaplanowano na Osowej Górze oraz we wschodniej części miasta w Bydgoszczy Wschód, Zimnych Wodach, Siernieczku, Brdyujściu i Łęgnowie[174]
  - 3 czerwca reaktywowanie działalności Okręgowej Komisji Badania Zbrodni Hitlerowskich w Bydgoszczy[175]
  - 5–12 lipca odbywają się Mistrzostwa Polski w Boksie 1964
  - w lipcu przekazanie odrestaurowanych spichrzy nad Brdą dla celów Muzeum im. Leona Wyczółkowskiego[176]
  -  Letnie Igrzyska Olimpijskie 1964 w Tokio – lekkoatletka Teresa Ciepły z Zawiszy Bydgoszcz zdobywa złoty medal w sztafecie 4 × 100 m i srebrny w biegu na 80 m przez płotki[1]
  - 11 września otwarcie północnej obwodnicy kolejowej Bydgoszczy, likwidacja przejazdu kolejowego na ulicy Gdańskiej[85]
  - 12 września przekształcenie Wieczorowej Szkoły Inżynierskiej w Wyższą Szkołę Inżynierską, która rozpoczyna rekrutację na dzienne studia stacjonarne na kierunkach: elektrycznym i mechanicznym[91]
  - 27 września, inauguracja duszpasterstwa akademickiego w Bydgoszczy; ogółem w parafiach pracuje 73 księży; istnieją 3 zgromadzenia zakonne męskie (28 księży i 4 braci zakonnych) i 3 żeńskie (67 sióstr zakonnych); w 24 punktach zorganizowana jest katechizacja dzieci i młodzieży[29]
  - 27 listopada powstaje oddział Stowarzyszenia Polskich Artystów Muzyków w Bydgoszczy[177]
  - w grudniu bydgoska Opera wystawia jubileuszową, 25 premierę, Traviatę G. Verdiego[c][1]
  - oddanie do użytku 2 szkół podstawowych (na Bielawach i Kapuściskach), budowa Zespołu Szkół Ekonomicznych przy ul. Gajowej[6]; istnieje 6 liceów ogólnokształcących[6]
  - otwarcie w Muzeum Ziemi Bydgoskiej Galerii Współczesnego Malarstwa Polskiego, a rok później Galerii Współczesnej Grafiki Polskiej[178]
  - oddanie do użytku 11-kondygnacyjnego biurowca Eltry przy ul. Dworcowej[179]
  - powierzchnia Zakładów Chemicznych (20 km²) stanowi 18% powierzchni miasta, własne ujęcie wody z Wisły ma wydajność równą poborowi wody przez Warszawę[102]
- 1965
  - w czerwcu pierwszy Międzynarodowy Zimowy Spływ Kajakowy na Brdzie im. J. Korka organizowany przez bydgoski oddział PTTK (odbywa się corocznie)[180]
  - latem Jan Wróblewski z Bydgoszczy zdobywa tytuł mistrza świata w szybownictwie na zawodach w Wielkiej Brytanii[142]
  - 10 września ustawienie obelisku ku czci poległych na Szwederowie przed kościołem Matki Boskiej Nieustającej Pomocy[148]
  - założenie parku Zbigniewa Załuskiego na osiedlu Leśnym (16,7 ha) na terenie podmiejskiego lasu sosnowego[181]
  - ukończenie budowy mostu Młyńskiego, łączącego ul. Przyrzecze z Wenecją Bydgoską[115]
  - budowa ośrodka rekreacyjnego PTTK nad Brdą w Janowie wraz z domkami turystycznymi[6]
  - sformowanie Wojewódzkiego Sztabu Wojskowego w Bydgoszczy z zasięgiem na województwo bydgoskie[103]
  - oddanie do użytku 3 szkół podstawowych (na Osowej Górze, Bartodziejach i Śródmieściu), budowa Zespołu Szkół Samochodowych przy ul. Powstańców Wlkp.[6]
  - ukończenie budowy dzielnicy przemysłowo-składowej Bydgoszcz-Wschód (166 ha), przeznaczonej głównie pod magazyny przedsiębiorstw handlowych[95]
  - w mieście istnieją 22 kina, później ich liczba maleje, czego powodem jest m.in. rozwój telewizji[182]
  - w Bydgoszczy studiuje 1,7 tys. osób, w tym 409 na studiach dziennych[183]
  - Bydgoszcz skupia jedną trzecią potencjału gospodarczego (zatrudnionych + wartości globalnej produkcji) województwa bydgoskiego[6]; w strukturze zatrudnienia dominuje przemysł elektromaszynowy (50%) i chemiczny (15%)[6]
- 1966
  - 25 maja odsłonięcie tablicy upamiętniającej pobyt Karola Szymanowskiego w Bydgoszczy, na budynku przy ul. Kozietulskiego 5[184]
  - 26–28 maja IX Zjazd Pisarzy Ziem Zachodnich i Północnych w Bydgoszczy[184] poświęcony popularyzacji wiedzy o tradycjach historycznych Polski nad Odrą i Bałtykiem; w obradach biorą udział m.in. sekretarz KC PZPR Zenon Kliszko, minister kultury i sztuki Lucjan Motyka oraz pisarze z 10 okręgów Związku Literatów Polskich z prezesem Jarosławem Iwaszkiewiczem[185]
  - 29–30 maja obchody millenium chrztu Polski w Bydgoszczy z udziałem prymasa Polski kard. Stefana Wyszyńskiego, metropolity krakowskiego Karola Wojtyły i sufragana chełmińskiego bp Bernarda Czaplińskiego; przy kościele Matki Bożej Nieustającej Pomocy na Szwederowie następuje koronacja obrazu Matki Bożej Pięknej Miłości w obecności 10 tys. osób; władze zabraniają procesji z fary, wobec czego obraz przewieziony jest samochodem prywatnym[29]
  - 30 czerwca pobyt w Bydgoszczy przewodniczącego Rady Państwa Edwarda Ochaba, który bierze udział m.in. w posiedzeniu prezydium WK Frontu Jedności Narodu[184]
  - 10 września pierwszy Międzynarodowy Festiwal Musica Antiqua Europae Orientalis, wraz z kongresem muzykologicznym; odbywa się co 3 lata; gości naukowców i muzyków z całego świata[186]
  - we wrześniu na Wyższej Szkole Inżynierskiej powstaje Wydział Technologii Chemicznej, a rok później Wydział Budownictwa Lądowego[144]
  - przebudowa układu komunikacji tramwajowej przed dworcem Bydgoszcz Główna; budowa przejścia podziemnego pod ul. Zygmunta Augusta; budowa nowego terminala dworca kolejowego[85]; oddanie do użytku zajezdni autobusowej przy ul. Szajnochy, tabor składa się z autobusów Jelcz 043[187]
  - pierwsza edycja Gitariady, przeglądu młodzieżowych zespołów bigbitowych[161]
  - powstaje Wojskowy Klub Żeglarski „Pasat” przy oddziale PTTK Pomorskiego Okręgu Wojskowego; ma przystań na torze regatowym w Brdyujściu i port jachtowy w Pieczyskach na Zalewie Koronowskim; jest organizatorem regat na Wiśle Bydgoszcz-Toruń[188]
  - oddanie do użytku szkoły podstawowej na Górzyskowie, Szkoły Zawodowej Zakładów Chemicznych (rozebrana w 2010)[6]; koniec dzieła budowy szkół tysiąclecia, których 11 powstało w Bydgoszczy[189]
  - ukończenie budowy drogowej obwodnicy południowej miasta, co ma związek z realizacją wojskowych szlaków tranzytowych Układu Warszawskiego[6]
  - w Bydgoszczy działają m.in. Bydgoskie Towarzystwo Naukowe, Kujawsko-Pomorskie Towarzystwo Kulturalne, Towarzystwo Miłośników Miasta Bydgoszczy, Towarzystwo Przyjaciół Sztuki w Bydgoszczy, Towarzystwo Muzyczne im. I.J. Paderewskiego w Bydgoszczy, Towarzystwo Wiedzy Powszechnej, Związek Literatów Polskich i Związek Polskich Artystów Plastyków; wychodzą w Bydgoszczy trzy dzienniki: „Gazeta Pomorska”, „Ilustrowany Kurier Polski” (ogólnopolski) i „Dziennik Wieczorny” oraz dwa ogólnopolskie periodyki: „Pomorze” i „Fakty i Myśli”[115]
- 1967
  - 1 stycznia erygowanie parafii św. Andrzeja Boboli, administrowanej przez jezuitów; władze uznają ją dopiero 27 stycznia 1971; 22 lutego wznowienie budowy kościoła św. Wincentego à Paulo[29]; 23 września w kościele tym odprawia mszę św. metropolita krakowski Karol Wojtyła[29]
  - 20–22 lipca wojewódzkie uroczystości związane z 23. rocznicą ogłoszenia Manifestu PKWN; sesja Komitetów Frontu Jedności Narodu, odsłonięcie Pomnika Tysiąclecia Państwa Polskiego na skwerze przy ul. Markwarta[190]; pobyt w Bydgoszczy marszałka Sejmu PRL Czesława Wycecha[190]
  - 1 sierpnia otwarcie nowej siedziby Wojewódzkiej Stacji Pogotowia Ratunkowego przy ul. Markwarta[191]; rozbudowa Szpitala Ministerstwa Spraw Wewnętrznych; w czerwcu 1968 powstaje obok Wojewódzka Stacja Krwiodawstwa[25]
  - 21 września inauguracja roku akademickiego w nowo powstałym bydgoskim punkcie konsultacyjnym Wyższej Szkoły Rolniczej z Poznania[190]
  - 30 września uroczyste oddanie do użytku nowej gazowni przy ul. Witebskiej w obecności ministra górnictwa i energetyki Jana Mitręgi[115]
  - z okazji obchodów Tysiąclecia Państwa Polskiego ukazuje się pierwszy numer regionalnego czasopisma popularnonaukowego Kronika Bydgoska[192]
  - budowa stadionu sportowego „Wisła” w Fordonie[169]
  - powstaje strzeżone kąpielisko nad Brdą przy ul. Saperów na Jachcicach[193]
  - w Bydgoszczy odbywają się Międzynarodowe Spotkania Turystyczne Młodzieży Esperanckiej; powstaje klub Esperanto, gdzie mieści się Krajowe Biuro Turystyki Esperanckiej „Esperantotour”[194]
  - oddanie do użytku 2 szkół podstawowych (na Błoniu i os. Leśnym), budowa Zespołu Szkół Drzewnych przy ul. Toruńskiej[6];
  - ukończenie elektryfikacji magistrali węglowej w okolicy Bydgoszczy[84]
- 1968
  - 3 stycznia ukazuje się pierwszy numer periodyku popularnonaukowego Kalendarz Bydgoski wydawanego przez Towarzystwo Miłośników Miasta Bydgoszczy[195]
  - 3 stycznia decyzja o budowie w Janowie pierwszego w kraju ogrodu działkowego typu campingowego wyposażonego w sieć wodociągową i elektryczną[195]
  - 19 stycznia decyzja o budowie nowego centrum administracyjnego u zbiegu ulic 3 Maja i Jagiellońskiej; w miejscu tym kończy się budowa wieżowca Przedsiębiorstwa Budownictwa Przemysłowego „Pomorze” według proj. Henryka Mikuły (ob. Bank Pocztowy)[195]
  - 25 stycznia powstaje Izba Pamięci Adama Grzymały-Siedleckiego w byłym mieszkaniu literata przy ul. Libelta 5[196]
  - 3 lutego rozpoczęcie budowy osiedli: Kapuściska II (20 tys. osób)[197] w technologii wielkiej płyty[198] oraz Bartodzieje według projektu Miejskiej Pracowni Urbanistycznej[199]; Miejska Rada Narodowa zatwierdza plan zagospodarowania osiedla Wyżyny (50 tys. osób)[195]
  - 11 lutego urbaniści wysuwają koncepcję przesunięcia kościoła Klarysek, co ma pomóc w poszerzeniu ulicy Jagiellońskiej[195]
  - 9 marca eksplozja w Zakładach Chemicznych Zachem w dziale produkcji trotylu; podobna katastrofa ma miejsce 26 listopada 1969[102]
  - 12–27 marca Marzec 1968 – trwa akcja ulotkowa w mieście; 16 marca próba zorganizowania wiecu solidarnościowego przy hali Astorii jest zablokowana przez milicję; 4 osoby są aresztowane[200]
  - 18 maja odsłonięcie w parku Jana Kochanowskiego nowego pomnika Henryka Sienkiewicza projektu Stanisława Horno-Popławskiego[5]
  - 23 maja pierwsze audycje telewizyjne redagowane w Bydgoszczy, zamieszczane w „Magazynie Ziem Północnych” TVP Gdańsk[127]
  - w lipcu i sierpniu w centrum miasta (pl. Wolności, Wełniany Rynek, nad Brdą) kręcone są zdjęcia do filmu Sąsiedzi reżysera Aleksandra Ścibora-Rylskiego[201], opowiadającego o krwawej niedzieli w Bydgoszczy[182]
  - w sierpniu i wrześniu Wyspa Młyńska w Bydgoszczy, Brda, Młynówka, Śluza Okole, Rybi Rynek, ul. Malczewskiego, port drzewny i inne miejsca w Bydgoszczy są elementem scenografii filmu Czterej pancerni i pies[201] (odcinki: 9 – Zamiana, 14 – Czerwona seria, 15 – Wysoka fala, 16 – Daleki patrol)[202]; w odcinku „Wysoka fala” Rybi Rynek jest zalany wodą spuszczoną ze śluzy Miejskiej po brawurowej akcji Gustlika[182]; 30 września na stadionie Zawiszy odbywa się impreza z udziałem aktorów i 10 tys. widzów[201]
  - 17 września Prezydium WRN ustala lokalizację na obszarze między Bydgoszczą i Fordonem nowego campusu akademickiego, przeznaczonego dla Wyższej Szkoły Inżynierskiej i Rolniczej, decyzję zatwierdza w 1970 Ministerstwo Oświaty i Szkolnictwa Wyższego[37]
  - 10 listopada utworzenie ośrodka duszpasterskiego w Smukale Dolnej; 31 maja erygowanie parafii Matki Bożej Królowej Polski w Plątnowie[29]
  - 18 listopada nadanie Wyższej Szkole Inżynierskiej imienia Jana i Jędrzeja Śniadeckich[32]
  - utworzenie Pedagogicznej Biblioteki Wojewódzkiej w Bydgoszczy[6]
  - inauguracja Domu Kultury Dzieci i Młodzieży przy ul. Leszczyńskiego na Szwederowie (od 1974 MDK nr 2)[6]
  - oddanie do użytku szkoły podstawowej na Bartodziejach (ul. Gajowa) oraz Zespołu Szkół Elektronicznych przy ul. Karłowicza zbudowanego przez żołnierzy POW[6]
  - podpisanie umowy o współpracy władz miejskich Bydgoszczy i Czerkas  Ukraina; w Bydgoszczy powstaje ul. Czerkaska, a po stronie ukraińskiej ul. Bydgoska[151]
  - z miasta emigruje do Izraela kilkadziesiąt Żydów, koniec istnienia zorganizowanego skupiska żydowskiego w mieście[86]
- 1969
  - 28 stycznia budowa wieżowców mieszkalnych przy ul. Grunwaldzkiej-Jackowskiego przez Bydgoską Spółdzielnię Mieszkaniową[203]
  - 7 lutego w Bydgoszczy odbywa się ogólnopolski zjazd Związku Pisarzy Polskich z udziałem gości z: ZSRR, Bułgarii, NRD, Rumunii i Węgier; władze partyjne i państwowe reprezentują m.in.: Stefan Olszowski, Wincenty Kraśko, Lucjan Motyka, przedstawiciele centralnego kierownictwa ZSL i SD oraz Ludowego Wojska Polskiego[6]
  - 20 maja pobyt w Bydgoszczy generała zakonu jezuitów o. Pedro Arrupe; wizyta jest pilnie śledzona przez funkcjonariuszy UB, którzy zakładają podsłuch w siedzibie jezuitów przy pl. Kościeleckich[76]
  - 28 maja w Bydgoszczy osiada na stałe malarz prymitywista Teofil Ociepka[203]
  - w lipcu uruchomienie codziennych lotów do Warszawy, a następnie sezonowych połączeń do Gdańska, które obsługują samoloty An-24 (do 1981)[79]; do 1974 oddział Polskich Linii Lotniczych LOT w Bydgoszczy przewiezie 100 tys. pasażerów, 2200 ton frachtu oraz ponad 74 tys. ton poczty[204]
  - 22 sierpnia rozruch zbudowanego od podstaw kombinatu słodowniczego nad Wisłą w Fordonie, gdzie zatrudnienie znajduje 180 osób[169]
  - 5 września odsłonięcie na Starym Rynku Pomnika Walki i Męczeństwa Ziemi Bydgoskiej prof. Franciszka Masiaka oraz kompleksu „Kaskada”[203]
  - 22 września ostatni tramwaj przejeżdża ulicą Długą, Poznańską i Świętej Trójcy (tymczasowo także od 7 do 17 czerwca 1974)[85]; przedłużenie linii tramwajowej w ciągu ul. Fordońskiej do pętli przy ul. Wyścigowej[85]
  - 29 września inauguracja Wyższej Szkoły Nauczycielskiej, jednej z czterech pierwszych w kraju tego typu uczelni[91]
  - 1 października przestaje kursować bydgoska kolej wąskotorowa z Bydgoszczy do Opławca, Smukały, Tryszczyna i Koronowa[203]
  - 1 października prymas kard. Stefan Wyszyński eryguje parafię Matki Bożej Częstochowskiej przy kaplicy przy ul. Fordońskiej 5[29]
  - 7 października na bazie punktu konsultacyjnego Wyższej Szkoły Rolniczej w Poznaniu powstaje bydgoska filia WSR z wydziałem rolniczym, a od 1971 także wydziałem zootechnicznym[144]
  - oddanie do użytku 14-kondygnacyjnego wieżowca Urzędu Wojewódzkiego według projektu arch. Bronisława Jabłonki
  - zasypanie kanału Międzywodzie oraz Zbożowego (w części) na Wyspie Młyńskiej; likwidacja m.in. mostu Pilarskiego nad Międzywodziem[205]
  - oddanie do użytku przystanku kolejowego Bydgoszcz Leśna[203]
  - ukończenie budowy osiedla Błonie (61 ha, 20 tys. mieszkańców); budynki o wysokości 5 i 11 kondygnacji są montowane z prefabrykatów Prefabet Białe Błota[95]; oddanie do użytku osiedli domów jednorodzinnych przy ul. Nakielskiej-Plażowej oraz przy ul. Kaplicznej[95]
  - ukończenie budowy dzielnicy przemysłowo-składowej Zimne Wody (398 ha), przeznaczonej pod bazy sprzętowo-transportowe budownictwa i gospodarki komunalnej, z bocznicą kolejową wzdłuż Brdy[95]
  - po reformie bankowości I oddziałowi NBP w Bydgoszczy przypada rola kontroli i finansowania (w skali krajowej) drobnego handlu, przemysłu, gospodarki komunalnej i mieszkaniowej[206]
  - oddanie do użytku szkoły podstawowej na Błoniu (ul. Stawowa); powstaje Społeczny Komitet Budowy Młodzieżowego Domu Kultury, Techniki i Sportu[6]; czynnych jest 56 szkół podstawowych, 4 szkoły dla pracujących, 8 liceów ogólnokształcących, 7 zasadniczych szkół zawodowych, 4 szkoły specjalne i 46 przedszkoli[203]

### lata 70. XX w.
- 1970

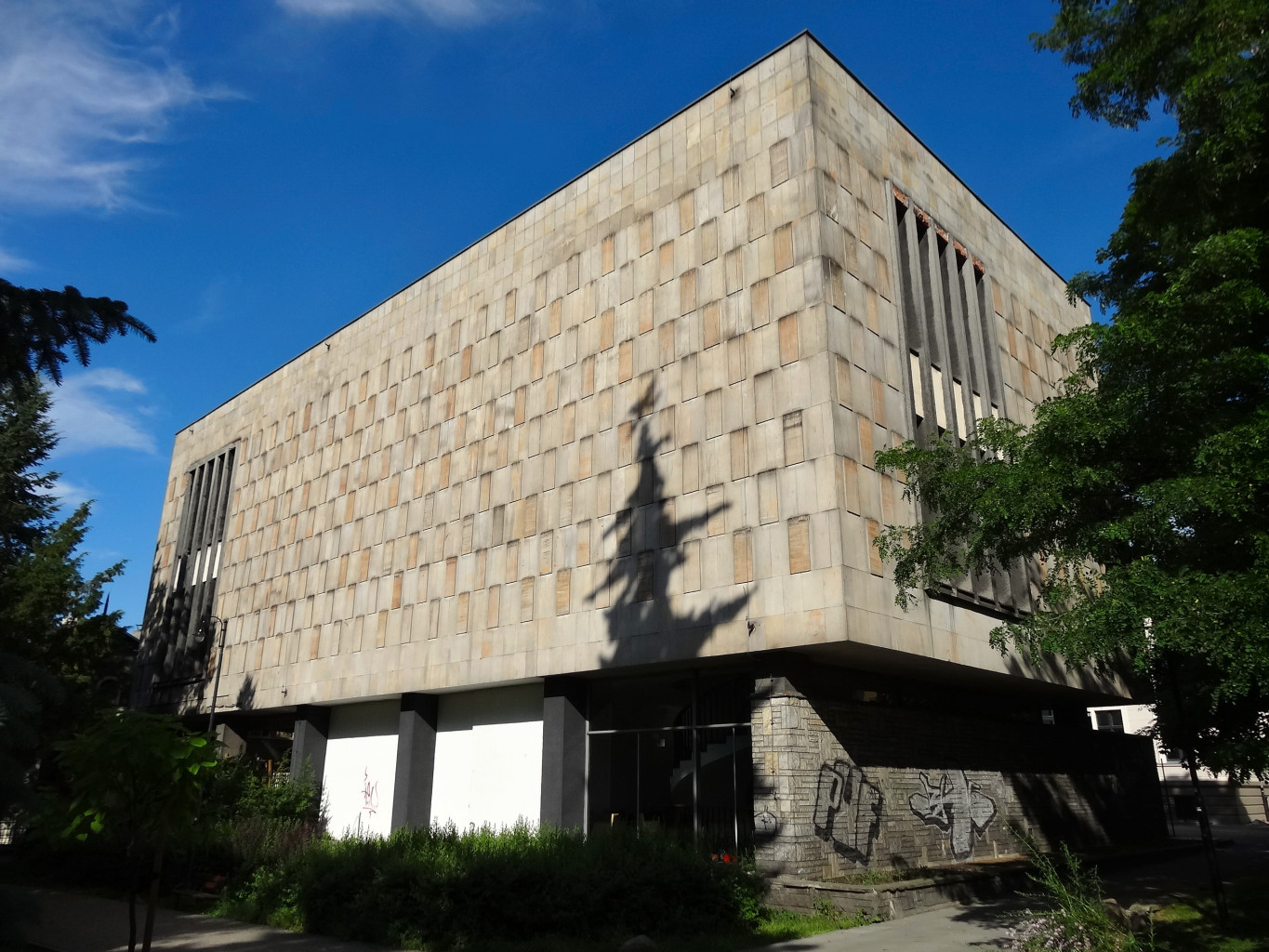
Biuro Wystaw Artystycznych (1970, ob. Galeria Miejska bwa)

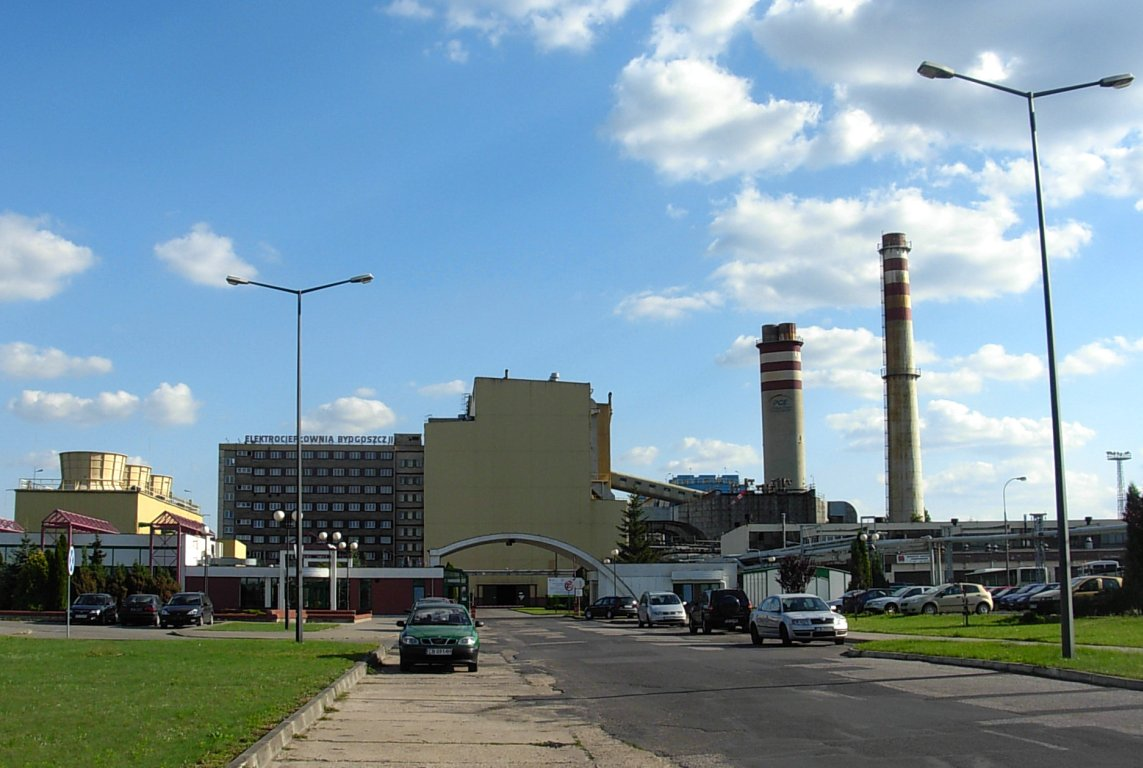
Elektrociepłownia ECII (1970)

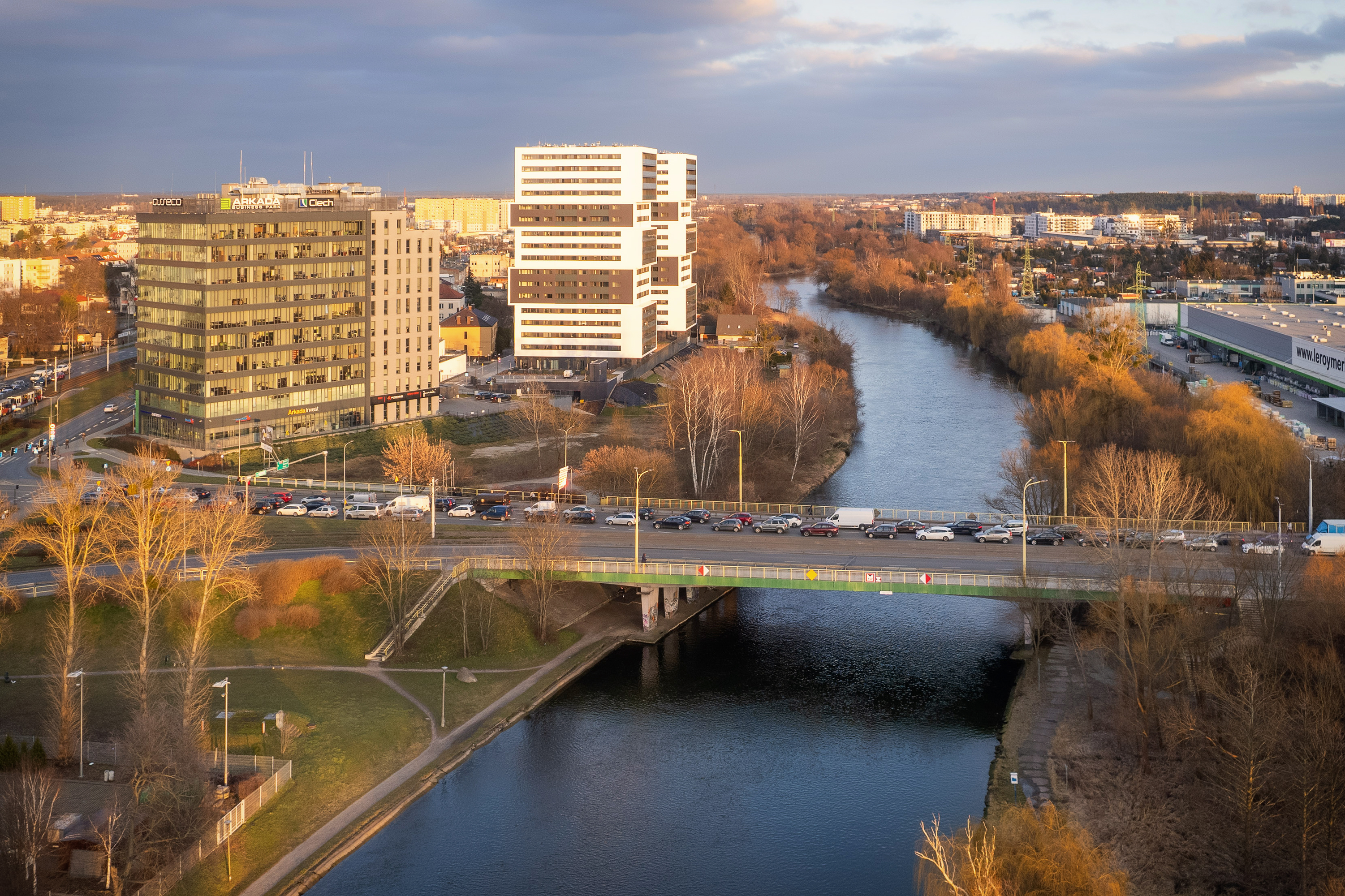
Most Pomorski w Bydgoszczy (1970)

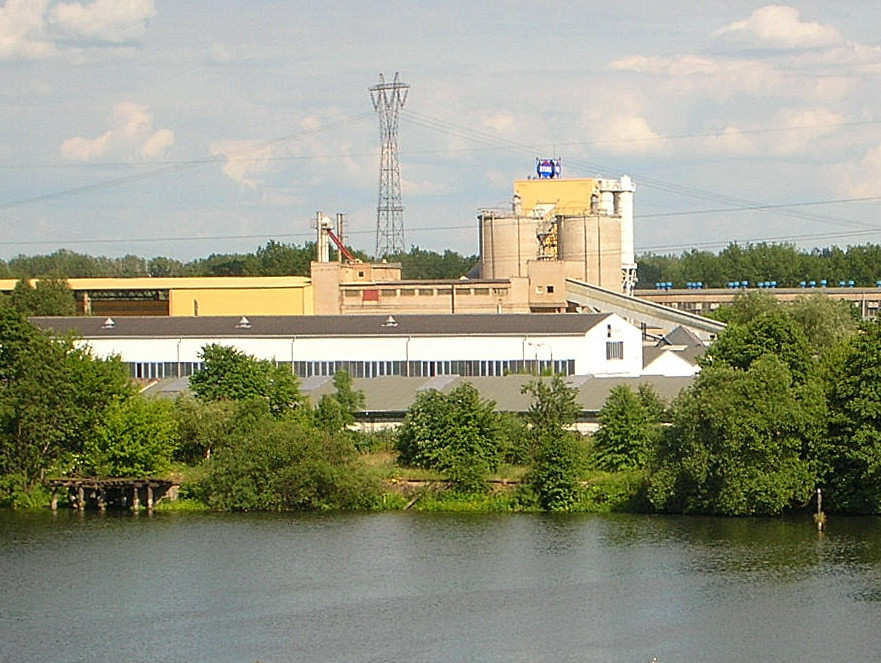
Bydgoski Kombinat Budowlany „Wschód” (1971, ob. Grupa Atlas)

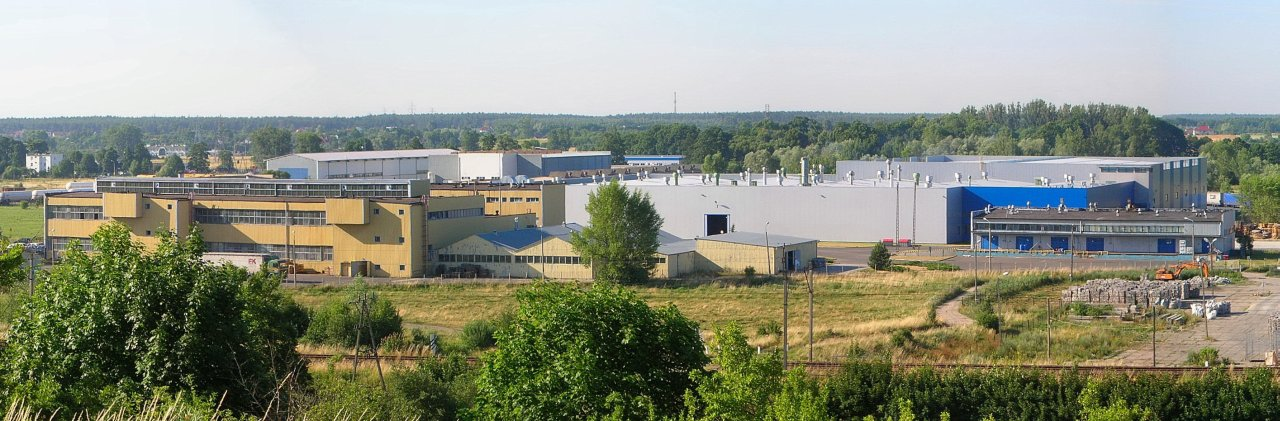
Dzielnica składowo-przemysłowa na Osowej Górze (od 1971)

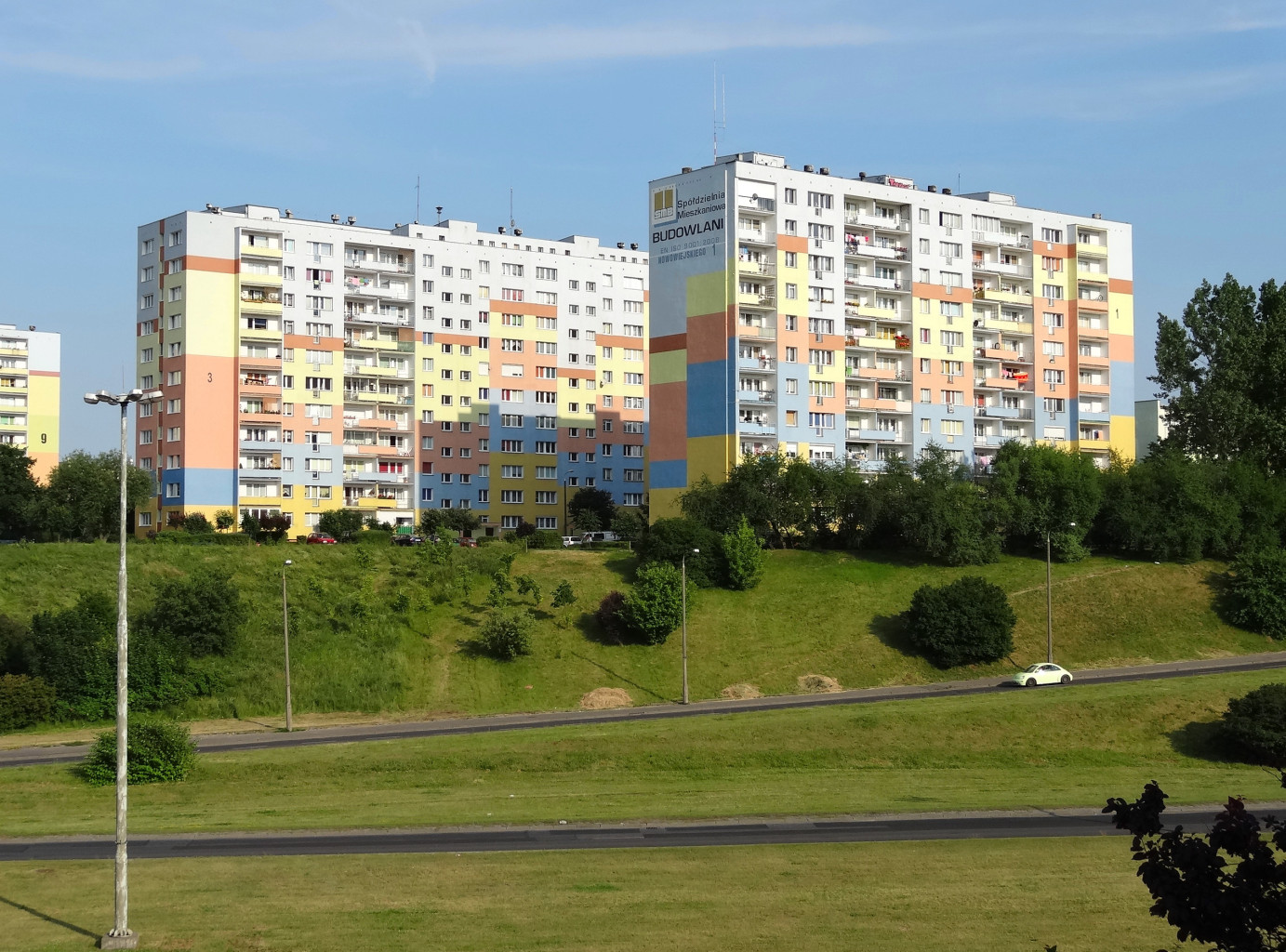
Osiedle Wyżyny B1 (1971–1975)

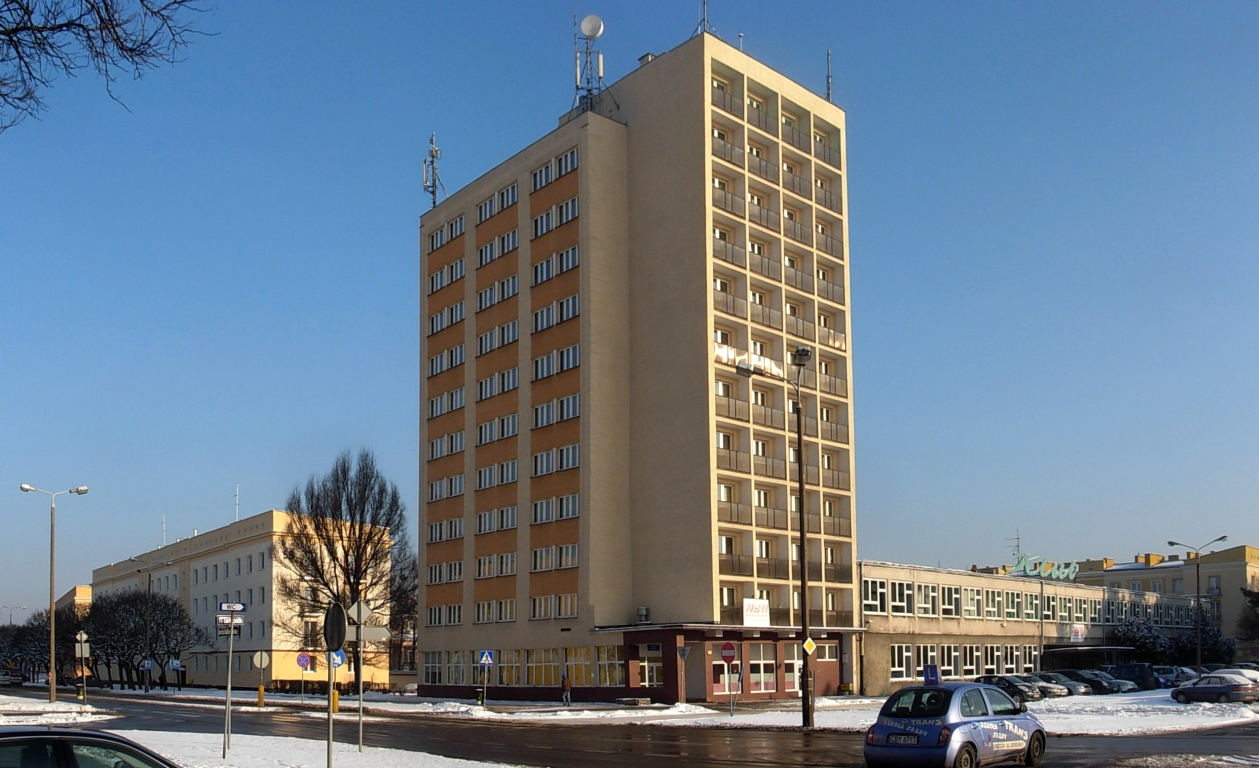
Hotel Garnizonowy na os. Leśnym (1972)

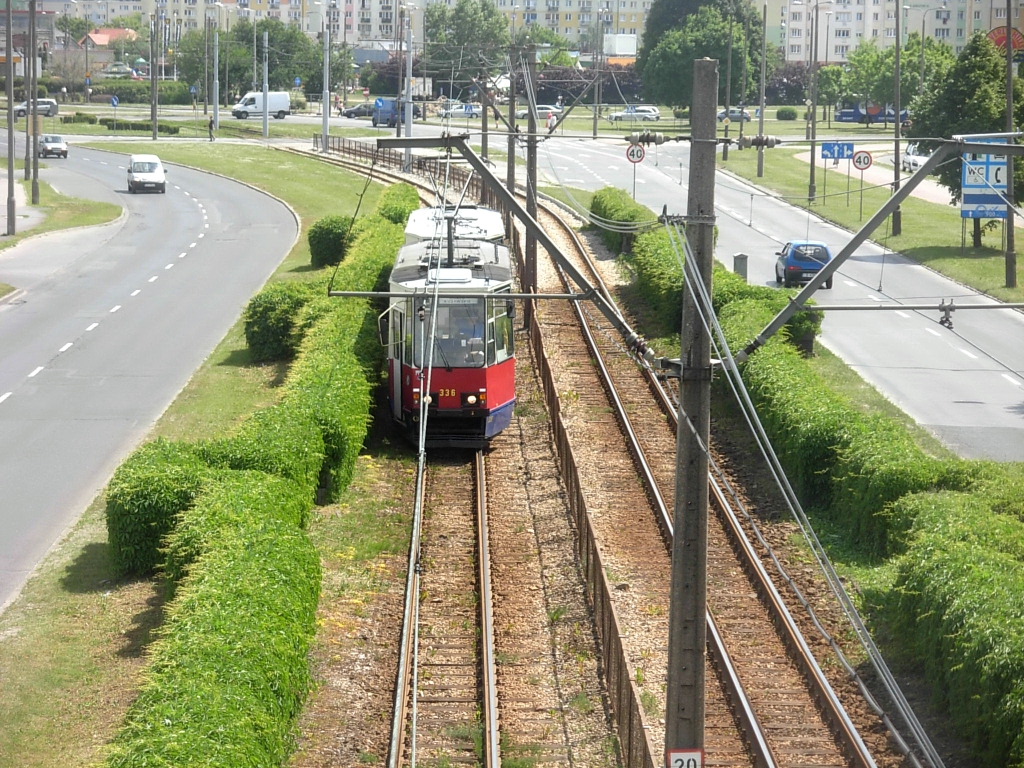
Aleja Wojska Polskiego (trasa średnicowa) i linia tramwajowa na Wyżynach (od 1973)

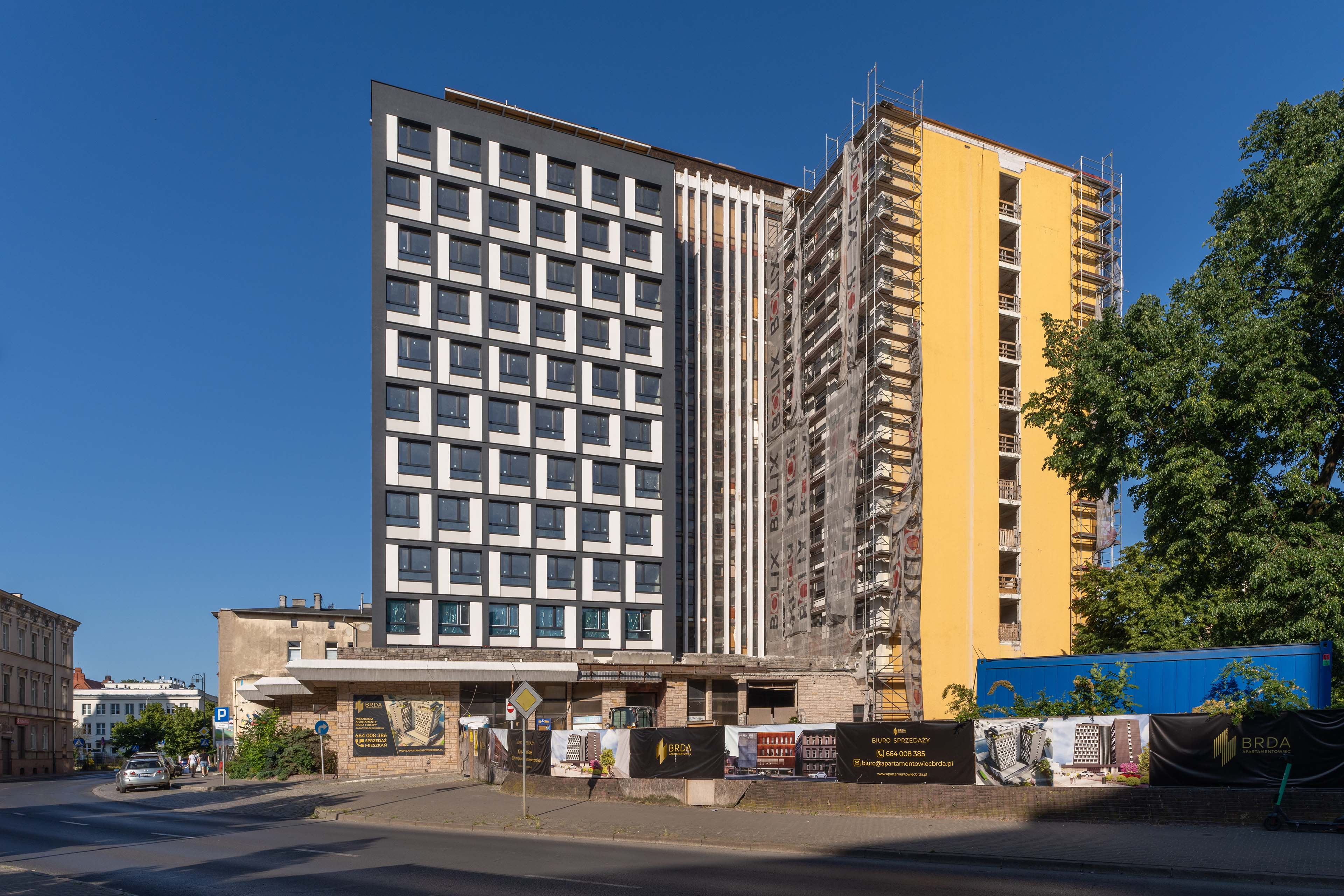
Hotel Brda w Bydgoszczy (1973)

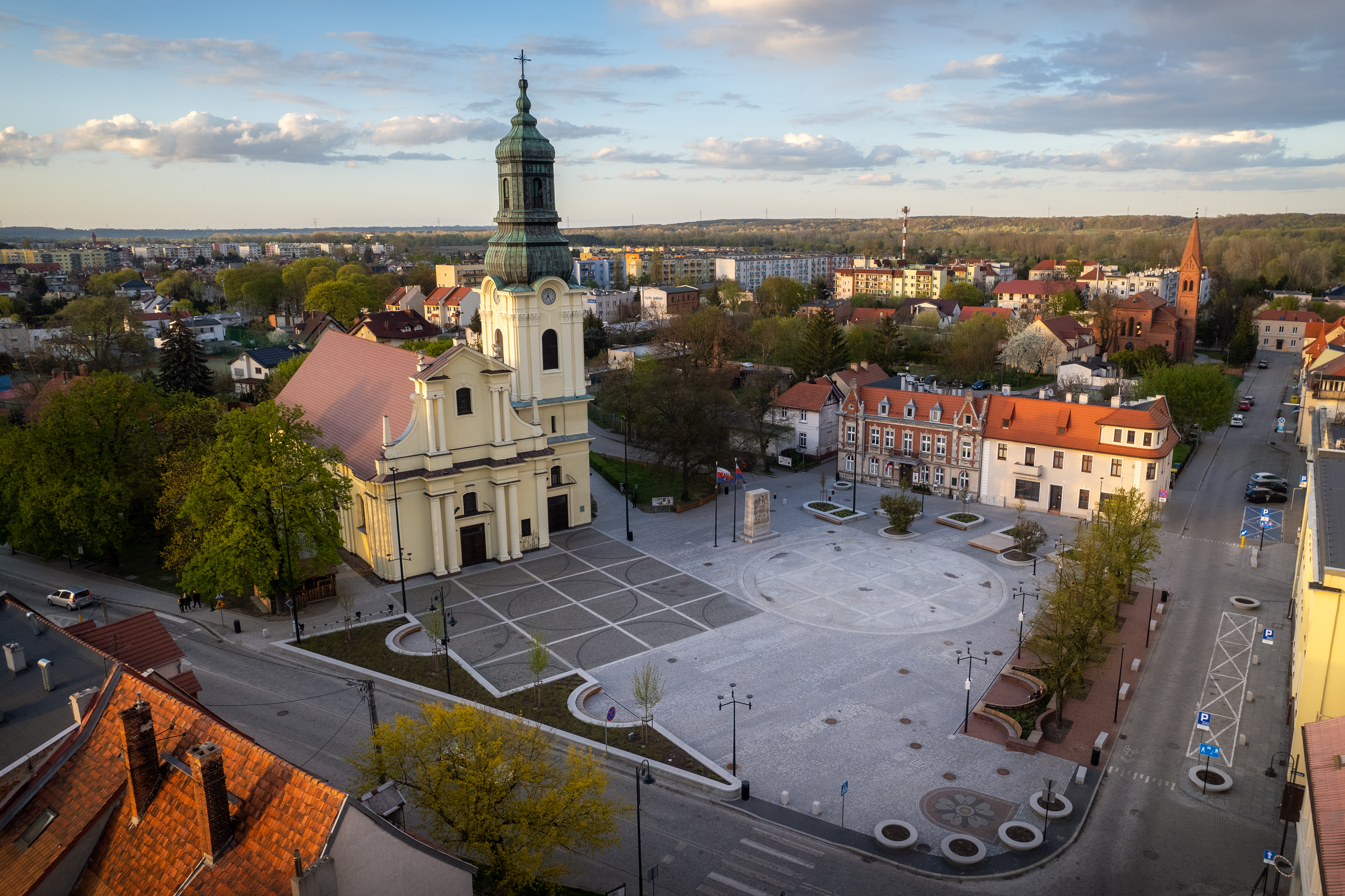
Stary Fordon przyłączony do Bydgoszczy (1973)

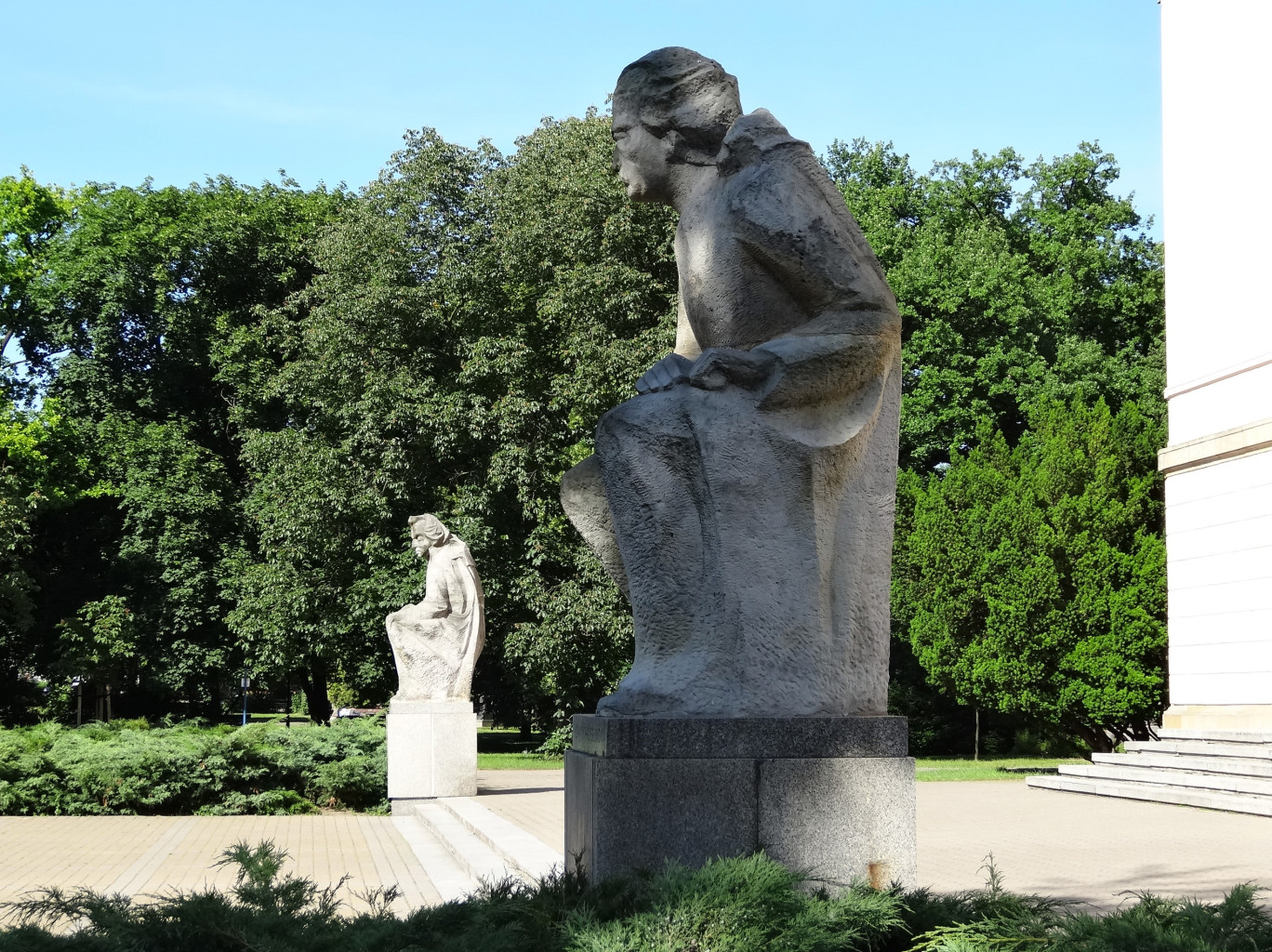
Pierwsze pomniki przed Filharmonią Pomorską (1973)

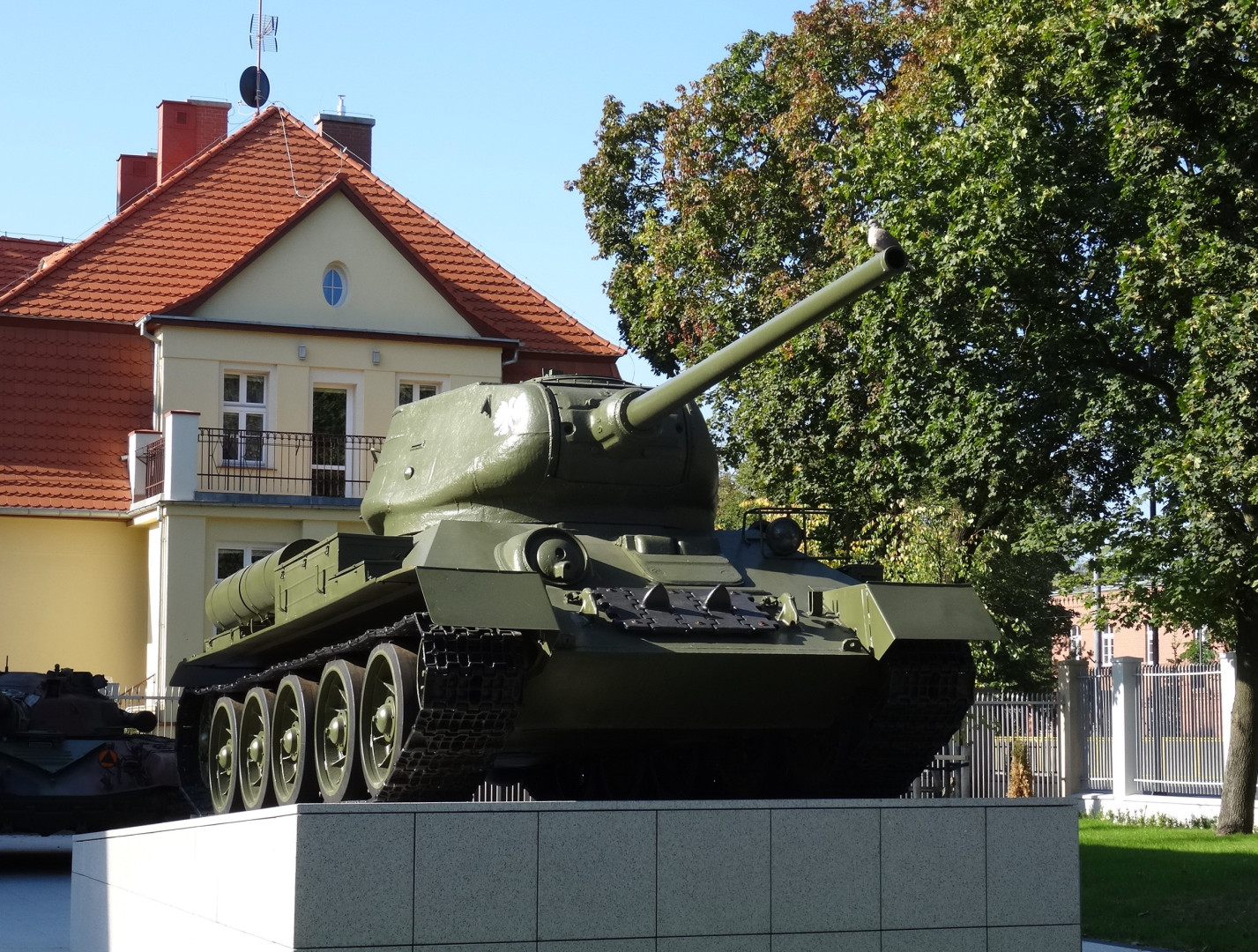
Muzeum Tradycji POW (ob. Muzeum Wojsk Lądowych) (1973)

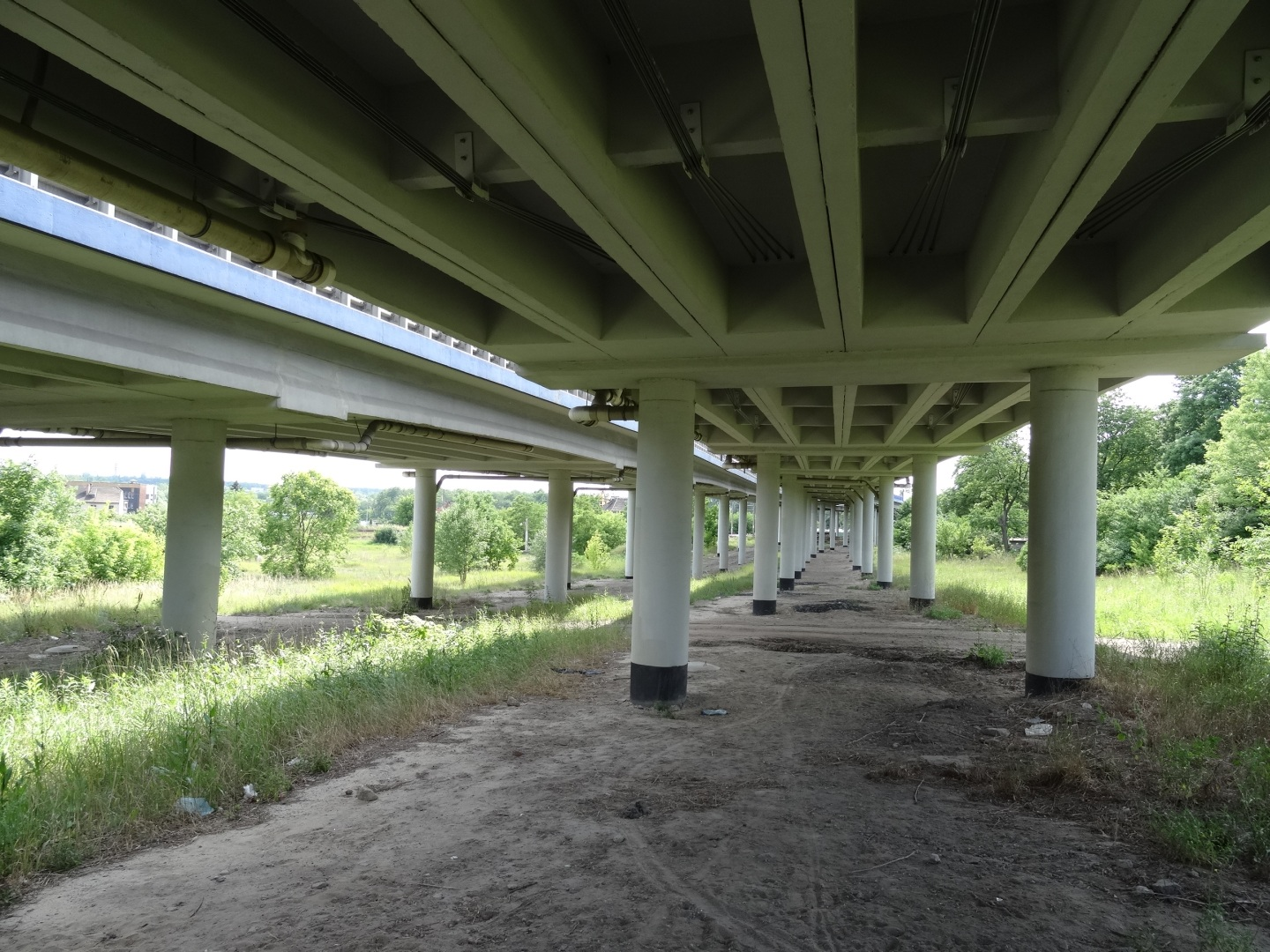
Wiadukty Warszawskie w ciągu ul. Fordońskiej (1974)

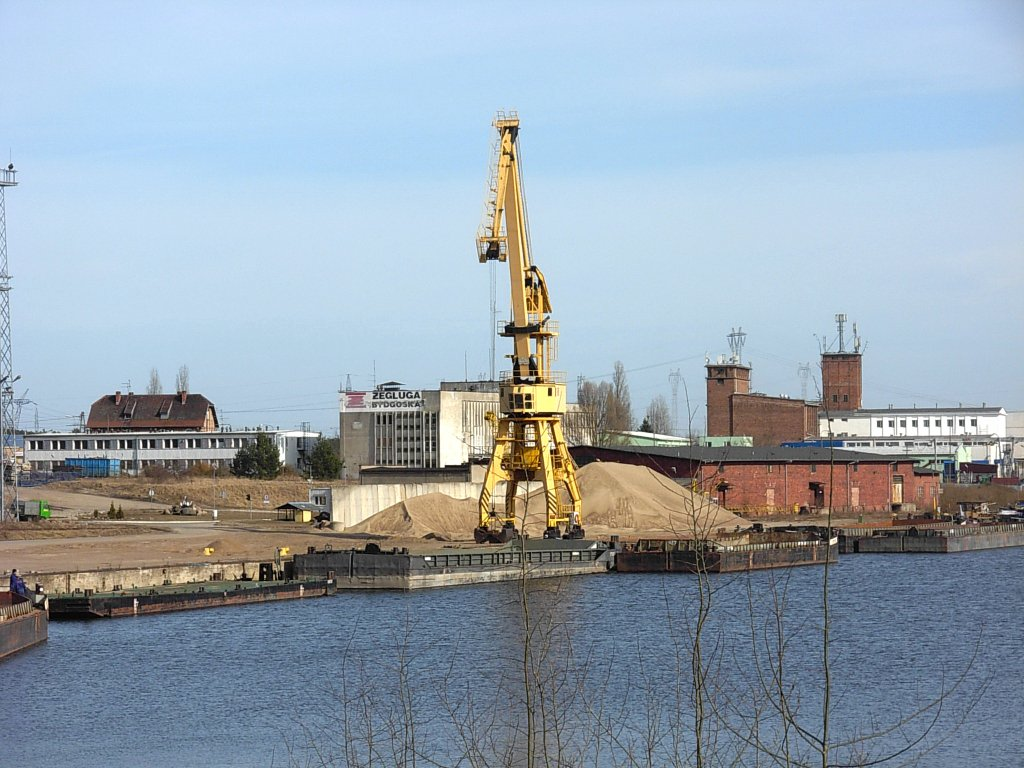
Port rzeczny w Bydgoszczy, rozbudowany w latach 70. XX w.

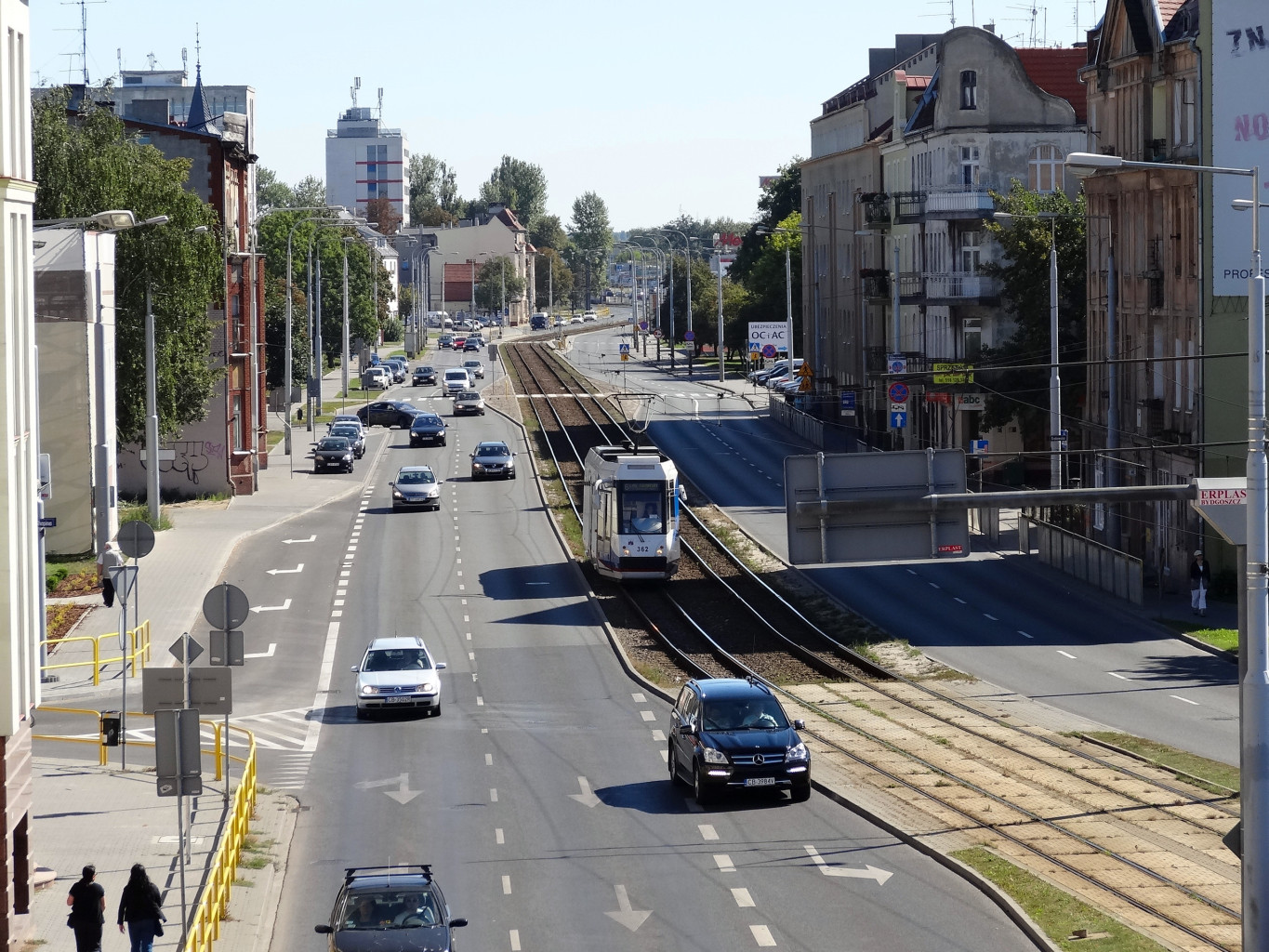
Poszerzona ulica Jagiellońska (1974)

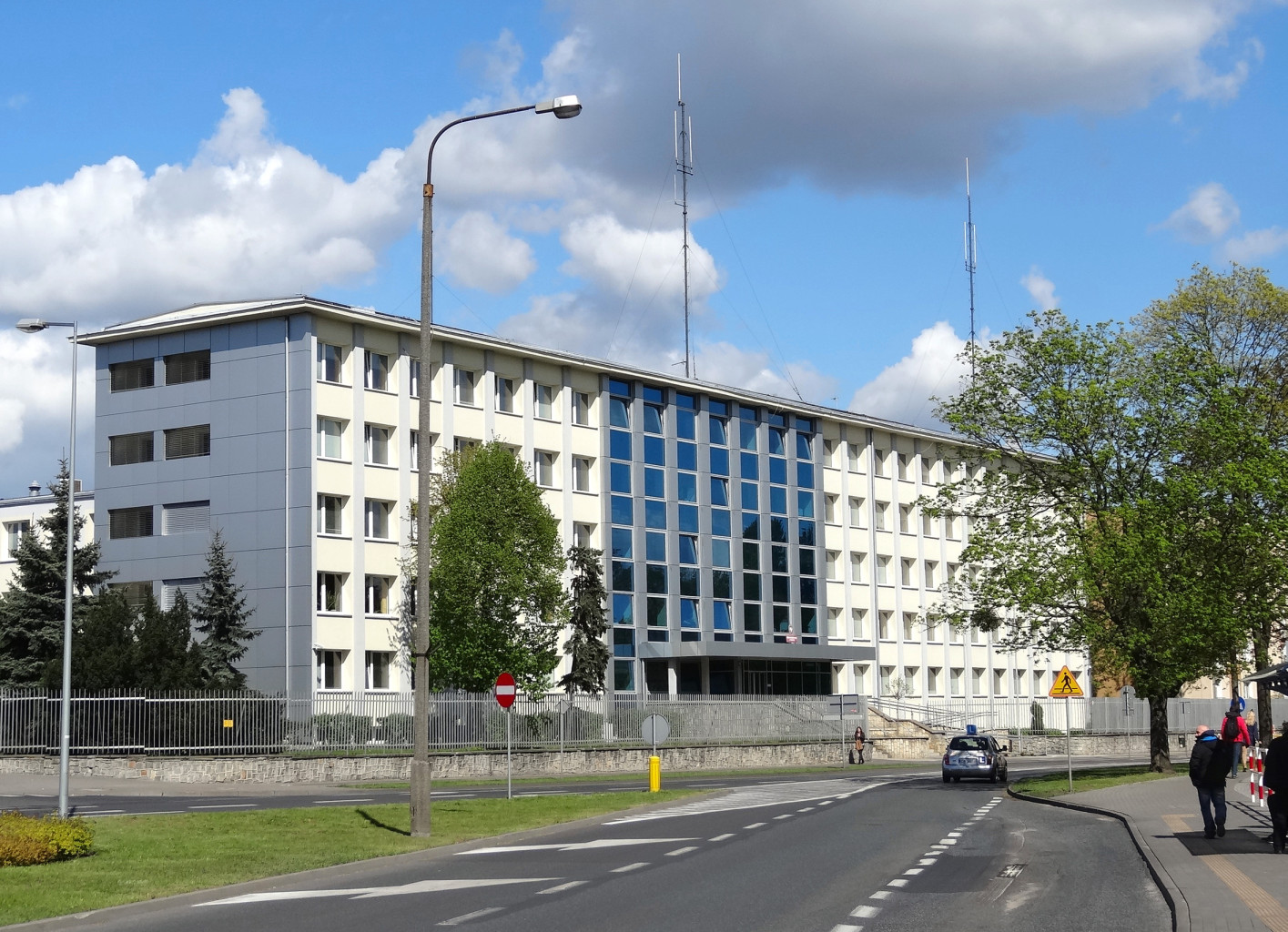
Wojewódzka Komenda Milicji Obywatelskiej (1974)

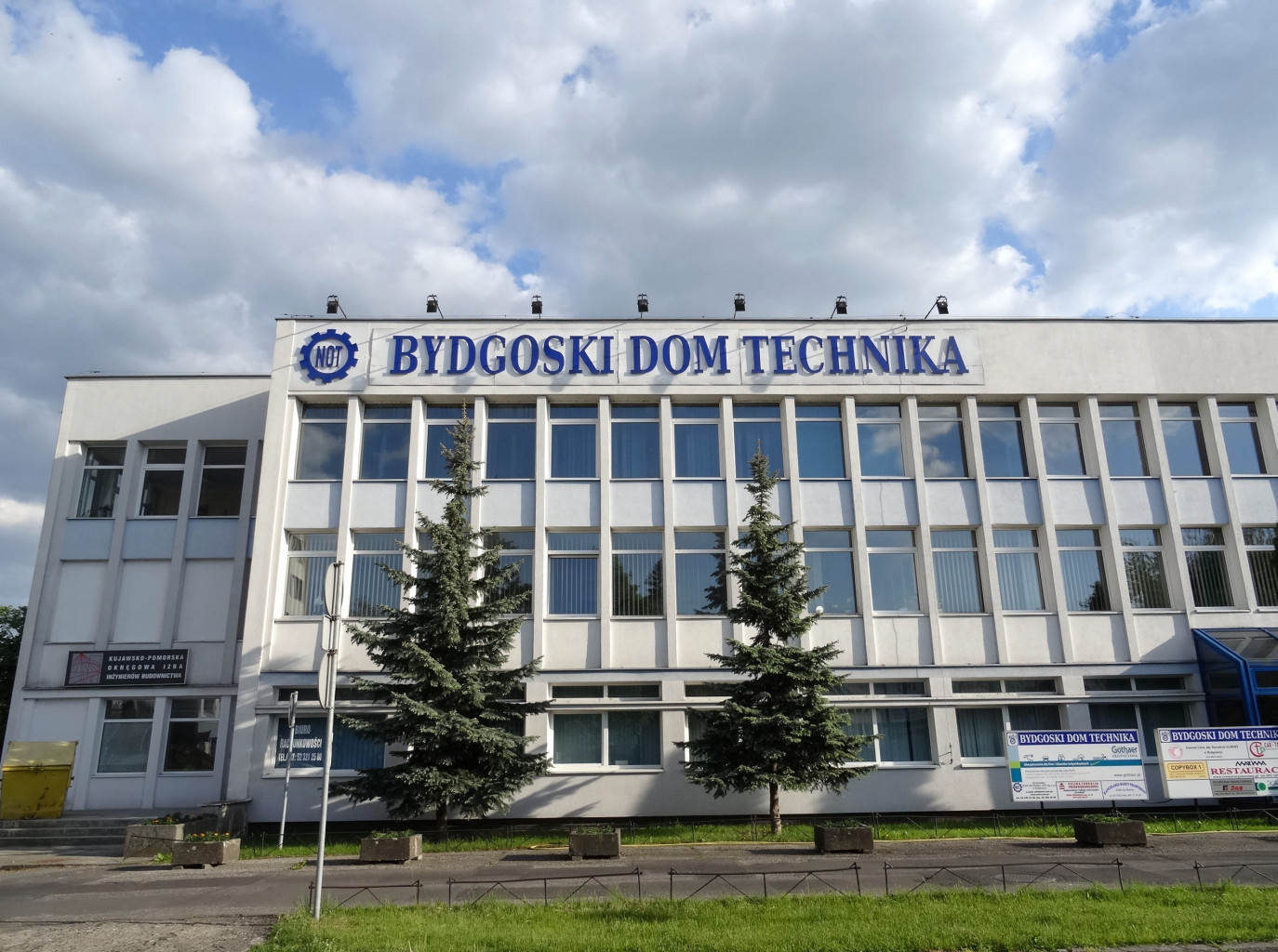
Bydgoski Dom Technika NOT (1974)

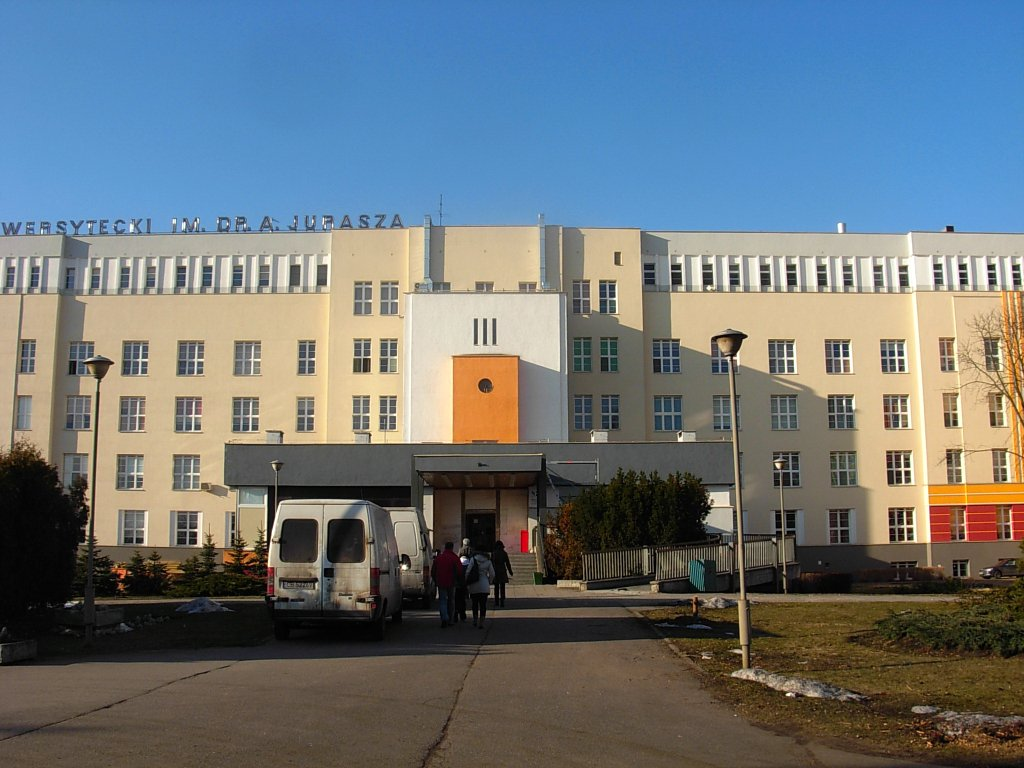
Rozbudowany dla celów klinicznych szpital im. doktora Jurasza (1974)

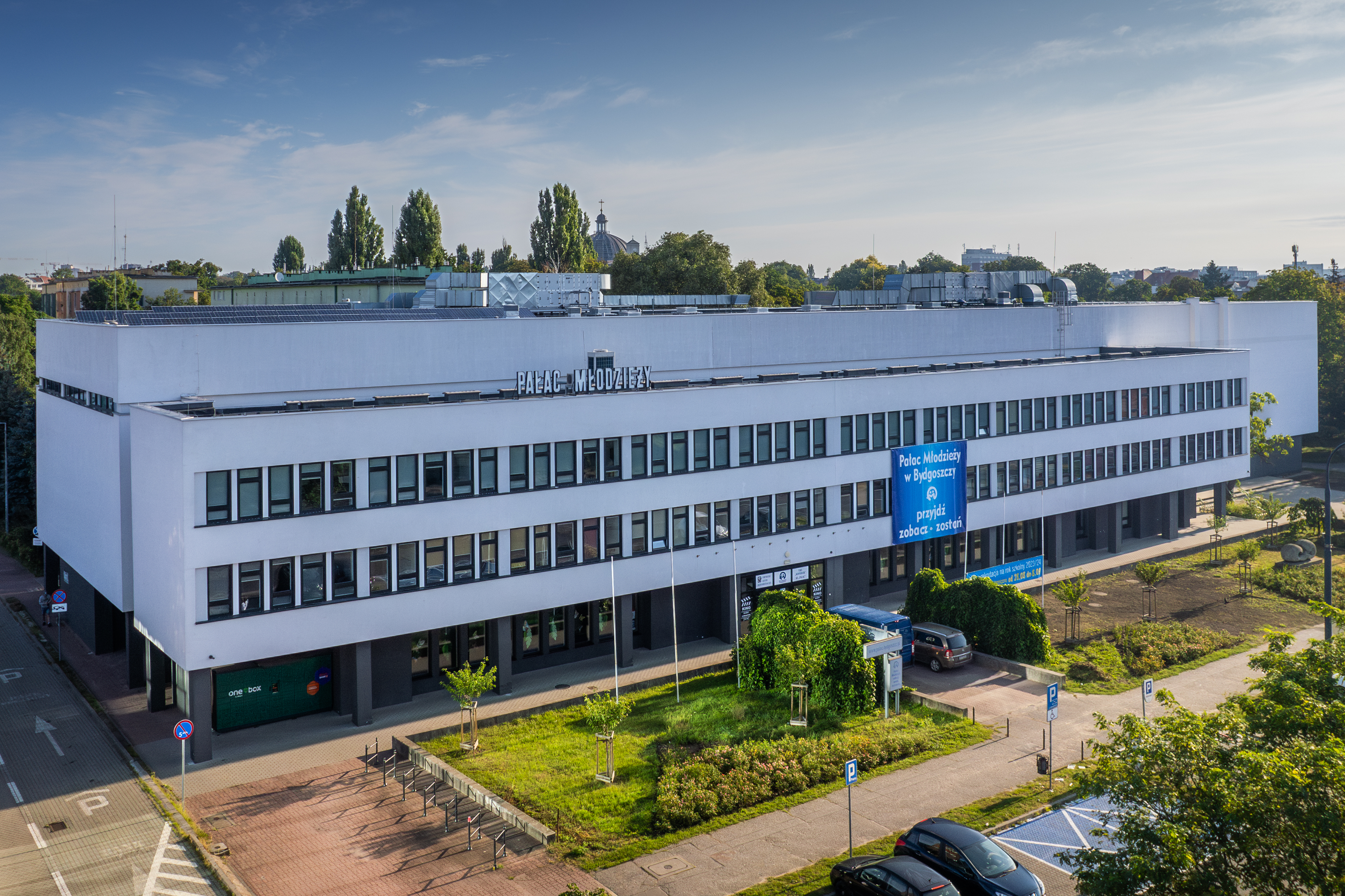
Pałac Młodzieży w Bydgoszczy (1974)

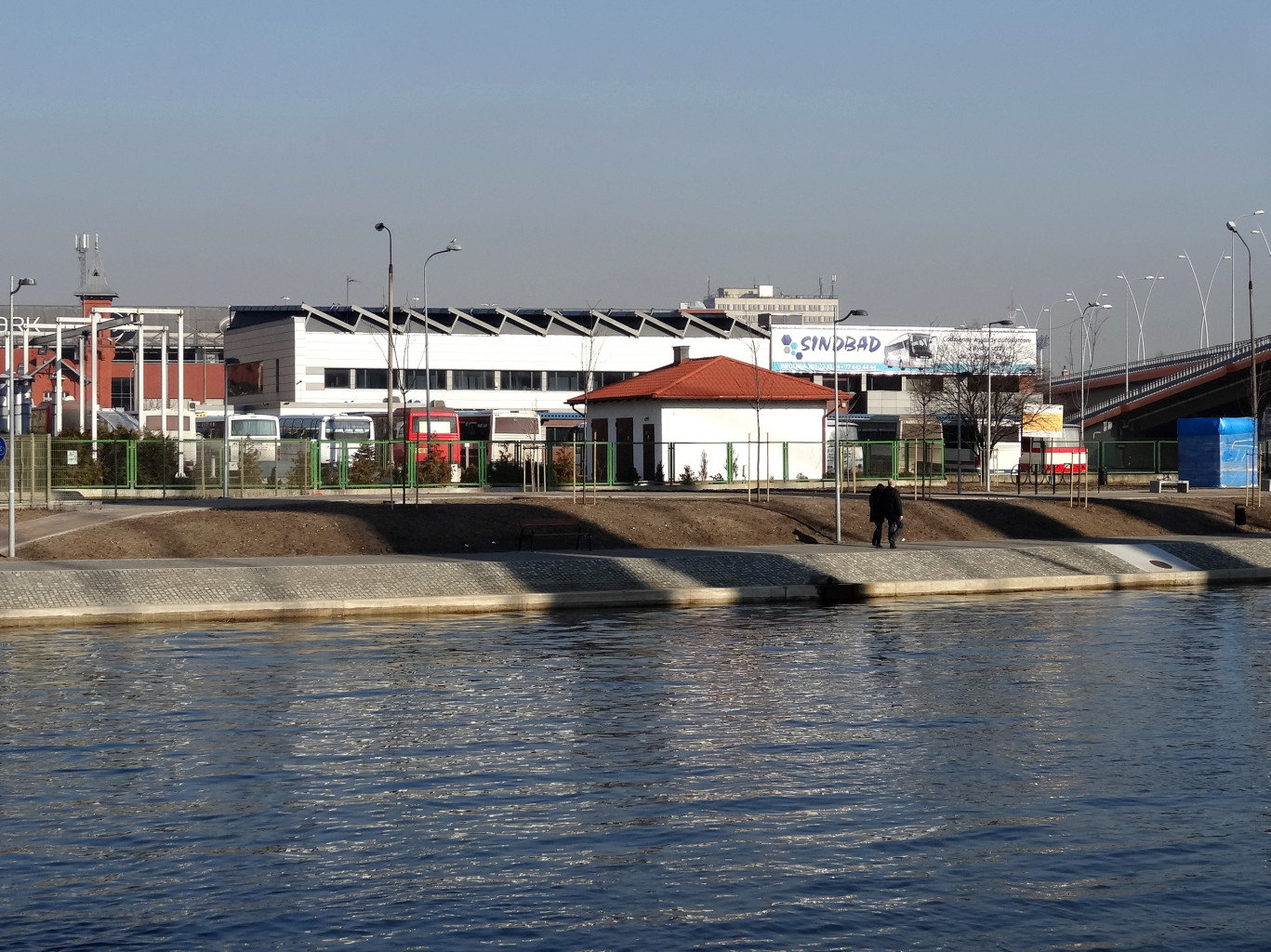
Dworzec autobusowy PKS (1975)

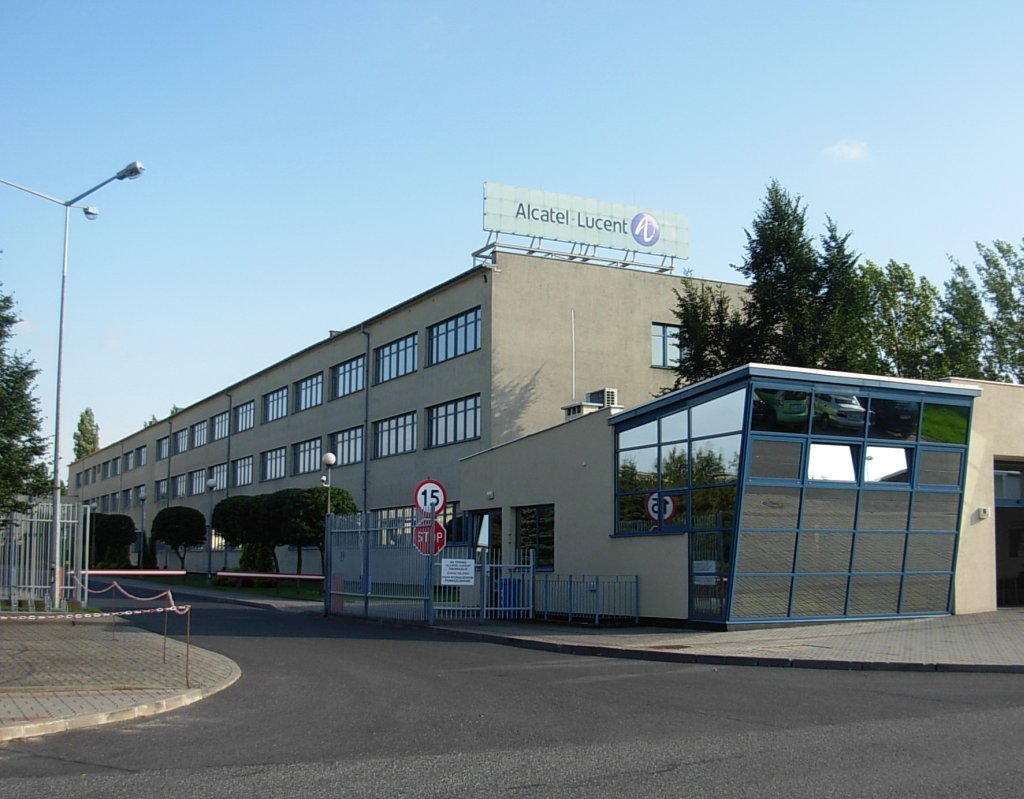
Telkom-Telfa w Brdyujściu (1976)

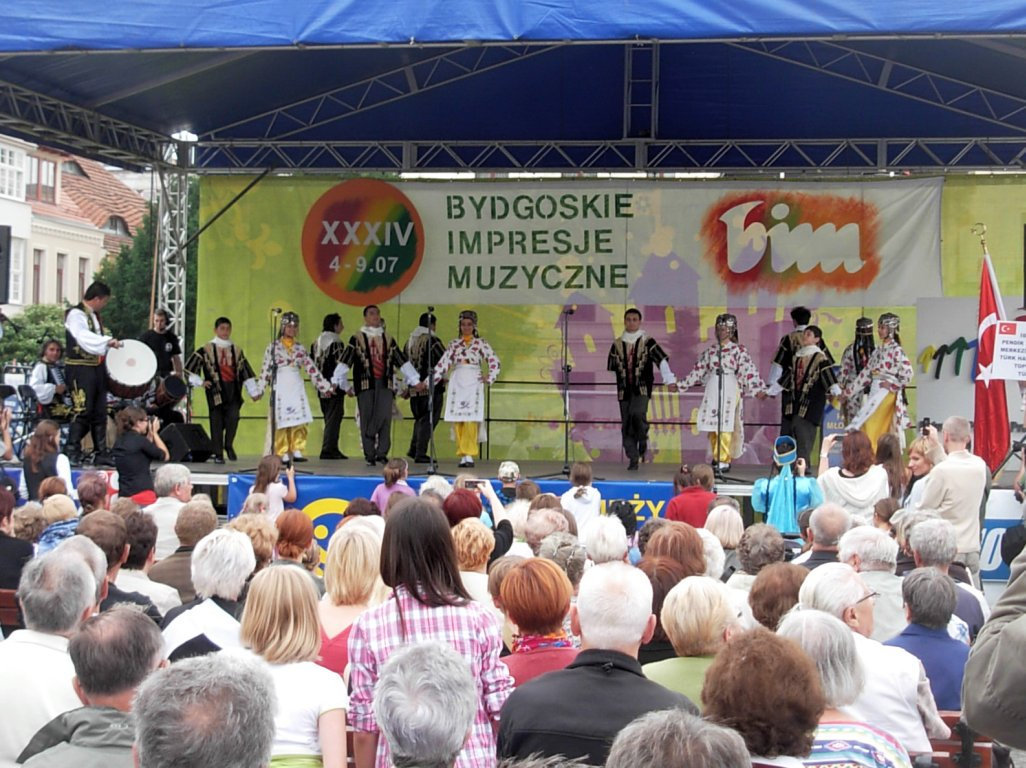
Bydgoskie Impresje Muzyczne (od 1977)

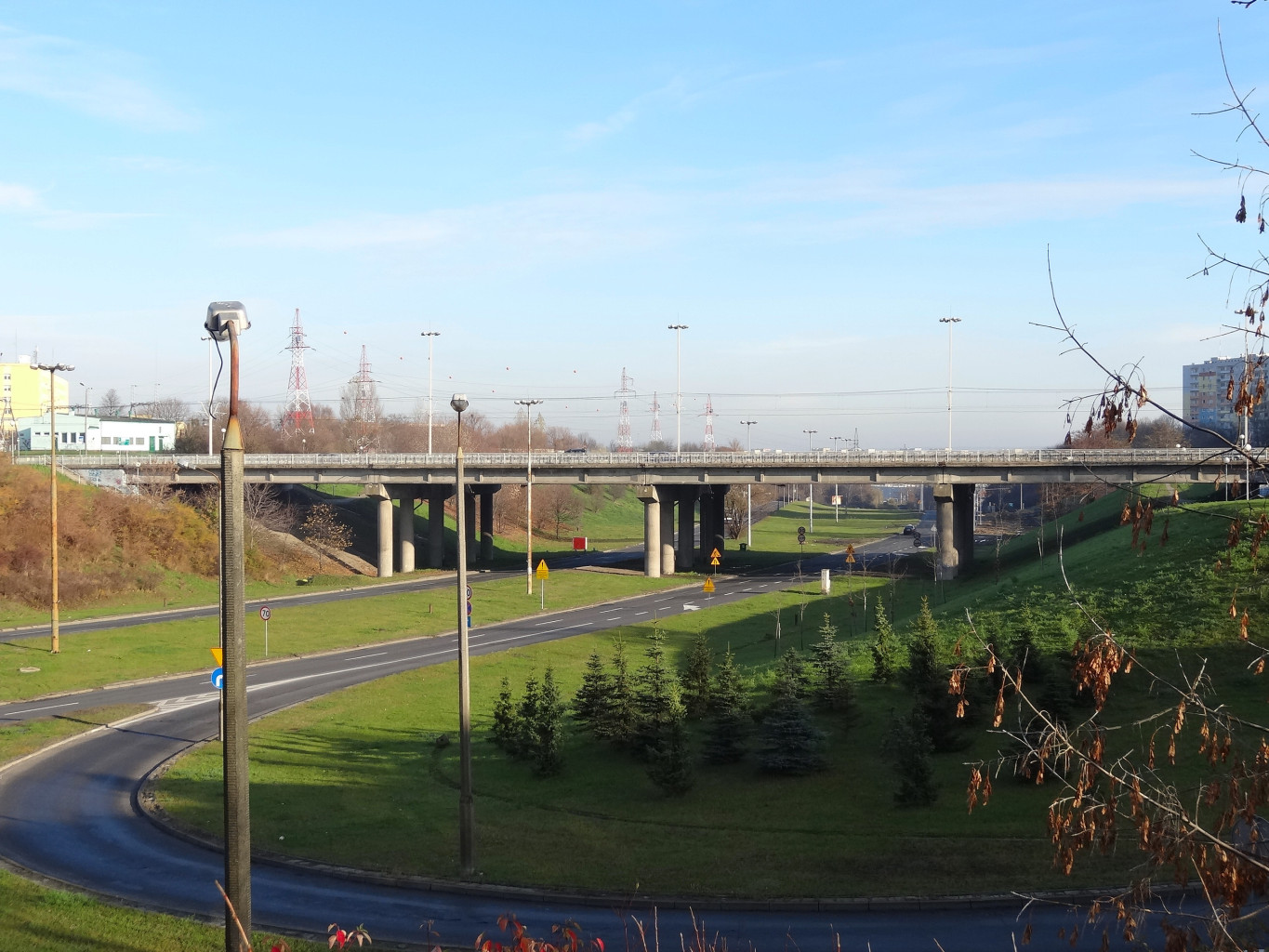
Wiadukt w ciągu al. Wojska Polskiego (1977)

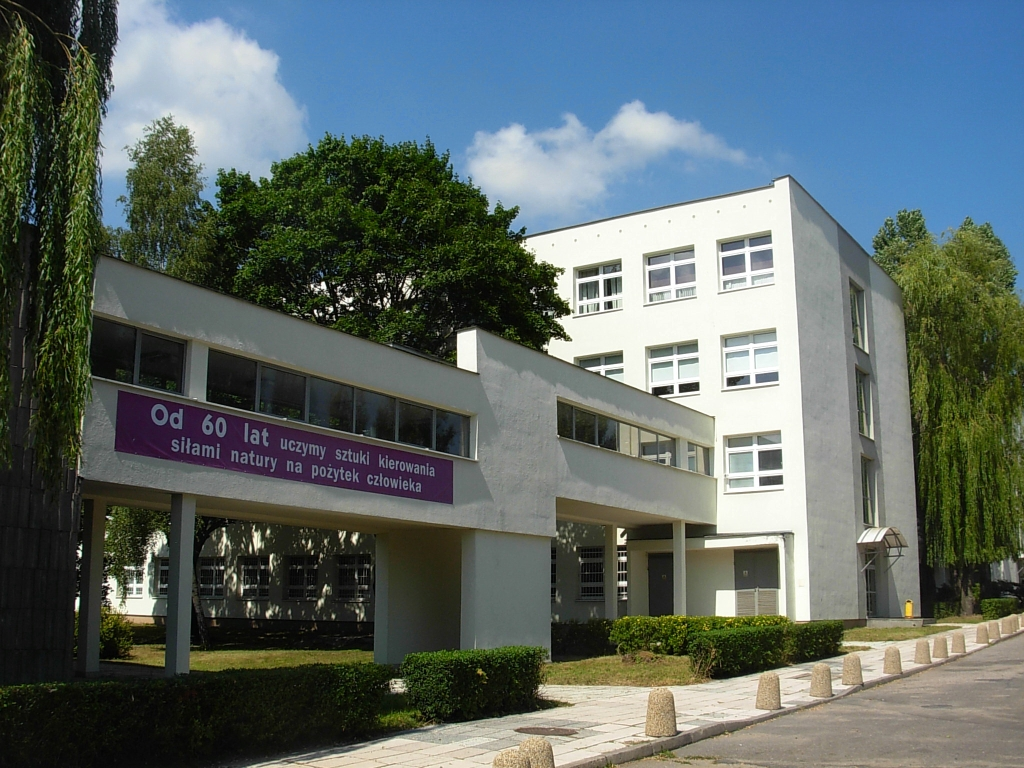
Campus Akademii Techniczno-Rolniczej w Fordonie (1977)

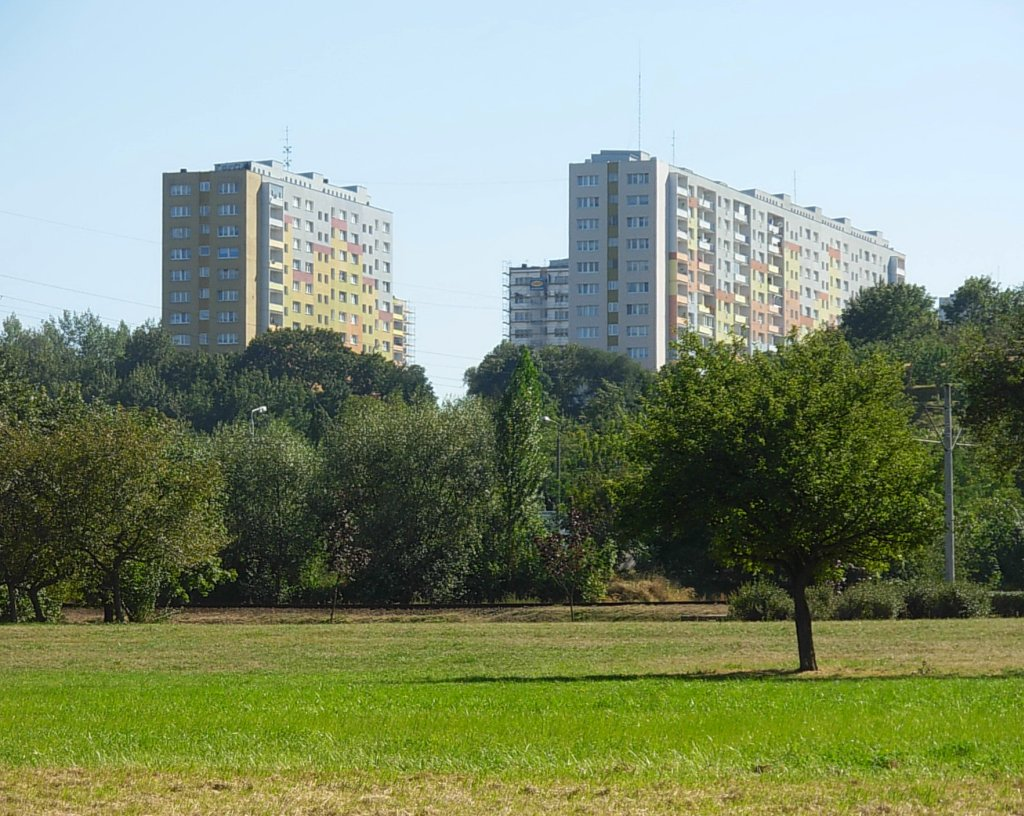
Park Centralny w Bydgoszczy urządzony w latach 70. XX w.

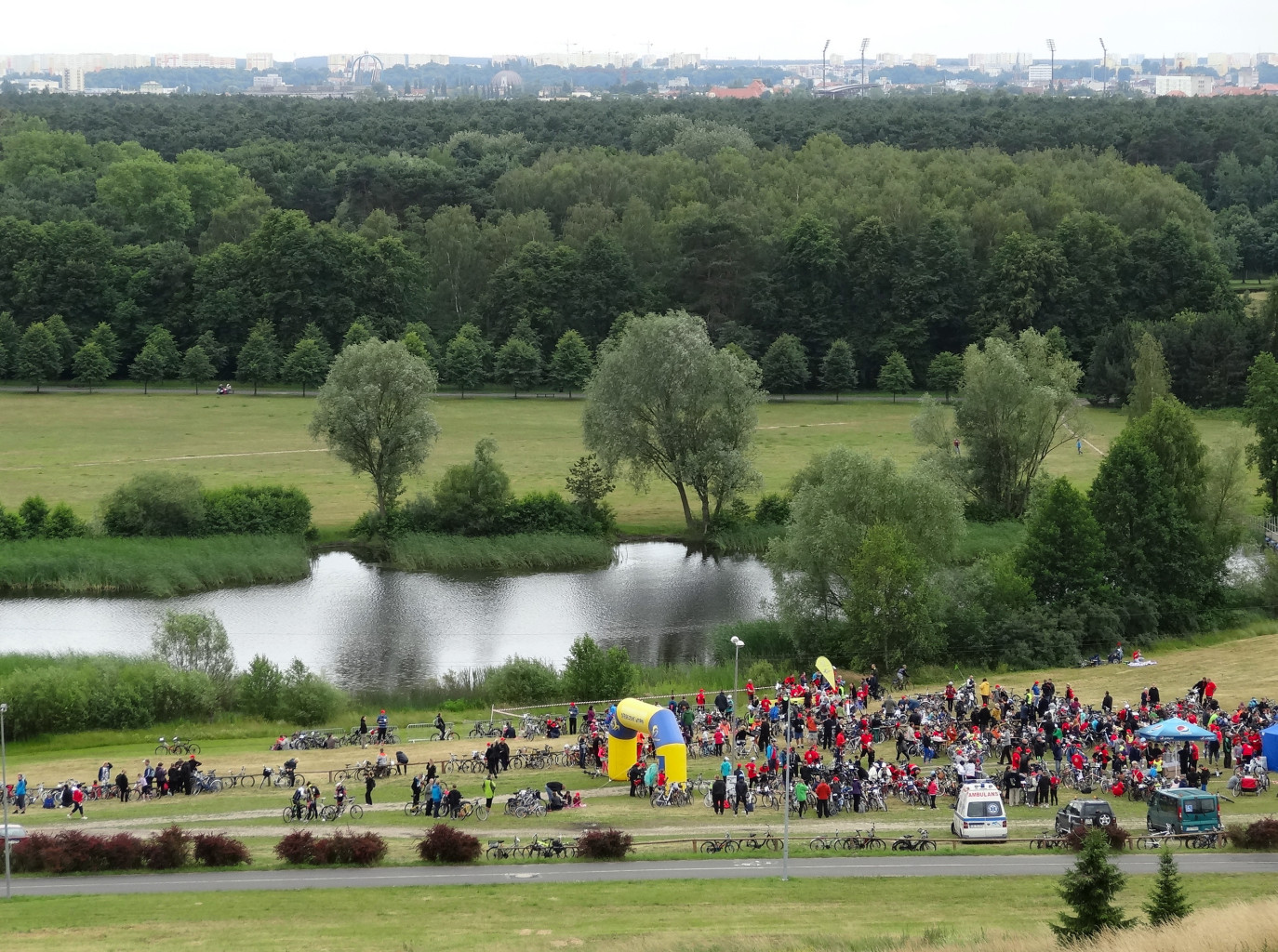
Leśny Park Kultury i Wypoczynku (koncepcja od 1973, budowa od 1977)

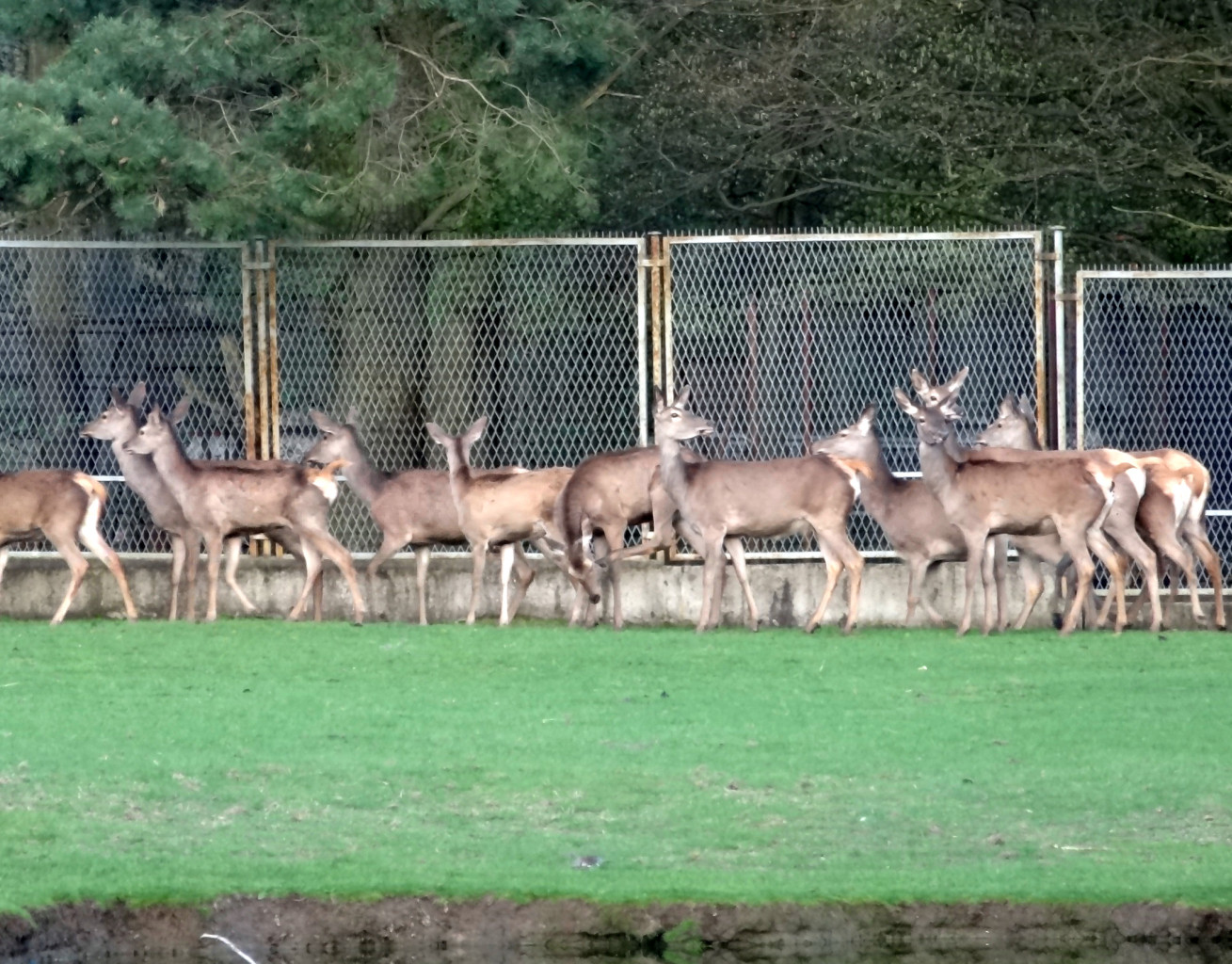
Ogród Fauny Polskiej ZOO (1978)

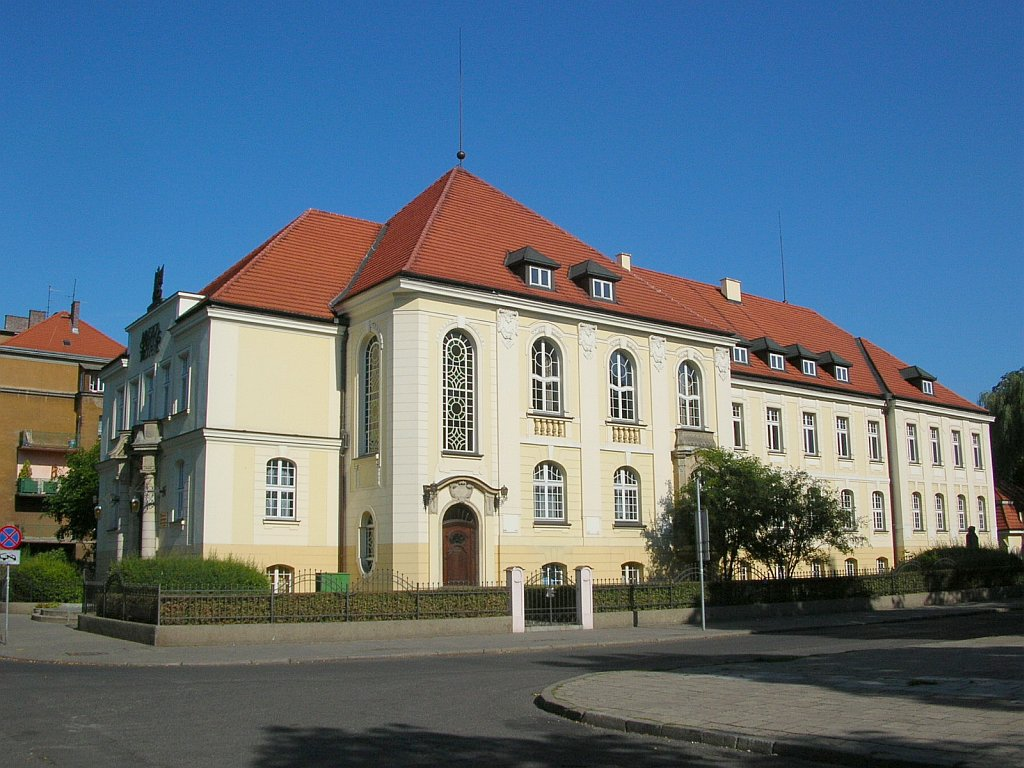
Państwowa Wyższa Szkoła Muzyczna (1979)

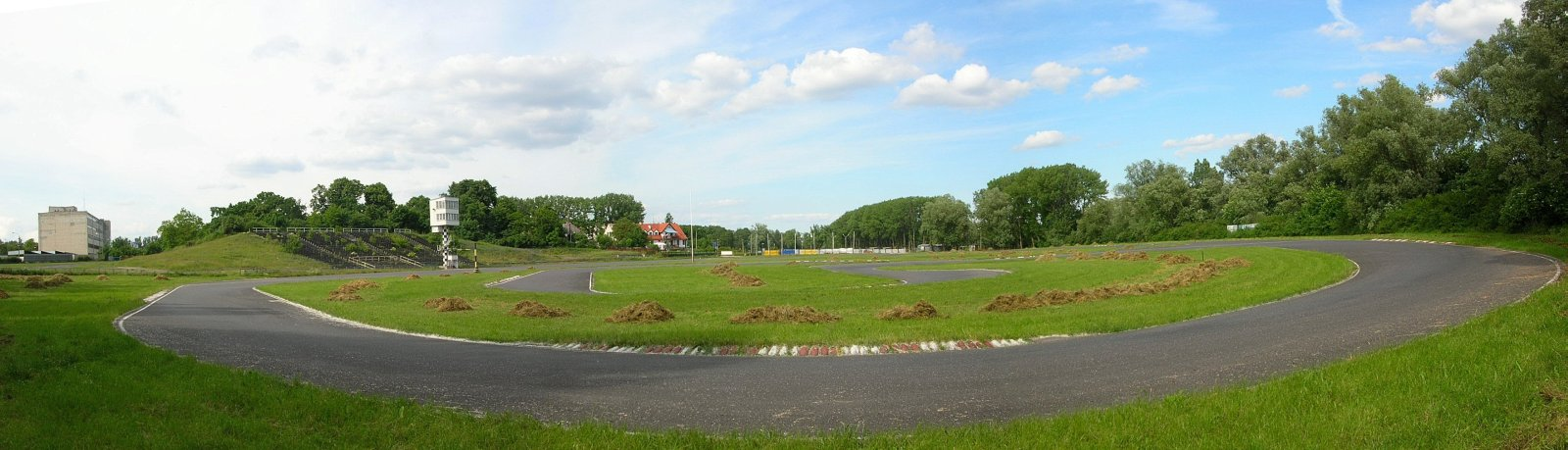
Kartodrom Bydgoszcz (1979)

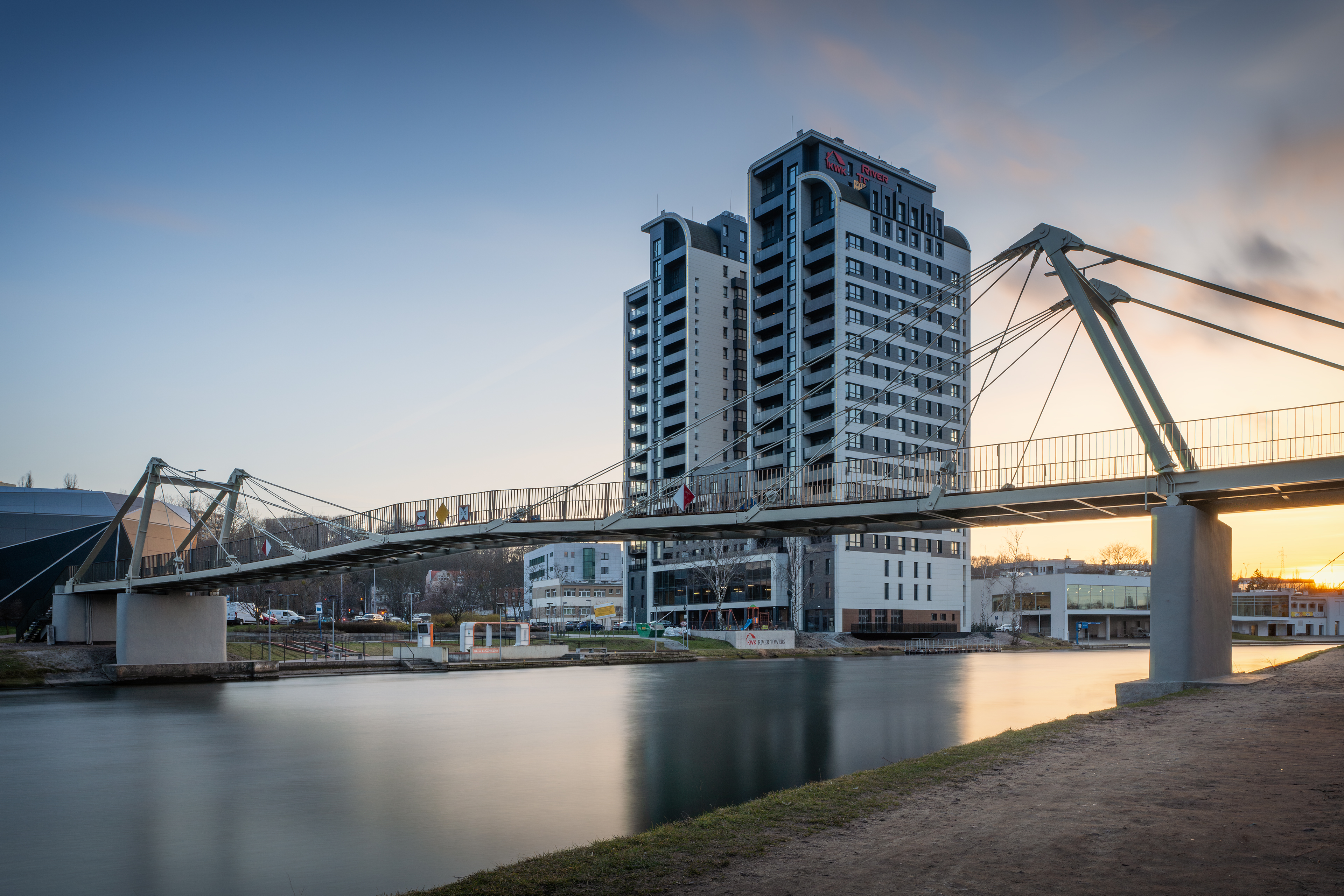
Most Esperanto w Bydgoszczy (1979)

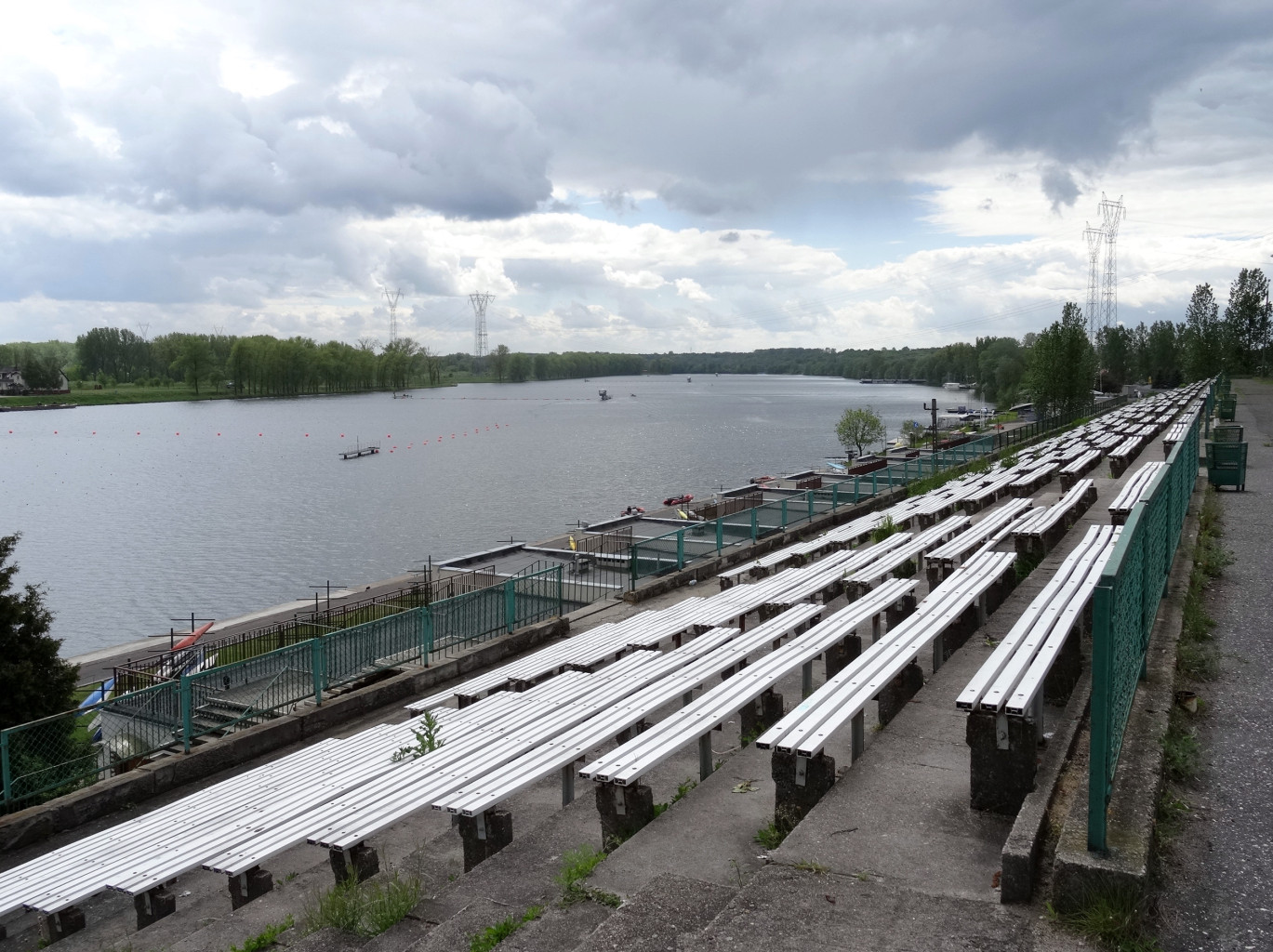
Przebudowany tor regatowy w Brdyujściu (1979)

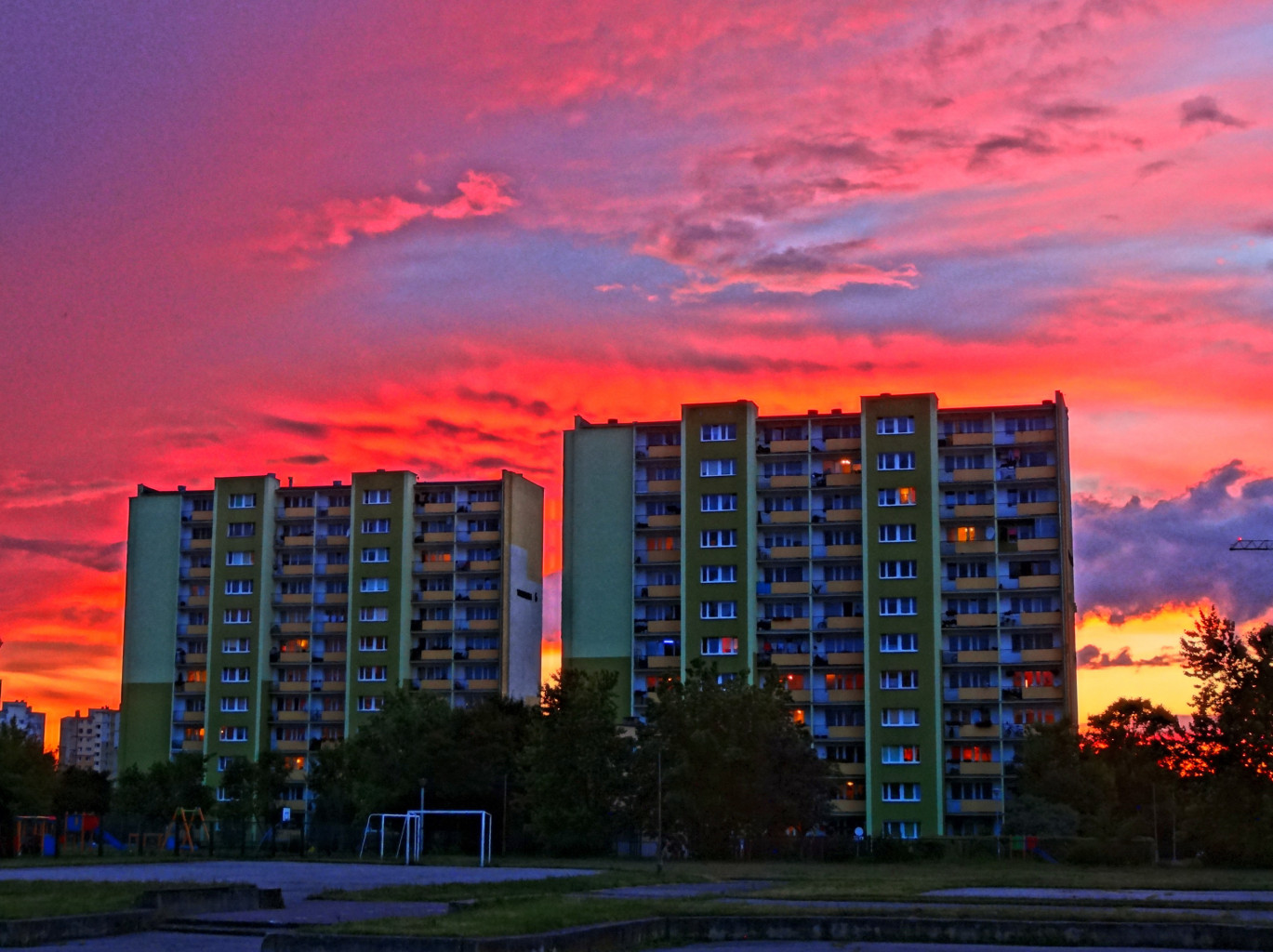
Osiedle Wzgórze Wolności (od 1977)

  - 16 maja otwarcie nowej siedziby Biura Wystaw Artystycznych w parku Kazimierza Wielkiego według projektu Bydgoskiego Biura Projektow Budownictwa Ogólnego[26]
  - 19 maja na stadionie Zawiszy kończy się etap Wyścigu Pokoju Praga-Warszawa-Berlin; wygrywa Andrzej Kaczmarek, a trzeci jest Ryszard Szurkowski[207]
  - w czerwcu scalenie Bydgoskich Zakładów Sklejek (zał. 1914) i Wytwórni Ekstraktów Garbarskich (zał. 1954) w Zakłady Sklejek i Chemicznego Przerobu Drewna[208]
  - 1 września prymas kard. Stefan Wyszyński eryguje parafię św. Krzyża przy kaplicy na cmentarzu Nowofarnym[29]; istnieją już ośrodki duszpasterskie na: Błoniu, Wyżynach, Bartodziejach, Szwederowie, Osiedlu Leśnym, Miedzyniu i Osowej Górze (w 1980 powstaje z nich 10 nowych parafii)[29]
  - 18 września oddanie do użytku elektrociepłowni EC-II w Czersku Polskim (400 MW), która dostarcza ciepło do większości osiedli mieszkaniowych[6]
  - 6 listopada budowa arkad w kamienicy na styku ulic: Dworcowej, Pomorskiej i Gdańskiej[207]
  - 23 listopada odkrycie na budowie Kombinatu Budowlanego na Siernieczku cmentarzyska kultury łużyckiej z okresu halsztackiego (650–400 lat p.n.e.)[207]
  - 28 listopada powstaje klub „Beanus 70” przy Wyższej Szkole Nauczycielskiej; wywodzą się z niego m.in. kabarety „Klika” i „Czacha”, zespół jazzowy Józefa Eliasza oraz zespół „Żuki”
  - 1 grudnia otwarcie mostu Pomorskiego (prefabrykaty sprężone) nad Brdą wraz z asymetrycznym torowiskiem tramwajowym[116]
  - 9 grudnia oddanie do użytku przebudowanej ul. Szubińskiej z wiaduktem nad linią kolejową[6], a 17 grudnia dwujezdniowej ul. Fordońskiej (od ul. Bałtyckiej do Wyszyńskiego); trwają prace przy budowie węzła Grunwaldzkiego[207]
  - 19 grudnia Grudzień 1970 w Bydgoszczy: na ul. Mostowej i Gdańskiej odbywa się wiec młodzieży wznoszącej antyrządowe hasła, rozpędzony przez oddziały ZOMO, 8 osób jest aresztowanych[209]
  - powstaje park przy gliniance Balaton na Bartodziejach (cegielnia zał. 1886)[210]
  - inauguracja Teatru 75 Widzów (małe formy teatralne)[6]
  - odsłonięcie płyty pamiątkowej w parku Kochanowskiego upamiętniającej 50 gimnazjalistów zamordowanych 5 IX 1939 r.[165]
  - Żegluga Bydgoska dysponuje 100 barkami pchanymi i motorowymi, zarządza infrastrukturą śródlądową na Brdzie, Kanale Bydgoskim, Noteci i Warcie; trwa modernizacja portu rzecznego (nowe nabrzeże i 5 żurawi o dużej wydajności); przewozy sięgają 1 mln ton rocznie[6]
  - ukończenie budowy dzielnicy przemysłowo-składowej Osowa Góra (110 ha); przenoszą się tu m.in. Centrostal i Zakłady Mleczarskie[95]
  - ukończenie budowy osiedla mieszkaniowego Błonie dla 20 tys. mieszkańców. Budowa osiedla Bartodzieje dla 11 tys. mieszkańców[211]
  - oddanie do użytku szkoły podstawowej na Kapuściskach (ul. Bohaterów Westerplatte), budowa Zespołu Szkół Mechanicznych na Miedzyniu (ul. Słoneczna) i Zespołu Szkół Spożywczych i Rolniczych przy ul. Toruńskiej[6]
  - apogeum przewozów tramwajami w Bydgoszczy – 142 mln pasażerów rocznie[85]
  - w mieście znajduje się 4,6 tys. ogrodów działkowych o powierzchni 196 ha[6]
  - w Bydgoszczy studiuje 4,6 tys. osób, w tym 3,7 tys. na ATR i 0,8 tys. na WSN[183]
  - czynnych zawodowo jest 150 tys. mieszkańców, w tym 65 tys. kobiet[6]; liczba dojeżdżających do pracy spoza miasta wynosi 14 tys., tj. 20% ogółu zatrudnionych w przemyśle Bydgoszczy[141]
  - połowa centralnie planowanych dla Bydgoszczy nakładów inwestycyjnych dotyczy przemysłu, 22% gospodarki komunalnej i mieszkaniowej, 11% transportu, tylko 3% oświaty, kultury i nauki, a 2% ochrony zdrowia[6]
- 1971
  - 1 stycznia powołanie 4 dekanatów kościoła rzymskokatolickiego w Bydgoszczy (w miejsce 2); 15 grudnia utworzenie okręgu duszpasterskiego przy kaplicy Chrystusa Króla na Błoniu[29]; funkcjonuje 15 parafii; prowadzona jest katechizacja 18 tys. dzieci i młodzieży w parafiach oraz duszpasterstwo akademickie; władze Kurii Metropolitarnej w Gnieźnie bezskutecznie występują o zgodę na budowę 4 nowych świątyń: na Bartodziejach, Leśnym, Błoniu i Wyżynach[212]
  - 3 marca powołanie Zespołu Nauczania Klinicznego w Bydgoszczy, podległego Akademii Medycznej w Gdańsku[25]
  - 2 maja powołanie Okręgowego Urzędu Jakości i Miar w Bydgoszczy[213]
  - 3 maja rozpoczęcie budowy osiedla Wyżyny w dwóch pierwszych sektorach B1 i B2; wykonawcą jest Bydgoski Kombinat Budowy Domów (B1) i Bydgoskie Przedsiębiorstwo Budownictwa Miejskiego (B2)[213]; w listopadzie zostaje oddany do użytku pierwszy blok mieszkalny[214]
  - 12 maja I sekretarz KC PZPR Edward Gierek w towarzystwie I sekretarza KW PZPR Józefa Majchrzaka zwiedza Pomorskie Zakłady Budowy Maszyn Makrum[213]
  - 4 czerwca otwarcie w Zachemie oddziału barwników cjanutowych, dla zaopatrzenia w nie przemysłu polskiego i krajów socjalistycznych[213]
  - 9 lipca września nowym przewodniczącym Prezydium Miejskiej Rady Narodowej (po Kazimierzu Maludzińskim) zostaje Franciszek Lech (do 1973)[6]
  - 23 lipca podpisanie umowy o współpracy partnerskiej Bydgoszczy z miastem Kragujevac  Serbia[164]; efektem współpracy jest m.in. ul. Bohaterów Kragujewca na Wyżynach i ul. Bydgoska w Jugosławii[151]
  - w lecie akcja kulturalna „Bydgoszcz 71”, polegająca na występach i koncertach amatorskich zespołów w muszli koncerowej parku Ludowego; frekwencja wynosi 190 tys. widzów, a liczba zespołów: 91[215]
  - 15 sierpnia konkurs rozpisany przez Stowarzyszenie Architektów Polskich na projekt nowej Wschodniej Dzielnicy Mieszkaniowej; pierwszą nagrodę uzyskuje praca Biura Projektów Centralnego Związku Spółdzielczości Budownictwa Mieszkaniowego „Inwestprojekt” w Katowicach[216]
  - rozpoczęcie produkcji przez Bydgoski Kombinat Budowlany „Wschód” (fabryka domów) na Siernieczku[4]
  - przy Pomorskiej Rozgłośni Polskiego Radia powstaje orkiestra jazzowa kierowana przez Bogdana Ciesielskiego (działa do 1979)[217]
  - Jan Wojnowski z Zawiszy Bydgoszcz zdobywa tytuł mistrza Europy w podnoszeniu ciężarów (waga piórkowa)[142]
  - Filharmonia Pomorska odznaczona Orderem Sztandaru Pracy II klasy[218].
- 1972
  - przebudowa bulwarów nad Brdą na odcinku 5 km od mostów kolejowych do mostu Pomorskiego
  - 7 stycznia oddanie do użytku 11-kondygnacyjnego hotelu Garnizonowego na osiedlu Leśnym[219] wraz z Klubem Pomorskiego Okręgu Wojskowego[220]
  - 14 stycznia w Filharmonii Pomorskiej występuje Witold Lutosławski[220]
  - 15 lutego konferencja zatwierdzająca budowę Parku Kultury i Wypoczynku na terenie dawnego folwarku Myślęcinek[181]; obszar 500 ha podzielony jest na sektory: parkowo-leśny, sportowo-rekreacyjny, wystawowo-dydaktyczny, usług centralnych oraz park rozrywki[221]
  - 9 marca poświęcenie kaplicy św. Maksymiliana Kolbego na Osowej Górze, erygowanie parafii[29]
  - 1 sierpnia oddanie do użytku największego w mieście hotelu Brda z 344 miejscami[6]
  - w lecie akcja kulturalna „Bydgoszcz 72” w muszli koncerowej parku Ludowego; frekwencja wynosi 130 tys. widzów, a liczba zespołów: 95[215]
  - 3 września na stadionie Zawiszy odbywają się Centralne Dożynki z udziałem około 45 tys. gości z całego kraju; na trybunie honorowej zasiadają: I sekretarz KC PZPR Edward Gierek, przewodniczący Rady Państwa Henryk Jabłoński, prezes Rady Ministrów Piotr Jaroszewicz, pierwsi sekretarze komitetów wojewódzkich PZPR z całego kraju oraz delegacje zagraniczne m.in. z Czerkas; południu w Myślęcinku odbywa się wystawa rolnicza (pawilony służą wystawom do lat 90. XX w.), a na kilku osiedlach – festyny dla mieszkańców[220]
  - 16 września rewaloryzacja ulicy Jezuickiej na Starym Mieście[220]; odremontowana kamienica nr 2 przekazana jest dla potrzeb TMMB, a kamienica nr 4 na siedzibę Bydgoskiego Towarzystwa Naukowego; otynkowanie budynku Teatru Polskiego po 24 latach eksploatacji; działa 17 kin stałych i 1 letnie[215]; liczba widzów w kinach wynosi 1,4 mln osób rocznie; powstają kluby kulturalne: „Centrum” przy ul. Moczyńskiego i „Odnowa” na Kapuściskach; działa 60 placówek kulturalno-oświatowych w gestii rad zakładowych, spółdzielni mieszkaniowych i organizacji społecznych oraz 190 amatorskich zespołów szkolnych[217]
  - 15 października na stadionie Zawiszy odbywa się międzypaństwowy mecz reprezentacji Polski w piłce nożnej  Polska –  Czechosłowacja (3:0, bramki Kazimierz Deyna 2, Robert Gadocha)[222]; później odbywają się Indywidualne Mistrzostwa Polski na Żużlu 1972, w których wygrywa Zenon Plech
  - 26 października radni fordońscy stosunkiem głosów 15-2-1 przyjmują projekt przyłączenia Fordonu do Bydgoszczy[169] miasteczko liczy 8,7 tys. osób, a jedna piąta mieszkańców dojeżdża do pracy do Bydgoszczy[169]
  - powołanie Studium Farmaceutycznego Centrum Medycznego Kształcenia Podyplomowego w Warszawie, które prowadzi w Bydgoszczy szkolenie farmaceutów z całego kraju[150]
  - Jan Wróblewski z Bydgoszczy zdobywa tyuł mistrza świata w szybownictwie (klasa standard) na zawodach w USA; Bydgoszcz staje się na kilka lat najsilniejszym ośrodkiem gimnastyki w kraju; Zawisza zdobywa drużynowo i indywidualnie (Andrzej Szajna) mistrzostwa Polski; Elżbieta Kowalewska z Zawiszy zostaje mistrzem Europy w strzelectwie[142]
  - zasypanie odcinka Kanału Bydgoskiego o długości 624 m wraz z dwoma śluzami (II i III) i mostem Władysława IV[223]; powstaje dwujezdniowa ul. Czerwonej Armii (ob. ul. Focha)[224]
  - oddanie do użytku szkoły podstawowej na Skrzetusku (ul. Karłowicza), otwarcie VII Liceum Ogólnokształcącego na os. Leśnym (pierwsze w mieście o profilu sportowym)[6]
  - dwa przedsiębiorstwa w Bydgoszczy przekraczają zatrudnienie 5 tys. osób: Romet – 8,2 tys. i Zachem – 5,7 tys. (w województwie ponadto Elana w Toruniu i Stomil w Grudziądzu)[141]
- 1973
  - 1 stycznia przyłączenie do Bydgoszczy Fordonu (tarasu dolnego – obszar 830 ha)[6]
  - 4 stycznia uruchomienie przy ul. Dąbrowa Fabryki Form Metalowych Formet, należącego do Bydgoskiej Fabryki Narzędzi „Befana”[225]
  - 4 stycznia ukazuje się pierwszy numer tygodnika społeczno-kulturalnego „Fakty” (następca „Pomorza” 1955–1972, red. Jan Górec-Rosiński)[6]
  - 30 stycznia zgoda władz na budowę kościoła dla Wyżyn i Kapuścisk[29]; Służba Bezpieczeństwa ocenia, że na 91 bydgoskich duchownych, 12 jest negatywnie ustosunkowanych do PRL i poddaje ich obserwacji[212]
  - w maju i czerwcu Towarzystwo Miłośników Miasta Bydgoszczy reaktywuje „Dni Bydgoszczy” (zał. 1937); odtąd impreza odbywa się corocznie mając charakter ciągu imprez plenerowych, kulturalnych, sportowych, koncertów, jarmarków, kiermaszy, wystaw, projekcji filmowych[217]
  - ustawienie pierwszych rzeźb galerii pomników kompozytorów i wirtuozów (Fryderyk Chopin i Ignacy Paderewski) w dzielnicy muzycznej[226]
  - w czerwcu w wyniku reformy administracyjnej przywrócona jest funkcja prezydenta miasta, który stanowi organ wykonawczy Miejskiej Rady Narodowej; nowym prezydentem Bydgoszczy zostaje Wincenty Domisz (do 1982)[6]
  - 16 sierpnia oddanie do użytku 11-kondygnacyjnego domu studenckiego Wyższej Szkoły Nauczycielskiej przy ul. Ogińskiego[225]
  - 1 września oddanie do użytku pierwszej szkoły podstawowej na Wyżynach (kolejne dwie powstają w 1974 i 1979), otwarcie VIII Liceum Ogólnokształcącego przy ul. Kcyńskiej, przeniesienie IV LO do nowego budynku przy ul. Gdańskiej[6]
  - 3 września na osiedlu Błonie odsłonięta jest tablica pamiątkowa 16 Pułku Ułanów Wielkopolskich, a 1 października kawiarnia „Baśka” i restauracja „Michał”[225]
  - we wrześniu rozpoczęcie prac przy budowie Społecznego Ośrodka Krzewienia Kultury i Sztuki (siedziba opery) przez Bydgoskie Przedsiębiorstwo Budownictwa Miejskiego[216]; palowanie trwa 3 lata, a postęp prac hamuje brak materiałów i mocy przerobowych[227]
  - 11 października otwarcie Muzeum Tradycji Pomorskiego Okręgu Wojskowego[228]
  - 12 października otwarcie Spółdzielczego Domu Handlowego „Rywal” przy ul. Gdańskiej[6]
  - 13 listopada zatwierdzenie koncepcji zagospodarowania Leśnego Parku Kultury i Wypoczynku w Myślęcinku[32]; park podworski zostaje przeznaczony pod Ogród Botaniczny, część Lasu Gdańskiego na Ogród Fauny Polskiej Zoo i lunapark; a polana pod skarpą na system stawów, zasilanych przez lokalne cieki wodne; na Zboczu Fordońskim planuje się utworzenie toru saneczkowego (600 m), stoku narciarskiego z wyciągiem, małej skoczni narciarskiej, zaś na dolnym tarasie wielu urządzeń rekreacyjnych, m.in. lodowisk, ścieżki zdrowia, boisk, pawilonów, estrad, sal kinowych i klubowych[229]
  - 12 grudnia powstaje Północny Oddział Polskiego Stowarzyszenia Jazzowego z prezesem Ryszardem Jasińskim, który od 1974 organizuje cykliczny festiwal Pomorska Jesień Jazzowa[45]; współpracują z nim m.in. 2 plus 1, Budka Suflera, Perfekt, Marek i Wacek, Andrzej Rosiewicz, Irena Jarocka, Czesław Niemen, Wojciech Karolak, Stanisław Sojka[217]; w latach 80. bydgoski Oddział PSJ obejmuje 17 na 49 istniejących wówczas województw i ma swoje biura w Bydgoszczy, Toruniu, Poznaniu, Szczecinie i Gdańsku
  - oddanie do użytku mostu drogowego nad Kanałem Bydgoskim (stalowy)[116]
  - otwarcie przy Pomorskiej Rozgłośni Radiowej samodzielnej redakcji telewizyjnej, podlegającej TVP Gdańsk[127]; 1 lipca utworzenie Telewizyjnego Ośrodka Nadawczego nr 2 w Śródmieściu, co umożliwia odbiór 2 programu TVP, oraz w kolorze[6]
  - ukończenie budowy osiedla Bartodzieje I i II wraz z osiedlem przy ul. Żmudzkiej (10 tys. osób) złożonego z budynków 11-kondygnacyjnych[230]
  - rozpoczęcie budowy alei Wojska Polskiego z Kapuścisk do Błonia[6]; budowa drugiego toru linii tramwajowej wzdłuż ul. Szpitalnej oraz pętli końcowej przy ul. Glinki[85]
  - powstaje klub „Medyk” dla pracowników służby zdrowia, a w latach 80. także studentów Akademii Medycznej[217]
  - oddanie do użytku gmachu Wojewódzkiego Ośrodka Kształcenia Ideologicznego przy ul. 3 Maja[97]
  - przekształcenie Szpitala im. dr. A. Jurasza w Szpital Wojewódzki, w którym odbywają się zajęcia dydaktyczne studentów Zespołu Nauczania Klinicznego AM w Gdańsku[25]
  - chłoporobotnicy stanowią 32% zatrudnionych w gospodarce Bydgoszczy; spada wydajność pracy, ok. 15% roboczogodzin jest tracona na absencje, w zakładach szerzą się kradzieże towarów deficytowych (np. śrub, gwoździ, farb, produktów spożywczych)[141]
  - opracowanie projektu zagospodarowania dzielnicy Fordon na 50 tys. mieszkańców na terenie 700 ha; do 1975 powstaje nowy projekt dla 100 tys. mieszkańców na terenie 3500 ha na dwóch poziomach – tarasie dolnym i górnym; kolejny plan z 1980 przewiduje budowę dzielnicy dla 160 tys. mieszkańców wraz ze szpitalem onkologicznym, elektrociepłownią i oczyszczalnią ścieków[169]; na szczeblu centralnym powstaje koncepcja aglomeracji bydgosko-toruńskiej[6]
  - narasta problem zanieczyszczenia środowiska naturalnego w Bydgoszczy; w rejonie EC-I opada 738 ton pyłów na km², a w rejonie dworca kolejowego – 335 ton, wobec dopuszczalnej normy 250 ton/km²; kąpiel w Brdzie stanowi niebezpieczeństwo dla zdrowia; Wisła w Brdyujściu zanieczyszczona jest fenolem z Zachemu; miasto nie ma oczyszczalni ścieków, zapełnione są wysypiska śmieci: na Bielawach i Bydgoszcz Wschód[231]
  - liczba mieszkańców Bydgoszczy osiąga 300 tys.[6]
- 1974
  - 1 stycznia prymas kard. Stefan Wyszyński eryguje nową parafię NMP z Góry Karmel na osiedlu Miedzyń[29]
  - 16 stycznia oddanie do użytku wiaduktów warszawskich w ciągu ul. Fordońskiej[5]
  - 16 lutego otwarcie Bydgoskiego Domu Technika NOT według projektu inż. Stefana Klajbora w parku Władysława Jagiełły[36]
  - 25 lutego obraduje I Bydgoski Sejmik Kultury, który postuluje m.in. integrację instytucji kulturalnych[133]; 1 maja ukazuje się po raz pierwszy Bydgoski Informator Kulturalny[232]
  - Estrada Bydgoska organizuje ok. 500 imprez artystycznych rocznie m.in. w hali Astorii, kinoteatrach, amfiteatrach: Zawiszy i parku Ludowego, w Myślęcinku; obejmuje patronatem działalność rozrywkową w lokalach gastronomicznych w Bydgoszczy i Toruniu[217]
  - 8 kwietnia Spółdzielcze Zrzeszenie Budowy Domków Jednorodzinnych rozpoczyna budowę 140 domków dla pracowników resortu budownictwa na osiedlu Glinki[204]
  - 6 czerwca w Bydgoszczy przebywa delegacja partyjno-rządowa NRD z I sekretarzem KC Niemieckiej Socjalistycznej Partii Jedności Erichem Honeckerem; goście w towarzystwie Edwarda Gierka i Piotra Jaroszewicza składają wieniec pod pomnikiem ofiar faszyzmu na Starym Rynku; południu odwiedzają Elanę w Toruniu, a nazajutrz udają się do Włocławka[204]
  - 3 maj otwarcie Klubu Międzynarodowej Prasy i Książki przy ul. A. Jurasza[233].
  - 12 lipca Zakłady Chemiczne Zachem rozpoczynają budowę ośrodka sportowo-rekreacyjnego „Chemik” (22 ha) na Wyżynach[204]; do końca lat 70. XX w. w czynie społecznym powstają[234]: stadion piłkarski „Chemik” (15 tys. miejsc), boiska treningowe, hala sportowa (700 miejsc) oraz restauracja; nie dochodzi do skutku budowa m.in. basenu krytego i otwartego[193].
  - 18 lipca wmurowanie kamienia węgielnego pod szpital im. dr. Biziela; decyzja o budowie Szpitala Wojskowego; rozbudowa Szpitala Wojewódzkiego im dr. A. Jurasza dla potrzeb tworzącej się Akademii Medycznej; w ramach reformy służby zdrowia powstaje Wojewódzki Szpital Zespolony, w którego skład wchodzą szpitale: im dr A. Jurasza, Obserwacyjno-Zakaźny, Dziecięcy oraz Gruźlicy i Chorób Płuc[25]; powstaje Ośrodek Intensywnego Nadzoru Kardiologicznego, jeden z pierwszych w Polsce[75]
  - 20 lipca otwarcie Młodzieżowego Domu Kultury nr 1 przy ul. Baczyńskiego na Kapuściskach[6]
  - 22 lipca otwarcie Pałacu Młodzieży (Młodzieżowy Dom Kultury, Techniki i Sportu), najważniejszej placówki nauczania i wychowania pozaszkolnego w Bydgoszczy i województwie[6]; już przed oficjalnym otwarciem pracuje tu 119 zespołów zrzeszających 2,5 tys. młodzieży w wieku od 5 lat do klasy maturalnej
  - 20 sierpnia otwarcie Ronda XXX-lecia u zbiegu ulic: Jagiellońskiej, Bernardyńskiej i 3 Maja z przejściem podziemnym[204]; zakończenie rozbudowy dwujezdniowej ul. Jagiellońskiej[85]
  - 20 sierpnia powołanie Wyższej Szkoły Pedagogicznej[235]
  - 23 września uchwała WRN o rewaloryzacji zespołu staromiejskiego w Bydgoszczy, która obejmuje m.in. uporządkowanie sieci handlowej, remonty fasad budynków; rewaloryzację Wyspy Młyńskiej; do 1980 remonty prowadzone są na ul.: Jezuickiej, Przyrzecze, Długiej, Mostowej, Starym Rynku; w parterach kamienic lokowane są m.in. „Moda Polska”, „Pollena”, „Cepelia”, kwiaciarnie WPHS, cukiernie „Jutrzenka”, kawiarnie itp.[204]; następuje likwidacja trakcji tramwajowej z obszaru Starego Miasta i wyprowadzenie jej na obrzeża (ul. Focha, Jagiellońska, Bernardyńska); likwidacja ruchu kołowego na ul. Długiej i Starym Rynku, przekształcenie w deptaki ul. Mostowej i Magdzińskiego[236]
  - 1 października powstaje w Bydgoszczy filia Państwowej Wyższej Szkoły Muzycznej w Łodzi[45]; uczelnia posiada Wydział Instrumentalny, na którym studia rozpoczyna 25 osób[204]
  - 4 października mocą rozporządzenia Rady Ministrów powstaje Akademia Techniczno-Rolnicza im. J.J. Śniadeckich w Bydgoszczy z połączenia Wyższej Szkoły Inżynierskiej i filii Akademii Rolniczej w Poznaniu[5] oraz Wyższa Szkoła Pedagogiczna z przekształcenia Wyższej Szkoły Nauczycielskiej[5]; 27 sierpnia studenci Akademii Rolniczej otrzymują dom studenta dla 328 osób[204]; 19 lipca wmurowany jest akt erekcyjny pod budowę campusu szkół wyższych w Bydgoszczy-Fordonie, równolegle do budowy kampusu UMK w Toruniu[91]
  - 23 października powstaje koncepcja trasy N-S, która ma przejąć ruch tranzytowy w kierunku północ-południe w Bydgoszczy[204]
  - oddanie do użytku pierwszego w mieście przejścia podziemnego przy rondzie XXX-lecia PRL[237]
  - powstaje park Centralny, kąpielisko przy Balatonie na Bartodziejach oraz tereny zielone na osiedlach Błonie i Wyżyny[181]
  - powstanie Wyższej Szkoły Pedagogicznej z przekształcenia Wyższej Szkoły Nauczycielskiej[238]
  - w Bydgoszczy powstaje pierwsza sekcja lotniarska w Polsce[94]
  - oddanie do użytku Wojewódzkiej Komendy Milicji Obywatelskiej przy ul. Powstańców Wlkp. według proj. arch. Tadeusza Czerniawskiego(otrzymał tytuł Mister Budownictwa)[238]
  - rozpoczęcie budowy osiedla Bartodzieje III złożonego z budynków 5-kondygnacyjnych produkcji Bydgoskiego Kombinatu Budowlanego „Wschód”[230]
  - modernizacja ul. Chodkiewicza; powstaje dwutorowa linia tramwajowa zakończona pętlą przy ul. Wybickiego[85]
  - zamknięcie starej gazowni miejskiej przy ul. Jagiellońskiej[6]; trwa konwersja zasilania na gaz ziemny[6]
  - zainicjowanie współpracy partnerskiej między Bydgoszczą, a miastem Pitești w Rumunii; kontakty odbywają się tylko na szczeblu władz partyjnych[151]
  - w kartotekach milicyjnych odnotowanych jest 1109 „pasożytów społecznych”, tzn. ludzi unikających nauki i pracy, alkoholików, recydywistów lub opozycjonistów kontestujących PRL[239]
  - bydgoska redakcja telewizyjna wykazuje dużą aktywność; w ogólnopolskich programach w 1974 ukazuje się 1100 bydgoskich materiałów filmowych[163]
  - pogorszenie jakości wody w Brdzie z powodu kierowania do rzeki ścieków z Chojnic i Tucholi; okrzemki zatykają filtry w ujęciu wody na Czyżkówku[112]
  - pierwsze symptomy kryzysu gospodarczego, po kilku latach nadmiernych inwestycji występują opóźnienia na 25% placach budów, załamywanie równowagi pieniężnej powodujące braki na rynku (kolejki, braki mięsa i innych artykułów spożywczych)[240]; władze podwyższają ceny wyrobów alkoholowych o 25–40%[239]
- 1975
  - 19 stycznie przekazanie do użytku Pałacu Młodzieży[241]
  - 11 lutego konferencja I sekretarza KW PZPR Józef Majchrzaka, w której nakreśla problemy województwa bydgoskiego: zaległości w wykonaniu planów produkcyjnych cukru (bydgoskie słynie z produkcji tego wyrobu), stały brak równowagi rynkowej, brak materiałów, narzędzi, mocy przerobowych, opóźnienia w oddawaniu obiektów, niedoinwestowanie transportu; zaległości w budownictwie przemysłowym[240]
  - 13 lutego obraduje II Bydgoski Sejmik Kultury, który postuluje m.in. utworzenie filii teatru lalkowego i klasy baletowej w średniej szkole muzycznej[133]
  - pierwsza edycja „Bydgoskich Teatraliów” (od 1977 Przegląd Amatorskich Teatrów Małych Form)[6]
  - 29 marca oddanie do użytku nowego dworca autobusowego PKS przy ul. Jagiellońskiej według projektu Biura Projektów Zaplecza Samochodowego we Wrocławiu[242]
  - 1 czerwca w wyniku reformy administracyjnej dotychczasowe województwo bydgoskie zostaje podzielone na trzy mniejsze: bydgoskie, toruńskie i włocławskie; wśród nowych 49 województw, bydgoskie jest stosunkowo duże obszarowo (3 miejsce) oraz ludne (8 miejsce w kraju); zamieszkuje je 995 tys. osób (w 1998 – 1,133 mln)[243][244]
  - władze centralne PZPR nakazują Bydgoszczy przekazanie na rzecz Piły prawa do kontaktów partnerskich partyjno-państwowych z miastem Schwerin w NRD; pozostają jedynie kontakty sportowe i kulturalne[151]
  - 18 czerwca oddanie do użytku strzelnicy sportowej przy ul. Toruńskiej 30[242]
  - 21 czerwca na stadionie Zawiszy odbywają się międzynarodowe zawody lekkoatletyczne Grand Prix Brdy 1975, 27–29 czerwca Mistrzostwa Polski Seniorów w Lekkoatletyce 1975[74], 6–7 września Puchar Europy w Wielobojach 1975; Andrzej Szajna z Zawiszy Bydgoszcz zdobywa tytuł mistrza Europy w gimnastyce[142]
  - w czerwcu w Leśnym Parku Kultury i Wypoczynku w Myślęcinku działa pierwsze w mieście kino samochodowe[182]
  - 16 lipca oddanie do użytku zmodernizowanej ul. Nakielskiej, ronda Toruńskiego oraz alei Wojska Polskiego między ul. Szpitalną, a osiedlem Wyżyny B-1[242]
  - 28 lipca Muzeum Miejskie przekształca się w Muzeum Okręgowe im. Leona Wyczółkowskiego w Bydgoszczy obejmujące zasięgiem województwo bydgoskie[176]; rozpoczyna się przejmowanie na cele muzealne obiektów na Wyspie Młyńskiej
  - 31 sierpnia odsłonięcie Pomnika Poległych w Dolinie Śmierci według projektu Józefa Makowskiego
  - 1 września powołanie bydgoskiej filii Akademii Medycznej w Gdańsku; uruchomienie 19 klinik i zakładów medycznych w szpitalu im. dr A. Jurasza; rozbudowa szpitala dla potrzeb akademickich[25]
  - w Bydgoszczy studiuje 11,1 tys. osób, w tym 6,3 tys. na ATR, 4,7 tys. na WSP[183]; liczba absolwentów uczelni bydgoskich (1479) jest wyższa, niż absolwentów UMK w Toruniu (985); trend umacnia się w kolejnych latach[141]
  - decyzja w sprawie budowy Regionalnego Centrum Onkologii w Bydgoszczy dla województw: bydgoskiego, toruńskiego, włocławskiego, olsztyńskiego i pilskiego[25]
  - 7 września na Kanale Bydgoskim odbywają się XXII Wędkarskie Mistrzostwa Świata z udziałem 80 zawodników z 16 krajów[245]
  - 25 listopada rozpoczyna działalność „Dom Sztuki Ludowej” prowadzony przez Cepelię, trzeci po Szczecinie i Gdyni, oddany do użytku w ramach rewaloryzacji bydgoskiej starówki[242]
  - ukończenie drogowego Węzła Grunwaldzkiego; w miejsce zlikwidowanego węzła torowego przy ul. Świętej Trójcy powstaje dwutorowa linia tramwajowa wzdłuż ul. Focha; kilka lat później z węzłem połączona jest ul. Królowej Jadwigi[85]
  - ukończenie budowy wschodniej części osiedla Leśnego złożonej z budynków 5- i 11-kondygnacyjnych[96]
  - następuje ukończenie budowy nowego budynku Komitetu Miejskiego PZPR przy ul. Jagiellońskiej[246]
  - miejska organizacja PZPR liczy 30 tys. członków w ponad 400 podstawowych organizacjach partyjnych; stosunkowo dużo członków liczy w Bydgoszczy Stronnictwo Demokratyczne, zaś niewielu – Zjednoczone Stronnictwo Ludowe[244]
  - od 1970 roczne tempo wzrostu produkcji przemysłowej w Bydgoszczy sięga 11%; następuje rozbudowa Rometu, Zachemu, Eltry, Telfy, Makrum, ZNTK, Stomilu, Jutrzenki, Formetu, Fotonu, Bydgoskich Fabryk Mebli[6]; w produkcji globalnej dominuje przemysł elektromaszynowy (50%), chemiczny (22%), przemysł spożywczy (11%) i lekki (9%)[6]
  - Zakłady Rowerowe Predom-Romet zatrudniają 8026 osób będąc największym przedsiębiorstwem w województwie bydgoskim; rowery i motorowery z zakładu znane są w całej Polsce i w krajach socjalistycznych, eksport prowadzony jest także do niektórych krajów zachodnich[105]
  - narastają problemy gospodarki socjalistycznej wynikające z braku konkurencji na rynku pracy: brakoróbstwa, marnotrawstwa, małej wydajności pracy, absencji pracowników, kradzieży, biurokracji[105]; problemem jest niska jakość wyrobów, gdyż szwankuje nadzór, występuje duża fluktuacja kadr, stosowane są wadliwe lub zastępcze materiały; wobec braku przymusu ekonomicznego załogi nie są zainteresowane zwiększaniem wydajności pracy, ani wysoką jakością wyrobów[240]
- 1976
  - 4 marca obraduje III Bydgoski Sejmik Kultury, który postuluje m.in. utworzenie impresariatu w dziedzinie imprez artystycznych[133]; ma miejsce pierwsza Bydgoska Wiosna Poetycka[94]; latem w hali Astorii występuje brytyjski zespół muzyki pop i country rock Smokie[217]
  - w marcu powołanie Społecznego Komitetu Budowy Toru Kartingowego; praca odbywa się przez 3 lata w czynie społecznym przedsiębiorstw, szkół i mieszkańców[234]
  - 4 kwietnia rozpoczęcie modernizacji ul. Mostowej, która staje się deptakiem dla pieszych[247]
  - 30 kwietnia oddanie do użytku budowanej od 1973 nowej siedziby Telkom-Telfa w Brdyujściu[248]
  - 3 maja uchwalenie II Planu Ogólnego Zagospodarowania Przestrzennego Bydgoszczy na lata 1971–1990; Bydgoszcz określona jest największym miastem aglomeracji dolnej Wisły i centralnym węzłem aglomeracji bydgosko-toruńskiej; plan zakłada dwukrotne zwiększenie obszaru miasta i wzrost liczby mieszkańców o 50% (do 437 tys. w 1990); nowe dzielnice mieszkaniowe to Fordon (100 tys.) i Myślęcinek-Maksymilianowo (40 tys.), budownictwo jednorodzinne ma rozwijać się na Osowej Górze, Miedzyniu, Czyżkowku i w Białych Błotach, a przemysł w Łęgnowie i Otorowie nad Wisłą[174]
  - 23 czerwca wystąpienie w telewizji premiera Piotra Jaroszewicza, który zapowiada podwyżki cen; wobec akcji protestacyjnych w 97 zakładach w kraju, a zwłaszcza strajków w Ursusie, Płocku i Radomiu, rząd 25 czerwca wycofuje podwyżki; w Bydgoszczy następuje masowy wykup towarów w sklepach, przerwy w pracy w dwu zakładach (Stomil i Ema-Apator), wzmożenie inwigilacji społeczeństwa przez SB i MO, represje wobec 85 osób w Stomilu[240]
  - 26 czerwca na Starym Rynku odbywa się reżyserowany przez funkcjonariuszy PZPR wiec poparcia dla Edwarda Gierka; według danych partii bierze w nim udział 20 tys. osób; 28 czerwca wiece mają miejsce w niektórych zakładach bydgoskich[240]
  - 25–27 czerwca na stadionie Zawiszy odbywają się Mistrzostwa Polski Seniorów w Lekkoatletyce 1976[74]
  - 6 lipca zatwierdzenie miejscowego planu zagospodarowania przestrzennego dzielnicy Fordon; docelowe zasiedlenie ma wynieść 160 tys. mieszkańców, w tym 87 tys. na dolnym tarasie w 5 osiedlach i 73 tys. na tarasie górnym w 4 osiedlach[216]; na 8% powierzchni dzielnicy planowana jest budowa wieżowców 24-kondygnacyjnych[249]
  - 13 lipca otwarcie zakładu mleczarskiego na Osowej Górze[247]; oddanie do użytku oczyszczalni ścieków dla potrzeb dzielnicy składowo-przemysłowej Osowa Góra
  - 21 lipca oddanie do użytku Szpitala XXX-lecia PRL przy ul. K. Ujejskiego[250]
  - 4 sierpnia powstaje Międzynarodowy Hotel Studencki w akademiku WSP przy ul. Łużyckiej 24[247]
  - 15 sierpnia prymas kard. Stefan Wyszyński eryguje parafię pw. Świętych Polskich Braci Męczenników na Wyżynach; trwa budowa świątyni przez wolontariuszy (do 1982)[29]; rozbiórka kościoła staroluterańskiego przy ul. Poznańskiej, należącego do parafii ewangelicko-augsburskiej, w którym również odprawiano nabożeństwa kościoła prawosławnego[46]
  - 22 sierpnia oddanie do użytku dwujezdniowej alei Wojska Polskiego od ul. Szpitalnej do Zakładów Chemicznych Zachem[247]; powstaje linia tramwajowa z Kapuścisk na Wyżyny[85] oraz drugi tor od ul. Szpitalnej do pętli przy ul. Chemicznej[85]
  - ukończenie budowy osiedla Kapuściska III (5 tys. osób) na południe od al. Wojska Polskiego[197]
  - latem i jesienią perturbacje w gospodarce miasta: brak cukru i mięsa, natychmiastowy wykup towarów, które pojawiają się w sklepach; wprowadzenie kartek na cukier; rozpoczyna się kryzys w przemyśle, inwestycjach, budownictwie[240]
  - 1 września z inicjatywy Towarzystwa Miłośników Miasta Bydgoszczy z wieży kościoła Klarysek grany jest dwa razy dziennie hejnał Bydgoszczy[247]
  - 27 września przedłużenie ul. Markwarta do nowo budowanej ul. Sułkowskiego[247]
  - rozpoczyna działalność Wyższe Misyjne Seminarium Duchowne Zgromadzenia Ducha Świętego w Bydgoszczy przy placówce prowincjalnej duchaczy[251]
  - założenie chóru chłopięco – męskiego „Schola Cantorum Coronoviensis”[165].
  - w Bydgoszczy funkcjonują 34 biblioteki (z filiami), a liczba wypożyczeń sięga 1,3 mln rocznie; działają 4 teatry i instytucje muzyczne (2 tys. przedstawień, 719 tys. widzów); w 16 kinach seanse ogląda 1,6 mln osób rocznie[183]
  - następuje ukończenie budowy 9-kondygnacyjnego budynku dyrekcji Bydgoskich Fabryk Mebli przy ul. Jagiellońskiej[252]
  - duże przedsiębiorstwa (np. Zachem, Makrum, Romet, ZNTK) posiadają bogatą infrastrukturę pozaprodukcyjną, co nie byłoby możliwe w gospodarce rynkowej np. własne gospodarstwa rolne, zakłady żywienia zbiorowego, ośrodki wypoczynkowe, zakładowe osiedla mieszkaniowe, hotele robotnicze, transport osobowy, szkoły przyzakładowe, sklepy, przychodnie, żłobki, przedszkola, ogrody działkowe[141]
  - brakoróbstwo w niektórych zakładach; odbiorca z RFN wycofuje do Polski 9 wagonów towaru z Bydgoskich Fabryk Mebli wskutek wad i niekompletności wyrobow (brak drzwi, szuflad); straty 12 ton wadliwie wykonanych barwników w Zachemie; zepsucie dużych partii nietrwałej żywności wskutek wyłączeń prądu itp.[240]; zapewniony zbyt wyrobów niezależnie od ich jakości zniechęca do unowocześniania produkcji[105]
  - narasta kryzys mięsny, województwo bydgoskie jest zaliczane do II strefy zaopatrzenia, poszkodowane wobec np. Warszawy; mięso jest towarem deficytowym, co wynika z braku równowagi rynkowej, zbiurokratyzowanego centralnego rozdzielnictwa, ograniczeń indywidualnego rolnictwa na rzecz PGR-ów, brakami pasz oraz powierzchni chłodniczych; wędliny najbardziej poszukiwane (szynki, balerony) w znikomej ilości są kierowane na rynek bydgoski i przeznaczone głównie dla nomenklatury (partia, służby siłowe, wojsko)[240]
  - w Bydgoszczy w 1976 oddanych jest 4,5 tys. nowych mieszkań, co jest maksymalną liczbą w okresie powojennym; w kolejnych latach plany budownictwa nie są już dotrzymywane[6]
- 1977
  - 19 stycznia rozpoczęcie prac przy budowie mostów Solidarności (pasmo tramwajowe oraz jezdnia północna) przez Płockie Przedsiębiorstwo Robót Mostowych[253]
  - 28 lutego oddanie do użytku Domu Pomocy Społecznej przy ul. Łomżyńskiej[253]
  - w czerwcu katastrofa ekologiczna na Okolu wskutek awarii w Zakładach Chemii Gospodarczej „Pollena”; do atmosfery dostają się gazy i pyły, które niszczą ogródki działkowe, zieleń oraz podtruwają mieszkańców[102]
  - w czerwcu w Bydgoskim Kongresie Eucharystycznym w kościele MBNP uczestniczą kardynałowie: Stefan Wyszyński i Karol Wojtyła[29]; 30 listopada prymas eryguje nową parafię Matki Bożej Zwycięskiej na Bartodziejach[29]
  - w lipcu pierwsze Bydgoskie Impresje Muzyczne, organizowane corocznie przez Pałac Młodzieży; w imprezach uczestniczy kilka tys. młodzieży głównie z krajów socjalistycznych[45]
  - 21 lipca oddanie do użytku estakady nad jarem przy ul. Niziny, która łączy Wyżyny ze Wzgórzem Wolności[253]
  - 29–31 lipca na stadionie Zawiszy odbywają się Mistrzostwa Polski Seniorów w Lekkoatletyce 1977[74], a na nie w pełni ukończonym kartodromie Kartingowe Mistrzostwa Europy[254]
  - 8 sierpnia poszerzenie obszaru miasta do 17 442 ha w związku z koniecznością zapewnienia rezerw terenu pod dzielnicę mieszkaniową w Fordonie, Leśny Park Kultury i Wypoczynku, oczyszczalnię ścieków i kompleks utylizacji odpadów[6]; nowo przyłączone tereny mają powierzchnię 5632 ha, natomiast oddane gminie Nowa Wieś Wielka – 944 ha (Emilianowo); do Bydgoszczy przyłączone są wsie: Czarnówczyn (619 ha), Łoskoń (843 ha), Smukała Dolna (154 ha), Łęgnowo Wieś (457 ha), Plątnowo (179 ha), a także częściowo wsie: Wypaleniska (154 ha), Mariampol (673 ha), Myślęcinek (296 ha), Niemcz (2052 ha), Zamczysko (105 ha)[6]
  - w sierpniu Instytut Hodowli i Aklimatyzacji Roślin tworzy własny ogród botaniczny na północnych obrzeżach Leśnego Parku Kultury i Wypoczynku; stary Ogród Botaniczny przy ul. Niemcewicza staje się parkiem miejskim i wyposażony w rzeźby Stanisława Horno-Popławskiego[56]
  - 6 października przekazanie do użytku pierwszych obiektów Akademii Techniczno-Rolniczej w Fordonie (Instytut Telekomunikacji i Elektrotechniki, akademiki, stołówka)[255]; w inauguracji roku akademickiego uczestniczy Przewodniczący Rady Państwa Henryk Jabłoński[253]
  - ukończenie budowy osiedla Kapuściska IV (1,3 tys. osób)[197]; rozpoczyna się budowa osiedli: Szwederowo Południe, Wzgórze Wolności oraz Kapuściska V (2 tys. osób), gdzie bloki buduje Spółdzielnia Mieszkaniowa „Jedność”; powstaje koncepcja osiedla Szwederowo Północ[256]; na Wyżynach mieszka 33 tys. ludzi; problemem są braki ciepłej wody i niedogrzewanie mieszkań[253]
  - oddanie do użytku mostu drogowego w Smukale (prefabrykaty zespolone)[116]
  - miasto uchwala „Program Rozwoju Urządzeń Komunalnych w mieście Bydgoszczy do 1990”, w którym zakłada się przejście trakcji tramwajowej z toru wąskiego (1000 mm) na normalny (1435 mm) m.in. na górnym tarasie miasta od Zachemu do Błonia[85]; komunikacja z Bydgoszczy do Fordonu ma odbywać się poprzez Szybką Kolej Miejską rozdzieloną na dwie linie: wzdłuż linii kolejowej oraz od ul. Toruńskiej poprzez Brdę i ul. Witebską[85]
  - oddanie do użytku ronda Wielkopolskiego (projekt Janusz Budkiewicz)[257].
  - ogólnopolska konferencja „Problemy projektowania i realizacji wielkich zespołów mieszkaniowych przykładzie Fordonu w Bydgoszczy”, zorganizowana przez Towarzystwo Urbanistów Polskich; omawiany jest m.in. temat roli dzielnicy Fordon w aglomeracji bydgosko-toruńskiej oraz problem skomunikowania Fordonu z miastem[258]
  - wprowadzenie budowy Opery w Bydgoszczy do budżetu centralnego; wkrótce potem premier Piotr Jaroszewicz wstrzymuje inwestycję ze względów oszczędnościowych, jednak decyzji tej nie podporządkowuje się I sekretarz KW PZPR Józef Majchrzak, który nakazuje kontynuowanie budowy, narażając się zwierzchnikom z Warszawy[227]
  - oddanie do użytku budynków Akademii Medycznej w sąsiedztwie szpitala im. dr A. Jurasza: zakładów Patomorfologii, Medycyny Sądowej i Farmakologii, otwarcie kliniki Psychiatrii przy ul. Łomżyńskiej, Zakładu Higieny i Epidemiologii przy Szpitalu Obserwacyjno-Zakaźnym[25]
  - nateżenie ruchu na ulicy Jagiellońskiej wynosi 690 pojazdów na godzinę[259]
  - zakłady przemysłowe emitują codziennie do Brdy 125 tys. m³ ścieków, których stężenie na miejskim odcinku rzeki wynosi 1:15; Zachem emituje do Wisły 90 tys. m³ ścieków oczyszczonych tylko mechanicznie, a na 60 ha zakładu znajduje się obszar klęski ekologicznej[102]
  - codziennie ze środków masowej komunikacji w Bydgoszczy korzysta pół miliona pasażerów na 10 liniach tramwajowych i 18 autobusowych[253]
- 1978
  - 11 stycznia powstaje koncepcja Miejskiego Ogrodu Botanicznego w Leśnym Parku Kultury i Wypoczynku autorstwa prof. Edwarda Bartmana z SGGW w Warszawie[56]
  - 2 lutego prymas kard. Stefan Wyszyński eryguje parafię Chrystusa Króla na Błoniu[29]
  - 16 kwietnia podział Zjednoczonego Kościoła Ewangelicznego w Bydgoszczy na zbór Zielonoświątkowy i zbór Ewangelicznych Chrześcijan[46]
  - 3–8 czerwca katastrofa ekologiczna na Brdzie; osady ściekowe poruszone przez bagrowarki powodują zanik tlenu w wodzie i masowe śnięcie ryb; powierzchnia toru regatowego jest zanieczyszczona olejami i smarami z bazy Żeglugi Bydgoskiej i pokryta martwymi rybami[112]
  - 20 lipca otwarcie Ogrodu Fauny Polskiej w Myślęcinku, który dysponuje ok. 100 zwierzętami[123]; otwarcie wiaduktu kolejowego nad ul. Grunwaldzką
  - latem na Wyspie Młyńskiej i bulwarach nad Brdą kręcone są zdjęcia do kryminału psychologicznego „Wśród nocnej ciszy” reż. Tadeusza Chmielewskiego[260]
  - 21 grudnia otwarcie Domu Kultury „Bartosz” Spółdzielni Mieszkaniowej Zjednoczeni na Bartodziejach[261]
  - inauguracja Sceny Studyjnej przy Teatrze Polskim; założenie Wojewódzkiego Klubu „Melpomena” (od 1979 Bydgoskie Towarzystwo Teatralne); odbywają się I Bydgoskie Spotkania Teatralne[94] oraz pierwsze ogólnopolskie Bydgoskie Dni Literatury[6]
  - ukończenie budowy osiedla Kapuściska V (2 tys. osób) przy ul. Sandomierskiej[197]; Bartodzieje zamieszkuje już 26 tys. osób[230]
  - 9% mieszkańców Bydgoszczy jest zakwalifikowanych do grup inwalidzkich, co uprawnia do pozyskiwania świadczeń od państwa[244]
  - infrastruktura sportowa Bydgoszczy składa się m.in. z 7 stadionów (w tym 4 duże), 10 pływalni (w tym 4 kryte), 91 sal gimnastycznych (w tym 78 przyszkolne), 17 przystani sportów wodnych, sztucznego lodowiska, hal sportowych itd.[6]
- 1979
  - w styczniu i lutym trwa zima stulecia w Polsce; Lotnicze Pogotowie Ratunkowe w Bydgoszczy transportuje chorych z zasypanych śniegiem wsi do szpitali, dowozi żywność, ratuje osoby uwięzione w zaspach[262]
  - 30 kwietnia założenie pierwszego w kraju Muzeum Pamiątek Nauczycielskich[263]
  - na kartodromie odbywają się Kartingowe Mistrzostwa Europy z udziałem 100 zawodników z 15 krajów[254], a na stadionie Zawiszy Mistrzostwa Europy Juniorów w Lekkoatletyce 1979 z udziałem 1000 zawodników z 27 krajów[264]; w czerwcu w Bydgoszczy odbywa się VI Ogólnopolska Spartakiada Młodzieży z udziałem kilkunastu tysięcy zawodników; pierwsze miejsce wśród 737 klubów w kraju uzyskuje Zawisza Bydgoszcz, który wyprzedza Legię Warszawa i Wartę Poznań[264]
  - trwa budowa osiedli mieszkaniowych: Wzgórze Wolności i Szwederowo Południe[265]; wciąż opóźniane jest rozpoczęcie prac budowlanych w Nowym Fordonie[169]
  - 22 lipca oddanie do użytku wantowej kładki dla pieszych nad Brdą przy ul. Krakowskiej – dar dla miasta od Pomorskiego Zjednoczenia Budownictwa Przemysłowego[116]
  - 16 czerwca powstaje Galeria Autorska Jana Kai i Jacka Solińskiego – jedna z pierwszych prywatnych galerii sztuki w Polsce[266]
  - w czerwcu przy ul. Piotra Skargi 7 powstaje Międzynarodowe Centrum Dokumentacji i Informacji Technik Animacji Muzycznej[267], stacja naukowa Instytutu Muzykologicznego Uniwersytetu Warszawskiego[45] oraz Izba Tradycji Bydgoskich Dróg Żelaznych[268]
  - 1 września prymas kard. Stefan Wyszyński eryguje parafię Świętego Krzyża oraz ośrodki duszpasterskie: Zmartwychwstania Pańskiego i Matki Bożej Ostrobramskiej na Bartodziejach (parafia od 1 grudnia 1980)[29]
  - 27 listopada przekształcenie bydgoskiej filii Akademii Muzycznej w Łodzi w samodzielną Państwową Wyższą Szkołę Muzyczną z siedzibą w budynku na terenie bydgoskiej dzielnicy muzycznej[45]
  - otwarcie stałej ekspozycji kamiennych rzeźb „Potok kamienny” podarowanej miastu przez Stanisława Horno – Popławskiego[269].
  - apogeum przewozów Żeglugi Bydgoskiej, w porcie rzecznym w Bydgoszczy przeładunki sięgają 2 mln ton towarów rocznie[270] oraz 0,5 mln ton na drogach wodnych Europy Zachodniej; tabor stanowi kilkaset jednostek; obroty stawiają przedsiębiorstwo na 2 miejscu w kraju po Żegludze na Odrze we Wrocławiu[6]; natomiast przez Bydgoski Węzeł Kolejowy przechodzi 7,5 mln ton towarów[6]
  - oddanie do użytku szkoły podstawowej nr 3 przy ul. Nałkowskiej (Szwederowo)[271] oraz Domu Zdrowia Budowlanych przy ul. Karłowicza (ob. Wojewódzki Ośrodek Medycyny Pracy)[25]
  - problemem w Bydgoszczy i w Polsce jest powszechne spożywanie alkoholu w zakładach pracy, ok. 10% społeczeństwa cierpi na chorobę alkoholową[d], wydatki na alkohol w latach 1970–1980 wzrastają czterokrotnie, alkoholizm jest głównym czynnikiem kryminogennym[239]
  - na Akademii Techniczno-Rolniczej studiuje 6,8 tys. studentów (3,9 tys. na studiach dziennych, 5 akademików), 4,4 tys. na Wyższej Szkole Pedagogicznej (1,8 tys. na studiach dziennych, 4 akademiki), 118 osób w Wyższej Szkole Muzycznej i 168 studentów w bydgoskiej filii Akademii Medycznej w Gdańsku[272]; działa 9 klubów studenckich, m.in.: Beanus i Atlas przy WSP oraz Hades, Zgniot, Spin, Loszek i Aryl przy ATR; Beanus posiada własne grupy twórcze: jazzowe, kabaretowe, wokalne, rockowe, które koncertują w Polsce i za granicą[217]
  - Bydgoszcz jest najakatywniejszym ośrodkiem esperanto w Polsce, oddział Polskiego Związku Esperantystów obejmuje 4 województwa; działa tu 6 kół (1,1 tys. członków), lektorat przy ATR, esperancki zespół wokalno-muzyczny przy WSP, klub „Esperanto” przy ul. Curie-Skłodowskiej, ogólnopolskie Biuro Międzynarodowej Turystyki Esperanckiej „Esperantotour”; w kwietniu corocznie organizowane są Esperanckie Dni Bydgoszczy[125]

### lata 80. XX w.
- 1980

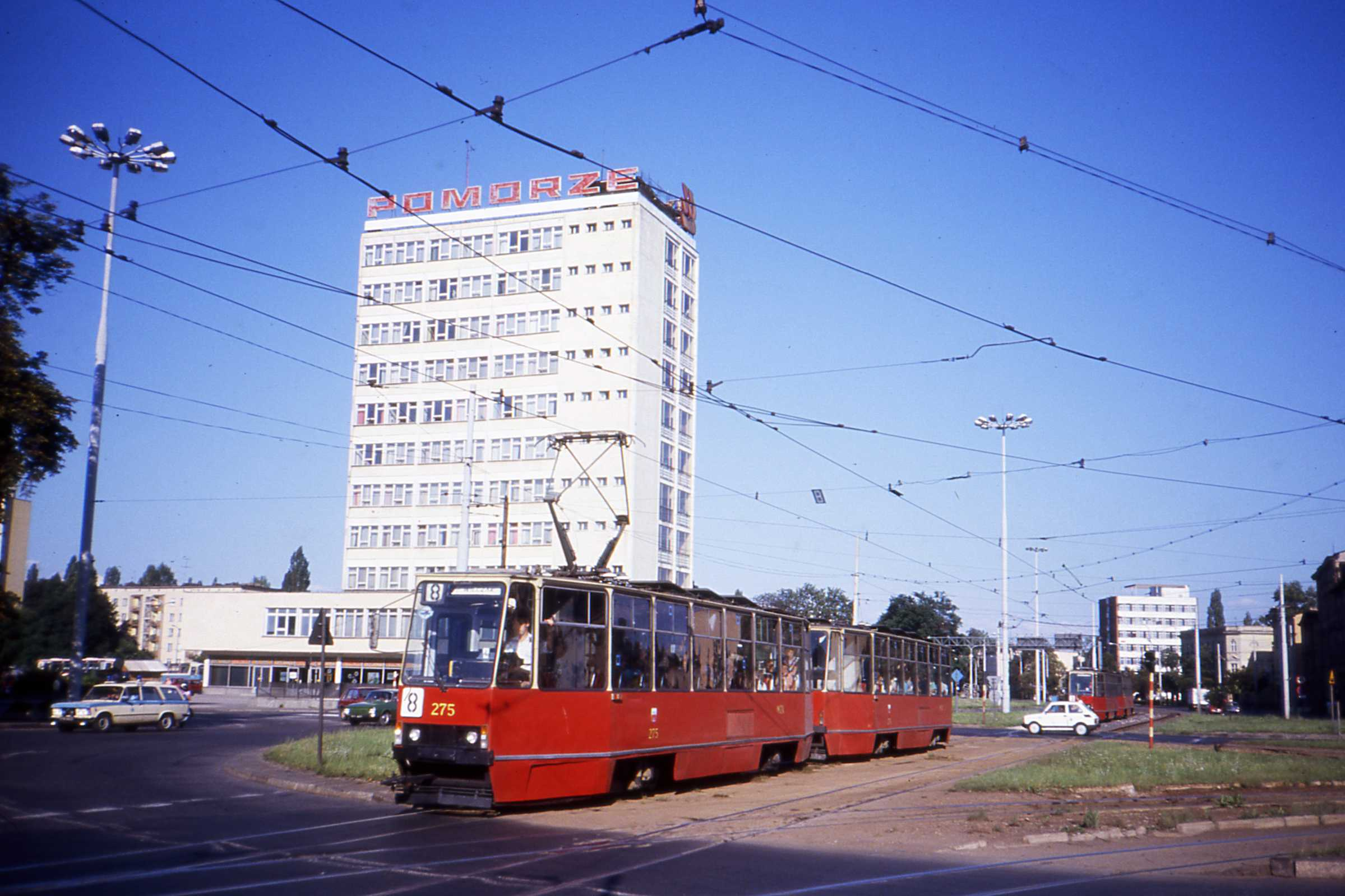
Tramwaje Konstal (od 1980)

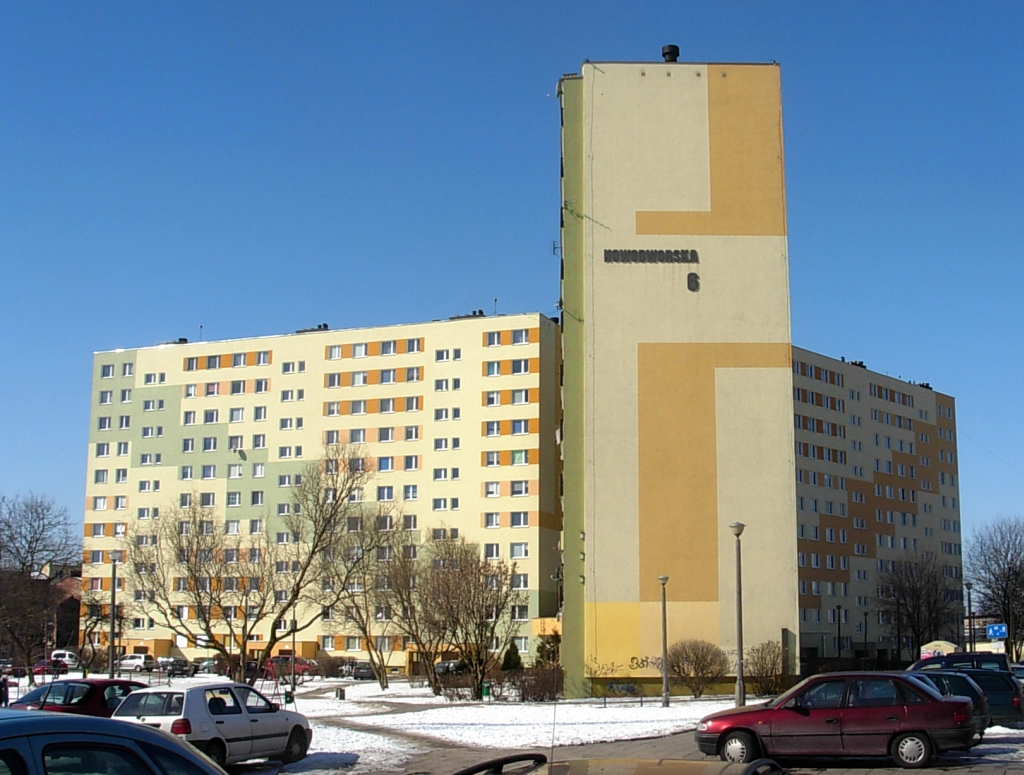
Szwederowo Północ (od 1980)

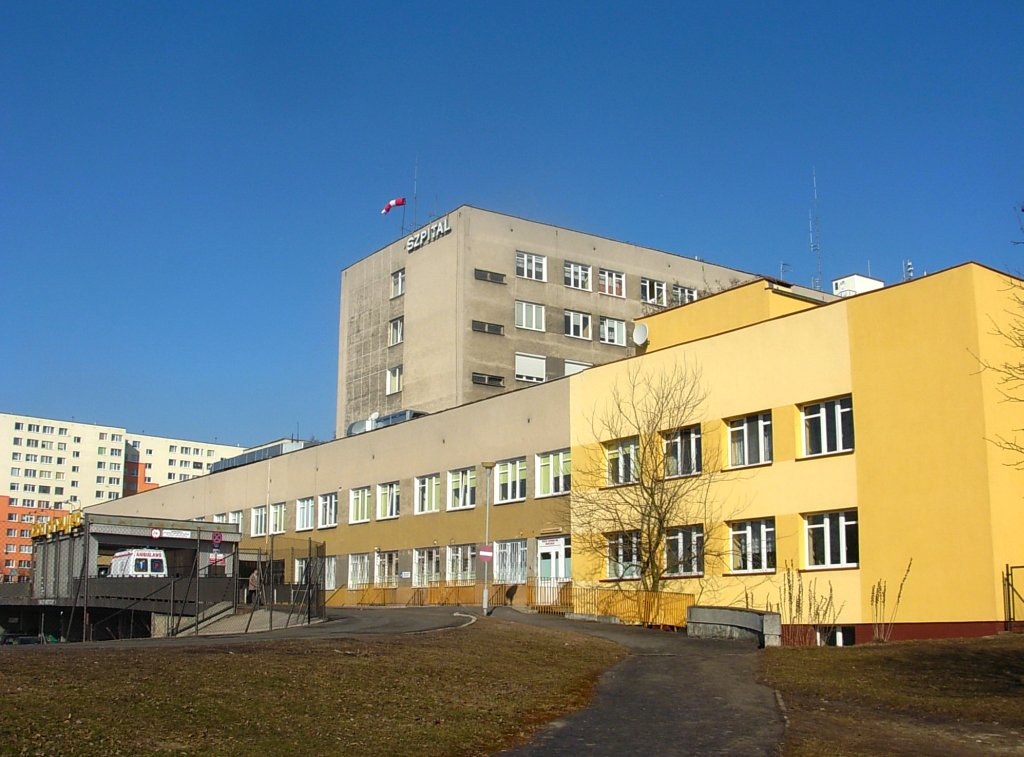
Szpital im. dr. Jana Biziela (1980)

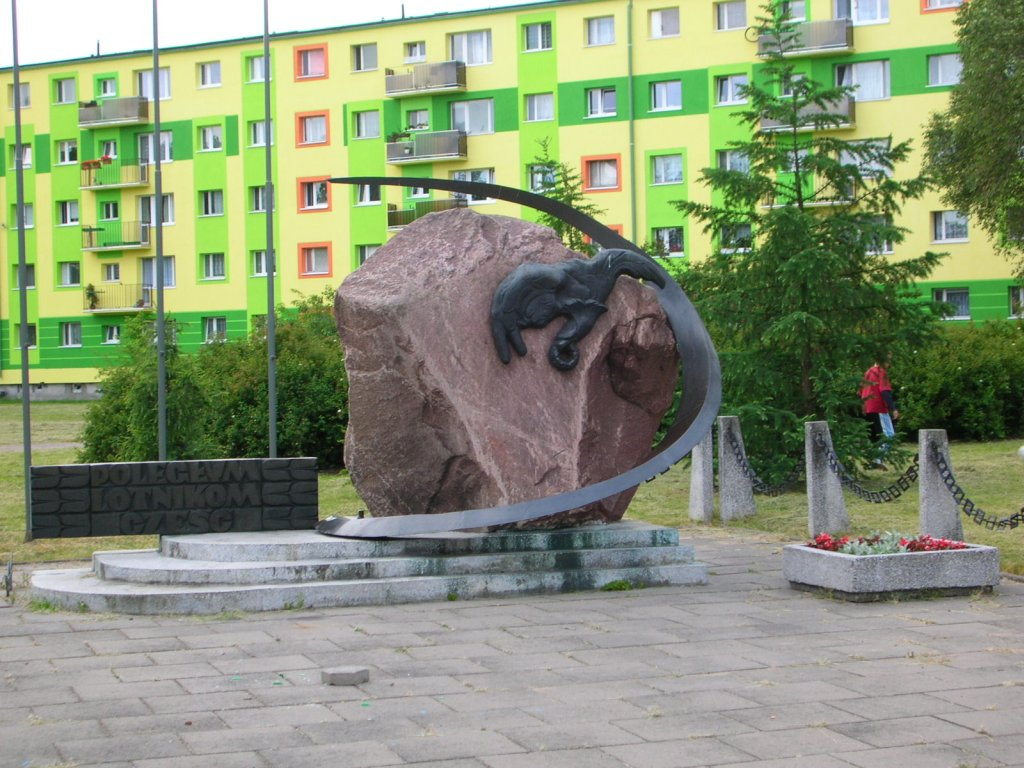
Pomnik Lotnika na Błoniu (1980)

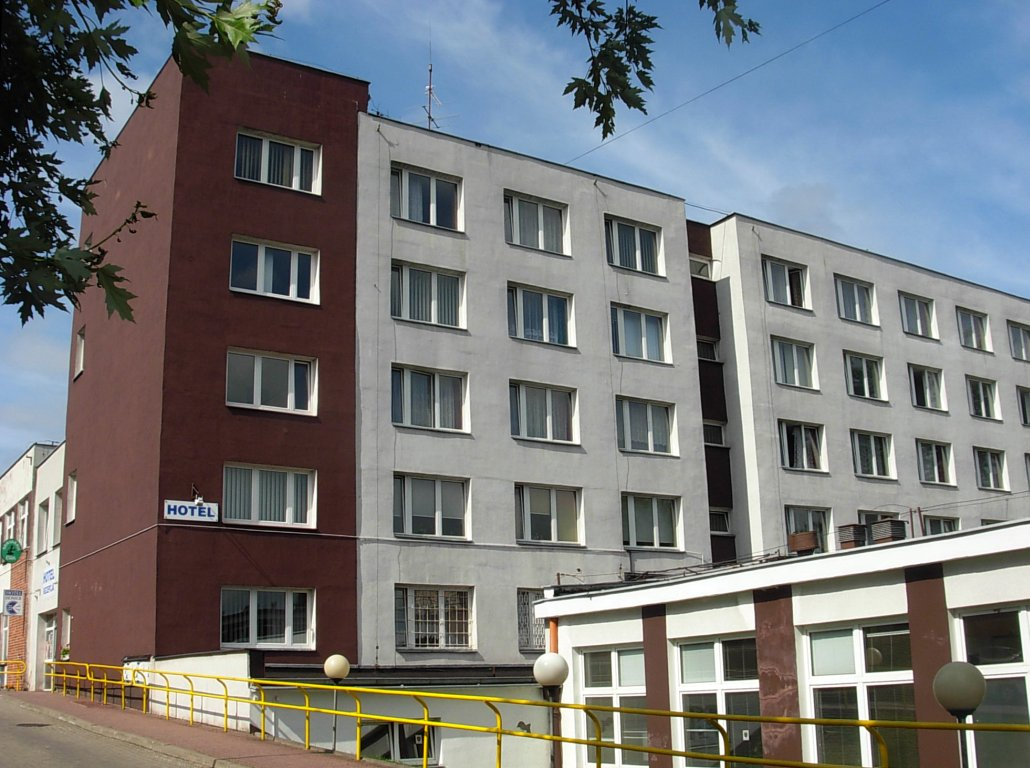
Ośrodek Rehabilitacji i Szkolenia Zawodowego Niewidomych (1981)

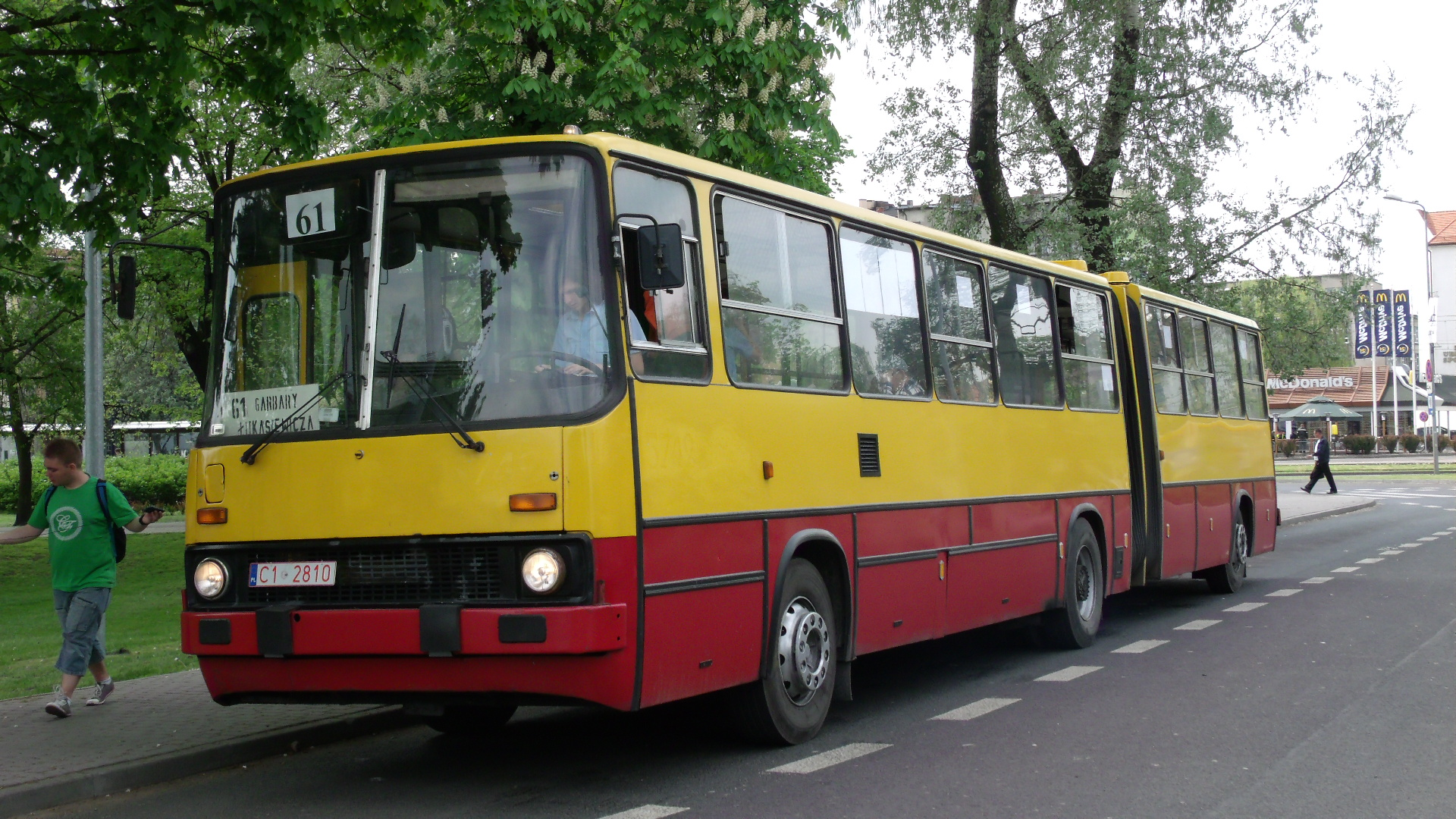
Autobusy Ikarus (od 1981)

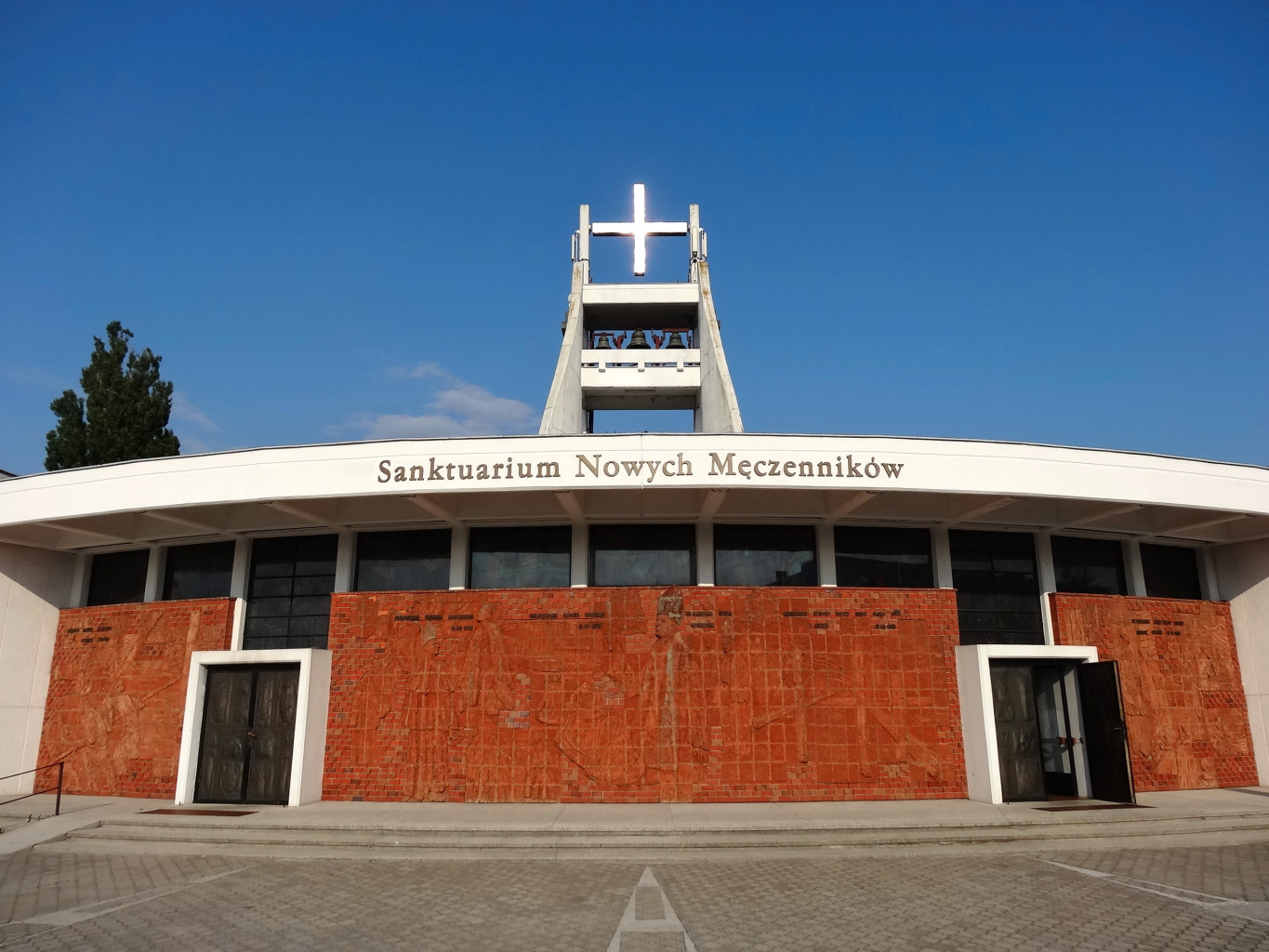
Kościół Świętych Polskich Braci Męczenników w Bydgoszczy (1982), w którym swą ostatnią mszę św. 19 października 1984 odprawił bł. ks. Jerzy Popiełuszko

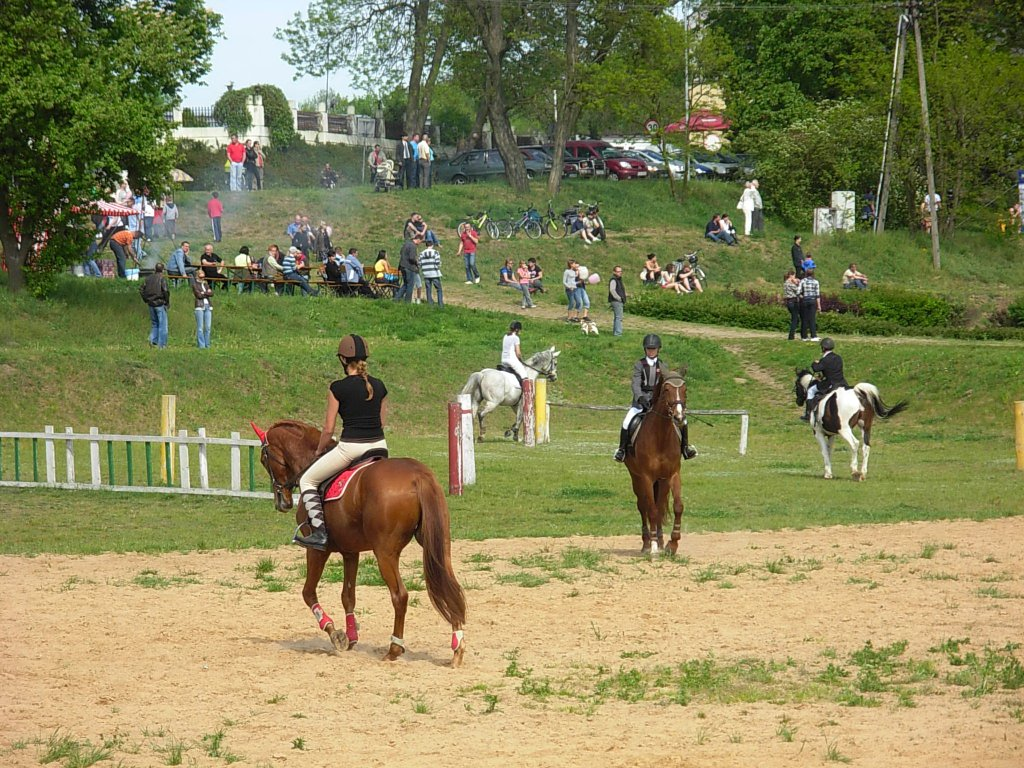
Ośrodek Rekreacji Konnej w Myślęcinku (1982)

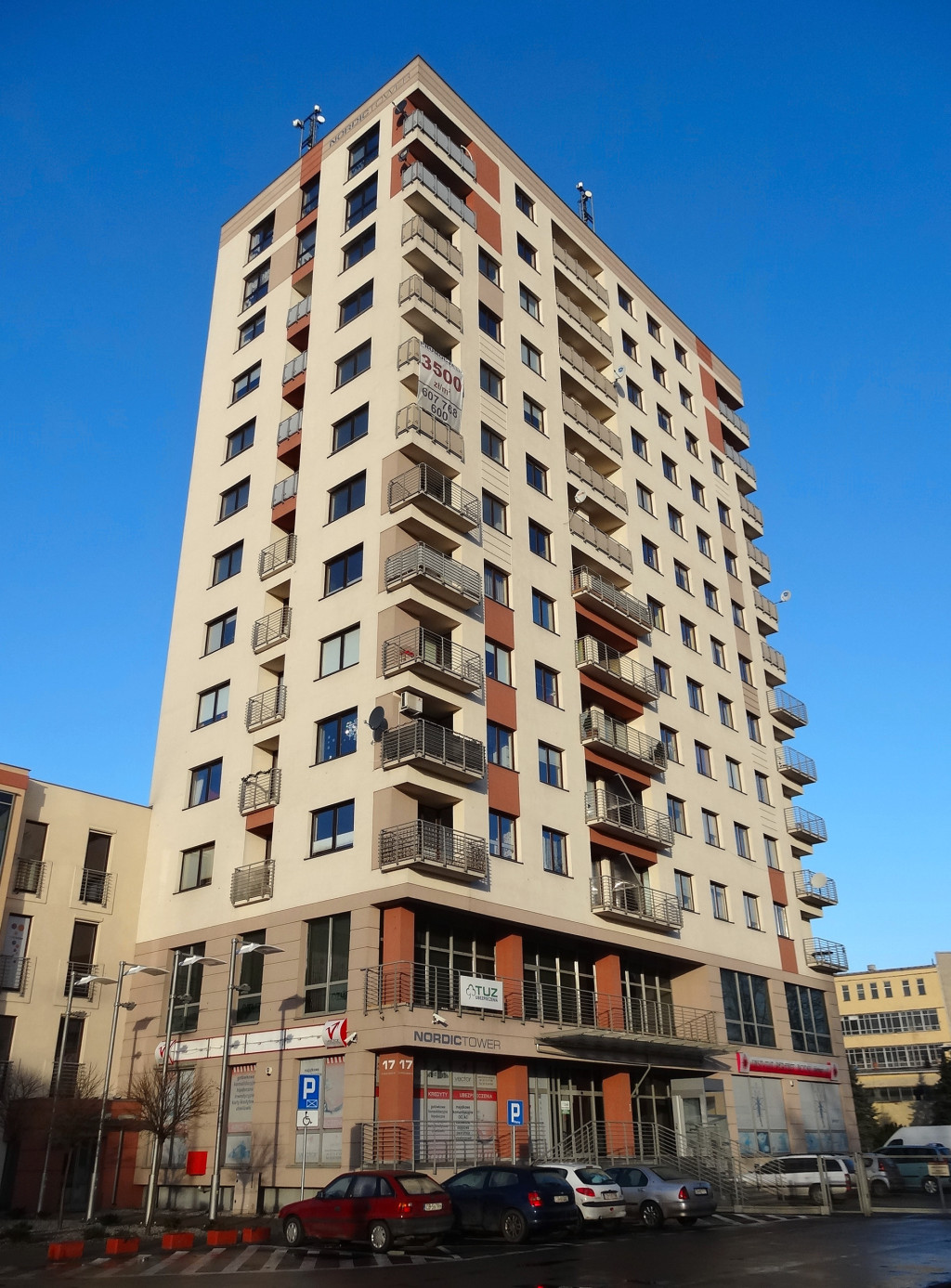
Biurowiec Famoru (1983)

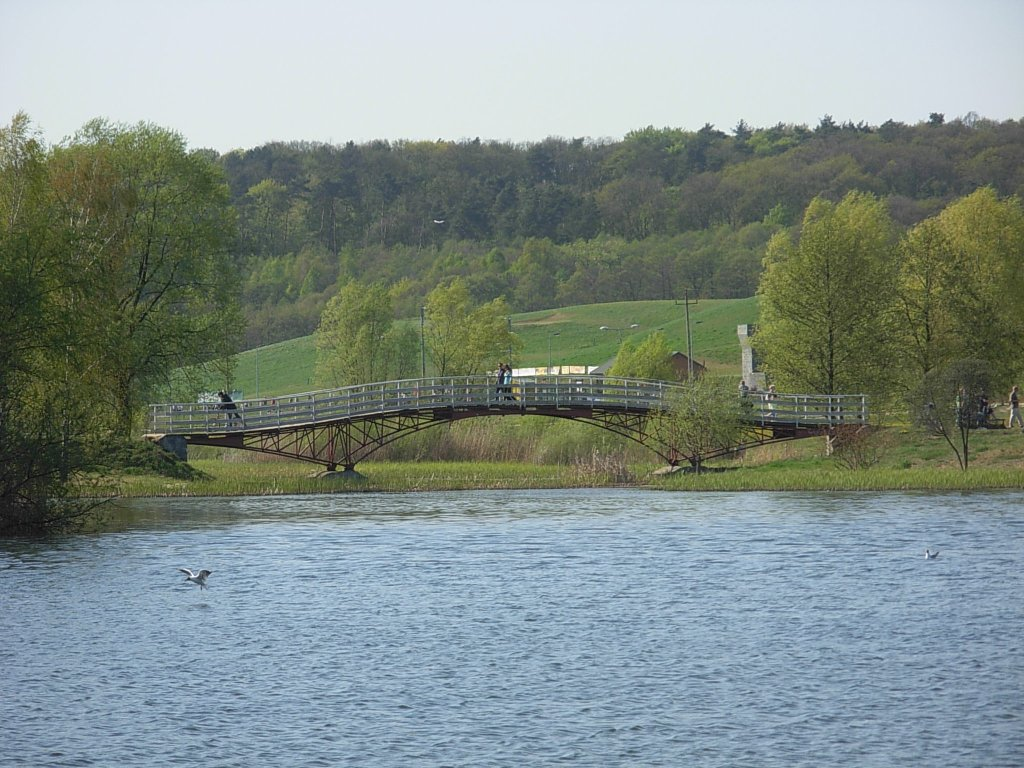
Stawy w Myślęcinku (budowa 1977–1983)

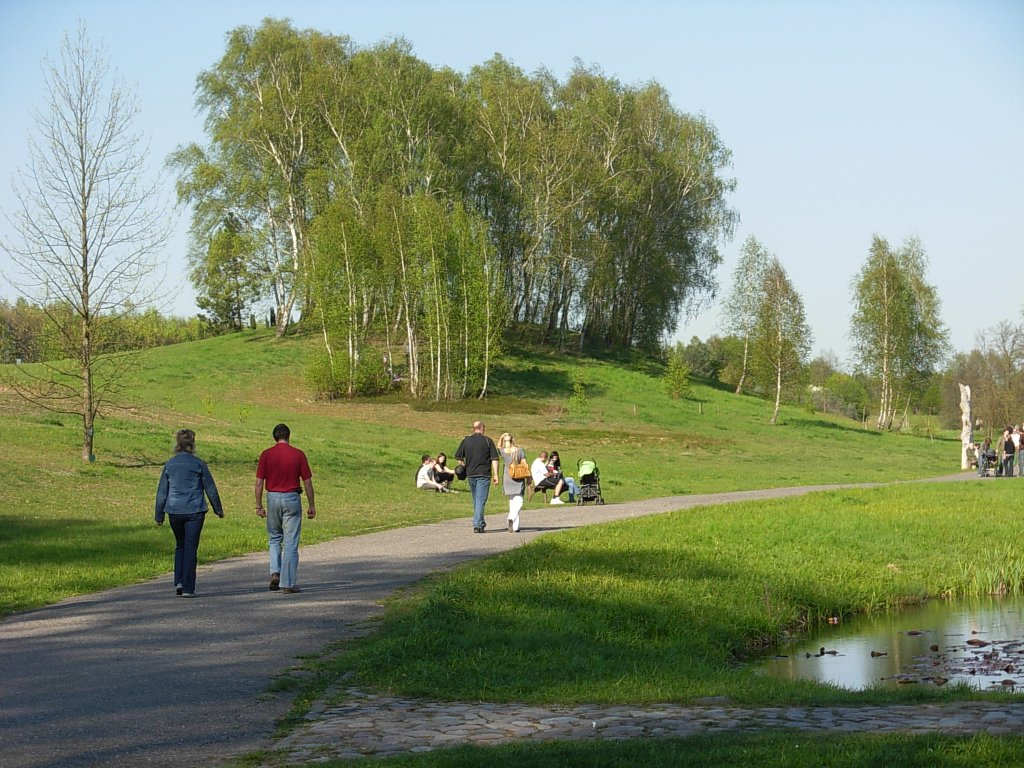
Ogród Botaniczny budowany od 1982

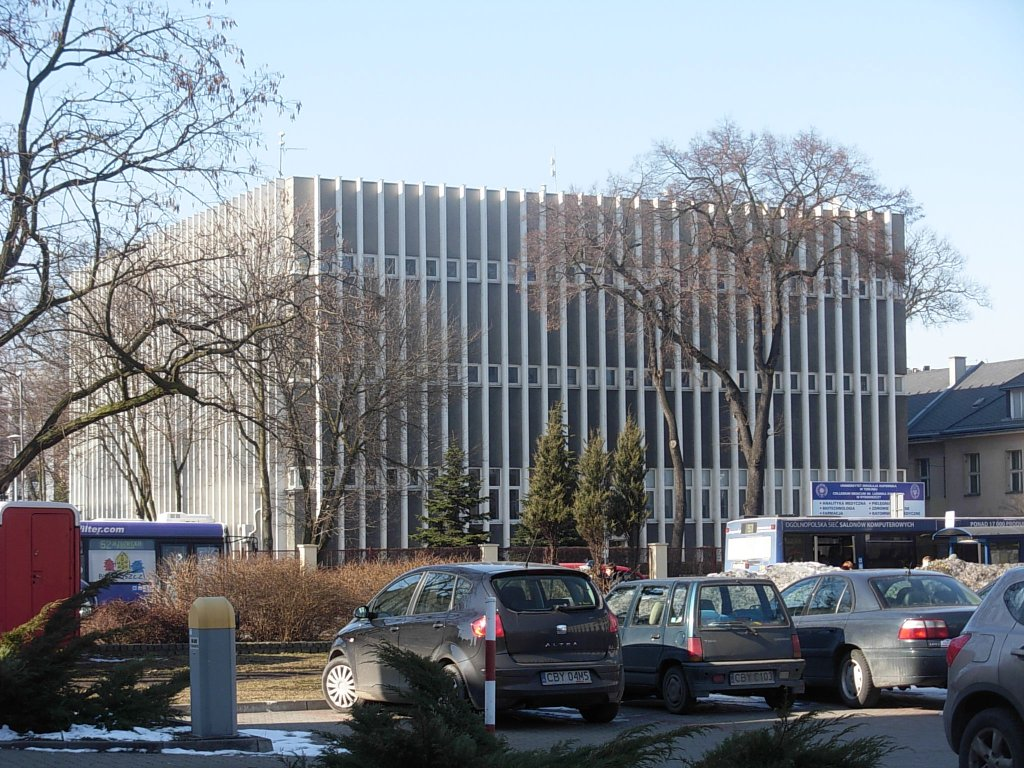
Jeden z budynków Akademii Medycznej w Bydgoszczy (1984)

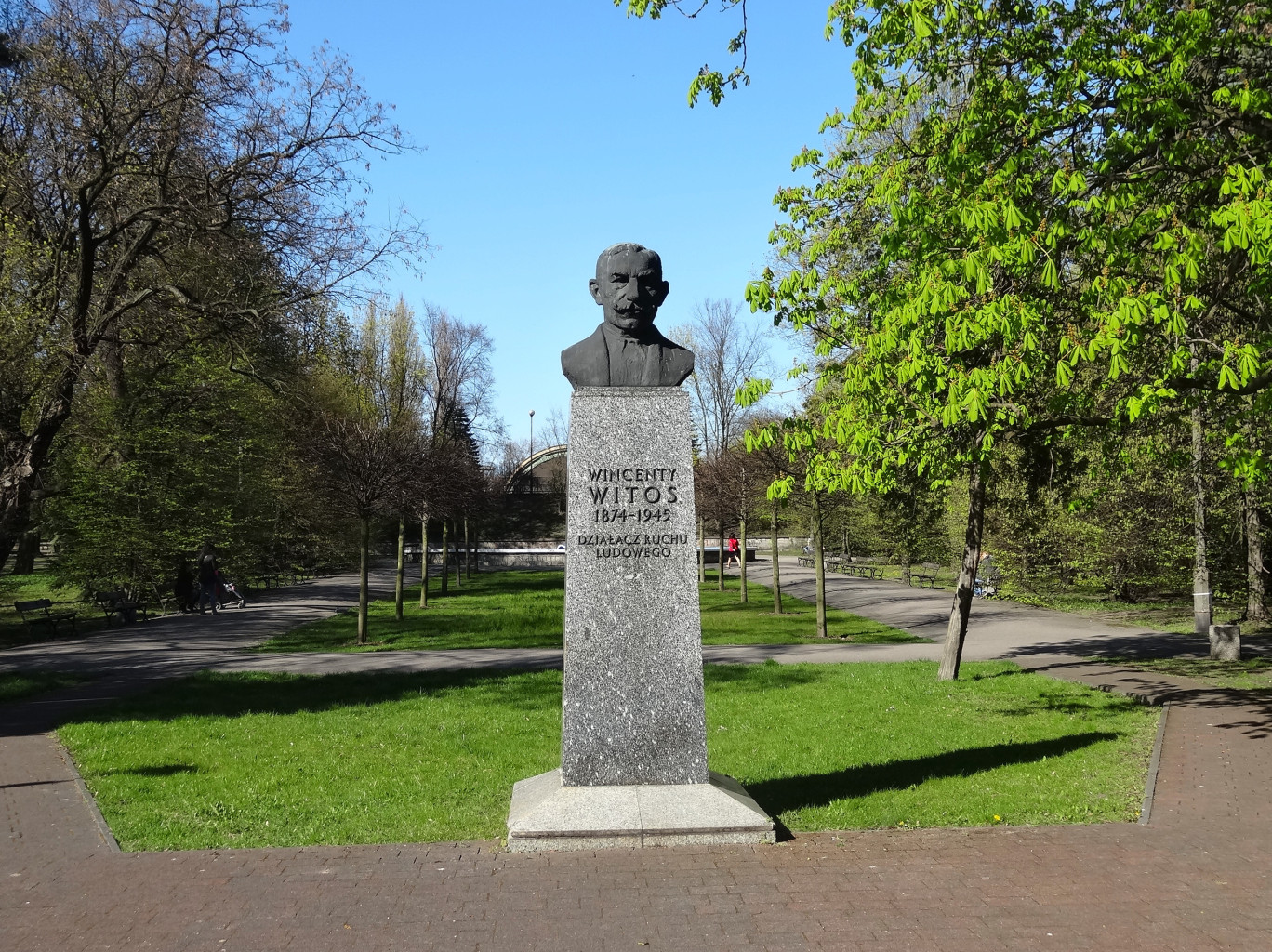
Popiersie Wincentego Witosa w parku Ludowym (1984)

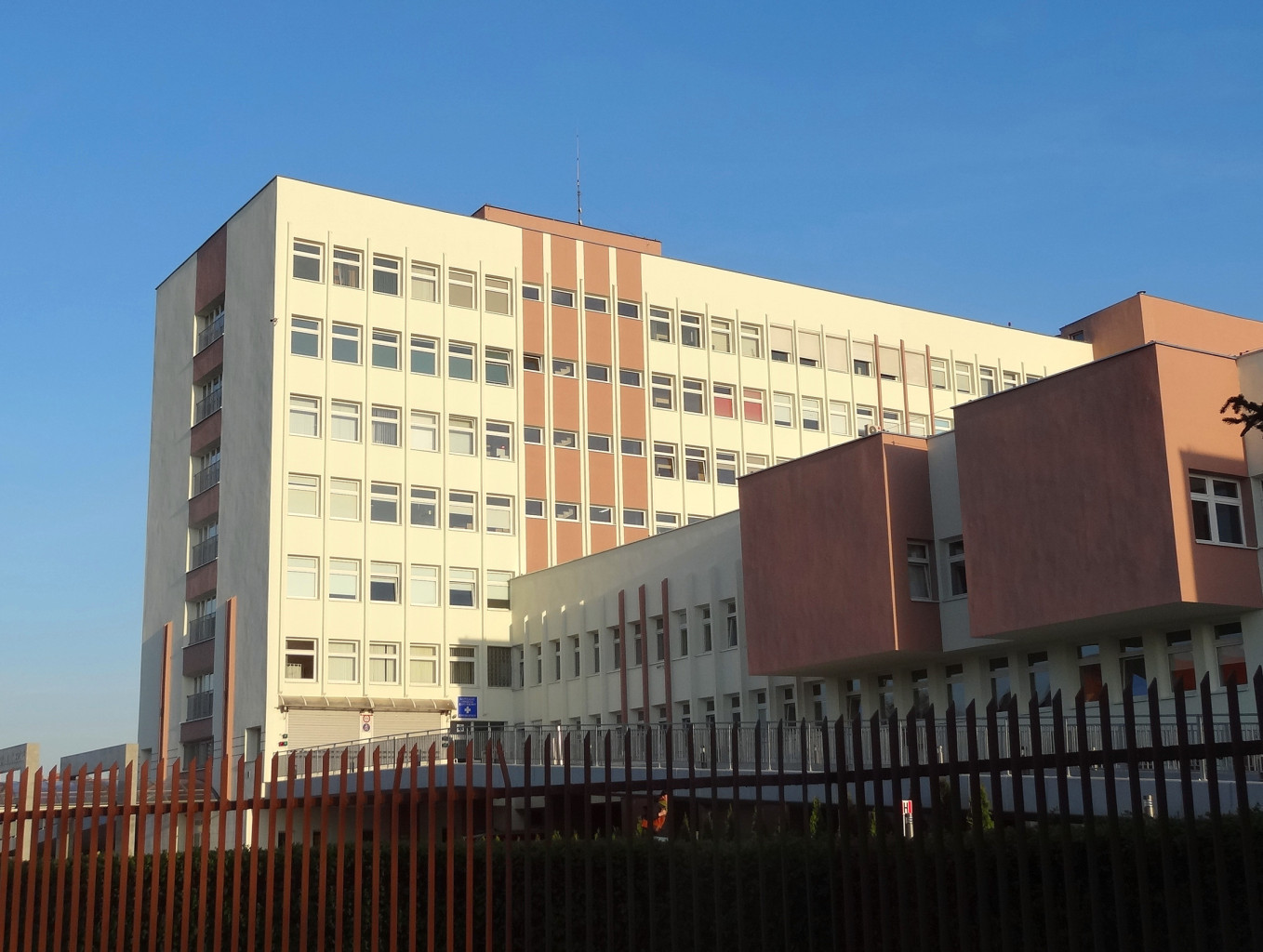
10 Wojskowy Szpital Kliniczny z Polikliniką w Bydgoszczy (1985)

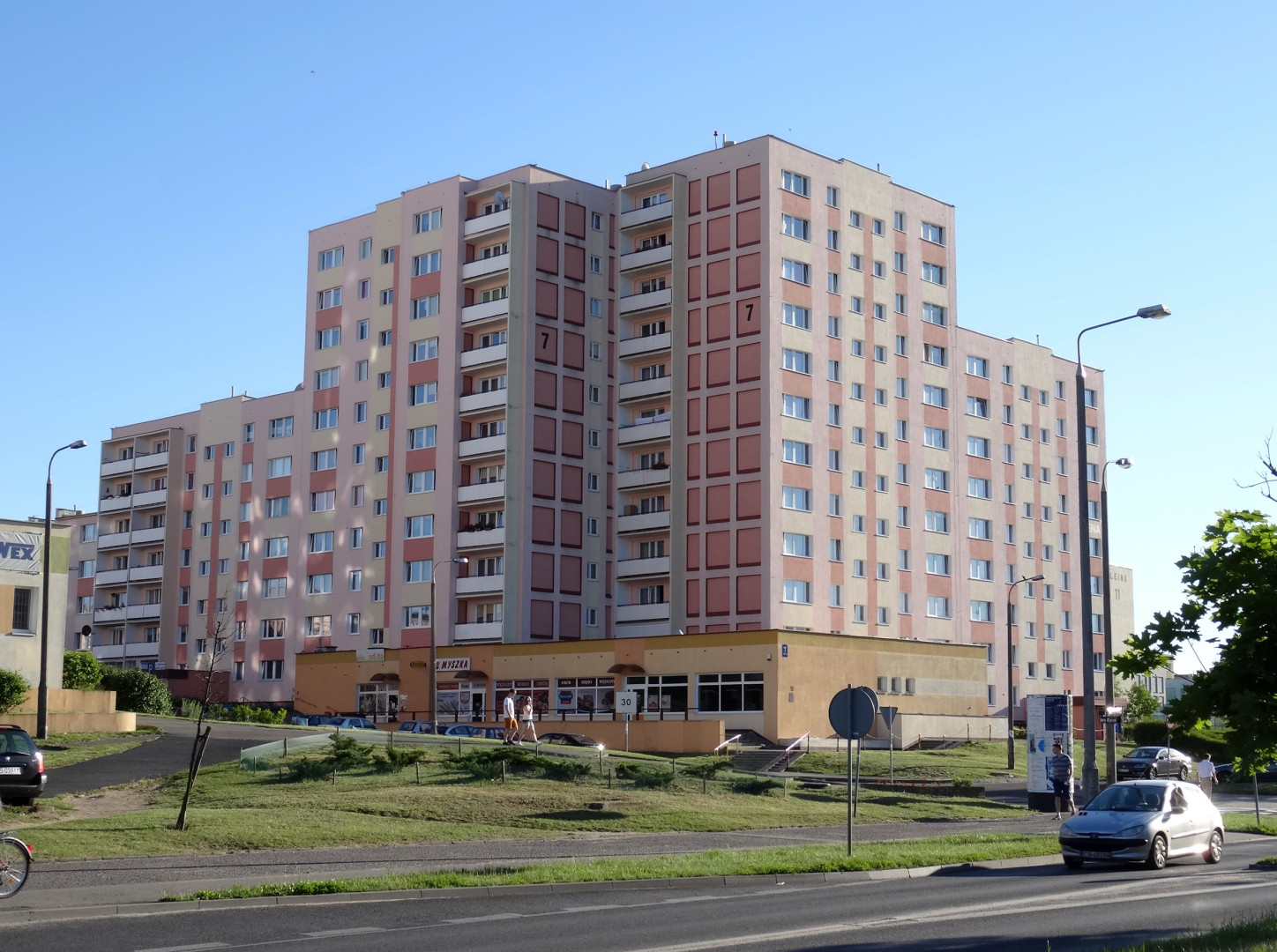
Osiedle Bohaterów w Fordonie (1981–1985)

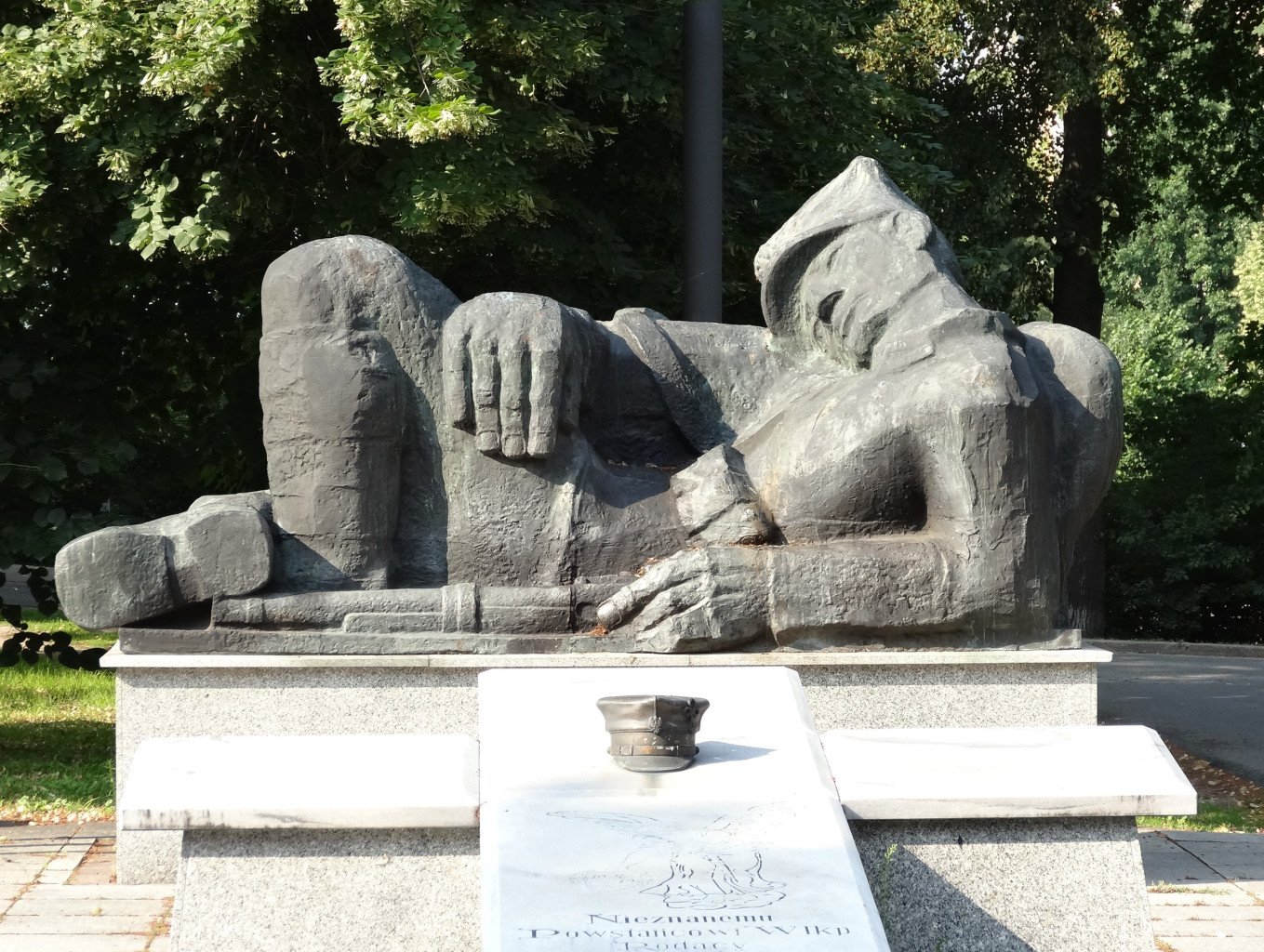
Pomnik Nieznanego Powstańca Wielkopolskiego w Bydgoszczy (1986)

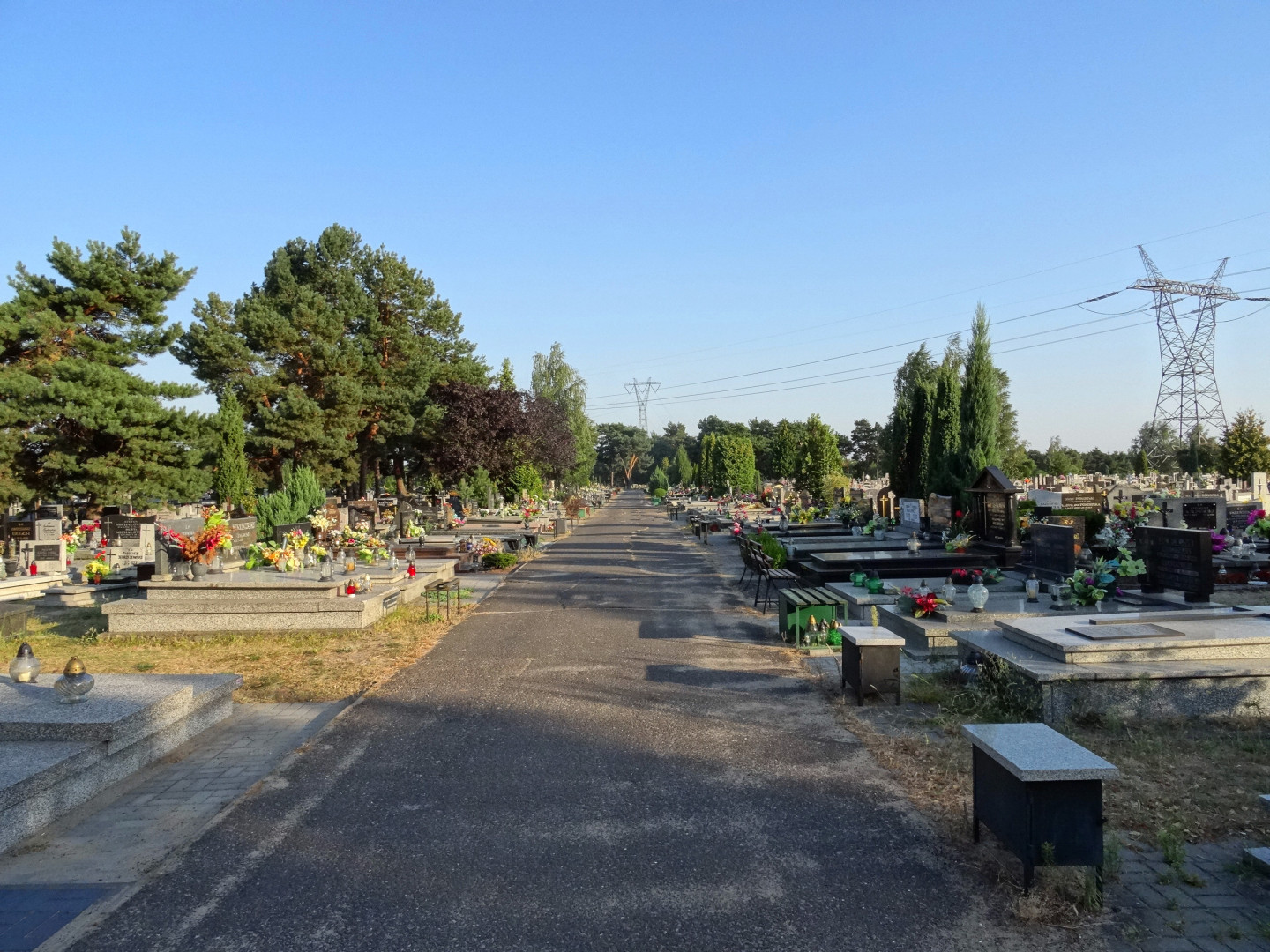
Cmentarz komunalny w Brdyujściu (1986)

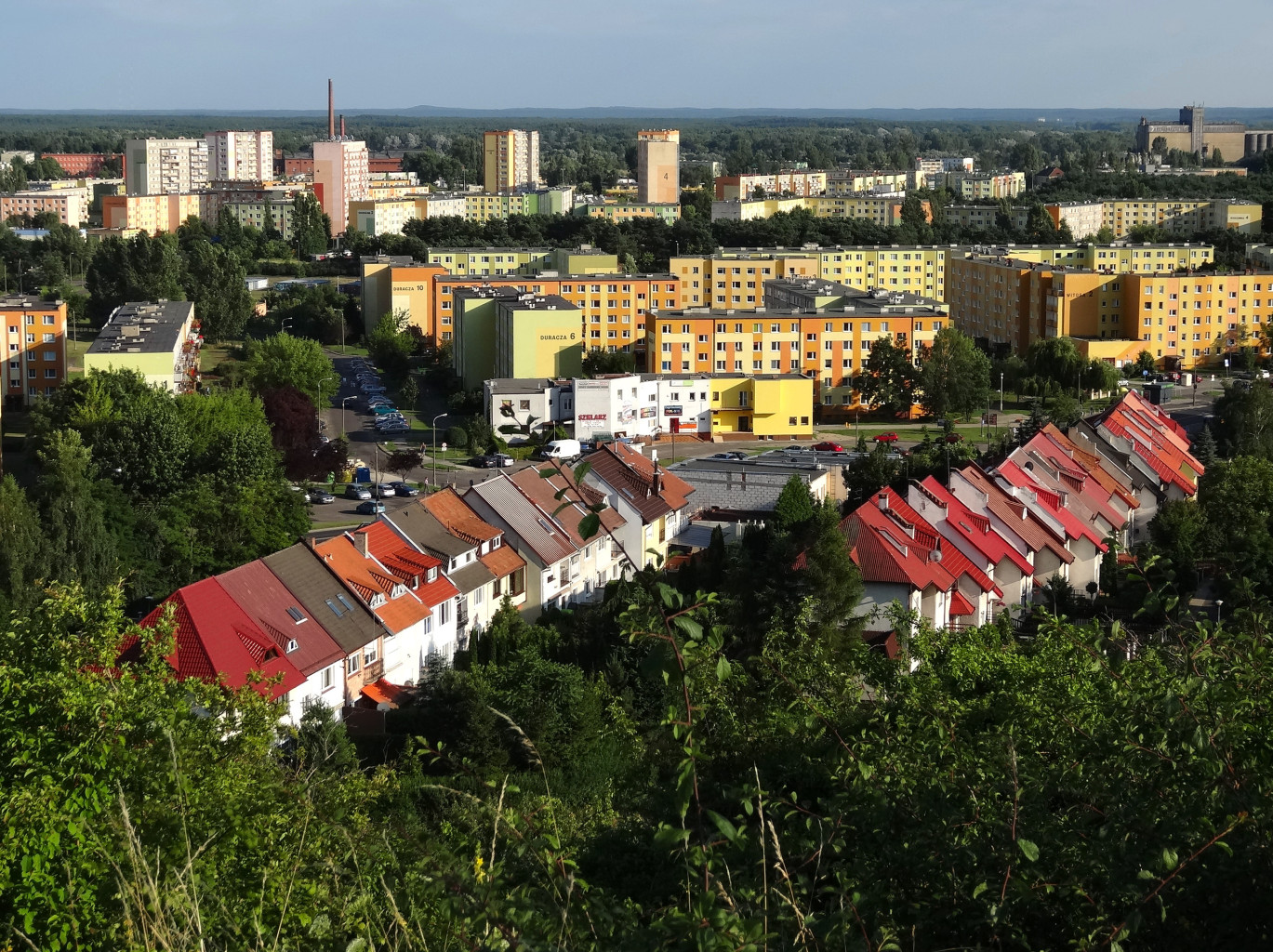
Osiedle Szybowników w Fordonie (1985–1988)

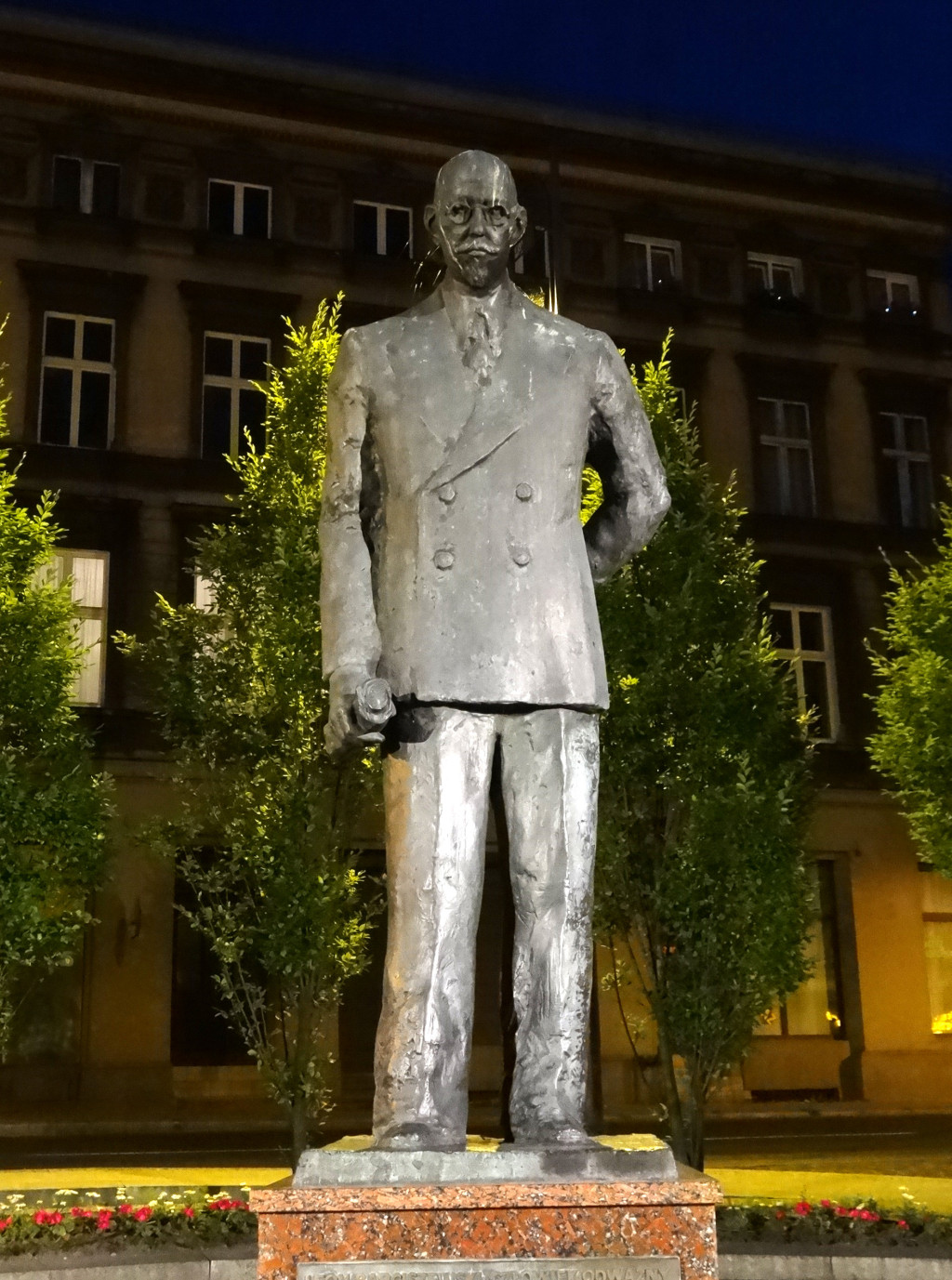
Pomnik Leona Barciszewskiego (1989)

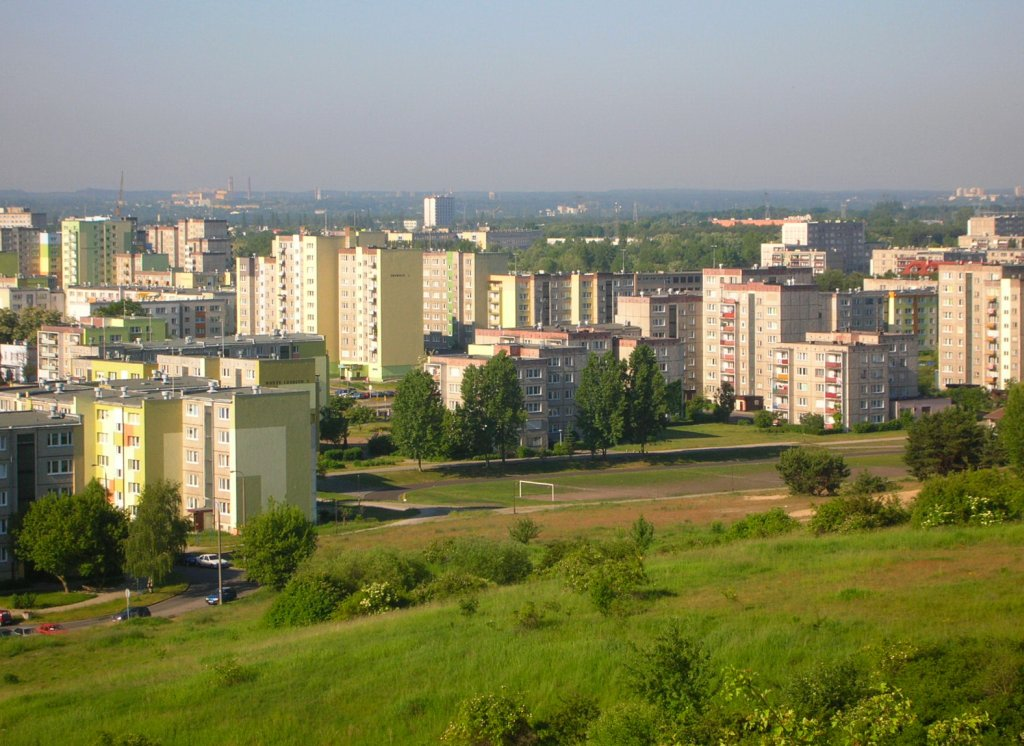
Osiedla Nowego Fordonu budowane w latach 80. XX w.

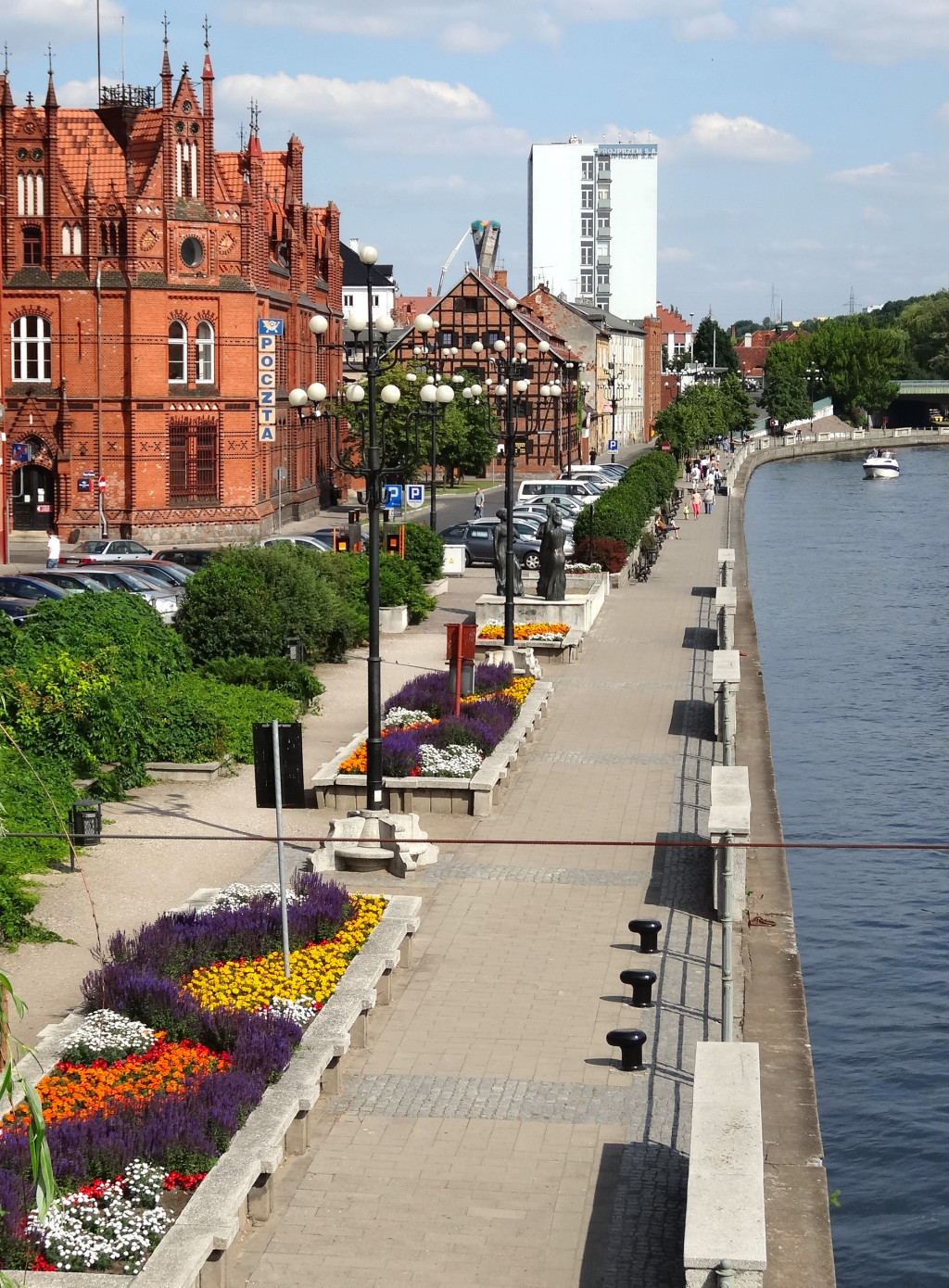
Bulwar nad Brdą (1989)

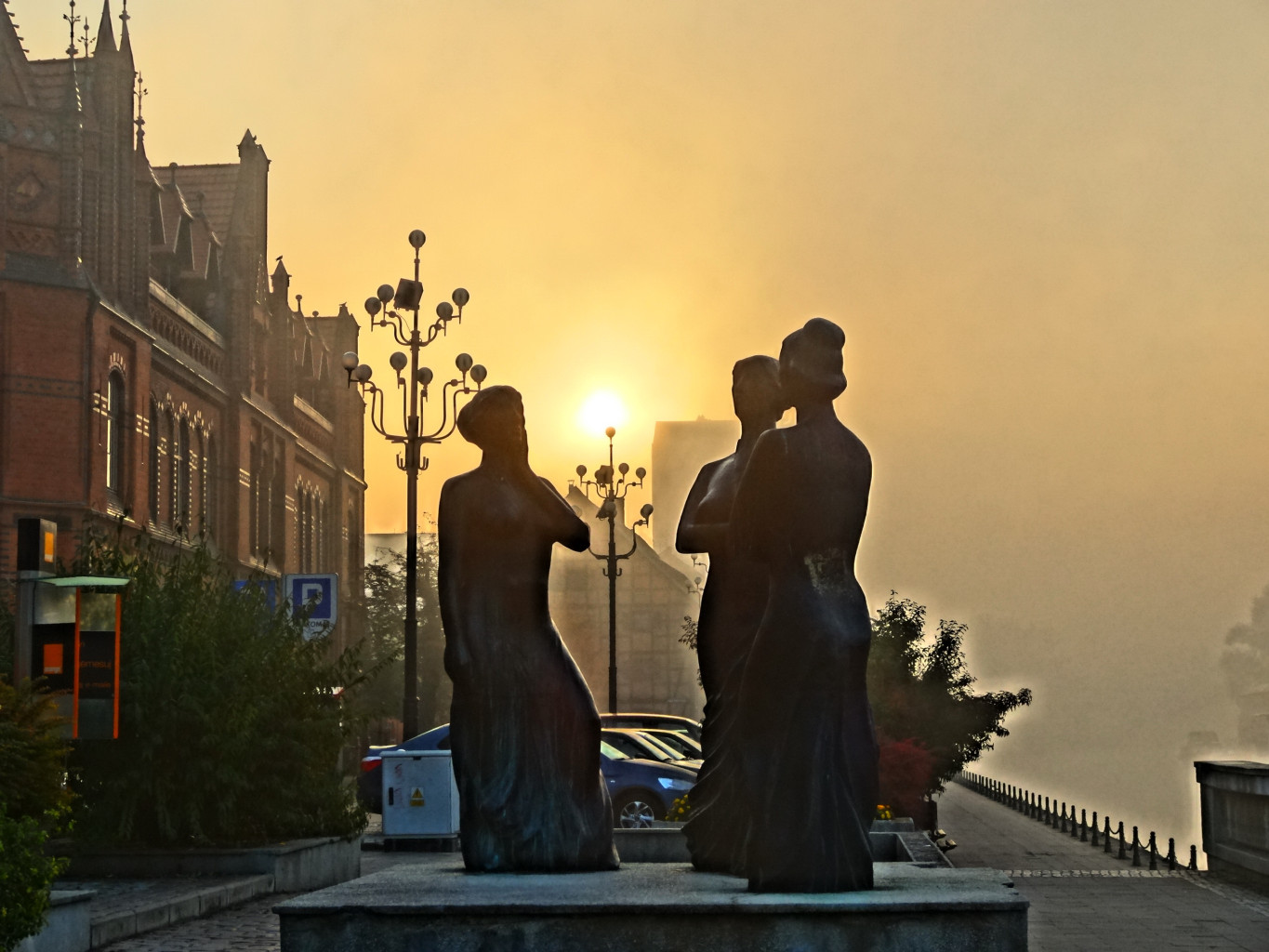
Trzy Gracje (1989)

  - 28 lutego w Zespole Szkół Handlowych gości kosmonauta Mirosław Hermaszewski, witany owacyjnie przez młodzież[273]
  - 19 marca Wojewódzkie Przedsiębiorstwo Komunikacyjne otrzymuje 42 nowe wozy tramwajowe typu Konstal[273]
  - 30 maja uroczyste otwarcie Szpitala XXX-lecia PRL[25]
  - 12 czerwca pożar wieży kościoła św. Mikołaja w Fordonie (odbudowa barokowego hełmu wieży w 1982)[29]
  - odsłonięcie Pomnika Lotników Ziemi Bydgoskiej na osiedlu Błonie
  - przebudowa toru regatowego w Brdyujściu, m.in. wieży sędziowskiej, trybuny krytej i wioski zawodniczej[130]
  -  Letnie Igrzyska Olimpijskie 1980 w Moskwie – bydgoski wioślarz Ryszard Kubiak zdobywa brązowy medal
  - pierwszy Ogólnopolski Konkurs Chórów a Cappella Dzieci i Młodzieży, największa impreza tego typu w Europie, gromadząca blisko 2000 śpiewaków[45]
  - 18 sierpnia strajk w Telkom-Telfa, zakończony po interwencji prezydenta miasta Wincentego Domisza[274]
  - 20–21 sierpnia strajki w zakładach: Polon-Alfa i Modus; pracownicy domagają się poprawy zaopatrzenia rynku oraz usamodzielnienia związków zawodowych[274]
  - 25 sierpnia prewencyjne aresztowanie Jana Rulewskiego – przewodniczącego Związku Zawodowego Metalowców w Zakładach Rowerowych Romet[274]
  - 28–30 sierpnia strajki okupacyjne kilkunastu przedsiębiorstw bydgoskich: Wojewódzkiego Przedsiębiorstwa Komunikacyjnego, Rometu, Famoru, Eltry, Sklejek, BKB „Wschód”, Bydgoskiej Fabryki Kabli, MPO i innych[275]; nie przerywają pracy m.in. Makrum, Zachem i ZNTK[273]
  - 31 sierpnia spotkanie prezydenta miasta Wincentego Domisza z przedstawicielami Międzyzakładowego Komitetu Strajkowego, który jest reprezentantem 40 zakładów pracy[275]; na wieść o podpisaniu Porozumień Sierpniowych wszystkie zakłady rozpoczynają pracę[274]
  - 3 września na czele Międzyzakładowego Komitetu Założycielskiego Niezależnych Samorządnych Związków Zawodowych staje Jan Rulewski, a zastępcą z końcem września jest Antoni Tokarczuk[275]
  - 9 września pierwsza po wielu latach msza św. na Starym Rynku, którą celebruje biskup Jan Michalski w intencji ofiar II wojny światowej; 1 grudnia erygowanie nowej parafii Matki Bożej Ostrobramskiej na Bartodziejach[29]
  - 10 września powstają komitety założycielskie Niezależnych Samorządnych Związków Zawodowych „Solidarność”[275]; w zebraniach MKZ uczestniczy Stanisław Wałęsa, brat Lecha, mechanik zatrudniony w Zremb-Makrum w Bydgoszczy; w połowie września Międzyzakładowy Komitet Założycielski NSZZ „Solidarność” skupia 135 zakładów w Bydgoszczy[276]
  - 23 września decyzją wojewody bydgoskiego Teatr Muzyczny otrzymuje nazwę Państwowa Opera w Bydgoszczy[273]; trwa budowa siedziby opery w zakolu Brdy
  - 27 września odbywa się spotkanie założycielskie Niezależnego Zrzeszenia Studentów Polskich w Wyższej Szkole Pedagogicznej, 16 października NZS powstaje na Akademii Techniczno-Rolniczej, 20 października w Państwowej Wyższej Szkole Muzycznej, a 30 października w bydgoskiej filii Akademii Medycznej w Gdańsku; bastionami NZS w ATR są Instytuty: Technologii i Eksploatacji Maszyn oraz Rolnictwa[277]
  - 3 października godzinny strajk ostrzegawczy w kilkudziesięciu zakładach bydgoskich oraz oflagowanie szpitali i uczelni w celu wymuszenia na rządzie realizacji porozumień sierpniowych[274]
  - 5 października Służba Bezpieczeństwa wprowadza swego informatora w otoczenie przywódców bydgoskiego MKZ, który do końca 1981 roku przekazuje służbom PRL cenne informacje, korzystając z bliskich relacji m.in. z Janem Rulewskim i Wałęsą (kolejni informatorzy zwerbowani są wiosną 1981)[274]
  - 7 października w hali Astorii odbywa się spotkanie komitetów założycielskich NSZZ „Solidarność” z województwa bydgoskiego, z udziałem delegatów z Torunia i Włocławka oraz Lecha Wałęsy[e][275]
  - 7 listopada strajk ostrzegawczy przedsiębiorstw bydgoskich w imię solidarności dla protestujących pracowników służby zdrowia i oświaty[274]
  - 12 listopada pierwsze zebranie rolników indywidualnych z regionu bydgoskiego w celu powołania NSZZ „Solidarność Chłopska”[278]
  - rozpoczęcie budowy osiedla Szwederowo Północ; wznoszone są wieżowce przy ul. Nowodworskiej
  - trwa budowa w czynie społecznym Leśnego Parku Kultury i Wypoczynku w Myślęcinku; otwarcie lunaparku (20 ha)[279], kompleksu boisk trawiastych i kortów tenisowych[280]
  - w Bydgoszczy na 4 uczelniach studiuje 11 tys. studentów, w tym ponad połowa na ATR[281]; liczba absolwentów uczelni bydgoskich (2289) jest wyższa, niż absolwentów UMK w Toruniu (1803)[141]
  - przemysł podlegający planowaniu centralnemu wytwarza 97% wartości produkcji przemysłu w Bydgoszczy (od 1955 jego udział rośnie z 86% do 97%)[6]; natomiast eksport z bydgoskich zakładów wynosi 13% całości produkcji; największymi producentami są zakłady: Zachem, Eltra, Telkom-Telfa, Modus, Kobra[6]; do Bydgoszczy dojeżdża do pracy 24 tys. osób, co stanowi 14% zatrudnionych[6]; w przemyśle elektromaszynowym zatrudnionych jest 50% (35 tys.) osób, w branży chemicznej 16% (11 tys., w tym ok. 6 tys. w Zachemie), spożywczej – 8%, włókienniczej – 7%, drzewnej – 5%[102]
  - Bydgoszcz posiada 550 km ulic, z czego 52% ma nawierzchnię ulepszoną[6]; miasto dysponuje 8 hotelami z 960 miejscami[6]
- 1981
  - 1 stycznia prymas kard. Stefan Wyszyński eryguje nową parafię NMP Matki Kościoła na Górzyskowie[29]
  - 14 stycznia powstaje Społeczny Komitet Budowy Pomnika Leona Barciszewskiego[282]
  - 15 stycznia krajowa konferencja „Solidarności Chłopskiej” z udziałem Jana Rulewskiego i delegatów rolniczych z całego kraju[278]
  - 22 stycznia zakłady bydgoskie uczestniczą w strajku ostrzegawczym, który ma wywrzeć nacisk na rząd w negocjacjach prowadzonych przez NSZZ „Solidarność” w sprawie wolnych sobót[274]
  - 29 stycznia zjazd w Bydgoszczy Krajowej Rady Porozumiewawczej NSZZ „Solidarność Chłopska” z udziałem delegacji z 19 województw, przedstawicieli „Solidarności Wiejskiej” z Poznania i Kalisza oraz Związku Zawodowego Rolników Indywidualnych „Solidarność”[274]
  - 8 lutego ogólnopolski zlot rolników indywidualnych z udziałem biskupa Jana Michalskiego i Jana Rulewskiego, po mszy św. w kościele św. Wincentego a Paulo przemarsz 5 tys. rolników na Stary Rynek[274]
  - 13 lutego w Bydgoszczy odbywa się zjazd Tymczasowego Komitetu Porozumiewawczego Związku Zawodowego Rolników, który podejmuje uchwałę o utworzeniu jednego, ogólnopolskiego Niezależnego Samorządnego Związku Zawodowego Rolników Indywidualnych „Solidarność”; siedziba związku mieści się w Bydgoszczy; pomocy z ramienia NSZZ Solidarności robotniczej udzielają Jan Rulewski, Krzysztof Gotowski, oddelegowanym koordynatorem do spraw rolników jest Mariusz Łabentowicz[274]
  - 8 marca odbywa się Wojewódzki Zjazd Kółek Rolniczych, konkurencyjny do odbytego 23 lutego zjazdu Kółek i Organizacji Rolniczych kontrolowanych przez władze, rodzi się ostry konflikt między oboma organizacjami, z których każde uznaje się za faktycznego reprezentanta rolników[278]
  - 16 marca zajęcie przez kilkuset rolników zrzeszonych w NSZZ „Solidarność” siedziby wojewódzkiej ZSL w Bydgoszczy (Dworcowa 87), zawiązuje się Ogólnopolski Komitet Strajkowy rolników pod kierownictwem Romana Bartoszcze, który domaga się m.in. uznania przez władze NSZZ „Solidarność” Rolników Indywidualnych oraz uniezależnienia od władz partyjnych Związku Kółek i Organizacji Rolniczych; władze ściągają oddziały specjalne MO, MSW i ZOMO; operacja „Noteć” polegająca na siłowym wyprowadzeniu rolników jest wstrzymana ze względu na sprzeciw działaczy ZSL; strajkujących odwiedza m.in. biskup Jan Michalski, Anna Walentynowicz, Jan Kułaj[274]
  - 19 marca w Urzędzie Wojewódzkim odbywa się sesja Wojewódzkiej Rady Narodowej poświęcona gospodarce żywnościowej z udziałem m.in.: wicepremiera Stanisława Macha, sekretarza ZSL Jerzego Grzybczaka, specjalnego wysłannika prymasa Polski prof. Romualda Kukołowicza oraz po raz pierwszy – delegacji MK NSZZ „Solidarność”[282]; przewodniczący Edward Berger przedwcześnie kończy sesję, nie dopuszczając do głosu przedstawicieli Solidarności robotniczej i chłopskiej (co im obiecano), a po ich protestach następuje (zaplanowane w operacji „Sesja” WUSW)[274] ciężkie pobicie przez przebranych po cywilnemu funkcjonariuszy ZOMO: Jana Rulewskiego, Mariusza Łabentowicza i 68-letniego Michała Bartoszcze (obaj w stanie ciężkim, Bartoszcze w stanie krytycznym); przed gmachem kilkutysięczny tłum ludzi rozpraszają oddziały ZOMO[274]; prowokacja bydgoska ma oddźwięk ogólnopolski; ZSRR grozi wprowadzeniem do Polski wojsk Układu Warszawskiego, ćwiczących od 18 marca w manewrach „Sojuz 81”[274][283]
  - 20 marca biskup Jan Michalski odwiedza w szpitalu pobitych działaczy „Solidarności”, Lech Wałęsa przybywa do Bydgoszczy i zapowiada ogólnopolski strajk protestacyjny; strajkuje już większość bydgoskich zakładów przemysłowych[274];
  - 23–24 marca obrady w Bydgoszczy Krajowej Komisji Porozumiewawczej NSZZ „Solidarność”; podjęta jest decyzja o ogólnopolskim strajku generalnym; ujawniają się spory w kierownictwie Solidarności wynikające m.in. z gróźb wprowadzenia stanu wyjątkowego i interwencji radzieckiej[274]
  - 27 marca czterogodzinny strajk generalny w całej Polsce jako konsekwencja prowokacji bydgoskiej; strajkują wszystkie zakłady bydgoskie[274]; odbywa się też strajk okupacyjny w budynku rektoratu ATR studentów zrzeszonych w NZS[277]
  - 30 marca porozumienie warszawskie NSZZ „Solidarność” z władzami, z udziałem przedstawicieli episkopatu kończące kryzys bydgoski[274]
  - 17 kwietnia porozumienie strajkującego od miesiąca Komitetu Założycielskiego NSZZ „Solidarność” Rolników Indywidualnych z delegacją rządową; przybyły do Bydgoszczy Stanisław Ciosek godzi się na rejestrację związku (co ma miejsce 12 maja), który jest pierwszym w ustroju socjalistycznym oddolnie zorganizowanym związkiem zawodowym rolników, na podobieństwo robotniczego NSZZ „Solidarność”[274]
  - w kwietniu rozpoczęcie realizacji osiedli mieszkaniowych w Nowym Fordonie w systemie szczecińskim, na podstawie planów opracowanych w 1978 w Bydgoskim Kombinacie Budowy Domów[169]; powstają także bloki na Szwederowie i Wzgórzu Wolności oraz szkoła podstawowa nr 14 przy ul. Żmudzkiej (Bartodzieje)[271]
  - pierwsza dostawa autobusów marki „Ikarus”, które służą w bydgoskiej komunikacji miejskiej do lat 90. XX w.[187]
  - 3 maja uroczyste obchody 190 rocznicy Konstytucji 3 Maja na Starym Rynku z udziałem delegacji rolników, stoczniowców, górników, robotników oraz prezydenta Bydgoszczy Wincentego Domisza i I sekretarza KM PZPR Ignacego Iwańcza[282]
  - 24 maja na stadionie Zawiszy odbywa się mecz w piłce nożnej pierwszych reprezentacji  Polska –  Irlandia (3:0, bramki Andrzej Iwan, O’Leary (samobójcza), Roman Ogaza)[222]
  - 18 czerwca obraduje w Bydgoszczy konferencja wyborcza PZPR Pomorskiego Okręgu Wojskowego; w której uczestniczy I sekretarz KC PZPR Stanisław Kania[282]
  - w połowie czerwca Region Bydgoski NSZZ „Solidarność” zrzesza 275 tys. członków, w tym 169 tys. w Bydgoszczy oraz 746 komisji zakładowych, w tym 369 w Bydgoszczy[284]
  - 19 czerwca powołanie w Bydgoszczy ogólnopolskiego Stowarzyszenia Cukrzyków Polskich (od 1990 Polskie Stowarzyszenie Diabetyków, w 15 oddziałach zrzesza kilkaset tys. członków) diabetyk.org.pl[285]
  - 5–7 września bunt w Areszcie Śledczym w Bydgoszczy, więźniowe opanowują 4 oddziały aresztu; jako mediator przybywa biskup Jan Michalski[286]
  - 11 września oddanie do użytku Ośrodka Rehabilitacji i Szkolenia Zawodowego Niewidomych przy ul. Powstańców Wlkp.[282]
  - 25 września powołanie Komisji do Walki ze Spekulacją i Nadużyciami w Handlu, która ma kontrolować placówki handlowe i karać „spekulantów”; jest to remedium władz na permanentne niedobory na rynku, wynikające z wad gospodarki socjalistycznej[54]
  - 17 i 23 listopada–2 grudnia strajki okupacyjne studentów bydgoskich w ATR, WSP i Wyższej Szkole Muzycznej, w imię solidarności ze studentami WSI w Radomiu[277]
  - w listopadzie pierwszy Tydzień Kultury Chrześcijańskiej; założenie Klubu Inteligencji Katolickiej, Polskiego Związku Katolicko-Społecznego; zgoda władz na budowę kościołów: Zmartwychwstania Pańskiego na os. Leśnym i bł. Maksymiliana Kolbe na Osowej Górze; rozpoczęcie budowy kościołów. NMP Matki Kościoła na Górzyskowie i MB Zwycięskiej na Bartodziejach; 1 września prymas Józef Glemp eryguje nową parafię św. Jadwigi Królowej na Wzgórzu Wolności[29]; w granicach miasta funkcjonuje 21 parafii rzymskokatolickich, w tym 6 nowo powołanych[212]
  - 1 grudnia Państwowa Wyższa Szkoła Muzyczna przekształca się w Akademię Muzyczną im. Feliksa Nowowiejskiego w Bydgoszczy[91]
  - w grudniu bydgoska wojewódzka organizacja PZPR liczy 94 tys. członków, o 12 tys. mniej niż przed Sierpniem 1980; o 40% zmniejsza się liczba członków ZSMP i ZHP[287]
  - 13 grudnia wprowadzenie stanu wojennego, na ulicach pojawia się wojsko, milicja i ORMO; w ramach akcji „Jodła” funkcjonariusze SB i MO dokonują internowania 40 działaczy bydgoskiej „Solidarności” (kilkunastu się ukrywa, do końca roku zatrzymanych jest 61 opozycjonistów oraz 2 prominentów z ekipy Edwarda Gierka: byłego I sekretarza KW PZPR 1967–1980 Józefa Majchrzaka i byłego wojewodę bydgoskiego 1973–1981 Edmunda Lehmana)[288], a w ramach akcji „Klon” przeprowadzają kilkaset „rozmów operacyjnych” z działaczami niższego szczebla w celu ich zastraszenia i zwerbowania do współpracy; zawieszona jest działalność 34 organizacji społecznych, m.in. kilku klubów sportowych[287]; działacze z województwa bydgoskiego umieszczeni są w obozach internowania w: Białołęce, Mielęcinie, Potulicach i Strzebielinku, a kobiety w więzieniu w Fordonie i Gołdapi[276]; internowanych jest także 3 członków Niezależnego Zrzeszenia Studentów z ATR[277]
  - w grudniu organizacja struktur konspiracyjnych „Solidarności”, które w kolejnych latach zajmują się m.in. rozprowadzaniem prasy podziemnej[287]; przy kościele św. Wincentego à Paulo rozpoczyna działalność Prymasowski Komitet Pomocy Osobom Pozbawionym Wolności i ich Rodzinom[289]
  - oddanie do użytku w Al. Powstańców Wielkopolskich 8 gmachu Oddziału Instytutu Hodowli i Aklimatyzacji Roślin, Oddziału Weterynarii i Wojewódzkiego Zakładu Weterynarii (otrzymał tytuł Mister Budownictwa za lata 1980–1981)[238].
  - miejska organizacja PTTK liczy 7 tys. członków; działają kluby: turystów pieszych „Piętaszki”, turystów górskich, narciarski, kolarski „Turkole”, motorowy, kajakowy, motorowodny, żeglarski „Hals”; w ponad 2 tys. imprez turystycznych bierze udział 49 tys. osób[104]
  - Zakłady Rowerowe Romet są największym przedsiębiorstwem w Bydgoszczy i województwie; posiadają 8 tys. pracowników, 16 wydziałów produkcyjnych, ośrodek badawczo-rozwojowy w Bydgoszczy, zakłady pomocnicze m.in. w Poznaniu, Jastrowiu, Wałczu, Kowalewie; produkują ok. 1 mln rowerów, 150 tys. motorowerów, 20 tys. motorynek rocznie; 20–30% produkcji przeznaczanej jest na eksport[173]
  - Noteć, Kanał Bydgoski, Brda i Wisła na odcinku miejskim prowadzą wody pozaklasowe; przekroczone są normy emisji pyłów i gazów, hałasu, zanieczyszczenia ołowiem ze spalin; brak funduszy, rozwiązań technicznych i wykonawstwa ogranicza możliwości budowy oczyszczalni ścieków i urządzeń odpylających[290]
  - liczba mieszkańców Bydgoszczy osiąga 350 tys.[6]
- 1982
  - 5 stycznia rozwiązanie NZS na bydgoskich uczelniach[277]
  - 21 stycznia zamknięcie gmachu Wojewódzkiej i Miejskiej Biblioteki Publicznej przy Starym Rynku z uwagi na zagrożenie katastrofą budowlaną[291]
  - 17 lutego nowym prezydentem Bydgoszczy zostaje Andrzej Barkowski[291]
  - 20 lutego zwierzchnik diecezji łódzko-poznańskiej Kościoła Prawosławnego dokonuje konsekracji nowej cerkwi przy ul. Trybunalskiej, zaadaptowanej z dawnego spichrza[46]
  - 17 kwietnia oddanie do użytku mostów Solidarności – części północnej (prefabrykaty zespolone)[116]
  - 3 maja nielegalna demonstracja podziemnych struktur „Solidarności”; przed pomnikiem na Starym Rynku rozłożona jest flaga z napisem „Solidarność”, a następnie formuje się pochód z udziałem ok. 1 tys. osób do kościoła św. Wincentego à Paulo, gdzie odbywa się msza św.[287]
  - 1 września otwarcie Zespołu Szkół Medycznych, które mieści: Liceum Medyczne Pielęgniarstwa, Liceum Opiekunek Dziecięcych, Medyczne Studium Zawodowe z Wydziałami: Pielęgniarstwa, Fizjoterapii, Elektroradiologii, Techniki Farmaceutycznej i Analityki Medycznej[25]
  - 8 września powstaje Prymasowski Instytut Kultury Chrześcijańskiej w Gnieźnie i Bydgoszczy (po 1998 sekcja Wydziału Teologicznego UAM w Poznaniu)[292], a 8 grudnia pierwszy pozawarszawski Dom Archikonfraterni Literackiej w Bydgoszczy, skupiający inteligencję katolicką[29]
  - we wrześniu internowanie 10 opozycjonistów z Bydgoszczy związanych ze zdelegalizowaną „Solidarnością”, którzy nie zostali aresztowani w grudniu 1981[288]
  - we wrześniu liczba członków bydgoskiej wojewódzkiej organizacji PZPR zmniejsza się do 85 tys. osób, o 8 tys. mniej niż przed grudniem 1981, skreślanie z listy członków PZPR dotyczy głównie osób z Bydgoszczy[287]
  - 16 listopada zasiedlenie pierwszego budynku wielorodzinnego na osiedlu Bohaterów w dzielnicy Nowy Fordon[169]
  - 16 listopada dekret prymasa Polski kard. Józefa Glempa o powołaniu biskupa pomocniczego Jana Nowaka na Wikariusza Biskupiego miasta Bydgoszczy rezydującego przy farze[293]
  - poświęcenie kościoła Świętych Polskich Braci Męczenników na Wyżynach wznoszonego od 1978[294]
  - 13 grudnia zapoczątkowanie tradycji Mszy św. Za Ojczyznę odprawianych 13 dnia każdego miesiąca w kościele Jezuitów[287]
  - w Bydgoszczy założone zostaje Polskie Towarzystwo Alergologiczne[75]
  - oddanie do użytku budynku Instytutu Nauczania Początkowego i Wychowania Przedszkolnego[295].
  - oddanie do użytku nowego budynku SP nr 21 przy ul. Karpackiej (Wzgórze Wolności)[271]
  - opracowanie projektu siedlisk roślinnych Ogrodu Botanicznego w Myślęcinku przez prof. Edwarda Bartmana z SGGW w Warszawie; trwają prace przy urządzeniu stawów kaskadowych na Strudze Myślęcińskiej[56]; w dawnych zabudowaniach folwarku Myślęcinek powstaje Ośrodek Rekreacji Konnej[280]
- 1983
  - 13 stycznia otwarcie Domu Ekonomisty Polskiego Towarzystwa Ekonomicznego w odrestaurowanej kamienicy przy ul. Długiej 34[156]
  - 3 marca władze miejskie przekazują 125 ha ziemi dla 2 tys. nowych ogrodów działkowych[296]
  - 1 maja oprócz legalnego pochodu pierwszomajowego z udziałem ok. 80 tys. osób, formuje się nielegalny kilkutysięczny pochód, zorganizowany przez podziemne struktury „Solidarności”, zatrzymany przez funkcjonariuszy ZOMO[287]
  - 3 maja msza św. za Ojczyznę w kościele Jezuitów z udziałem sympatyków „Solidarności”; kilkaset osób wznosi okrzyki, kilkadziesiąt osób jest aresztowanych przez SB i MO[287]
  - w maju rozpoczęcie budowy Regionalnego Centrum Onkologii w dzielnicy Fordon[25]
  - 25–27 czerwca na stadionie Zawiszy odbywają się Mistrzostwa Polski Seniorów w Lekkoatletyce 1983[74]; natomiast na torze regatowym w Brdyujściu – Mistrzostwa Europy w Kajakarstwie[130]
  - 22 lipca zniesienie stanu wojennego; z 67 internowanych osób z Bydgoszczy jako ostatni wypuszczeni są w 1984 Antoni Tokarczuk i Jan Rulewski[287]
  - 1 sierpnia prymas Józef Glemp eryguje parafię Przemienienia Pańskiego w Opławcu, a 7 października biskup chełmiński – parafię Matki Boskiej Królowej Męczenników w Fordonie[29]
  - rozwój podziemnych struktur NSZZ „Solidarność”, powstaje podziemne radio emitujące audycje ze szpitala im. dr. Biziela, wydawana jest nielegalna prasa podziemna; powstaje Międzyzakładówka zrzeszająca kilkadziesiąt struktur „Solidarności” z województwa bydgoskiego[276]
  - wzniesienie ostatnich bloków wielkopłytowych na osiedlu Leśnym u zbiegu ulic: Małachowskiego i Kasztanowej[219]
  - oddanie do użytku 13-kondygnacyjnego biurowca Zakładów Urządzeń Okrętowych „Famor” w Śródmieściu Bydgoszczy[98]
  - oddanie do użytku „Karczmy Słupskiej” projektu Stanisława Lejkowskiego (u zbiegu Alej 1 Maja i ul. J. Krasińskiego)[297].
  - oddanie do użytku SP nr 17 przy ul. Berlinga (Nowy Fordon)[271]; w dzielnicy mieszka już 3 tys. osób[298]
  - założenie Teatru Grzymały – sceny impresaryjnej Bydgoskiego Towarzystwa Teatralnego (do 1995 160 spektakli)[299]; powstaje również alternatywny „Trzeci Teatr w Drodze”, organizator w latach 1991–2001 plenerowych „Off Prezentacji Teatralnych”[300]
  - założenie bydgoskiej nowofalowej grupy muzycznej Variété
  - Leśny Park Kultury i Wypoczynku posiada już 300 ha zagospodarowanego terenu, w tym 16 ha stawów zbudowanych w latach 1977–1983[280], lunapark, Ośrodek Rekreacji Konnej, Ogród Fauny Polskiej ZOO odwiedza 100 tys. osób rocznie[301]
- 1984
  - 1 czerwca ukończenie elektryfikacji linii kolejowej Bydgoszcz Wschód – Toruń Główny oraz Bydgoszcz Wschód – Bydgoszcz Fordon[84]
  - 3 czerwca odsłonięcie z inicjatywy ZSL fontanny oraz popiersia Wincentego Witosa w parku Ludowym według projektu Witolda Marciniaka[148]
  - 6 czerwca reorganizacja Komisji Badania Zbrodni Hitlerowskich w Bydgoszczy w jedną z 12 w kraju okręgowych Komisji Badania Zbrodni przeciwko Narodowi Polskiemu (przewodniczący prof. dr hab. Włodzimierz Jastrzębski)[31]
  - 6 lipca Stare Miasto w Bydgoszczy zostaje wpisane w całości do rejestru zabytków[302]
  - 13 lipca oddanie do użytku dwujezdniowej alei Armii Krajowej (trasy E-83) od ul. Modrzewiowej do Osielska (4,5 km)[303] wraz z wiaduktami nad magistralą węglową[219]
  - 21 lipca Sejm jednogłośnie uchwala utworzenie Akademii Medycznej w Bydgoszczy[25] na bazie filii Akademii Medycznej w Gdańsku[91]
  - w lipcu pracownicy Zarządu II WSW w Bydgoszczy wpadają na ślad kilku grup podziemnej „Solidarności”, zajmujących się m.in. rozprowadzaniem nielegalnej prasy[287]
  - w październiku pierwsze Krajowe Sympozjum Telekomunikacji w Bydgoszczy organizowane przez Akademię Techniczno-Rolniczą
  - 12 października odsłonięcie tablicy pamiątkowej upamiętniającej śmierć harcerzy Henryka Józefowicza oraz Rajmunda Pałubickiego zastrzelonych podczas manifestacji 1 maja 1945 roku[238].
  - 13 października oddanie do użytku mostu drogowego nad Brdą, łączącego Jachcice z Czyżkówkiem, zbudowanego przez saperów z Pomorskiego Okręgu Wojskowego[303]
  - erygowanie nowych parafii bydgoskich: bł. Urszuli Ledóchowskiej na Miedzyniu, Opatrzności Bożej na Kapuściskach, Świętej Rodziny na Piaskach; 19 września powstaje Duszpasterstwo Ludzi Pracy, skupiające sympatyków „Solidarności”[29]
  - 19 października ostatnia msza św. odprawiona przez duszpasterza „Solidarności” ks. Jerzego Popiełuszkę w kościele Świętych Polskich Braci Męczenników; w drodze powrotnej do Warszawy zostaje uprowadzony i zamordowany przez oficerów SB: Grzegorza Piotrowskiego, Leszka Pękalę i Waldemara Chmielewskiego[304]
  - ukończenie budowy linii tramwajowej z Wyżyn na Wzgórze Wolności (4,1 km); tory przekuwane są z prześwitu normalnego na wąski (1000 mm); rozebrane zostaje torowisko (szerokotorowe) na ul. Szubińskiej i na ul. Grunwaldzkiej[85]
  - przekształcenie więzienia w Fordonie na zakład karny dla mężczyzn[305]
  - dotychczasowy Wojewódzki Szpital Dermatologiczny im. Wojciecha Oczko w Bydgoszczy (zał. 1945) staje się Kliniką Dermatologii szpitala im. dr. A. Jurasza[191]
  - oddanie do użytku szkół podstawowych: nr 30 (Szwederowo) i nr 38[271]
  - decyzją prezesa Radiokomitetu bydgoska redakcja telewizyjna zostaje włączona w skład TVP Gdańsk; w Bydgoszczy pozostaje dwóch korespondentów terenowych (Konstanty Dombrowicz, Urszula Guźlecka)[163]
  - Bydgoski Kombinat Budowlany „Wschód” oddaje rocznie ok. 60 tys. m² mieszkań; mimo to średni czas oczekiwania na mieszkanie wynosi 18 lat[303]
- 1985
  - 1 stycznia powstaje Państwowy Szpital Kliniczny na bazie Wojewódzkiego Szpitala im. dr. J. Bizela; w rozbudowie znajduje się szpital im. dr. A. Jurasza – docelowy szpital kliniczny[25]
  - w czerwcu I Piknik Country na terenie Leśnego Parku Kultury i Wypoczynku w Myślęcinku[94]
  - 29 czerwca zakończenie realizacji osiedla Bohaterów (2054 mieszkań) w Nowym Fordonie wznoszonego od 1981[169]
  - 2–4 sierpnia na stadionie Zawiszy odbywają się Mistrzostwa Polski Seniorów w Lekkoatletyce 1985[74]; bydgoszczanin Marek Leśniewski zostaje zwycięzcą Tour de Pologne
  - 1 września uruchomienie nowego miejskiego wysypiska śmieci w wyrobisku pożwirowym w Żółwinie-Wypaleniskach[172]; zamknięte jest składowisko odpadów w wyrobisku gliny przy ul. Inwalidów (12 ha)[306]
  - 6 września nowym prezydentem Bydgoszczy zostaje Władysław Przybylski (do 1990)[6]
  - 14 września wmurowanie tablicy pamiątkowej w domu rodzinnym Mariana Rejewskiego (matematyk, który złamał niemiecką Enigmę) przy ul. Wileńskiej 6[307]
  - 4 października minister obrony narodowej gen. armii Florian Siwicki otwiera nowy 10 Wojskowy Szpital Kliniczny z Polikliniką w Bydgoszczy[25]
  - 14 października przekształcenie Muzeum Pamiątek Nauczycielskich w Muzeum Oświaty Ziemi Bydgoskiej[263]
  - 19 października odsłonięcie pierwszego w Polsce pomnika ks. Jerzego Popiełuszki przy kościele Świętych Polskich Braci Męczenników (bez zgody władz)[29]
  - 28 grudnia katastrofa śmigłowca bydgoskiego Lotniczego Pogotowia Ratunkowego pod Warszawą; ginie 2 pilotów i 4 chorych[262]
  - otwarcie wyciągu narciarskiego na Górze Myślęcińskiej[280]
  - oddanie do użytku nowego budynku szkoły podstawowej nr 32 przy ul. Bałtyckiej (Bartodzieje)[271]
  - powstaje Towarzystwo Operowe w Bydgoszczy im. Felicji Krysiewicz[308] oraz Teatr Tańca Gest, prowadzony przez Wojewódzki Ośrodek Kultury i Sztuki
  - rozpoczęcie budowy kilku kościołów, m.in. św. Jadwigi Królowej na Wzgórzu Wolności; poświęcenie kościołów, m.in. Zmartwychwstania Pańskiego i Matki Bożej Zwycięskiej na Bartodziejach; 24 marca prymas Józef Glemp eryguje parafię Zmartwychwstania Pańskiego, a 21 września biskup chełmiński parafię św. Mateusza w Fordonie[29]; początki działalności Centrum Kultury Katolickiej „Wiatrak” przy parafii Matki Boskiej Królowej Męczenników w Fordonie[309]
  - problem zanieczyszczenia środowiska naturalnego w Bydgoszczy; mieszkańcy Kapuścisk i Wyżyn w czasie awarii instalacji w Zachemie narażeni są na przekroczenia stężeń chloru, nitrobenzenu, fenolu, kwasu siarkowego w powietrzu atmosferycznym; ponad dopuszczalne normy zanieczyszczone są cieki wodne: Kanał Bydgoski, Brda i Wisła, słabo funkcjonuje segregacja odpadów[310]
- 1986
  - w lutym w Pałacu Młodzieży rozpoczyna się I Ogólnopolskie Seminarium Młodzieżowych Dyskusyjnych Klubów Filmowych[311]
  - 21 kwietnia powstaje bydgoski oddział Polskiego Towarzystwa Historii Medycyny i Farmacji[312]
  - w sierpniu do Bydgoszczy sprowadza się Szensztacki Instytut Sióstr Maryi; powstają kościoły, m.in. św. Rodziny na Piaskach, bł. Urszuli Ledóchowskiej na Miedzyniu[29]
  - 7 października na stadionie Zawiszy odbywa się mecz w piłce nożnej pierwszych reprezentacji  Polska –  Korea Południowa (2:2, bramki Ryszard Tarasiewicz, Jan Karaś)[222]
  - 17 listopada ukończenie budowy campusu Akademii Medycznej przy ul. Kolberga[216]
  - 29 grudnia odsłonięcie pomnika Nieznanego Powstańca Wielkopolskiego według projektu prof. Stanisława Horno-Popławskiego i autorstwa Aleksandra Dętkosia[313]
  - Adam Kaczmarek z Zawiszy Bydgoszczy zdobywa tytuł mistrza świata w strzelectwie[142]
  - założenie Cmentarza Komunalnego przy ul. Wiślanej[314]
  - zakończenie realizacji osiedla Bajka (1776 mieszkań) w Nowym Fordonie wznoszonego od 1983[169]
  - oddanie do użytku SP nr 29 przy ul. Gawędy (Nowy Fordon); szkoła przenosi się z budynku przy ul. Stawowej przekazanego IV LO[271]
  - oddanie do użytku drugiej zajezdnia autobusowej przy ul. Inowrocławskiej; istnieje 30 linii autobusowych, a tabor sięga 360 wozów[187]
  - prof. dr hab. Józef Kałużny z Bydgoszczy jako pierwszy w kraju wprowadza do okulistyki laser[75]
- 1987
  - 1 marca w Filharmonii Pomorskiej odbywa się trzecie w kraju (po krakowskim i wrocławskim) prawykonanie „Polskiego Requiem” Krzysztofa Pendereckiego[315]
  - 16 marca wizyta w zakładach Eltra I sekretarza KC PZPR Wojciecha Jaruzelskiego wraz z innymi członkami Biura Politycznego[315]
  - 30 marca otwarcie pierwszego w kraju Domu Pracy Twórczej „Monar” przy ul. Marcinkowskiego[315]
  - 25 maja Zjazd Naukowy Polskiego Towarzystwa Lekarskiego gości 800 lekarzy z całego kraju[315]
  - 1 lipca erygowanie nowej parafii Bożego Ciała na Szwederowie[29]
  - 18–24 lipca w Bydgoszczy odbywa się Światowy Kongres Turystyki Esperanckiej[315]
  - 18 lipca zakończenie przebudowy placu Poznańskiego wraz z ul. Kruszwicką[315]
  - od sierpnia remont kapitalny i modernizacja Wojewódzkiej i Miejskiej Biblioteki Publicznej (ukończony w 1995)[216]
  - 2 września na stadionie Zawiszy odbywa się mecz w piłce nożnej pierwszych reprezentacji  Polska –  Rumunia (3:1, bramki Marek Leśniak 2, Andrzej Rudy)[222]
  - w grudniu otwarcie osiedlowego domu kultury Heros w Nowym Fordonie[169]
  - powtarzają się katastrofy ekologiczne; 2 lutego wyciek chloru z Zachemu do atmosfery; pyły z EC-II i EC-III pokrywają południowo-wschodnią część miasta; dwutlenek siarki i detergenty odczuwane są wokół Zakładów Chemii Gospodarczej „Pollena”; wonne gazy przypływają do Bydgoszczy z Zakładów Celulozowych w Świeciu; w Brdzie powszechne są widoki śniętych ryb oraz kożuchy piany z Zakładów Papierniczych lub Pralchemu[316]
- 1988
  - 11 stycznia otwarcie pierwszej w mieście wypożyczalni kaset wideo[315]
  - 25 kwietnia strajk w Wojewódzkim Przedsiębiorstwie Komunikacyjnym[317]
  - 9 maja zamknięcie na stałe Teatru Kameralnego ze względu na zagrożenie pożarowe[317]
  -  Letnie Igrzyska Olimpijskie 1988 w Seulu – bydgoski kolarz Marek Leśniewski zdobywa srebrny medal, a Sławomir Zawada z Zawiszy Bydgoszcz brązowy medal w podnoszeniu ciężarów
  - 5–10 września Krzysztof Penderecki i Jerzy Maksymiuk są honorowymi gośćmi Filharmonii Pomorskiej podczas kolejnego kongresu Musica Antiqua Europae Orientalis[317]
  - 13 grudnia stadion fordońskiej Wisły przejmuje klub Zawisza Bydgoszcz[317]
  - w grudniu Marek Leśniewski z bydgoskiego „Rometu” zostaje zwycięzcą challange’u Polskiego Związku Kolarskiego i „Przeglądu Sportowego”[318]
  - w grudniu oddanie do użytku w stoczni im. Komuny Paryskiej w Gdyni statku morskiego m/s „Bydgoszcz”, który pływa w Polskiej Marynarce Handlowej[145]
  - założenie Miejskiego Ośrodka Kultury – koordynatora i inicjatora imprez kulturalnych odbywających się w Bydgoszczy
  - zakończenie realizacji osiedli: Szybowników (2100 mieszkań) i Przylesie (2398 mieszkań) w Nowym Fordonie wznoszonych od 1985[169]; powstaje nowa SP nr 44 przy ul. Berlinga (Nowy Fordon)[271]
  - likwidacja kina „Wisła” w Starym Fordonie, w byłej synagodze żydowskiej
  - Prymasowski Instytut Kultury Chrześcijańskiej w Bydgoszczy uzyskuje status wyższej uczelni poprzez afiliację do Papieskiego Wydziału Teologicznego w Poznaniu[29]
  - oddanie do użytku budowanego od 1980 kombinatu Prasowych Zakładów Graficznych przy al. Wojska Polskiego
  - utworzenie Oddziału Bydgoskiego Polskiego Towarzystwa Anestezjologii i Intensywnej Terapii, który należy do najprężniej działających w kraju[75]
  - reaktywacja po 38 latach Izby Przemysłowo-Handlowej w Bydgoszczy (od 2001 Izba Przemysłowo-Handlowa Województwa Kujawsko-Pomorskiego); sektor prywatny zatrudnia już 10% osób zawodowo czynnych w Bydgoszczy[319]
  - w oddziale wojewódzkim Polskiego Związku Esperantystów w Bydgoszczy jest zarejestrowana jedna trzecia wszystkich lektorów esperanta w Polsce (ok. 300) i ponad połowa pilotów wycieczek esperanckich; w Bydgoszczy wychodzi jedyny w kraju miesięcznik „Pola Esperantisto”, w 1989 powstaje hotel Esperanto (ob. hotel Pegaz); Bydgoszcz jest największym ośrodkiem turystyki esperanckiej na świecie; wyjazdy 18 tys. osób rocznie obsługuje 900 pilotów i przewodników[194]
- 1989
  - 16 stycznia założenie schroniska dla zwierząt przy ul. Grunwaldzkiej na Osowej Górze[320]
  - 31 stycznia Akademia Medyczna w Bydgoszczy uzyskuje za patrona lekarza i uczonego Ludwika Rydygiera (1850–1920)[317]; uczelnia zatrudnia 248 pracowników; na wydziałach: Lekarskim i Farmacji kształci się 739 studentów[321]
  - 6 marca po raz pierwszy od 7 lat odbywa się konferencja prasowa zwołana z inicjatywy działaczy „Solidarności”; sytuację przedstawia Antoni Tokarczuk, uczestnik obrad Okrągłego Stołu[321]
  - 29 marca pierwsze nabożeństwo zboru Kościoła Zielonoświątkowego „Betel” w kaplicy na Glinkach[46]; 5 listopada powstaje kaplica zboru Kościoła Ewangelicznych Chrześcijan przy ul. Czerwonego Krzyża[46]
  - 18 kwietnia powstaje Tymczasowy Zarząd Regionu NSZZ „Solidarność” z 65 komisjami zakładowymi i 30 tys. członków oraz Regionalny Komitet Obywatelski Lecha Wałęsy[276]
  - 21 kwietnia przekształcenie szpitala im. dr. Jurasza w Państwowy Szpital Kliniczny Akademii Medycznej w Bydgoszczy[25]
  - 4 czerwca wybory do Sejmu i Senatu w Bydgoszczy przynoszą zwycięstwo kandydatom wysuniętym przez Komitet Obywatelski „Solidarność”[321]
  - 11 listopada odsłonięcie pomnika Leona Barciszewskiego według projektu Sławoja Ostrowskiego[148]
  - 7 grudnia oddanie linii tramwajowej do Myślęcinka z wiaduktem nad linią kolejową i pętlą końcową[321]
  - 27 grudnia ukończenie elektryfikacji linii kolejowej Bydgoszcz Główna – Piła Główna (87 km)[84]
  - ukończenie budowy osiedla Przylesie Północ; rozpoczęcie budowy osiedla Niecponie w Nowym Fordonie[216]; powstają także nowe budynki na Osowej Górze, Wzgórzu Wolności i Szwederowie; kończy się budowa osiedla Wyżyny B6 przy ul. Glinki[321] wraz ze SP nr 60[271]
  - ukończenie budowy kościołów św. Rodziny na Piaskach i św. Krzyża na cmentarzu Nowofarnym[29]
  - oddanie do użytku kładki dla pieszych nad Brdą łączącej Opławiec ze Smukałą[116]
  - ukończenie budowy bulwarów nad Brdą od mostu Staromiejskiego do Bernardyńskiego, miasto rozpisuje konkurs architektoniczny na zabudowę prawego brzegu Brdy w centrum miasta; wygrywa koncepcja stylizowanych nadrzecznych spichrzy[322]; na bulwarze ustawiona jest rzeźba Trzy Gracje według projektu Jerzego Buczkowskiego[148]
  - do Brdy odprowadzane są w większości bez oczyszczenia ścieki komunalne i przemysłowe; w trakcie budowy jest oczyszczalnia ścieków na Piaskach; ścieki z Fordonu trafiają nie oczyszczone do Wisły poprzez osadnik w starorzeczu; deficyt potrzeb cieplnych miasta wynosi 30%; nie może dojść do skutku budowa elektrociepłowni EC-IV w Fordonie[323]
  - Zachem należy do 50 zakładów w Polsce najbardziej zanieczyszczających środowisko; przekroczenia dopuszczalnych norm emisji do atmosfery notowanych jest dla 16 związków chemicznych m.in. nitrobenzenu, chlorowodoru, fenolu, toluenu, freonu[324]
  - Bydgoszcz wyprzedza Katowice i staje się 8 miastem w Polsce pod względem liczby mieszkańców[6]

## Rzeczpospolita Polska

### lata 90. XX w.
- 1990

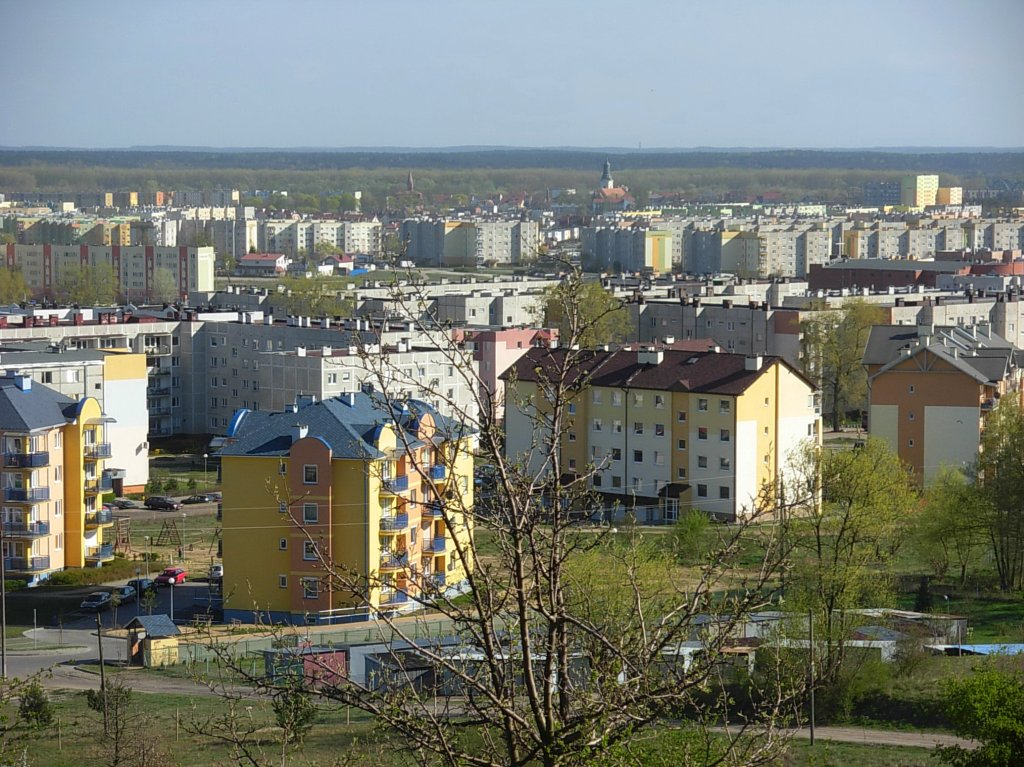
Osiedle Zofin w Nowym Fordonie (od 1990)

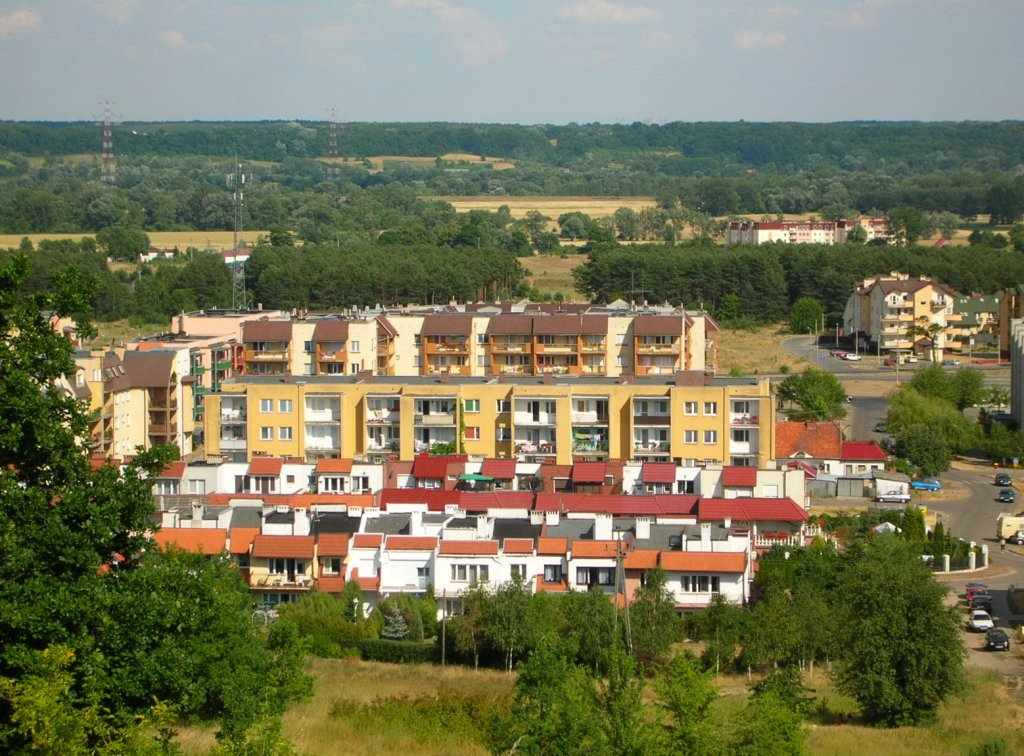
Zabudowa Nowego Fordonu z lat 90. XX w.

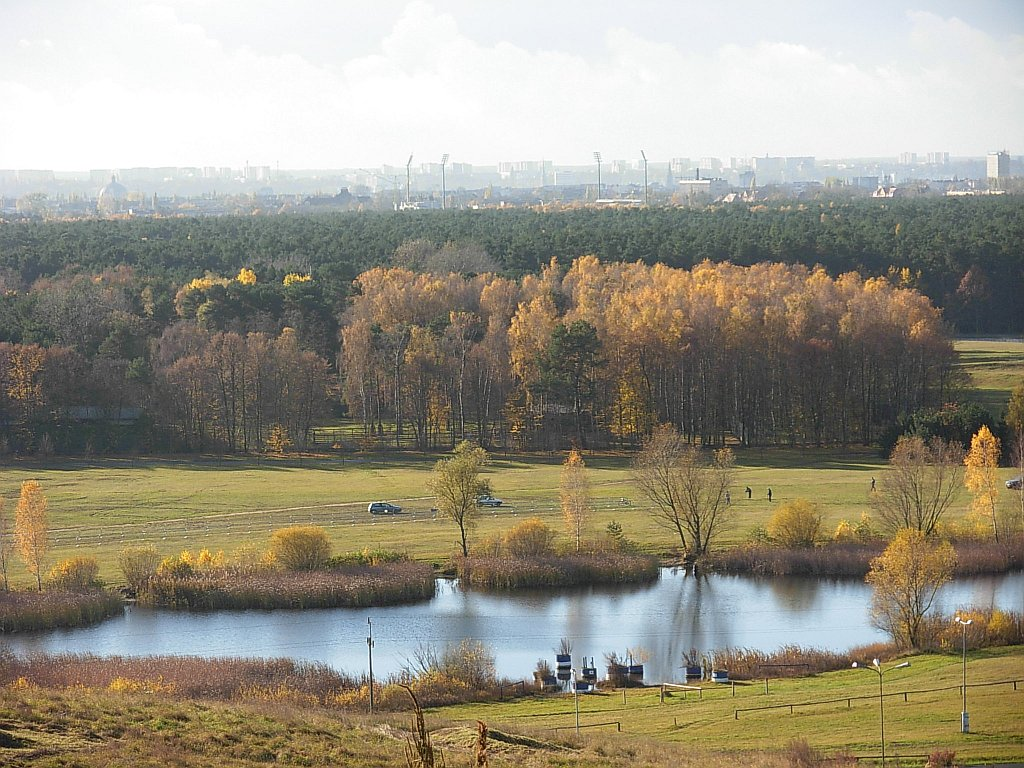
Obszar Chronionego Krajobrazu Północnego Pasa Rekreacyjnego Miasta Bydgoszczy (1991)

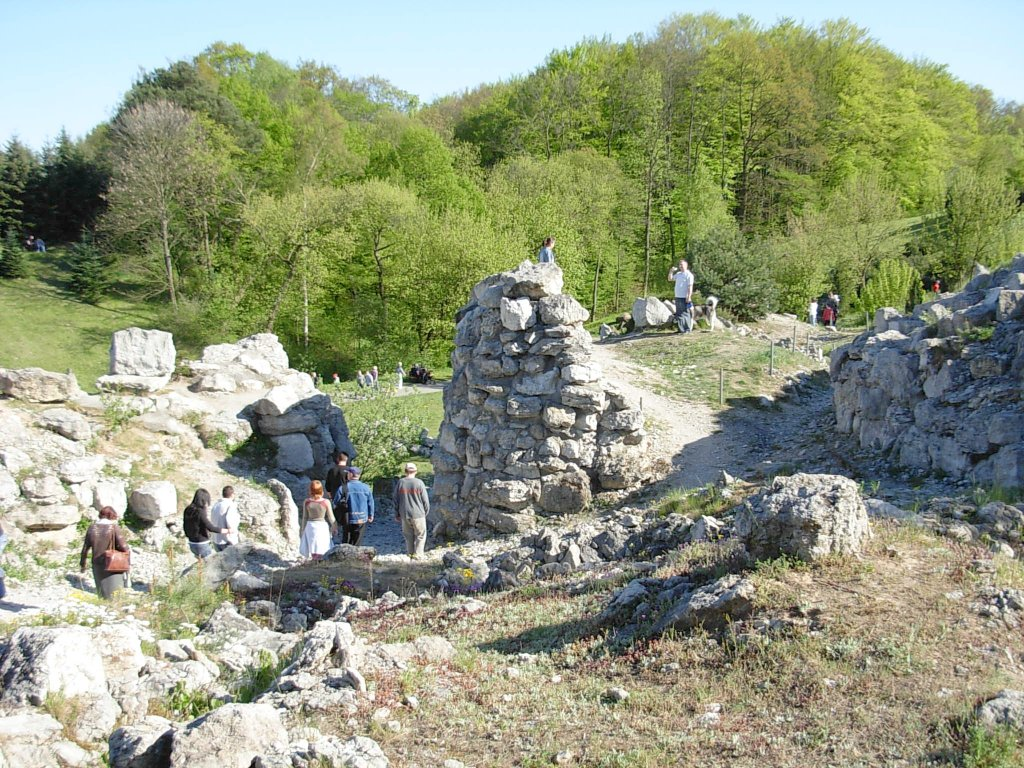
Alpinarium w Ogrodzie Botanicznym (od 1991)

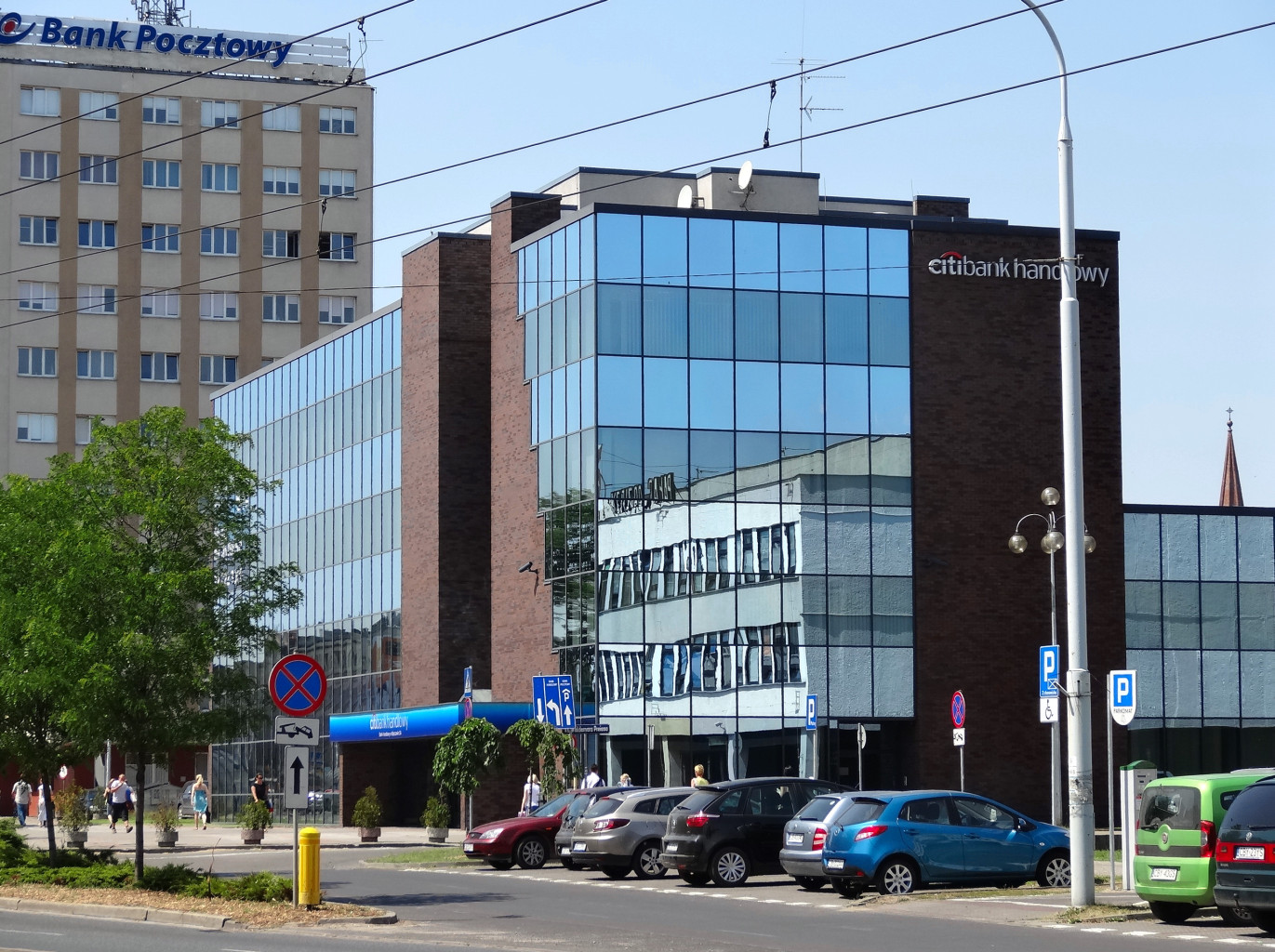
Bank Handlowy (1991)

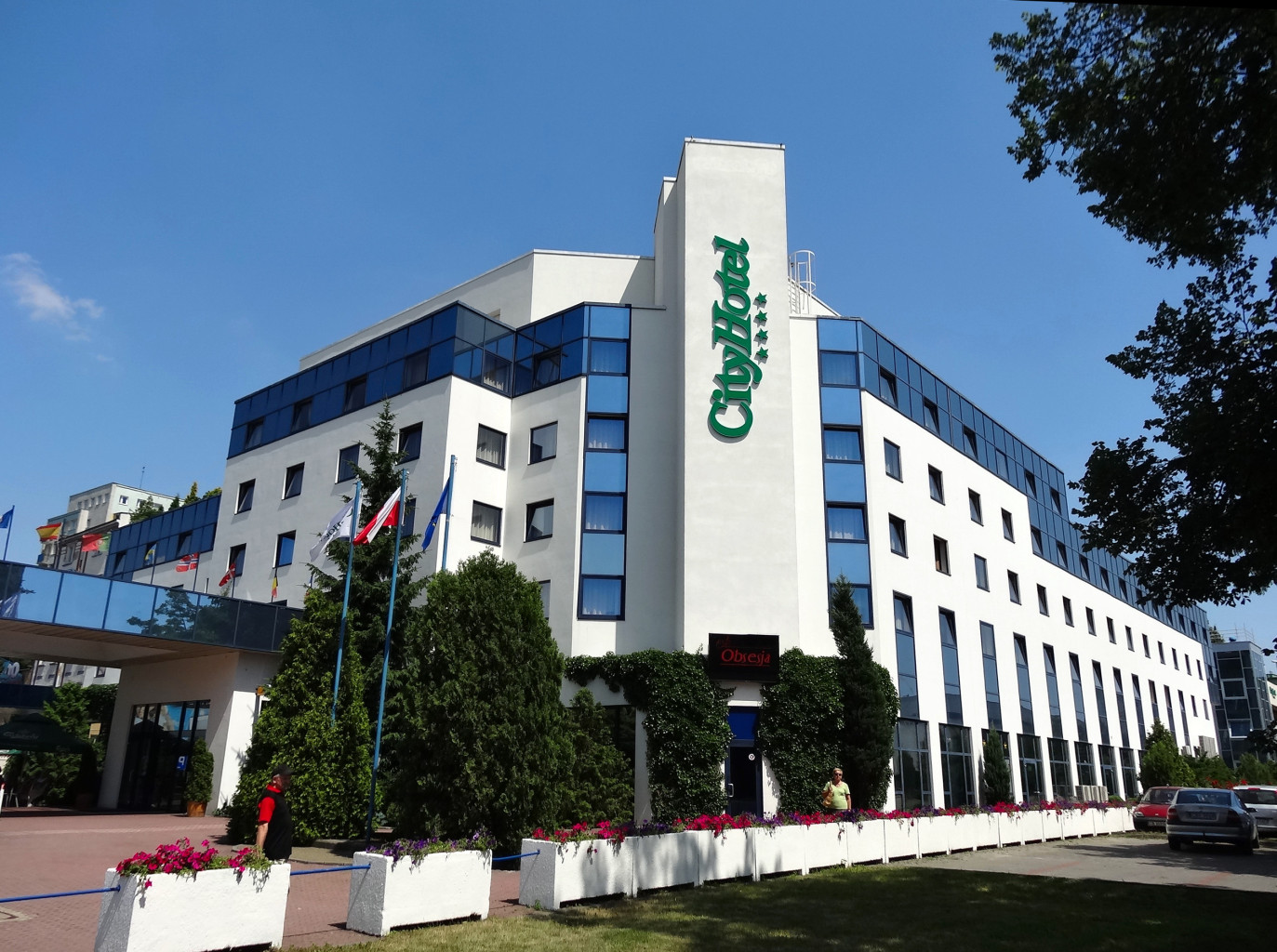
Hotel City w Bydgoszczy (1992)

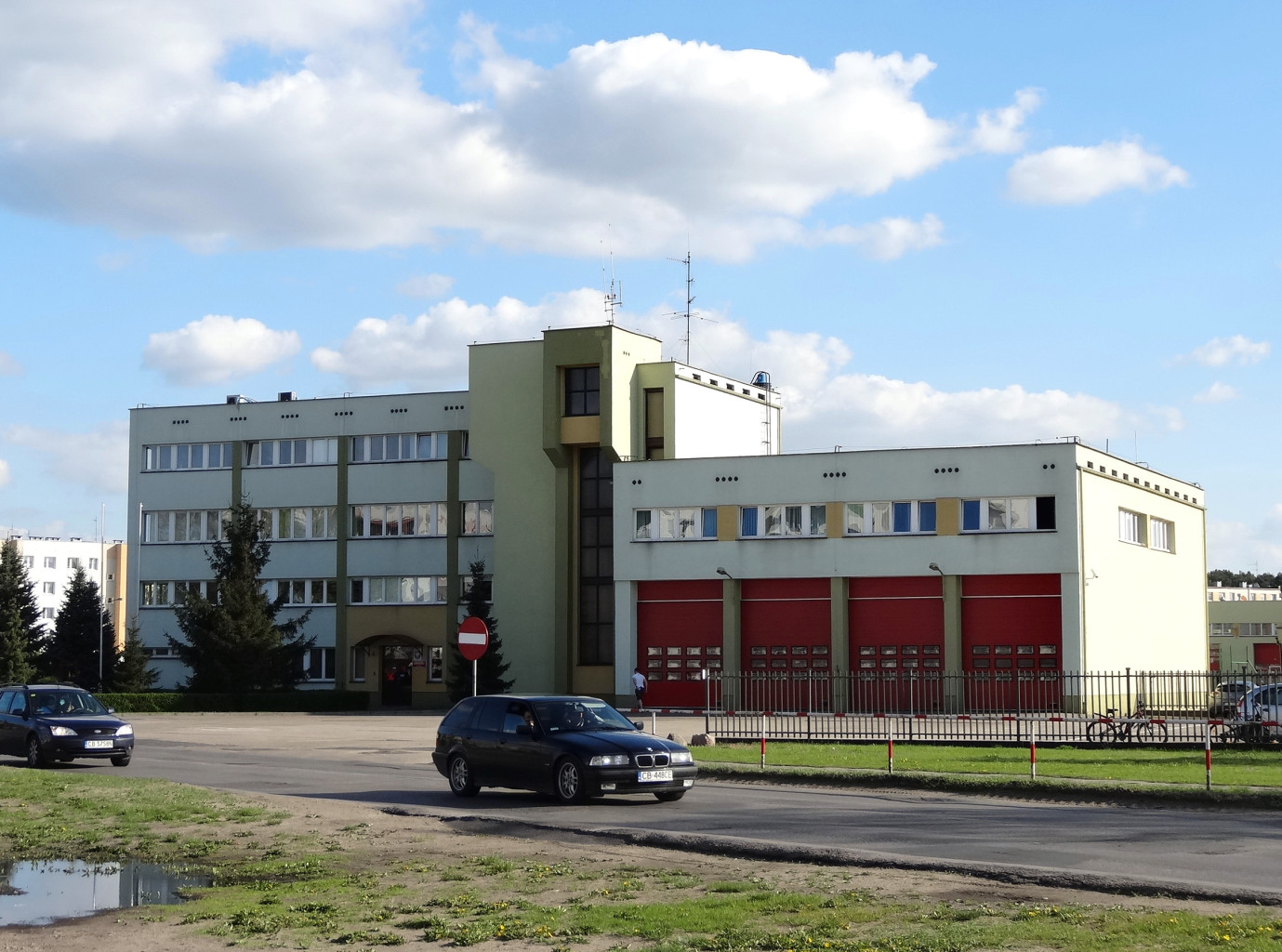
Szkoła Podoficerska Państwowej Straży Pożarnej (1992)

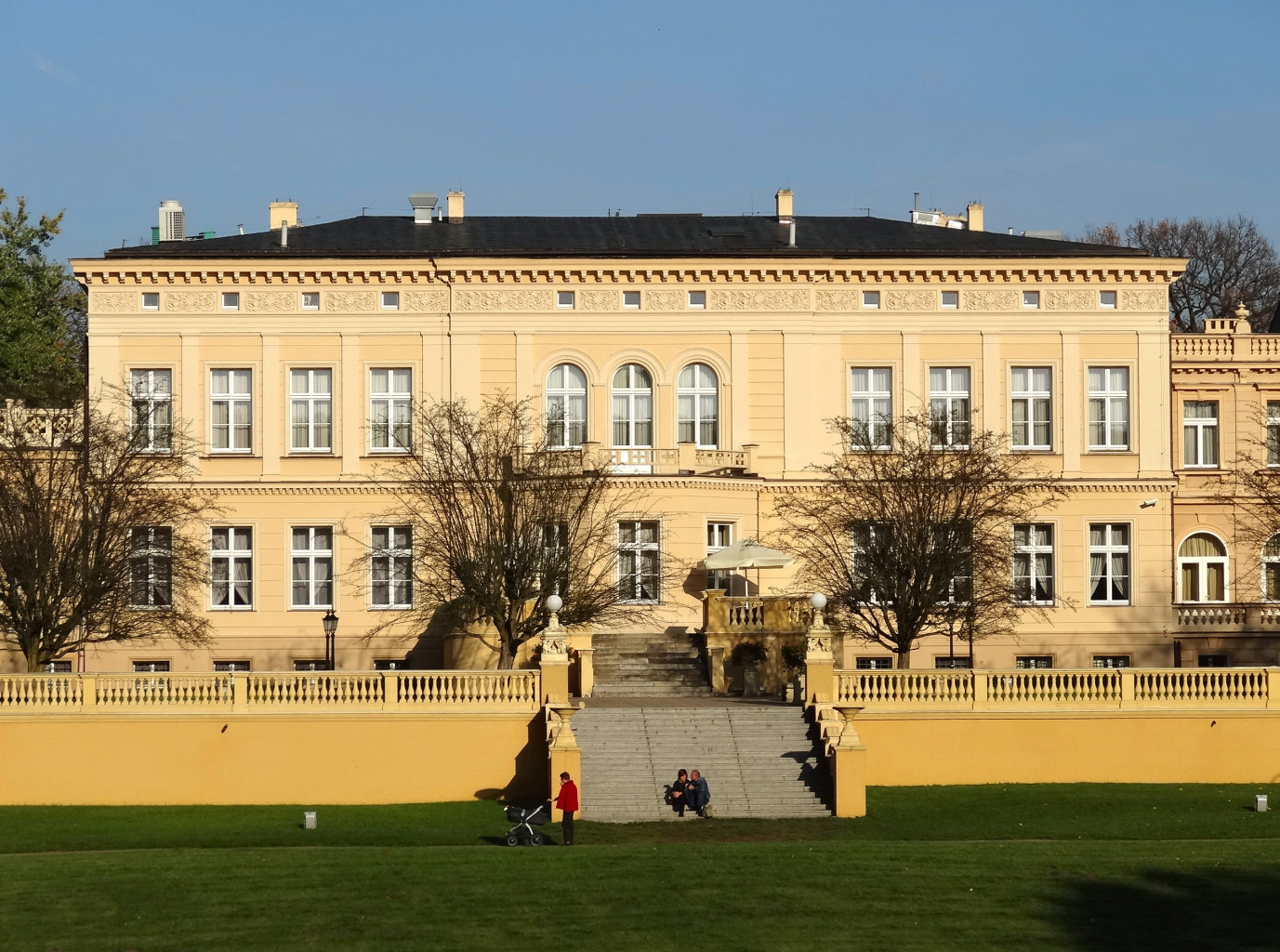
Zespół pałacowo-parkowy w Ostromecku, od 1992 własność Bydgoszczy

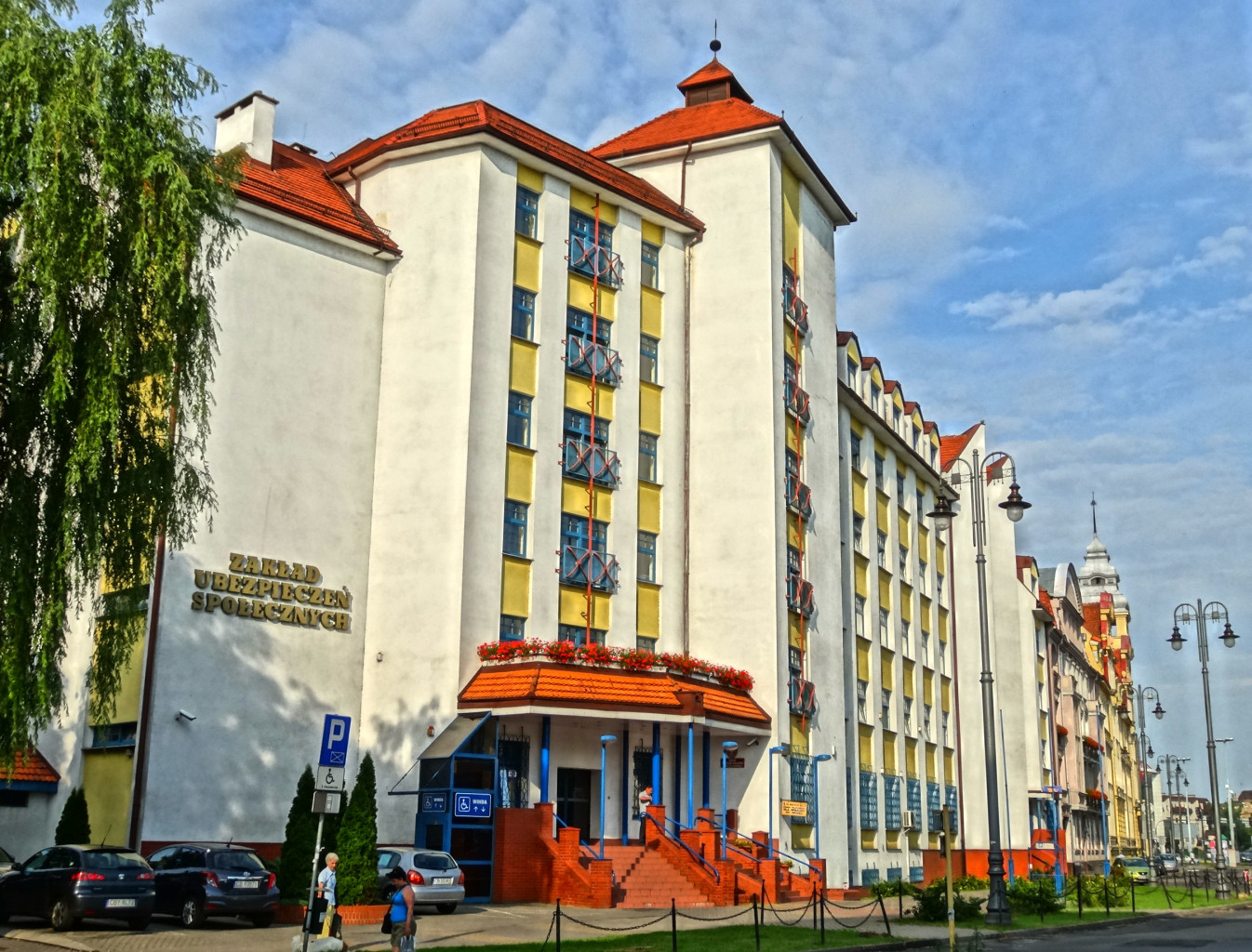
Nowa siedziba ZUS, ul. Świętej Trójcy (1993)

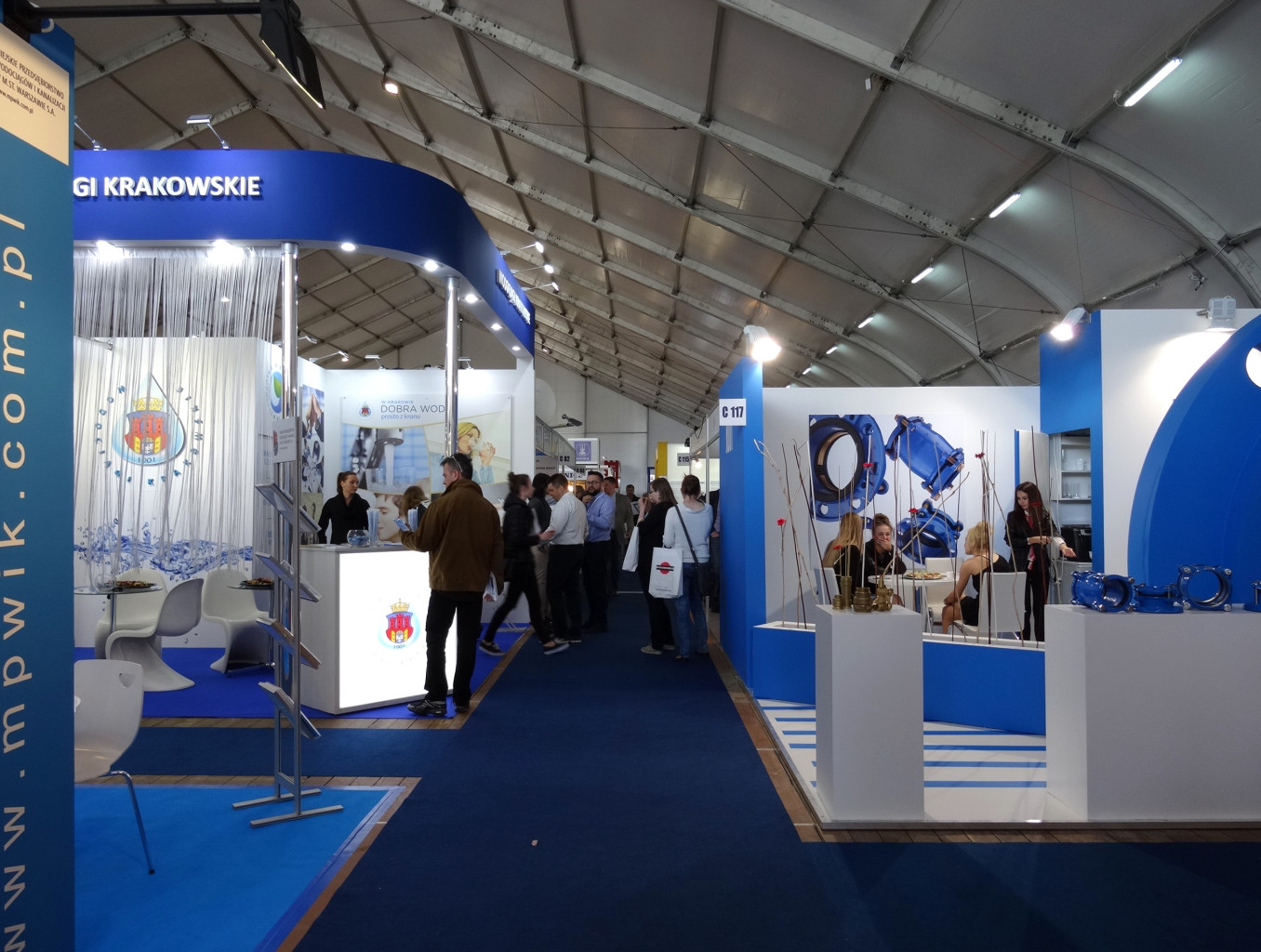
Międzynarodowe Targi Wodociągów i Kanalizacji Wod-Kan (od 1993)

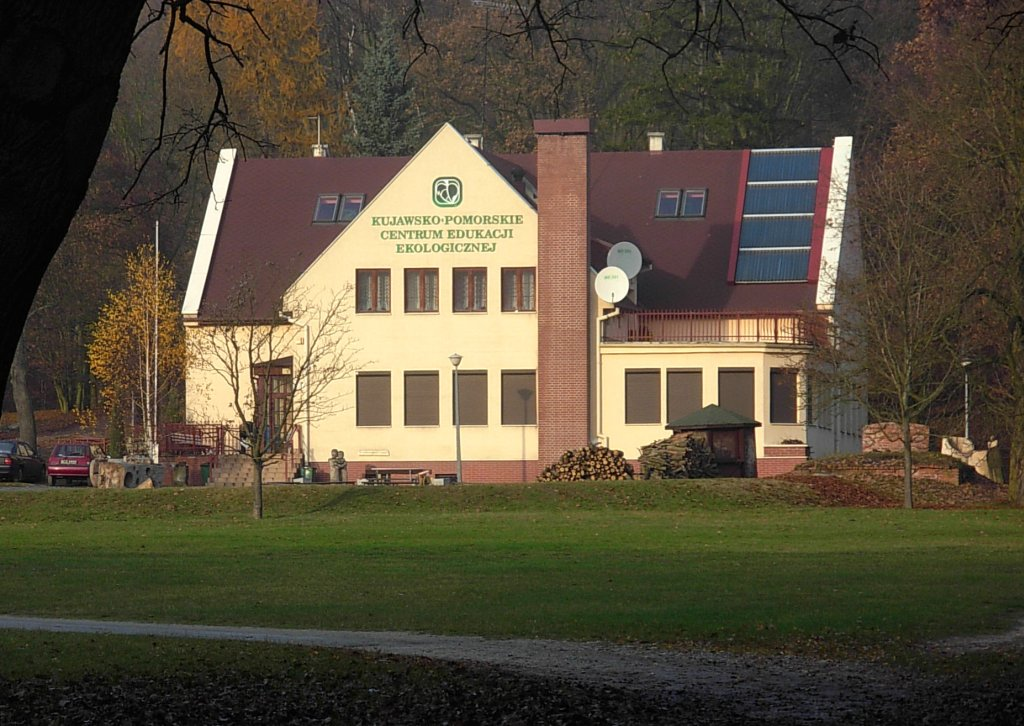
Kujawsko-Pomorskie Centrum Edukacji Ekologicznej w Myślęcinku (1994)

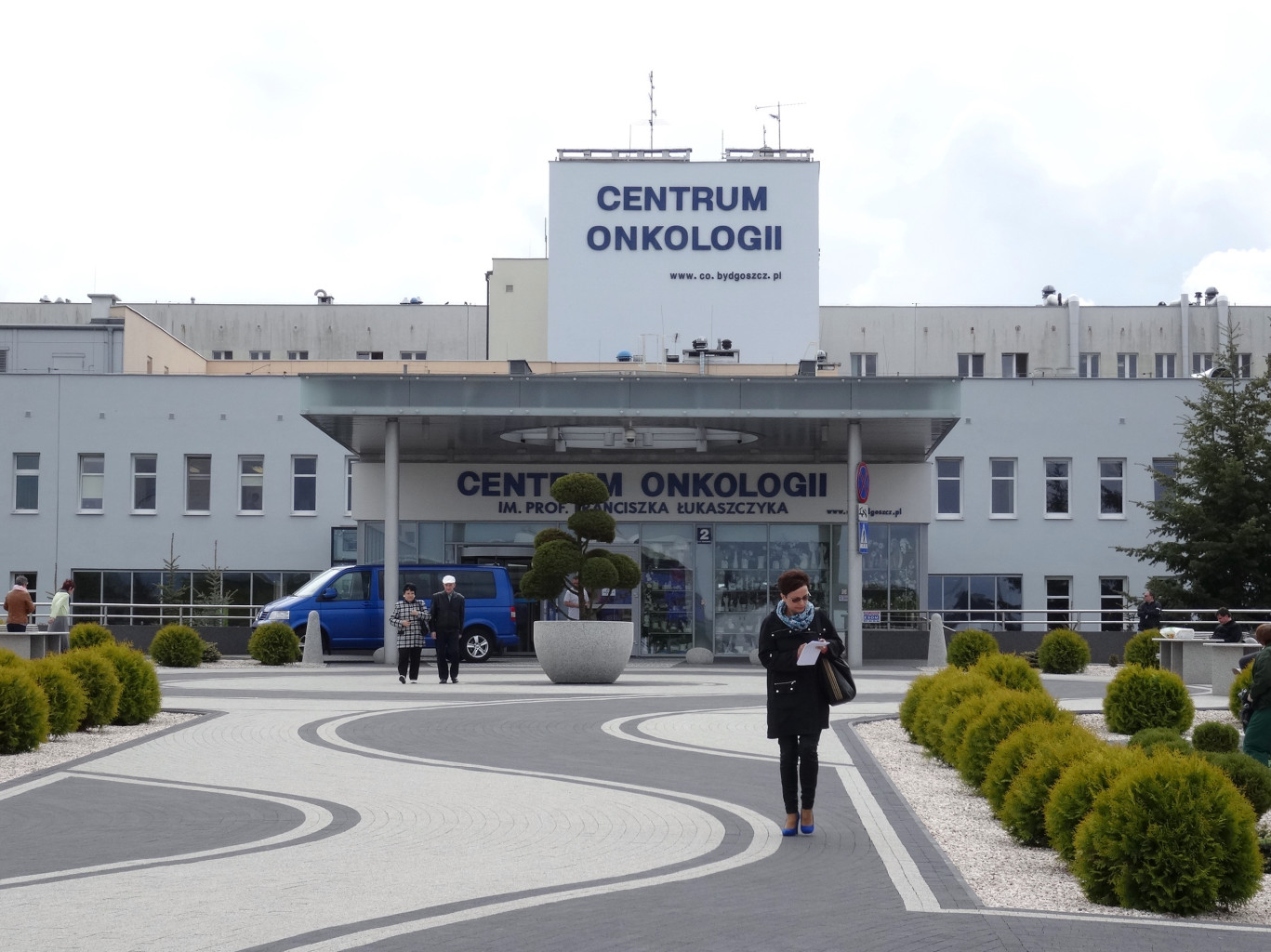
Centrum Onkologii im. prof. Franciszka Łukaszczyka w Bydgoszczy (1994)

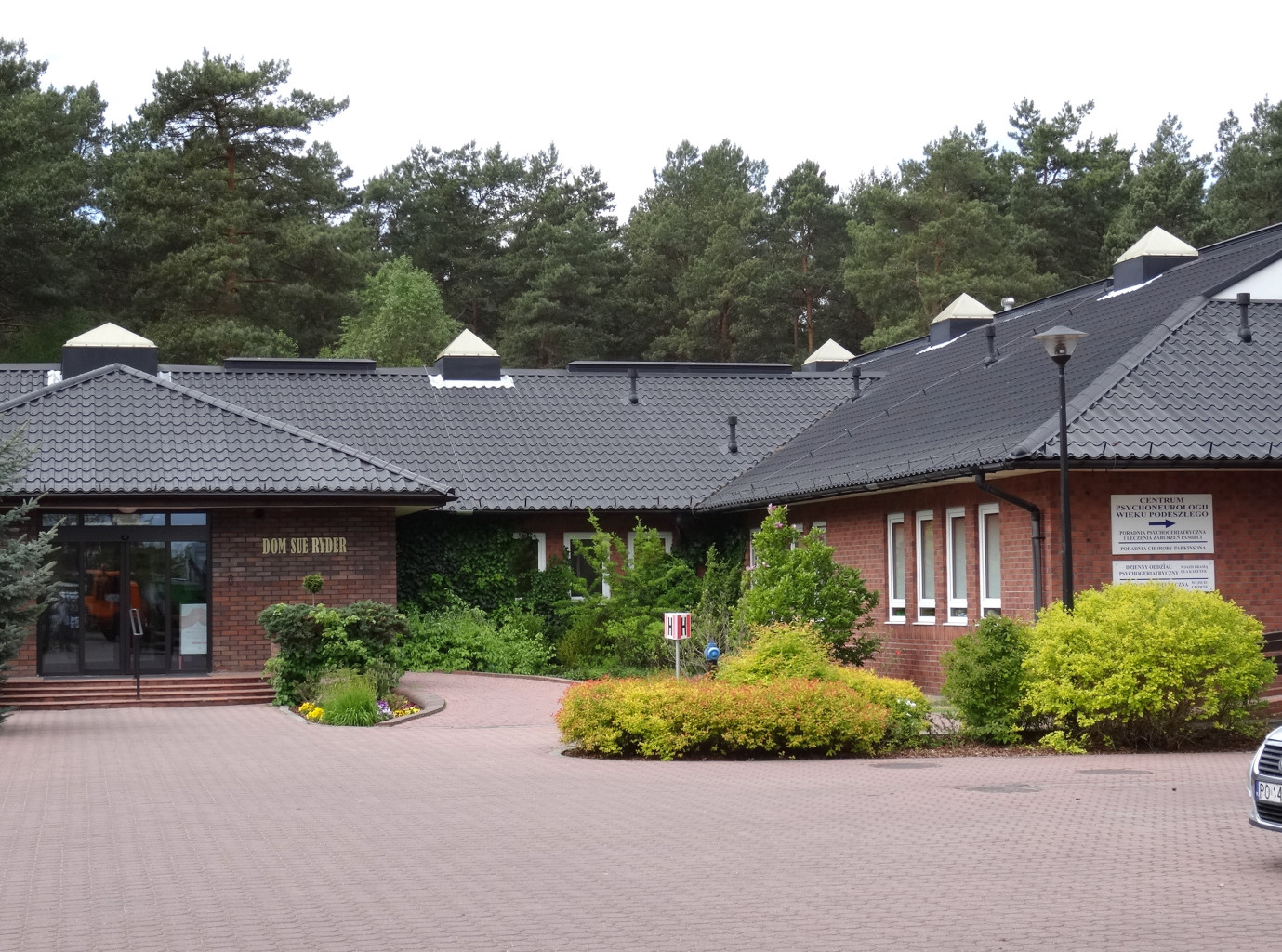
Dom Sue Ryder w Bydgoszczy (1995)

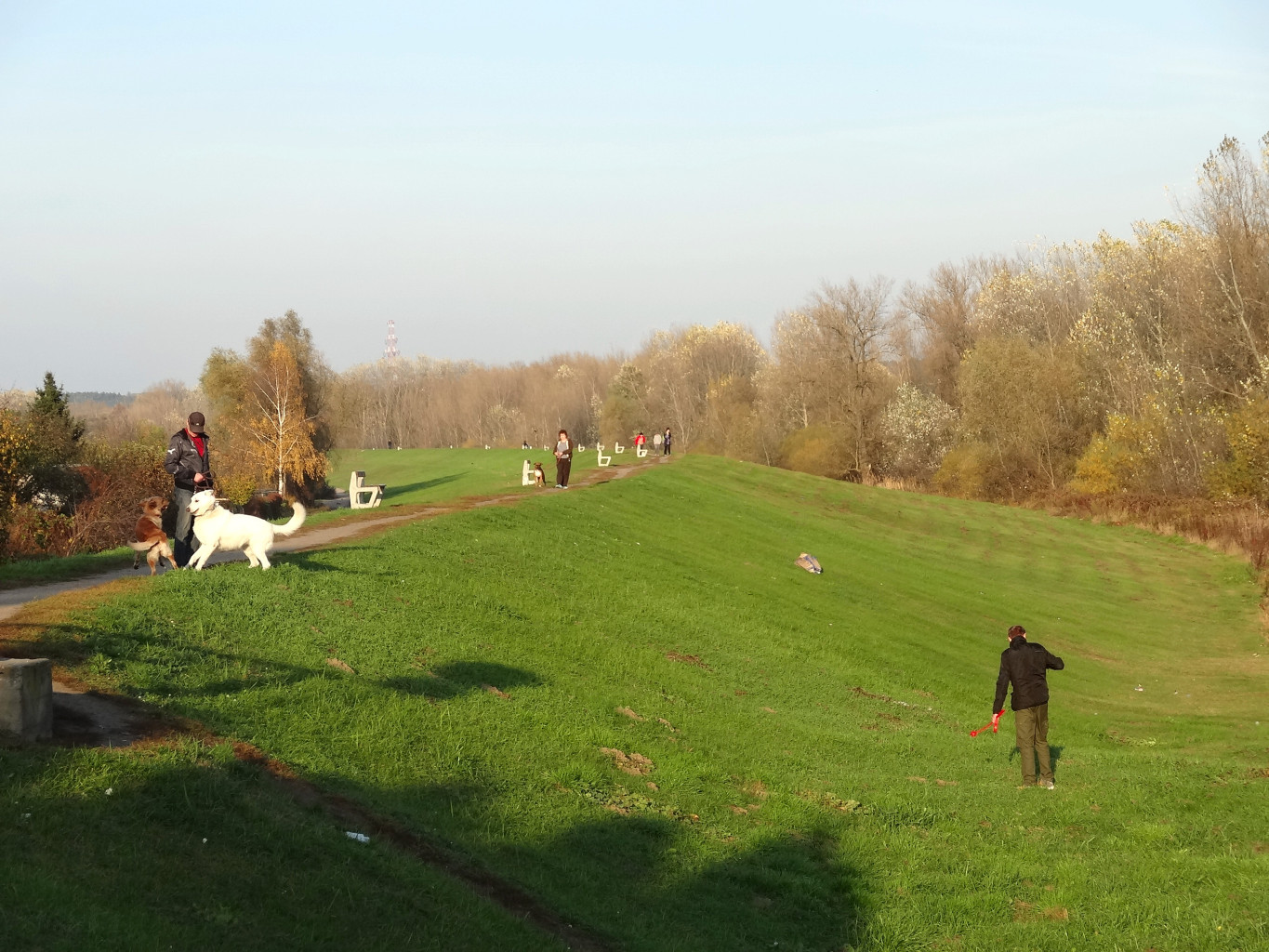
Wał przeciwpowodziowy nad Wisłą w Fordonie (1996)

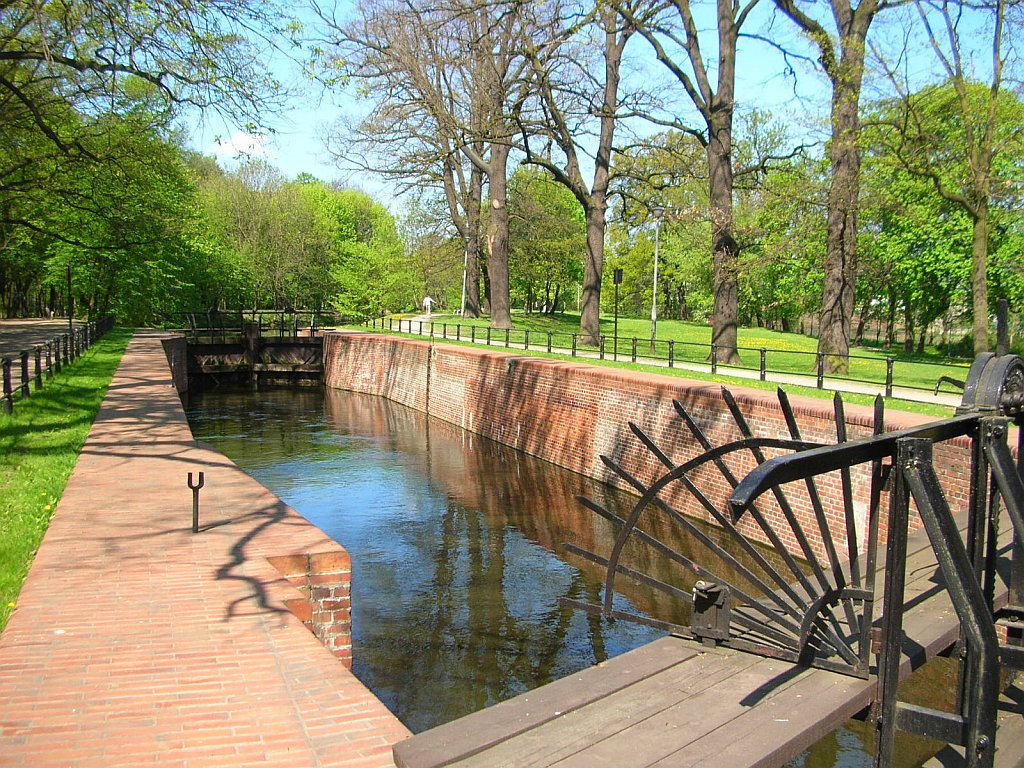
Odrestaurowane Planty nad Kanałem Bydgoskim, Śluza V Czarna Droga (1996)

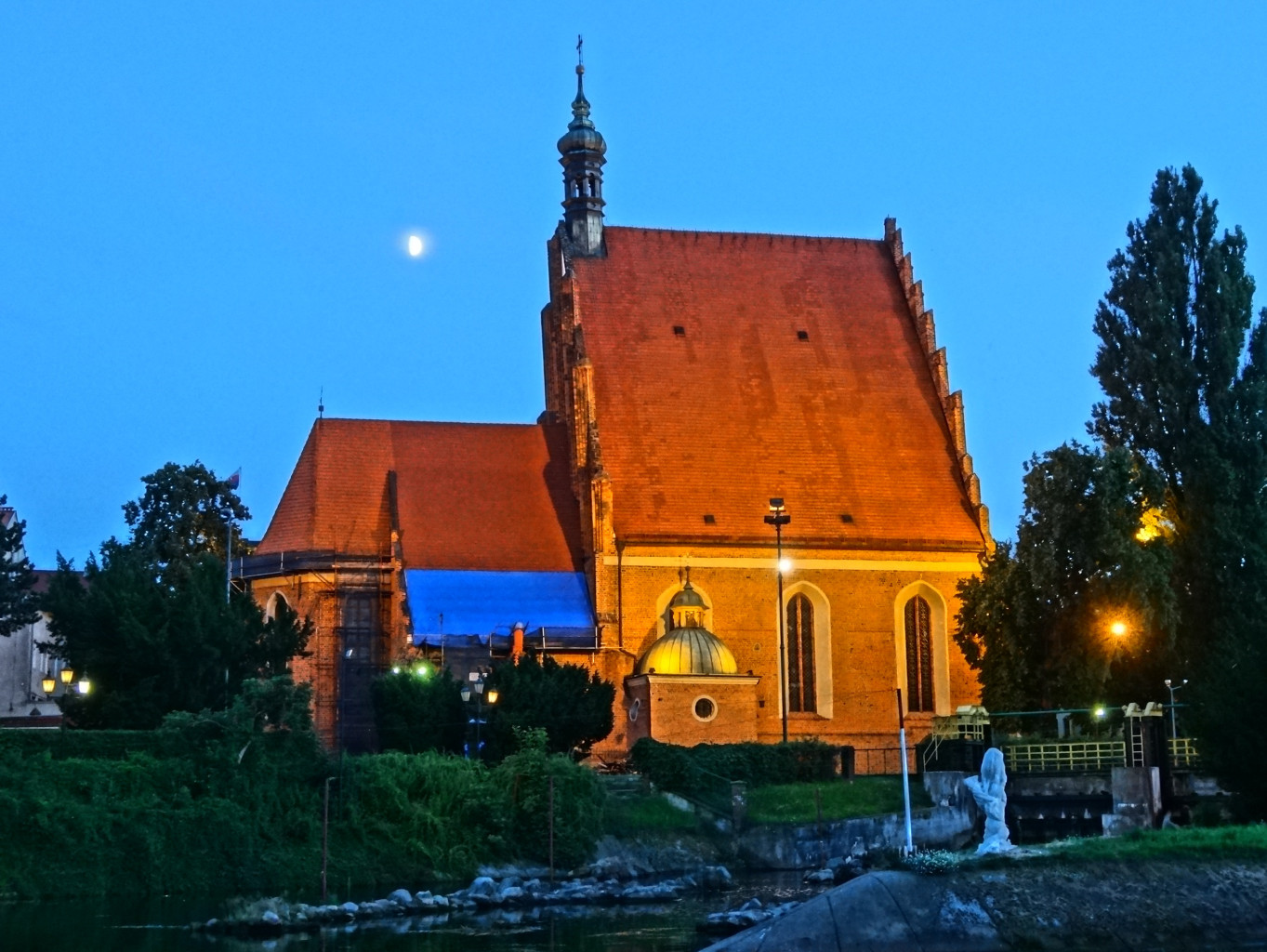
Początki iluminacji zabytków (1996) – kościół farny (XV w.)

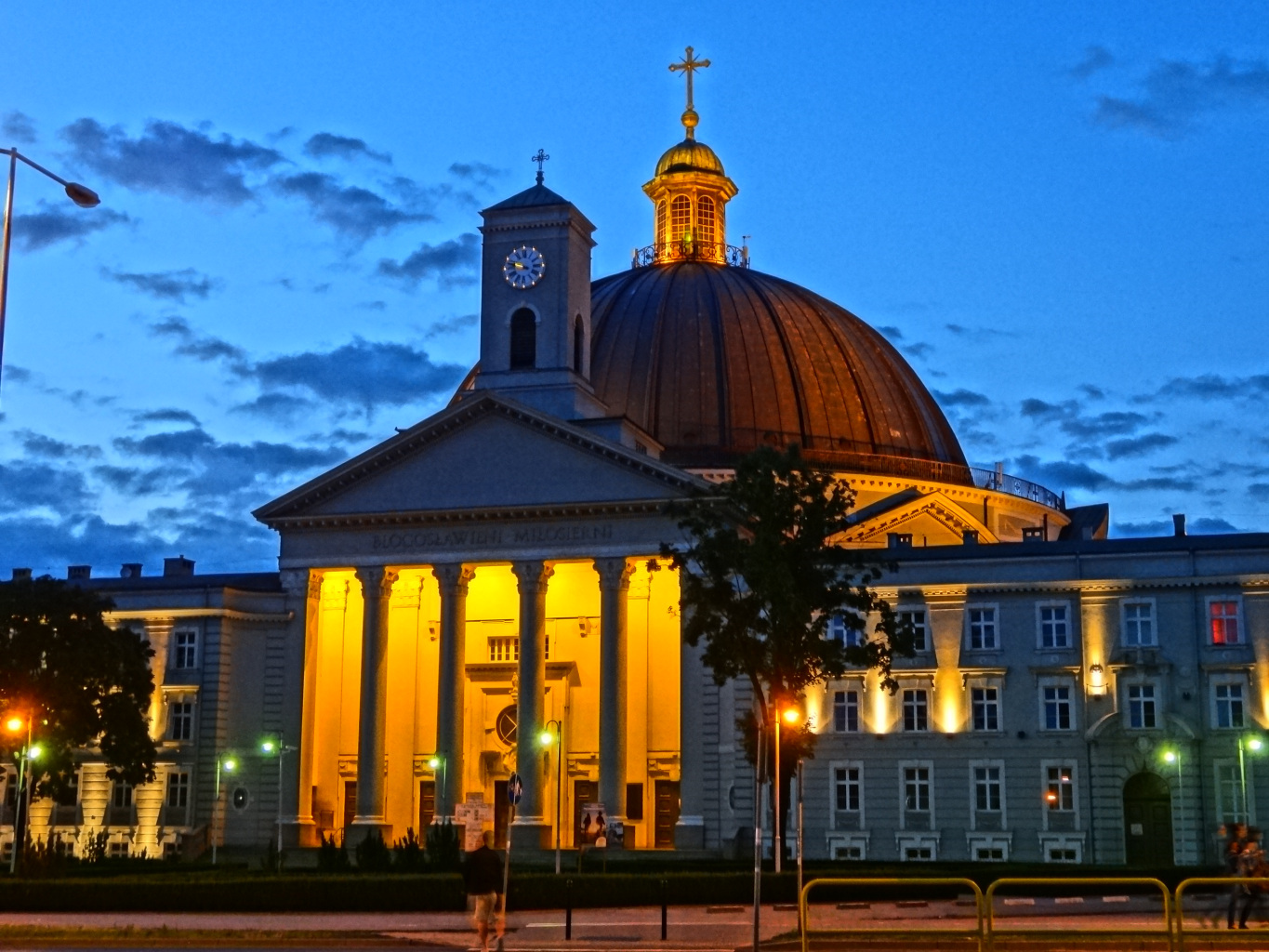
Kościół św. Wincentego à Paulo w 1997 ustanowiony bazyliką mniejszą

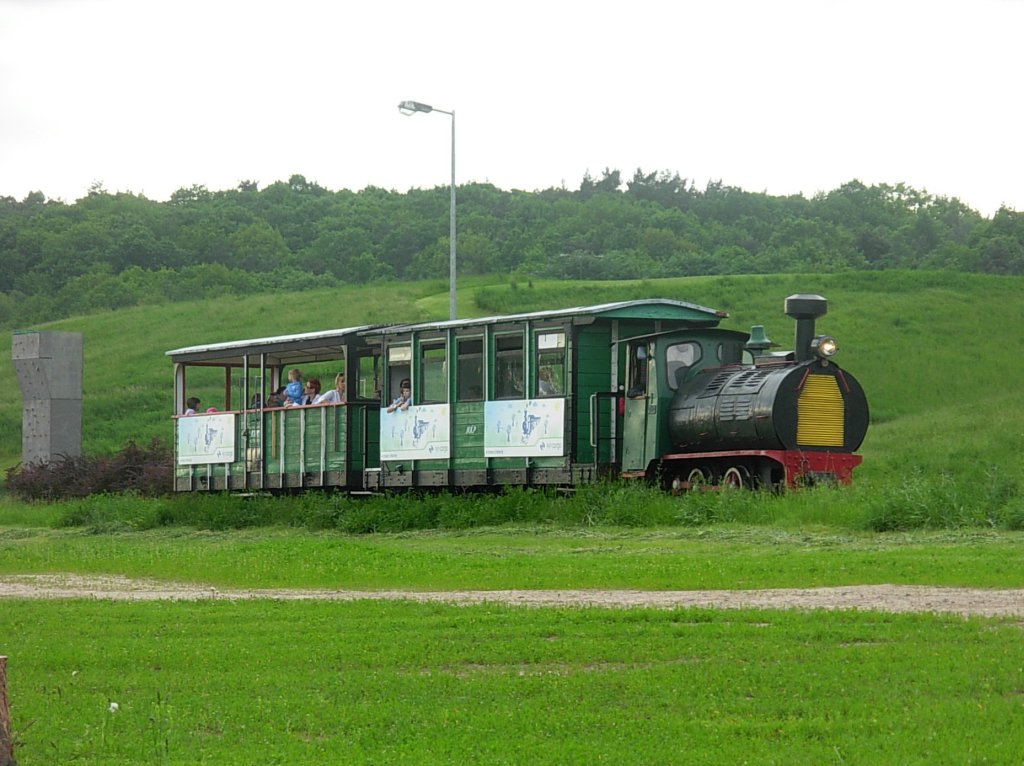
Myślęcińska Kolej Parkowa (1997)

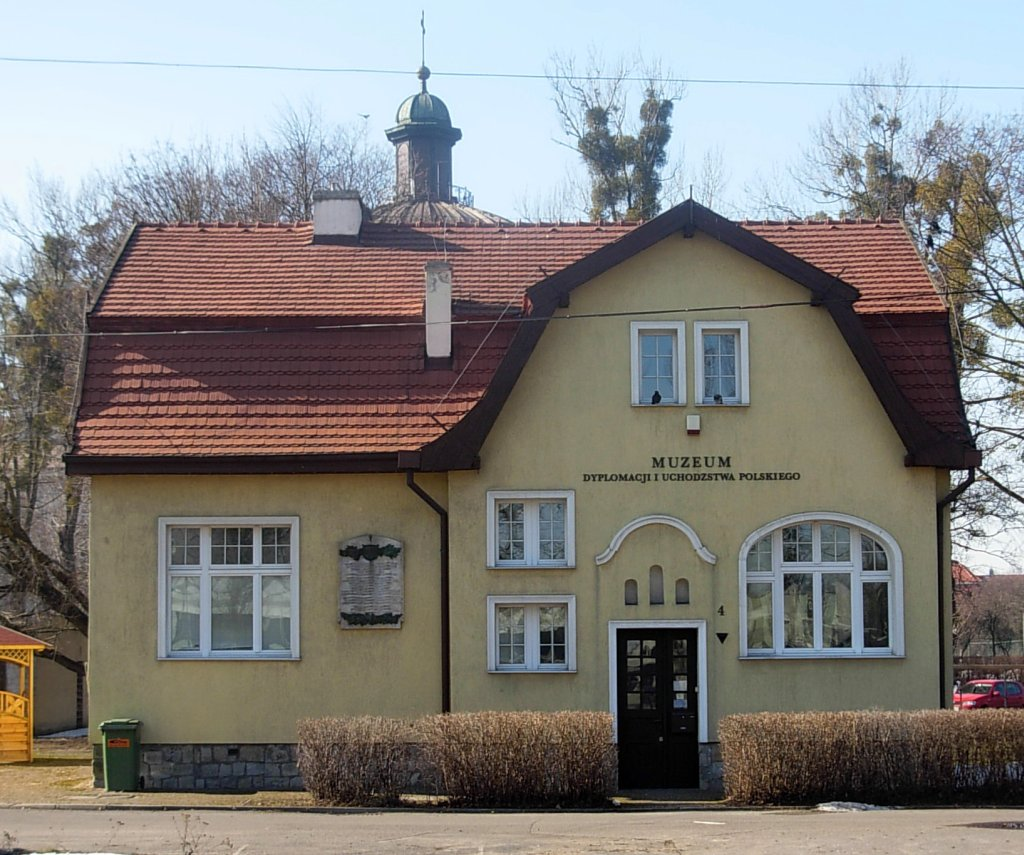
Muzeum Dyplomacji i Uchodźstwa Polskiego w Bydgoszczy (1998)

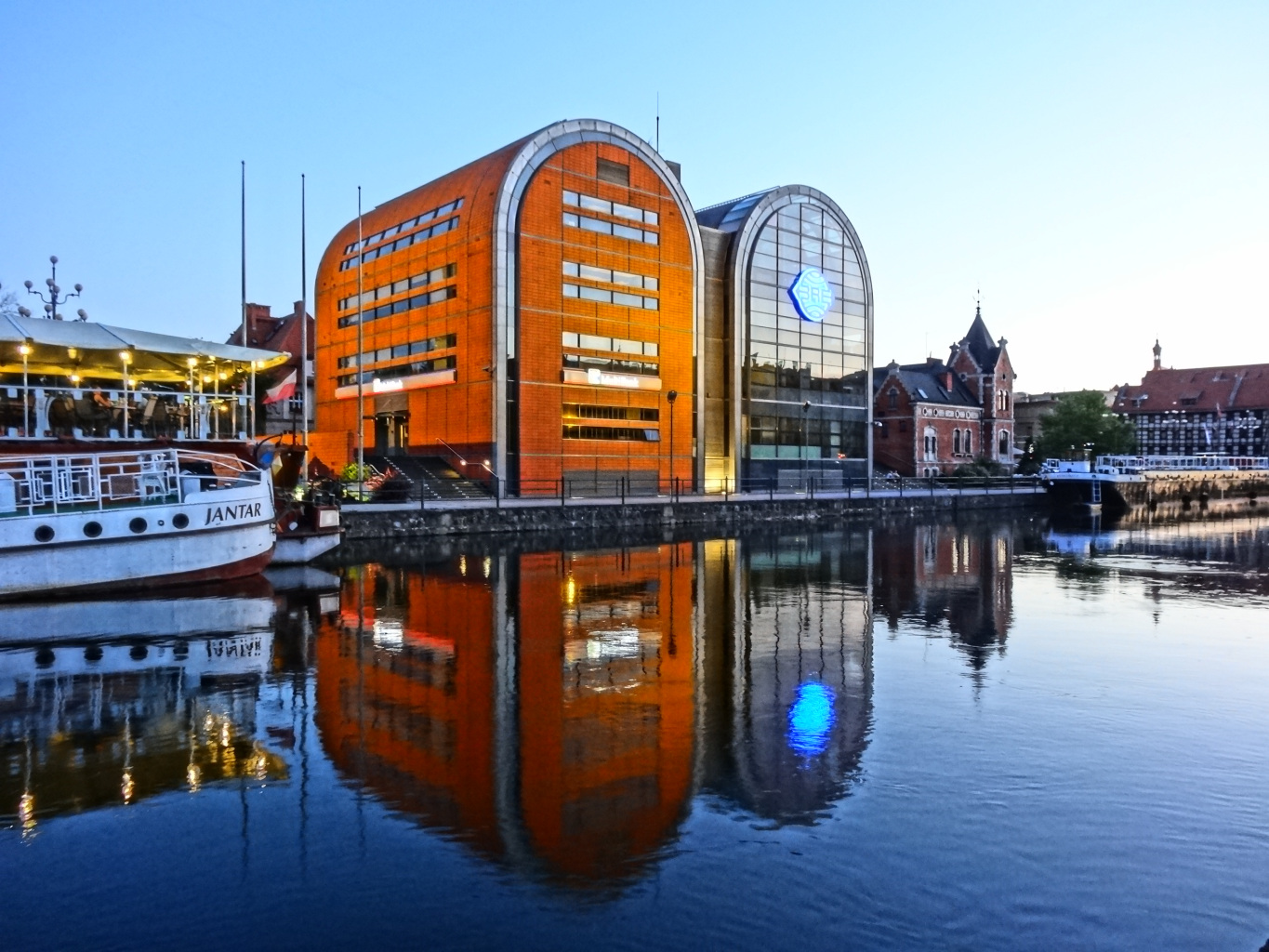
Szklane spichrze (1998)

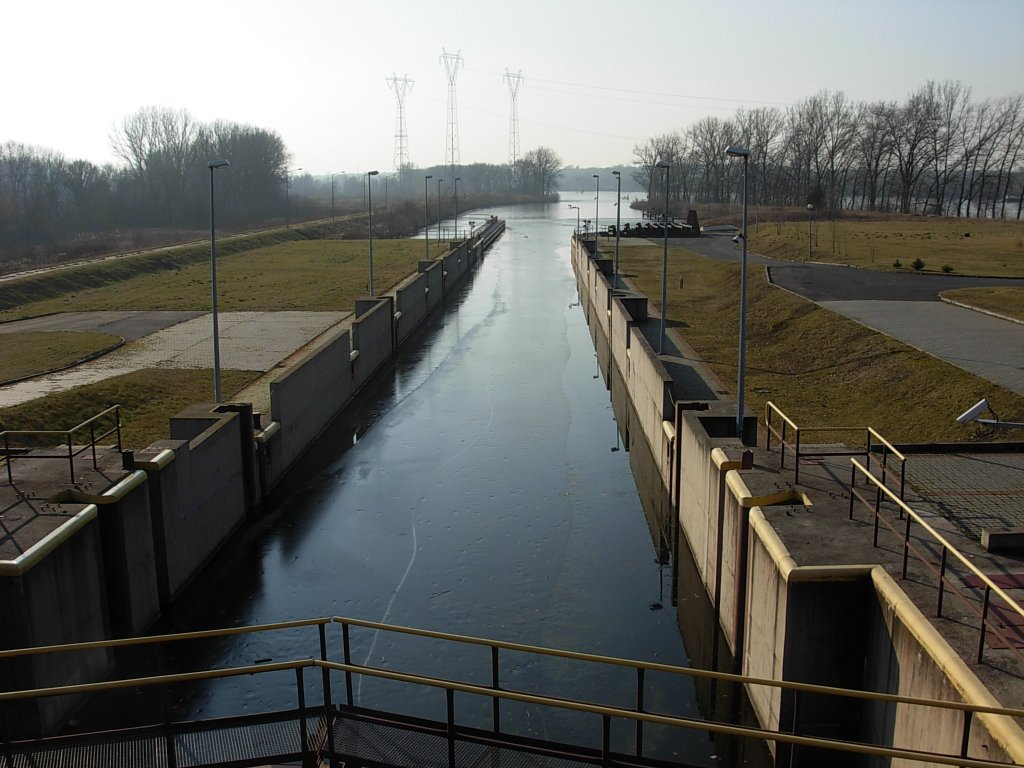
Śluza Czersko Polskie (1999)

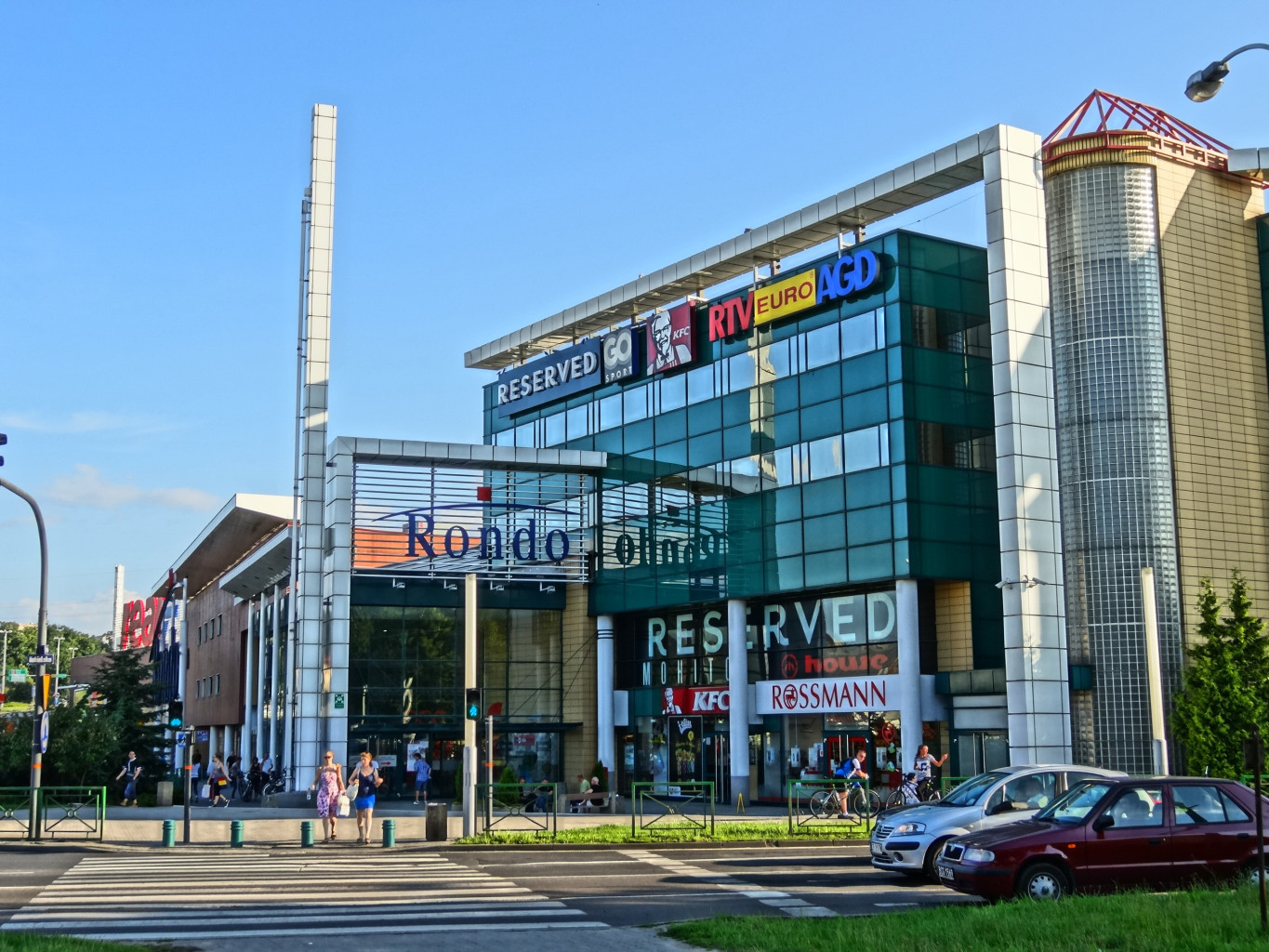
Centrum Handlowe Rondo w Bydgoszczy (1999)

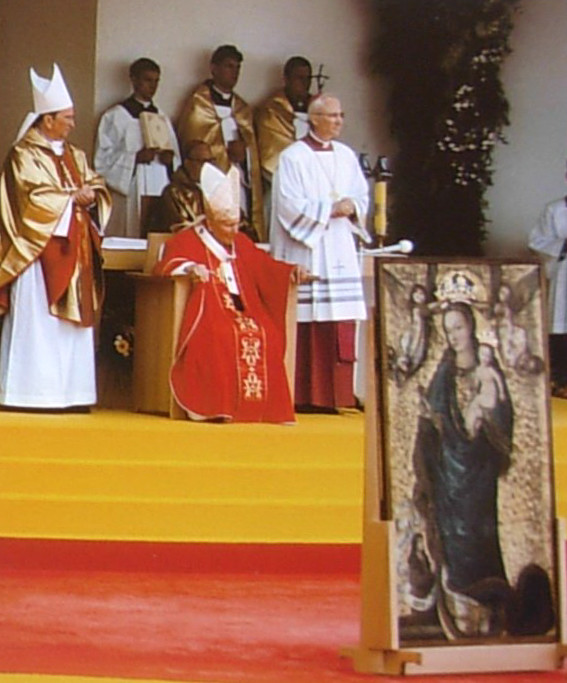
Wizyta papieża Jana Pawła II w Bydgoszczy (1999)

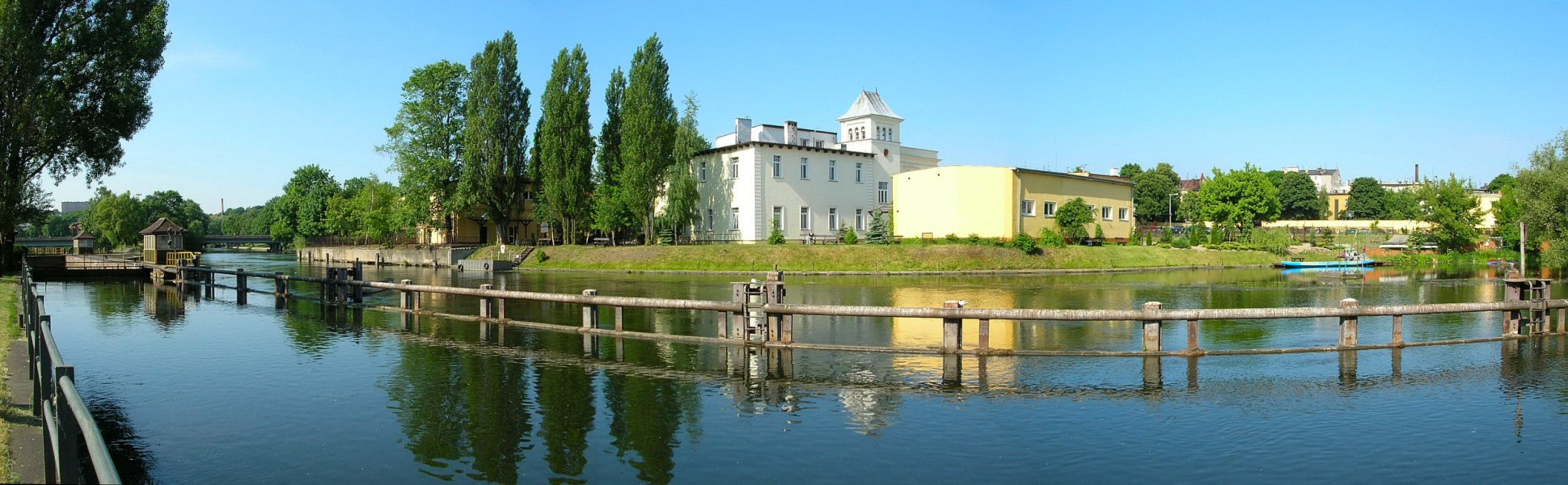
Wyższa Szkoła Gospodarki w Bydgoszczy w obiektach dawnej garbarni Buchholza (1999)

  - w styczniu powstaje Bydgosko-Pilska Okręgowa Izba Lekarska (od 2000 Bydgoska)[25]
  - 25 stycznia ostatni tramwaj przejeżdża ulicą Dworcową; przyczyną jest stary gazociąg pod ulicą, grożący wybuchem[85]
  - 8 marca amerykańska spółka joint venture Curtis Construction rozpoczyna budowę osiedla domów jednorodzinnych na Piaskach[325]
  - 30 marca ukazuje się pierwszy numer Expresu Bydgoskiego[5]
  - 24 kwietnia podział województwa bydgoskiego na pięć rejonów: bydgoski, inowrocławski, chojnicki, świecki i żniński[326]
  - w kwietniu Akademia Medyczna w Bydgoszczy otrzymuje kompleks budynków po byłym KW PZPR, m.in. „harmonijkę”[325]
  - 17 maja powołanie Hospicjum przy parafii Świętych Polskich Braci Męczenników (od 1995 im. ks. Jerzego Popiełuszki)[25]; 25 kwietnia biskup chełmiński eryguje parafię św. Marka prowadzoną przez Salezjanów, a 1 lipca parafię św. Jana Ewangelisty w Starym Fordonie; ukończenie budowy kościoła Przemienienia Pańskiego w Opławcu[29]
  - 27 maja pierwsze wolne wybory władz samorządowych; zwycięstwo odnosi Komitet Obywatelski i Społeczna Lista Solidarności[327]; 12 czerwca rada miejska wybiera Krzysztofa Chmarę na nowego prezydenta miasta o 4-letniej kadencji[325]
  - w czerwcu oddanie do użytku pierwszego bloku mieszkalnego na osiedlu Niepodległości (Nowy Fordon)[169][258]
  - w czerwcu powstaje Społeczny Komitet Rekonstrukcji Zachodniej Pierzei Starego Rynku w Bydgoszczy[325]
  - 18 lipca reaktywacja ośrodka telewizji regionalnej w Bydgoszczy z zasięgiem na województwa: bydgoskie, toruńskie i włocławskie[127] (studio na ostatnim piętrze wieżowca Urzędu Wojewódzkiego)
  - w lipcu zmiana nazw kilkudziesięciu ulic w Bydgoszczy, zrywająca z terminologią socjalistyczną[326]
  - 1 sierpnia rozpoczyna działalność pierwszy prywatny dom towarowy „Maktronik” w Bydgoszczy[325]
  - w sierpniu otwarcie nowej siedziby Wydziału Rolniczego Akademii Techniczno-Rolniczej w Fordonie[325]
  - 27 sierpnia emisja chloru do atmosfery w Zakładach Chemicznych, co odczuwają mieszkańcy Kapuścisk i Wyżyn[326]
  - 3 września rozpoczyna działalność Katolickie Liceum Ogólnokształcące, trzy szkoły prowadzone przez stowarzyszenia; religia powraca do szkół[325]
  - 8 września tworzą się jednostki samorządu gospodarczego, m.in. giełda i Bydgoska Izba Rolno-Przemysłowa[325],
  - 20 września Bydgoszcz jako pierwsze miasto w Polsce wykorzystuje w telefonizacji system cyfrowy oparty na światłowodach[326]
  - 24 września gazownia w Bydgoszczy kończy produkcję gazu w procesie koksowania węgla przechodząc na gaz ziemny[325]
  - 10 października Eltra przekształca się w spółkę akcyjną z udziałem francuskiego koncernu Alcatel[325]
  - 20 października powstaje Nauczycielskie Kolegium Języków Obcych na prawach uczelni wyższej[325]
  - 22 października ukończenie budowy ronda Poznańskiego i drugiej jezdni ulicy Szubińskiej[325]
  - 11 listopada Przedsiębiorstwo Przewozów Lotniczych „Pol-Tech” reaktywuje w Bydgoszczy biznesową komunikację lotniczą[325]
  - w listopadzie rozpoczyna działalność ogólnopolski Bank Pocztowy z siedzibą w Bydgoszczy[325]
  - 6–9 grudnia w Bydgoszczy obraduje XXVIII Zjazd Związku Harcerstwa Polskiego[325]
  - 21 grudnia Bydgoszcz przystępuje do Związku Miast Polskich[325]
  - oddanie do użytku SP nr 65 przy ul. Duracza (Nowy Fordon), SP nr 63 na Szwederowie[271] oraz klubu „Arka”[325]
  - uruchomienie Zakładu Teleradioterapii – pierwszego gotowego obiektu Regionalnego Centrum Onkologii w Fordonie[75]
  - budowa al. 35-lecia PRL (ul. Solskiego) na Szwederowie, ronda Kujawskiego z przejściem podziemnym (prace przerwano) oraz dróg w Fordonie (ul. Andersa od 1983, ul. Twardzickiego i Pelplińska od 1988, ul. Piastowa od 1987)[328]
  - apogeum przewozów autobusami w Bydgoszczy – 113 mln pasażerów rocznie[187]
  - światowa organizacja turystyki esperanckiej Monda Turismo przenosi swą siedzibę do Bydgoszczy, gdzie od 1991 prowadzi Międzynarodowe Studium Turystyki i Kultury dla słuchaczy z całego świata[125]
- 1991
  - 21 stycznia utworzenie dekanatu rzymskokatolickiego przy Pomorskim Okręgu Wojskowym; świątynią garnizonową zostaje kościół pobernardyński; ukończenie budowy kościołów: NMP Matki Kościoła na Górzyskowie, św. Maksymiliana Kolbe na Osowej Górze, NMP z Góry Karmel na Miedzyniu, św. Jadwigi na Wzgórzu Wolności[29]
  - 30 stycznia nowym prezydentem Bydgoszczy zostaje Edwin Warczak[329]
  - 26 marca rozpoczęcie rewitalizacji Plant nad Kanałem Bydgoskim[326]; od 1989 trwa remont śluz IV, V i VI[329]
  - 27 marca ostatnia edycja Pomorskiej Jesieni Jazzowej (od 1997 Bydgoszcz Jazz Festival)[326]
  - 5 kwietnia oddział Gazety Wyborczej w Bydgoszczy rozpoczyna wydawanie „Gazety Regionalnej” na terenie województw: bydgoskiego, pilskiego, toruńskiego i włocławskiego[329]
  - 9 kwietnia przejęcie przez miasto lotniska i utworzenie Bydgoskiego Towarzystwa Lotniczego[329]
  - 19 kwietnia utworzenie Pomorsko-Kujawskiej Okręgowej Izby Aptekarskiej w Bydgoszczy obejmującej 3 województwa[25]
  - 14 czerwca powołanie nowych obszarów chronionego krajobrazu, z których: Obszar Chronionego Krajobrazu Północnego Pasa Rekreacyjnego Miasta Bydgoszczy, Obszar Chronionego Krajobrazu Zalewu Koronowskiego i Obszar Chronionego Krajobrazu Wydm Kotliny Toruńsko-Bydgoskiej obejmują 26% powierzchni miasta (4600 ha)[330]
  - 17 czerwca koncern Unilever za 25 mln dolarów wykupuje 80% udziałów Bydgoskich Zakładów Chemii Gospodarczej „Pollena”[331]; restrukturyzacja Rometu ze spadkiem zatrudnienia do 2,5 tys. osób[331]
  - 31 lipca przy IV peronie dworca Bydgoszcz Główna powstaje Ośrodek Muzealny Bydgoskiego Węzła Kolejowego[331]
  - 1 września budowa Banku Handlowego przy ul. Jagiellońskiej[216]
  - 17 października w mieście gości prezes Rady Ministrów, bydgoszczanin Jan Krzysztof Bielecki[329]
  - 18 października założenie Regionalnego Oddziału PTTK „Szlak Brdy” w Bydgoszczy, które jest sukcesorem rozwiązanego w 1990 oddziału wojewódzkiego; zajmuje się utrzymaniem szlaków wodnych, pieszych i rowerowych w dorzeczu Brdy i Wdy, organizacją imprez turystyczno-krajoznawczych w Borach Tucholskich, Pojezierzu Pomorskim i Kociewiu, prowadzeniem stanic wodnych wzdłuż Brdy; dysponuje Regionalną Pracownią Krajoznawczą z biblioteką[332]
  - 4 listopada uroczystość nadania imienia Artura Rubinsteina Zespołowi Szkół Muzycznych w Bydgoszczy z udziałem żony i córki pianisty[331]
  - w listopadzie Ministerstwo Przemysłu i Handlu wydaje decyzję w sprawie podziału bydgoskich Zakładów Chemicznych na Zachem (produkcja cywilna, 3400 pracowników) oraz Nitrochem (produkcja zbrojeniowa i specjalna, 600 pracowników)[329]
  - w listopadzie rozpoczyna działalność Straż Miejska w Bydgoszczy[329]
  - 10 listopada przebudowa dotychczasowego pomnika Wdzięczności Armii Czerwonej na pomnik Wolności[47]
  - 26 listopada podpisanie umowy o współpracy partnerskiej Bydgoszczy[333] z miastem Mannheim  Niemcy[164]
  - oddanie do użytku nowej SP nr 64 przy na (Osowej Górze) i SP nr 66 przy ul. Berlinga (Nowy Fordon)[271]
  - rozpoczęcie budowy alpinarium (1,5 ha) w Ogrodzie Botanicznym w Myślęcinku[56]
  - oddanie do użytku kładki nad ul. Niziny łączącej Wyżyny i Wzgórze Wolności[328]
- 1992
  - 25 stycznia KS Pałac Bydgoszcz zdobywa Puchar Polski w piłce siatkowej kobiet[334]
  - 26 stycznia oddanie do użytku hotelu City, wybudowanego przez spółkę polsko-austriacką[334]
  - 25 lutego 29-letni bydgoszczanin Radosław Sikorski zostaje wiceministrem obrony narodowej[335]
  - 25 marca reforma administracyjna kościoła rzymskokatolickiego w Polsce; Bydgoszcz pozostaje w archidiecezji gnieźnieńskiej, do której włączone są również z diecezji chełmińskiej parafie fordońskie[29]
  - 1 kwietnia wprowadzenie w Śródmieściu systemu płatnego parkowania samochodów[334]
  - 27 kwietnia bankrutują Pomorskie Zakłady Przemysłu Skórzanego „Kobra” (zał. 1876)[336]; zwolnienie większości pracowników Bydgoskiego Kombinatu Budowlanego „Wschód”[334]
  - 22–25 maja Papieska Rada Iustitia et Pax Episkopatów z krajów Europy Środkowo-Wschodniej obraduje w kościele Świętych Polskich Braci Męczenników; rozpoczęcie budowy kościołów: Opatrzności Bożej na Kapuściskach i św. Mateusza w Fordonie; erygowanie parafii św. Łukasza w Fordonie i parafii Matki Bożej Fatimskiej na Wyżynach; 15 grudnia nowy podział kościoła w Bydgoszczy na 5 dekanatów, skupiających 45 parafii (w tym 39 bydgoskich)[29]
  - w maju na stadionie Zawiszy odbywają się pierwsze w Polsce Międzynarodowe Targi Artykułów i Urządzeń dla Gastronomii, Handlu i Przetwórstwa Spożywczego „Polgastro”[334] oraz I Międzynarodowe Targi Urządzeń dla Wodociągów i Kanalizacji Wod-Kan[335], których organizatorem jest Izba Gospodarcza „Wodociągi Polskie” z siedzibą w Bydgoszczy, zrzeszająca kilkaset przedsiębiorstw w kraju[337]
  - 5 lipca powstaje bydgoska gmina mormonów[46]
  - w lipcu bydgoski poseł Jan Rulewski jest głównym mediatorem utworzenia koalicyjnego rządu Hanny Suchockiej[334]
  - w sierpniu budowa oczyszczalni ścieków na Prądach i wału przeciwpowodziowego w Fordonie[334]
  -  Letnie Igrzyska Olimpijskie 1992 w Barcelonie – bydgoski kajakarz Maciej Freimut i piłkarz Arkadiusz Onyszko zdobywają srebrne medale, a brązowe – wioślarz Jacek Streich i Dariusz Białkowski
  - 29 sierpnia–1 września I Światowy Zlot Polonii Ziemi Bydgoskiej, w czasie którego powołany zostaje Światowy Związek Bydgoszczan (prezes Tadeusz Nowakowski)[335]
  - 3 września oddanie do użytku na Glinkach Szkoły Podoficerskiej Państwowej Straży Pożarnej (budowanej od 1984)[334]
  - we wrześniu pierwsza Wielka Wioślarska o Puchar Brdy[338].
  - w październiku Zachem zajmuje drugie miejsce na liście zakładów najbardziej uciążliwych dla środowiska w Polsce[334]
  - 16 listopada koncern AT&T nabywa 80% akcji Telkom-Telfa, a Schieder Möbel Holding 30% akcji Bydgoskich Fabryk Mebli[334]; powstaje wytwórnia i rozlewnia napojów „Bydgoszcz Coca-Cola Bottlers Ltd” zatrudniająca 250 osób[334]
  - w listopadzie wojewoda bydgoski przekazuje zespół pałacowo-parkowy w Ostromecku Filharmonii Pomorskiej[334]
  - sformowanie w Bydgoszczy 2 Bazy Lotniczej (istnieje do 2010)[50]
  - zakończenie realizacji osiedla Kasztelanka[216] oraz Tatrzańskiego (2665 mieszkań) w Nowym Fordonie wznoszonego od 1988 w zmodyfikowaym systemie szczecińskim zwanym fordońskim[169]; 18 września otwarcie Collegium Salesianum na osiedlu Tatrzańskim[339]
  - budowa ul. Karłowicza i Kołobrzeskiej, pętli autobusowej w Smukale, kładki nad Kanałem Bydgoskim na Miedzyniu, wydłużenie ul. Andersa do osiedla Niepodległości w Fordonie[328]
- 1993
  - Rozgłośnia Polskiego Radia w Bydgoszczy przekształca się w spółkę Polskie Radio Pomorza i Kujaw; w styczniu powstaje pierwsze komercyjne Radio El (od 1999 Radio Eska), a w lipcu Radio Pomoże, a w sierpniu 1994 Radio Vox (od 1996 Radio św. Wojciech, a od 1998 Radio Plus)[340]; natomiast 5 marca z wieżowca Famoru nadaje prywatna telewizja TV Ex[341]
  - 1 marca prywatyzacja Zakładów Cukierniczych Jutrzenka przez akcjonariat pracowniczy[92]
  - 10 marca siatkarki Pałacu Bydgoszcz zostają drużynowymi mistrzyniami Polski[342]; natomiast Bydgostia Bydgoszcz drużynowym Mistrzem Polski w wioślarstwie i odtąd jest nim co roku przez kilkadziesiąt lat
  - 30 marca ukończenie remontu Białego Spichrza na Wyspie Młyńskiej, gdzie urządzone jest muzeum rzemiosła bydgoskiego[341]
  - w maju oddanie do użytku nowej siedziby oddziału ZUS przy ul. św. Trójcy w sąsiedztwie Regionalnej Izby Obrachunkowej[343]
  - w maju wojewoda bydgoski powołuje Zespół Parków Krajobrazowych Chełmińskiego i Nadwiślańskiego, który obejmuje m.in. Zbocze Fordońskie, łącznie 8,5% powierzchni miasta[344]
  - 18 czerwca Andrzej Szwalbe, dyrektor Filharmonii Pomorskiej w latach 1951–1991, twórca międzynarodowych festiwali: Musica Antiqua Europae Orientalis i Bydgoskiego Festiwalu Muzycznego, otrzymuje tytuł Honorowego Obywatela Bydgoszczy[345]
  - 2 lipca uruchomienie sieci telefonii komórkowej w Bydgoszczy[345]
  - w lipcu powstaje TVP3 Bydgoszcz – 11 w kraju samodzielny oddział Telewizji Polskiej; od 1995 program dociera do wszystkich mieszkańców województw: bydgoskiego, toruńskiego i włocławskiego[127]
  - 5 września arcybiskup gnieźnieński Henryk Muszyński eryguje Kapitułę Bydgoską pw. Matki Bożej Pięknej Miłości, a farę podnosi do godności kolegiaty; 10 listopada w kościele klarysek podejmuje pracę Zakon Braci Mniejszych[29]
  - 6 września Ośrodek Szkolno-Wychowawczy dla Dzieci i Młodzieży Słabosłyszącej i Niesłyszącej im. gen. S. Maczka w Bydgoszczy otrzymuje nową siedzibę w Fordonie[346]
  - we wrześniu prywatyzacja Fabryki Opakowań Blaszanych, której nowym właścicielem jest Can-Pack[341] oraz Bydgoskiej Fabryki Kabli, której 80% akcji otrzymuje konsorcjum Elektrumu i Banku Rozwoju Eksportu[345]; fabryka ma 40% udział w rynku kabli energetycznych w Polsce, 80% – w produkcji kabli wysokich napięć; 30% produkcji sprzedaje na eksport[347]
  - 25 września odsłonięcie pomnika Marii Konopnickiej na Szwederowie według projektu Krystyny Panasik[148]
  - 15 listopada proszek do prania „Pollena 2000” jako pierwszy wyrób z Bydgoszczy otrzymuje miano „Teraz Polska”[345]
  - 24 listopada Bydgoszcz zostaje przyjęta do Unii Metropolii Polskich[345]
  - pierwszy Międzynarodowy Konkurs Młodych Pianistów Arthur Rubinstein in memoriam, organizowany przez Zespół Szkół Muzycznych[348]
  - Szpital Ogólny nr 2 na Kapuściskach staje się Szpitalem Miejskim im. dr E. Warmińskiego[25]
  - ukończenie budowy ul. Niziny, głównej trasy tranzytowej północ-południe w Bydgoszczy oraz ulic na Piaskach, Szwederowie, Osowej Górze i w Fordonie[328]
- 1994
  - 20 stycznia Tadeusz Nowakowski zostaje Honorowym Obywatelem Bydgoszczy[349]
  - 28 lutego powstaje Społeczny Komitet Powołania Uniwersytetu Bydgoskiego im. Kazimierza Wielkiego; w Wyższej Szkole Pedagogicznej pracuje ponad 100 profesorów, 148 doktorów i 251 magistrów; studiuje 6,5 tysiąca osób na 10 kierunkach i 14 specjalnościach[350]
  - 1 marca powołanie Zarządu Dróg Miejskich i Komunikacji Publicznej; oddanie do użytku nowych ulic w Fordonie (Andersa, Sielska), Szwederowie (Solskiego), na Jachcicach, Osowej Górze, przebudowa ronda Skrzetuskiego i ul. Kujawskiej[328]
  - 26 marca otwarcie Regionalnego Centrum Onkologii im. prof. Franciszka Łukaszczyka w Fordonie[25]
  - w kwietniu odbywa się pierwszy Bydgoski Festiwal Operowy w niedokończonym gmachu Opery Nova[351]; powstaje Klub Mózg, będący ostoją nowych kierunków artystycznych, m.in. yassu[352]
  - 9 maja upadłość Bydgoskich Zakładów Przemysłu Owocowo-Warzywnego „Fordon” (zał. 1927)[350]
  - 30 czerwca budowa oddziału mebli stylowych Bydgoskich Fabryk Mebli przy ul. Glinki; przedsiębiorstwo zatrudnia 2,2 tys. osób i posiada filie m.in. w Świeciu i Gniewkowie[353]
  - 15 lipca nowym prezydentem Bydgoszczy zostaje Kosma Złotowski[349]
  - 4 września rozpoczęcie budowy kościoła Matki Bożej Częstochowskiej na Bartodziejach; a 6 grudnia kościoła bł. Michała Kozala na Prądach, gdzie erygowano nową parafię[29]; rewaloryzacja Cmentarza Starofarnego[350]
  - we wrześniu na kartodromie odbywają się Kartingowe Mistrzostwa Świata Formuły C (gokarty)[245]; powstaje pierwszy Uczniowski Klub Sportowy w mieście[94]
  - 12 października na Giełdę Papierów Wartościowych wchodzi Bydgoska Fabryka Kabli[350]; do największych przedsiębiorstw w Bydgoszczy należą poza tym: Zachem, Romet, ZNTK, Bydgoskie Fabryki Mebli, Bydgoskie Zakłady Mięsne, Stomil Bydgoszcz, Jutrzenka[354]
  - odbywa się I Bydgoski Festiwal Laureatów Konkursów Muzycznych[94]
  - powstaje Kujawsko-Pomorskie Centrum Edukacji Ekologicznej[56] (w 1998 przenosi się do leśniczówki „Zacisze” w Myślęcinku)[279]
- 1995
  - 3 stycznia powstaje Kujawsko-Pomorska Agencja Rozwoju Regionalnego (od 2013 Bydgoska ARR)[355]
  - 16 lutego Wyspa Młyńska w Bydgoszczy wraz z drzewostanem zostaje wpisana w całości do rejestru zabytków[302]
  - 9 lutego wmurowanie aktu erekcyjnego pod Bydgoski Port Lotniczy, z udziałem ministra transportu[355]; od 10 lipca 1996 ruszają regularne połączenia pasażerskie do Warszawy[356]
  - 27 maja odsłonięcie przed kościołem Zmartwychwstania Pańskiego pomnika Prymasa Tysiąclecia według projektu Jacka Kucaby[148]
  - 8 czerwca laureat literackiej Nagrody Nobla Czesław Miłosz przebywa w Bydgoszczy[357]
  - 12 czerwca budowa kościoła św. Marka w Fordonie; 29 czerwca przy parafii Matki Boskiej Królowej Męczenników powstaje Centrum Kultury Katolickiej Wiatrak[309]
  - w lipcu otwarcie Domu Fundacji Sue Ryder przy Regionalnym Centrum Onkologii[25]
  - 24 września na stadionie Polonii odbywają się Drużynowe Mistrzostwa Świata na Żużlu; Polskę reprezentują: Tomasz Gollob, Jacek Gollob i Rafał Dobrucki[245]
  - 17 października łódzka Grupa Atlas uruchamia swoją trzecią fabrykę w dawnym Bydgoskim Kombinacie Budowlanym „Wschód”[357]
  - 25 października nowym prezydentem Bydgoszczy zostaje Henryk Sapalski[357]
  - w październiku powstaje klub Eljazz[358] oraz Orkiestra Symfoników Bydgoskich, której dyrygentem jest Marek Czekała[359]
  - 15 listopada w Bydgoszczy powstaje pierwszy w Polsce Dom Duński[357]
  - stary Ogród Botaniczny uzyskuje status kompleksowego pomnika przyrody jako arboretum[90]
  - powstaje Katolicka Szkoła Podstawowa, pierwsze liceum dwujęzyczne (IX LO przy ul. Sobieskiego 10) oraz pierwsza droga rowerowa w parku nad Starym Kanałem[94]
  - rozpoczęcie budowy nowej trasy W-Z w Bydgoszczy od skrzyżowania ul. Fordońskiej-Spornej-Kamiennej[328]
- 1996
  - w lutym zakończenie remontu gmachu Wojewódzkiej i Miejskiej Biblioteki Publicznej[360]
  - 28 lutego rektor Akademii Medycznej prof. Józef Kałużny powołuje Regionalne Centrum Opieki Prenatalnej w Bydgoszczy[356]
  - w marcu Bydgoszcz otrzymuje na własność Zespół Pałacowo-Parkowy w Ostromecku (w 2006 także Pałac Mostowskich od Filharmonii Pomorskiej)[361]
  - 23 marca powstaje Uniwersytet Trzeciego Wieku założony przez Wojewódzki Ośrodek Kultury[362]
  - 25 marca papież Jan Paweł II przenosi biskupa Bydgoszczy Jana Nowaka do diecezji siedleckiej; w Bydgoszczy istnieją 63 obiekty sakralne kościoła rzymskokatolickiego, w tym 34 konsekrowane kościoły[29]
  - 19 kwietnia uroczystości 650-lecia Bydgoszczy, w których bierze udział ok. 200 gości z kraju i zagranicy, w tym prezydent RP Aleksander Kwaśniewski, ostatni prezydent na uchodźstwie Ryszard Kaczorowski; przedstawiciele miast zaprzyjaźnionych oraz bydgoscy Niemcy z Wilhelmshaven[360]; odbywa się ok. 100 imprez, koncertów, wystaw, targów i turniejów; 6 września otwarcie Jubileuszowej Wystawy Gospodarczej[363]
  - 17–19 maja na kartodromie odbywają się Kartingowe Mistrzostwa Europy[59]
  - 15 lipca powstaje alternatywny „Teatr na Barce”, który wystawia sztuki w bydgoskich klubach i scenach plenerowych[299]
  - 17 lipca zabytki miasta otrzymują nocną iluminację świetlną, m.in. kościół farny i kościół klarysek[360]
  - 18 lipca przy jazie farnym powstaje pierwszy nizinny tor do kajakarstwa górskiego[360]
  -  Letnie Igrzyska Olimpijskie 1996 w Atlancie – kajakarz Ivans Klementjevs z Zawiszy Bydgoszcz zdobywa srebrny medal
  - 23–24 sierpnia na lotnisku 2 Bazy Lotniczej odbywają się centralne obchody Święta Lotnictwa Polskiego, w tym wystawa lotnicza Air-Show z udziałem m.in. samolotów F-16 i F-18, Mirage, Panavia Tornado oraz śmigłowców Harrier; pokazy ogląda 150 tys. osób, w tym prezydent RP Aleksander Kwaśniewski[364]
  - 30 września podpisanie umowy o współpracy partnerskiej Bydgoszczy z miastem Hartford  USA[164]
  - w październiku rozpoczęcie rewaloryzacji ul. Długiej, która zmierza do nadania jej charakteru deptaku staromiejskiego[360]
  - 6 listopada otwarcie po 15 latach remontu mostów Solidarności[356]; budowa ul. Wiślanej do cmentarza komunalnego, ul. Ametystowej w Fordonie, Drzycimskiej z pętlą autobusową na Piaskach, przebudowa ul. Pięknej[328]
  - 20 listopada pierwszy w historii bydgoskich uczelni tytuł doktora honoris causa otrzymuje prof. Stanisław Grabarczyk z Akademii Techniczno-Rolniczej[360]
  - ukończenie budowy wału przeciwpowodziowego o długości 5,6 km nad Wisłą w Fordonie, który jest zarazem szlakiem spacerowym
  - ukończenie rewitalizacji Plant nad Kanałem Bydgoskim, która obejmuje odbudowę zieleni, alei spacerowych, przywrócenie oryginalnego wyglądu śluz IV i V (1994) i VI (1995); powstaje Stowarzyszenie Miłośników Kanału Bydgoskiego[365]
  - Bydgoszcz jest pierwszym ośrodkiem medycznym w Polsce, w którym rutynowo stosuje się zabiegi laparoskopowe w schorzeniach urologicznych[75]
  - działalność przemysłową w Bydgoszczy prowadzi 4 tys. podmiotów, z czego 65 to przedsiębiorstwa państwowe, a 1975 spółki prawa handlowego; z sektora prywatnego pochodzi 52% produkcji sprzedanej (w 1990 – 15%); liczba spółek z kapitałem zagranicznym wynosi 285, z czego 54% – z kapitałem niemieckim[366].
- 1997
  - 10 kwietnia podpisanie umowy o współpracy partnerskiej Bydgoszczy z miastem Pawłodar  Kazachstan[164]
  - 28 kwietnia otwarcie wąskotorowej Myślęcińskiej Kolei Parkowej, tabor pochodzi z likwidowanej w 1992 kolejki z rejonu Żnina[367]
  - 6 maja papież Jan Paweł II ustanawia kościół św. Wincentego à Paulo Bazyliką Mniejszą; 7 października odbywają uroczystości z udziałem nuncjusza apostolskiego Józefa Kowaczyka, abpa Henryka Muszyńskiego, abpa Tadeusza Gocłowskiego, władz wojewódzkich i miejskich; poświęcenie „Drzwi Błogosławieństw” autorstwa Michała Kubiaka[367]
  - 9 maja w Bydgoszczy gości pisarz William Wharton, który nadaje swoje imię Szkole Języka i Literatury Angielskiej przy ul. Krakowskiej[368]
  - 20–22 czerwca na stadionie Zawiszy odbywają się Mistrzostwa Polski Seniorów w Lekkoatletyce 1997[74]
  - 21 czerwca poświęcenie krzyża na szczycie grodziska Wyszogród na pamiątkę 1000-lecia misji św. Wojciecha do Prus[f]; odbywa się również rejs Wisłą repliką łodzi wiosłowo-żaglowej z X wieku[369]
  - 16–17 sierpnia na torze do kajakarstwa górskiego odbywają się Mistrzostwa Polski Seniorów w górskim slalomie kajakowym[367]
  - 1 września remont ul. Gdańskiej do hotelu „Pod Orłem”; powstaje deptak i ciche torowisko tramwajowe[368]
  - 10 września w Bydgoszczy gości prezydent RP Aleksander Kwaśniewski[368]
  - 15 października otwarcie hipermarketu Makro Cash and Carry na Glinkach[367], a 25 listopada centrum zaopatrzenia biur Office Centre[368]
  - 16 listopada pierwszy Bydgoszcz Jazz Festival, organizowany przez Eljazz[367]
  - powstaje park Księżycowy na Jarach[370].
  - w Bydgoszczy znajduje się 5 uczelni z liczbą około 25 tysięcy studentów (w tym 16 tys. na WSP), 34 szkoły policealne, 23 licea ogólnokształcące, 77 szkół średnich zawodowych i zasadniczych oraz 74 szkoły podstawowe[368]
- 1998
  - 30 stycznia wyciąg narciarski w Myślęcinku dysponuje armatkami śnieżnymi[371]
  - 6 lutego bydgoszczanin Zbigniew Nowek zostaje szefem Urzędu Ochrony Państwa[371]
  - 21 marca manifestacja Ruchu Społecznego „Region” w obronie regionu kujawsko-pomorskiego w kontekście reformy administracyjnej[372]
  - 2 kwietnia upadłość bydgoskich Zakładów Rowerowych Romet[372]; produkcja poza Bydgoszczą trwa do 2005; prawa do marki nabywa Arkus & Romet Group z siedzibą w Dębicy[173]
  - 9 kwietnia porozumienie w Przysieku polityków AWS i UW z Bydgoszczy, Torunia i Włocławka w sprawie wspólnego regionu kujawsko-pomorskiego; Toruniowi ma przypaść siedziba wojewody, a Bydgoszczy – sejmiku samorządowego, dzień później rozmowy zostają zerwane[372]
  - w kwietniu lęgi na wyspie Jeziora Myślęcińskiego podejmuje 1,5 tys. par mew śmieszek, w latach kolejnych po ok. 2 tys., tworząc największą kolonię mew w województwie kujawsko-pomorskim, skupiając również 3% krajowej populacji rybitwy rzecznej[373]
  - 9 maja podpisanie umowy o współpracy partnerskiej Bydgoszczy z miastem Perth  Wielka Brytania[164]
  - 6 czerwca senacki projekt podziału administracyjnego kraju przewiduje, że województwo kujawsko-pomorskie powstanie z połączenia gmin bydgoskiego i włocławskiego (bez regionu toruńskiego, powiatu rypińskiego i chojnickiego)[372]; 17 czerwca na manifestacji społeczeństwa na Starym Rynku prezydent RP Aleksander Kwaśniewski deklaruje pomoc w staraniach o utworzenie województwa[372]
  - 23 czerwca otwarcie Muzeum Dyplomacji i Uchodźstwa Polskiego w Bydgoszczy[g][372]
  - 24 lipca uchwała Sejmu o powołaniu 16 województw, w tym regionu kujawsko-pomorskiego z Bydgoszczą, Toruniem, Włocławkiem, Grudziądzem i Inowrocławiem[371]
  - 31 lipca powstaje Wyższa Szkoła Środowiska w Bydgoszczy – pierwsza niepubliczna uczelnia w mieście[91]
  - 14 sierpnia oddanie do użytku szklanych spichrzy nad Brdą, siedziby Banku Rozwoju Eksportu według projektu arch. Andrzeja Bulandy i Włodzimierza Muchy z Warszawy[374]
  - 21 września powstaje pierwszy blok Bydgoskiego Towarzystwa Budownictwa Społecznego, które w kolejnych latach buduje mieszkania m.in. na osiedlu Pałcz i Niepodległości[372]
  - we wrześniu pierwszy turniej Grand Prix IMŚ na żużlu na stadionie Polonii (zawody odbywają się corocznie do 2010)[94]
  - 3 listopada nowym prezydentem Bydgoszczy zostaje Roman Jasiakiewicz[372]
  - 16–20 listopada w Bydgoszczy odbywa się spotkanie dyrektorów generalnych kolei z 25 państw świata[371]
  - 15 grudnia otwarcie pierwszego w regionie lokalu Kentucky Fried Chicken (KFC)[372]; duński koncern Lexel A/S kupuje 41% akcji Zakładów Radiowych Eltra[371]
  - w Bydgoszczy zostaje założone Polskie Towarzystwo Udaru Mózgu[75]
  - w mieście są 42 linie: 35 autobusowych, 7 tramwajowych, z których korzysta 300 tysięcy ludzi dziennie[371]
  - liczba mieszkańców Bydgoszczy osiąga 387 tys., odtąd następuje jej powolny spadek wskutek suburbanizacji i zmniejszenia przyrostu naturalnego[375]
- 1999
  - 1 stycznia inauguracja nowego województwa kujawsko-pomorskiego; Bydgoszcz jest siedzibą wojewody i władz administracyjnych, instytucje samorządowe i kilka rządowych ulokowane są jednak w Toruniu; miasto posiada prawa powiatu oraz jest siedzibą starostwa powiatu bydgoskiego[376]
  - powstaje Kujawsko-Pomorska Regionalna Kasa Chorych w Bydgoszczy (od 2003 Oddział Wojewódzki Narodowego Funduszu Zdrowia); Stacja Krwiodawstwa przekształca się w Regionalne Centrum Krwiodawstwa i Krwiolecznictwa podporządkowane Ministerstwu Zdrowia[25]
  - 10 marca przekształcenie Arboretum w Bydgoszczy w ogród Botaniczny Wyższej Szkoły Pedagogicznej[56]
  - 17 marca powstaje Wyższa Pomorska Szkoła Turystyki i Hotelarstwa oraz Wyższa Szkoła Informatyki w Łodzi filia w Bydgoszczy[91], a 8 kwietnia Wyższa Szkoła Zarządzania i Finansów w Bydgoszczy z inicjatywy bydgoskiego oddziału Polskiego Towarzystwa Ekonomicznego[377] (od 2004 w składzie Wyższej Szkoły Gospodarki)[91]
  - 17 marca otwarcie Centrum Handlowego Rondo (60 tys. m², w tym hipermarket Géant 8 tys. m², dwupoziomowa galeria z parkingiem podziemnym oraz częścią gastronomiczną, m.in. McDonald’s)[378]
  - 19 marca Bydgoska Fabryka Kabli obok zakładów w Ożarowie i Szczecinie wchodzi w skład spółki Elektrim Kable Polskie, a od 2001 Tele-Fonika Kable z siedzibą w Myślenicach; spółka jest trzecim producentem kabli w Europie[347]
  - 25 marca abp Henryk Muszyński eryguje nową parafię Wniebowstąpienia Pańskiego na Osowej Górze[379]
  - 7 czerwca trzygodzinna wizyta papieża Jana Pawła II w Bydgoszczy; w uroczystej celebrze na lotnisku bierze udział 600 tys. osób; prezydent miasta Roman Jasiakiewicz wręcza Ojcu Świętemu tytuł Honorowego Obywatela Bydgoszczy; papież wspomina spływy kajakowe Brdą (1953, 1966), nadaje farze tytuł konkatedry oraz koronuje po raz drugi obraz Madonny Bydgoskiej[376]; kilku duchownych związanych z Bydgoszczą zostaje uznanych za błogosławionych kościoła katolickiego: ks. Antoni Świadek, ks. Narcyz Putz, ks. Franciszek Dachtera, ks. Bronisław Kostkowski, bp Michał Kozal[29]
  - 15–18 lipca Mistrzostwa Świata Juniorów Młodszych w Lekkoatletyce 1999 na stadionie Zawiszy (największa impreza sportowa w historii miasta) z udziałem 1374 zawodników ze 134 państw[245]; Primo Nebiolo – prezydent Międzynarodowej Federacji Lekkiej Atletyki otrzymuje tytuł Honorowego Obywatela Bydgoszczy[376]
  - 17 sierpnia instalacja pierwszych parkomatów w Bydgoszczy[376]
  - we wrześniu odbywa się 59. Zjazd Chirurgów Polskich z udziałem 2 tys. lekarzy[380]
  - 6 października oddanie do użytku pierwszego odcinka ul. Kamiennej – nowej trasy tranzytowej wschód-zachód w Bydgoszczy[328]
  - 19 października oddanie do użytku nowej śluzy Czersko Polskie (budowanej od 1985) wraz z nowym kanałem ujściowym, który dzieli wyspę w Brdyujściu na dwie części; wyłączenie z eksploatacji starej śluzy Brdyujście (1879); przy jazie Czersko Polskie powstaje największa prywatna elektrownia wodna w Polsce (1 MW)[376]
  - 31 listopada oddanie do użytku przebudowanego mostu Bernardyńskiego[376][h]
  - ustawienie obelisku gen. Henryka Dąbrowskiego w parku jego imienia[381]
  - pierwszy Konkurs Wokalny im. I.J. Paderewskiego, organizowany przez Towarzystwo Muzyczne im. I.J. Paderewskiego; powstaje również niezależny „Teatr Pantomimy Dar”
  - eksperci NATO uznają 10 Wojskowy Szpital Kliniczny z Polikliniką w Bydgoszczy za jedyny w północnej Polsce, który spełnia standardy medyczne Paktu[75]

### I dekada XXI w.
- 2000

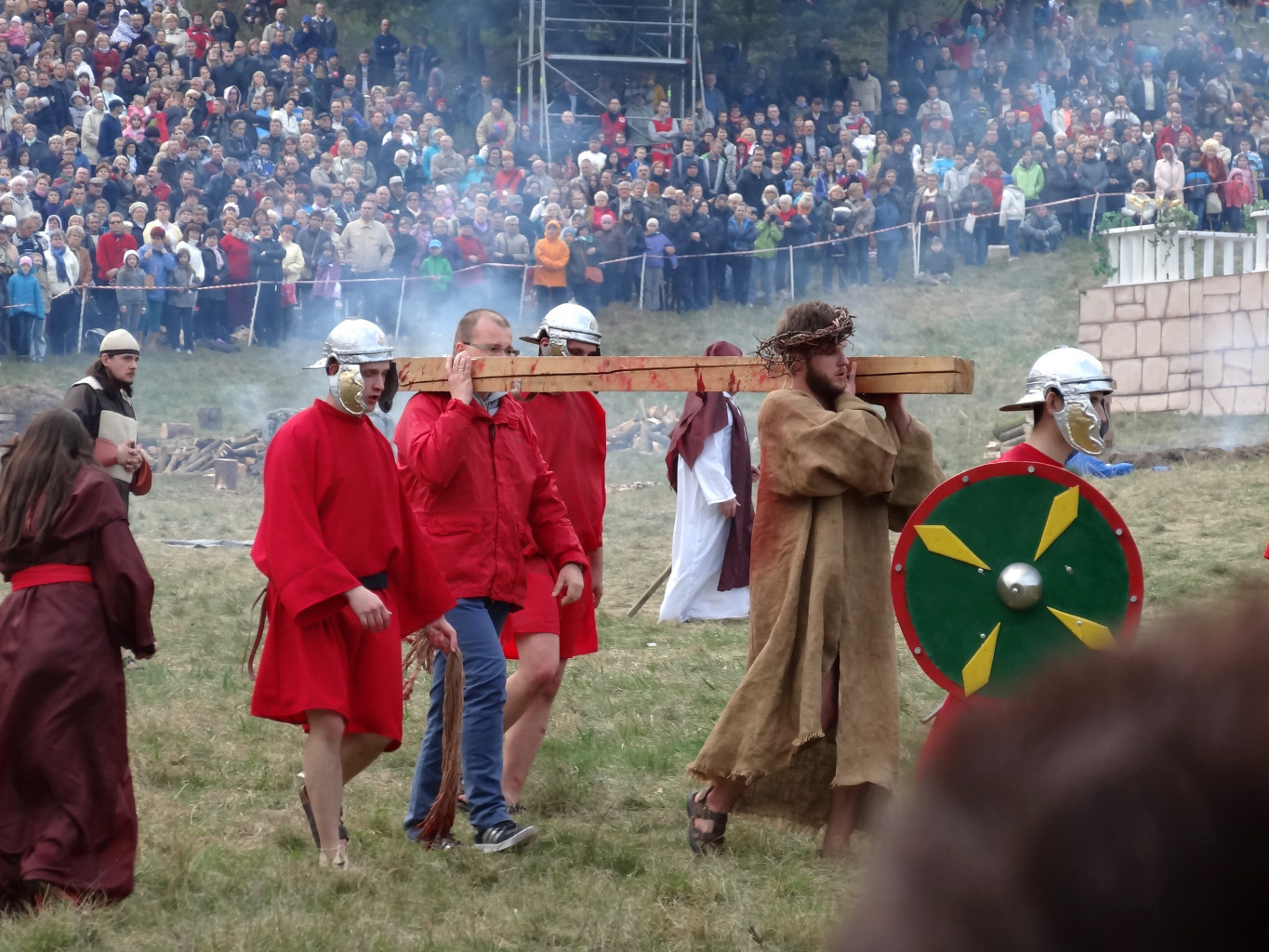
Misterium męki Pańskiej w Bydgoszczy (od 2001)

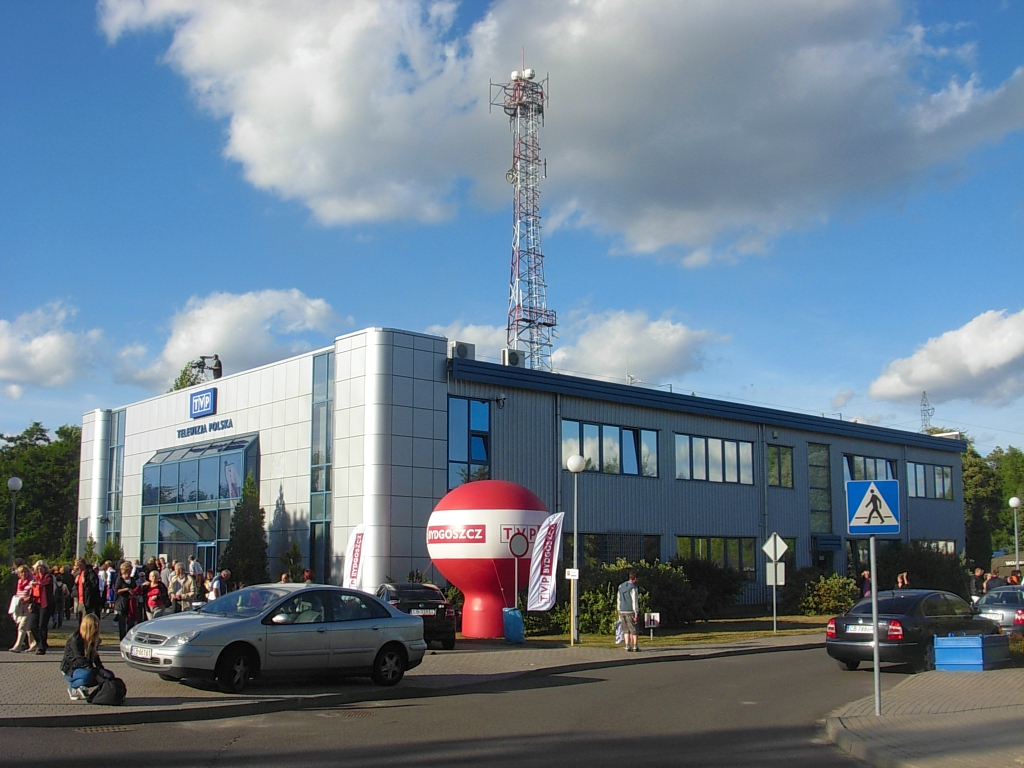
Nowa siedziba TVP3 Bydgoszcz (2001)

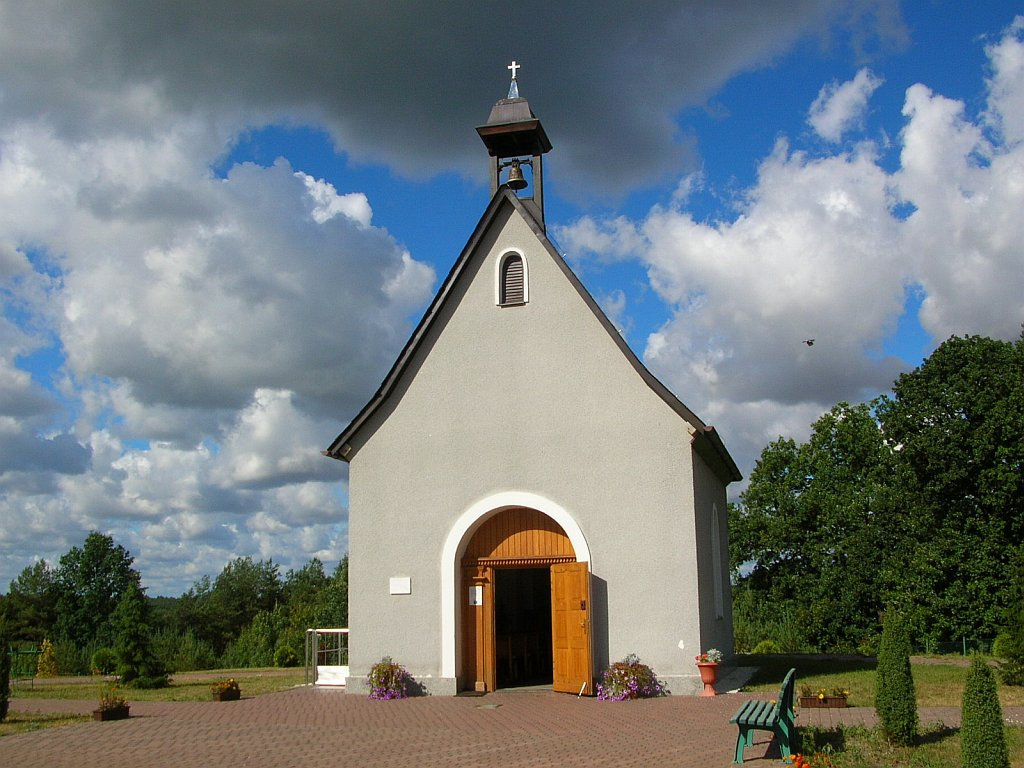
Sanktuarium Matki Bożej Trzykroć Przedziwnej w Bydgoszczy (2001)

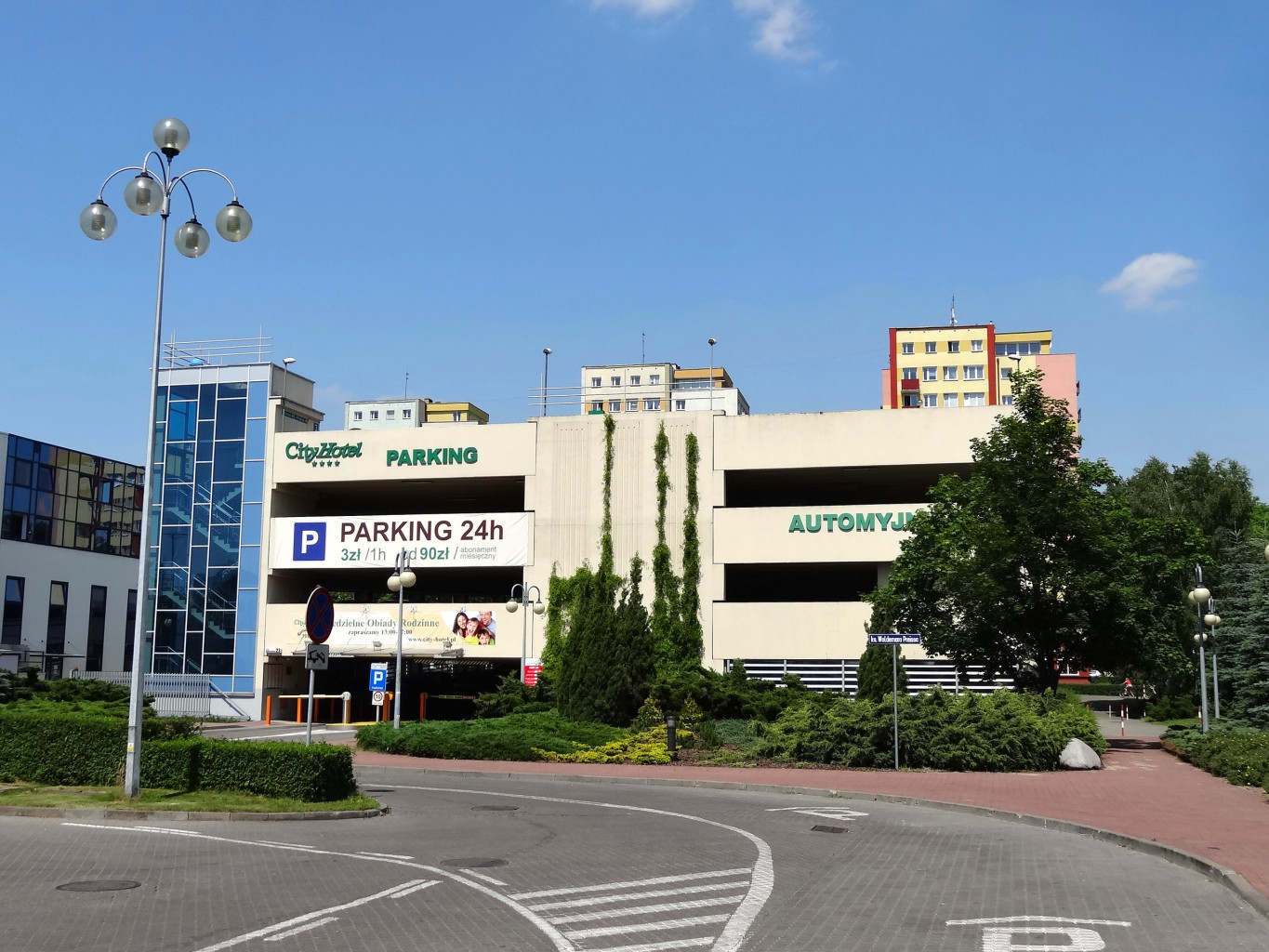
Pierwszy parking wielopoziomowy (2001)

  - 7 stycznia na potrzeby Urzędu Miasta Bydgoszczy zaadaptowany zostaje dawny biurowiec „Telfy” przy ulicy Grudziądzkiej[382]
  - 13 marca podpisanie umowy o współpracy partnerskiej Bydgoszczy z miastem Czerkasy  Ukraina[164]
  - 23 marca szklane spichrze w Bydgoszczy uznane są za najbardziej udaną architektonicznie budowlę lat 90. XX w. w Polsce (ogólnopolski konkurs „Życie w architekturze”)[382]
  - 1 kwietnia prywatyzacja Kolejowych Zakładów Nawierzchniowych, którą nabywa Cogifer Polska z siedzibą w Bydgoszczy[382]
  - 7 czerwca arcybiskup gnieźnieński Henryk Muszyński podnosi kościół Świętych Polskich Braci Męczenników w Bydgoszczy do godności Sanktuarium Nowych Męczenników[383]
  - 29 czerwca Teatr Polski w Bydgoszczy otrzymuje za patrona aktora i reżysera Hieronima Konieczkę[384]
  - 5 lipca otwarty zostaje pierwszy w regionie hipermarket budowlany OBI[384]
  - 6 lipca stadion Zawiszy otrzymuje sztuczne oświetlenie; 8 lipca odbywa się na nim Lekkoatletyczny Puchar Europy z udziałem 400 zawodników z 10 państw[384]
  - 1 września na mocy ustawy Sejmu Wyższa Szkoła Pedagogiczna zmienia nazwę na Akademia Bydgoska im. Kazimierza Wielkiego[382]
  -  Letnie Igrzyska Olimpijskie 2000 w Sydney – bydgoski wioślarz Robert Sycz zdobywa 2 medale: złoty i brązowy
  - 13 września powstaje niepubliczna Kujawsko-Pomorska Szkoła Wyższa w Bydgoszczy[91]
  - 31 października otwarcie Trasy Nowołęczyckiej z mostem Kazimierza Wielkiego nad Brdą (246 m)[116]; budowa kolejnego etapu trasy W-Z od ul.Wyszyńskiego do ul. Sułkowskiego, dróg osiedlowych w Fordonie, Jarach, Osowej Górze, schodów na zboczu Doliny Brdy na Piaskach[328]
  - 14 listopada Bydgoszcz poddaje się po raz pierwszy ocenie ratingowej, otrzymując notę BBB minus[382]
  - 7 grudnia na wniosek Rady Miasta Bydgoszczy Sejm ustanawia 2001 rokiem Ignacego Jana Paderewskiego[384]
- 2001
  - w styczniu przekształcenie Zakładów Naprawczych Taboru Kolejowego (zał. 1851) w holding Pojazdy Szynowe PESA Bydgoszcz o zatrudnieniu 1,5 tys.; firma rozpoczyna produkcję własnych pojazdów szynowych i ekspansję na rynki zagraniczne (Ukraina, Litwa, Włochy); pierwszy autobus szynowy Pesa 214M zdobywa I nagrodę na Międzynarodowych Targach Kolejowych w Gdańsku[385]
  - 2 marca katastrofa wojskowego samolotu szkoleniowego PZL TS-11 Iskra z pilotami z Dęblina na Glinkach[386]
  - 21 marca otwarcie oczyszczalni ścieków „Kapuściska”, jednej z największych kraju, do której wpływają ścieki m.in. z Górnego Tarasu i Zachemu[386]; powstaje również oczyszczalnia „Fordon”, do której spływają ścieki z Dolnego Tarasu i dzielnicy Fordon
  - 31 marca początek budowy Domu Jubileuszowego Centrum Kultury Katolickiej „Wiatrak” w Fordonie[309]; w Dolinie Śmierci odbywa się pierwsze misterium męki Pańskiej[387]
  - 26 kwietnia na stadionie Zawiszy odbywa się mecz w piłce nożnej pierwszych reprezentacji  Polska –  Szkocja (1:1, bramka Radosław Kałużny)[222]; KS Pałac Bydgoszcz zdobywa Puchar Polski w piłce siatkowej kobiet
  - 11 maja otwarcie Fabryki Puszek Napojowych Can-Pack na Osowej Górze ze 140 miejscami pracy[388]
  - 16 czerwca otwarcie nowej siedziby TVP3 Bydgoszcz na Wzgórzu Wolności[163]
  - 16 czerwca poświęcenie przez abpa Henryka Muszyńskiego szensztackiego Sanktuarium Matki Bożej Trzykroć Przedziwnej w Bydgoszczy; 16 lipca koronacja XVIII-wiecznego Obrazu Matki Bożej Szkaplerznej w kościele farnym[388]
  - 29 czerwca–1 lipca na stadionie Zawiszy odbywają się Mistrzostwa Polski Seniorów w Lekkoatletyce 2001[74] oraz I Europejski Festiwal Lekkoatletyczny (odtąd co roku)[94]
  - w lipcu otwarcie przy ul. Moczyńskiego pierwszego w regionie parkingu wielopoziomowego[388]
  - 1–5 sierpnia na torze regatowym odbywają się Mistrzostwa Europy w kajak-polo[386]
  - w sierpniu pierwszy Bydgoszcz Harmonica Meeting (od 2006 Harmonica Bridge)
  - 8 września w Bydgoszczy gości prezydent Aleksander Kwaśniewski, który bierze udział w sympozjum na temat integracji Unii Europejskiej, zwiedza ujęcie wody w Lesie Gdańskim oraz kibicuje w zawodach Grand Prix IMŚ na żużlu na stadionie Polonii[386]
  - 18 września powstają nowe centra handlowe: Castorama, Tesco (hala sprzedaży ok. 10 tys. m²)[389], a 2 listopada Auchan (18 tys. m², w tym hipermarket 12 tys. m² + galeria handlowa – 46 butików)[390]; towarzyszą temu budowy m.in. drugiej jezdni ul. Toruńskiej, Rejewskiego, Akademickiej, Jasinieckiej, bezkolizyjnego węzła drogowego na ul. Fordońskiej, przebudowa ronda Toruńskiego i placu Poznańskiego[386]; Castorama funduje budowę parku Dolina Pięciu Stawów w Bydgoszczy[328], a Auchan kładkę nad ul. Fordońską przy cmentarzu komunalnym[391]
  - budowa kolejnego etapu trasy W-Z (ul. Kamienna) od ul. Sułkowskiego do ul. Gdańskiej, ulic w Fordonie, Jarach, Osowej Górze, Flisach, przebudowa chodników w rejonie Starego Miasta[328]
  - Pomorski Okręg Wojskowy obejmuje północną połowę kraju; zajmuje się administracją wojskową i zabezpieczeniem logistycznym, natomiast jednostki operacyjne podporządkowane są utworzonemu także w Bydgoszczy Dowództwu 1 Korpusu Zmechanizowanego (2001–2003)[50]; 9 listopada przy Muzeum Tradycji POW powstaje pomnik marszałka Józefa Piłsudskiego
  - w Bydgoszczy na 15 uczelniach studiuje 41 tys. osób, w tym 20 tys. na Akademii Bydgoskiej, 10 tys. na ATR, 3 tys. na Akademii Medycznej, ok. 7 tys. na uczelniach niepublicznych[392]

- 2002

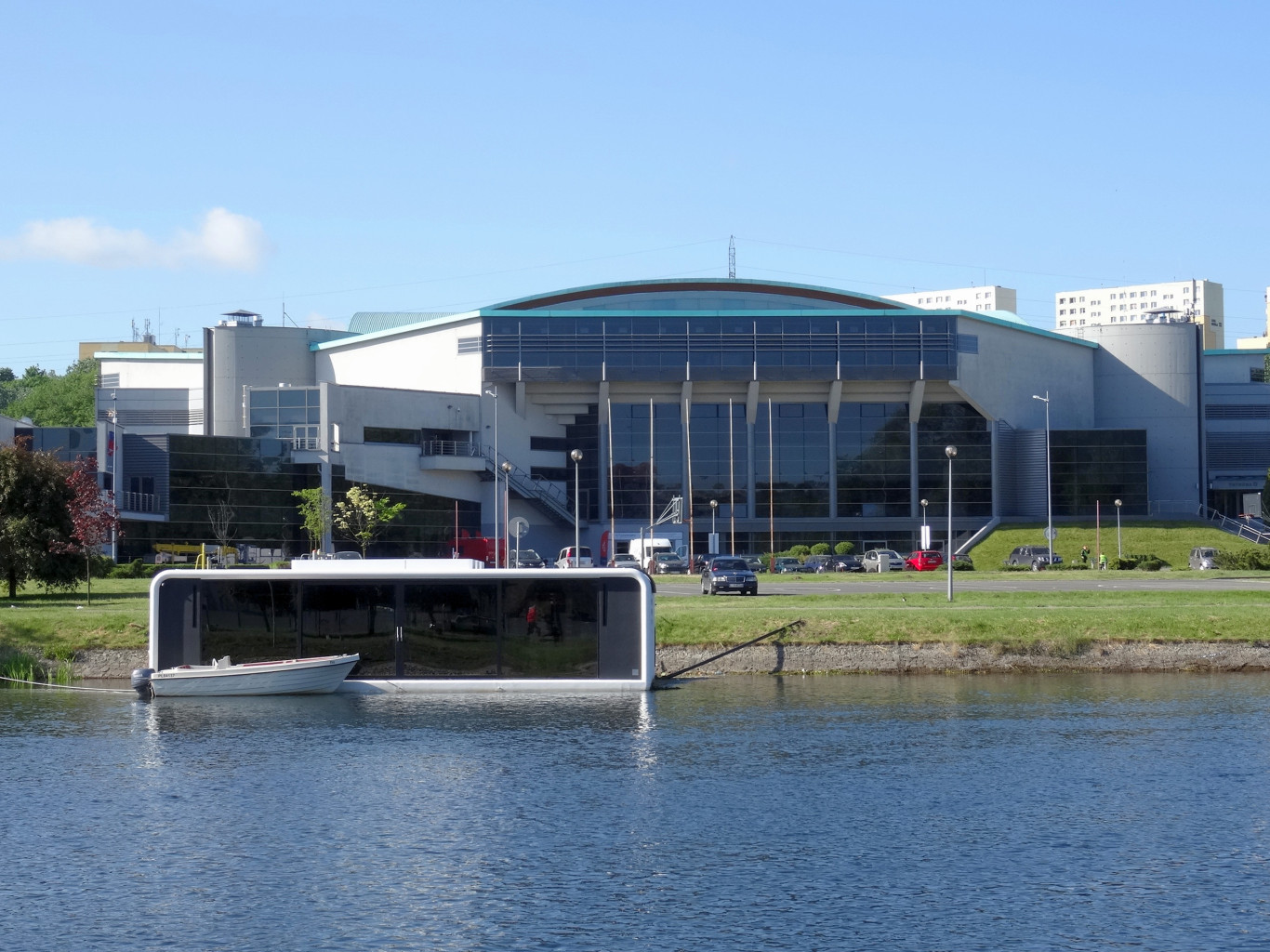
Hala sportowo-widowiskowa Łuczniczka (2002)

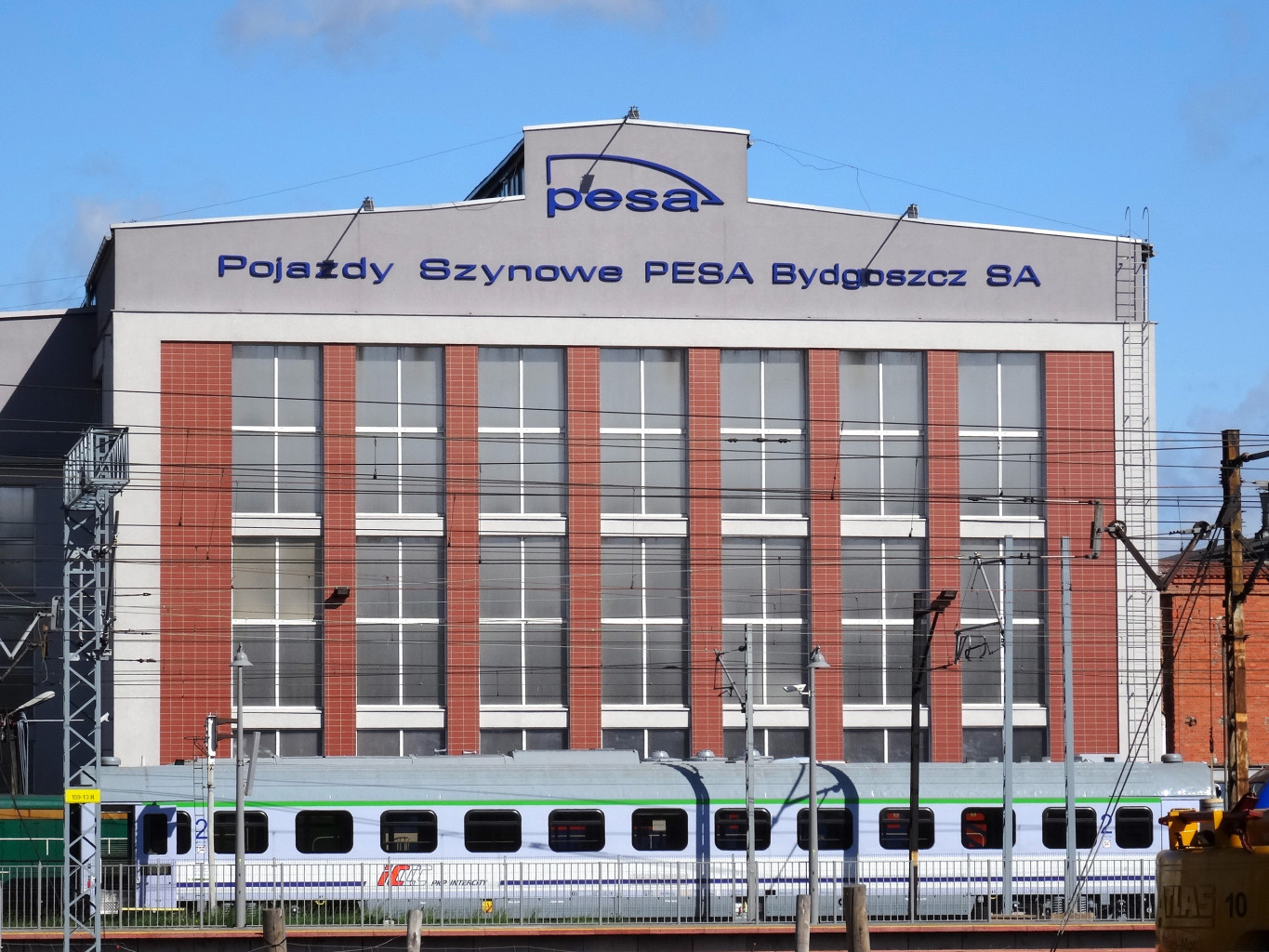
Pojazdy Szynowe Pesa Bydgoszcz (2002)

  - 6 lutego IKEA kupuje 7 ha terenu po upadłym Romecie w celu budowy hipermarketu meblowego[391]
  - 6 marca Bydgoszcz otrzymuje 56 mln euro z funduszu ISPA i Europejskiego Banku Odbudowy i Rozwoju na modernizację sieci wodociągowo-kanalizacyjnej[391]
  - 9 kwietnia otwarcie hipermarketu budowlanego Leroy Merlin przy centrum handlowym Auchan[393]; 19 kwietnia otwarcie pierwszego w regionie Multikina[391]
  - 17 kwietnia na stadionie Zawiszy odbywa się mecz w piłce nożnej pierwszych reprezentacji  Polska –  Rumunia (1:2, bramka Tomasz Hajto)[222]
  - 14 maja otwarcie wojewódzkiej delegatury Instytutu Pamięci Narodowej[393]
  - 26 maja otwarcie 3 basenów: „Laguny” przy SP 60 na Glinkach, „Bryzy” przy SP 63 na Szwederowie i „Sardynki” przy SP 64 na Osowej Górze[391]
  - 5 czerwca ustawienie pomnika Ikara według projektu Tadeusza Nowaka przed Górą Szybowników w Fordonie[394]
  - 21 czerwca Wojewódzkiej i Miejskiej Bibliotece Publicznej nadane jest imię dr. Władysława Bełzy[391]
  - w lipcu modernizacja ul. Gdańskiej od ul. Śniadeckich do al. Mickiewicza, nad Młynówką powstaje bulwar Wenecji Bydgoskiej; budowa kolejnego etapu trasy W-Z do ul. Zaświat; 25 października otwarcie nowej ul. Lewińskiego (2 km) – alternatywnego połączenia Fordonu z centrum miasta[328]; projekt przebudowy mostu Pomorskiego otrzymuje dofinansowanie z programu Phare
  - w sierpniu pierwsze Święto ulicy Gdańskiej (w 2006 również święto ul. Cieszkowskiego, a w 2010 ul. Dworcowej) oraz festiwal muzyki alternatywnej Muszla Fest w parku Ludowym im. Wincentego Witosa
  - 8 września na Starym Rynku odbywają się obchody 500-lecia bydgoskiej fary; specjalny list z tej okazji przesyła papież Jan Paweł II[391]
  - 15 września oddanie użytku Węzła Zachodniego na Czyżkówku z mostami: św. Antoniego nad Kanałem Bydgoskim i Waleriana Hypszera nad Brdą, dwujezdniową ul. Nad Torem oraz wiaduktem przy ul. Grunwaldzkiej[116]
  - 19 września koncern Pilkington otwiera fabrykę na Osowej Górze[393]
  - 28 września pierwszy Festiwal Prapremier w Teatrze Polskim[395] oraz pierwszy Bydgoski Blues & Folk Festiwal organizowany przez Wojewódzki Ośrodek Kultury i Sztuki
  - 11 października otwarcie hali sportowo-widowiskowej Łuczniczka na 6 tys. miejsc w parku Centralnym nad Brdą[391]
  - 16 października założenie Dębowej Alei Zasłużonych przy al. Ossolińskich; jako pierwszy posadzony jest „Dąb Papieski”[391][396]
  - 18 października na trasę z Torunia do Bydgoszczy wyrusza pierwszy autobus szynowy wyprodukowany przez Pojazdy Szynowe PESA Bydgoszcz[391]
  - 10 listopada prezydentem miasta w wyborach bezpośrednich zostaje Konstanty Dombrowicz[391]
  - przeznaczenie wyłącznie dla ruchu towarowego odcinka linii nr 201 Nowa Wieś Wielka – Bydgoszcz Wschód Towarowa[84]
  - budowa parku na Osowej Górze z adaptacją istniejących stawów[370]
  - Bydgoszcz jest na 24 miejscu wśród 150 miast polskich pod względem zanieczyszczeń powietrza; udział miasta w emisji zanieczyszczeń w województwie wynosi 19%; 92% ścieków jest oczyszczonych; II klasa czystości Brdy utrzymuje się do jej połączenia z Kanałem Bydgoskim[397]

- 2003

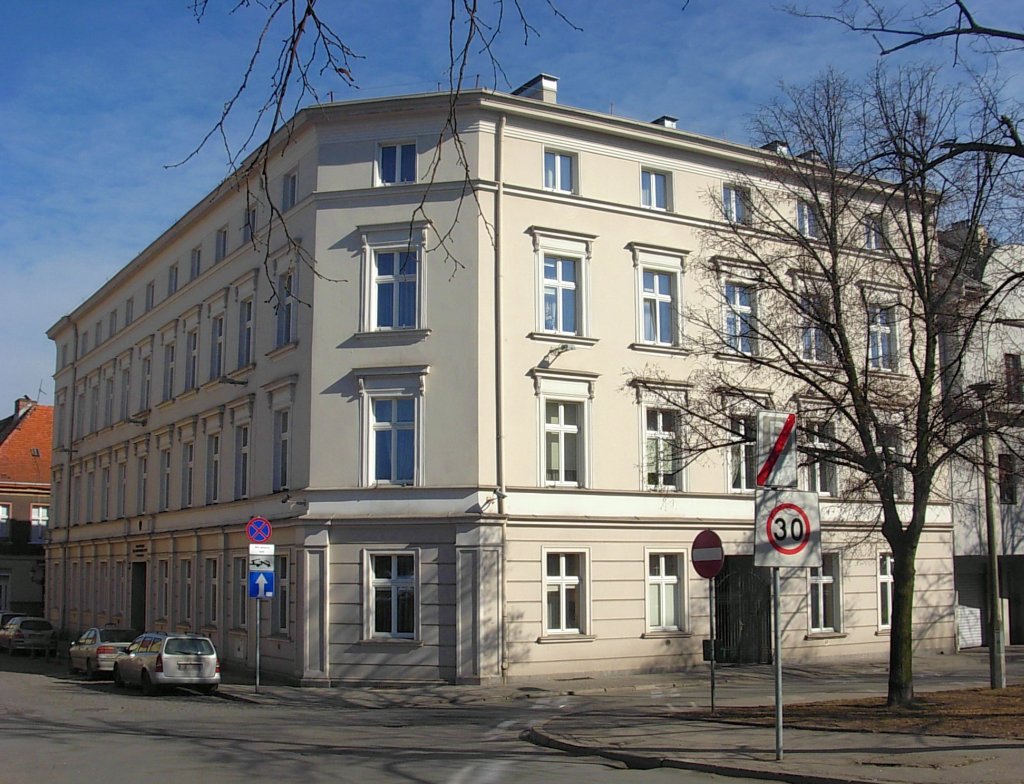
Wojewódzki sąd administracyjny (2003)

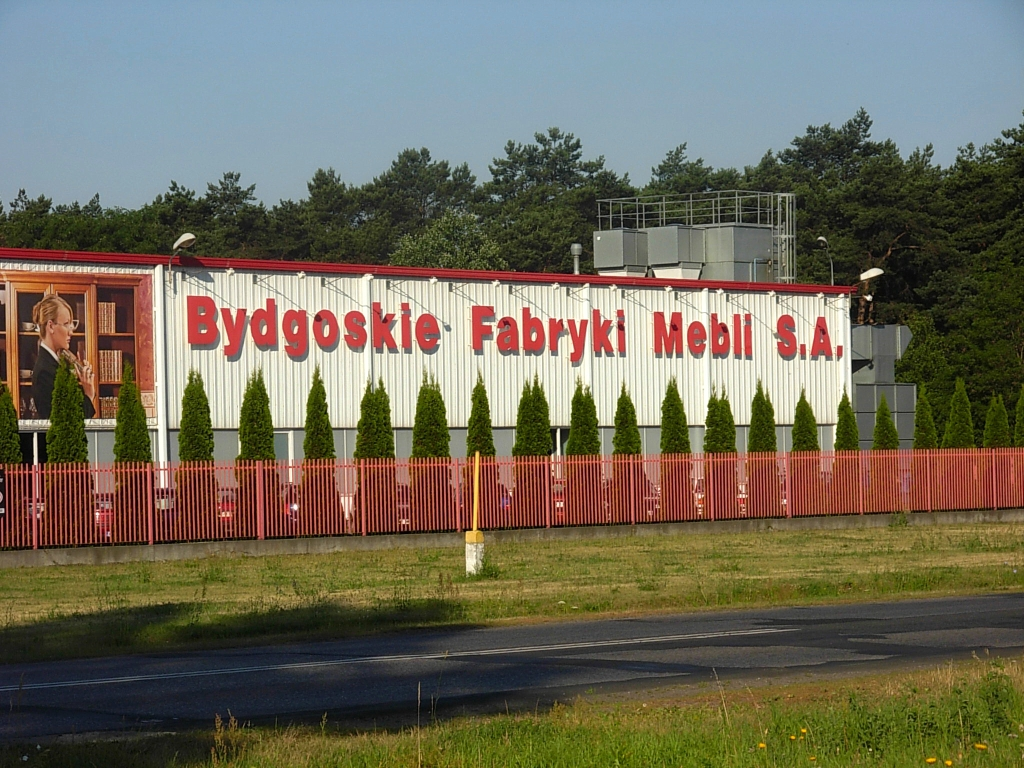
Nowy zakład Bydgoskich Fabryk Mebli (2003)

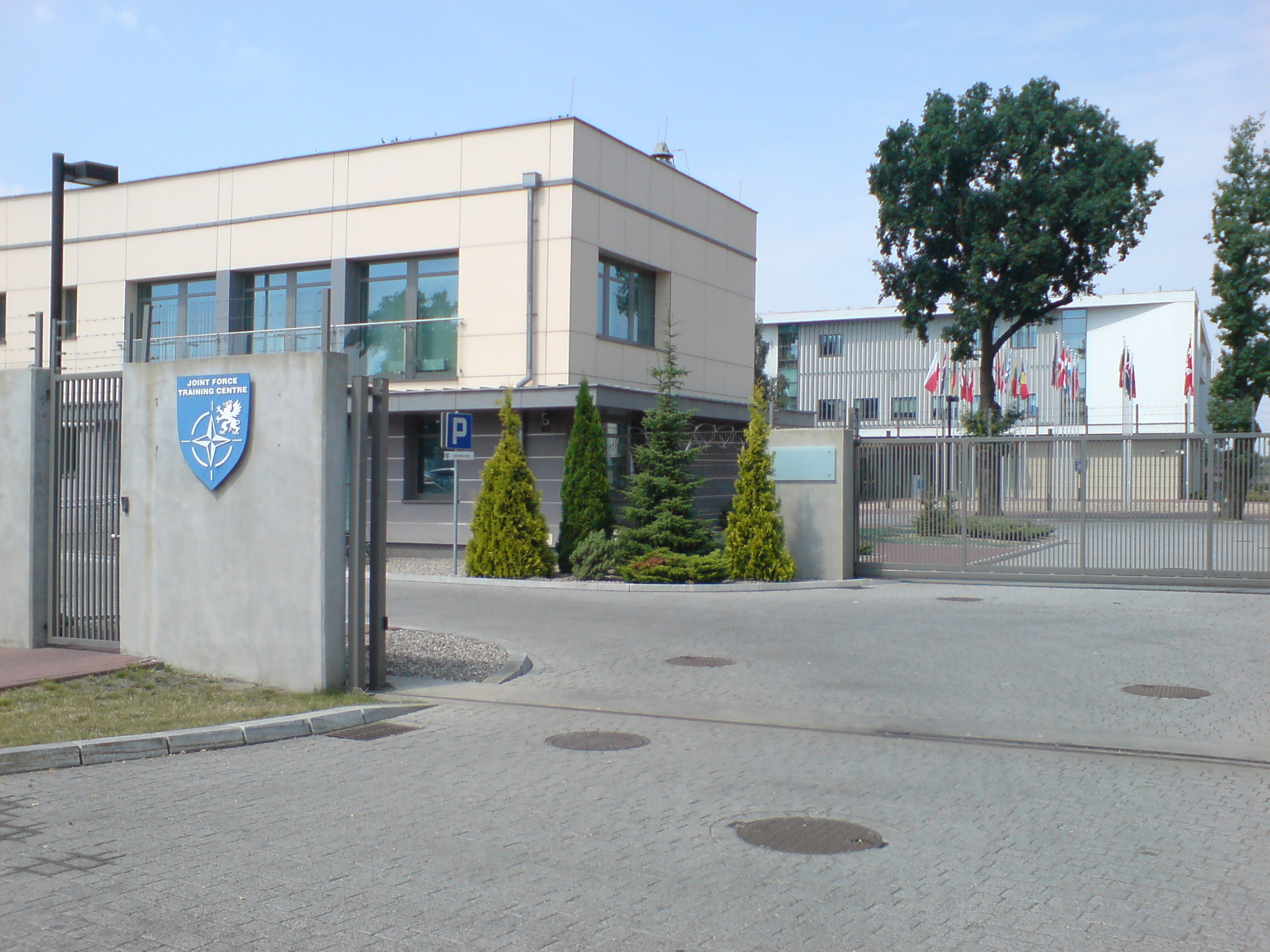
Centrum Szkolenia Sił Połączonych NATO (2004)

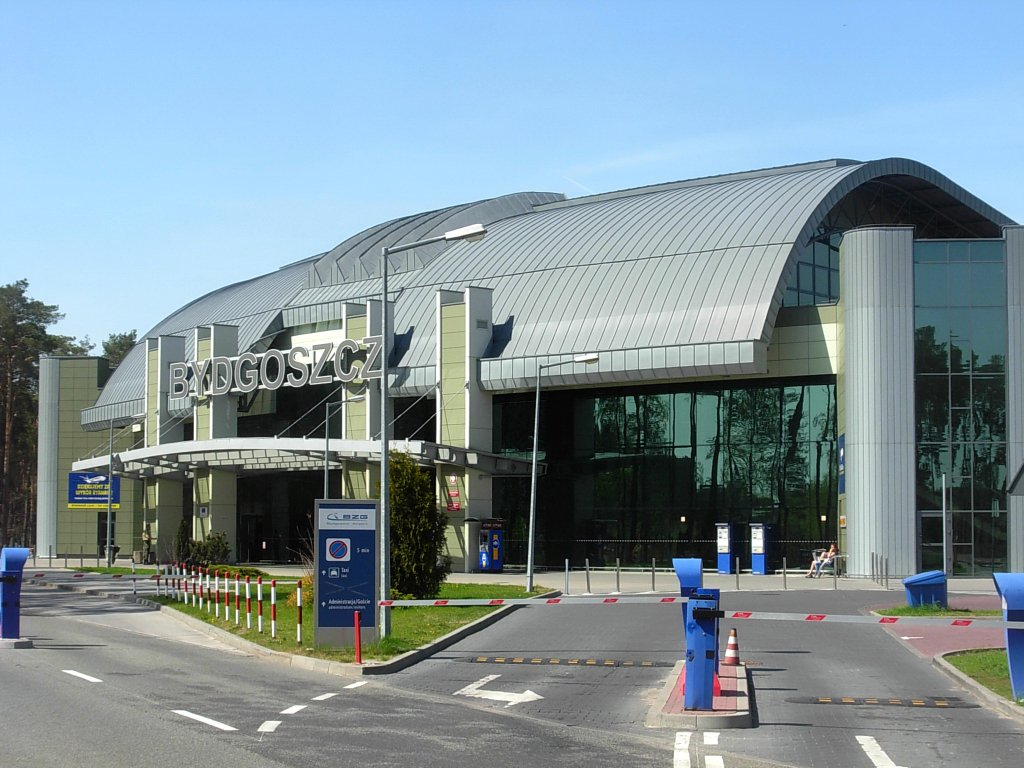
Port lotniczy Bydgoszcz-Szwederowo (2005)

  - 9 stycznia przestaje ukazywać się Ilustrowany Kurier Polski, najstarszy dziennik regionu; 31 marca likwidacja kina „Polonia” (zał. 1926), 29 czerwca także kina „Pomorzanin” (zał. 1914) oraz kawiarni „Baśka” na Błoniu[398]
  - 26 lutego otwarcie pierwszej w kraju Pracowni Pozytonowej Emisyjnej Tomografii w bydgoskim Regionalnym Centrum Onkologii, które w maju jako pierwszy szpital w kraju zostaje uhonorowany godłem promocyjnym „Teraz Polska”[399]
  - 3 marca oficjalne otwarcie Naczelnego Sądu Administracyjnego w Bydgoszczy (od 2004 Wojewódzki Sąd Administracyjny, najwyższa instancja w województwie)[398]
  - 20 marca sformowanie w Bydgoszczy 1. Brygady Logistycznej im. Kazimierza Wielkiego, która uczestniczy m.in. w misjach pokojowych ONZ oraz operacjach sojuszniczych NATO[50]
  - 9 kwietnia otwarcie Galerii Pomorskiej (76 tys. m², w tym 8 tys. m² hala sprzedaży Carrefour; 150 butików, kręgielnia, później multipleks Helios)[400]; dzięki grantowi finansowemu powstaje druga jezdnia ul. Kamiennej[328]
  - 20 kwietnia odsłonięcie „Drzwi Jubileuszowych” w konkatedrze autorstwa Michała Kubiaka[398]
  - 15 maja historyk Norman Davies gości na Akademii Bydgoskiej
  - w maju konferencja Szefów Sztabów NATO Regionu Bałtyku w Bydgoszczy z udziałem 30 oficerów z kilku państw[399]
  - Szpital Gruźlicy i Chorób Płuc przekształca się w Kujawsko-Pomorskie Centrum Pulmonologii w Bydgoszczy, które dysponuje również sanatorium w Smukale[25]
  - 28 maja Rada Miasta nadaje tytuł Honorowego Obywatela Bydgoszczy Jerzemu Hoffmanowi, reżyserowi filmowej Trylogii Sienkiewicza[398]
  - 7–8 czerwca w referendum w Polsce w 2003 roku 82% bydgoszczan jest za wejściem Polski do UE[399]
  - 27 czerwca otwarcie dziecięcego Ośrodka Transplantacji Szpiku Kostnego w szpitalu im dr. A. Jurasza z udziałem Jolanty Kwaśniewskiej, której fundacja „Porozumienie bez barier” ma udział w finansowaniu placówki[398]
  - 16–20 lipca Młodzieżowe Mistrzostwa Europy w Lekkoatletyce 2003 na stadionie Zawiszy, który uzyskuje za patrona Zdzisława Krzyszkowiaka[398]; 10 września w Bydgoszczy kończy się 3 etap Tour de Pologne[399], a 22 września na stadionie Zawiszy rozegrany jest mecz piłki nożnej kobiet  Polska –  Islandia (2:3)[398]
  - w październiku powstaje bydgoski ośrodek Alliance française[399]
  - 14 października senat bydgoskiej Akademii Medycznej zgadza się na połączenie z Uniwersytetem Mikołaja Kopernika w Toruniu; 27 sierpnia potwierdza to Sejm; uczelnia organizuje pierwsze Medicalia w Bydgoszczy[398]
  - 27 grudnia przy aptece „Pod Łabędziem” (Gdańska 5) powstaje Muzeum Farmacji w Bydgoszczy[398]
  - powstaje alternatywny „Teatr niebopiekło”, następca „Trzeciego Teatru w Drodze”' (1983–2000), organizatora Off Prezentacji Teatralnych (1991–2000)
  - Zakład Energetyczny w Bydgoszczy wchodzi w skład Grupy Energetycznej Enea obok przedsiębiorstw z Poznania, Szczecina, Gorzowa i Zielonej Góry[401]; przy ul. Nowotoruńskiej powstaje nowy zakład Bydgoskich Fabryk Mebli
- 2004
  - 20 stycznia otwarcie Kujawsko-Pomorskiego Urzędu Skarbowego (obsługa dużych firm z całego regionu)[402]
  - 24 lutego papież Jan Paweł II ustanawia diecezję bydgoską; 25 marca obywa się ingres biskupa bydgoskiego Jana Tyrawy[403]
  - 28 kwietnia na stadionie Zawiszy odbywa się mecz w piłce nożnej pierwszych reprezentacji  Polska –  Irlandia (0:0)[222]
  - 1 maja zawieszenie nad Brdą rzeźby Przechodzący przez rzekę według projektu Jerzego Kędziory, upamiętnieniającej wejście Polski do Unii Europejskiej[402]
  - 31 maja otwarcie nowego terminala pasażerskiego portu lotniczego Bydgoszcz; instalacja systemu ILS umożliwiającego lądowanie w złych warunkach atmosferycznych[403]
  - w maju pierwszy Bydgoski Festiwal Nauki organizowany przez uczelnie bydgoskie
  - 25 czerwca otwarcie Centrum Szkolenia Sił Połączonych NATO (JFTC) – jedynego w Europie Środkowo-Wschodniej[403]
  - 30 czerwca podpisanie umowy o współpracy partnerskiej Bydgoszczy z miastem Krzemieńczuk  Ukraina[164]
  - 30 czerwca Jan Nowak-Jeziorański, dyrektor Sekcji Polskiej Radia Wolna Europa, odbiera honorowego „Feliksa”, nagrodę bydgoskiej Gazety Wyborczej[402]
  - w czerwcu na stadionie Zawiszy odbywa się Europejski Festiwal Lekkoatletyczny, Puchar Europy w Lekkoatletyce 2004, a 2–4 lipca Mistrzostwa Polski Seniorów w Lekkoatletyce 2004[74]
  - 19 lipca otwarcie Wyższej Szkoły Informatyki i Nauk Społeczno-Prawnych (od 2009 Bydgoska Szkoła Wyższa); 1 sierpnia powstaje Wyższe Seminarium Duchowne w Bydgoszczy im. bł. bp Michała Kozala[403]
  -  Letnie Igrzyska Olimpijskie 2004 w Atenach – bydgoski wioślarz Robert Sycz zdobywa złoty medal
  - 25 września podczas regat Wielka Wioślarska o Puchar Brdy ścigają się po raz pierwszy osady Akademii Bydgoskiej i uniwersytetu Cambridge[403]
  - 8 października podpisanie umowy o współpracy partnerskiej z miastem Patras  Grecja[164]
  - 9 października pierwszy rejs Bydgoskiego Tramwaju Wodnego z rozkładem jazdy i biletami komunikacji miejskiej
  - 14 października bydgoska Jutrzenka staje się właścicielem poznańskiej Goplany[403]
  - 18 października stadion Chemika otrzymuje za patrona Czesława Kobusa[402]
  - 6 listopada portowi lotniczemu nadany jest jako patron Ignacy Jan Paderewski[i][403]
  - w listopadzie powstaje Muzeum Fotografii w Bydgoszczy, które jest częścią Akademickiej Przestrzeni Kulturalnej Wyższej Szkoły Gospodarki[404]
  - 21 grudnia powstaje Bydgoski Park Przemysłowo-Technologiczny na terenie poprzemysłowym Zachemu (280 ha); głównymi udziałowcami są: Bydgoszcz, Zachem i Akademia Techniczno-Rolnicza
  - Ogród Fauny Polskiej Zoo w Myślęcinku przekształca się w ogród zoologiczny ze zwierzętami z różnych kontynentów[405]

- 2005

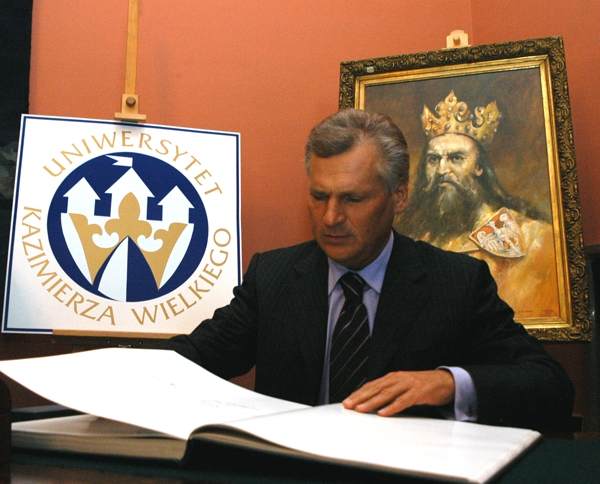
Podpisanie ustawy o powołaniu Uniwersytetu Kazimierza Wielkiego (2005)

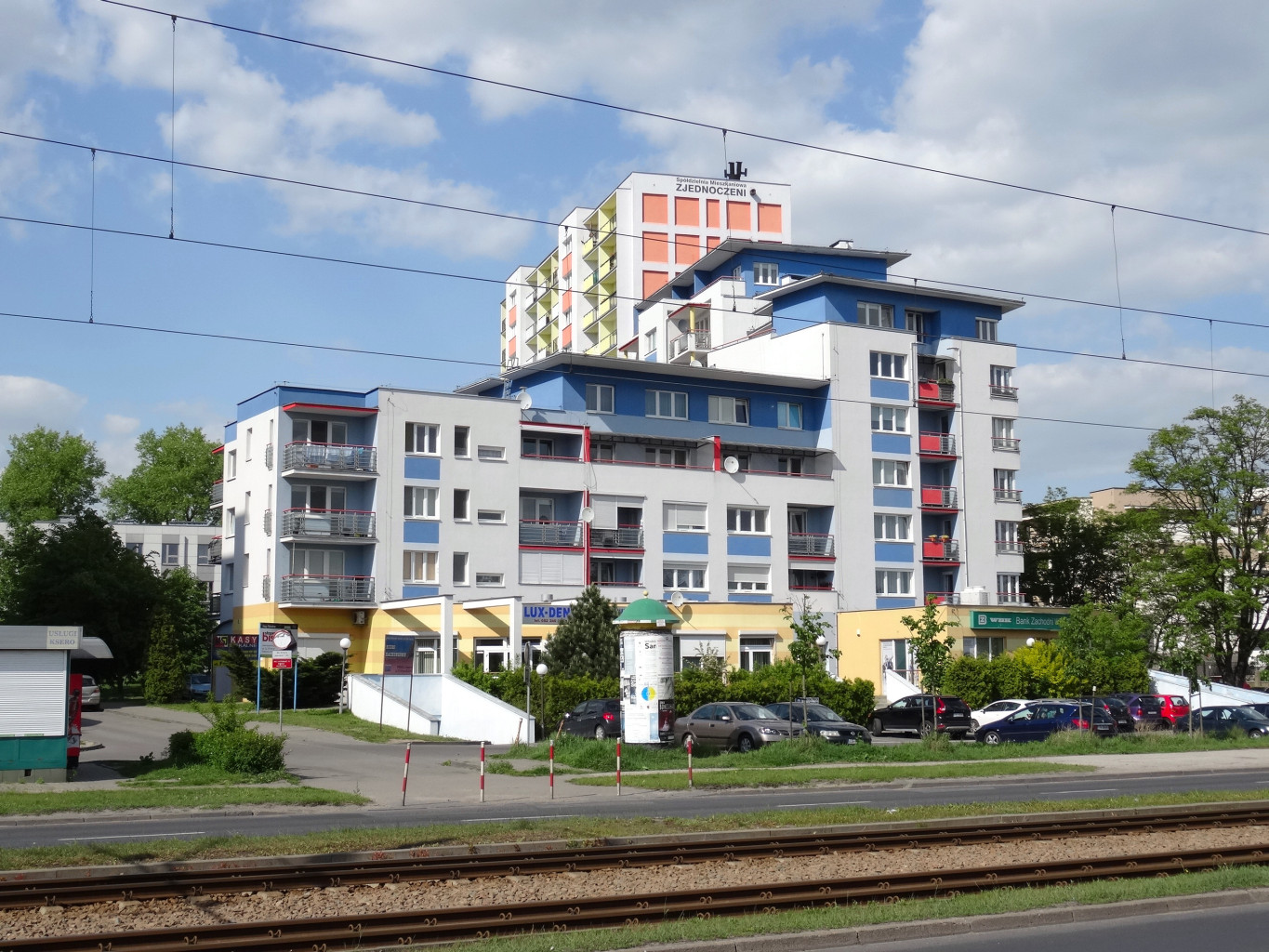
Nowe budynki mieszkalne (ul. Fordońska)

  - 19 stycznia Miejskie Wodociągi i Kanalizacja w ramach unijnego Funduszu Spójności otrzymują 100 mln euro na modernizację sieci wodociągowej i kanalizacyjnej[406]; projekty „Bydgoski System Wodny i Kanalizacyjny I i II” realizowane do 2014 pozwalają całkowicie skanalizować miasto, odciąć dopływy zanieczyszczeń do Brdy i Wisły, rozbudować ujęcie wody na Czyżkówku i oczyszczalnie ścieków, oczyścić z osadów Brdę i Kanał Bydgoski
  - 25 stycznia przekształcenie Państwowego Szpitala Klinicznego Akademii Medycznej w Szpital Uniwersytecki nr 1 im. Antoniego Jurasza w Bydgoszczy
  - 26 stycznia w hali Łuczniczka odbywa się pierwsza edycja międzynarodowego mityngu lekkoatletycznego Pedro’s Cup (odtąd co roku do 2014)[407]
  - 24 lutego utworzenie Konsulatu Honorowego  Niemiec w Bydgoszczy[407]
  - 6 marca w Myślęcinku odbywają się III Mistrzostwa Polski Wyścigów Psich Zaprzęgów z udziałem 85 załóg z całej Polski[407]; KS Pałac Bydgoszcz zdobywa Puchar Polski w piłce siatkowej kobiet
  - 2 kwietnia śmierć Jana Pawła II; kościoły bydgoskie są pełne wiernych; miasto ogłasza żałobę; 3 kwietnia na Starym Rynku tłumy oddają hołd papieżowi; tysiące zniczy ustawione są wzdłuż alei Jana Pawła II[408]
  - 20 kwietnia prezydenci i starostowie Bydgoszczy i Torunia oraz marszałek województwa podpisują porozumienie o utworzeniu Bydgosko-Toruńskiego Obszaru Metropolitarnego[406]
  - 21 kwietnia Sejm przyjmuje ustawę o przekształceniu Akademii Bydgoskiej w Uniwersytet Kazimierza Wielkiego[406]
  - 23 kwietnia ustawienie u zbiegu ulic: Gdańskiej, Dworcowej i Pomorskiej rzeźby „Wędrowiec” projektu Michała Kubiaka; 29 lipca odsłonięcie pomnika pamięci 16 Pułku Ułanów Wielkopolskich na Błoniu, a 16 sierpnia Ławeczki Mariana Rejewskiego przy ul. Gdańskiej[407]
  - 4 czerwca Irena Szewińska otrzymuje tytuł Honorowego Obywatela Bydgoszczy[406]
  - 20 sierpnia oddanie do użytku przebudowanego mostu Pomorskiego i ronda Fordońskiego[406]
  - 31 sierpnia powstają dwie uczelnie niepubliczne: Wyższa Szkoła Nauk o Zdrowiu[409] oraz Wyższa Szkoła Ekonomiczno-Społeczna w Bydgoszczy[407]
  - 8 października Wielka Wioślarska o Puchar Brdy m.in. z udziałem osady uniwersytetu Oxford[407]
  - 18 października Centrum Onkologii im. prof. Franciszka Łukaszczyka w Bydgoszczy wygrywa ogólnopolski ranking „Rzeczpospolitej” na najlepszy szpital w Polsce[407]
  - 19 października w Bydgoszczy swoją siedzibę otwiera koncern elektroniczny Jabil Global Services, zatrudniając 300 osób[407]
  - 22 października Rafał Blechacz, absolwent bydgoskiej Akademii Muzycznej zostaje zwycięzcą XV Konkursu Chopinowskiego
  - 30 października uruchomienie pierwszego, regularnego połączenia międzynarodowego linii Ryanair z portu lotniczego Bydgoszcz do Londynu, a później do wielu innych miast w Wielkiej Brytanii, Irlandii, Niemczech, Hiszpanii oraz połączeń czarterowych z kurortami basenu Morza Śródziemnego[410]; na lotnisku stacjonuje lotnicza jednostka ratowniczo-gaśnicza oraz straż graniczna[407]
  - 2 listopada bydgoszczanin Radosław Sikorski zostaje ministrem obrony narodowej w rządzie Kazimierza Marcinkiewicza[406]
  - 9 listopada bydgoska delegatura Najwyższej Izby Kontroli otrzymuje nową siedzibę przy Wałach Jagiellońskich w dawnej willi Leona Barciszewskiego[407]
  - 25 listopada Bydgoszcz otrzymuje 42,5 mln zł na.budowę trasy W-Z oraz 3,7 mln na rewitalizację Wyspy Młyńskiej w ramach Programu Rozwoju Regionalnego UE na lata 2004–2008[406]
  - 30 listopada zespół Kanału Bydgoskiego wraz z urządzeniami hydrotechnicznymi (9 śluz, 1 jaz) zostaje wpisany do rejestru zabytków[302]
  - 28 grudnia podpisanie umowy o współpracy partnerskiej z miastem Ningbo  Chiny[164]
  - pierwszy Pejzaż bez Ciebie – Festiwal Twórczości Niezapomnianych Artystów Polskich w Operze Nova

- 2006

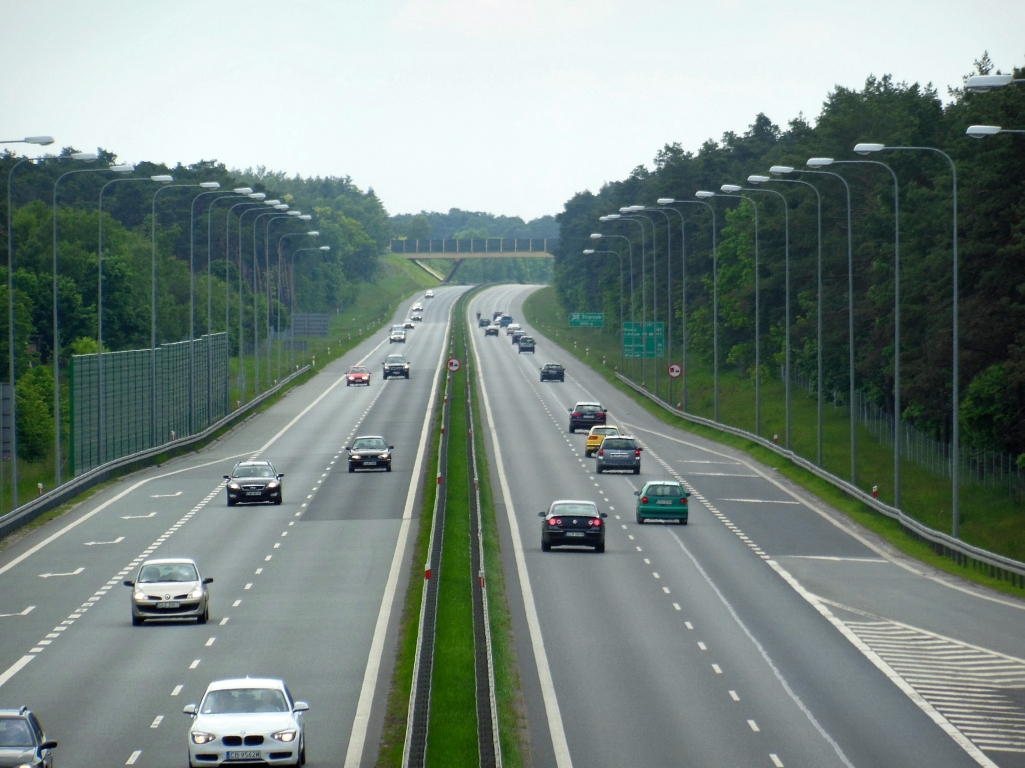
Droga ekspresowa S5 (2006)

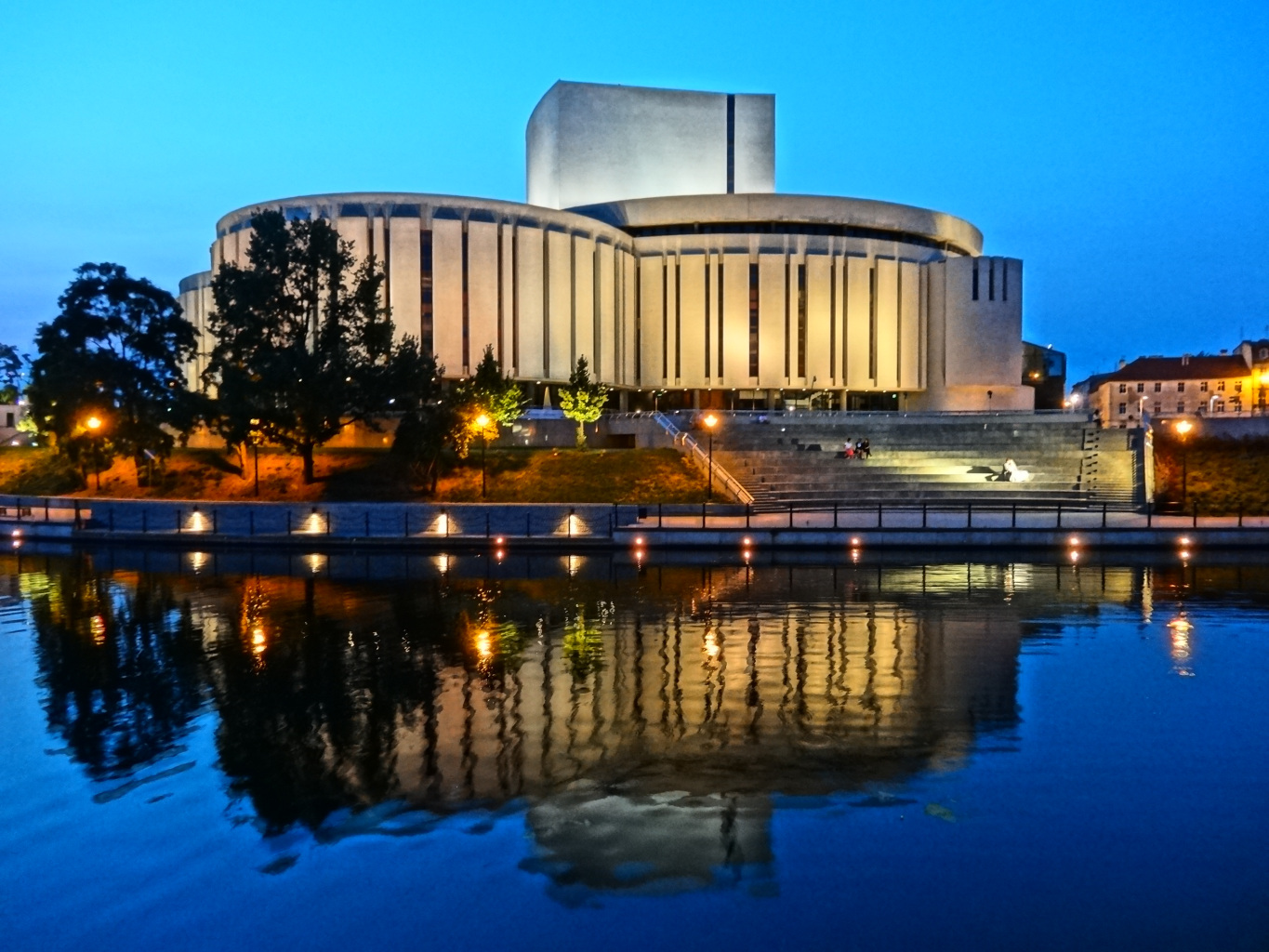
Ukończenie Opery Nova (2006)

  - 19 kwietnia podpisanie umowy o współpracy partnerskiej Bydgoszczy z miastem Wilhelmshaven  Niemcy[411]
  - 2 czerwca odsłonięcie ruchomej rzeźby Pana Twardowskiego autorstwa Jerzego Kędziory, która dwa razy dziennie pozdrawia turystów z okna kamienicy Starego Rynku[412]
  - inauguracja turystycznych kursów zabytkowego taboru na liniach komunikacji miejskiej, m.in. tramwaju Herbrand (oferta poszerza się w kolejnych latach)[412]
  - 21–23 lipca na stadionie Zawiszy odbywają się Mistrzostwa Polski Seniorów w Lekkoatletyce 2006[74]; BKS Delecta–Chemik Bydgoszcz awansuje do ekstraklasy siatkówki mężczyzn
  - latem Wyspa Młyńska, Wenecja Bydgoska, Rybi Rynek i szereg innych miejsc w Bydgoszczy staje się tłem scenografii filmu „Magiczne drzewo” reż. Andrzeja Maleszki[202]; w 2007 film otrzymuje Nagrodę Emmy[413]
  - 2 września na stadionie Zawiszy odbywa się mecz w piłce nożnej pierwszych reprezentacji  Polska –  Finlandia (1:3, eME 2008, bramka Łukasz Garguła)[222]
  - 11 września oddanie do użytku kładki Wenecji Bydgoskiej nad Młynówką[116]
  - 4 października oddanie do użytku nowej siedziby Wydziału Farmacji Collegium Medicum UMK[412]
  - 21 października w 50-lecie bydgoskiej sceny operowej odbywa się oficjalne przekazanie do użytku gmachu Opery Nova po 34 latach budowy[412]
  - 27 października odsłonięcie pomnika Kazimierza Wielkiego[412]
  - 22 listopada przekształcenie Akademii Techniczno-Rolniczej w Uniwersytet Technologiczno-Przyrodniczy im. Jana i Jędrzeja Śniadeckich w Bydgoszczy[412]
  - 27 listopada wybory prezydenckie w Bydgoszczy wygrywa w II turze ponownie Konstanty Dombrowicz[412]
  - 16 grudnia powstaje Centrum Handlowe Glinki (hipermarket Carrefour oraz galeria 20 butików)[414]; dzięki grantowi finansowemu powstaje tunel pod al. Jana Pawła II i rondo Inowrocławskie
  - 31 grudnia Grupa Żywiec zamyka Kujawiak Browary Bydgoskie (zał. 1858)[415]
  - powstaje Muzeum Kanału Bydgoskiego przy III Liceum Ogólnokształcącym
  - Filharmonia Pomorska i Opera Nova zostają wpisane na listę priorytetowych placówek kulturalnych, utrzymywanych przez Ministerstwo Kultury i Dziedzictwa Narodowego[45]
  - uchwalenie Programu Rewitalizacji Bydgoskiego Węzła Wodnego, kreującego tożsamość miasta zintegrowanego z Brdą, Wisłą i Kanałem Bydgoskim[416] (w 2007 otrzymuje I nagrodę Ministerstwa Budownictwa)
  - powstaje Całoroczne Centrum Rekreacji w Leśnym Parku Kultury i Wypoczynku[280], w tym 18-dołkowe pole golfowe (6 ha)[417]; Góra Myślęcińska podwyższona jest o 5 m, stok narciarski wydłuża się do 230 m, powstają 2 nowe wyciągi orczykowe[418]
  - ukończenie budowy dwujezdniowej drogi ekspresowej S5 na odcinku Bydgoszcz – Stryszek z węzłami: Bydgoszcz Lotnisko i Bydgoszcz Południe

- 2007

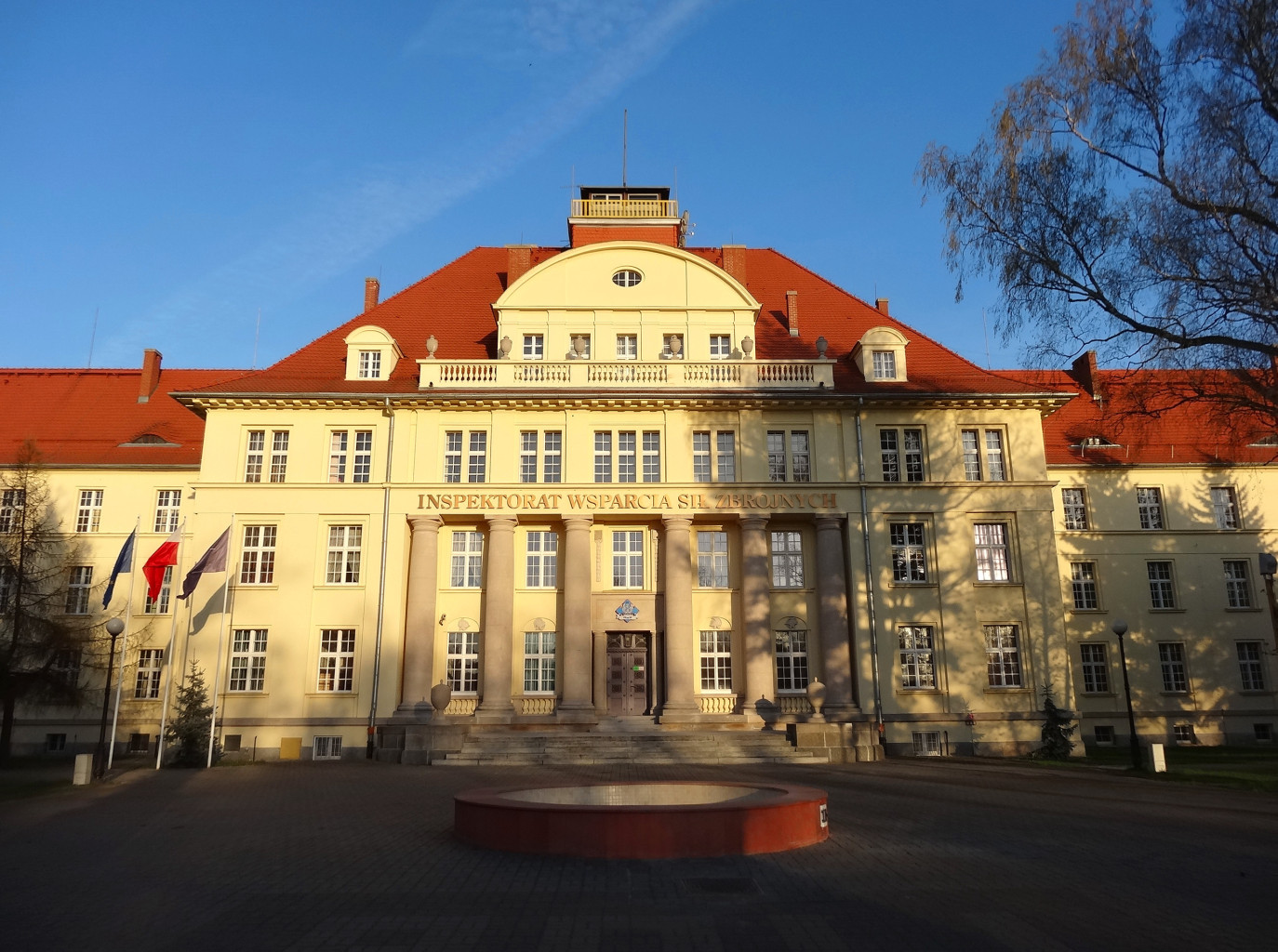
Inspektorat Wsparcia Sił Zbrojnych (2007)

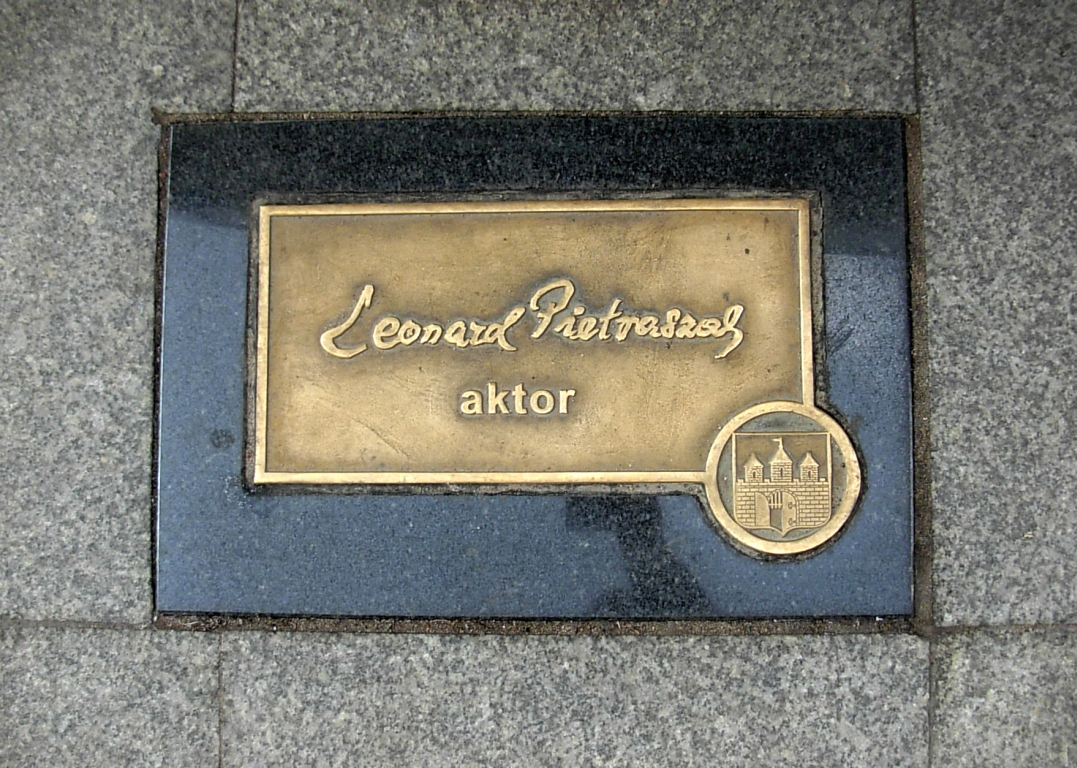
Bydgoska Aleja Autografów (2007)

  - 11 stycznia likwidacja Bydgoskich Zakładów Fotochemicznych „Foton”, co wynika z rozwoju fotografii cyfrowej[419]
  - 19 kwietnia odsłonięcie przed Filharmonią Pomorską rzeźby Andrzeja Szwalbego, twórcy bydgoskiej dzielnicy muzycznej
  - 11–12 maja pierwsza Międzynarodowa Wystawa Lotnicza Air Fair na terenie Wojskowych Zakładów Lotniczych połączona z Targami Samolotów Lekkich i Ultralekkich (odbywa się corocznie)[413]
  - 19 maja pierwsza Noc Muzeów w Bydgoszczy[419]
  - 27 maja archeolodzy odkrywają przy ul. Grodzkiej wał obronny grodu bydgoskiego z XI wieku[419]
  - 13 czerwca według Gazety Prawnej Bydgoszcz jest liderem w województwie kujawsko-pomorskim pod względem pozyskanych funduszy Unii Europejskiej (657 mln zł, głównie na projekty wod-kan)[413]
  - 22 czerwca podpisanie umowy o współpracy partnerskiej Bydgoszczy z miastem Pitești  Rumunia[411]
  - 26 czerwca otwarcie krytego skateparku w Myślęcinku[419]
  - 19 sierpnia pierwszy koncert Hity Na Czasie w Bydgoszczy organizowany przez TVP2 i Radio Eska[413]; we wrześniu nad miastem szybuje sterowiec[419]
  - 27 sierpnia ze Starego Rynku znika szaniec przeniesiony do Sanktuarium Nowych Męczenników[419]
  - 23 września w hali Łuczniczka odbywają się Mistrzostwa Świata w Karate Shōtōkan[413]
  - 26 września Rajmund Kuczma otrzymuje tytuł Honorowego Obywatela Bydgoszczy[419]
  - 30 listopada otwarcie Domu Mody Drukarnia (3 kondygnacje handlowe 25 tys. m²) przy ul. Gdańskiej[420]
  - 6 grudnia powstaje Bydgoska Aleja Autografów na ul. Długiej, przedstawiająca podpisy osób zasłużonych dla Bydgoszczy[419]
  - 18 grudnia uruchomienie kanału Międzywodzie na Wyspie Młyńskiej w formie kaskady wodnej[421]
  - w Bydgoszczy zostaje sformowany Inspektorat Wsparcia Sił Zbrojnych, któremu podlegają okręgi wojskowe, związki taktyczne i oddziały logistyczne w całym kraju
  - przy ul. Fordońskiej powstaje Wyższa Szkoła Bankowa w Toruniu Wydział Finansów i Zarządzania w Bydgoszczy
  - pierwsze Bydgoskie Drums Fuzje organizowane przez Miejskie Centrum Kultury, gdzie gwiazdami są wybitni perkusiści
  - założenie Bydgoskiego Klastra Przemysłowego – pierwszego w województwie kujawsko-pomorskim
  - utworzenie arboretum w Ogrodzie Botanicznym, kolekcji 2 tys. drzew i krzewów egzotycznych m.in. z Europy, Azji, Ameryki Północnej[422]
  - utworzenie Gimnazjum Akademickiego przez Uniwersytet Technologiczno-Przyrodniczy im. Jana i Jędrzeja Śniadeckich w Bydgoszczy i VI Liceum Ogólnokształcące w Bydgoszczy[413]

- 2008

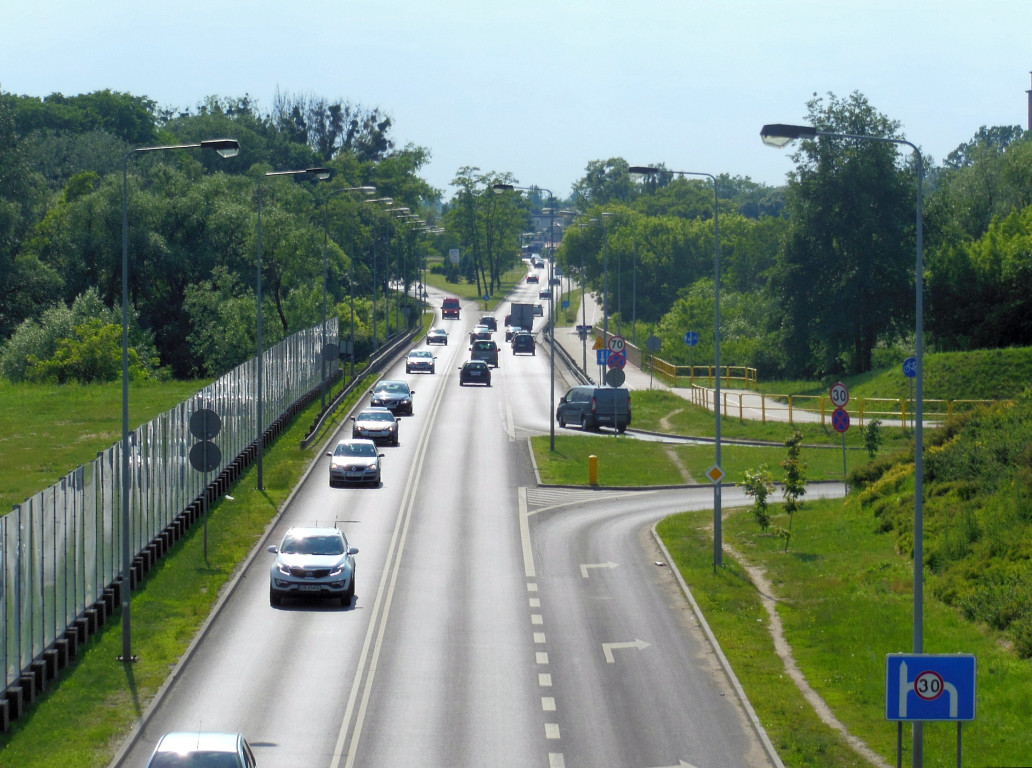
Fragment trasy W-Z (2008)

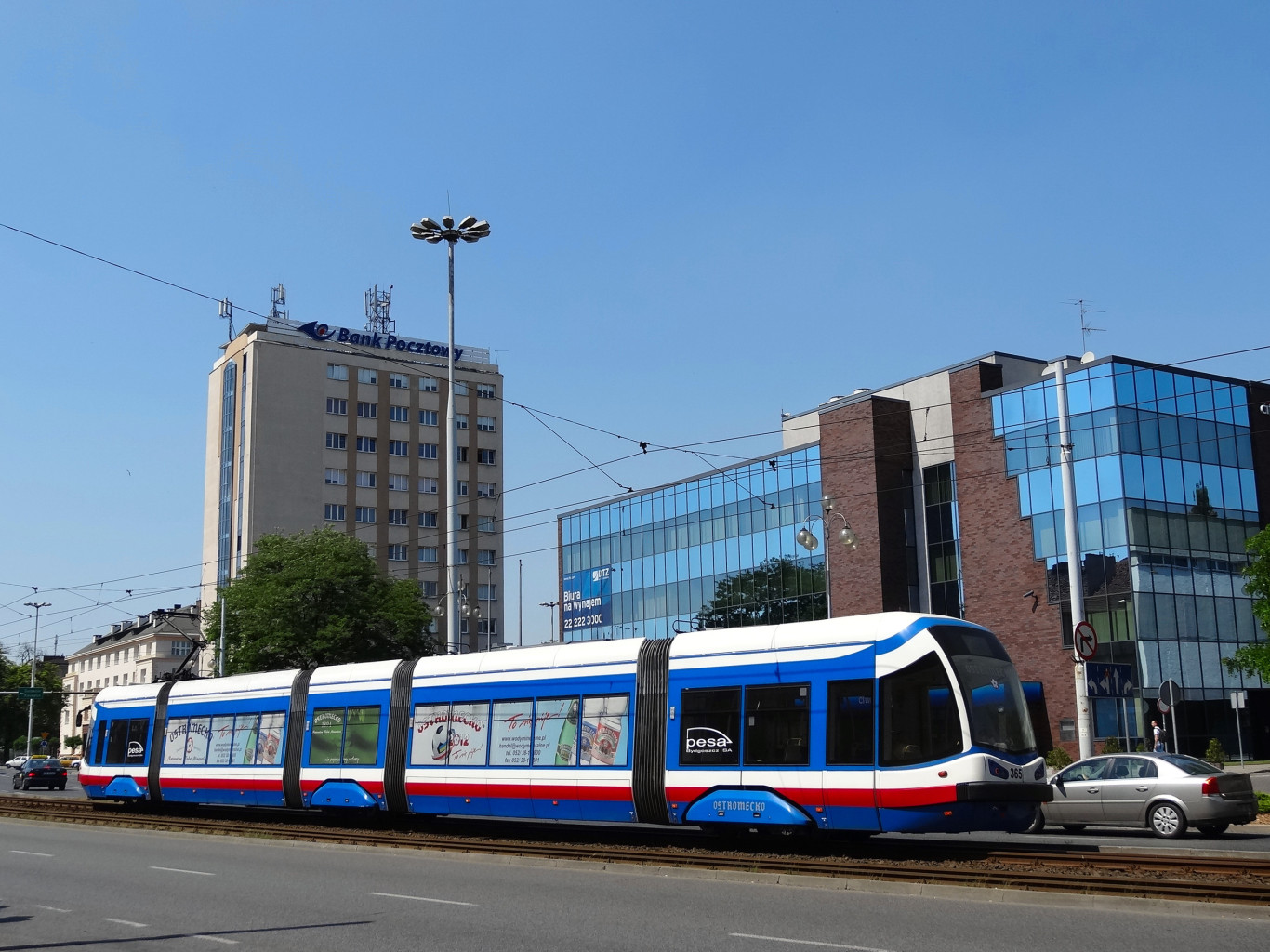
Pierwsze niskopodłogowe tramwaje (2008)

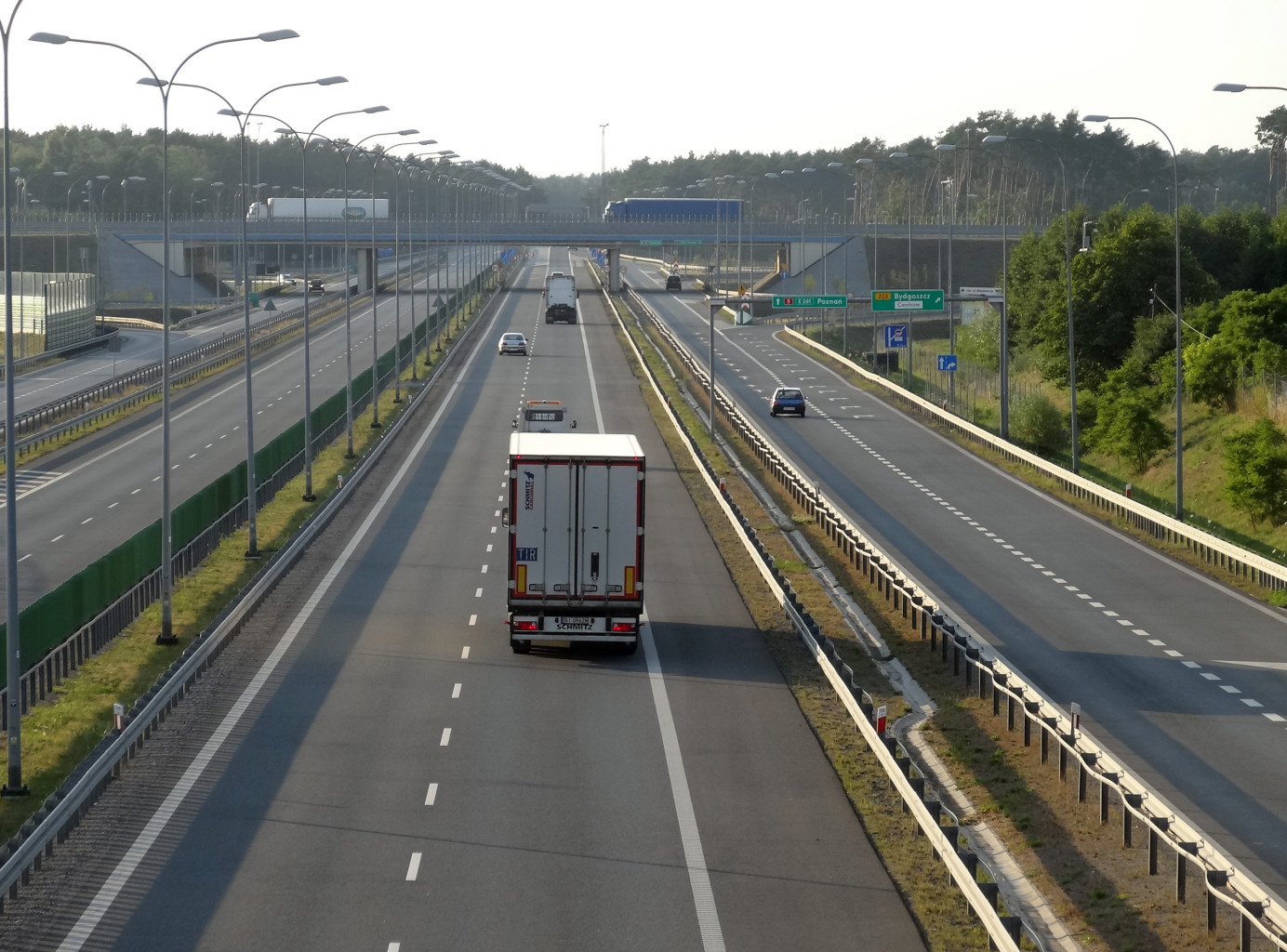
Węzeł S5 / S10 Bydgoszcz-Błonie (2008)

  - 7 lutego kończy działalność Kujawsko-Pomorskie Towarzystwo Kulturalne[423]
  - w lutym oddanie do użytku na Wyspie Młyńskiej mostu Jana Kiepury i kładki Krzysztofa Klenczona[116]
  - 4 marca na liniach komunikacji miejskiej pojawia się pierwszy niskopodłogowy tramwaj PESA[413]
  - 7 kwietnia spotkanie w Bydgoszczy odbywają ministrowie spraw zagranicznych Niemiec – Frank-Walter Steinmeier i Polski – Radosław Sikorski[423]
  - 18 kwietnia firma Metalko jako pierwsza rozpoczyna produkcję w Bydgoskim Parku Przemysłowym[423]
  - 23 kwietnia otwarcie Centrum Handlowego Focus Mall (90 tys. m², dwupoziomowa galeria z 150 butikami, Cinema City, dwupoziomowy parking)[424]; oraz Galerii Fordon (7 tys. m²)[425]
  - 30 kwietnia otwarcie drogi rowerowej z Fordonu do Myślęcinka przez Las Gdański (6 km)[423]
  - 15 maja most Fordoński otrzymuje za patrona Rudolfa Modrzejewskiego[413]
  - w maju otwarcie przystani i szkółki żeglarskiej klasy optimist na akwenie Balaton[426]
  - w czerwcu pierwszy Bydgoski Festiwal Wodny Ster na Bydgoszcz, cykl koncertów, wystaw oraz happeningów promujących Bydgoski Węzeł Wodny
  - 26 czerwca Pałac Stary w Ostromecku zmienia właściciela z Filharmonii Pomorskiej na miasto Bydgoszcz[361]
  - 30 czerwca utworzenie Konsulatu Honorowego  Belgii
  - 6 lipca otwarcie hotelu Bohema (*****) i Słonecznego Młyna (****)
  - w lipcu i sierpniu odbywa się pierwsze Bydgoskie Artystyczne Lato, cykl plenerowych imprez (koncertów, pokazów, performance, spektakli teatralnych i kinowych, kabaretów itd.)[427]
  - 8–13 lipca Mistrzostwa Świata Juniorów w Lekkoatletyce 2008 na zmodernizowanym stadionie Zawiszy z udziałem 1500 zawodników ze 167 państw[423]
  - w lipcu pierwszy Bydgoszcz Buskers Festiwal – Międzynarodowe Spotkania Artystów Ulicznych na ulicach Bydgoszczy; na ul. Długiej ustawiony jest zabytkowy tramwaj służący jako punkt informacji turystycznej[85]; przy ul. Grodzkiej powstaje amfiteatr[423]
  -  Letnie Igrzyska Olimpijskie 2008 w Pekinie – bydgoscy wioślarze Bartłomiej Pawełczak i Miłosz Bernatajtys oraz kajakarka Beata Mikołajczyk zdobywają srebrne medale
  - 12 sierpnia na stadionie Zawiszy odbywa się mecz w piłce nożnej pierwszych reprezentacji  Polska –  Grecja (2:0, bramki Ludovic Obraniak 2)[222]
  - 19 września na Brdzie kursuje pierwszy tramwaj wodny „Słonecznik” zasilany energią słoneczną[423]
  - 7 października erygowanie Sanktuarium Królowej Męczenników, Kalwarii bydgoskiej – Golgoty XX wieku; stanowi je Bazylika Matki Boskiej Królowej Męczenników w Bydgoszczy oraz droga krzyżowa w Dolinie Śmierci
  - 14 października na wspólnej sesji w pałacu w Ostromecku spotykają się radni Bydgoszczy i Torunia w sprawie metropolii[423]
  - 17–19 października w Operze Nova odbywają się Mistrzostwa Świata w Fitness[413]
  - 3 listopada przekształcenie Wojewódzkiego Szpitala im. dr. J. Biziela w Szpital Uniwersytecki nr 2; rozbudowa Wojewódzkiego Szpitala Obserwacyjno-Zakaźnego[25]
  - 13 listopada uruchomienie autobusów szynowych na 209 Bydgoszcz – Chełmża[423]
  - 14 listopada przeniesienie pomnika Leona Barciszewskiego na przebudowany Wełniany Rynek[423]
  - 18 listopada na stadionie Zawiszy odbywa się mecz w piłce nożnej pierwszych reprezentacji  Polska –  Kanada (1:0, bramka Maciej Rybus)[222]
  - 29 listopada oddanie do użytku zmodernizowanych wiaduktów Warszawskich oraz nowego odcinka trasy W-Z na od ul. Artyleryjskiej do Żeglarskiej z wiaduktem im. Witolda Pileckiego[413]
  - 4 grudnia budowa pierwszego bydgoskiego loftu przy ul. Żupy[423]
  - przy 5 bydgoskich szkołach powstają pierwsze boiska Orlik 2012[413]
  - upadają Zakłady Graficzne w Bydgoszczy (1806–2008)[428] oraz Bydgoskie Zakłady Mięsne (zał. 1890); w 2009 reaktywowane przez rolników wchodzą w skład grupy Drobex[429]
  - przebudowa południowej obwodnicy miasta do standardu dwujezdniowej drogi ekspresowej S5 / S10 z węzłem Bydgoszcz Błonie

- 2009

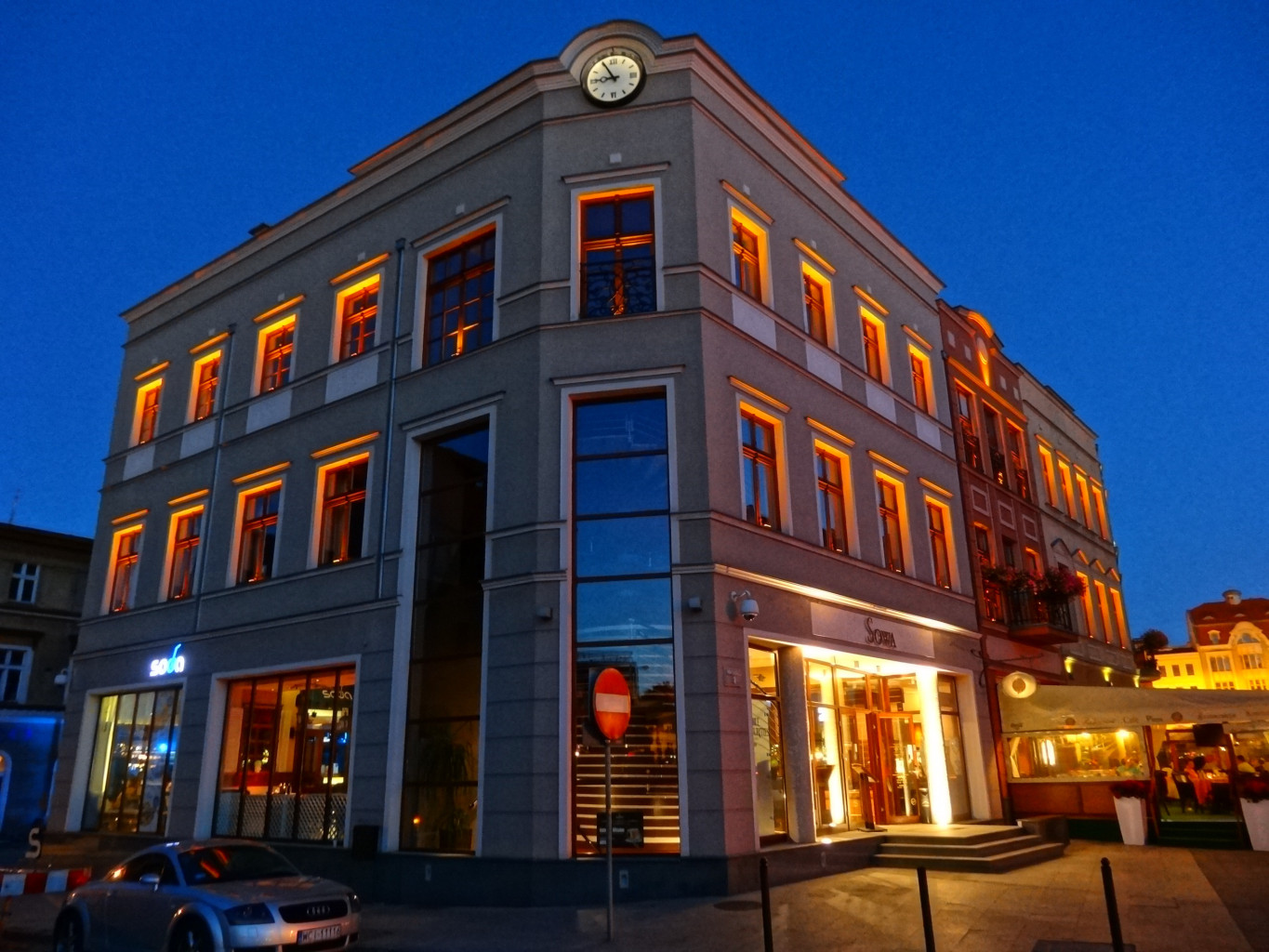
Początek zabudowy pierzei ul. Mostowej (2009)

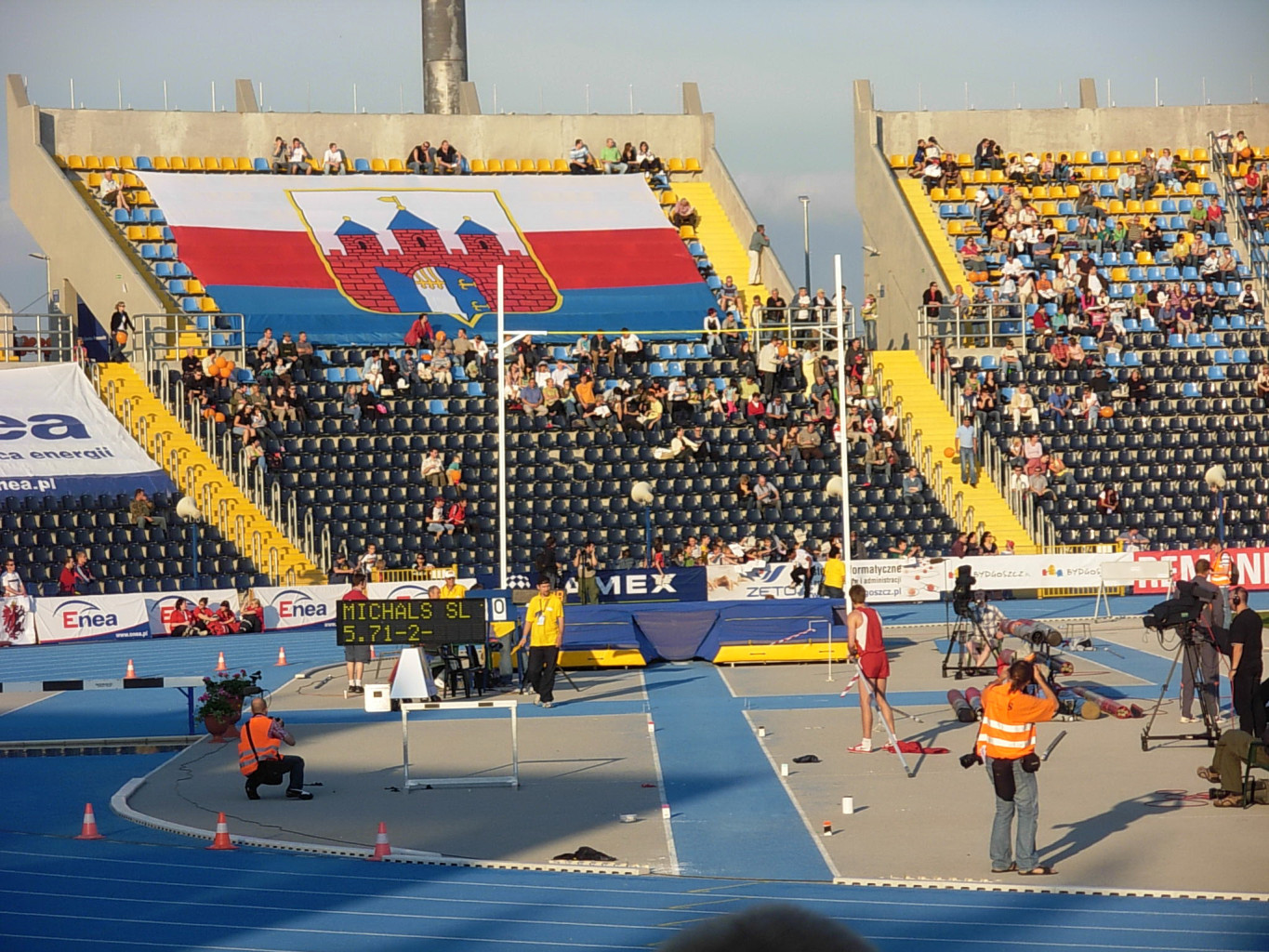
Europejski Festiwal Lekkoatletyczny (2009)

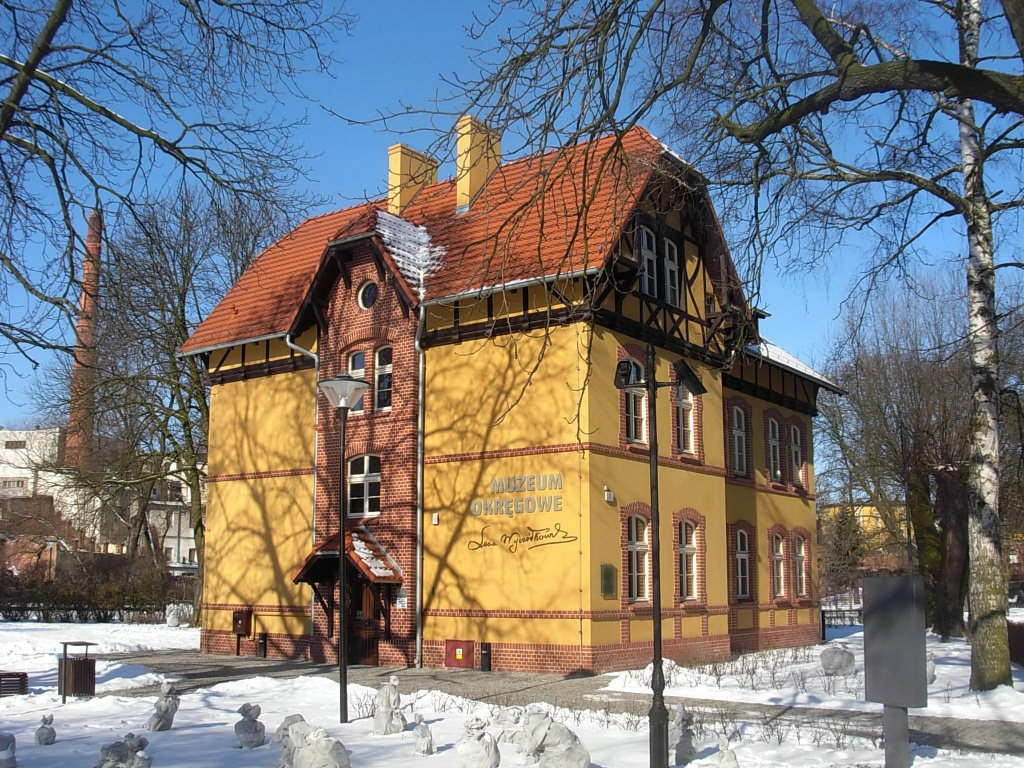
Dom Leona Wyczółkowskiego na Wyspie Młyńskiej (2009)

  - 25 lutego Bydgoszcz przystępuje do Stowarzyszenia Miast Króla Kazimierza Wielkiego; 9 grudnia występuje natomiast ze Związku Miast Nadwiślańskich[430]
  - 19 marca Pojazdy Szynowe PESA Bydgoszcz wygrywają przetarg na dostarczenie 186 tramwajów dla Warszawy[385]
  - w kwietniu zrekonstruowanie pierwszej części fontanny Potop (niedźwiedzica)[413]
  - 30 kwietnia ukończenie remontu ul. Focha i ronda Jagiellonów[430]
  - 30 kwietnia w kościele Matki Boskiej Królowej Męczenników watykański sekretarz stanu kard. Tarcisio Bertone wyświęca ks. Jana Pawłowskiego na nowego arcybiskupa, nuncjusza apostolskiego w Kongo i Gabonie[413]
  - powstaje International School of Bydgoszcz, w której mogą uczyć się dzieci oficerów NATO w języku angielskim[430]
  - 1 maja widowisko muzyki Jeana-Michela Jarre’a, które uświetnia obchody 5. rocznicy wejścia Polski do Unii Europejskiej[413]
  - 29 maja na Wyspie Młyńskiej odbywa się pierwszy Artpop Festival Złote Przeboje Bydgoszcz; imprezę prowadzi Marek Niedźwiecki[430]
  - 30 maja otwarcie mariny Gwiazda na Kanale Bydgoskim[430]
  - 12 czerwca sformowanie 3. Batalionu Łączności NATO z siedzibą w Bydgoszczy[413]
  - 22 czerwca oddanie do użytku mostu Grunwaldzkiego nad Kanałem Bydgoskim[413]
  - w lipcu pracownie architektoniczne z całego kraju opracowują koncepcję nowoczesnej zabudowy zachodniej pierzei i zagospodarowania płyty Starego Rynku[413]
  - 31 lipca–2 sierpnia na stadionie Zawiszy odbywają się Mistrzostwa Polski Seniorów w Lekkoatletyce 2009 z udziałem 500 sportowców ze 129 klubów[74]; Artego Bydgoszcz awansuje do ekstraklasy koszykówki kobiet[431]
  - 4 sierpnia utworzenie w Parku Przemysłowym podstrefy Pomorskiej Specjalnej Strefy Ekonomicznej (36 ha)[413]
  - 2 września Honorowym Obywatelem Bydgoszczy zostaje Krzysztof Penderecki[430]
  - 8 września otwarcie okna życia przy kaplicy sióstr Klarysek na ul. Gdańskiej 56[430]
  - 14 września ukończenie budowy Kalwarii Bydgoskiej-Golgoty XX wieku z „Bramą do Nieba” według projektu Jacka Kucaby[413]
  - 18 września obraduje Kongres Władz Lokalnych i Regionalnych Europy, Komisja Kultury i Edukacji z udziałem przedstawicieli 24 krajów[430]
  - 7–20 września Mistrzostwa Europy w Koszykówce Mężczyzn 2009; w hali Łuczniczka rozgrywane są mecze grupy E z udziałem zespołów: Francji, Rosji, Grecji, Chorwacji, Macedonii i Niemiec[430]
  - 25–29 września Mistrzostwa Europy w Piłce Siatkowej Kobiet 2009; w hali Łuczniczka rozgrywane są mecze grupy C z udziałem zespołów Rosji, Belgii, Bułgarii, Białorusi[430]
  - 10 października w Wielkiej Wioślarskiej o Puchar Brdy zwycięża osada uniwersytetu Cambridge[413]
  - 6 listopada w Bydgoszczy gości reprezentacja Naczelnego Dowództwa Połączonych Sił Zbrojnych NATO w Europie[413]
  - 12 listopada podpisanie porozumienia o szybkiej kolei miejskiej BiT-City łączącej Bydgoszcz z Toruniem[430]
  - 23 listopada pierwszy raz od 60 lat ścieki z Bydgoszczy nie trafiają już do Brdy, lecz do oczyszczalni w Fordonie[413]
  - 9 grudnia utworzenie Konsulatu Honorowego  Czech w Bydgoszczy
  - umieszczenie w budynkach na Wyspie Młyńskiej zbiorów Muzeum Okręgowego: muzeum archeologii w Białym Spichrzu, Galerii Sztuki Nowoczesnej w Czerwonym Spichrzu, muzeum Leona Wyczółkowskiego w domu jego imienia oraz Europejskiego Centrum Pieniądza w domu młynarza
  - powstaje Muzeum Energetyki[432] w pomieszczeniach elektrowni wodnej „Kujawska”, a przy stadionie Zawiszy Galeria Sportu Bydgoskiego[433]
  - patronem nabrzeża Brdy od mostu Bernardyńskiego do mostu Staromiejskiego zostaje Zbigniew Urbanyi, natomiast patronem bulwaru nad Kanałem Bydgoskim – Sebastian Malinowski[413]
  - Bydgoszcz zajmuje 4. miejsce na 842 gminy podczas dorocznej Gali Sportu Młodzieżowego[413]

### lata 10. XXI w.
- 2010

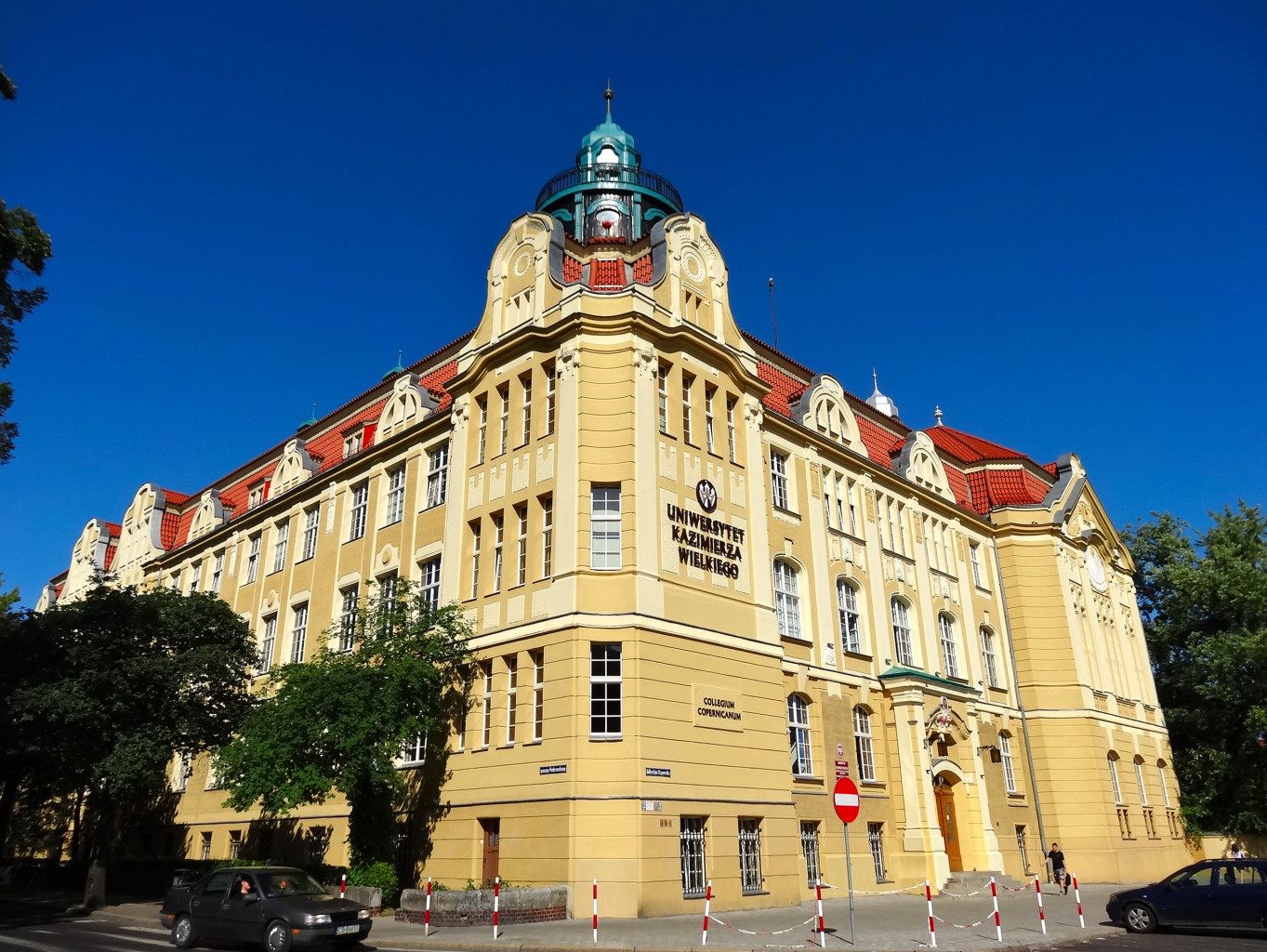
Collegium Copernicanum UKW (2010)

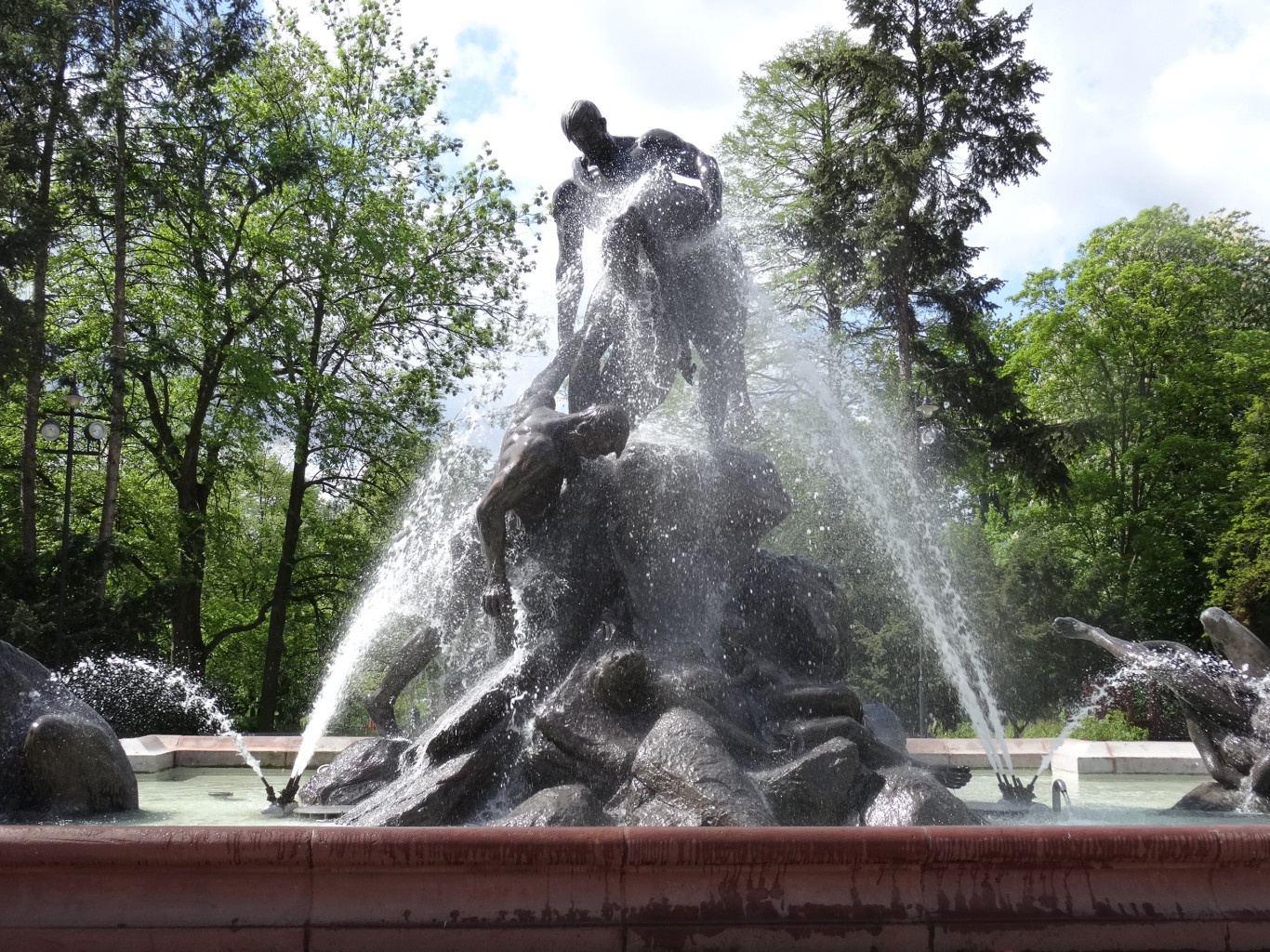
Fontanna Potop (2010)

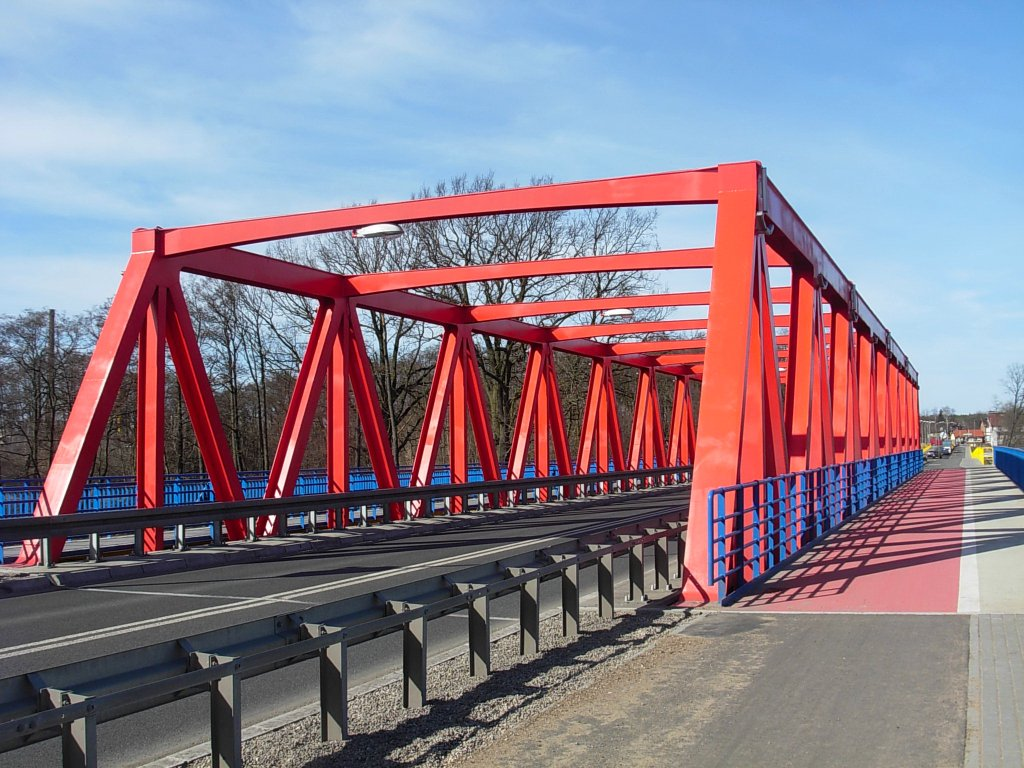
Most im. Żeglugi Bydgoskiej (2010)

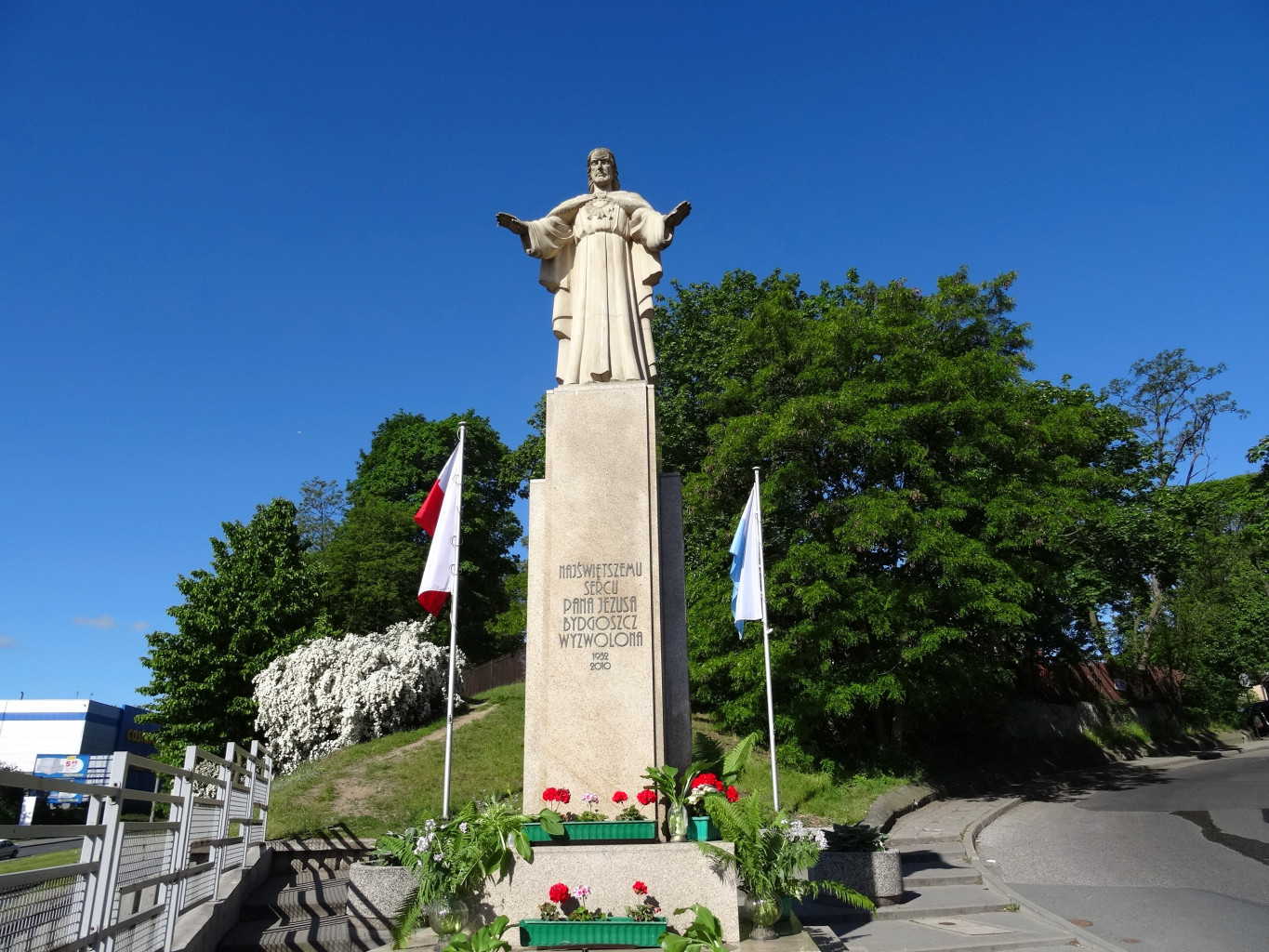
Odbudowany po 70 latach pomnik Chrystusa (2010)

  - 12 stycznia powstaje bydgoski Oddział Stowarzyszenia Konserwatorów Zabytków[434]; zlokalizowanie w Bydgoszczy siedziby Polskiej Izby Gospodarczej Elektrotechniki[435]
  - 6–7 lutego w hali Łuczniczka odbywa się mecz tenisowy Fed Cup 2010 w Grupie Światowej II kobiet  –  (2:3)[413]
  - 9 lutego decyzja MON o likwidacji do końca czerwca 2. Bazy Lotniczej w Bydgoszczy[434]
  - 15 lutego odremontowany budynek Copernicanum zostaje przekazany na rzecz Uniwersytetu Kazimierza Wielkiego[413]
  - 11 marca umowa z samorządem województwa, dzięki której Unia Europejska w ramach Regionalnego Programu Operacyjnego na lata 2007–2013 przekazuje Bydgoszczy 117 mln euro, m.in. na budowę Trasy Uniwersyteckiej, linii tramwajowej do dworca Bydgoszcz Główna, remontu pałacu w Ostromecku, rewitalizację Wyspy Młyńskiej, Exploseum w Bydgoszczy, rozbudowę infrastruktury Bydgoskiego Parku Przemysłowego, portu lotniczego, budowę biblioteki i centrum sportu UKW oraz Regionalnego Centrum Innowacyjności UTP, modernizaję budynków Akademii Muzycznej, budowę ośrodka fundacji „Wiatrak”, doposażenie bydgoskich szpitali itd.; przyznane środki na rewitalizację (18 mln euro) miasto przeznacza m.in. na odnowienie ulic i mostów Starego Miasta, ulicy Dworcowej, placu Wolności, bulwarów nad Brdą[413]
  - 12 marca w Centrum Szkolenia Sił Połączonych NATO (JFTC) gości Sekretarz generalny NATO Anders Fogh Rasmussen[413]
  - 28 marca w Myślęcinku odbywają się Mistrzostwa Świata w Biegach Przełajowych 2010 z udziałem 500 zawodników z 58 krajów[434]
  - 8 kwietnia Bydgoszcz startuje w konkursie o tytuł Europejskiej Stolicy Kultury 2016[413]
  - 20 kwietnia na cmentarzu św. Józefa odbywa się pogrzeb Aleksandra Fedorowicza, tłumacza prezydenta Lecha Kaczyńskiego, który razem z nim ginie w katastrofie smoleńskiej[434]
  - 21 kwietnia abp Henryk Muszyński otrzymuje tytuł Honorowego Obywatela Bydgoszczy[434]
  - 26 kwietnia niemiecka firma GlobalMalt rozbudowuje kosztem 40 mln zł słodownię w Fordonie[434]
  - w kwietniu trwa bagrowanie dna Brdy i Kanału Bydgoskiego w celu usunięcia nagromadzonych w ciągu 50 lat osadów ściekowych[413]
  - 1 maja odsłonięcie makiety zamku bydgoskiego na placu Solnym[434]
  - 15 maja inauguracja Europejskiego Centrum Pieniądza na Wyspie Młyńskiej; w czerwcu otwarcie stałej ekspozycji „Mennica Bydgoska”[436]
  - 22 maja na stadionie Zawiszy odbywa się mecz finałowy piłkarskiego Pucharu Polski Jagiellonia Białystok – Pogoń Szczecin (1:0)[413]
  - 6 czerwca na stadionie Zawiszy odbywa się Europejski Festiwal Lekkoatletyczny 2010, podczas którego Anita Włodarczyk ustanawia rekord świata w rzucie młotem (78,30 m); 13 czerwca na Zawiszy mecz z Niemcami rozgrywa reprezentacja Polski U-23 w piłce nożnej[413]
  - 24 czerwca odsłonięcie zrekonstruowanego pomnika Najświętszego Serca Jezusa przy ul. Seminaryjnej autorstwa Marka Rony[434]
  - 30 czerwca odsłonięcie głównej zrekonstruowanej części fontanny Potop w parku Kazimierza Wielkiego (mężczyzna walczący z wężem)[413]
  - w lipcu wykopy na Starym Rynku odsłaniają fundamenty i piwnice starego gotyckiego ratusza (1505–1834)[434]
  - 23 lipca Ministerstwo Infrastruktury przesuwa budowę bydgoskiego odcinka drogi ekspresowej S5 na okres późniejszy z powodu różnicy zdań w sprawie przebiegu trasy z władzami miasta[434]
  - 12 sierpnia rozpoczyna kursy po Brdzie drugi solarny Bydgoski Tramwaj Wodny „Słonecznik 2”[413]
  - w sierpniu holenderskie biuro RDH Architekci przedstawia projekt urbanistyczny terenów dzielnicy Fordon, położonych wzdłuż Wisły (masterplan)[413]
  - 7 września budowa łąki rekreacyjnej na Wyspie Młyńskiej oraz plaży, do której dowiezionych jest 100 ton piasku z Międzyzdrojów[434]
  - 17–19 września na bydgoskim Starym Mieście i Wyspie Młyńskiej odbywa się Festiwal Światła – Świetlne Inspiracje[413]
  - 24 września oddanie do użytku przebudowanej ul. Spornej z mostem Żeglugi Bydgoskiej[116]
  - 6 października otwarcie hotelu Holiday Inn (****) przy ul. Grodzkiej[413]
  - 9 października podczas ostatniego finału Grand Prix na Żużlu 2010 na stadionie Polonii bydgoszczanin Tomasz Gollob zostaje mistrzem świata na żużlu
  - 19 października rozpoczyna się likwidacja oczyszczalni ścieków „Osowa Góra”[413]
  - 27 listopada–4 grudnia w Operze Nova oraz bydgoskim Centrum Kongresowym odbywa się przeniesiony z Łodzi Międzynarodowy Festiwal Sztuki Autorów Zdjęć Filmowych Plus Camerimage z udziałem 1000 postaci światowej kinematografii, studentów 100 szkół filmowych z całego świata, 300 akredytowanych dziennikarzy[434]
  - jesienią otwarcie supermarketu sportowego francuskiej sieci Decathlon w parku handlowym Auchan w Fordonie[413]
  - 6 grudnia prezydentem miasta w wyborach powszechnych zostaje Rafał Bruski, były wojewoda kujawsko-pomorski[434]
  - powstaje Bydgoski Teatr Lalek Buratino[437].
  - Wyspa Młyńska otrzymuje nominację w konkursie „Polska Pięknieje – 7 Cudów Funduszy Europejskich”[413]
  - rozwój sektora IT i Business Process Outsourcing w Bydgoszczy: Alcatel-Lucent organizuje Globalne Centrum Zarządzania Sieciami (100 zatrudnionych); Sunrise System (partner Google) inwestuje 70 mln zł i tworzy 150 nowych miejsc pracy[413]

- 2011

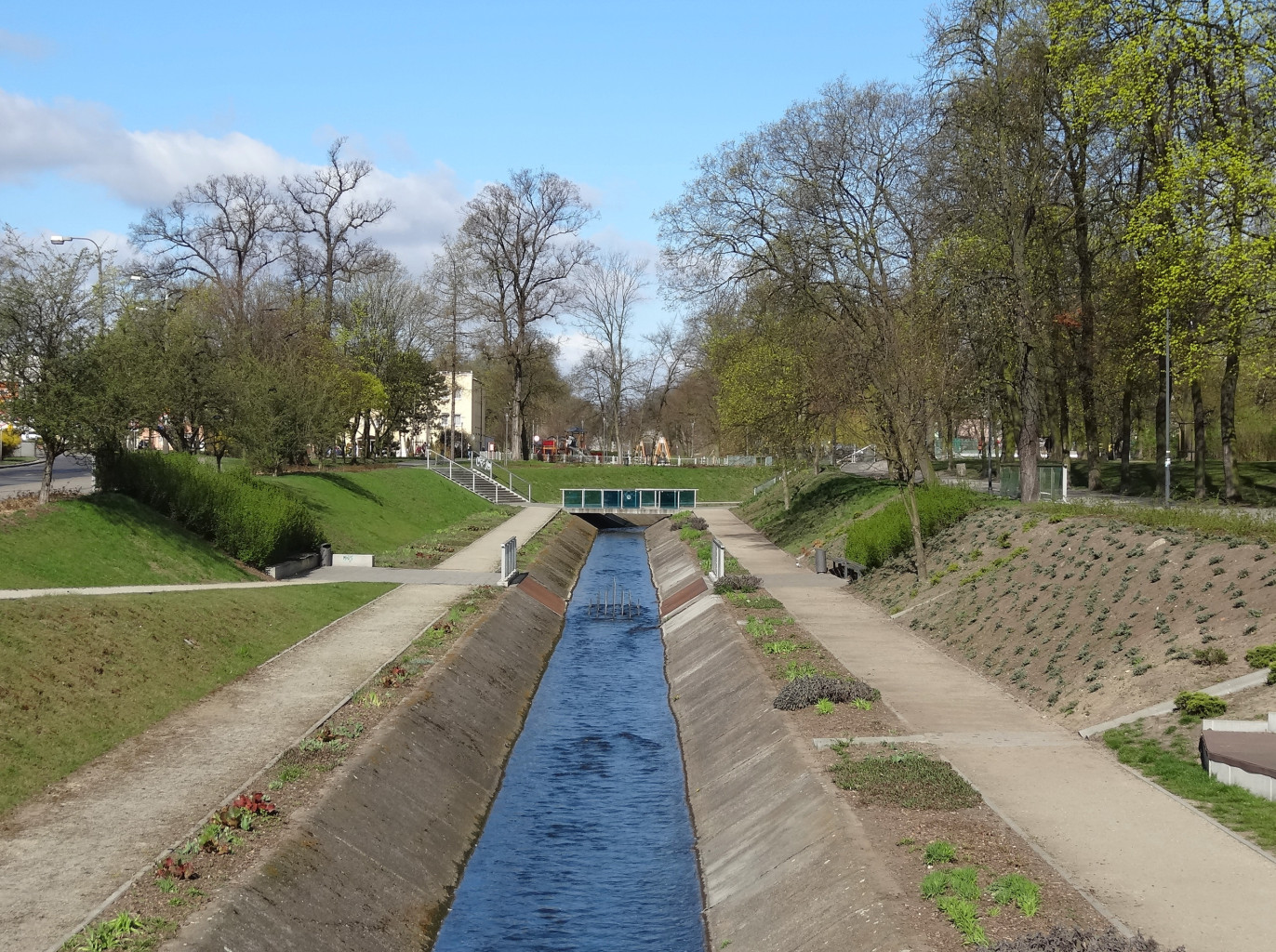
Zrewitalizowana część plant nad Kanałem Bydgoskim (2011)

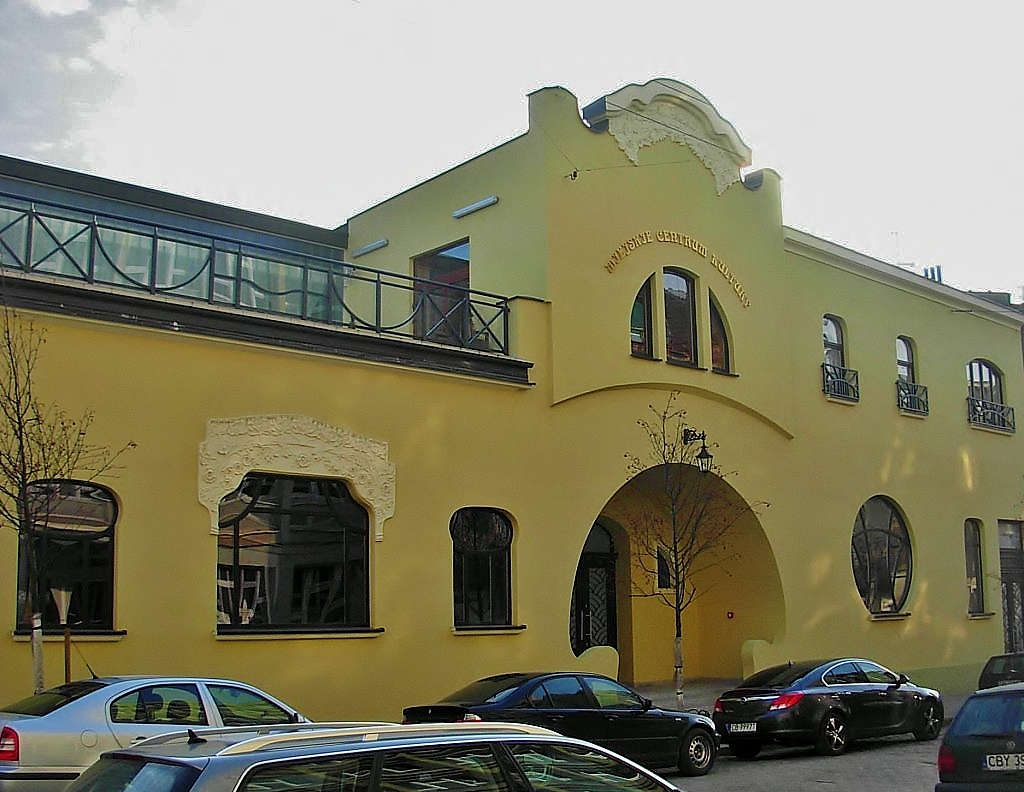
Nowa siedziba Miejskiego Centrum Kultury (2012)

  - 9 lutego odprawa milionowego pasażera linii lotniczej Ryanair w bydgoskim porcie lotniczym[410]; rocznie odprawia się ok. 300 tys. osób
  - 28 marca biskup Jan Tyrawa powołuje w Bydgoszczy sąd biskupi[438], a 1 maja eryguje parafię św. Jana Pawła II w Fordonie[439]
  - park rozrywki w Myślęcinku wzbogaca się o Zaginiony Świat – park z modelami dinozaurów i muzeum paleontologicznym; trwa również przebudowa promenady parkowej[413]
  - 3 maja na stadionie Zawiszy odbywa się mecz finałowy piłkarskiego Pucharu Polski Legia Warszawa – Lech Poznań (1:1, k. 5:4)[438]
  - 20 maja ministrowie spraw zagranicznych Francji i Niemiec Alain Juppe i Guido Westerwelle spotykają się w bydgoskim ratuszu z szefem polskiej dyplomacji Radosławem Sikorskim, po czym zwiedzają Wyspę Młyńską i Stare Miasto[438]
  - 18–27 czerwca Mistrzostwa Europy w Koszykówce Kobiet 2011; w hali Łuczniczka rozgrywane są mecze grup A, B i E z udziałem zespołów: Litwy, Rosji, Turcji, Słowacji, Czech, Białorusi, Wielkiej Brytanii i Izraela; zespół KKP Bydgoszcz awansuje do ekstraklasy piłki nożnej kobiet[413]
  - 2 lipca otwarcie Exploseum w Bydgoszczy w zaadaptowanych 8 obiektach DAG Fabrik Bromberg, wraz z podziemną trasą turystyczną[440]; Ministerstwo Kultury i Dziedzictwa Narodowego nadaje placówce tytuł „Wydarzenie Muzealne Roku Sybilla 2011” w kategorii wystawy techniki[441], a w 2012 jest nominowane w plebiscycie „7 nowych cudów Polski” miesięcznika National Geographic Traveler oraz w konkursie „Polska Pięknieje – 7 Cudów Funduszy Europejskich”[413][442]
  - 6 lipca otwarcie Konsulatu Honorowego  Ukrainy[438]
  - 11–13 lipca na stadionie Zawiszy odbywają się Mistrzostwa Polski Seniorów w Lekkoatletyce 2011[74]
  - w lipcu powstaje nowa droga wylotowa z miasta; łączy Bydgoski Park Przemysłowo-Technologiczny z drogą krajową 10[413]
  - w lipcu i październiku w Bydgoszczy goszczą dyplomaci Unii Europejskiej, co ma związek z prezydencją 2011 Polski w UE[413]
  - 29 sierpnia bydgoszczanin Paweł Wojciechowski zostaje mistrzem świata w skoku o tyczce (5,90 m) w koreańskim Daegu[413]
  - 8 września pożar Myślęcińskiej Kolei Parkowej (nie została odbudowana)[438]
  - 30 września odbywa się I Bydgoski Kongres Kultury; powstaje Bydgoskie Biuro Kultury, a 3 grudnia powstaje miejski Pakt dla Kultury[438]
  - 3 października utworzenie Konsulatu Honorowego  Chorwacji
  - 12 października rozbiórka kompleksu prasowego Ortis na Wzgórzu Wolności, firma przenosi się do parku przemysłowego w Solcu Kujawskim[438]
  - jesienią odsłonięcie parku polerów na bulwarze Zbigniewa Urbanyi[413]
  - 2 listopada Bydgoszcz obok Rotterdamu i Saragossy jest nagrodzona w konkursie Eurocities Awards 2011, dzięki wzorcowej rewitalizacji Wyspy Młyńskiej[413]
  - w listopadzie ukończenie rewitalizacji Starego Kanału Bydgoskiego na długości ok. 350 m zgodnie z pilotażowym projektem Reuris[413]
  - w listopadzie w hali Łuczniczka odbywa się koncert króla muzyki elektronicznej Jeana-Michela Jarre’a[413]
  - 28 grudnia przestaje istnieć Pomorski Okręg Wojskowy; jego obowiązki i tradycje przejmuje istniejący od 2007 w Bydgoszczy Inspektorat Wsparcia Sił Zbrojnych[438]; inauguracja Centrum Doktryn i Szkolenia Sił Zbrojnych[413]
  - w grudniu nowo zbudowane ulice Bydgoskiego Parku Przemysłowo-Technologicznego otrzymują nazwy od zasłużonych dla Bydgoszczy przemysłowców i inżynierów[413]; powstaje Grupa kapitałowa Makrum (od 2014 Immobile), która w kolejnych latach m.in. kupuje stocznię Pomerania w Szczecinie i buduje sieć hoteli „Focus”[443]

- 2012

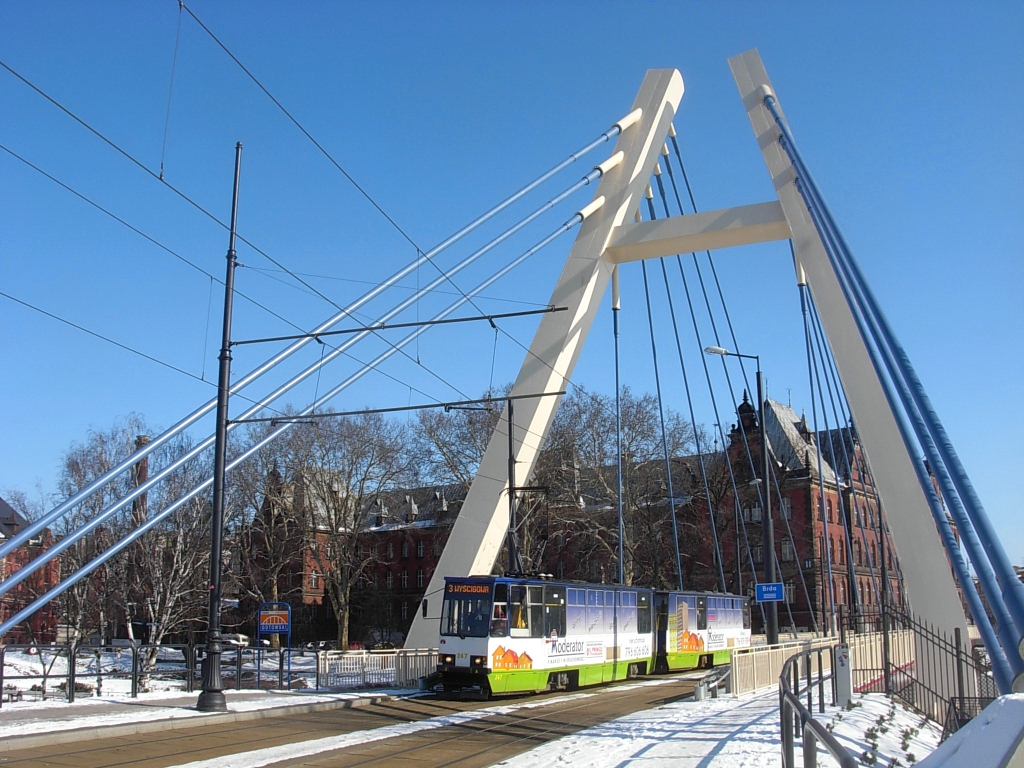
Nowa linia tramwajowa do dworca Bydgoszcz Główna (2012)

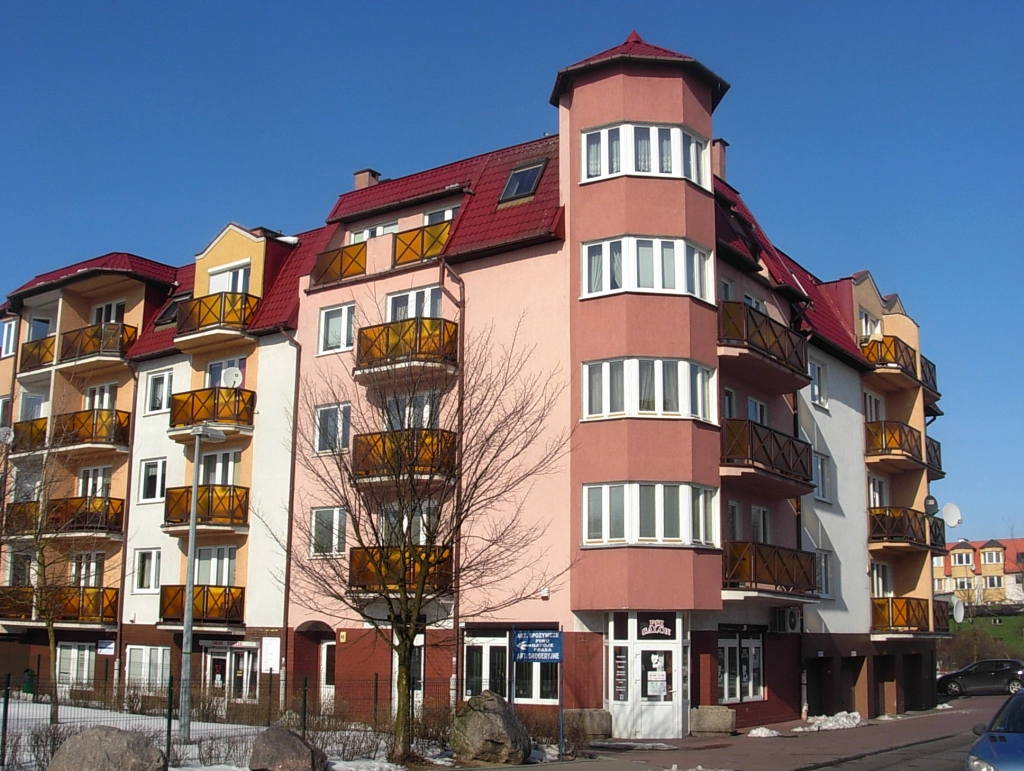
Nowa zabudowa mieszkaniowa (2012)

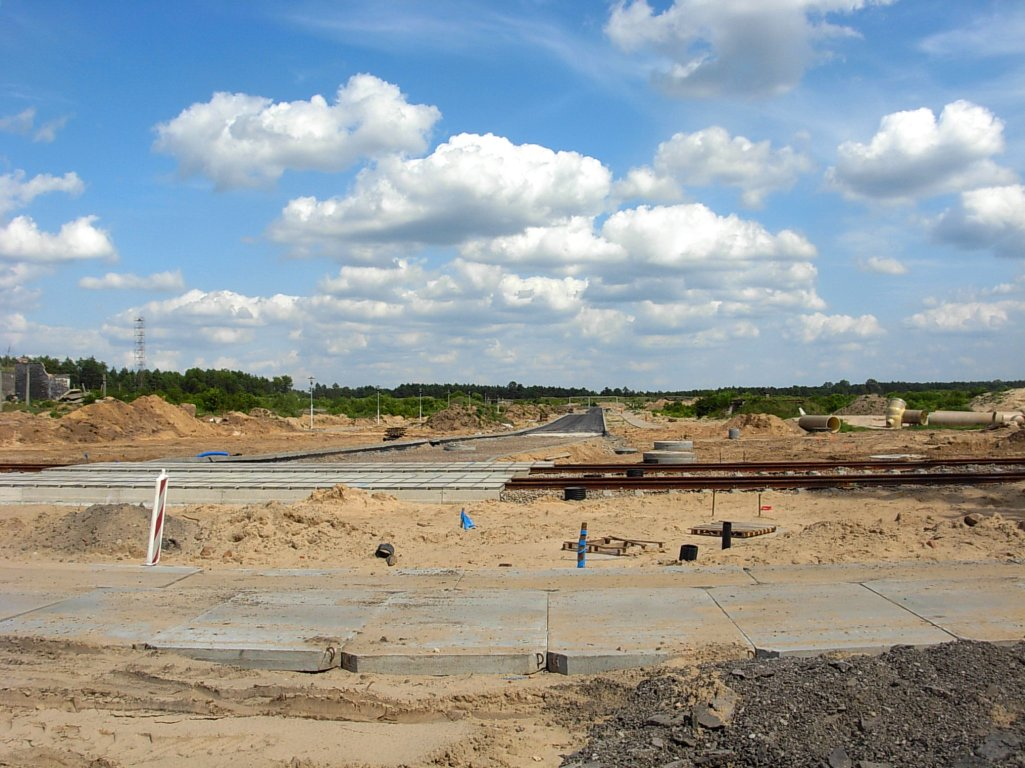
Budowa infrastruktury Bydgoskiego Parku Przemysłowo-Technologicznego (2012)

  - rusza pierwszy Bydgoski Budżet Obywatelski (10 mln zł) na inwestycje, które poprzez głosowanie wybierają mieszkańcy[413]
  - 17 lutego otwarcie zmodernizowanej siedziby Miejskiego Centrum Kultury przy ul. Marcinkowskiego wraz z kinem „Orzeł”[442]
  - 4 marca początek emisji serialu TVN „Prawo Agaty” (główna rola Agnieszka Dygant), nagrywanego m.in. w Bydgoszczy[413]
  - 7–22 kwietnia pierwszy Europejski Festiwal Rozrywki na Rybim Rynku i placu Solnym; atrakcją jest m.in. 50-metrowy diabelski młyn, skąd można podziwiać panoramę miasta[413]
  - 23 kwietnia oddanie do użytku krematorium w sąsiedztwie Belmy[442]
  - 24 maja otwarcie Domu Polskiego, gdzie mieści się m.in. centrum konferencyjne i muzeum Diecezji Bydgoskiej[413]
  - 3 czerwca Europejski Festiwal Lekkoatletyczny Bydgoszcz Cup jest sklasyfikowany na 11. miejscu na świecie wyprzedzając mityngi m.in. w: Sydney, Rio de Janeiro, Genewie, Los Angeles[413]
  - 8 czerwca na Starym Rynku rusza Strefa Kibica Mistrzostw Europy w Piłce Nożnej 2012[413]
  - w czerwcu watykański sekretarz stanu kard. prof. Tarcisio Bertone otwiera Centrum Studiów Ratzingera w Kujawsko-Pomorskiej Szkole Wyższej[413]
  - 19 lipca inauguracja I tomu Encyklopedii Bydgoszczy[442]
  - 19–21 lipca zlot FIM Rally 2012 na Wyspie Młyńskiej z udziałem 1000 motocyklistów z 26 państw, zakończony paradą narodów[413]
  -  Letnie Igrzyska Olimpijskie 2012 w Londynie – bydgoska wioślarka Magdalena Fularczyk i kajakarka Beata Mikołajczyk zdobywają brązowe medale
  - 1 września otwarcie interaktywnego Muzeum Mydła i Historii Brudu w Bydgoszczy przy ul. Długiej 13–17[442]; w 2013 uzyskuje nominację do „7 nowych Cudów Polski” miesięcznika National Geographic Traveler[444]
  - 6 września upadek Fabryki Form Metalowych Formet[442]
  - we wrześniu port lotniczy Bydgoszcz jest bazą szkoleniową Boeinga 787 Dreamliner nabytego przez Polskie Linie Lotnicze LOT; przez miesiąc nad miastem trwają loty szkoleniowe[413]
  - 27 października odbywa się spotkanie ok. 100 konsulów honorowych z całej Polski, reprezentujących 50 państw z ministrem spraw zagranicznych Radosławem Sikorskim[413]; Konsulat Honorowy Niemiec w Bydgoszczy otwiera Małą Bibliotekę Prawa Niemieckiego[413]
  - 30 października otwarcie pierwszego w Polsce Muzeum Wodociągów w Bydgoszczy na terenie ujęcia wody Las Gdański i w wieży ciśnień na Szwederowie, gdzie urządzona jest również galeria widokowa z panoramą miasta[413]
  - 24 listopada oddanie do użytku budowanej od 2010 linii tramwajowej do dworca Bydgoszcz Główna; powstaje wantowy most Władysława Jagiełły nad Brdą (koszt 82 mln zł, z tego 34 mln z UE)[116]
  - w listopadzie ukończenie prowadzonej od 2005 rewitalizacji Wyspy Młyńskiej; koszt czterech etapów finansowanych m.in. z UE[j] wynosi ok. 100 mln zł[445]; otwarcie hotelu Przystań Bydgoszcz wraz z mariną dla jachtów i wypożyczalnią sprzętu wodnego; Wyspa uzyskuje certyfikat „Najlepszy Produkt Turystyczny 2012” nadany przez Polską Organizację Turystyczną[446]
  - 21 grudnia otwarcie multipleksu kinowego Helios w Galerii Pomorskiej (7 sal, 1119 miejsc)[442]
  - budowa nowych alei, plaży, mostu pontonowego i wypożyczalni kajaków w Myślęcinku[413]
  - Bydgoszcz obok szkockiego Edynburga i kanadyjskiego Richmond jest laureatem konkursu Światowej Organizacji ds. Wypoczynku[413]
  - ukończenie rozbudowy infrastruktury Bydgoskiego Parku Przemysłowo-Technologicznego w nowe sieci i drogi na powierzchni 73 ha (44 mln zł, z czego 15,6 mln z UE); w BPPT inwestuje 15 firm (1000 miejsc pracy) z nakładem 300 mln zł; w październiku Rada Miasta zwalnia inwestorów z podatku od nieruchomości[k][413]

- 2013

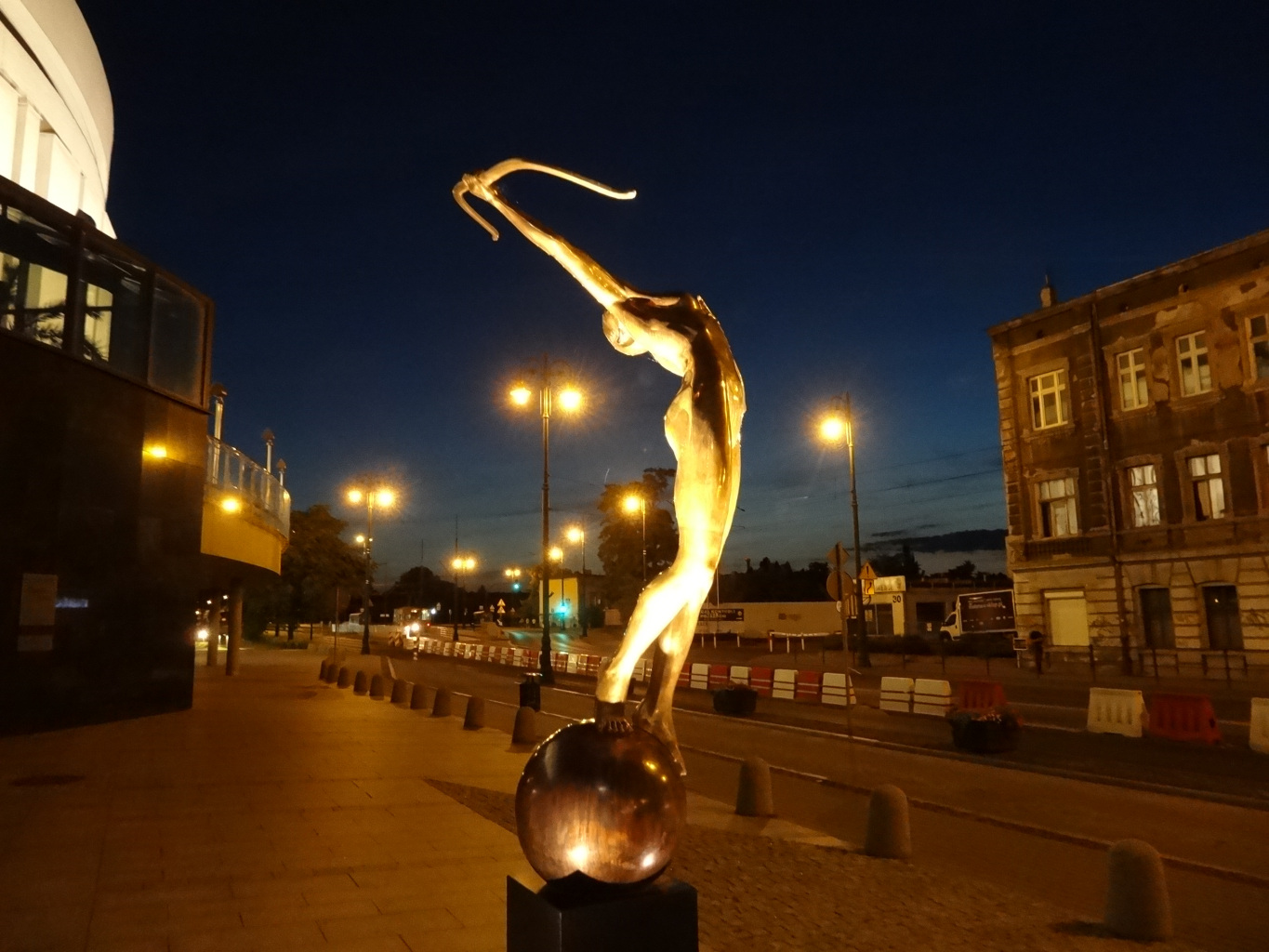
Łuczniczka Nova (2011)

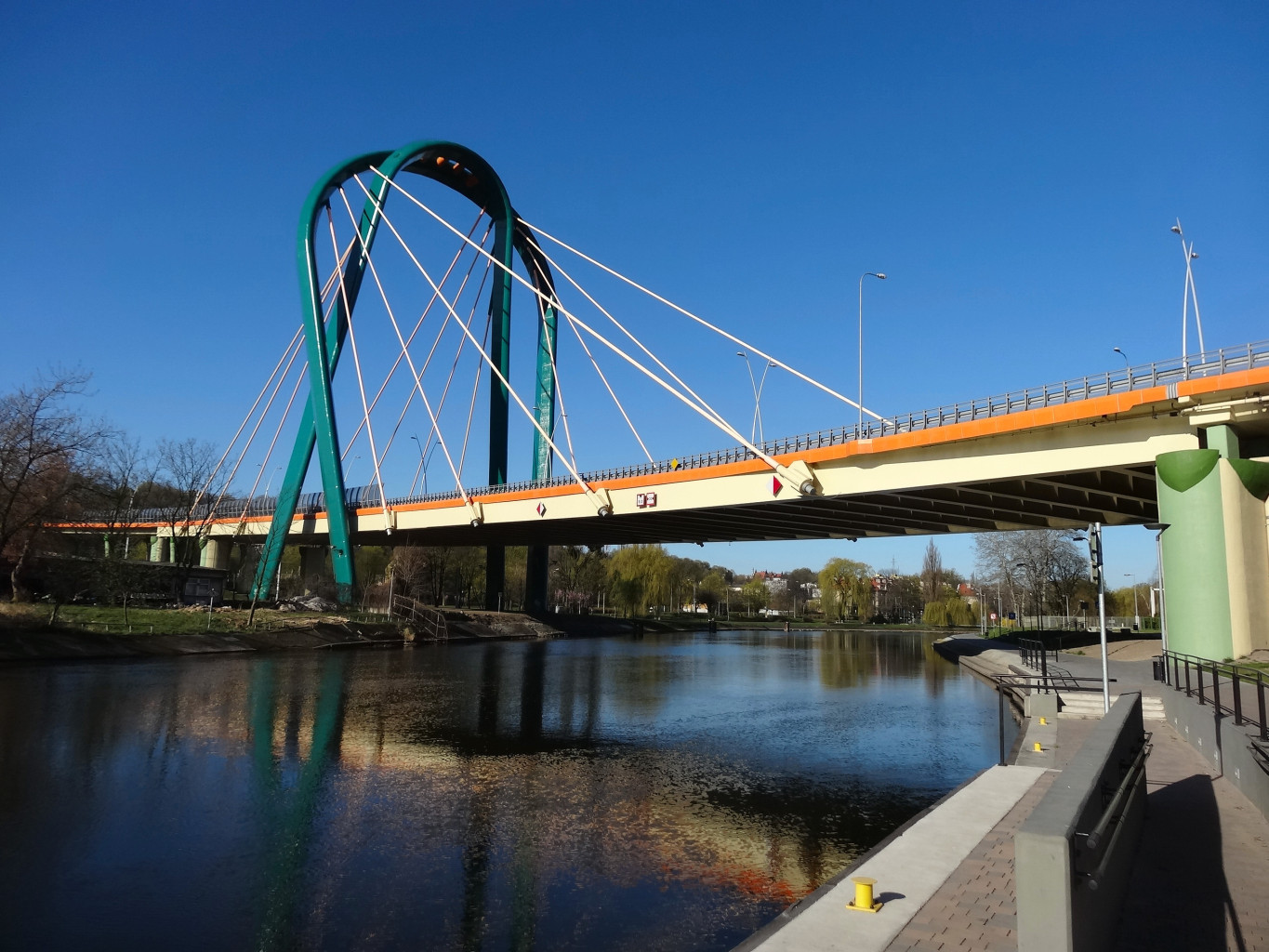
Trasa Uniwersytecka (2013)

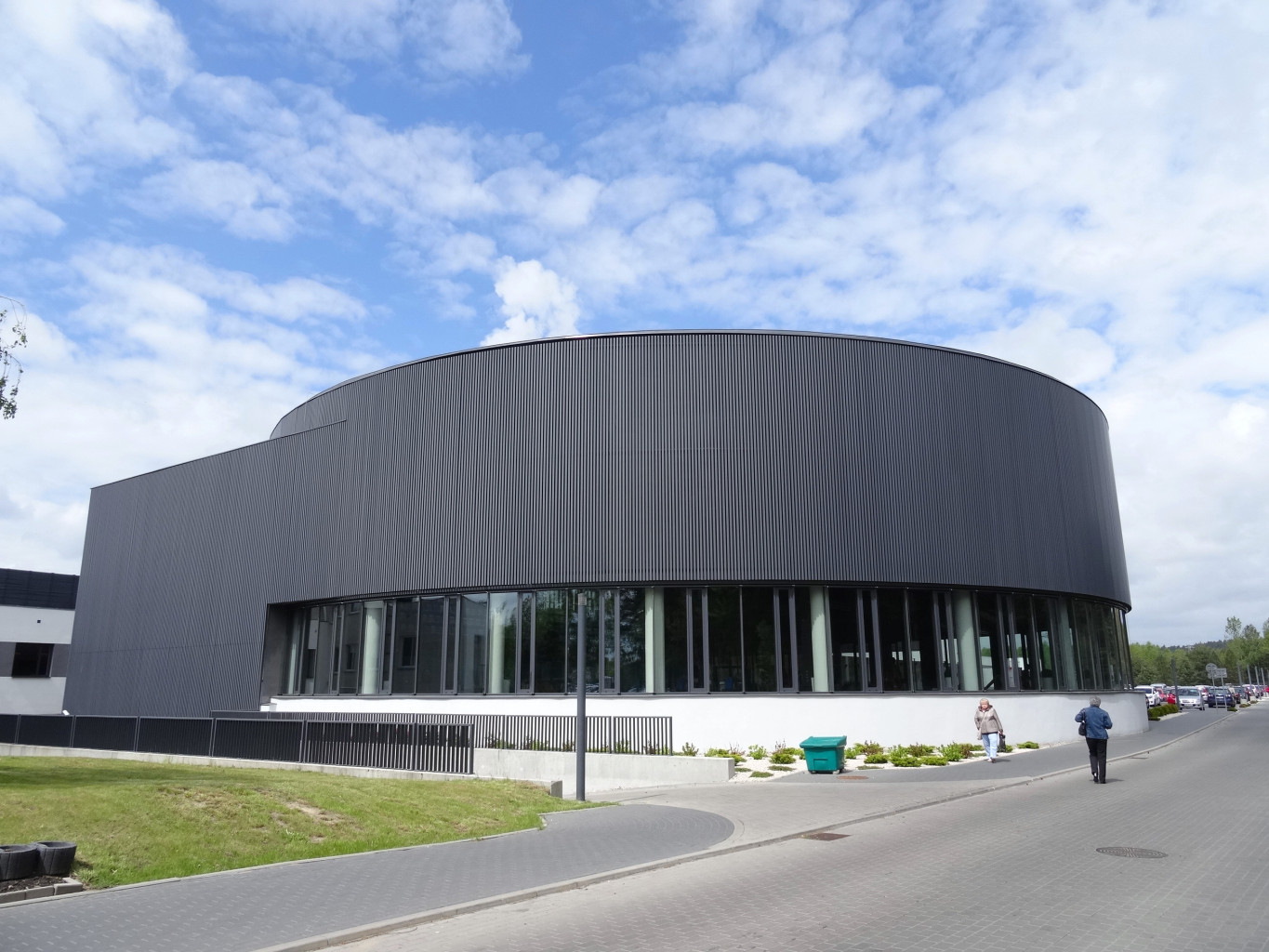
Park Aktywnej Rehabilitacji i Sportu (2013)

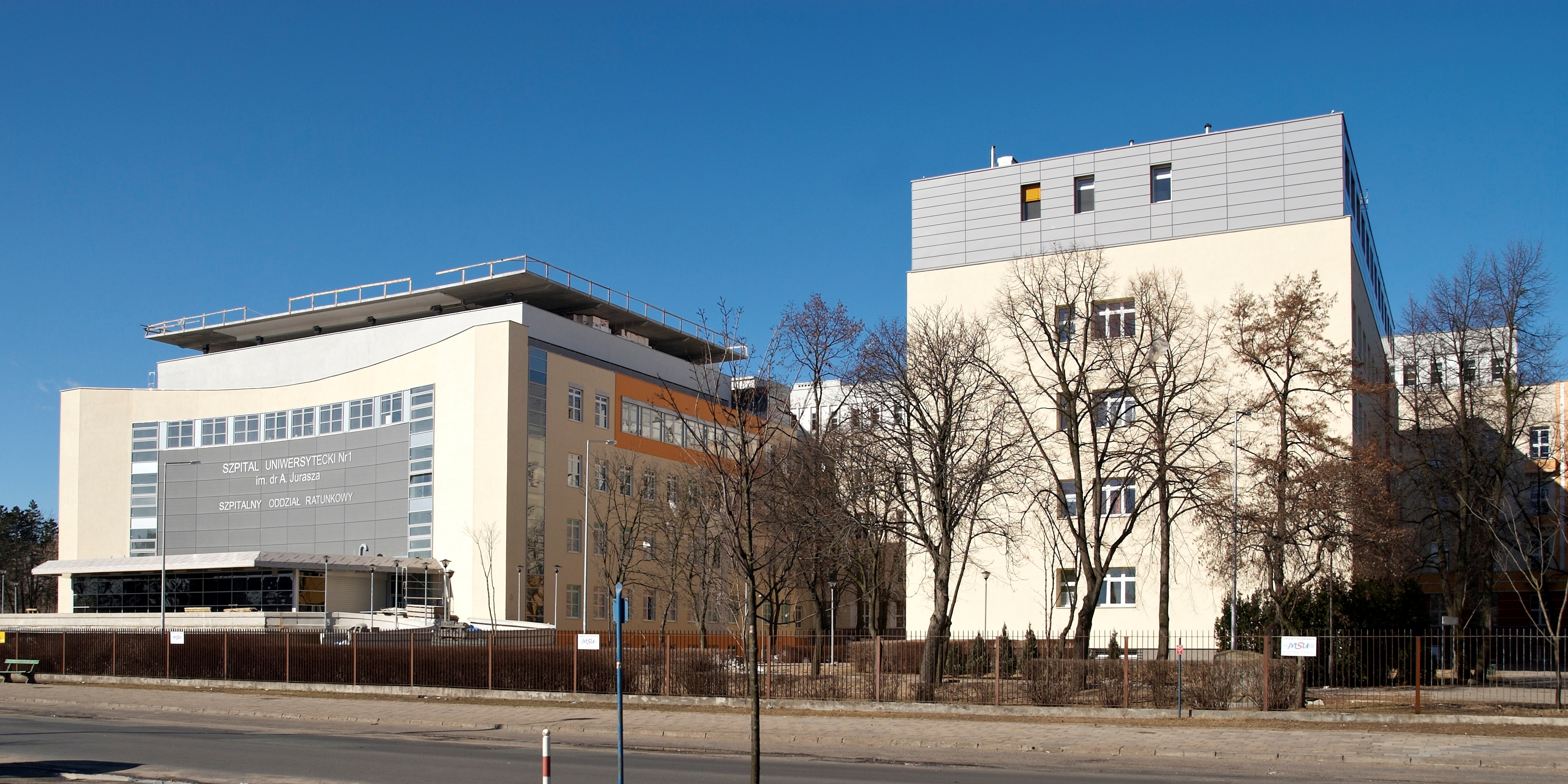
Rozbudowa szpitala Uniwersyteckiego nr 1 (2013)

  - rusza wieloletni Program Inicjatyw Lokalnych 25/75, w którym mieszkańcy mogą współfinansować zadania publiczne gminy, przyspieszając ich realizację[413]
  - 10 stycznia MON likwiduje sąd i prokuraturę garnizonową w Bydgoszczy[447]
  - 28 stycznia radni Sejmiku Województwa przyjmują uchwałę o likwidacji Nauczycielskiego Kolegium Języków Obcych w Bydgoszczy[447]
  - 6 lutego w ramach projektu BIT-City zapada decyzja o przebudowie dworca kolejowego Bydgoszcz Główna, Bydgoszcz Wschód, Bydgoszcz Bielawy, Bydgoszcz Leśna oraz budowie nowego przystanku Bydgoszcz Błonie[447]
  - 28 lutego Przystań Bydgoszcz zwycięża w konkursie portalu Bryła.pl na najlepszy budynek 2012[447]; 25 maja w Przystani otwarta jest wypożyczalnia sprzętu wodnego; kajakami, łodziami, rowerami wodnymi, a w kolejnych latach także motorówkami turystycznymi można pływać po Brdzie w centrum miasta[413]
  - w lutym inauguracja Uniwersyteckiego Centrum Kultury i Mediów przy UKW[413]; w grudniu otwarcie Regionalnego Ośrodka Debaty Międzynarodowej przy Wyższej Szkole Gospodarki; na uczelni studiuje ok. 400 studentów ukraińskich[413]
  - 24 marca w Myślęcinku odbywają się Mistrzostwa Świata w Biegach Przełajowych 2013 z udziałem 800 zawodników i działaczy z 47 krajów oraz Lamine Diacka, prezydenta IAAF[413]
  - w marcu w zakładach Pojazdy Szynowe Pesa Bydgoszcz odbywa się wyjazdowe posiedzenie sejmowej Komisji Infrastruktury[413]; 3 lipca Instytut Nauk Ekonomicznych PAN klasyfikuje zakład na 2 miejscu w kraju wśród najbardziej innowacyjnych dużych przedsiębiorstw[447]
  - 21 kwietnia 2013 odsłonięcie rzeźby Łuczniczka Nova przed Operą Nova[413]
  - w kwietniu inauguracja Centrum Hiperbarii Tlenowej i Leczenia Ran w Wojskowym Szpitalu Klinicznym[413]
  - w kwietniu otwarcie Krajowego Centrum Serwisowego dla polskich samolotów F-16 w Wojskowych Zakładach Lotniczych z udziałem wicepremiera Janusza Piechocińskiego[l][413]
  - 16 maja otwarcie Konsulatu Honorowego  Węgier[447]
  - 21 maja otwarcie Parku Aktywnej Rehabilitacji i Sportu (PARiS) przy Centrum Onkologii[447]; 7 listopada szpital zajmuje 1 miejsce w kraju w kategorii jakości opieki medycznej w rankingu Rzeczpospolitej i Centrum Monitorowania Jakości Ochrony Zdrowia[447]
  - 8 czerwca zespół piłkarski Zawisza Bydgoszcz po 20 latach awansuje do ekstraklasy[447]; od jesieni wirtualni piłkarze Zawiszy obecni są w popularnej grze FIFA 14[413]
  - w czerwcu International School of Bydgoszcz jako pierwsza w regionie i siódma w Polsce szkoła otrzymuje autoryzację międzynarodową[413]
  - w czerwcu ukończenie rewitalizacji bulwaru nad Brdą od mostów Kolejowych do mostu Królowej Jadwigi[413]
  - w czerwcu w Centrum Szkolenia Sił Połączonych trwa szkolenie 1000 specjalistów z 20 krajów członkowskich NATO i Partnerstwa dla Pokoju[413]
  - w czerwcu podczas festiwalu Ster na Bydgoszcz na nabrzeżu Brdy cumuje na stałe odrestaurowana barka Lemara (1937), pełniąca rolę muzeum żeglugi śródlądowej[413]
  - 27 czerwca uchwalenie Obywatelskiej Strategii Rozwoju Kultury Masterplan na lata 2013–2020[413]
  - 1 lipca upadek Zakładów Chemicznych Zachem[447]; w 2015 Bydgoszcz przejmuje na własność ulice na terenie zakładu[413]
  - latem inauguracja kina „Perła”, wyświetlającego filmy pod gołym niebem na placu przed Domem Mody Drukarnia[413]; park rozrywki w Leśnym Parku Kultury i Wypoczynku wzbogaca się o 15-metrową kolejkę górską[413]
  - 18 września ukończenie rozbudowy szpitala Uniwersyteckiego nr 1 (160 mln zł); powstaje m.in. blok operacyjny ze szpitalnym oddziałem ratunkowym, oddział anestezjologii i intensywnej terapii, lądowisko dla śmigłowców na dachu szpitala[447]
  - 17 października otwarcie hotelu Campanile (***) przy ul. Jagiellońskiej[413]
  - jesienią Rada Miasta Bydgoszczy przekazuje na rzecz Collegium Medicum UMK budynek Dyrekcji Kolei w Bydgoszczy z przeznaczeniem na siedzibę Wydziału Stomatologicznego[413]
  - w listopadzie rozbudowa bydgoskiej fabryki Unilever z 10 nowymi liniami produkcyjnymi[447]; powstaje Bydgoski Klaster Informatyczny, skupiający podmioty z branży IT; drugi raz z rzędu w gronie najlepszych pracodawców znajduje się Atos IT Services w Bydgoszczy[413]
  - 13 grudnia otwarcie budowanej od 2010 Trasy Uniwersyteckiej o długości 1,5 km, z czego 720 m to estakady i most wantowy z 60-metrowymi pylonami w kształcie podków (koszt 212 mln zł, w tym 93 mln z UE); trasa łączy Dolny i Górny Taras miasta o różnicy poziomów 30 m[413]
  - w Bydgoszczy działa 6 Uniwersytetów Trzeciego Wieku, które prowadzą m.in. Wojewódzki Ośrodek Kultury, UKW, UTP, WSB, WSG i Fundacja „Wiatrak”[413]
  - w grudniu działalność gospodarczą lub inwestycję na terenie Bydgoskiego Parku Przemysłowo-Technologicznego (280 ha) prowadzi 57 podmiotów (1,5 tys. zatrudnionych); inwestują m.in. MMP Neupack, Airon Investment, GreKa, Mac-Graf, Metalbark i Metalcynk (łącznie 50 tys. m², nakłady 250 mln zł); BPPT wygrywa w kategorii „Park Technologiczny Roku” w konkursie FDI Poland Investors Awards[413]
  - Bydgoszcz wśród 10 najlepszych celów podróży w Polsce w 2013 według największej na świecie witryny turystycznej Tripadvisor[448]

- 2014

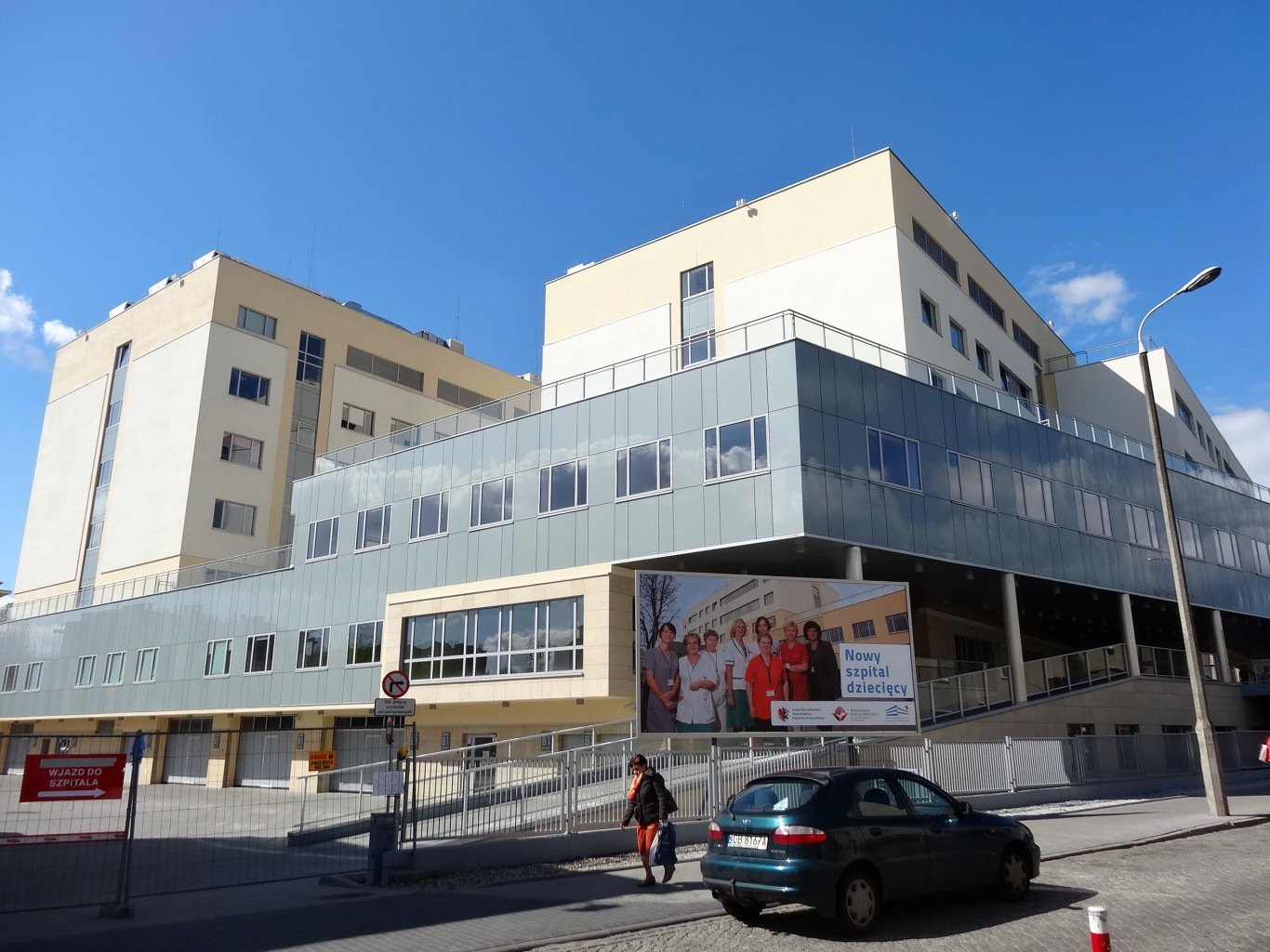
Rozbudowa Wojewódzkiego Szpitala Dziecięcego (2014)

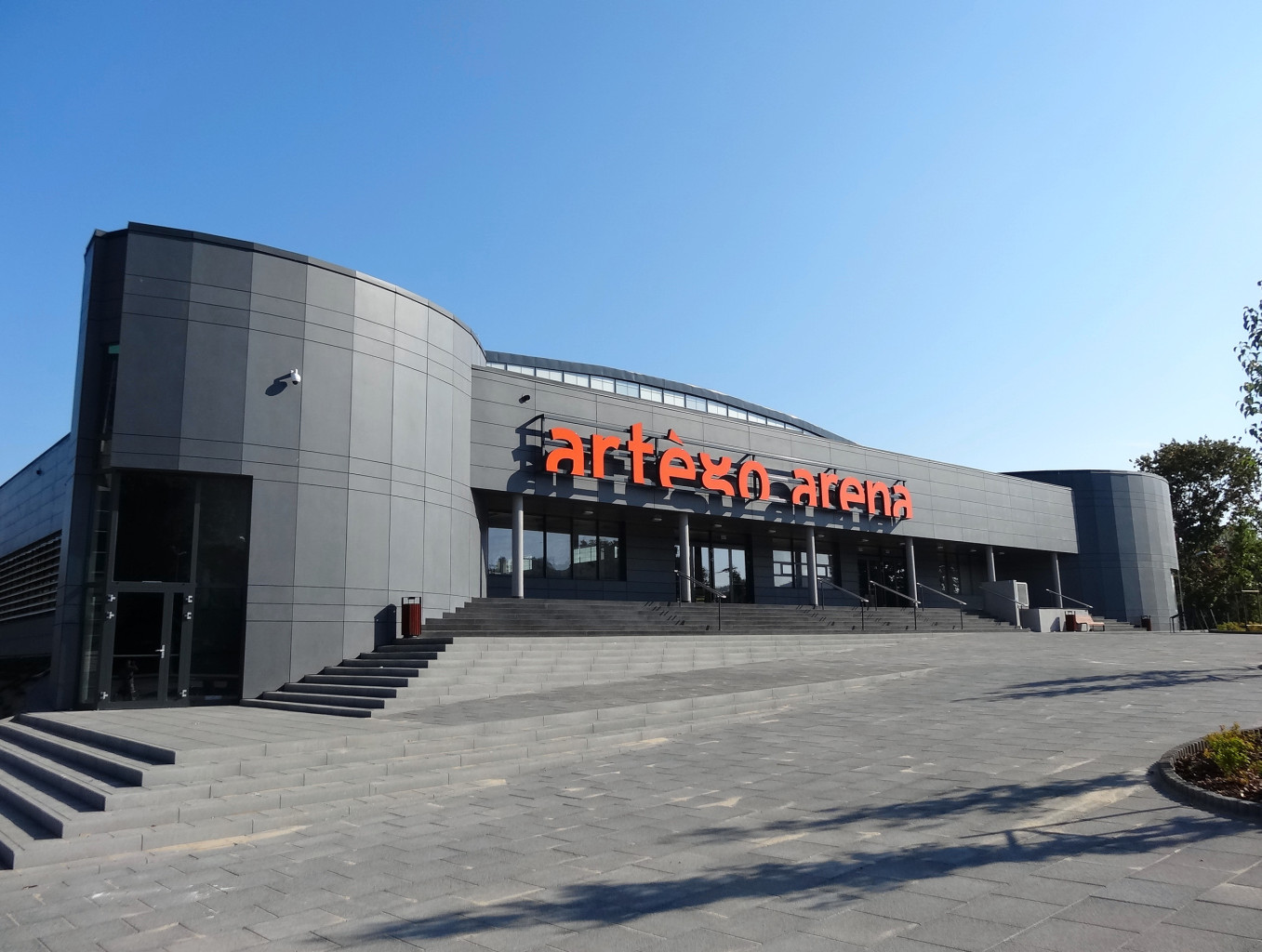
Artego Arena (2014)

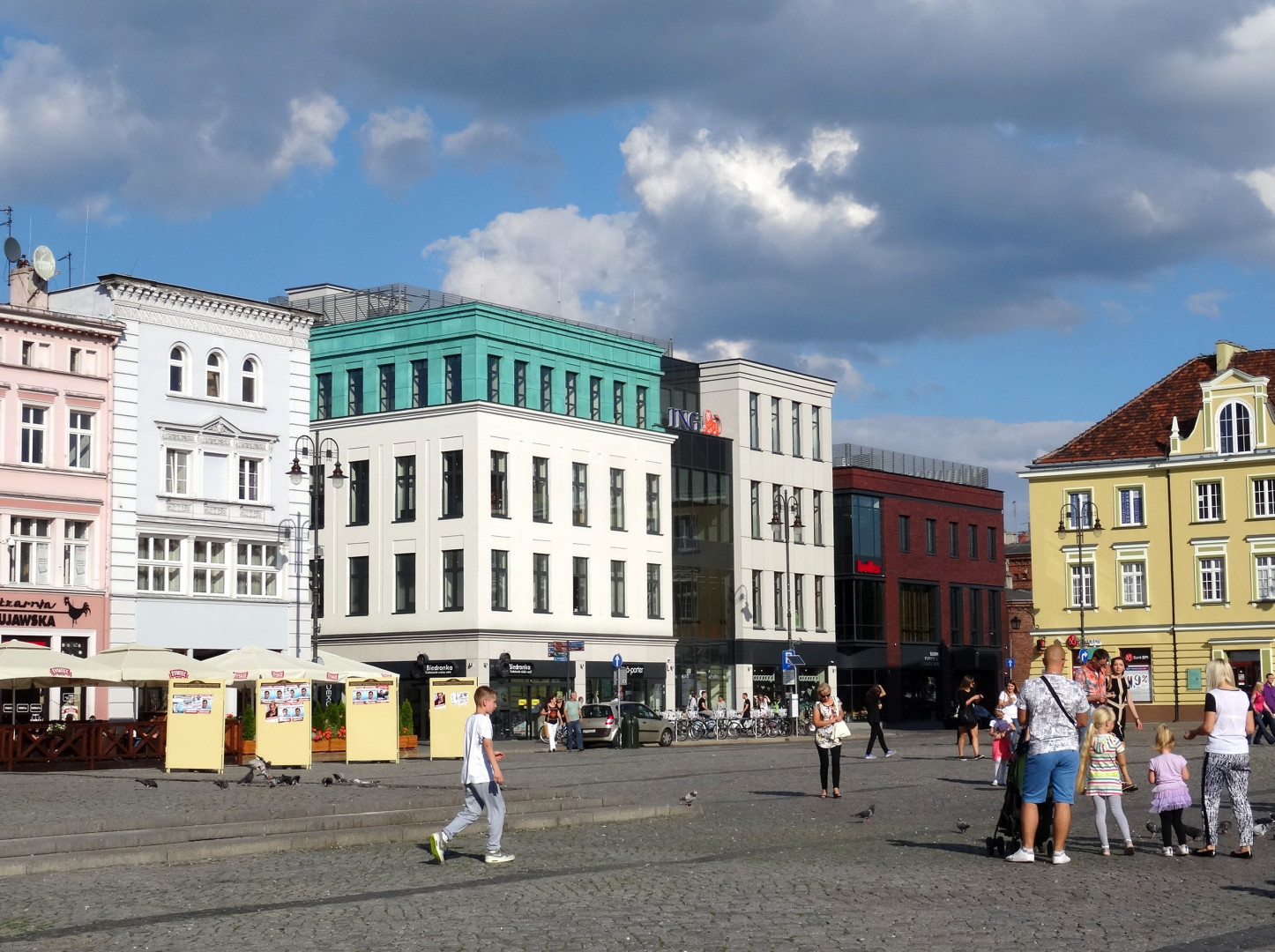
Uzupełnienie pierzei Starego Rynku (2014)

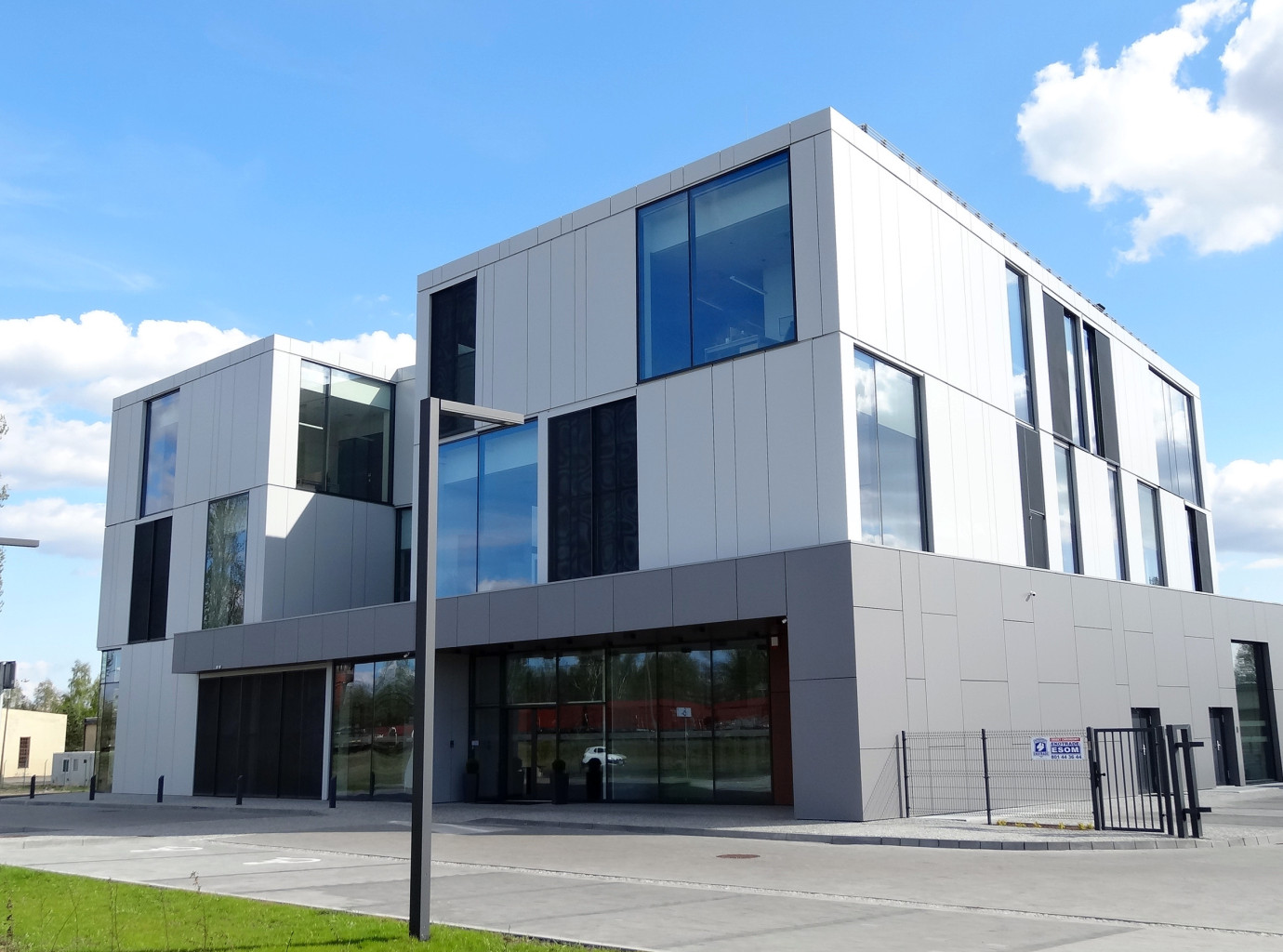
Urząd Dozoru Technicznego (2014)

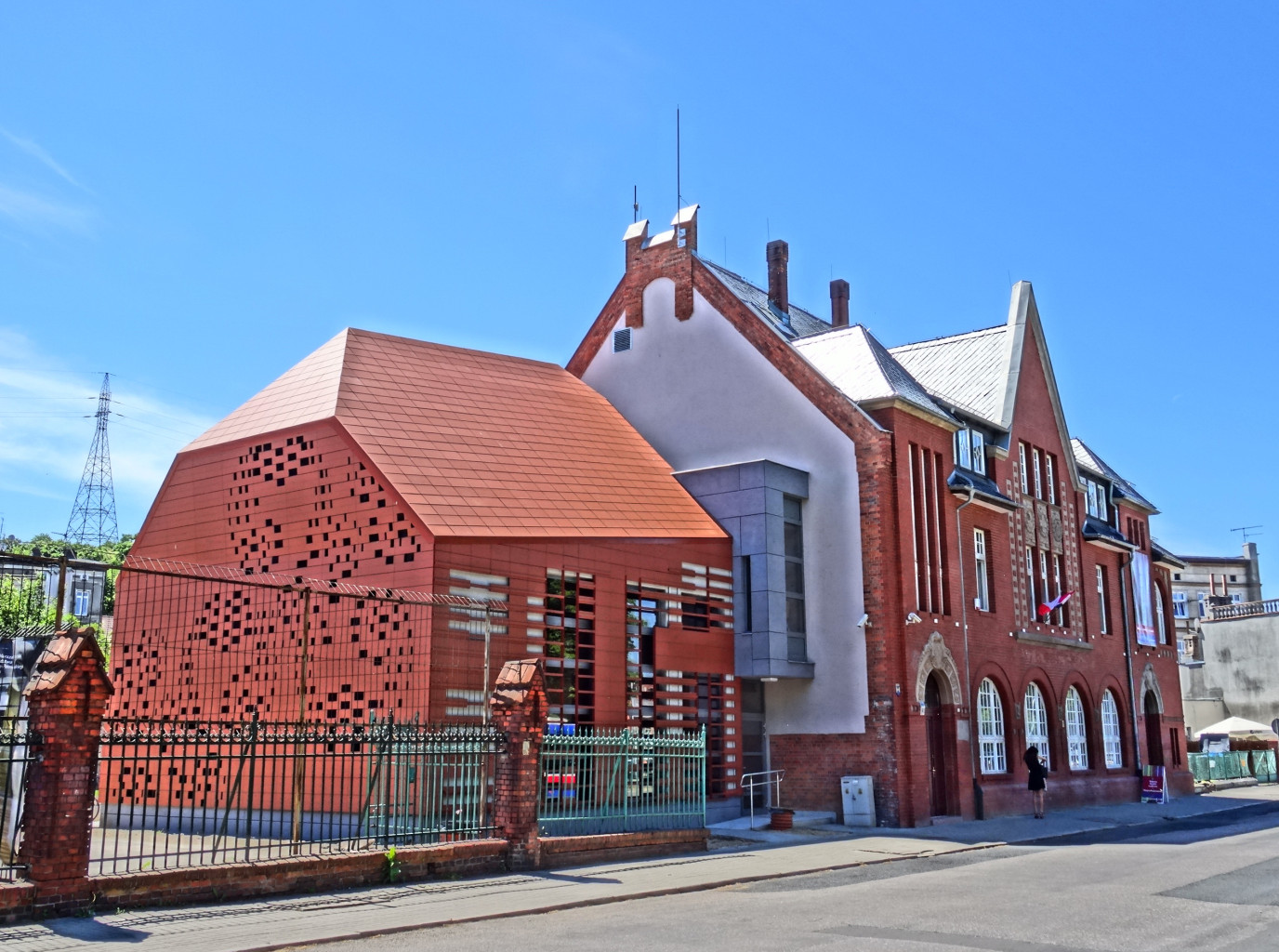
Wojewódzki Ośrodek Kultury i Sztuki „Stara Ochronka” w Bydgoszczy (2014)

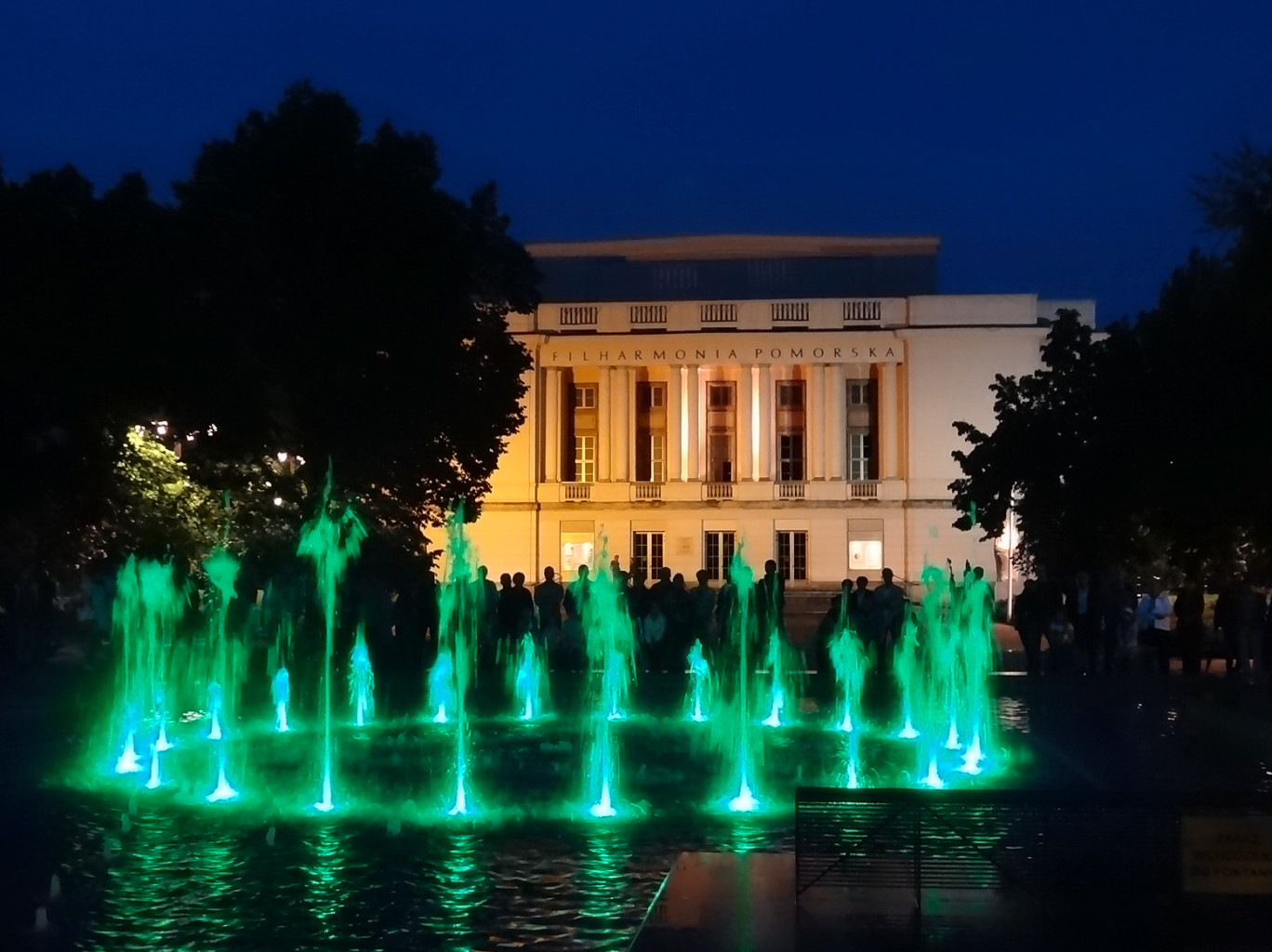
Bydgoska Fontanna Multimedialna (2014)

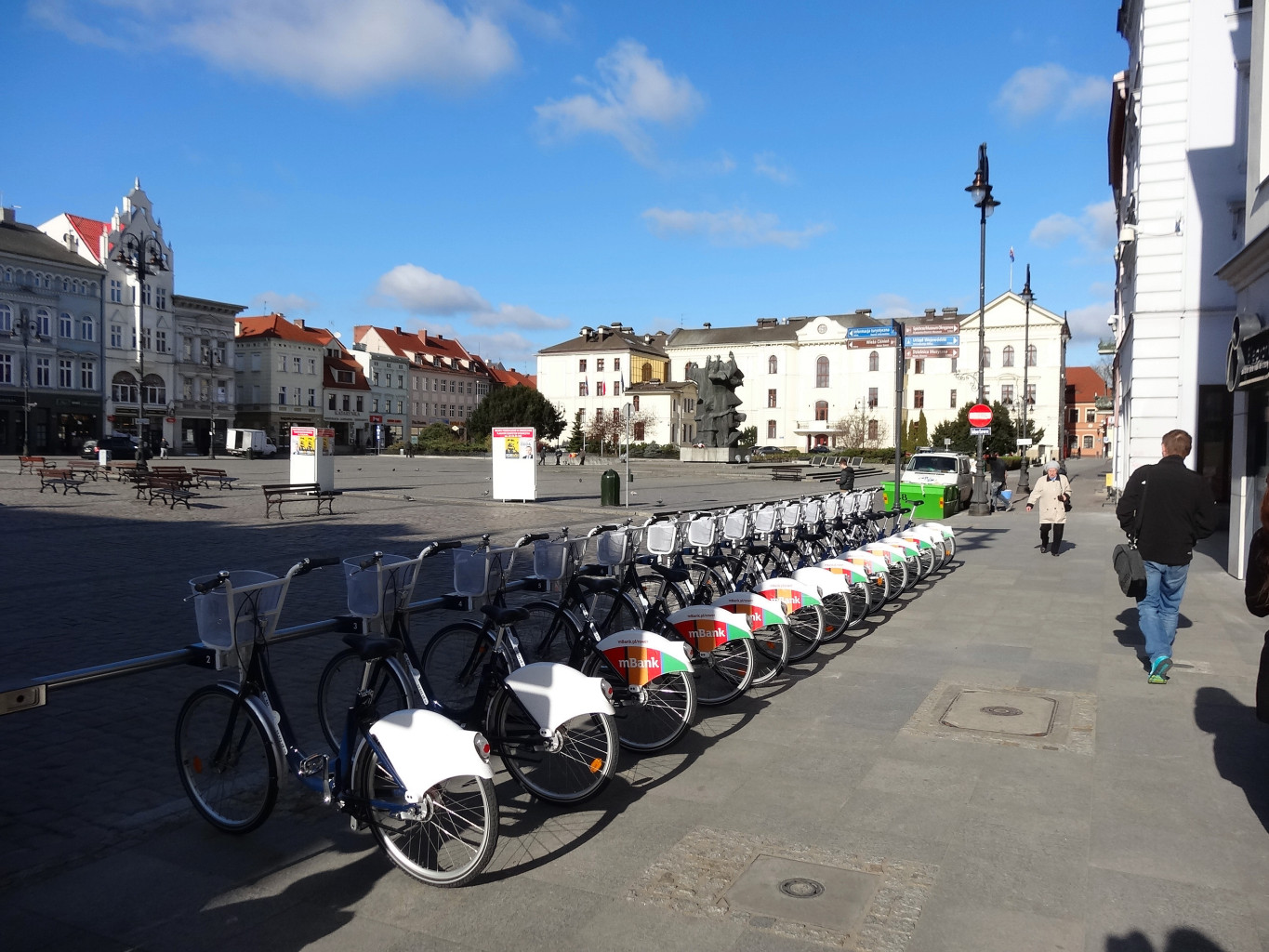
Bydgoski Rower Aglomeracyjny (2015)

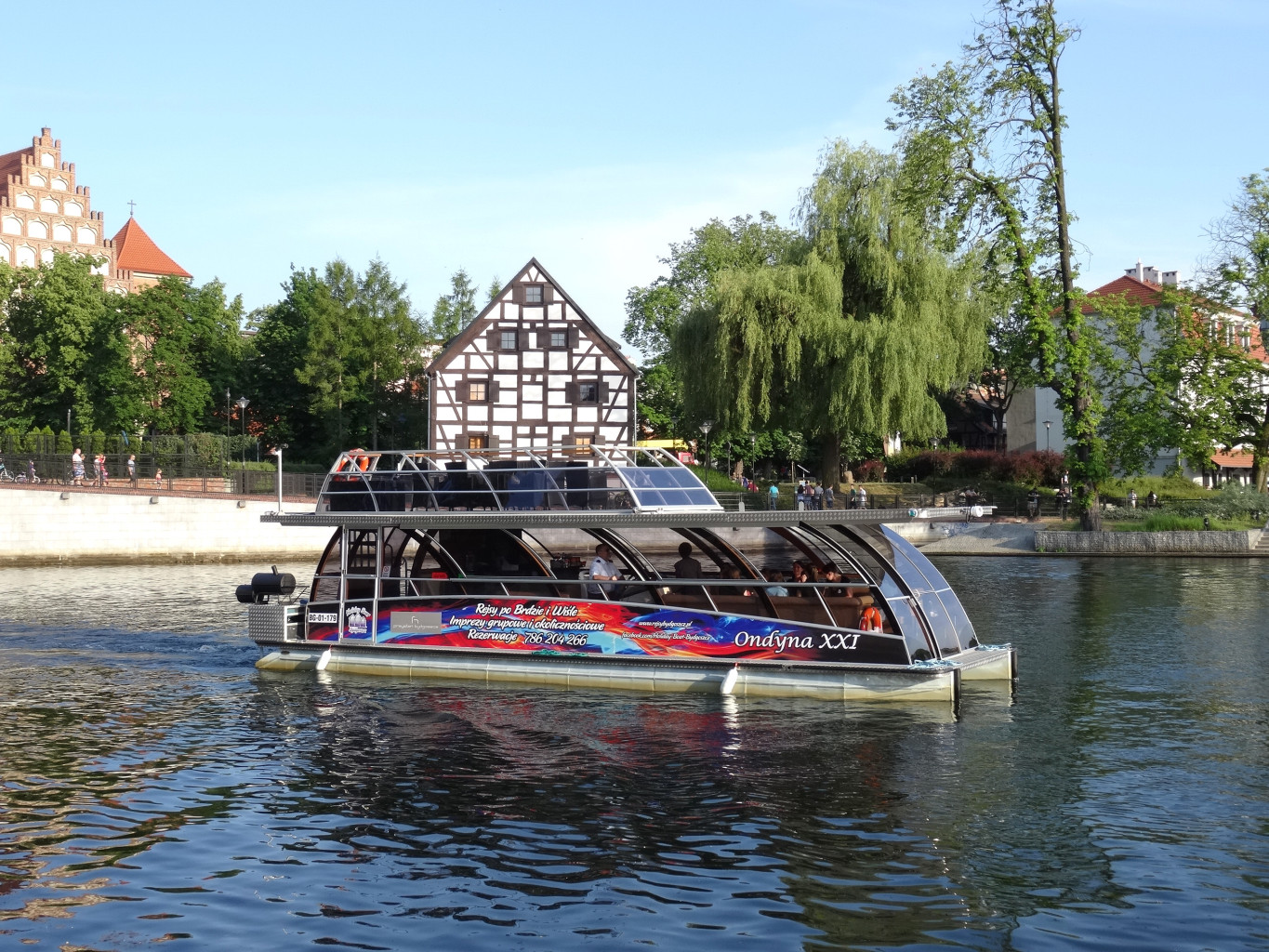
Ondyna XXI (2015)

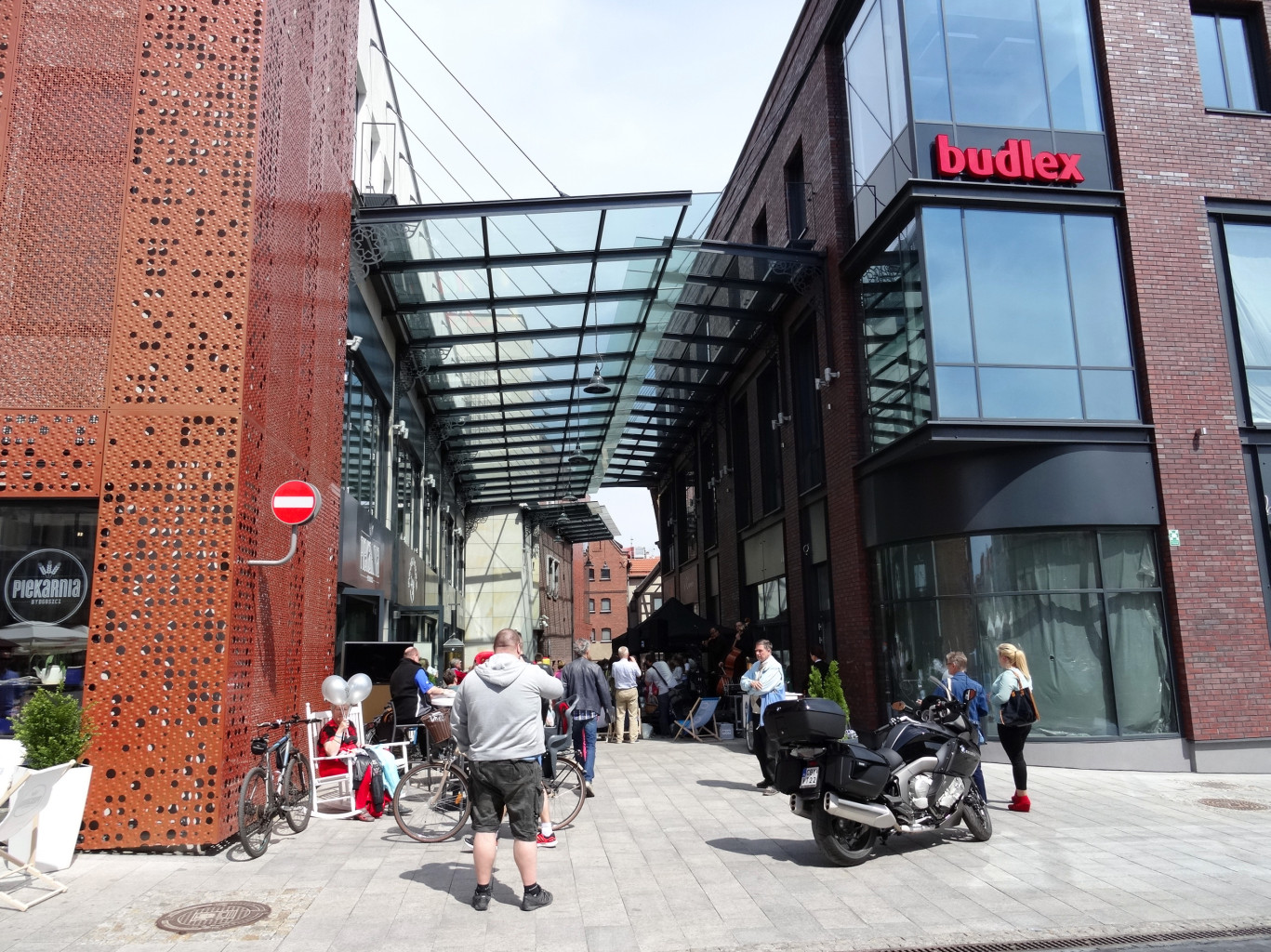
Ulica Jatki w Bydgoszczy (2015)

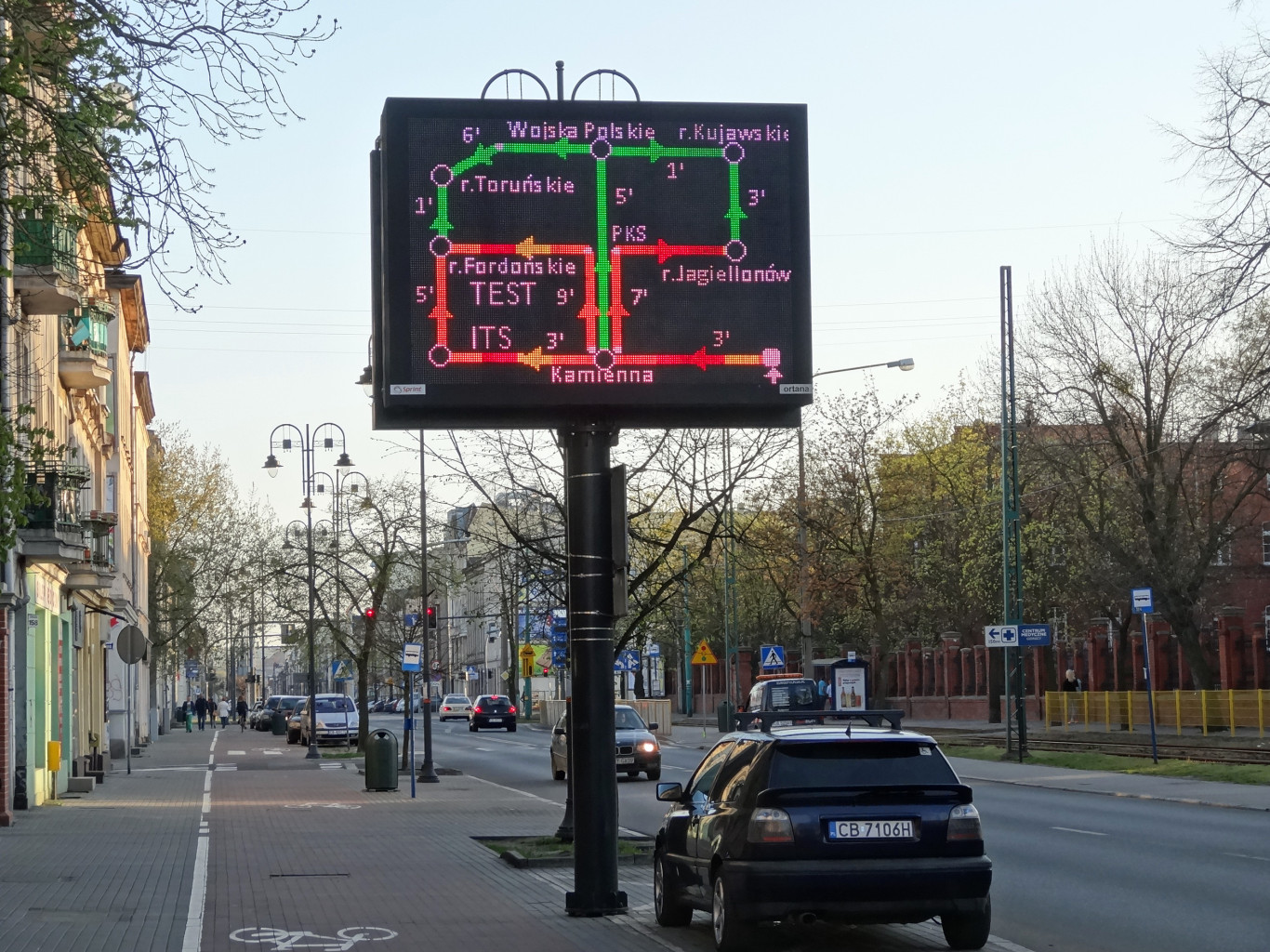
Inteligentne systemy transportowe (2015)

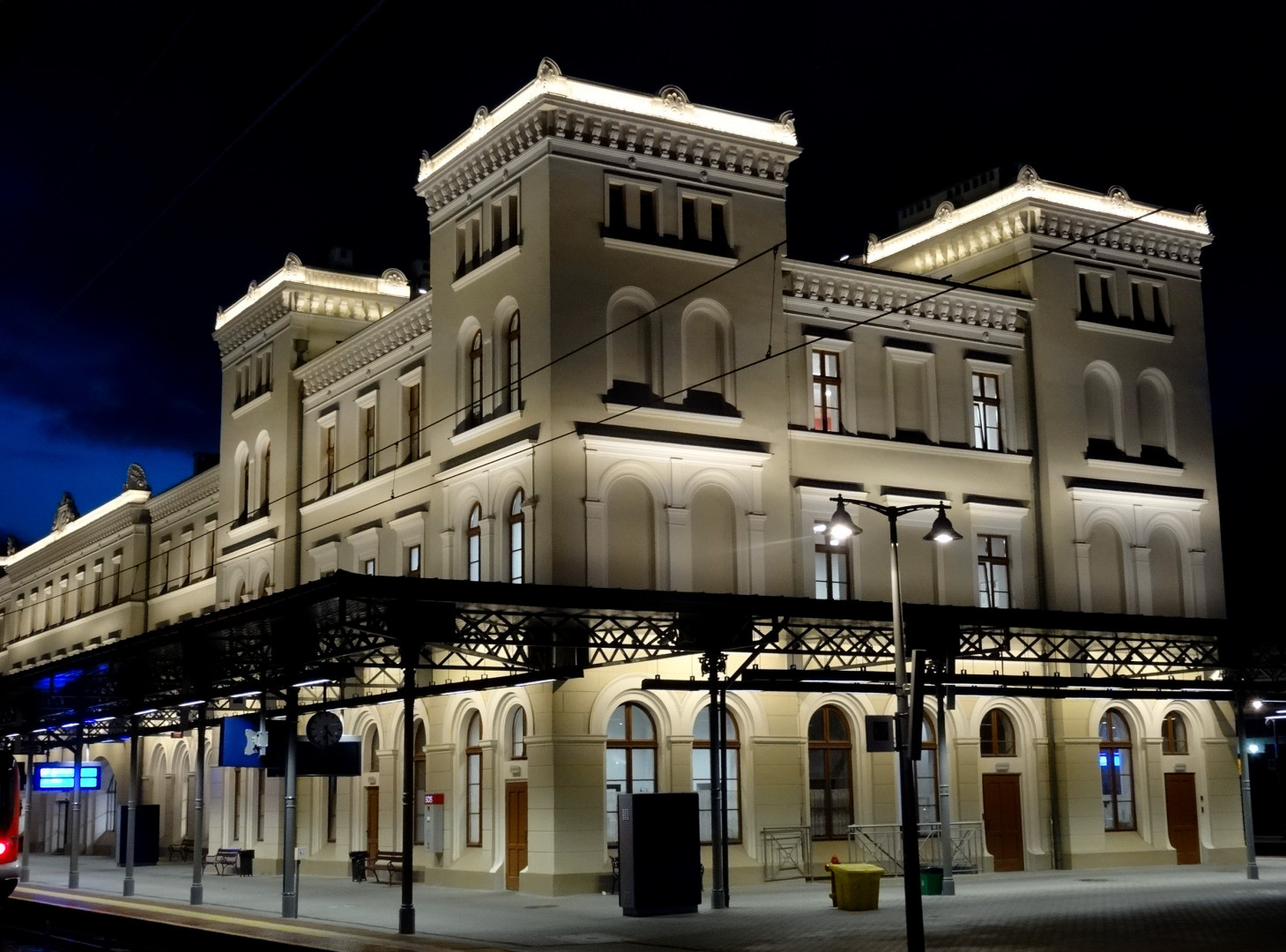
Odrestaurowana Bydgoszcz Główna (2015)

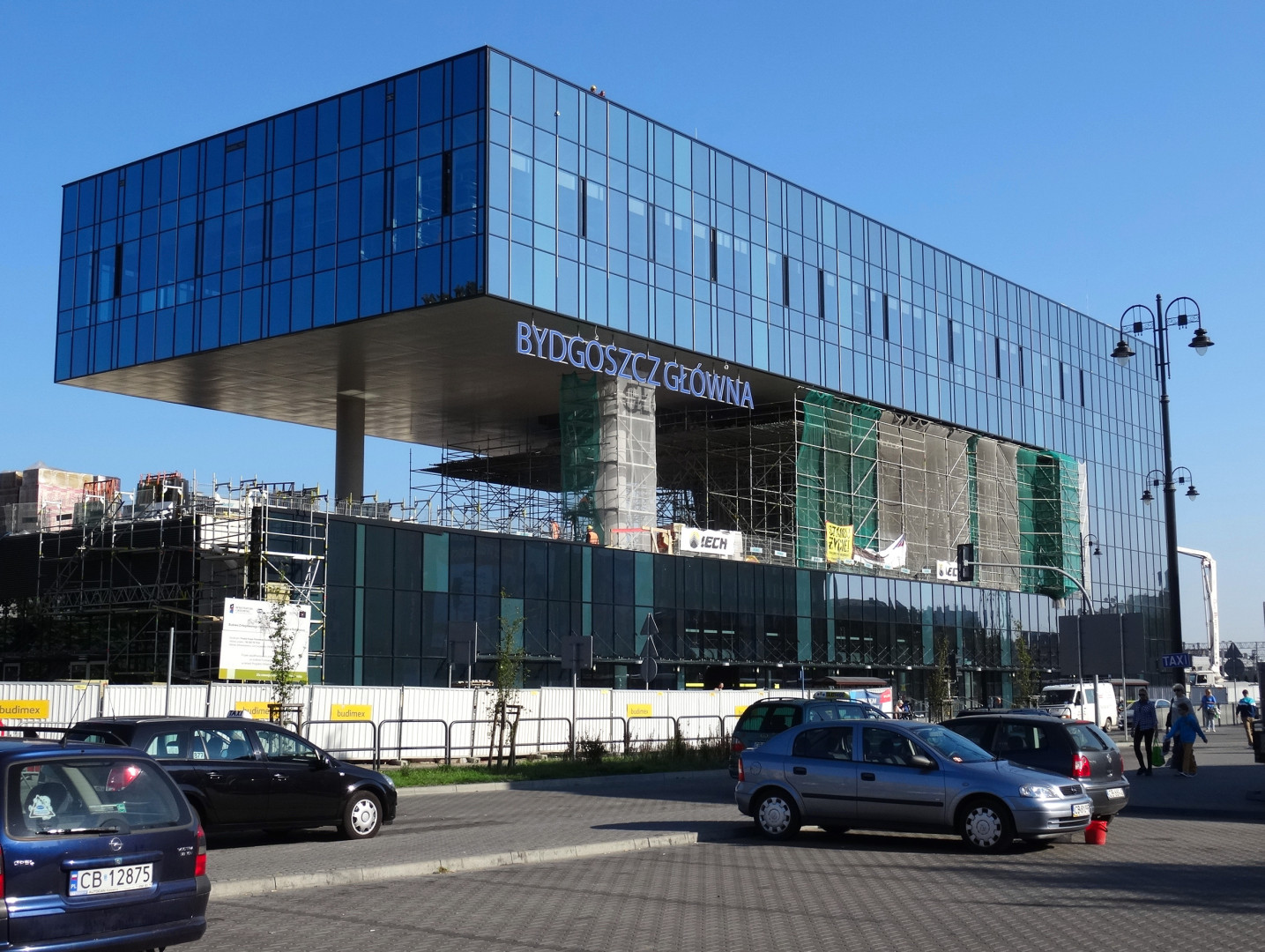
Bydgoszcz Główna terminal (2015)

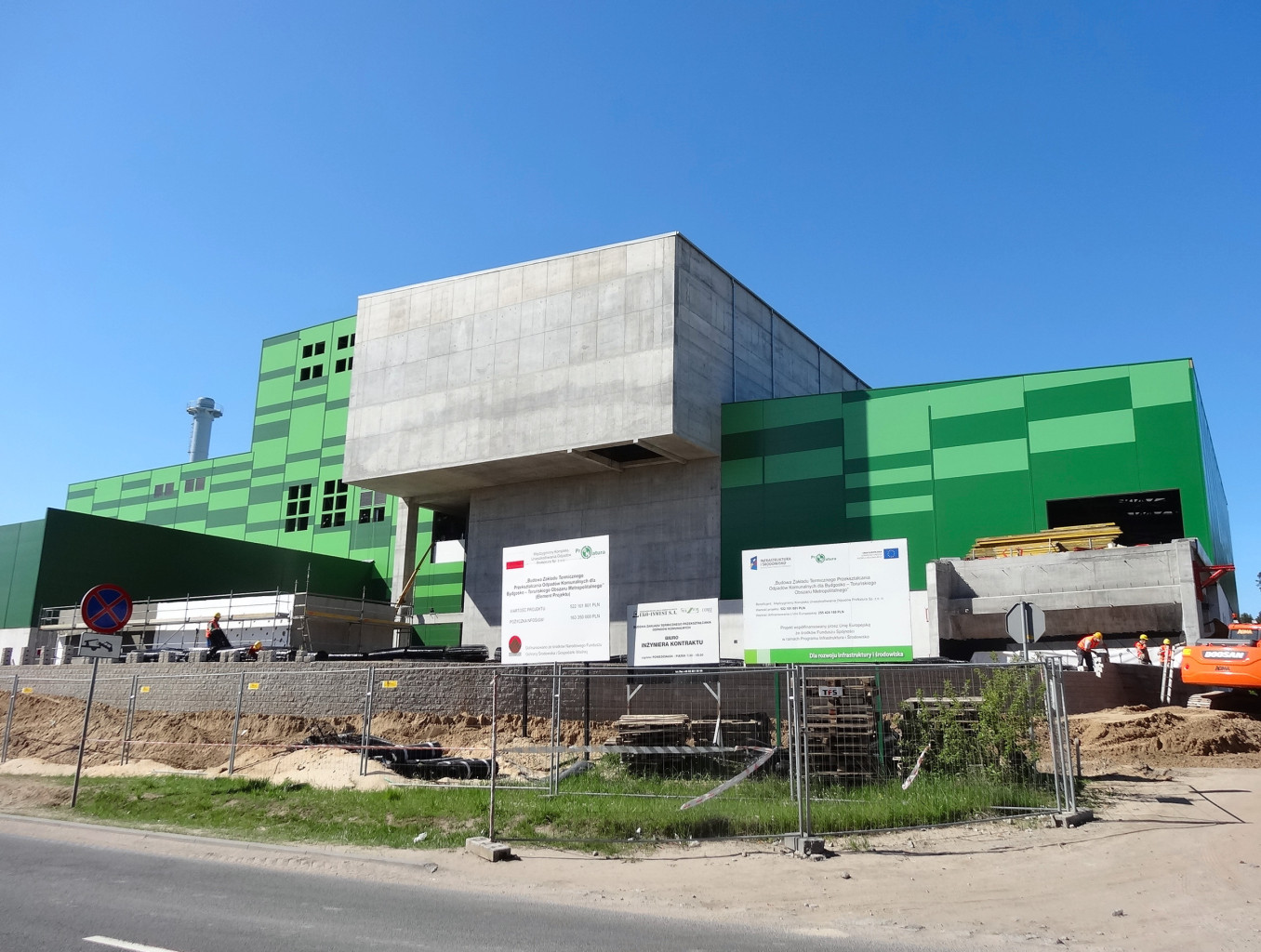
Zakład Termicznego Przekształcania Odpadów Komunalnych w Bydgoszczy (2015)

  - w styczniu inauguracja Centrum Eksperckiego Policji Wojskowych NATO z siedzibą w Bydgoszczy[413]
  - 31 stycznia w hali Łuczniczka odbywa się ostatni mityng lekkoatletyczny Pedro’s Cup (od 2015 w łódzkiej Atlas Arena)
  - 6 lutego inauguracja kina „Jeremi” w Fordonie przy ZS nr 5[413]
  - 12 marca inauguracja działalności Bydgoskiej Agencji Rozwoju Regionalnego[413]
  - 18 marca poszerzenie Pomorskiej Specjalnej Strefy Ekonomicznej o teren pod nową halę SPX Flow Technology Poland w Bydgoskim Parku Przemysłowo-Technologicznym[413]
  - 25 marca papież Franciszek podnosi kościół Matki Boskiej Królowej Męczenników w Fordonie do godności Bazyliki Mniejszej[449]
  - 8 kwietnia Bydgoszcz staje się siedzibą i liderem Zintegrowanych Inwestycji Terytorialnych dla Bydgosko-Toruńskiego Obszaru Funkcjonalnego; środki na inwestycje to 154 mln euro; ZIT obejmuje 25 podmiotów, w tym miasta Bydgoszcz i Toruń oraz 11 gmin z bydgoskiego obszaru funkcjonalnego i 9 gmin z obszaru toruńskiego[413]
  - w kwietniu powstaje koncepcja ciągu pieszo-rowerowego, łączącego Śródmieście z Fordonem wzdłuż brzegów Brdy i Wisły[413]
  - 2 maja piłkarze Zawiszy Bydgoszcz zdobywają Puchar Polski; w meczu na Stadionie Narodowym pokonują Zagłębie Lubin (0:0, karne 6:5)[413]; 9 lipca zdobywają Superpuchar Polski pokonując na Pepsi Arenie Legię Warszawa (3:2)[449]; 17 lipca Zawisza uczestniczy w II rundzie eliminacji Ligi Europy z belgijskim SV Zulte Waregem[413]
  - 10–12 maja pierwsze Bydgoskie Dywany Kwiatowe na Wyspie Młyńskiej[449]
  - 12 maja założenie Bydgoskiego Klastra Lotniczego z udziałem m.in. Wojskowych Zakładów Lotniczych[413]
  - 15 maja Zjazd Polskiego Towarzystwa Chirurgii Onkologicznej, połączony z jubileuszem 20-lecia Centrum Onkologii z udziałem 1000 lekarzy i marszałek Sejmu Ewy Kopacz[449], a 6 października Zjazd Polskiego Towarzystwa Otorynolaryngologów, Chirurgów Głowy i Szyi, z udziałem 1300 specjalistów z Polski, Europy i USA[413]
  - 15 maja według badania ruchu turystycznego z 2013 Bydgoszcz jest coraz lepiej postrzeganym miastem turystycznym, które zwiedza rocznie 280–480 tys. osób[413]
  - 23 maja otwarcie zbudowanej ze środków MWiK fontanny multimedialnej na skwerze Krzysztofa Komedy przed Filharmonią Pomorską[450]; podczas 20-minutowego widowiska kolorowe strumienie wody tańczą m.in. do V Symfonii Beethovena oraz marszu Radetzky’ego[413]
  - w maju w Leśnym Parku Kultury i Wypoczynku powstaje miasteczko ruchu drogowego[413], a 9 listopada otwarte zostaje Terrarium i Wisłarium w Ogrodzie Fauny Polskiej Zoo[280]
  - w maju podczas Nocy Muzeów obiekty Muzeum Okręgowego im. Leona Wyczółkowskiego zwiedza rekordowa liczba 35 tys. osób[413]
  - w maju Atos otwiera w Bydgoszczy Centrum Wsparcia Procesów IT; liczba zatrudnionych wzrasta z 2 tys. o kolejne 850 osób[413]; rozbudowa zakładów Mlekpol i Colian na Osowej Górze (370 zatrudnionych)[413]; Pojazdy Szynowe Pesa Bydgoszcz podpisują umowę na produkcję 20 elektrycznych zespołów trakcyjnych dla PKP Intercity (1,3 mld zł)[413]
  - 30 maja na ekrany wchodzi komedia Dżej Dżej kręcona w Toruniu i Bydgoszczy, wykorzystująca w fabule toruńsko-bydgoskie antagonizmy[449]
  - 20 czerwca odsłonięcie pierwszego muralu w stylu retro na ścianie kamienicy przy ul. Królowej Jadwigi 9 (strony ogłoszeniowe z przedwojennych bydgoskich gazet)[449]
  - 26 czerwca odsłonięcie w pełni zrekonstruowanej fontanny Potop[449]; 3 sierpnia odbywa się pierwszy koncert przy fontannie w ramach nowego, letniego festiwalu „Fontanna Muzyki”[449]
  - w czerwcu ukończenie I etapu rewitalizacji bulwarów nad Brdą (koszt 22 mln zł, z czego 11,5 mln z UE) między mostami Kolejowymi, a mostem Staromiejskim; ekspozycja śluzy workowej, budowa 4 przystanków tramwaju wodnego, budowa skateparku, fontann, placów zabaw[413]
  - w lipcu po mieście kursują zabytkowe pojazdy turystyczne (tramwaje Herbrand, autobusy Jelcz 043 „ogórki”)[449]
  - 18 lipca otwarcie Konsulatu Honorowego  Austrii[449]
  - 3 sierpnia w Bydgoszczy kończy się I etap wyścigu kolarskiego Tour de Pologne 2014[449]
  - 23–26 sierpnia na stadionie Zawiszy odbywają się X Ogólnopolskie Letnie Igrzyska Olimpiad Specjalnych z udziałem 1000 sportowców, 340 trenerów i opiekunów, 500 wolontariuszy i 130 sędziów[449]
  - 9 września otwarcie Artego Areny (1,5 tys. widzów) obok hali Łuczniczka[413]
  - 10–14 września Mistrzostwa Świata w Piłce Siatkowej Mężczyzn 2014; w hali Łuczniczka rozgrywa mecze grupa E z udziałem zespołów: Argentyny, Australii, Iranu, Włoch, USA i Francji; 8 spotkań ogląda łącznie 27 tys. kibiców, a pod halą urządzona jest strefa kibica[413]
  - 11–13 września zorganizowany przez Towarzystwo Miłośników Miasta Bydgoszczy Kongres Stowarzyszeń Regionalnych z udziałem 300 delegatów z całego kraju[449]
  - 12 września zatwierdzenie budowy nowego kampusu Akademii Muzycznej (100 mln zł) ze środków Ministerstwa Kultury[413]
  - we wrześniu rozbudowa i modernizacja Wojewódzkiego Ośrodka Kultury i Sztuki „Stara Ochronka”[413]
  - we wrześniu w rządzie Ewy Kopacz ministrem spraw wewnętrznych zostaje związana z Bydgoszczą Teresa Piotrowska; a bydgoszczanin Radosław Sikorski zostaje wybrany marszałkiem Sejmu RP[413]
  - we wrześniu w konkursie Ministerstwa Środowiska Bydgoszcz, Gdańsk, Chojnice i Tczew uznane są najbardziej zielonymi miastami w Polsce[413]
  - we wrześniu otwarcie Domu Studenckiego nr 3 Collegium Medicum UMK przy ul. Powstańców Wlkp.[413]
  - 1 października wydłużenie linii komunikacji miejskiej do gmin podbydgoskich: Osielska, Niemcza, Żołędowa, Maksymilianowa (linia nr 94), Białych Błót i Przyłęk (nr 91), Łochowa i Murowańca (nr 92), Niw (nr 93), sezonowo do Ostromecka i Chmielnik[413]; powstają nowe drogi rowerowe łączące Bydgoszcz z gminami podmiejskimi m.in. z Zalewem Koronowskim i Ostromeckiem[413]
  - w październiku powstaje koncepcja budowy Centrum Paraolimpijskiego przy bydgoskim Centrum Onkologii[413]
  - 29–30 października w Operze Nova obraduje III Kongres Transportu Publicznego, z udziałem 400 osób; jednym z tematów jest projekt szybkiej kolei BiT City[449]
  - 13 listopada podpisanie w Ostromecku w obecności premier Ewy Kopacz kontraktu terytorialnego dla województwa kujawsko-pomorskiego (9,4 mld zł w latach 2014–2020, z czego połowa dotyczy Bydgoszczy)[449]
  - 19 listopada ukończenie nowej zabudowy wschodniej pierzei ul. Mostowej i północnej Starego Rynku, oddanie do użytku restylizowanych mostów: Staromiejskiego, Młyńskiego i Tamka oraz zrewitalizowanej śluzy Brdyujście[413]
  - 24 listopada Skanska otwiera w Bydgoszczy oddział budownictwa inżynieryjnego, zatrudniający 200 pracowników[449]
  - w listopadzie w Bydgoszczy przebywa prezydent RP Bronisław Komorowski uczestnicząc w forum „Duża rodzina – dobre praktyki w samorządzie”, a premier Ewa Kopacz zwiedza Pojazdy Szynowe Pesa Bydgoszcz, które budują nową halę w miejscu przeniesionej zabytkowej tendrowni[413]
  - 1 grudnia w wyborach bezpośrednich prezydentem Bydgoszczy zostaje ponownie Rafał Bruski[449]
  - 8 grudnia otwarcie nowej siedziby Urzędu Dozoru Technicznego przy ul. Kamiennej 76[413]
  - w grudniu otwarcie Hotelu Mercure Sepia (****) przy ul. Focha
  - w grudniu wymiana 7,3 tys. opraw oświetlenia ulicznego na lampy LED (20 mln zł)[413]
  - w grudniu opracowanie koncepcji rewitalizacji Starego Fordonu (50 mln zł do 2020) i jego rozpoczęcie od porządkowania terenów zielonych nad Wisłą[413]
  - ukończenie rozbudowy Wojewódzkiego Szpitala Dziecięcego im. Józefa Brudzińskiego (155 mln zł)[413]
  - w Bydgoskim Parku Przemysłowo-Technologicznym zostają otwarte 2 zakłady: Cimat i Bims Plus (8 tys. m²); trwa budowa 7 przedsiębiorstw, m.in. Modus, Doka, Berthold Sichert, Airon Investment i innych[413]
  - w Bydgoszczy co roku oddawanych jest około 1000 nowych mieszkań; powstają budynki wysokie oraz kameralne osiedla w różnych lokalizacjach m.in. na Bartodziejach (240 mieszkań), osiedle Paryskie na Skrzetusku (500 mieszkań), na osiedlu Zawisza, w Fordonie (Eskulapa, Zofin, Niepodległości), na Czyżkówku, Wyżynach, Osowej Górze[413]; na terenie po Makrum (przeniesionym do BPPT) budowany jest „Platanowy Park”[449], zaś nad Brdą planowana jest budowa 60-metrowego wieżowca River Tower[413]
  - Bydgoszcz uznana jest 5. najpiękniejszym miastem w Polsce w rankingu Poland Sotheby’s International Realty[m][451]
- 2015
  - 23–25 stycznia w Artego Arenie odbywa się mecz o Puchar Polski w koszykówce kobiet: TS Wisła Can-Pack Kraków – Energa Toruń (84:75)[413]
  - w styczniu otwarcie wielopoziomowego parkingu przy ul. Pod Blankami dla obsługi Starego Miasta[413]
  - w lutym Bydgoszcz wyznaczona na siedzibę grupy integracyjnej NATO (Force Integration Units), wspierającej działania nowo tworzonych sił szybkiego reagowania, tzw. szpicy NATO[413]
  - 5 marca otwarcie basenu i SPA „Czwórka” na Błoniu przy IV LO; w fazie projektu są następne 4 baseny: na Kapuściskach przy V LO, w Fordonie (ul. Kromera), Miedzyniu (ul. Pijarów) i os. Leśnym (ul. Czerkaska)[452]
  - w marcu inauguracja rejsów katamaranu Ondyna XXI na Brdzie i Wiśle[413]
  - 29 marca uruchomienie regularnych lotów linii Lufthansa z Bydgoszczy do Frankfurtu nad Menem
  - 1 kwietnia inauguracja Bydgoskiego Roweru Aglomeracyjnego (31 stacji, 310 rowerów)[n][453]
  - w kwietniu tenisiści stołowi Zooleszcz-Gwiazdy Bydgoszcz zdobywają Puchar Polski[413]; Artego Bydgoszcz osiąga 2. miejsce w ekstraklasie koszykówki kobiet
  - w maju uruchomienie systemu ITS (Intelligent Transportation Systems), jednego z pierwszych w kraju systemów usprawniających ruch drogowy w centralnej części miasta i ul. Fordońskiej (90 kamer, 180 tablic informacji przystankowej, 26 tablic zmiennej treści, koszt 54 mln, z czego 46 mln z UE)[413]
  - w maju pierwsze Święto Starego Fordonu z udziałem grup rekonstrukcyjnych[413]
  - w maju otwarcie zadaszonej ul. Jatki bocznej do Starego Rynku[413]
  - w czerwcu Bydgoszcz zajmuje pierwsze miejsce wśród miast polskich w rankingu „Doing Business in Poland 2015” stworzonym przez Bank Światowy[413], a w grudniu zwycięża w kategorii „Miasto przyjazne Inwestorom” w konkursie magazynu Eurobuild[413]
  - w czerwcu w klasyfikacji generalnej gmin Systemu Sportu Młodzieżowego Bydgoszcz zajmuje 5. miejsce, a klub Zawisza Bydgoszcz – 1 miejsce[413]
  - w czerwcu godło promocyjne „Teraz Polska” otrzymują: system zarządzania budżetem obywatelskim ZETO Bydgoszcz oraz parkomaty wykonane przez Kolejowe Zakłady Łączności[413]
  - w czerwcu otwarcie hotelu Chopin (***) na Skrzetusku[413]
  - w czerwcu Bydgoszcz uzyskuje rezerwę subwencji ogólnej z Ministerstwa Infrastruktury za rozbudowę Węzła Zachodniego (8 mln zł), a w październiku dofinansowanie 70 mln zł do projektu tramwaju do Fordonu[413]; w ramach rozbudowy Węzła Zachodniego powstaje nowy most nad Kanałem Bydgoskim oraz wiadukt kolejowy[413]
  - w lipcu Bydgoszcz awansuje do pierwszej 10 najszybciej rozwijających się miast (ranking samorządów Rzeczpospolitej) oraz na 7 miejsce wśród miast, które najwięcej inwestują; realizowane projekty komunalne w mieście kosztują ponad miliard zł[413]
  - w lipcu Bydgoska Agencja Rozwoju Regionalnego i Polska Agencja Informacji i Inwestycji Zagranicznych podpisują umowę o współpracy, której celem jest budowanie inwestycyjnej oferty miasta Bydgoszczy[413]
  - 5 sierpnia otwarcie sklepu IKEA (270 miejsc pracy); na ul. Fordońskiej rozbudowany jest bezkolizyjny węzeł drogowy[413]
  - w sierpniu oddanie do użytku przedłużenia ul. Kieleckiej od Nowotoruńskiej do Chemicznej, sfinansowanego ze środków unijnych[413]
  - 13 sierpnia otwarcie zrewitalizowanego parku Jana Kochanowskiego wraz z odrestaurowaną rzeźbą Łuczniczki[413]
  - 10 września otwarcie nowej części Galerii Pomorskiej (40 sklepów, parking wielopoziomowy)[413]
  - we wrześniu w Bydgoszczy odbywa się XII Międzynarodowy Kongres Polskiego Towarzystwa Alergologicznego[413]
  - we wrześniu Szlak Wody, Przemysłu i Rzemiosła TeH2O w Bydgoszczy zdobywa pierwszą nagrodę w konkursie „Zrównoważonej Turystyki Kulturowej”[413]
  - 6 października wyjazdowe posiedzenie rządu RP w Bydgoszczy w Bibliotece Uniwersytetu Kazimierza Wielkiego[413]
  - w Bydgoszczy powstaje kujawsko-pomorska delegatura Centralnego Biuro Antykorupcyjnego[413]
  - 10 października oddanie do użytku przebudowanego dworca kolejowego Bydgoszcz Główna, z odrestaurowanym dworcem wyspowym z 1861 roku oraz nowym terminalem zewnętrznym (197 mln zł)[413]
  - 12 października podpisanie umowy na zaprojektowanie i budowę drogi ekspresowej S5 na całym kujawsko-pomorskim odcinku, w tym północno-zachodniej obwodnicy Bydgoszczy (koszt 2,5 mld zł)[413]
  - 15 października otwarcie z udziałem prezydenta RP Andrzeja Dudy rozbudowanej części Szpitala Uniwersyteckiego nr 1 (Klinika Psychiatrii, Geriatrii, Dermatologii, Chorób Przenoszonych Drogą Płciową i Immunodermatologii oraz Zakład Medycyny Paliatywnej)[413]
  - w październiku powstaje koncepcja zagospodarowania Młynów Rothera na Centrum Innowacyjnej Edukacji, w tym „Ogrody wody”[413]
  - w październiku otwarcie Bydgoskiego Centrum Targowo-Wystawienniczego w Myślęcinku (17 tys. m², 52 mln zł)[413]
  - 4 listopada otwarcie obiektów II etapu Centrum Edukacji Kultury Fizycznej i Sportu Uniwersytetu Kazimierza Wielkiego przy stadionie Polonii[413]
  - w listopadzie w należącym do PGE Zespole Elektrociepłowni Bydgoszcz rozruch instalacji odsiarczania spalin (61 mln zł), co 7-krotnie obniża emisję tlenków siarki[413]
  - w listopadzie otwarcie największego w regionie Centrum Handlowego Zielone Arkady (115 tys. m², 3-poziomowa galeria handlowo-rozrywkowa z 200 butikami, 6-kondygnacyjny parking)[454]
  - w listopadzie oddanie do użytku budowanego od 2013 Zakładu Termicznego Przekształcania Odpadów Komunalnych na terenie Bydgoskiego Parku Przemysłowo-Technologicznego (moc cieplna 27,7 MW, moc elektryczna 9,2 MW, koszt 522 mln zł, z czego 255 mln z UE)[413]
  - w grudniu UEFA podaje, że Bydgoszcz będzie jednym z 6 miast gospodarzy Mistrzostw Europy U-21 w Piłce Nożnej 2017 (obok Gdyni, Kielc, Krakowa, Lublina i Tychów)[413]
  - w grudniu rozpoczęcie budowy nowej siedziby Kujawsko-Pomorskiego Oddziału Narodowego Funduszu Zdrowia na Wyżynach (17 mln zł)[413]
  - w grudniu w parku rozrywki Leśnego Parku Kultury i Wypoczynku powstaje „dom do góry nogami”[413]
  - w ramach programu „Radosna szkoła” w Bydgoszczy powstaje 43 nowoczesnych placów zabaw dla dzieci szkół podstawowych[413]
  - Exploseum w Bydgoszczy zostaje włączone do Europejskiego Szlaku Dziedzictwa Przemysłowego, zyskując rangę tzw. punktu kotwicznego, jednego z 6 w Polsce i 77 w Europie[455]
  - kończy się rewitalizacja śluzy Miejskiej i jazu farnego (18 mln zł)[413]
  - rozwój bydgoskich spółek Polskiego Holdingu Obronnego: w Wojskowych Zakładach Lotniczych powstaje hala umożliwiająca naprawy samolotów wojskowych Lockheed C-130 Hercules i pasażerskich Boeing 767, Boeing 737, Airbus A320, zaś Nitrochem otrzymuje 30 mln zł na uporządkowanie gospodarki wodno-ściekowej; trwa modernizacja Muzeum Wojsk Lądowych (3 mln zł)[413]
  - w Bydgoskim Parku Przemysłowo-Technologicznym działa 61 firm, które zajmują 105 ha terenu i zatrudniają 2,2 tys. osób; nowymi inwestycjami są m.in.: centrum dystrybucyjne Lidl (hala 46 tys. m², 130 śluz przeładunkowych, 200 osób obsługi), Airon Investment (6 tys. m²), Doka (2 tys. m²), Baumat (8,7 tys. m²)[413]
  - w bydgoskich centrach usług wspólnych pracuje 5 tys. osób; działają 24 podmioty nowoczesnych usług dla biznesu, z czego 14 to firmy z kapitałem polskim; 55% pracowników tych usług pracuje w centrach IT[413]

- 2016

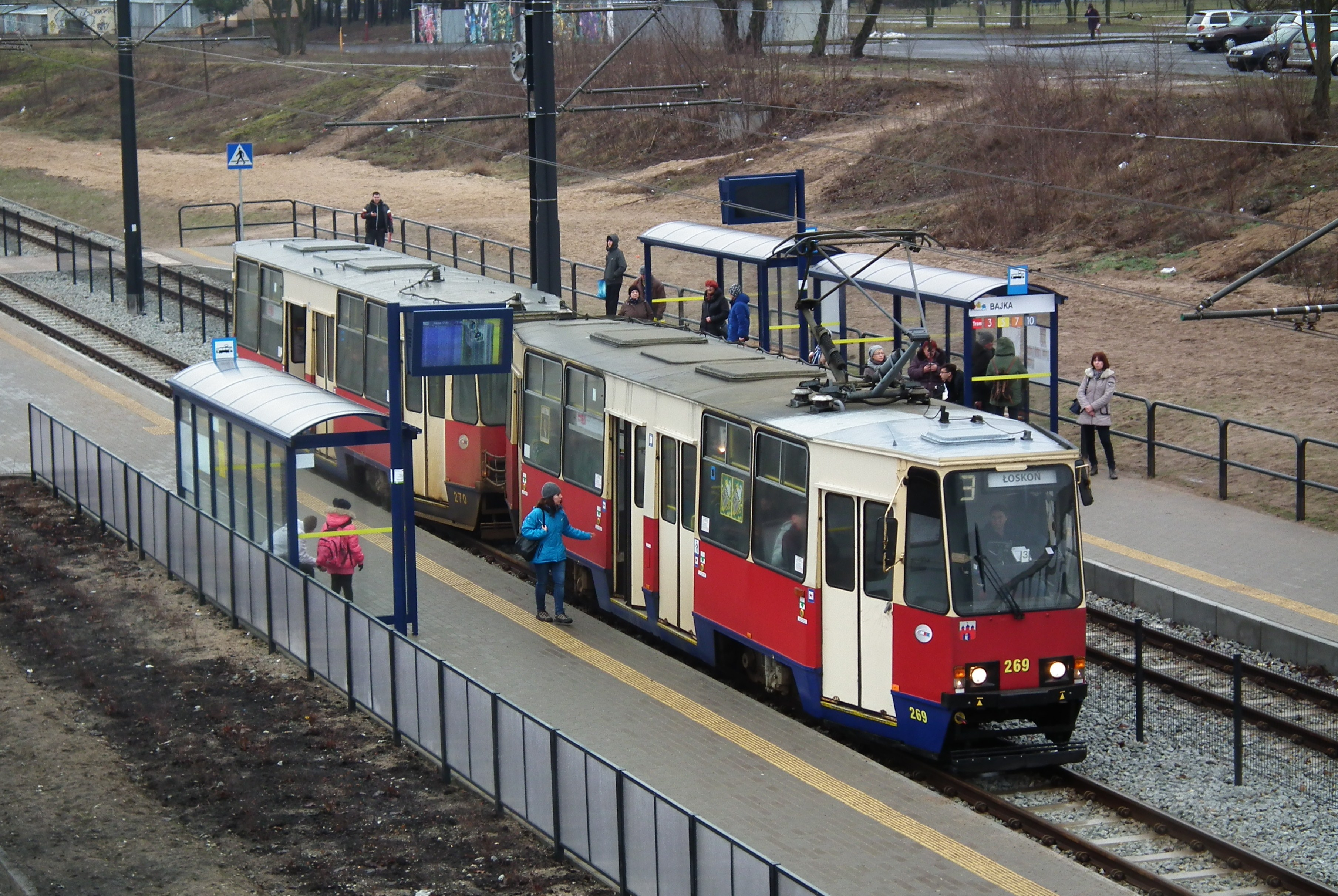
Tramwaj do Fordonu (2016)

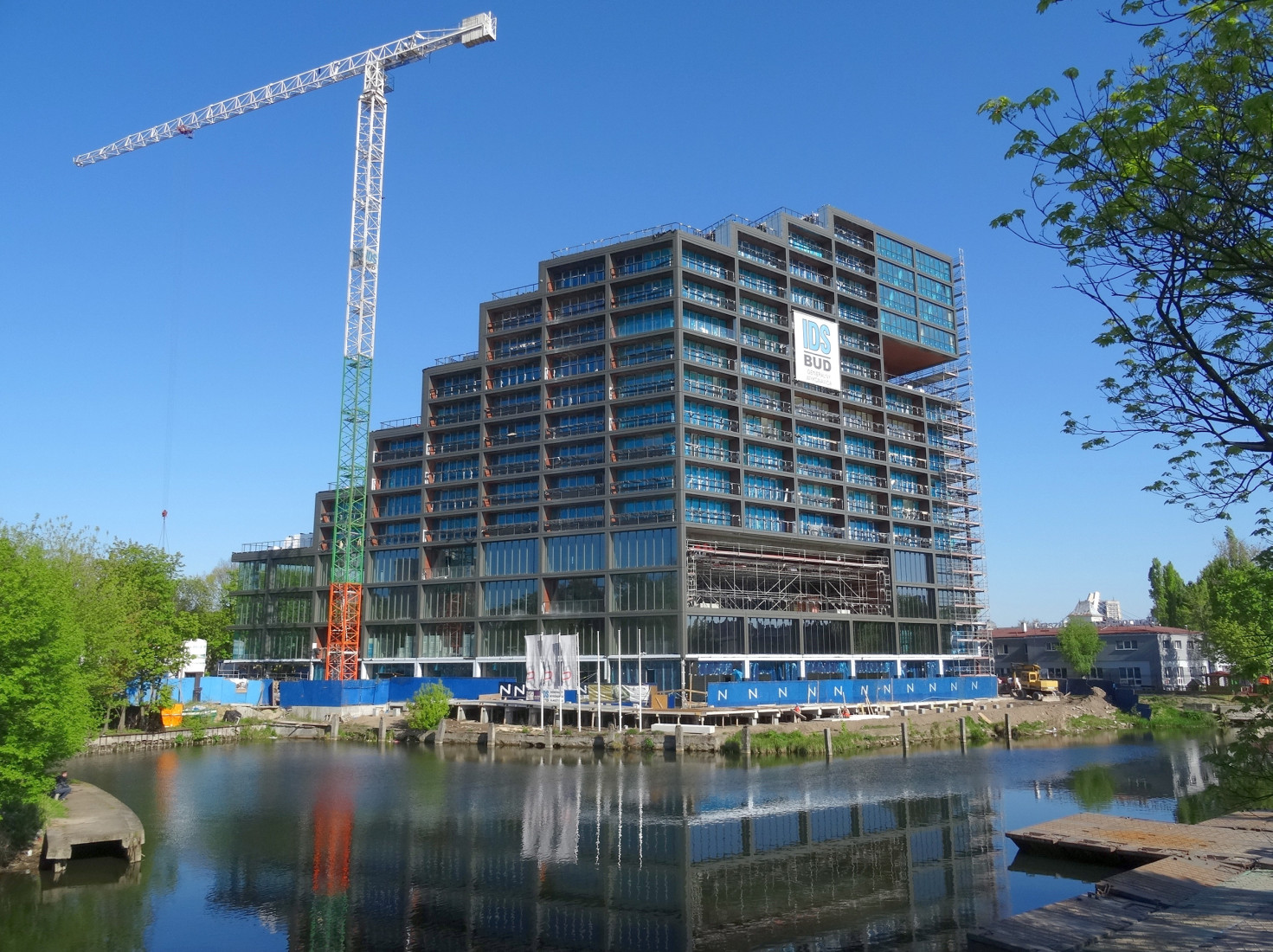
Apartamentowiec Nordic Haven (2016)

  - 1 stycznia zmienia się przebieg dróg krajowych i wojewódzkich na terenie Bydgoszczy: droga krajowa nr 80 jest przeniesiona na trasę W-Z, a drogą wojewódzką staje się Trasa Uniwersytecka[413]
  - 16 stycznia otwarcie linii tramwajowej do Fordonu (9,5 km) z estakadą (530 m) i węzłem przesiadkowym Bydgoszcz Wschód (koszt 290 mln zł, z czego 209 mln z UE, a 109 mln na zakup 12 tramwajów Pesa Swing)[413]
  - w styczniu starania w celu powołania w Bydgoskiego Uniwersytetu Medycznego im. Ludwika Rydygiera na bazie Collegium Medicum UMK; pod obywatelskim projektem podpisuje się 160 tys. osób[25]
  - 5 lutego na corocznej gali sektora nowoczesnych usług dla biznesu BPO/SSC, Bydgoszcz otrzymuje nagrodę dla najlepszego miasta w Polsce w kategorii nowych lokalizacji dla centrów usług wspólnych[413]
  - 26 lutego 19 gmin wyraża chęć do współtworzenia z Bydgoszczą związku metropolitalnego (620 tys. mieszkańców); we wrześniu powstaje Stowarzyszenie Metropolia Bydgoszcz[413]
  - w lutym szpital MSW w Bydgoszczy wygrywa ranking szpitali publicznych Gazety Prawnej[413]
  - 1 marca otwarcie Konsulatu Honorowego  Słowacji[456], a 16 marca ponowne otwarcie zawieszonego na kilka lat Konsulatu Honorowego  Ukrainy[457]
  - 9 lutego powstaje marka promocyjna „Aktywna Bydgoszcz” www, która przyznawana jest imprezom masowym o największej popularności, m.in. Bydgoszcz Triatlon, Terenowa Masakra, Triathlon Polska, Półmaraton Bydgoski, biegi przełajowe i charytatywne[413]
  - w lutym rozpoczęcie wieloletniego programu przebudowy ulic gruntowych w oparciu o cykliczną analizę sześciu kryteriów wyboru[413]
  - Bydgoszcz w ramach konsorcjum projektowego EMMA (20 instytucji z Niemiec, Szwecji, Polski, Litwy i Finlandii) opracowuje studium lokalizacji portu multimodalnego na Wiśle i koncepcję utworzenia Europejskiego Centrum Rewitalizacji Śródlądowych Dróg Wodnych[413]
  - 26 lutego Miejskie Wodociągi i Kanalizacja przekazuje pod inwestycje przemysłowe 135 ha terenów na osiedlach Kapuściska i Czersko Polskie; powstają nowe biurowce: przy pl. Kościeleckich (Immobile K3), al. Kazimierza Wielkiego, rondzie Fordońskim (Arkada Business Park); w Biznes Parku na Okolu 7-kondygnacyjny biurowiec „Eta”[413], zaś na terenie Bydgoskiego Parku Przemysłowo-Technologicznego biurowiec „Idea Przestrzeń Biznesu”, który mieści m.in. inkubator przedsiębiorczości[413]; na terenie miasta powstają także centra logistyczne: Panattoni Europe, P3 Logistic Parks, Waimea Holding oraz centrum dystrybucyjne Carrefour[413]
  - 11 marca agencja Fitch Ratings podnosi rating kredytowy Bydgoszczy z BBB do BBB+ oraz krajowy rating długoterminowy z A(pol) do A+(pol)[413]; od 2014 dochody własne Bydgoszczy na mieszkańca wzrastają o 14%, co daje 6 miejsce w kraju wśród miast o największej dynamice wzrostu[413]
  - 23 marca oddanie do użytku Innowacyjnego Forum Medycznego (35 mln zł), a 16 czerwca Polikliniki Centrum Onkologii im. prof. Franciszka Łukaszczyka w Bydgoszczy (24 mln zł)[413]
  - 31 marca otwarcie linii produkcyjnej biosurfaktantów Boruta-Zachem (innowacyjnej w skali światowej)[413]
  - 1–3 kwietnia w hali Łuczniczka odbywają się Mistrzostwa Świata w Karate Shotokan z udziałem 1852 zawodników ze 117 klubów i 37 państw oraz 450 zawodników polskich z 45 klubów[458]
  - 12 kwietnia Szlak Wody, Przemysłu i Rzemiosła TeH2O w Bydgoszczy otrzymuje nominację World Travel Awards w kategorii Europejski Wiodący Projekt Rozwoju Turystyki[459]; Bydgoszcz po raz kolejny znajduje się w dziesiątce najlepszych celów podróży w Polsce wg światowego portalu TripAdvisor opartego na rekomendacjach turystów[413]
  - 20 kwietnia otwarcie w kompleksie przy ul. Szubińskiej Jednostki Integracji Sił Sojuszu Północnoatlantyckiego (NATO Force Integration Unit, NFIU) jako elementu tzw. szpicy NATO[413]
  - 26 kwietnia otwarcie zmodernizowanych przystanków kolejowych: Bydgoszcz Leśna, Bydgoszcz Bielawy, Bydgoszcz Błonie[413]
  - w kwietniu rozpoczęcie rozbiórki dawnego lodowiska „Torbyd”[460]; przy hali Łuczniczka powstaje nowe kryte lodowisko[413]
  - 28 kwietnia otwarcie Centrum Innowacyjnych Wdrożeń na terenie Uniwersytetu Technologiczno-Przyrodniczego[461]; uczelnia wznosi również Bydgoski Akcelerator Interdyscyplinarnych Rozwiązań Inżynierskich
  - 15 maja odsłonięcie w parku Kazimierza Wielkiego ławeczki prof. Zygmunta Mackiewicza, inicjatora odbudowy fontanny Potop[413]
  - 20 maja Wojskowe Zakłady Lotnicze nr 2 w Bydgoszczy nawiązują współpracę biznesową z koncernem Boeing z USA[413]
  - 1 czerwca objęcie zasięgiem bydgoskiej komunikacji publicznej Jarużyna, Strzelec Dolnych i Górnych[413]
  - 16 czerwca inauguracja rejsowego połączenia lotniczego Bydgoszcz-Rzym (Mistral Air), z kolei połączenie Bydgoszcz-Frankfurt nad Menem (Lufthansa) obsługują duże samoloty Airbus A319, A321 oraz Boeing 737[413]
  - w lipcu udostępnienie toru regatowego dla rekreacji; w przystani Klubu Sportów Wodnych Bydgoszcz Brdyujście przy ul. Witebskiej 2 można wypożyczać rowery wodne[413]
  - 19–24 lipca Mistrzostwa Świata Juniorów w Lekkoatletyce 2016 na stadionie Zawiszy z udziałem 141 reprezentacji narodowych, 3 tys. zawodników, trenerów, dziennikarzy i członków obsługi; transmisje na żywo ogląda 100 mln widzów na świecie[413]
  -  Letnie Igrzyska Olimpijskie 2016 w Rio de Janeiro – bydgoskie wioślarki Magdalena Fularczyk-Kozłowska i Natalia Madaj zdobywają złoty medal w dwójce podwójnej, wioślarka Monika Ciaciuch brązowy medal w czwórce podwójnej, a kajakarka Beata Mikołajczyk brązowy medal w K-2 500 m; w igrzyskach bierze udział 20 zawodników z Bydgoszczy, którzy stanowią m.in. połowę składu kadry narodowej wioślarzy[413]
  - w sierpniu oddanie do użytku najwyższego w Bydgoszczy budynku mieszkalno-biurowego Nordic Haven (55 m); rozpoczęcie budowy 20-kondygnacyjnego apartamentowca River Tower (65 m); w fazie projektowej Nordic Astrum (55 m) – wszystkie budynki wznoszone na brzegach Brdy[413]
  - 14 września otwarcie Akademickich Mistrzostw Świata w Strzelectwie Sportowym[413]

- 2017
  - 17–23 czerwca Bydgoszcz jednym z 7 miast-gospodarzy Mistrzostw Europy U-21 w Piłce Nożnej 2017; na stadionie im. Zdzisława Krzyszkowiaka rozegrano 3 mecze grupy B: Portugalia U-21  –  Serbia U-21 (2:0), Serbia U-21  –  Macedonia Północna U-21 (2:2) i Serbia U-21  –  Hiszpania U-21 (1:0)[462]
  - 13–16 lipca w Bydgoszczy odbyły się Młodzieżowe mistrzostwa Europy w lekkoatletyce z udziałem 1093 zawodników z 43 reprezentacji narodowych (w tym 64 Polaków); mistrzostwa transmitowano na żywo w TVP Sport, serwisie European Athletics oraz relacjonowano w Programie 1 Polskiego Radia oraz telewizjach europejskich[463].
  - 21 lipca w nowelizacji Prawa Wodnego Bydgoszcz została siedzibą nowego Regionalnego Zarządu Gospodarki Wodnej, który zarządzać ma m.in. dorzeczem Noteci wraz z Kanałem Bydgoskim[464]
- 2018
- 5 stycznia Otwarcie Lodowiska „Torbyd”[465]